# قائمة إصدارات الطوابع البريدية في الشارقة (1968)
أدارت المملكة المتحدة العلاقات الخارجية لإمارات الساحل المتصالح نتيجة لمعاهدة «الاتفاقية الحصرية» لعام 1892، بما في ذلك إدارة البريد والبرق - حيث تكن هذه الإمارات منتمية للاتحاد البريدي العالمي. افتتحت حكومة الهند أول مكتب بريد في دبي في عام 1941. وفي عام 1948، وتولت إدارته وتشغيله الوكالات البريدية البريطانية في شرق شبه الجزيرة العربية، وهي شركة تابعة لمكتب البريد العام. كانت الطوابع في ذلك الوقت عبارة عن طوابع بريطانية مقابل رسوم إضافية بقيمة الروبية، حتى عام 1959، حيث أصدرت مجموعة من طوابع بريدية تحمل اسم «الإمارات المتصالحة» من دبي.
في عام 1963، تنازلت المملكة المتحدة عن مسؤوليتها عن الأنظمة البريدية في الإمارات المتصالحة إلى حكام الإمارات المتصالحة. لذا أصدرت إمارة الشارقة أول طوابعها البريدية في سنة 1963.
الكثير من الطوابع التي أصدرت في إمارة الشارقة تصنف ضمن طوابع الكثبان الرملية. طبعت هذه الطوابع بكثرة في الستينيات وأوائل السبعينيات من القرن الماضي، وتكاد تكون عديمة القيمة اليوم.
وجد فينبار كيني وهو رجل أعمال أمريكي ومن هواة جمع الطوابع الفرصة لإنشاء عدد من الإصدارات من الطوابع التي تستهدف سوق جامعي الطوابع المربح. وقد أبرم في عام 1964 اتفاقات مع إمارات الخليج العربي لإصدار طوابع، ومن بينها إمارة الشارقة. حملت هذه الطوابع مصورا ذات ألوان وأشكال صارخة وليس لها صلة فعلية بالإمارات.
كان بيع الطوابع البريدية لفترة قصيرة تجارة مربحة للإمارات، حيث كان لمعظم الإمارات القليل من مصادر الدخل، باستثناء إمارة أبو ظبي، التي توفر فيها إنتاج النفط منذ عام 1965. ومع ذلك، انخفضت الإيرادات التي تصل إلى 70 ألف جنيه إسترليني للإمارات الأفقر إلى 30 ألف جنيه إسترليني مع التشبع الحتمي للسوق. شكل بيع الطوابع بحلول عام 1966 المصدر الرئيسي لدخل الإمارات المتصالحة الشمالية.
أدى انتشارها في النهاية إلى تقليل قيمتها، ولهذا السبب، فإن العديد من الكتالوجات الشعبية اليوم لا تدرجها حتى.
اتهم فينبار كيني بالتورط في قضية رشوة في الولايات المتحدة بسبب تعاملاته مع حكومة جزر كوك. انتهت ترتيبات فينبار كيني عندما توحدت الإمارات العربية المتحدة في ديسمبر 1971.
هذه قائمة إصدارات الطوابع البريدية في إمارة الشارقة لعام 1968:

## إصدارات دورة الألعاب الأولمبية الشتوية في غرونوبل، فرنسا

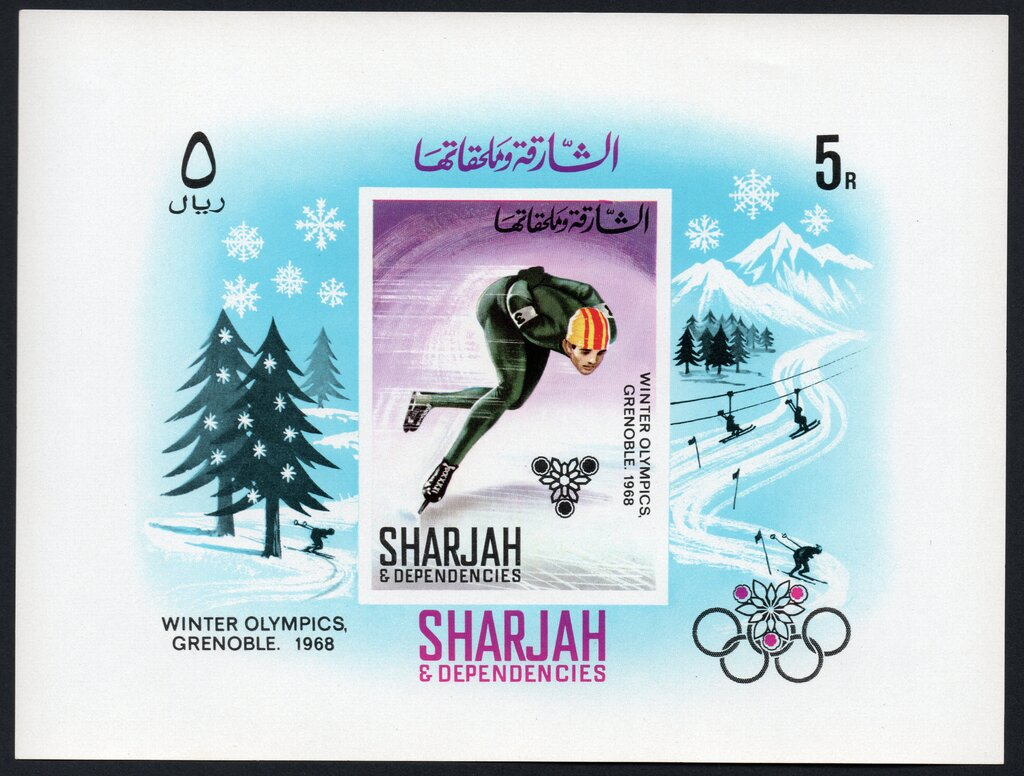
بطاقة بريدية بقيمة 5 ريالات.
رياضة التزلج سريع.

في 16 يناير 1968، أصدرت الطوابع التالية التي تحتفي بدورة الألعاب الأولمبية الشتوية والتي أقيمت للفترة 6 فبراير 1968 إلى 18 فبراير 1968 في غرونوبل، فرنسا.

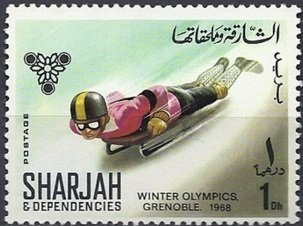
درهم واحد سباق الزلاجات الصدرية
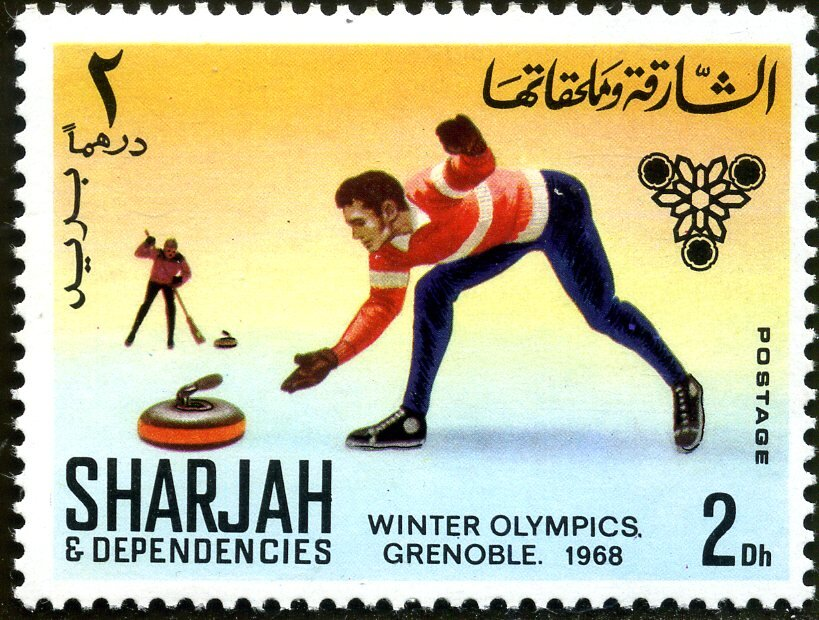
درهمين كرلنغ
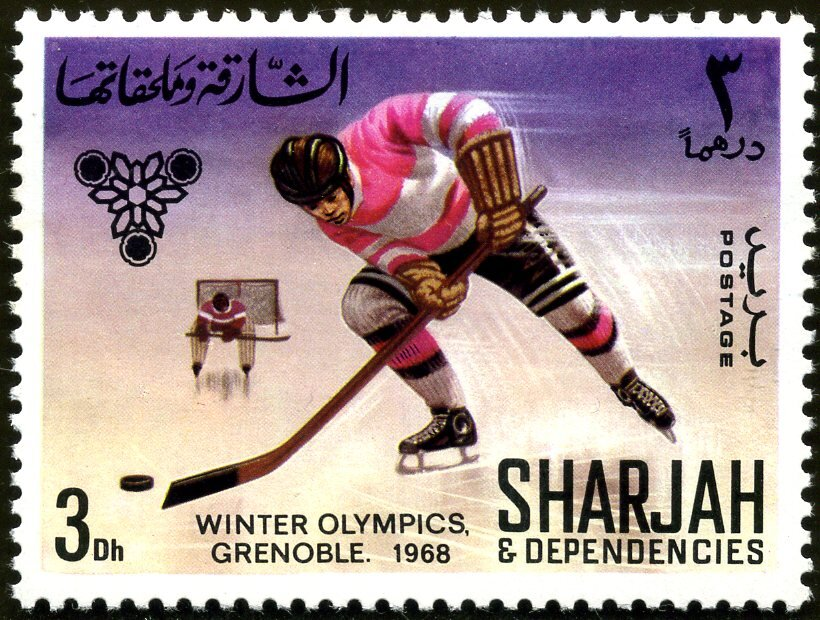
3 دراهم هوكي الجليد
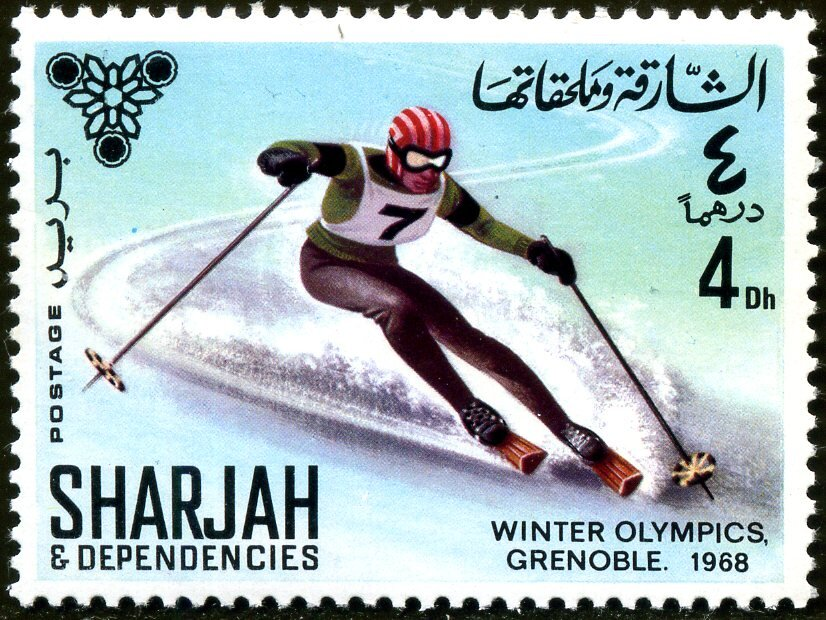
4 دراهم التزلج على الثلج
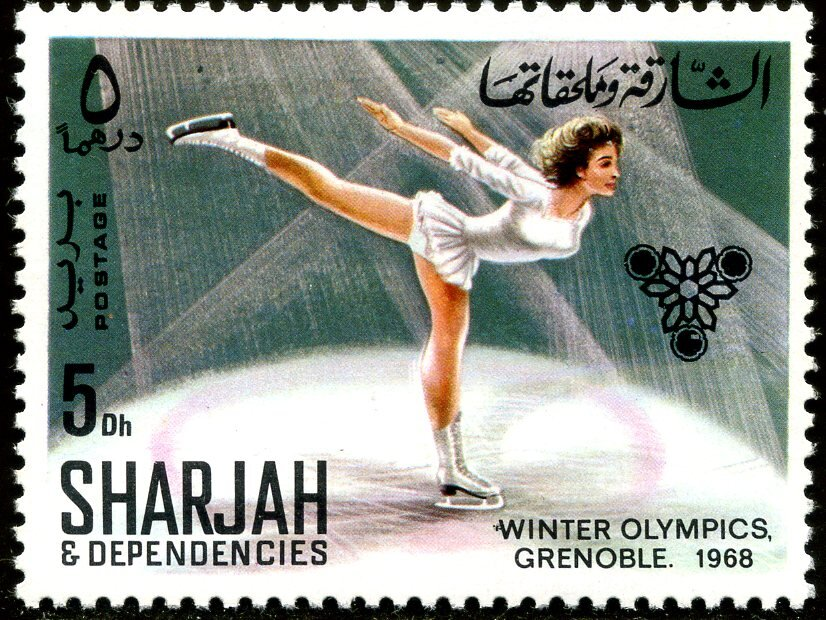
5 دراهم تزلج فني على الجليد

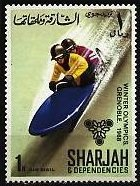
ريال واحد زلاجة بشخصين
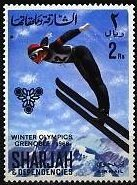
ريالان قفز تزلجي
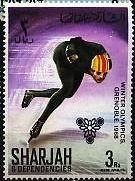
3 ريالات تزلج سريع

وهذه صورة أوراق صحيفة الطوابع:

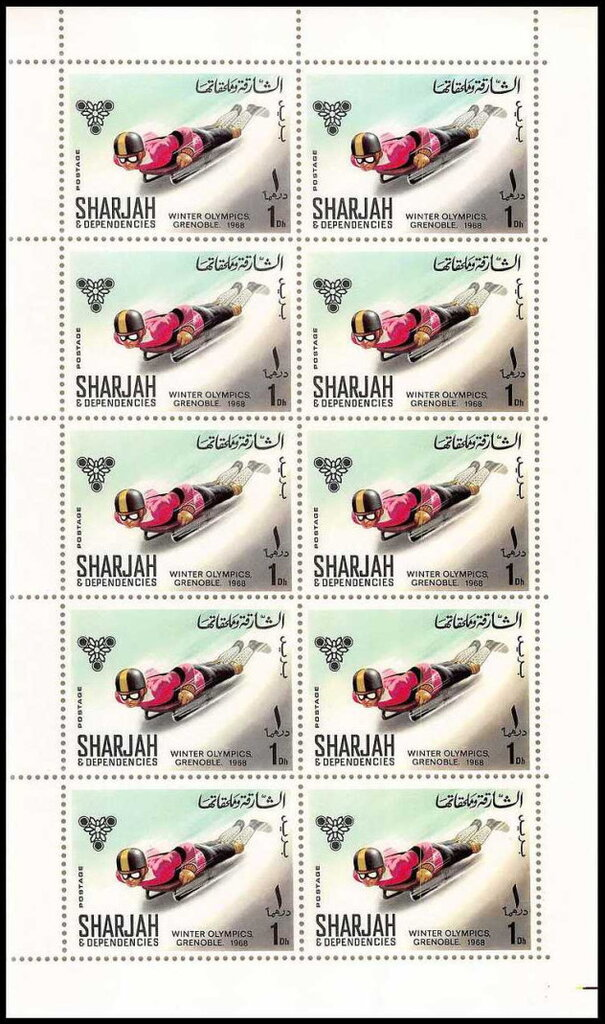
درهم واحد سباق الزلاجات الصدرية
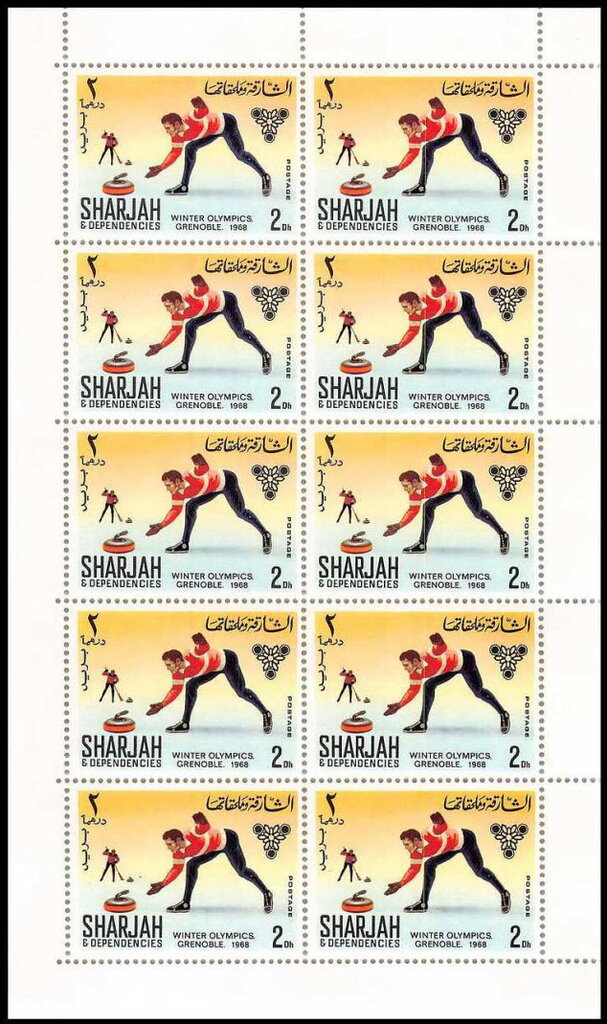
درهمين كرلنغ
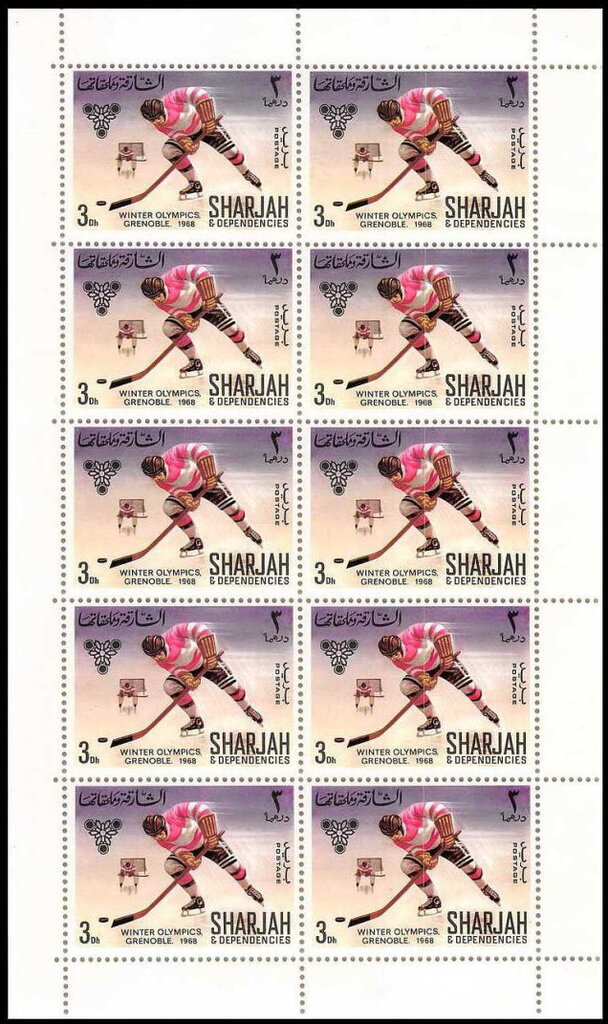
3 دراهم هوكي الجليد
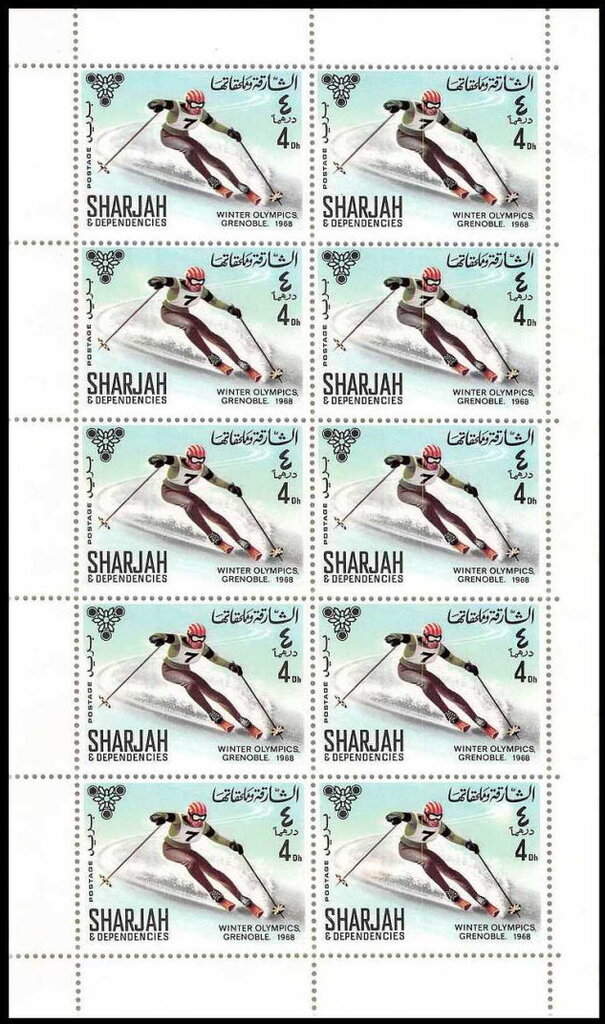
4 دراهم التزلج على الثلج
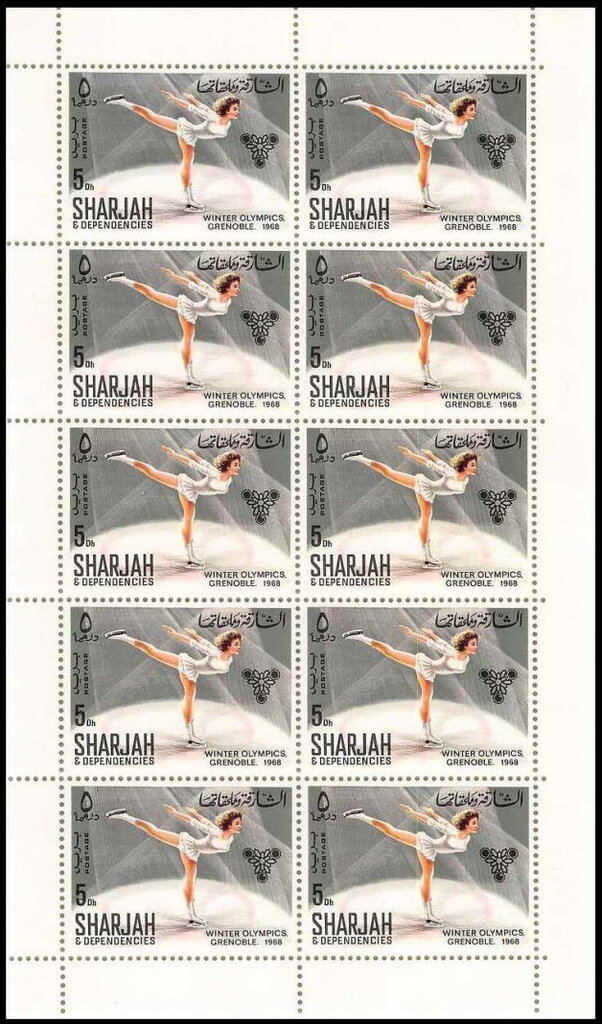
5 دراهم تزلج فني على الجليد

وكذلك أصدرت طوابع مخصصة للبريد الجوي:
- ريال واحد
زلاجة بشخصين
- ريالان
قفز تزلجي
- 3 ريالات
تزلج سريع

وهذه صورة أوراق صحيفة الطوابع المخصصة للبريد الجوي:

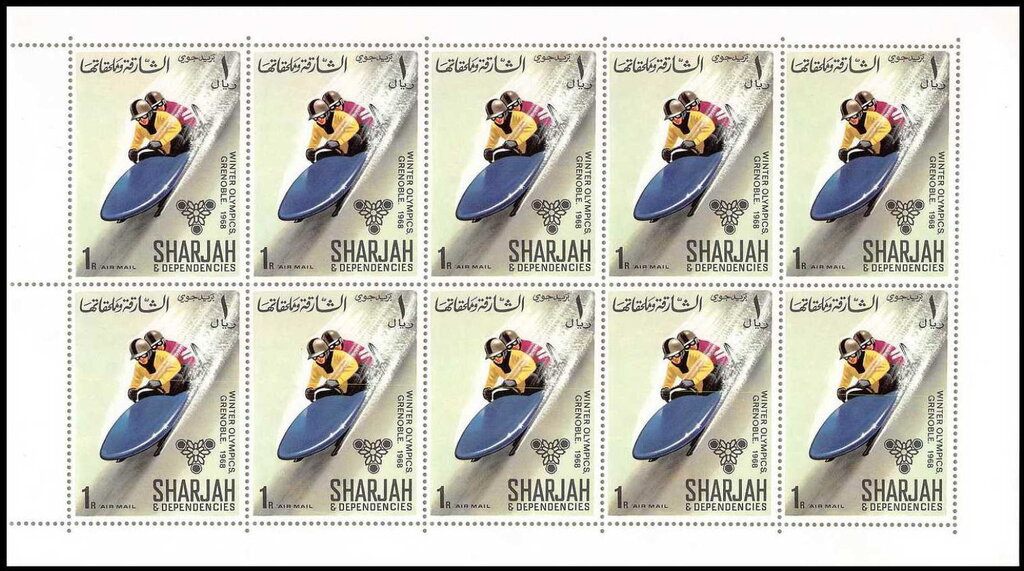
ريال واحد زلاجة بشخصين
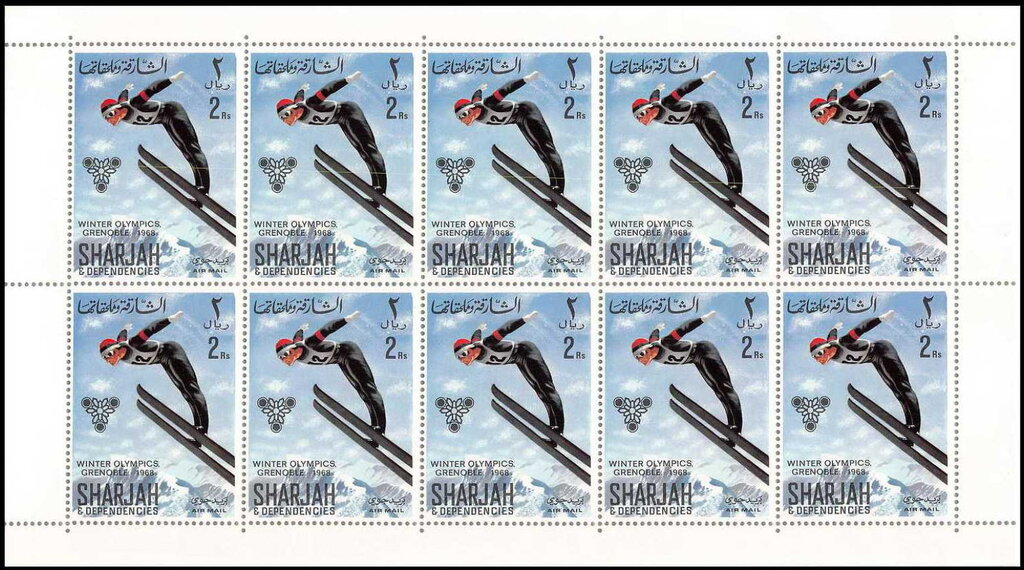
ريالان قفز تزلجي
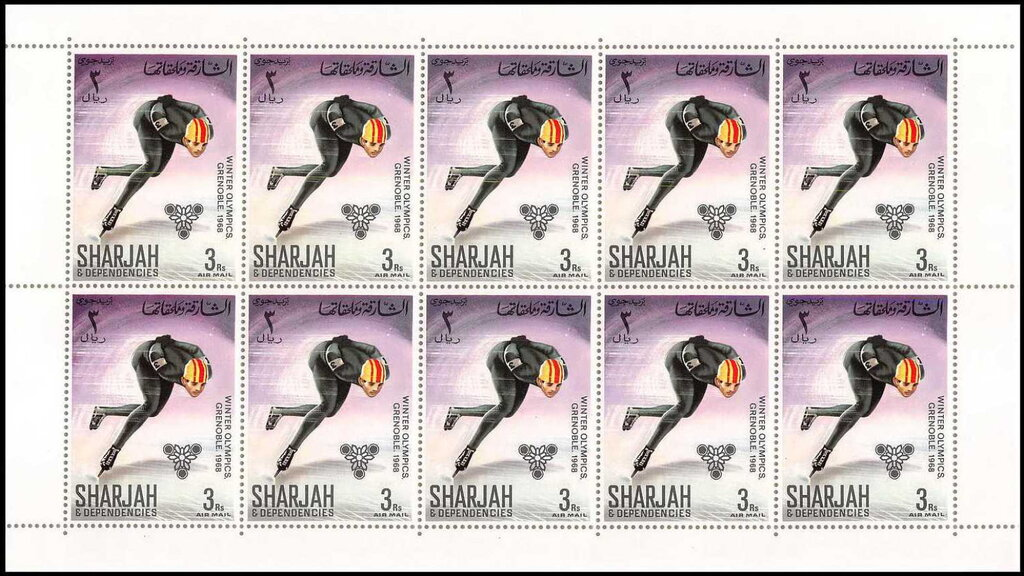
3 ريالات تزلج سريع

كما أصدرت منها نسخة طوابع غير مخرمة:

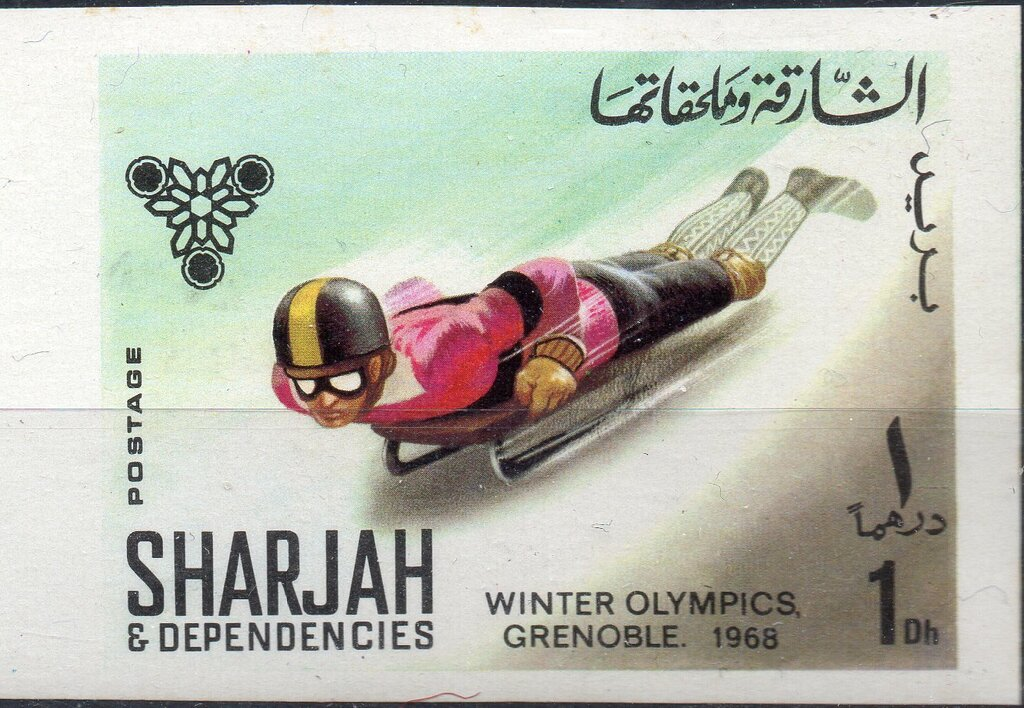
درهم واحد سباق الزلاجات الصدرية
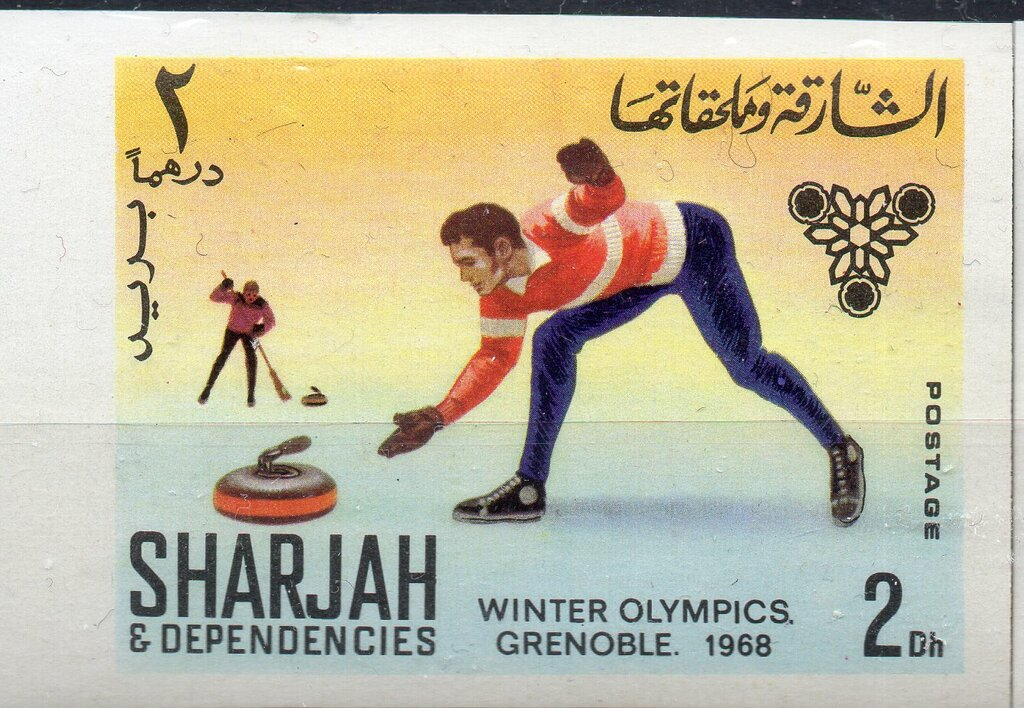
درهمين كرلنغ
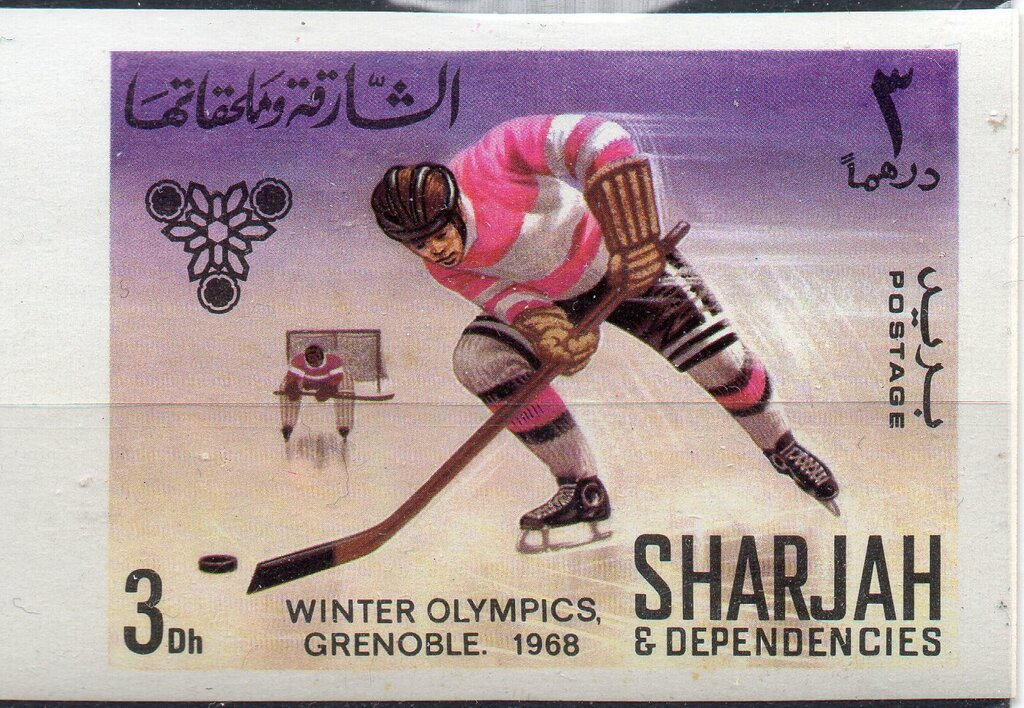
3 دراهم هوكي الجليد
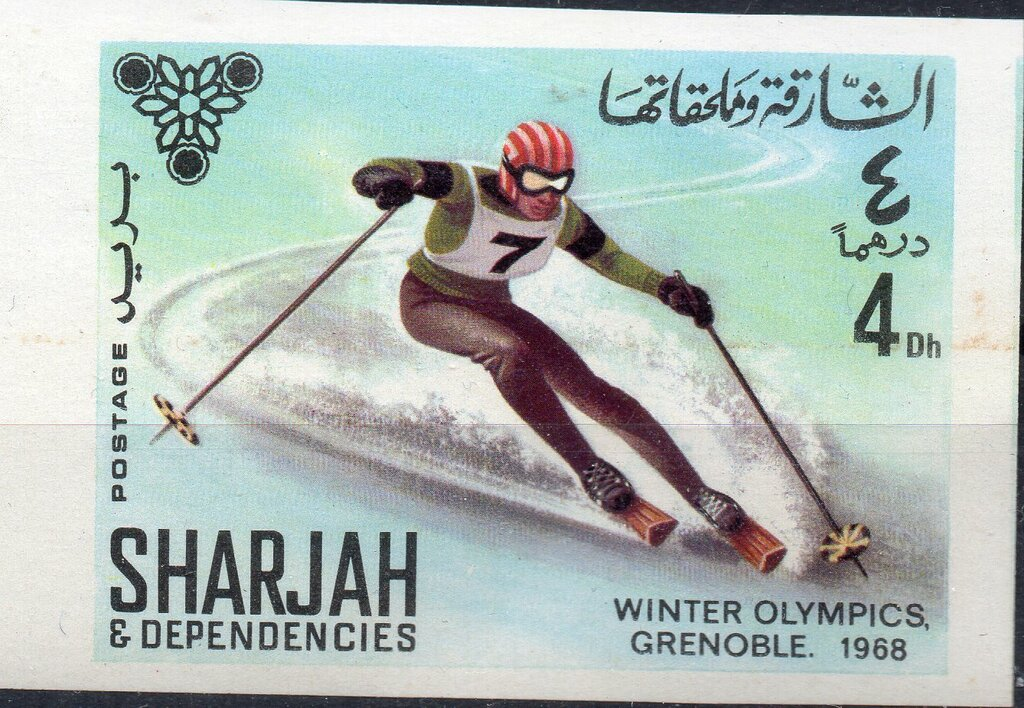
4 دراهم التزلج على الثلج
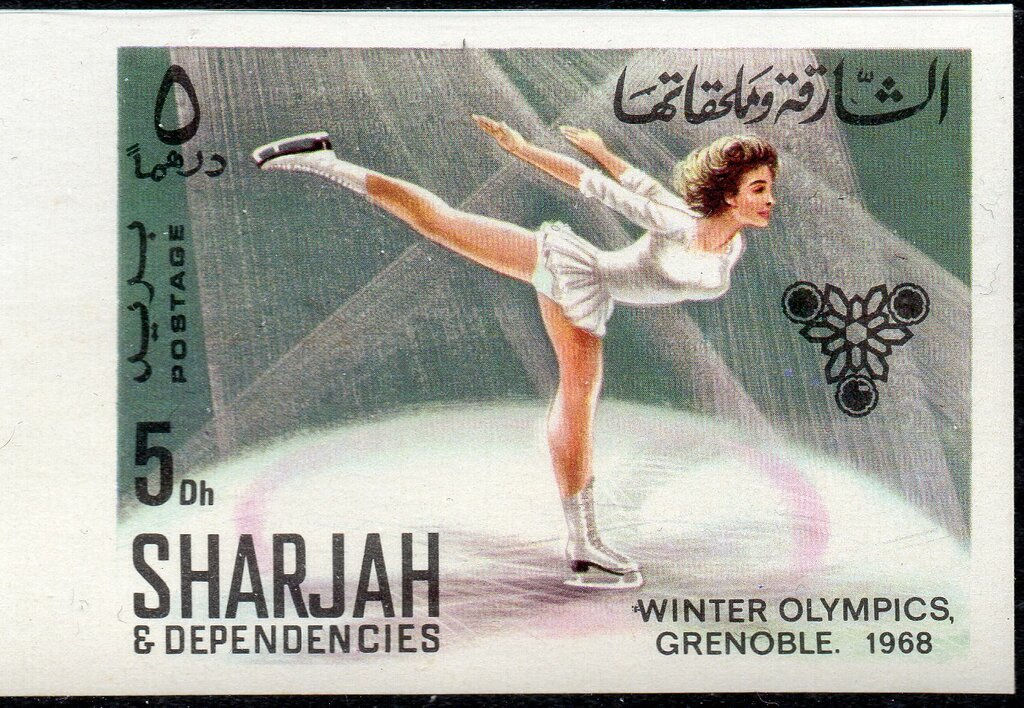
5 دراهم تزلج فني على الجليد

وأيضا طوابع غير مخرمة مخصصة للبريد الجوي:

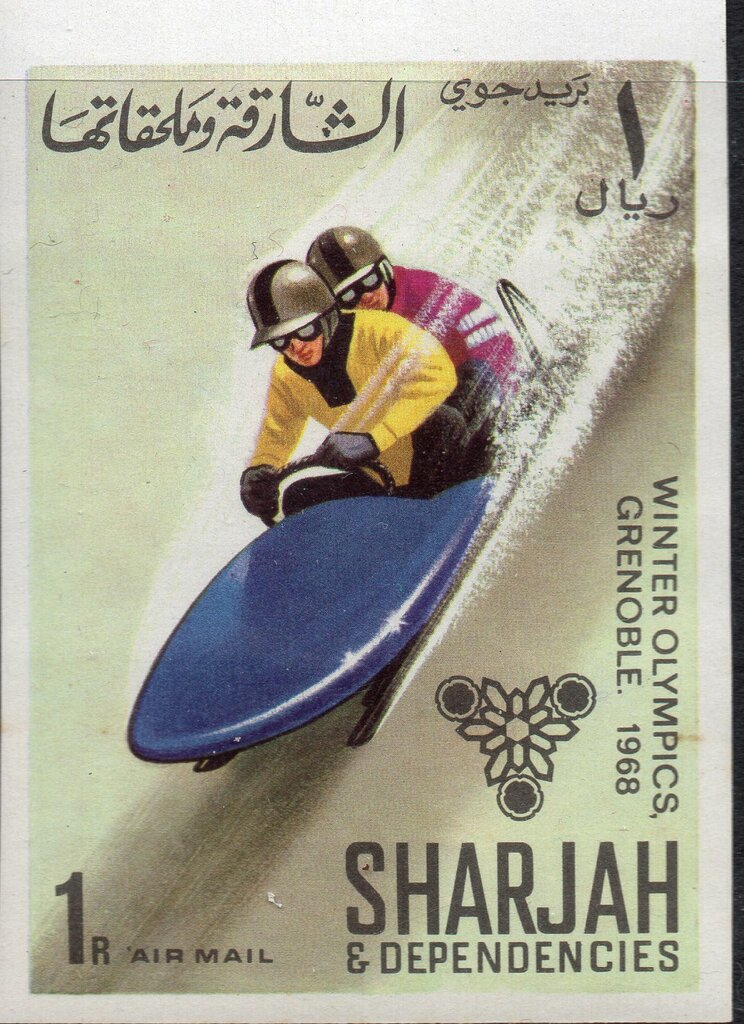
ريال واحد زلاجة بشخصين
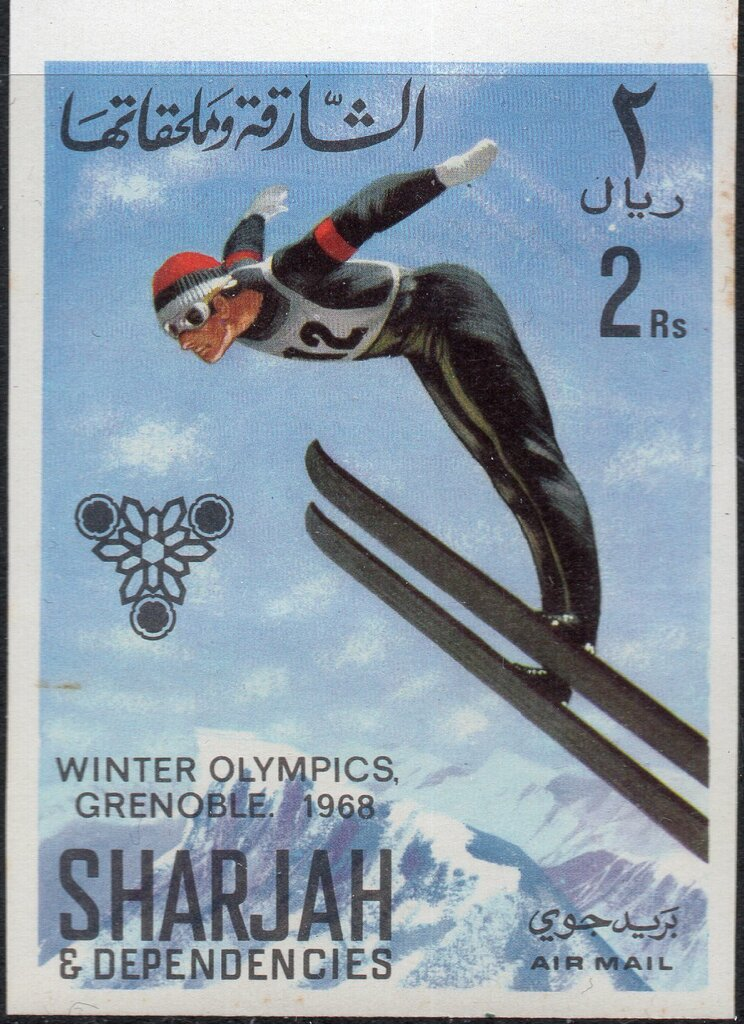
ريالان قفز تزلجي
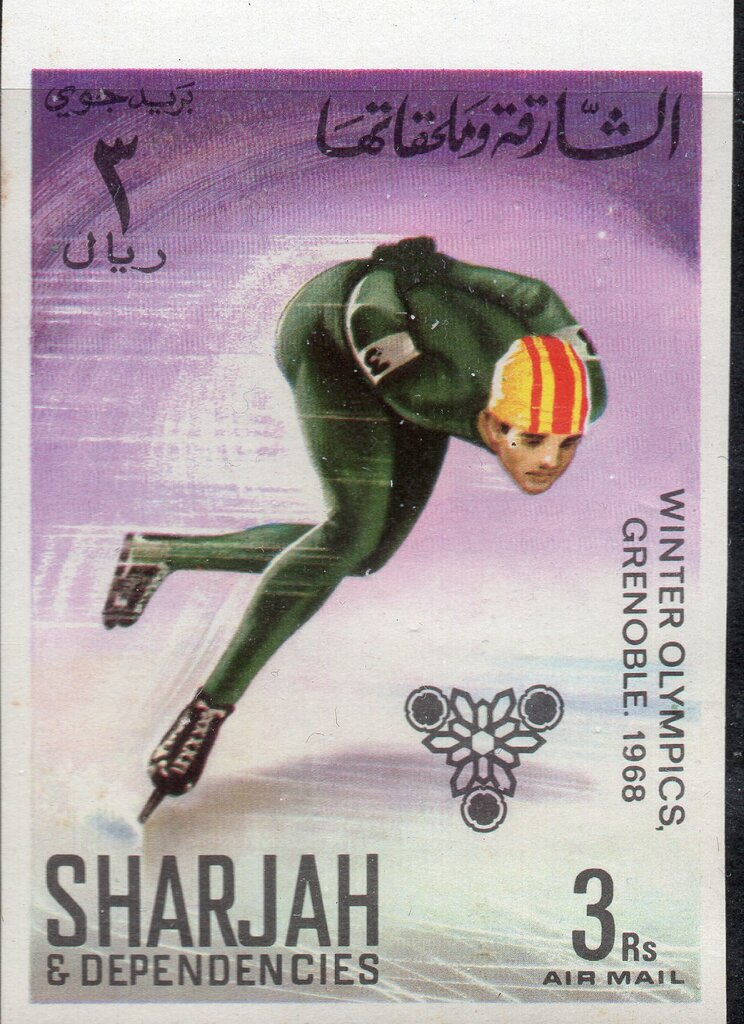
3 ريالات تزلج سريع

وكذلك أصدرت منها نسخة بطاقات بريدية:

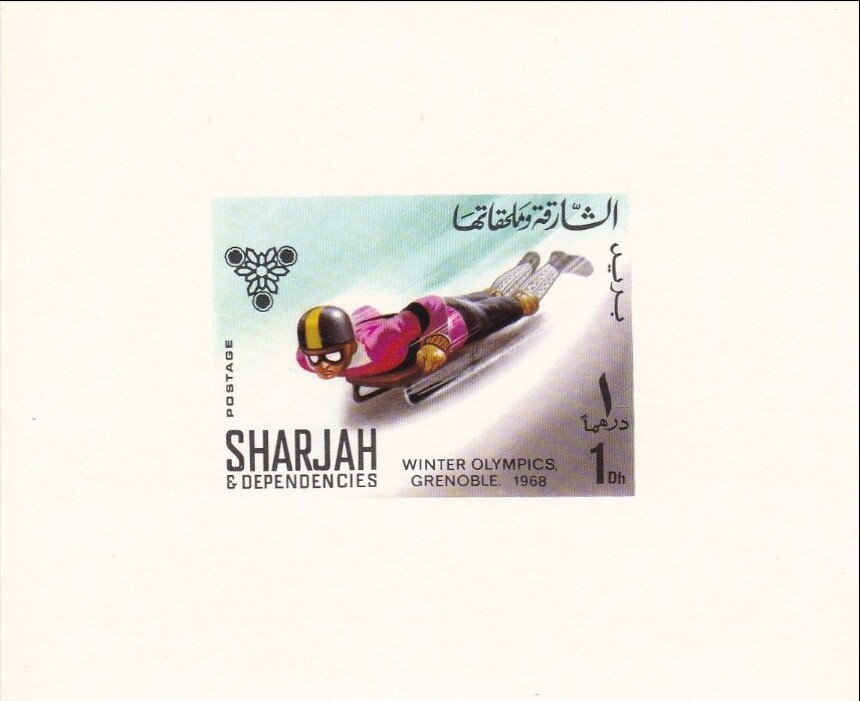
درهم واحد سباق الزلاجات الصدرية
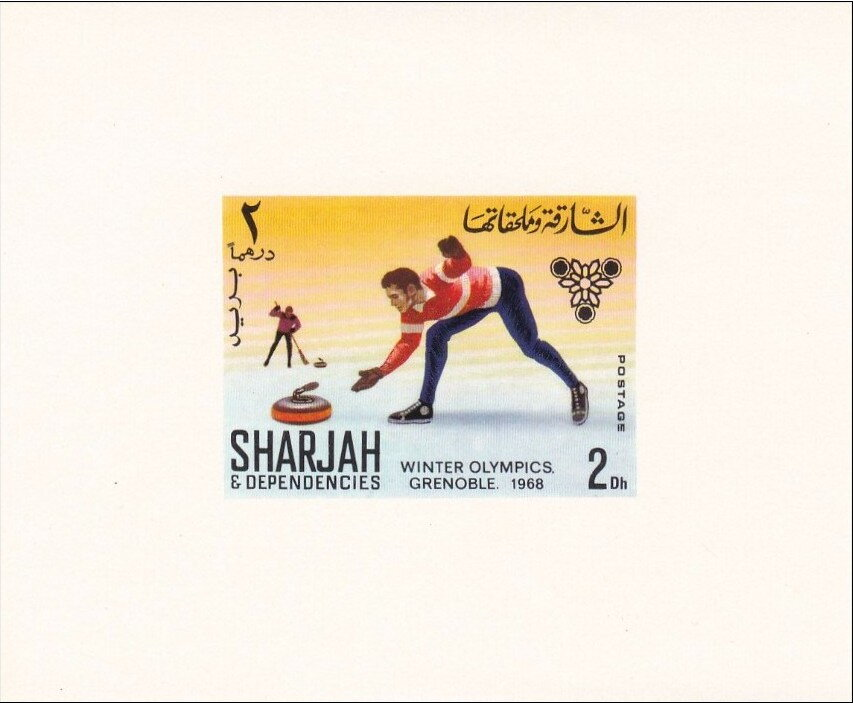
درهمين كرلنغ
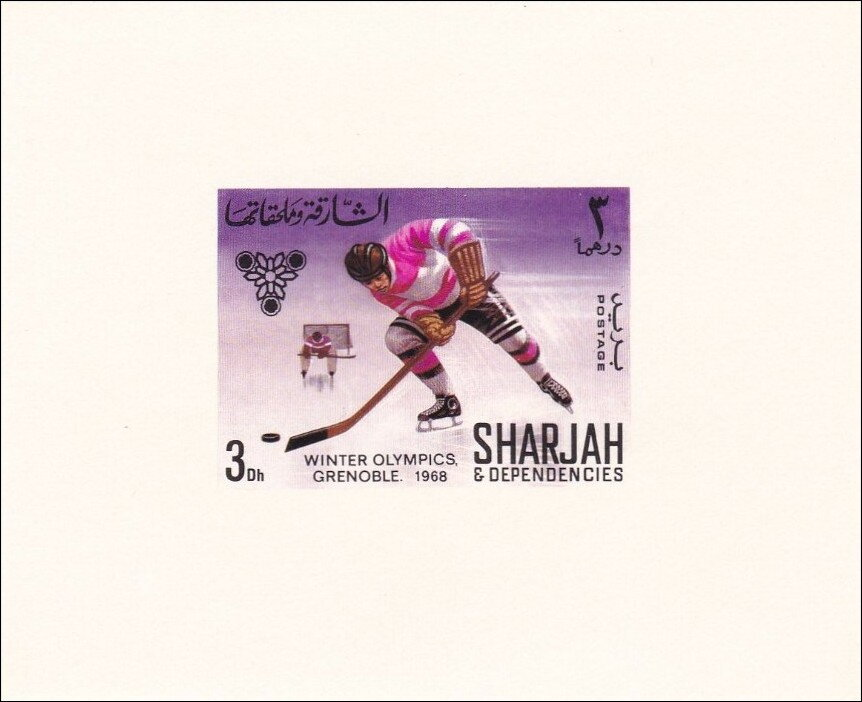
3 دراهم هوكي الجليد
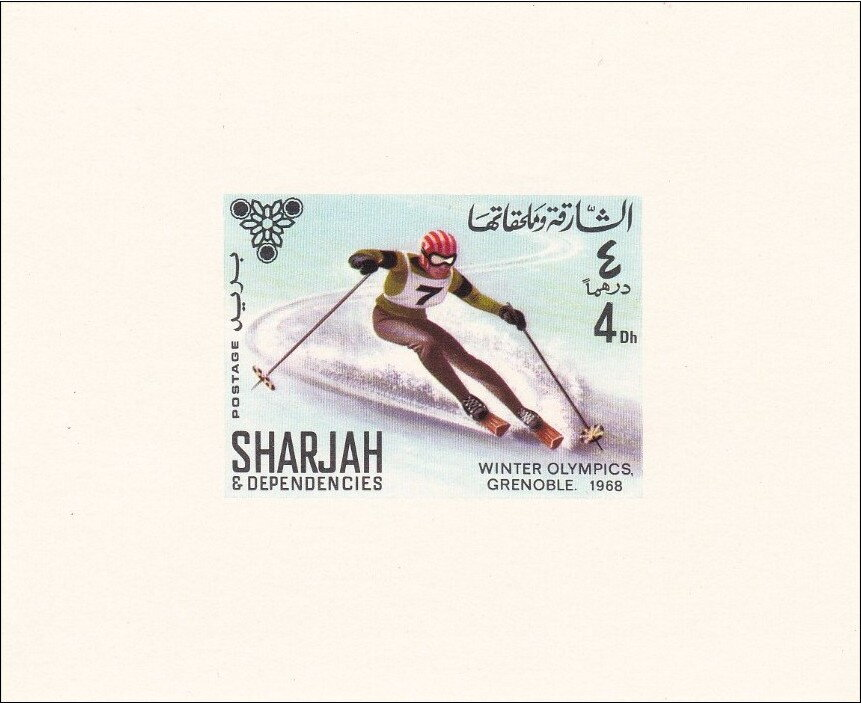
4 دراهم التزلج على الثلج
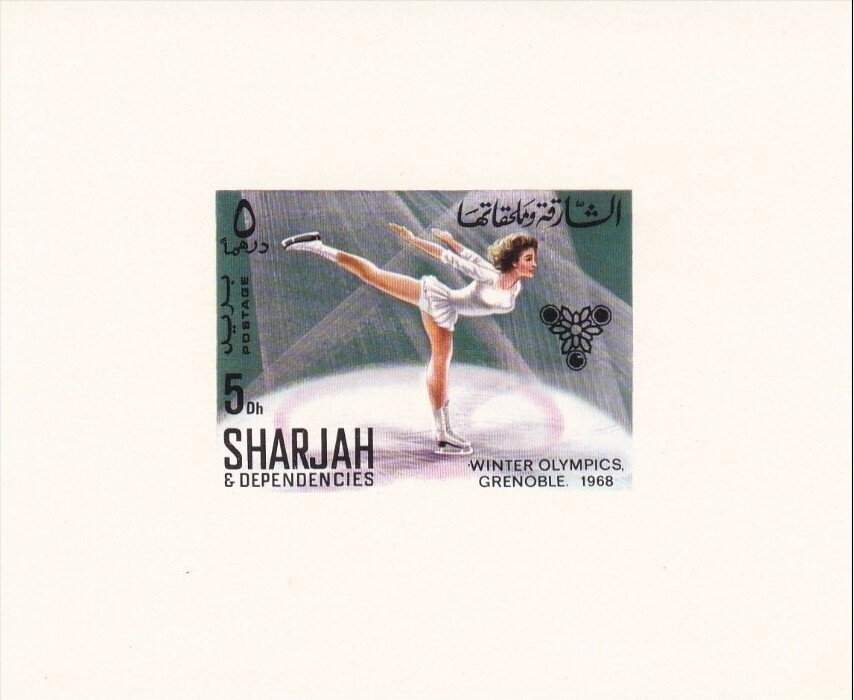
5 دراهم تزلج فني على الجليد

وكذلك نسخ البطاقات المخصصة للبريد الجوي:

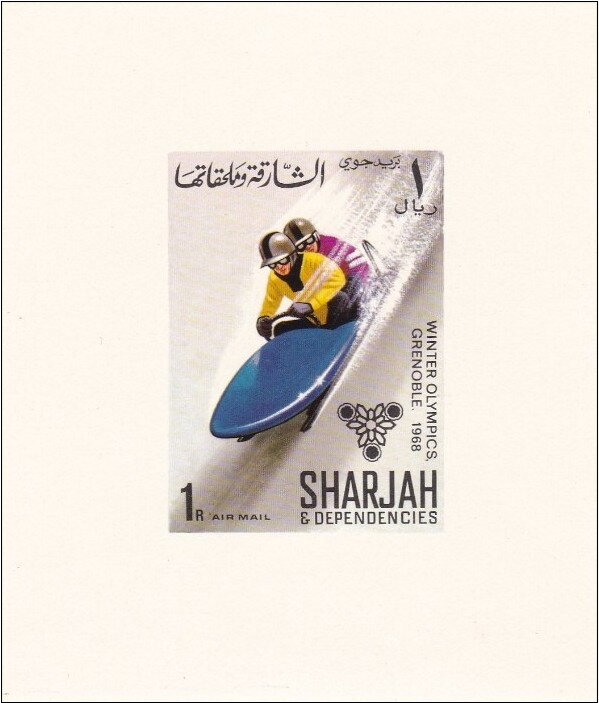
ريال واحد زلاجة بشخصين
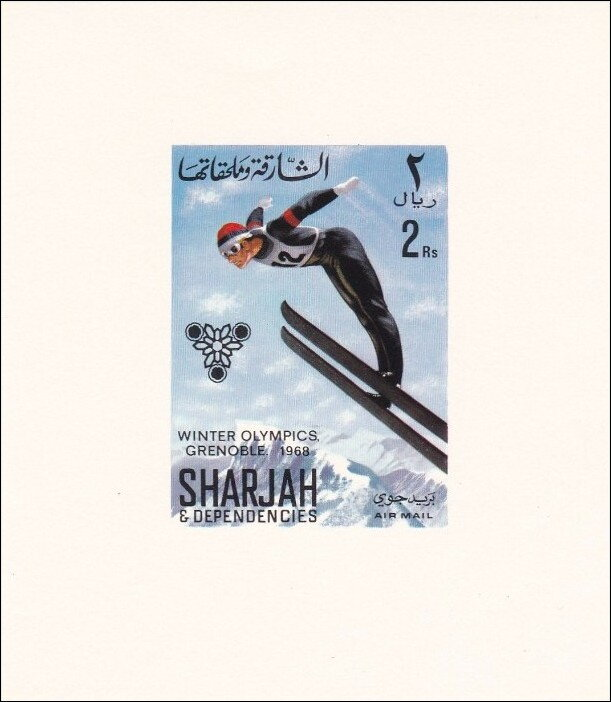
ريالان قفز تزلجي
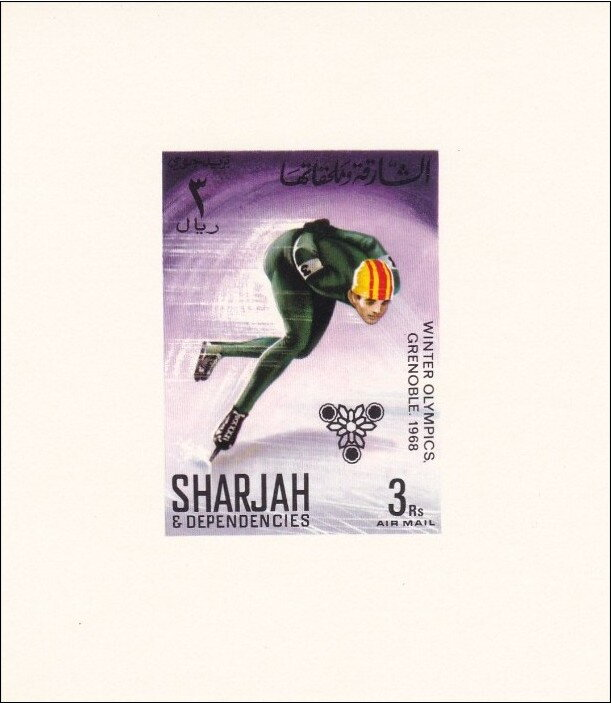
3 ريالات تزلج سريع

كذلك أصدرت بطاقة بريدية:

## إصدارات المخيم الكشفي العالمي الثاني عشر

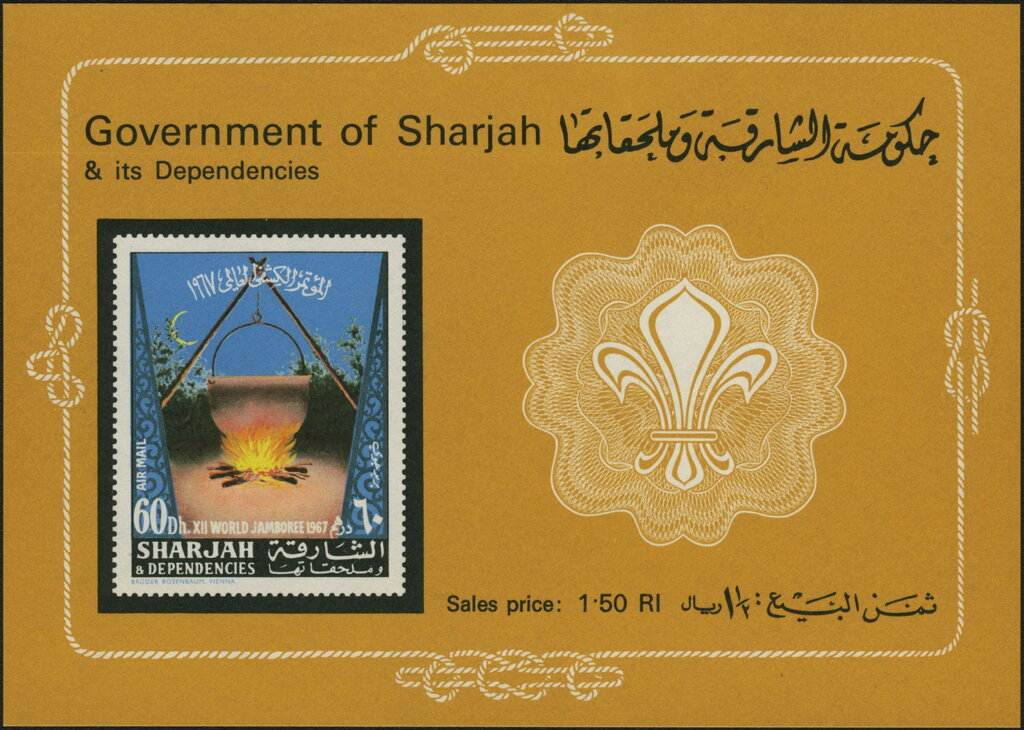
بطاقة بريدية تذكارية بقيمة ريال ونصف تظهر فيها صورة الطابع ذي فئة 60 درهما.

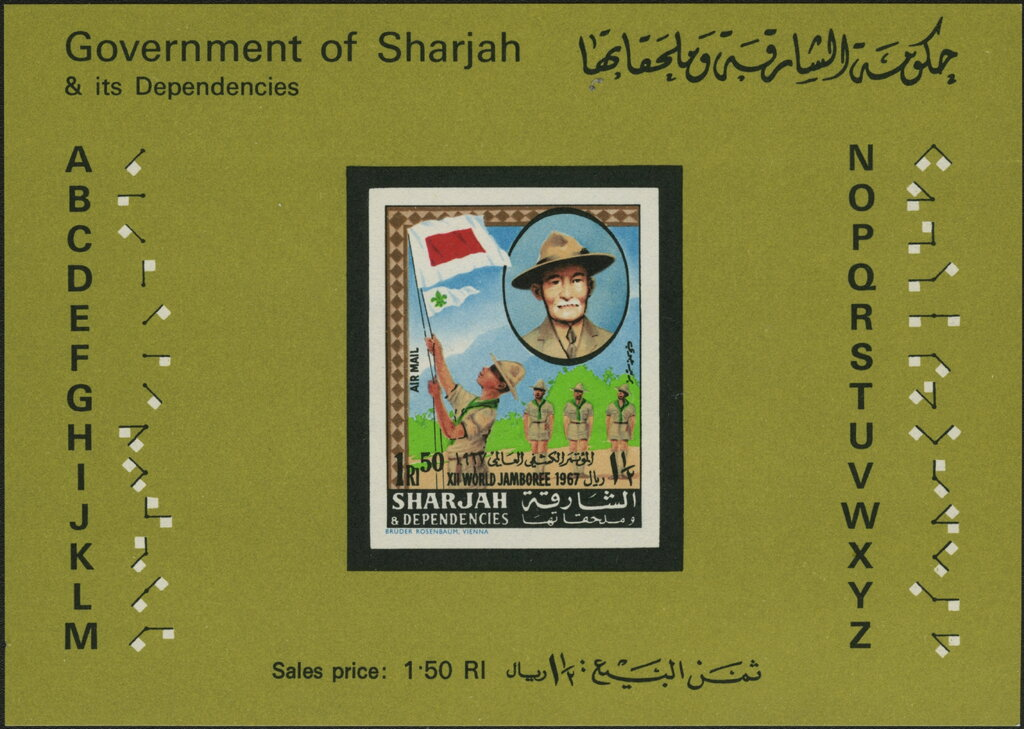
بطاقة بريدية تذكارية بقيمة ريال ونصف تظهر فيها صورة الطابع ذي فئة الريال والنصف.

في 12 فبراير 1968، أصدرت الطوابع التالية التي تحتفي بالمخيم الكشفي العالمي الثاني عشر في ولاية أيداهو الذي نظم خلال الفترة من 31 يوليو 1967 إلى 9 أغسطس 1967.

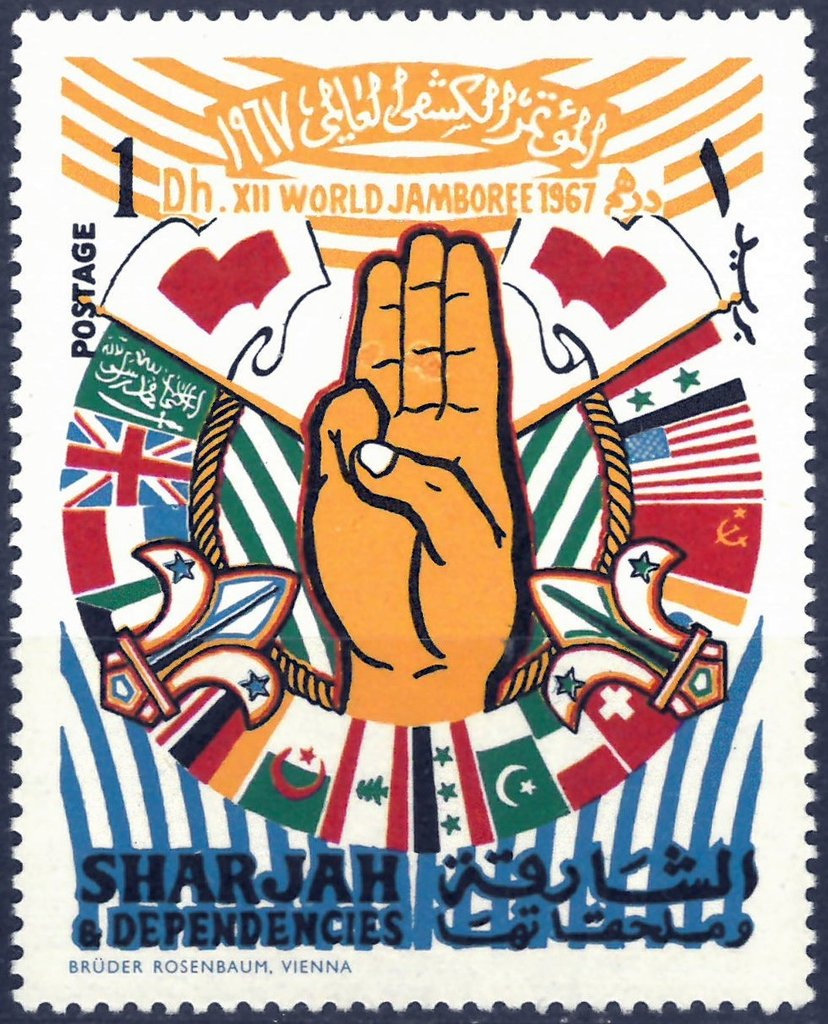
درهم واحد
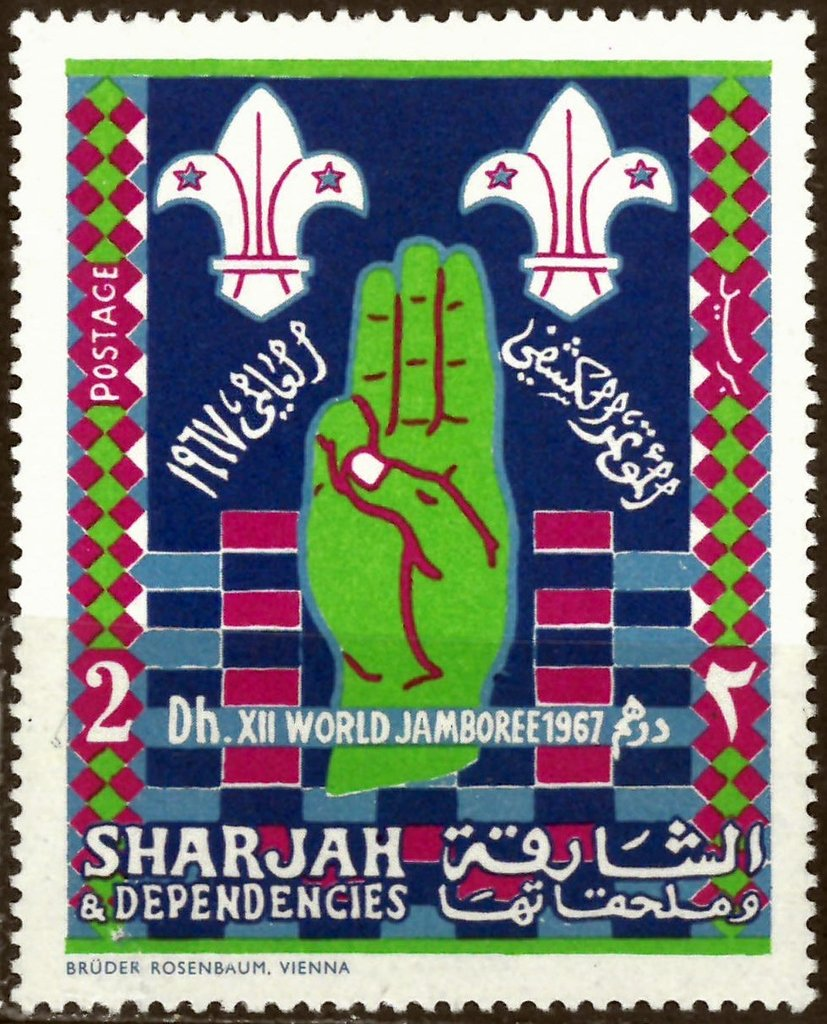
درهمين
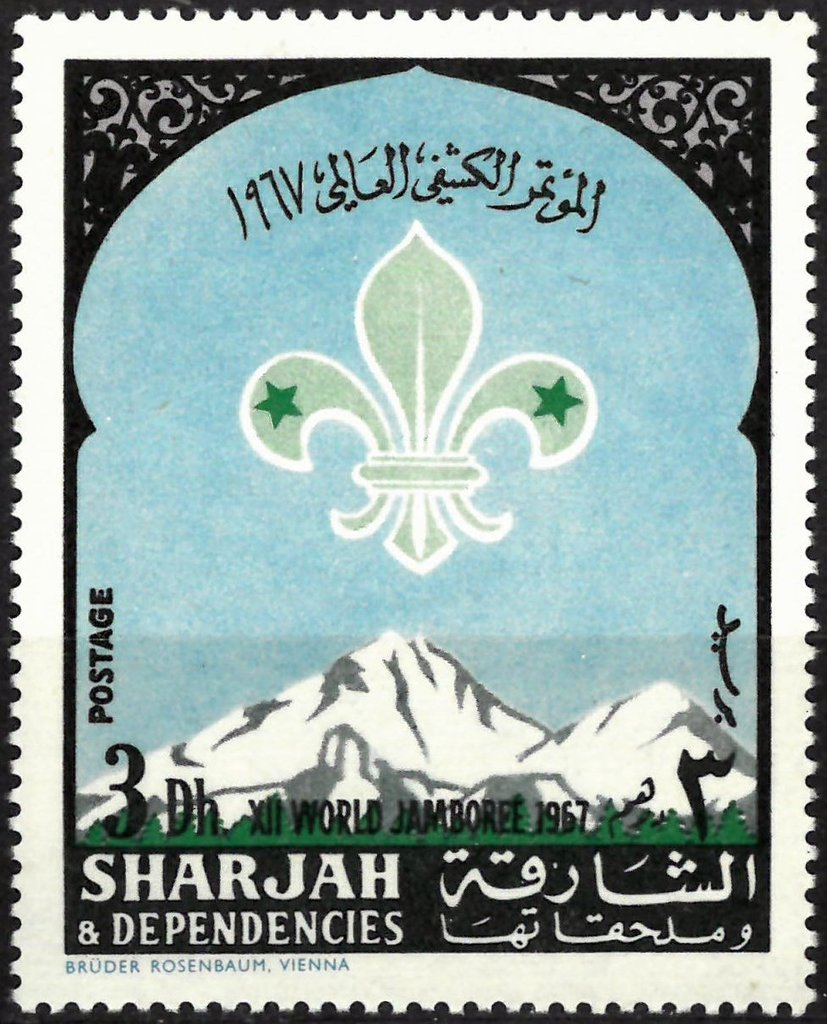
3 دراهم
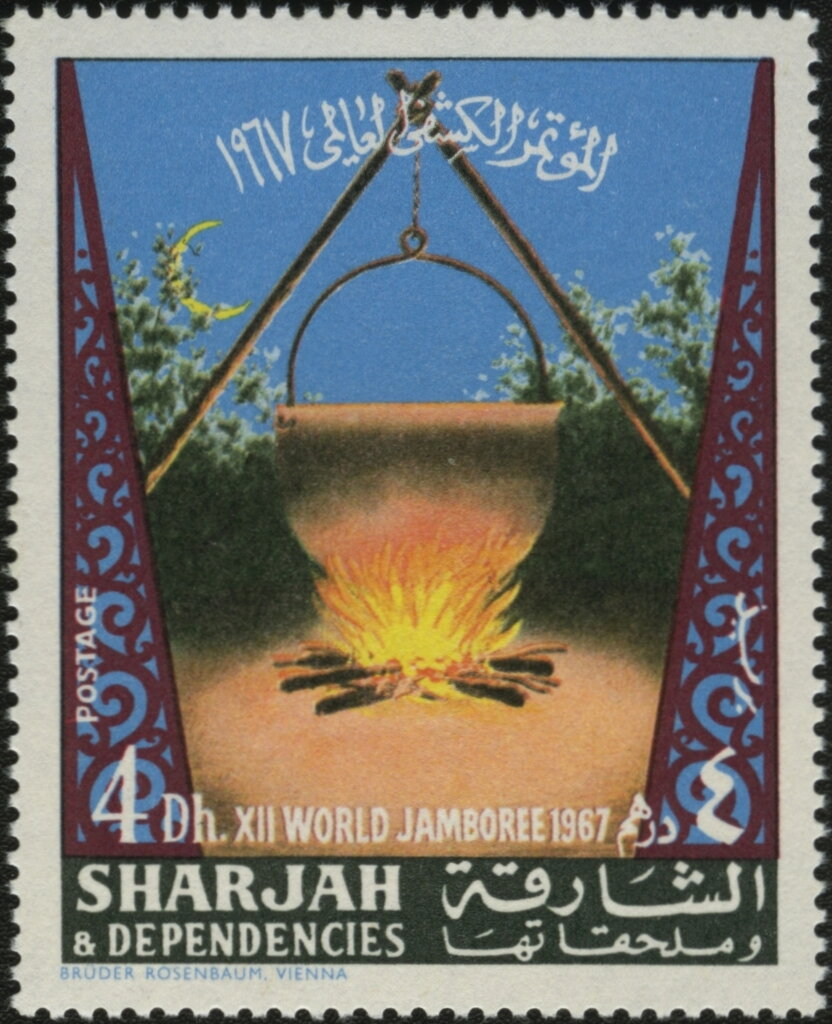
4 دراهم
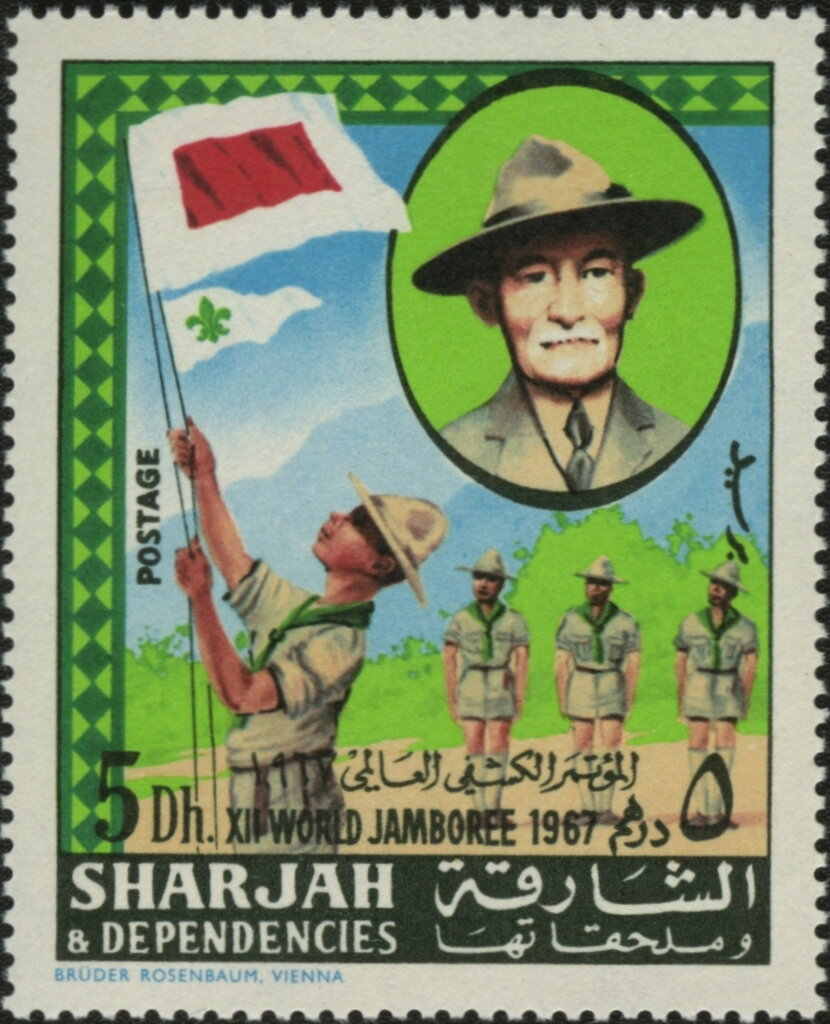
5 دراهم
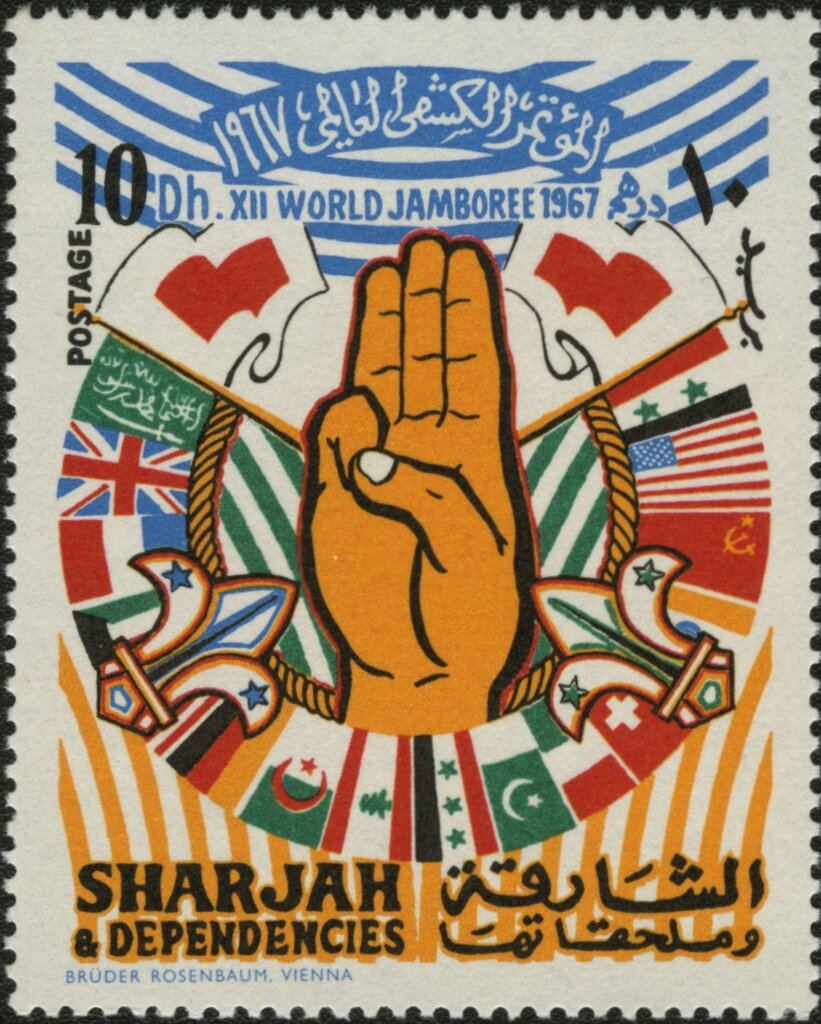
10 دراهم

وكذلك الطوابع المخصصة للبريد الجوي:

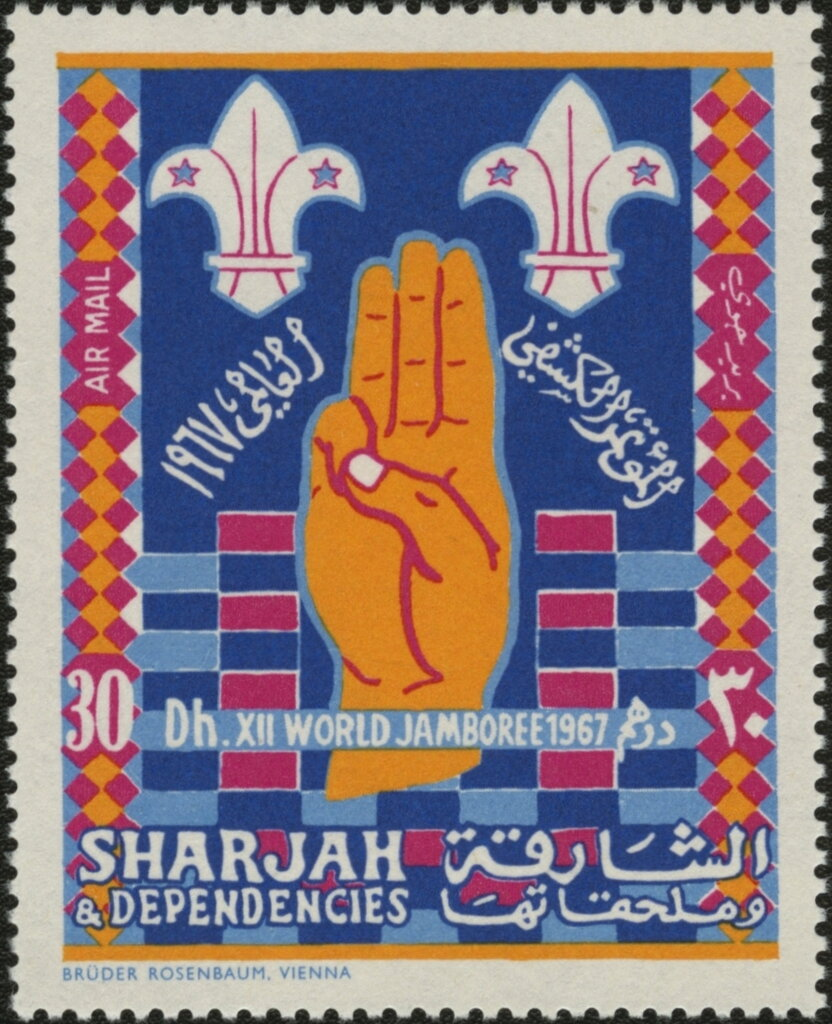
30 درهما
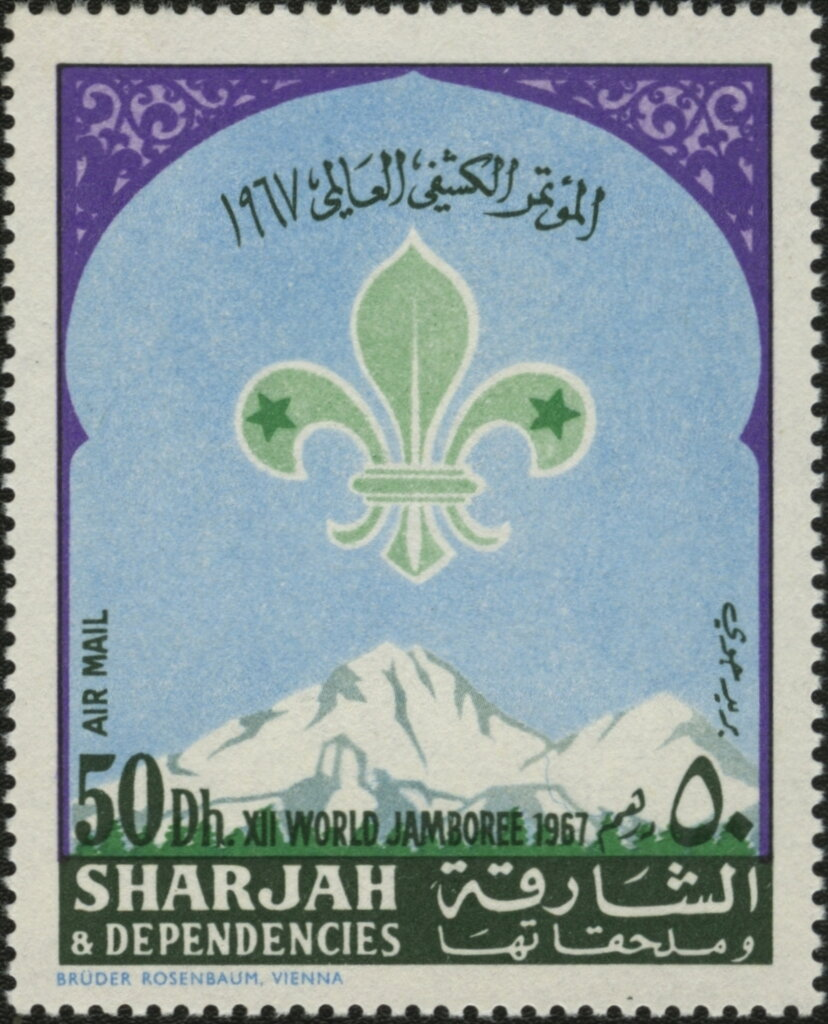
50 درهما
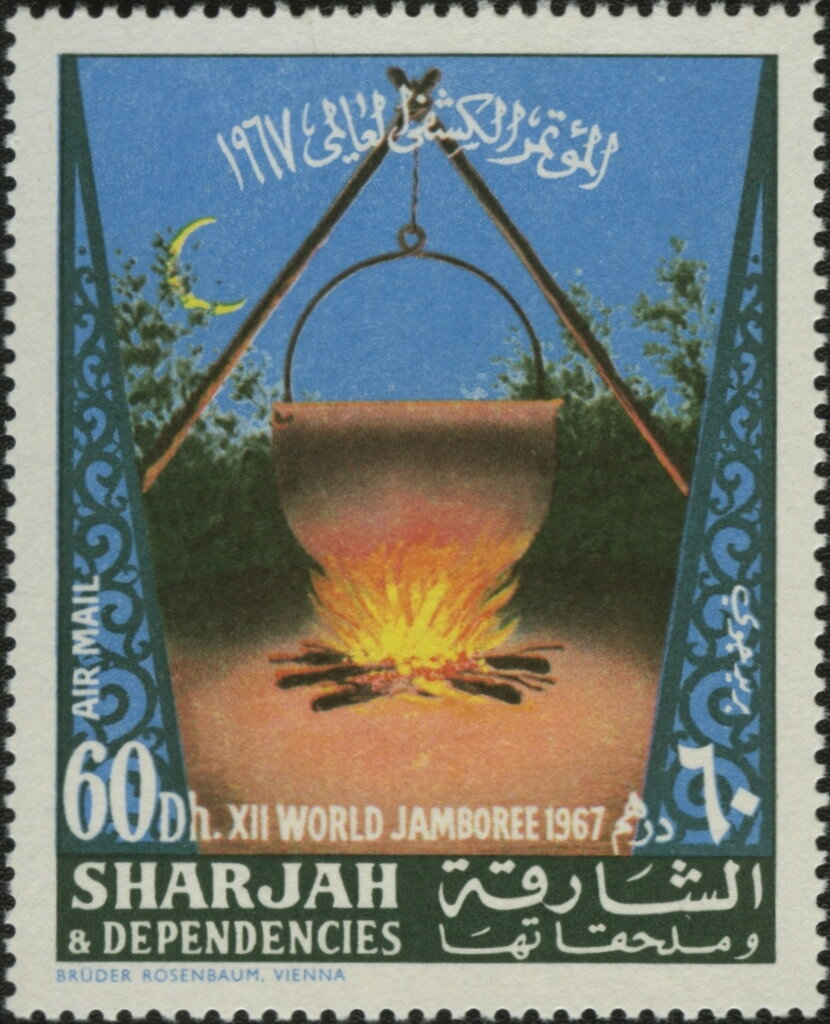
60 درهما
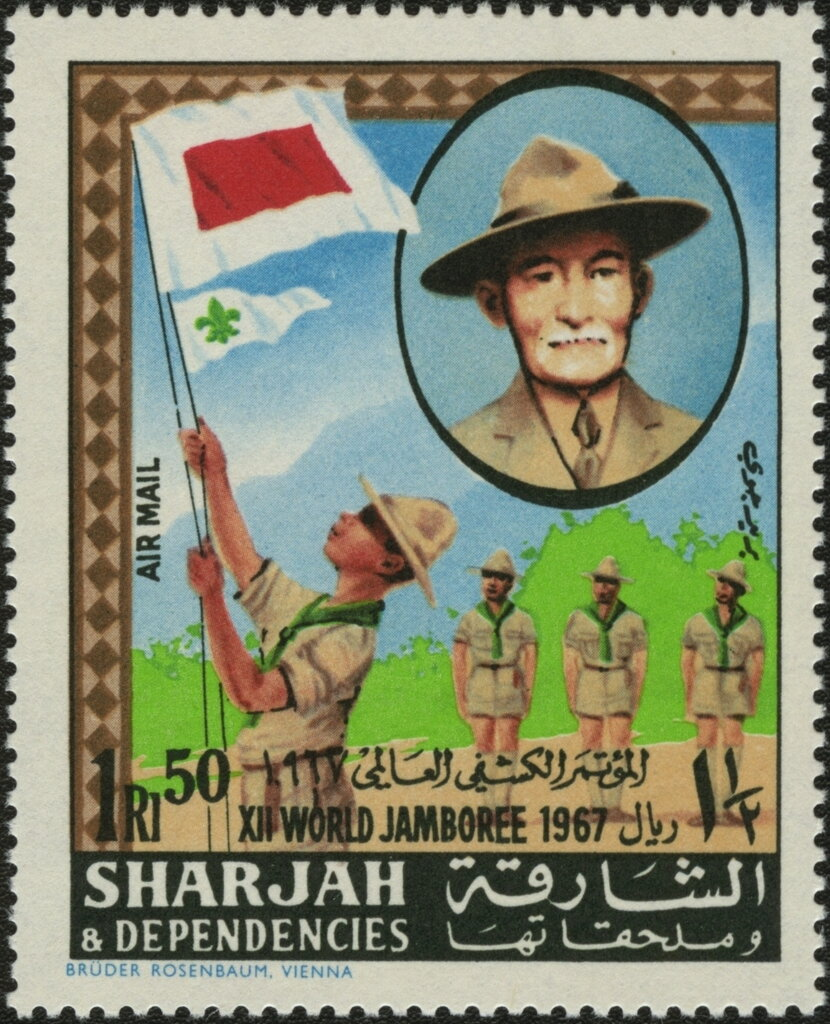
ريال ونصف

وكذلك أصدرت منها طوابع غير مخرمة:

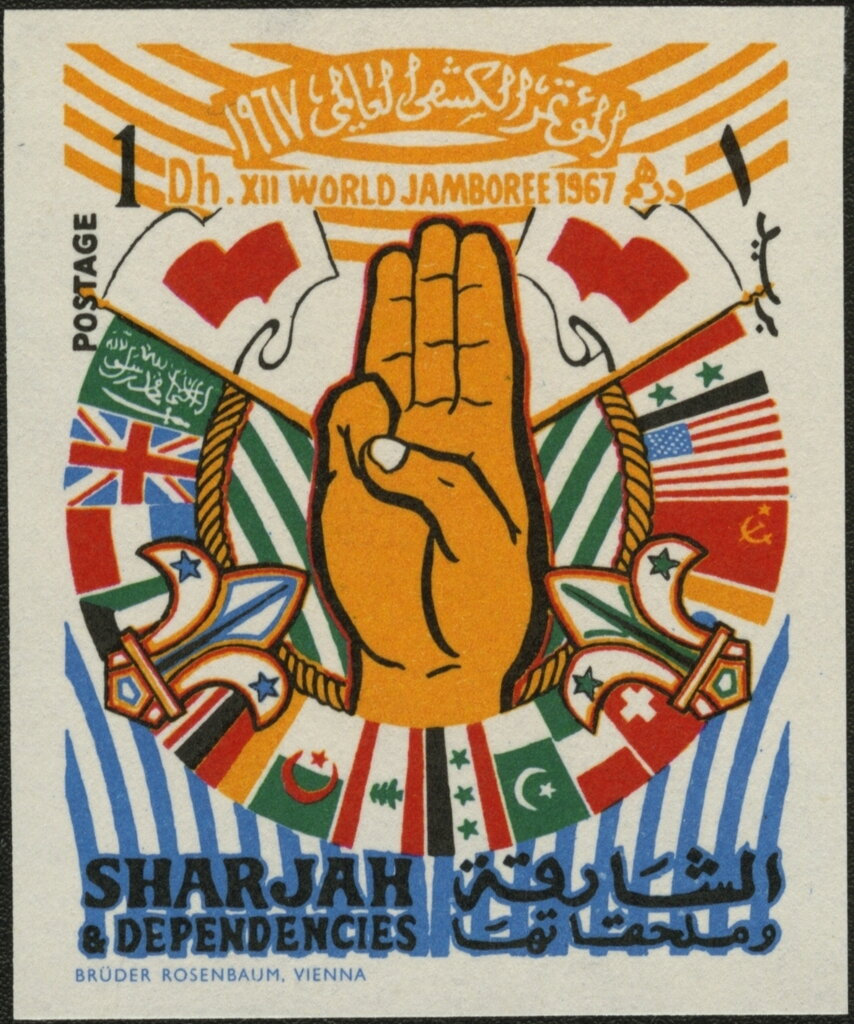
درهم واحد
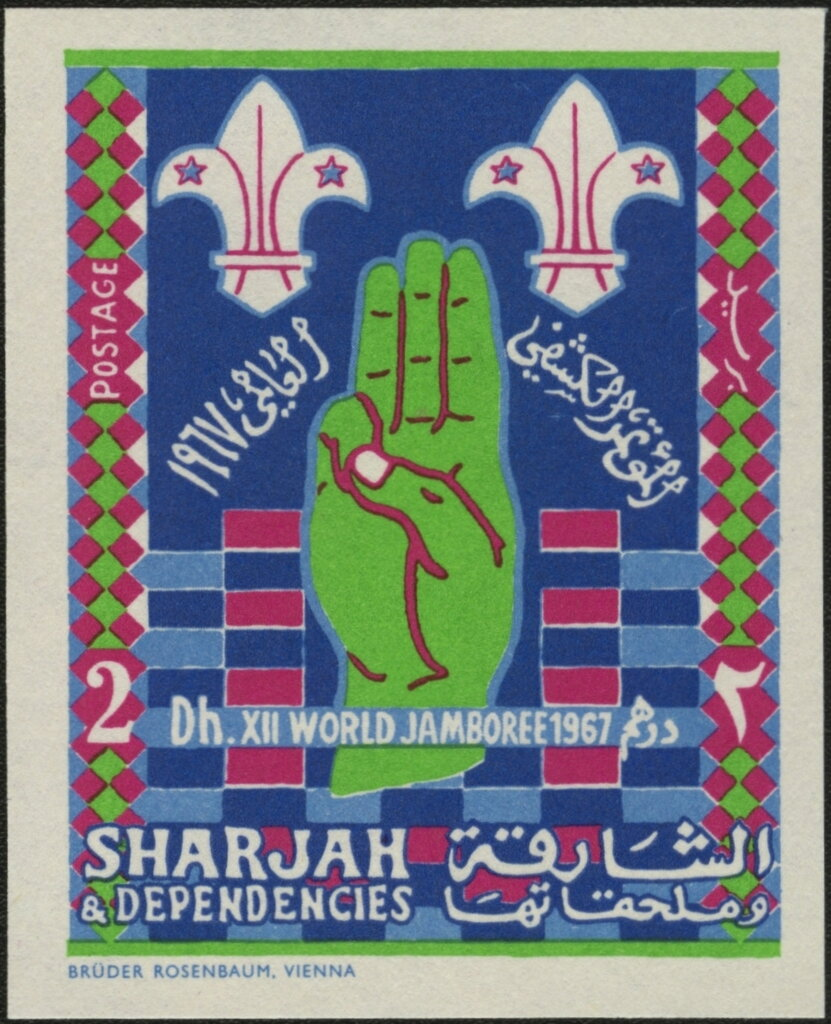
درهمان
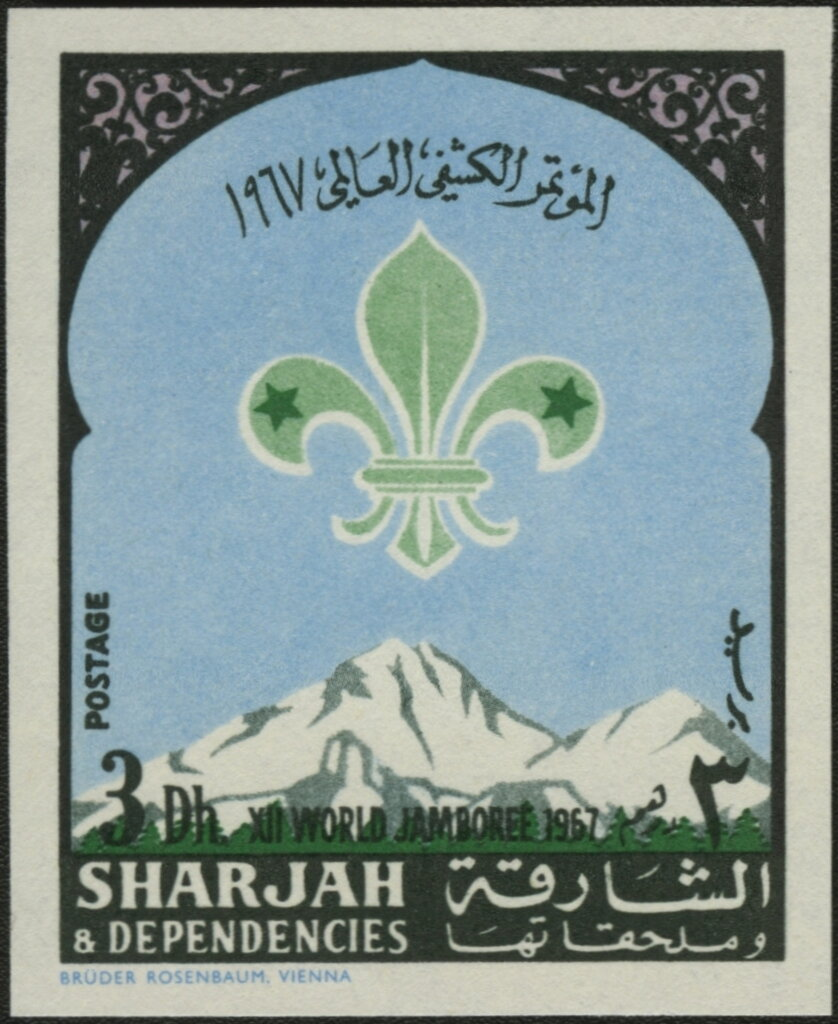
3 دراهم
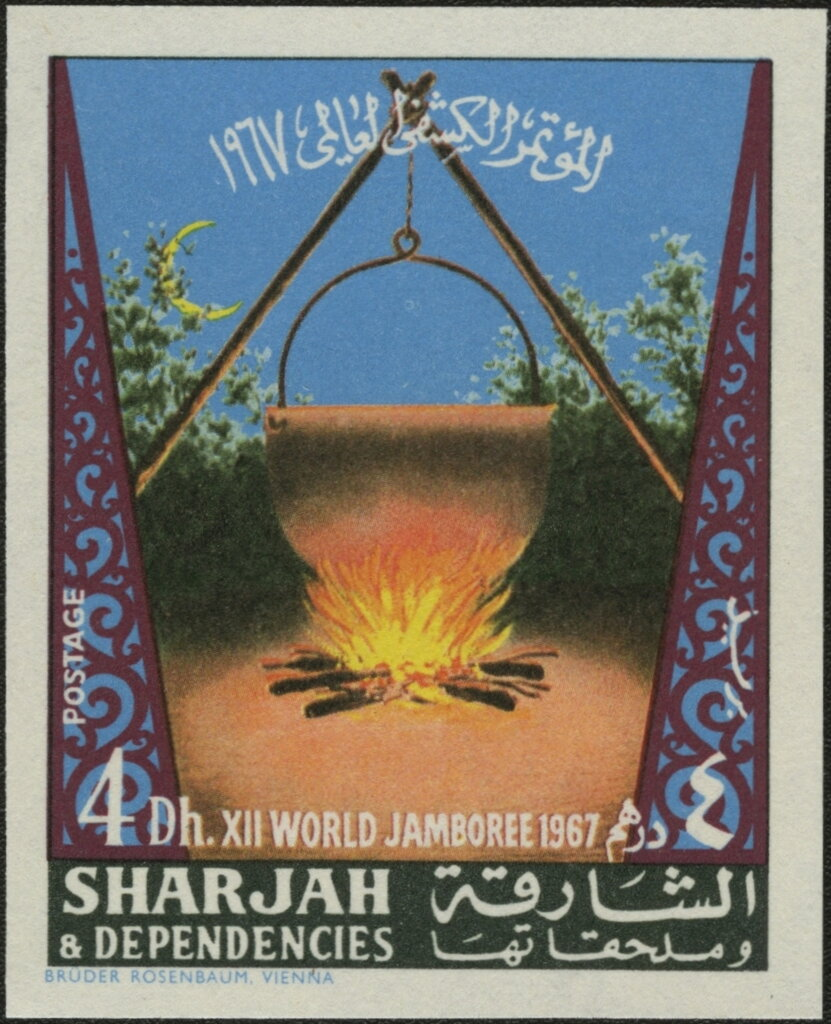
4 دراهم
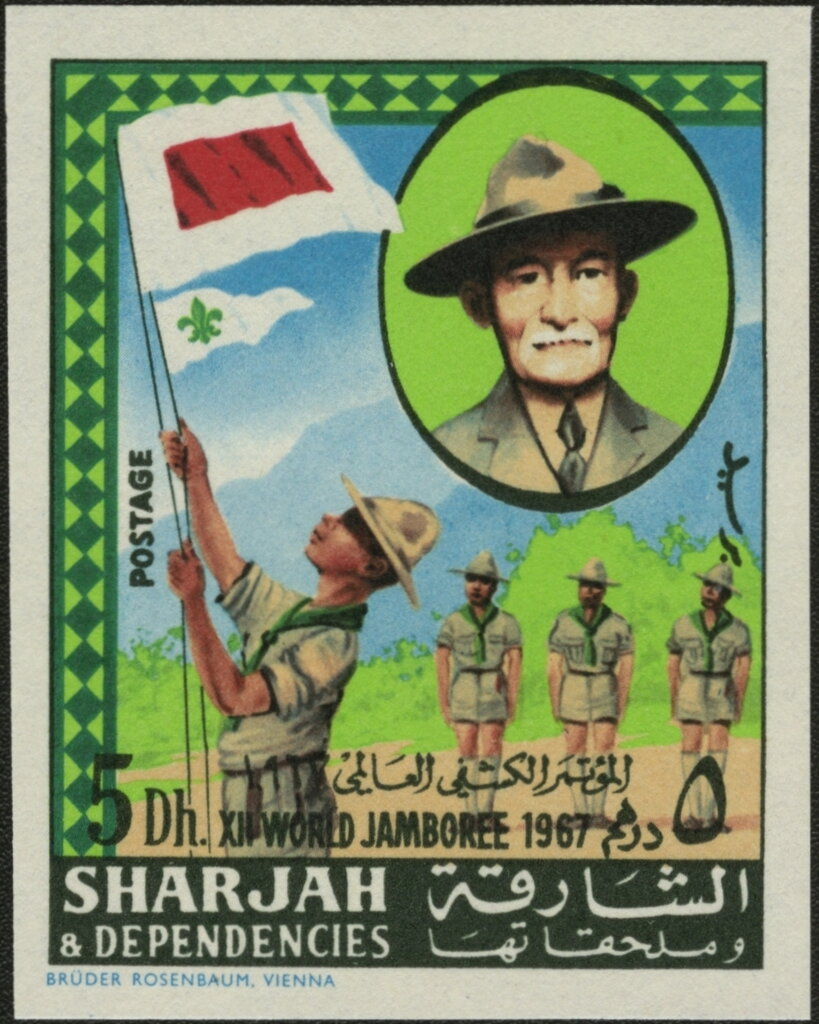
5 دراهم
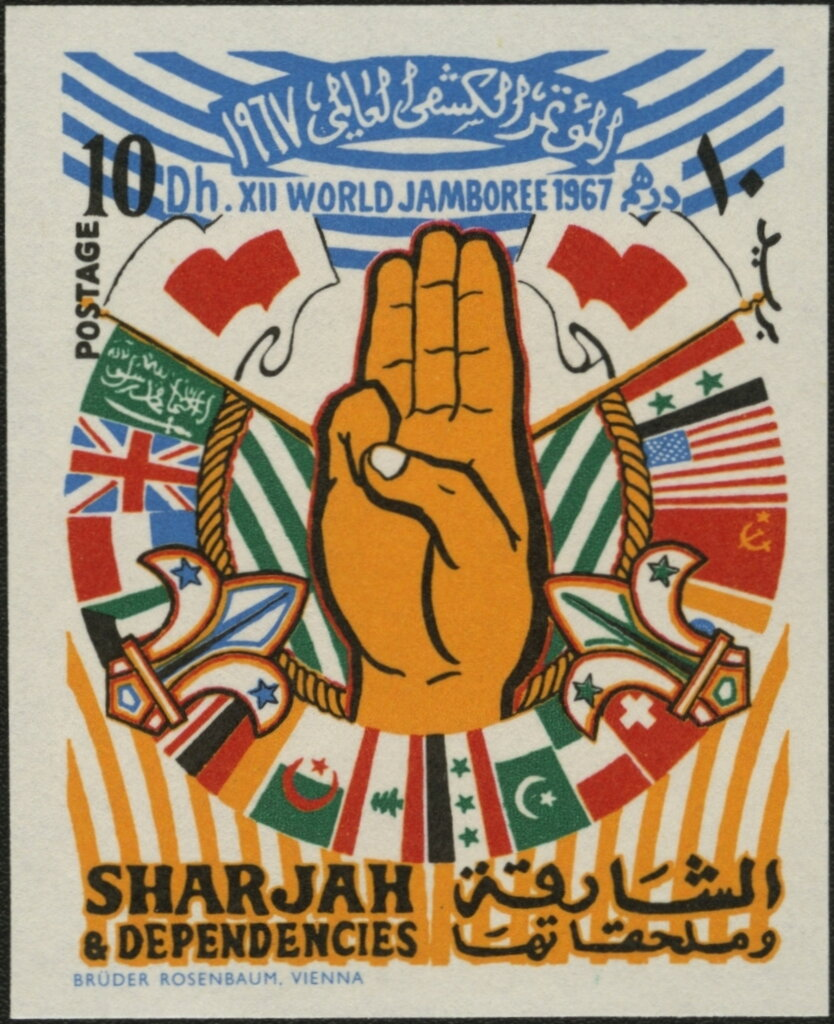
10 دراهم

وكذلك طوابع غير مخرمة مخصصة للبريد الجوي:

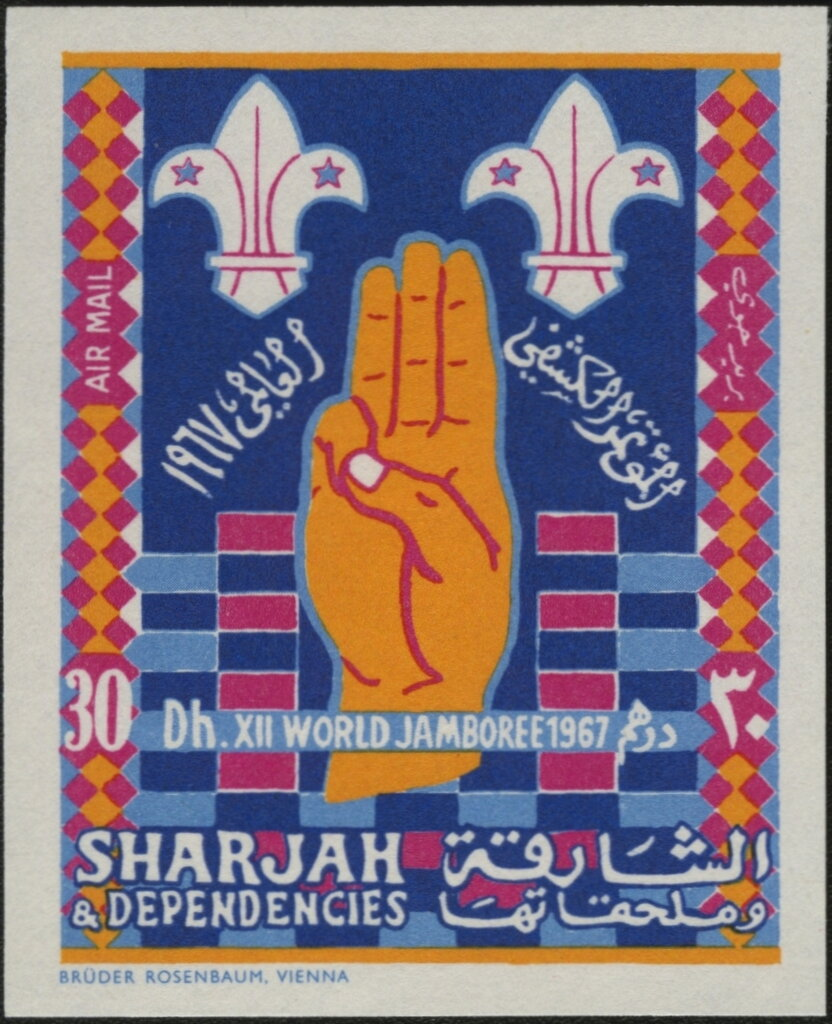
30 درهما
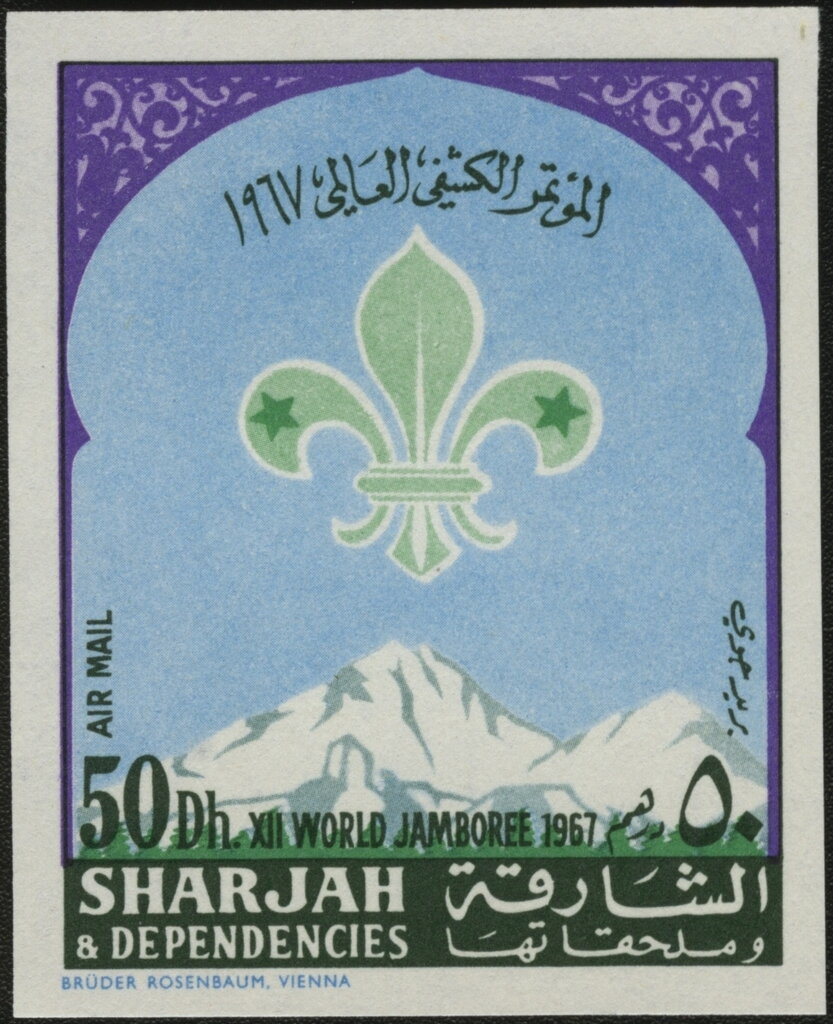
50 درهما
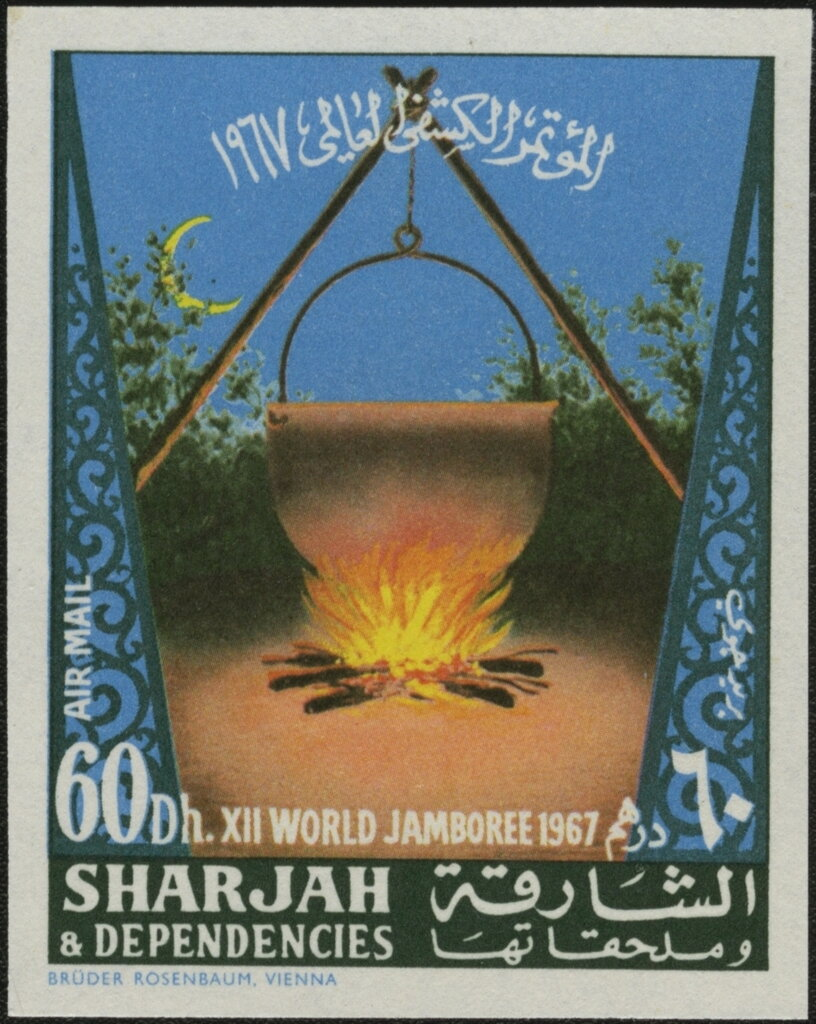
60 درهما
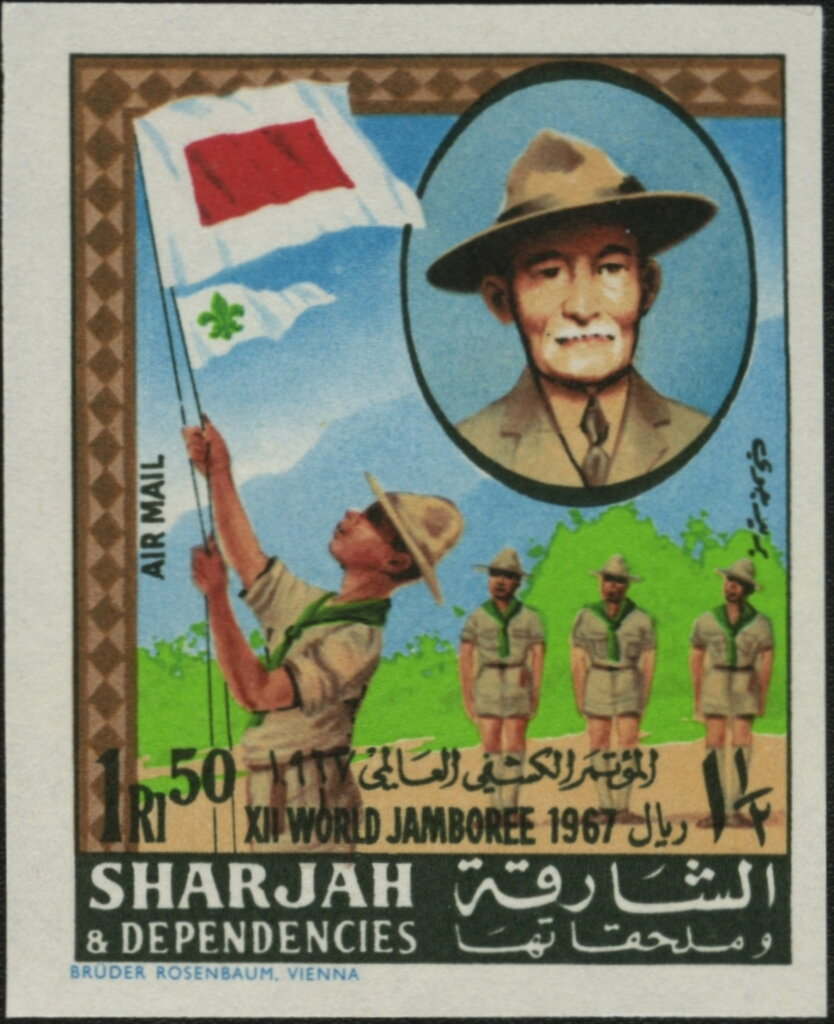
ريال ونصف

بالإضافة إلى بطاقتين بريديتين:

## إصدارات الفائزين بالميداليات الذهبية في دورة الألعاب الأولمبية الشتوية في غرونوبل، فرنسا

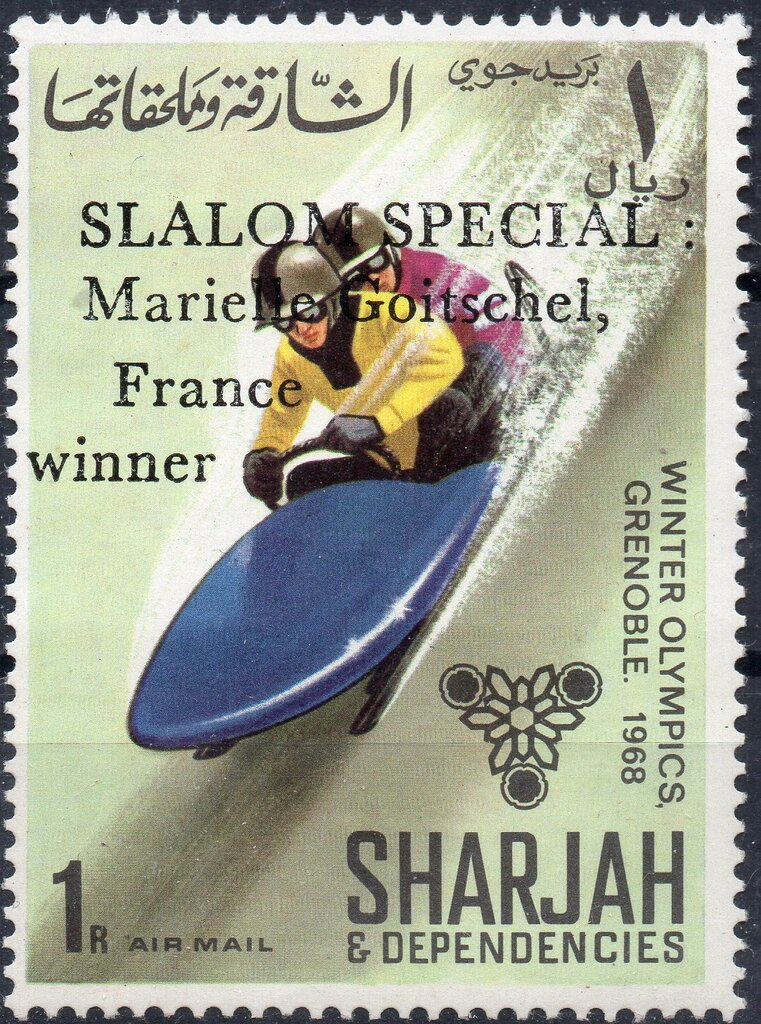
ريال واحد زلاجة بشخصين ماريل غواتشل
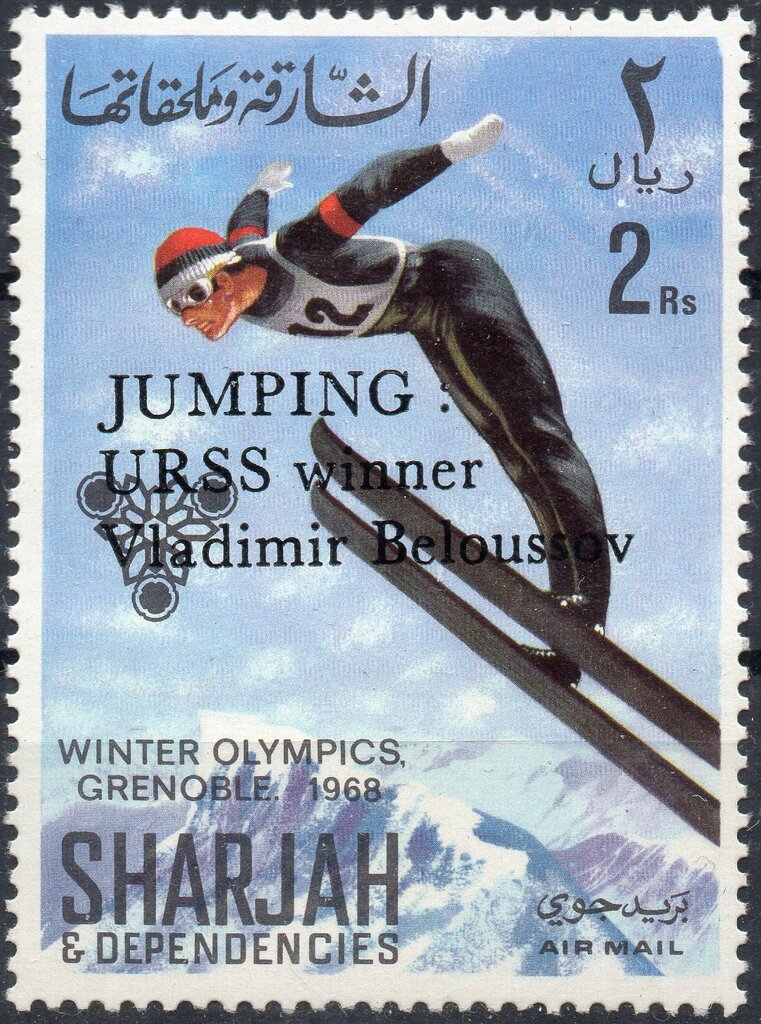
ريالان قفز تزلجي فلاديمير بيلوسوف
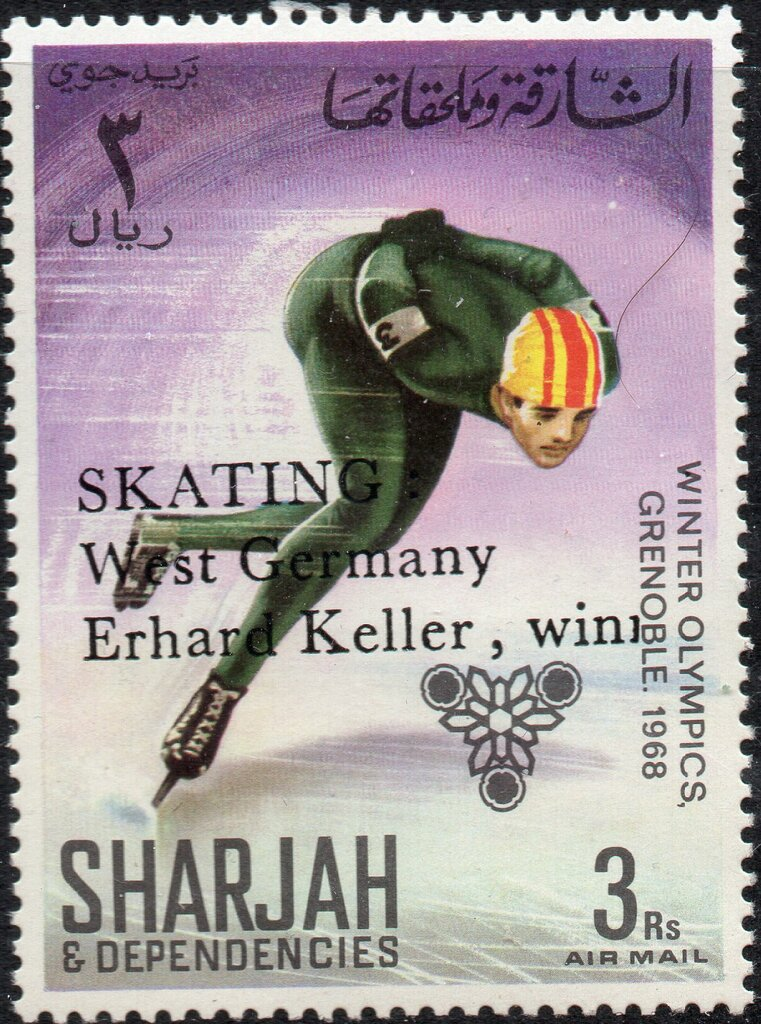
3 ريالات تزلج سريع إرهارد كيلر

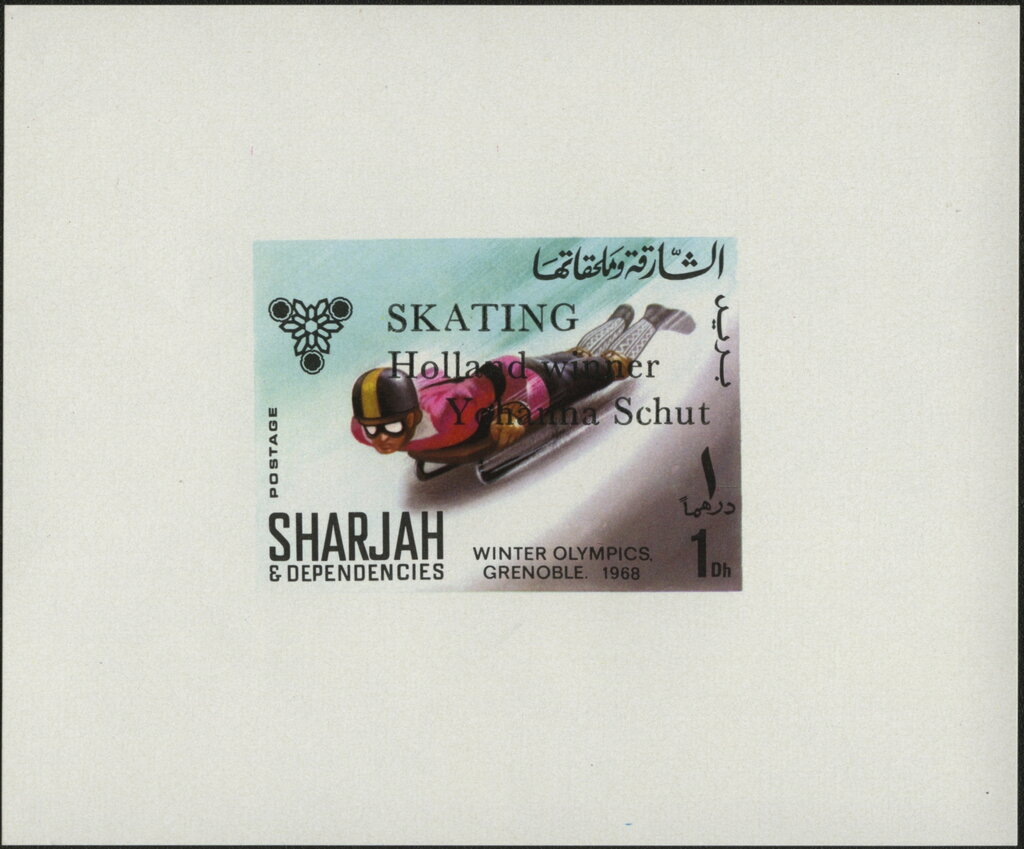
درهم واحد سباق الزلاجات الصدرية يوهانا شوت
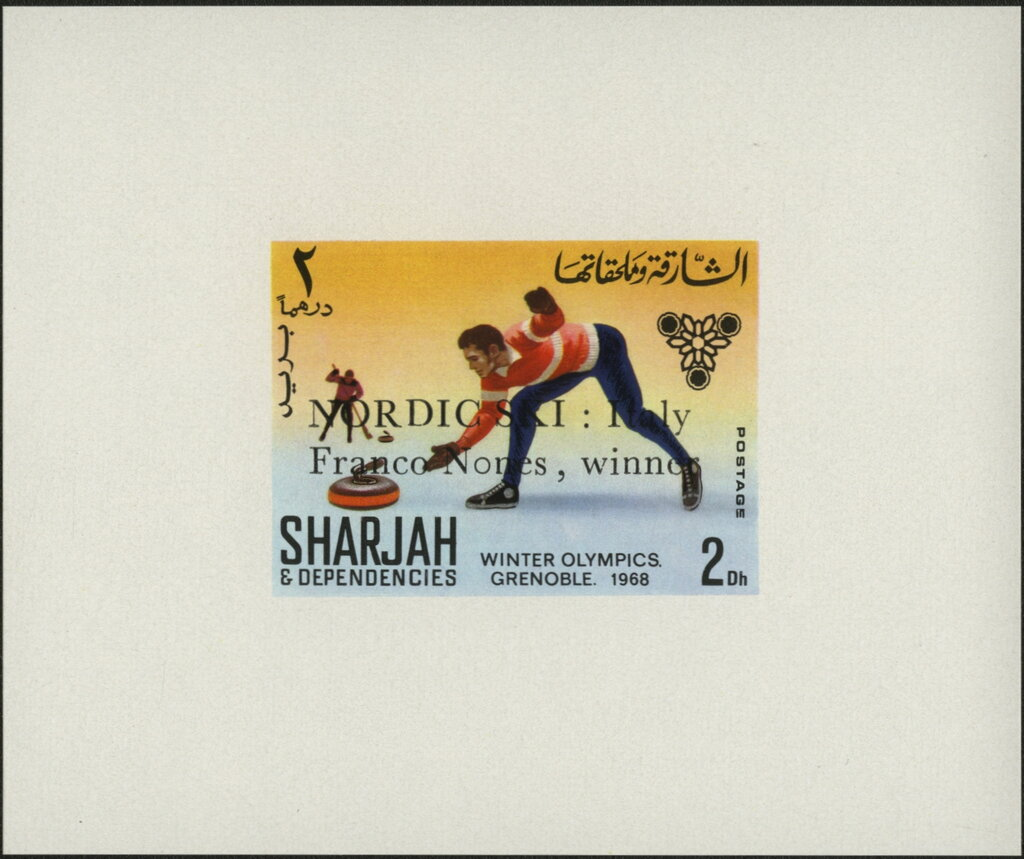
درهمين كرلنغ فرانكو نونيس
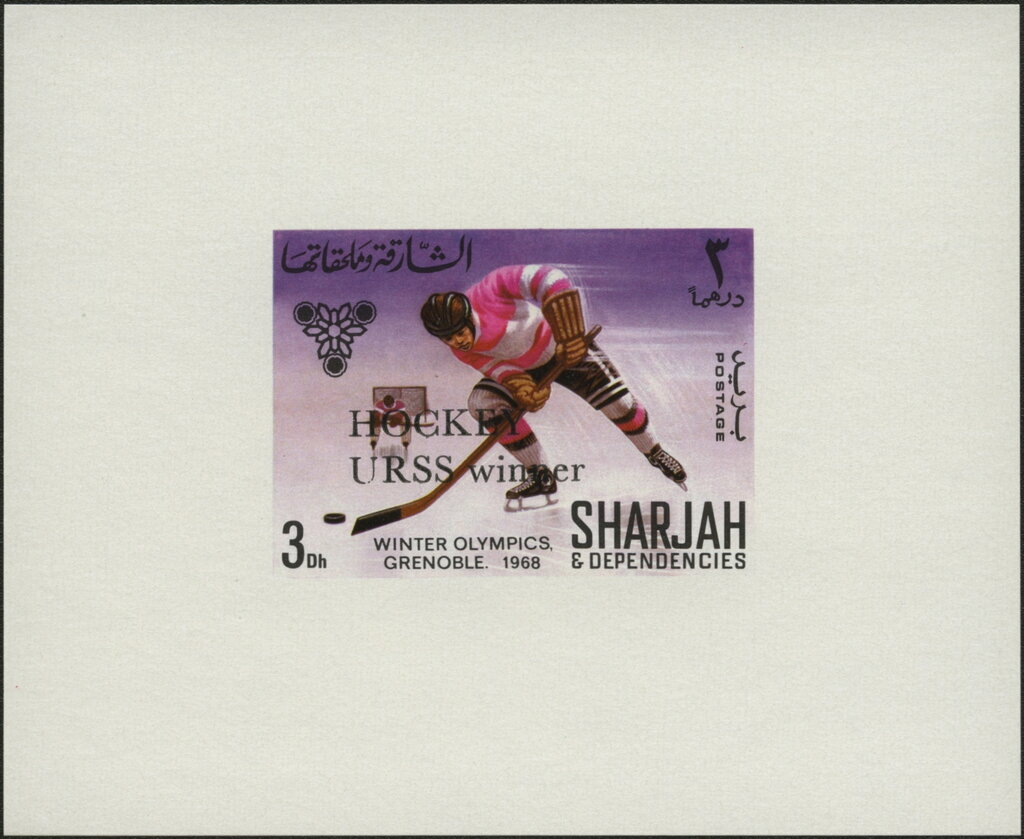
3 دراهم هوكي الجليد منتخب الاتحاد السوفيتي
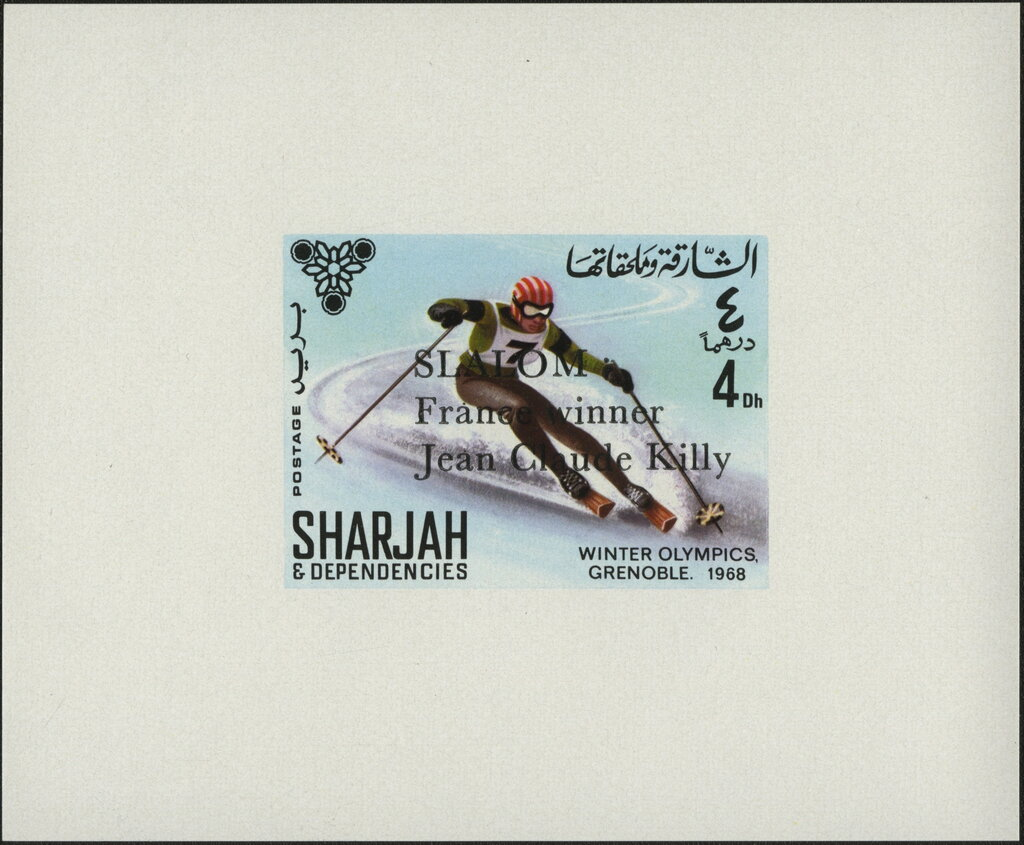
4 دراهم التزلج على الثلج جان كلود كيلي
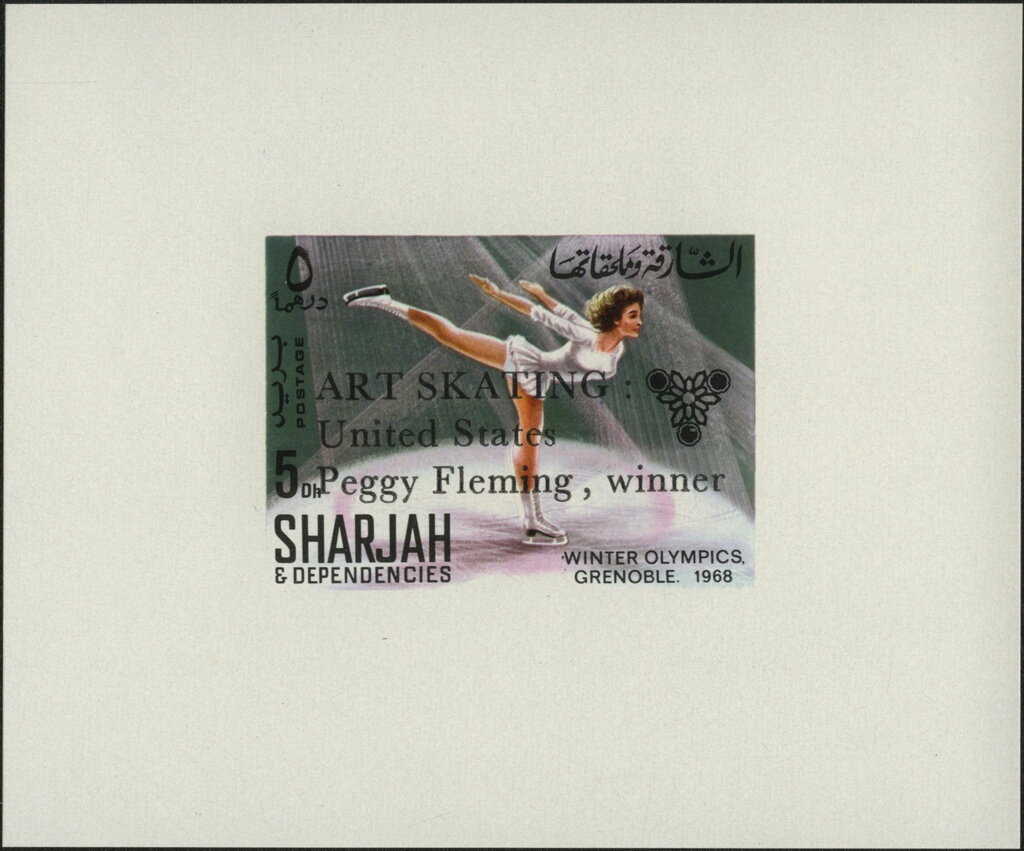
5 دراهم تزلج فني على الجليد بيجي فليمنج الولايات المتحدة

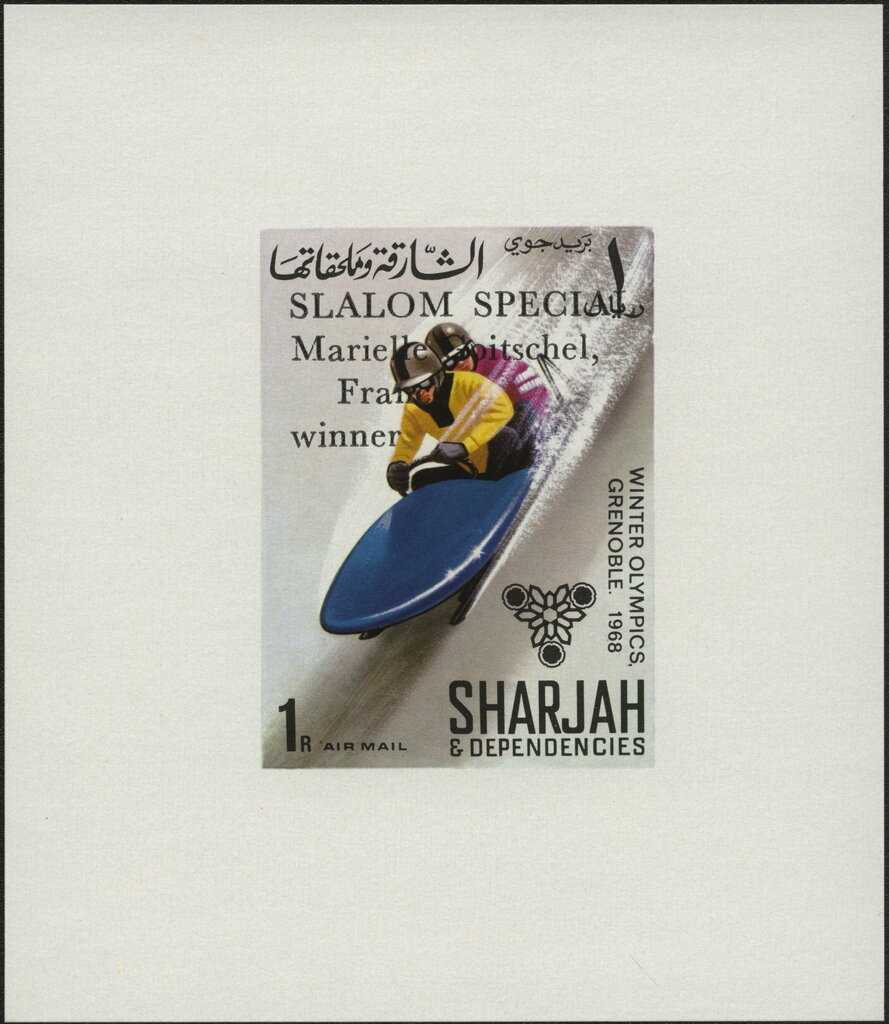
ريال واحد زلاجة بشخصين ماريل غواتشل
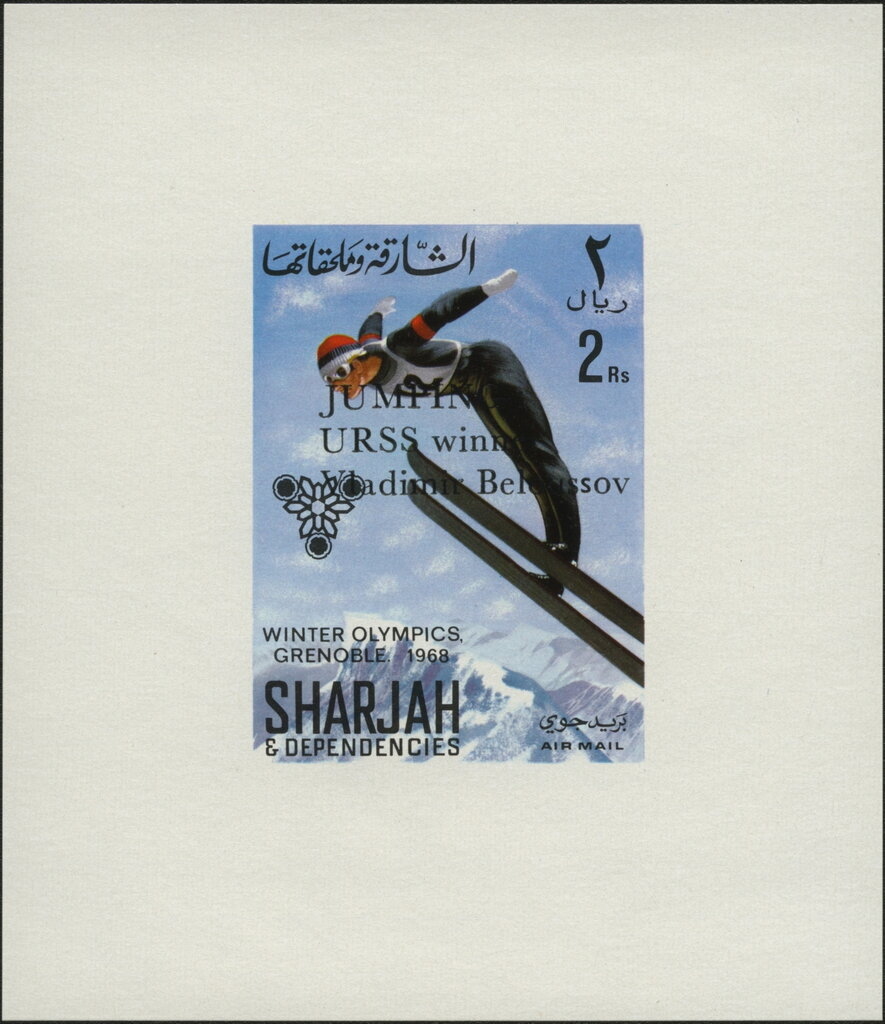
ريالان قفز تزلجي فلاديمير بيلوسوف
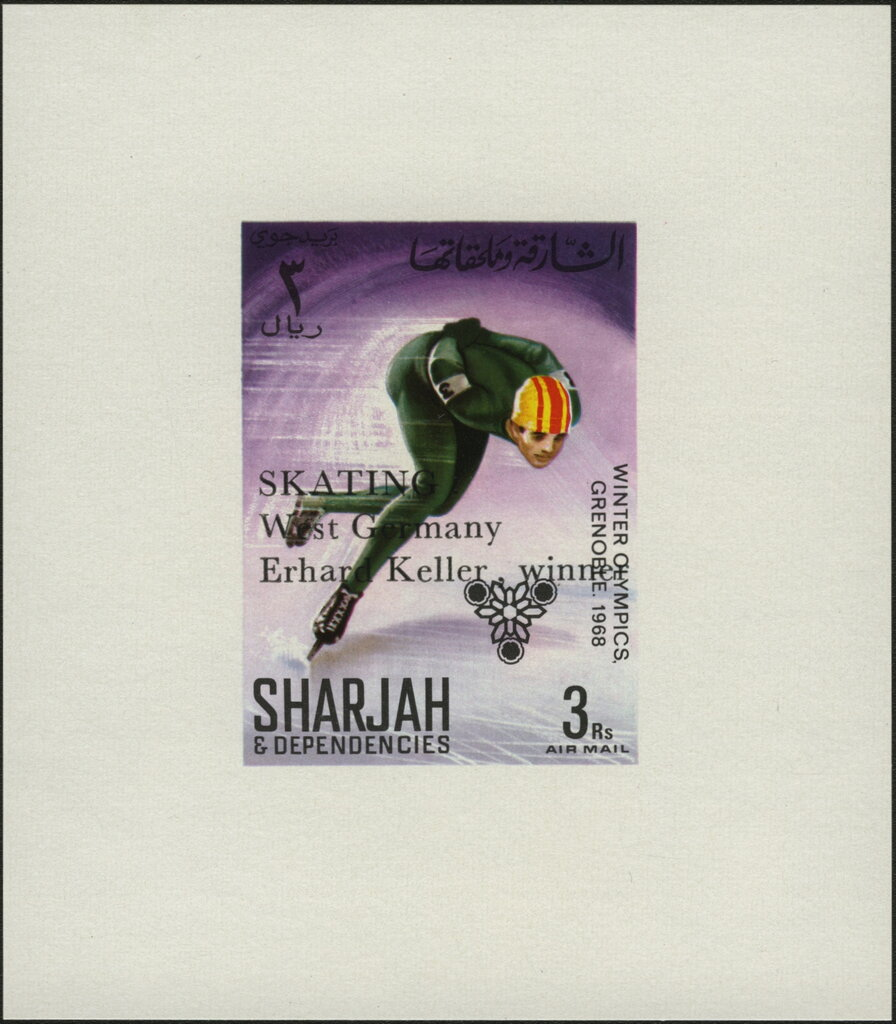
3 ريالات تزلج سريع إرهارد كيلر

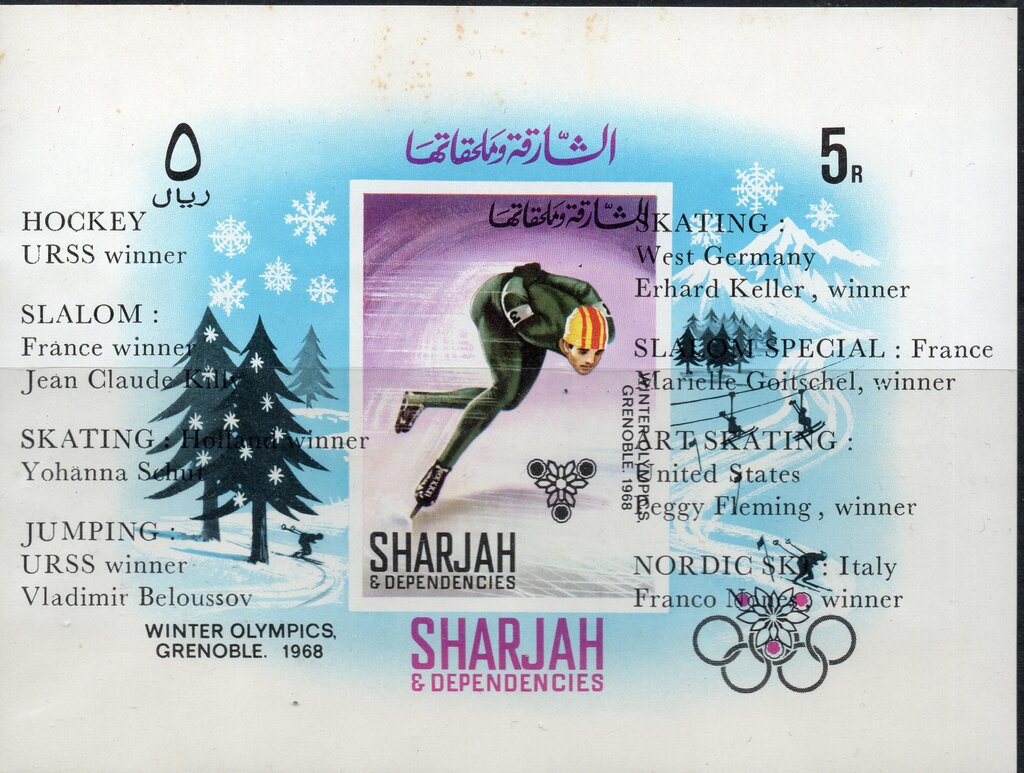
بطاقة تذكارية بقيمة 5 ريالات وشحت بأسماء جميع الأسماء المذكورة على الطوابع.

في مارس 1968، وشحت طوابع إصدارات دورة الألعاب الأولمبية الشتوية التي أصدرت في 16 يناير 1968 بأسماء بعض الفائرين بميداليات ذهبية:

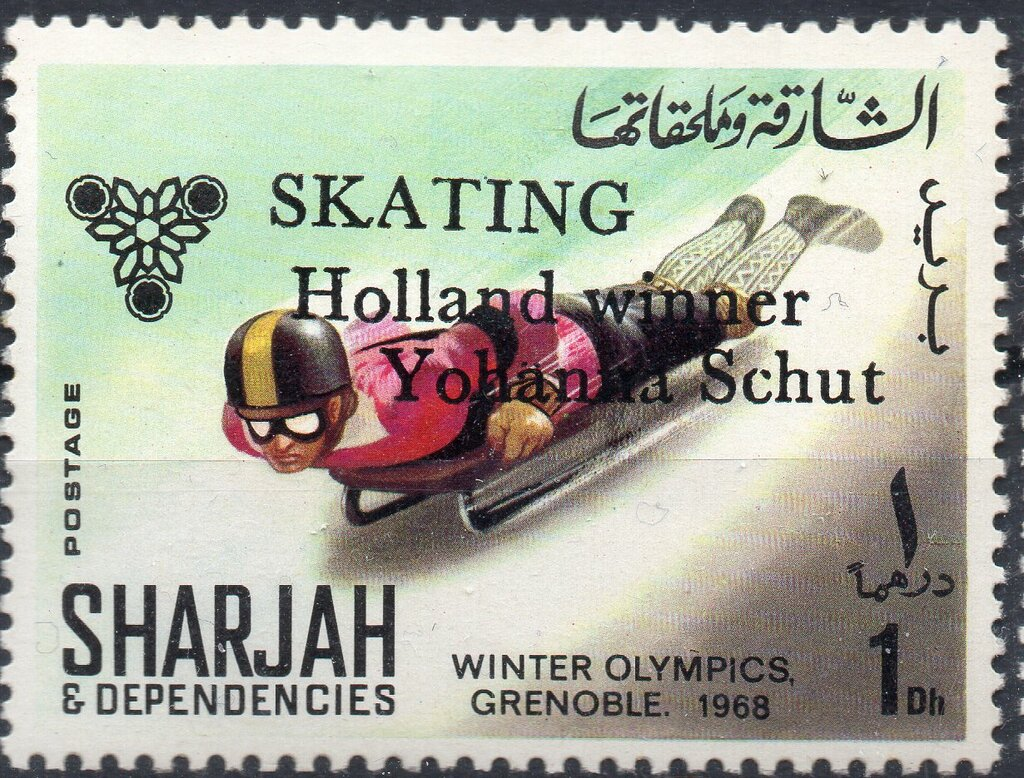
درهم واحد سباق الزلاجات الصدرية يوهانا شوت هولندا
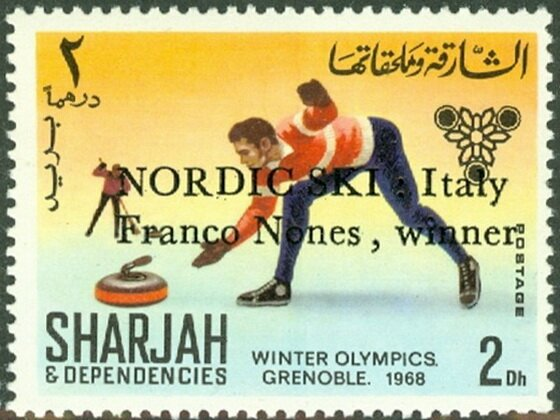
درهمين كرلنغ فرانكو نونيس[الإنجليزية] إيطاليا
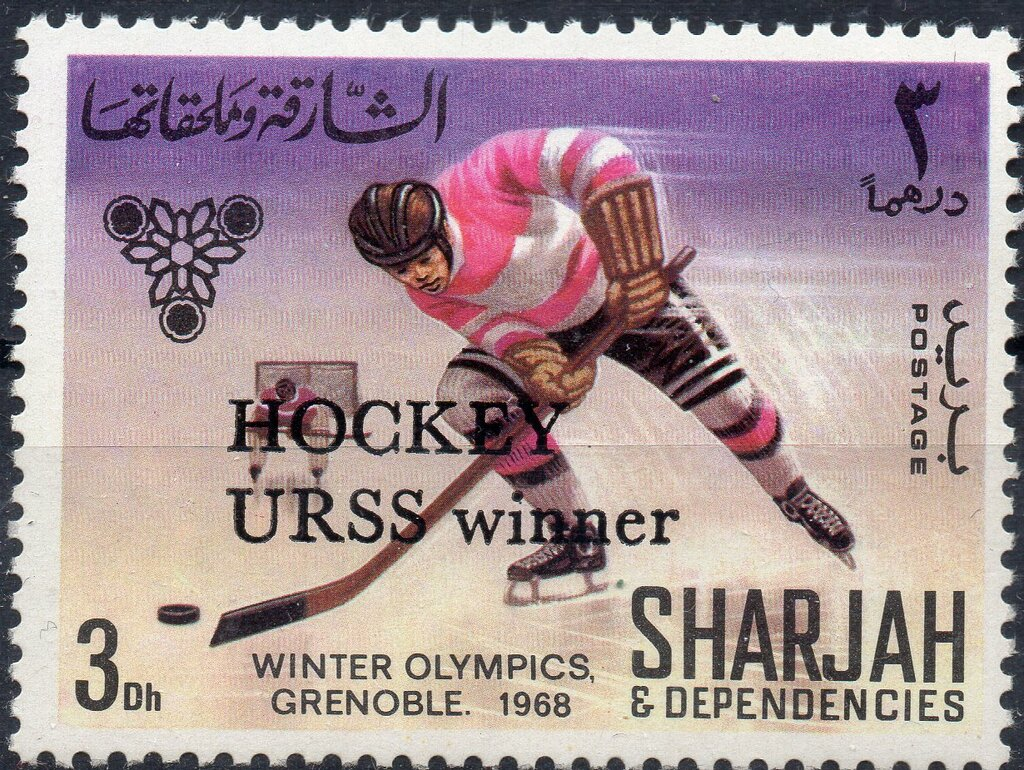
3 دراهم هوكي الجليد منتخب الاتحاد السوفيتي الاتحاد السوفيتي
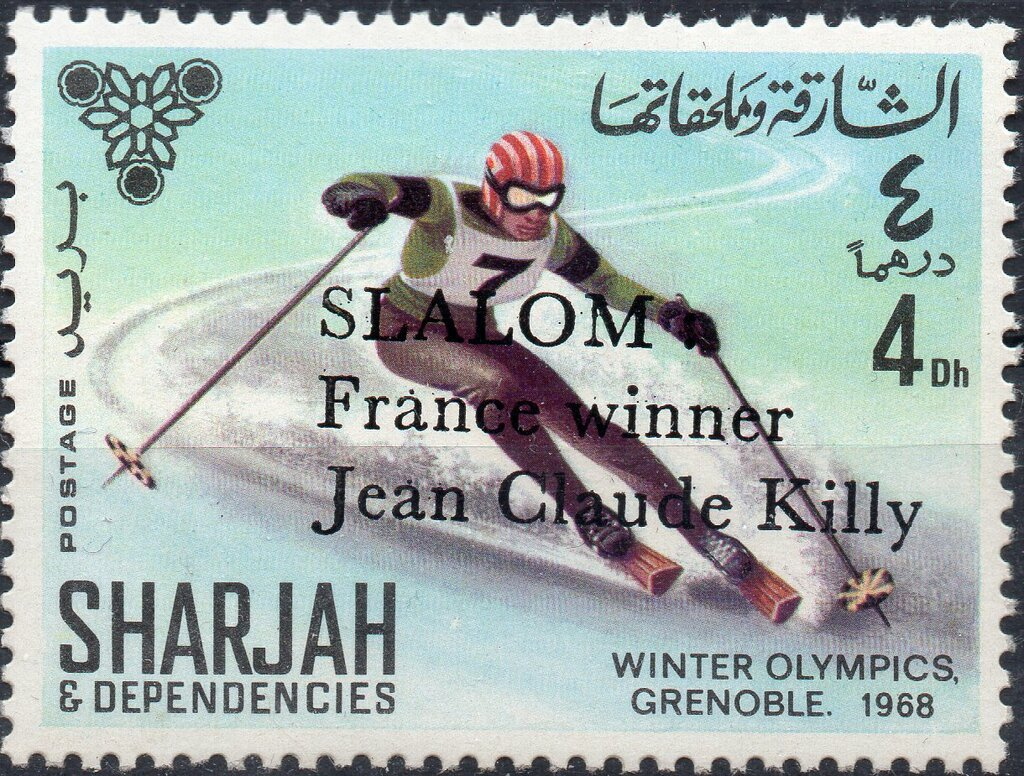
4 دراهم التزلج على الثلج جان كلود كيلي فرنسا
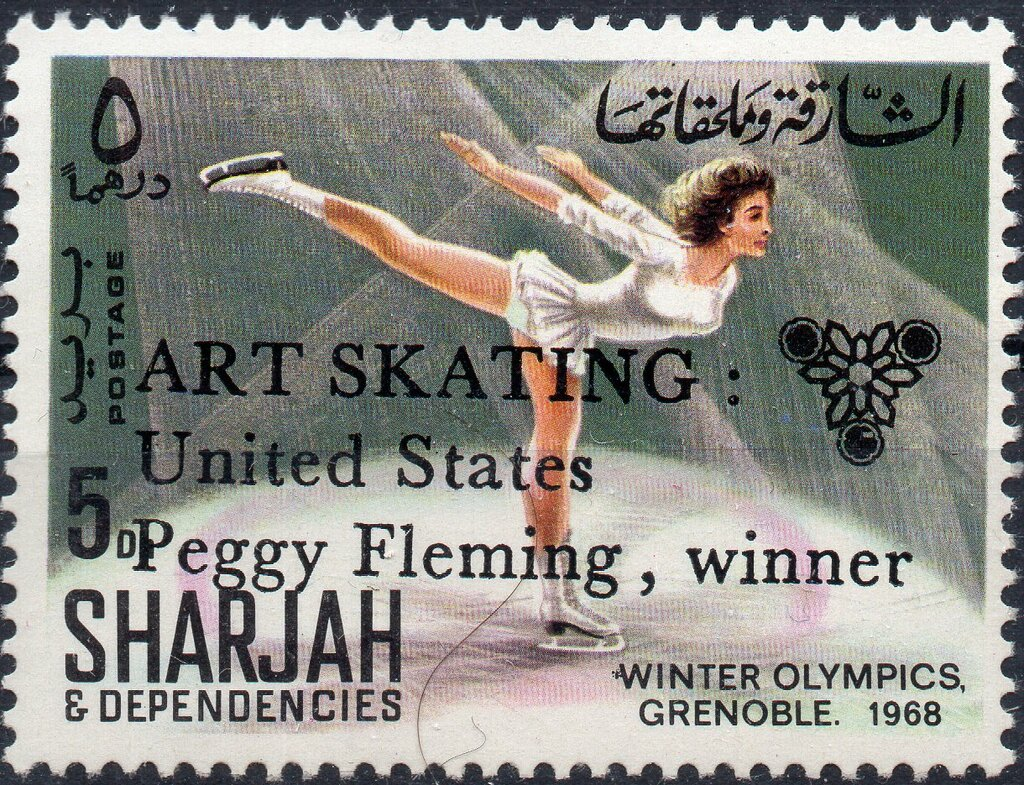
5 دراهم تزلج فني على الجليد بيجي فليمنج الولايات المتحدة

وكان ضمنها طوابع للبريد الجوي:

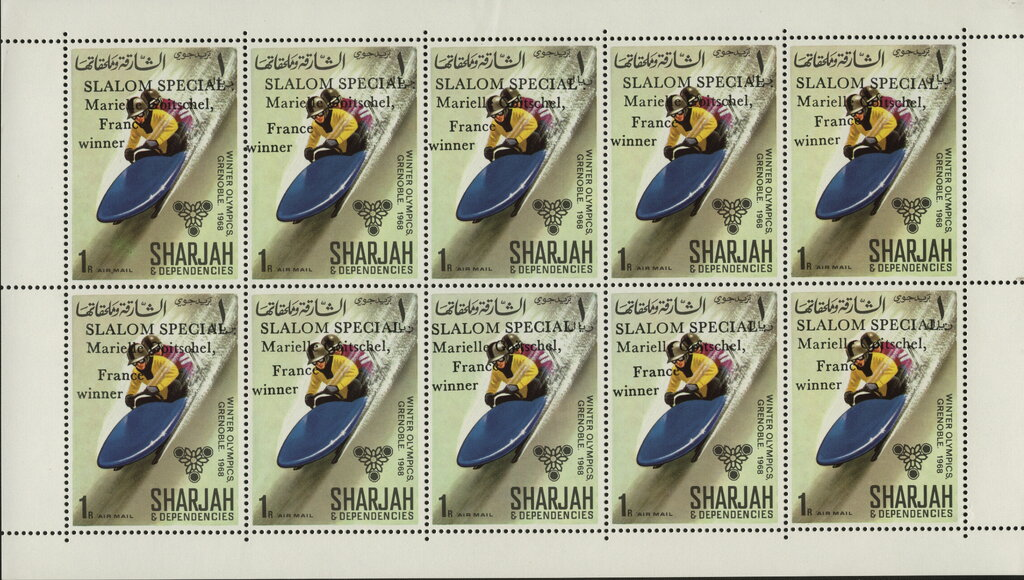
ريال واحد زلاجة بشخصين ماريل غواتشل[الإنجليزية] فرنسا
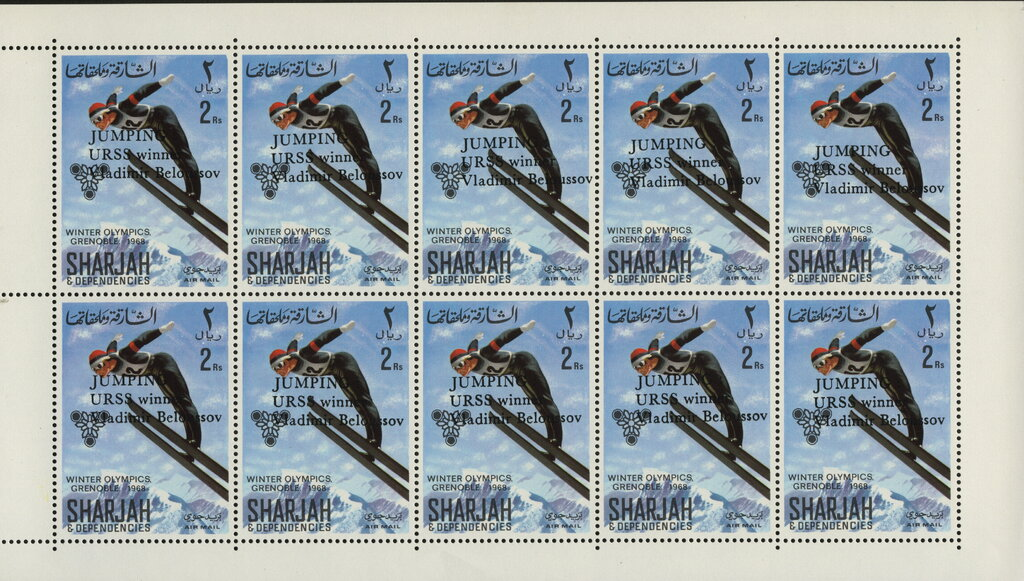
ريالان قفز تزلجي فلاديمير بيلوسوف[الإنجليزية] الاتحاد السوفيتي
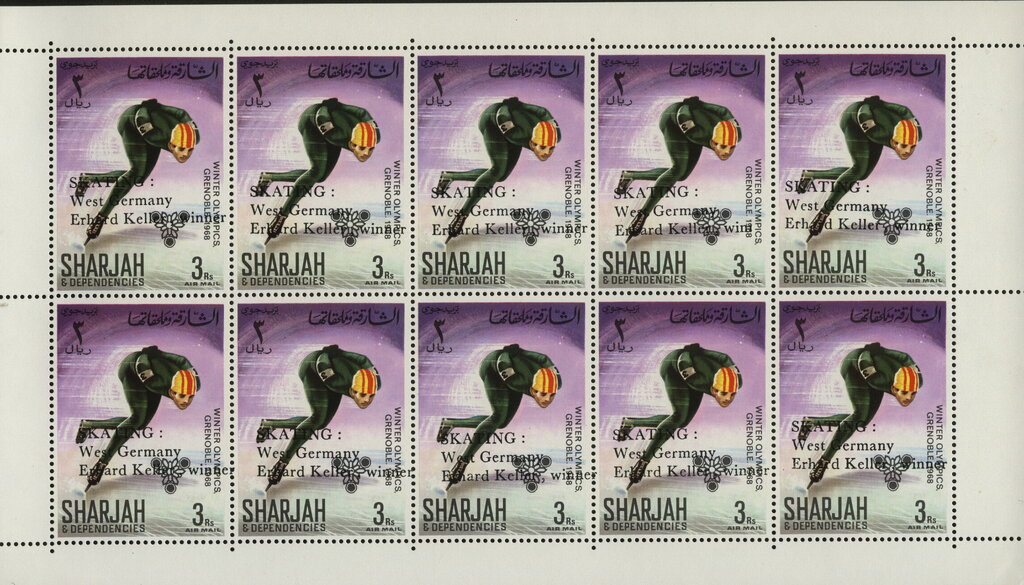
3 ريالات تزلج سريع إرهارد كيلر ألمانيا الغربية

وهذه صور صحائف الطوابع الموشحة:

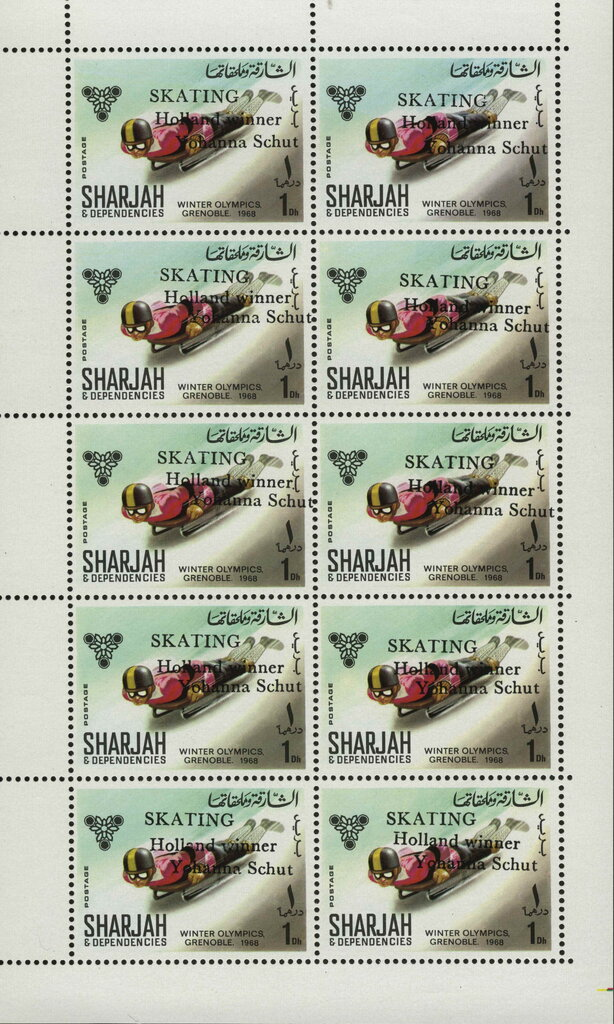
درهم واحد سباق الزلاجات الصدرية يوهانا شوت هولندا
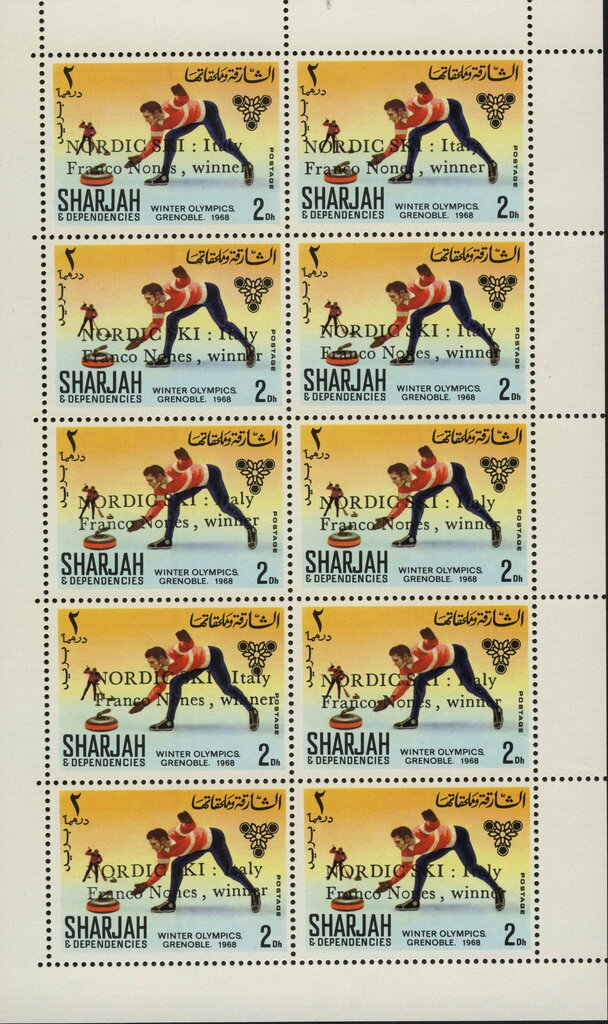
درهمان كرلنغ فرانكو نونيس[الإنجليزية] إيطاليا
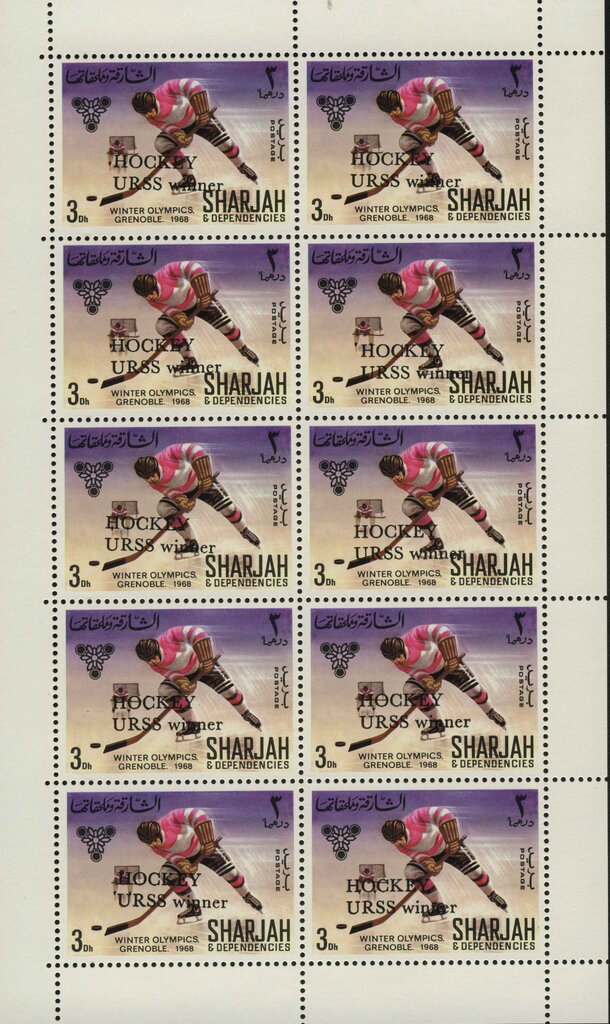
3 دراهم هوكي الجليد منتخب الاتحاد السوفيتي الاتحاد السوفيتي
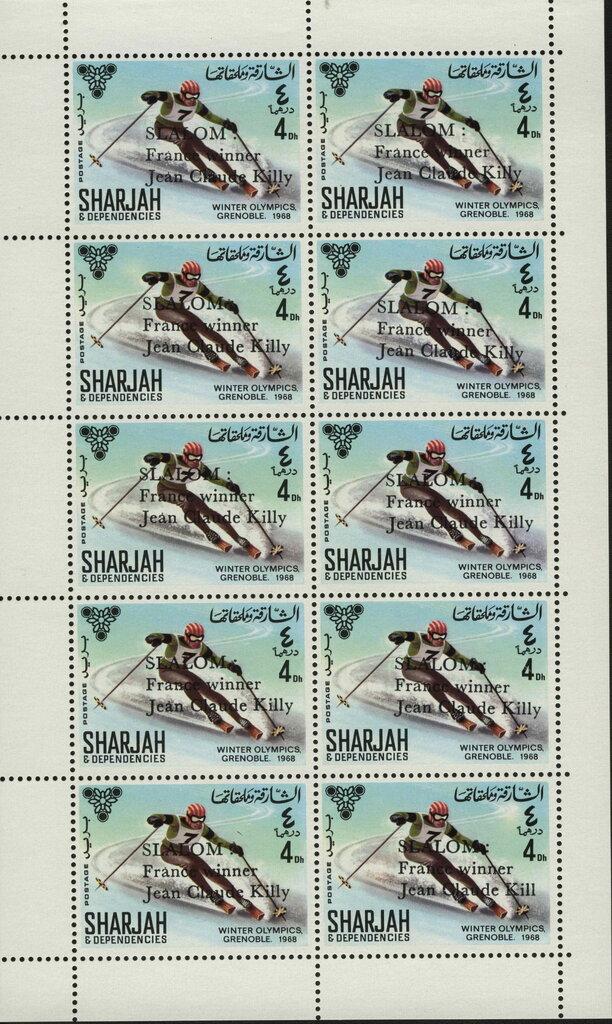
4 دراهم التزلج على الثلج جان كلود كيلي فرنسا
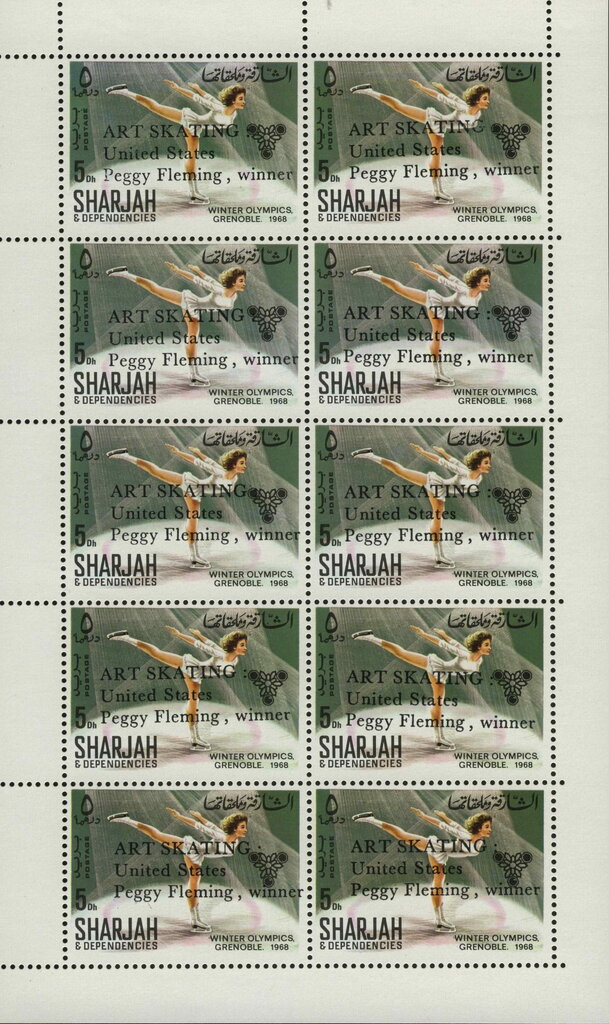
5 دراهم تزلج فني على الجليد بيجي فليمنج الولايات المتحدة

وهذه صور صحائف الطوابع الموشحة المعدة للبريد الجوي:
- ريال واحد
زلاجة بشخصين
ماريل غواتشل[الإنجليزية]
 فرنسا
- ريالان
قفز تزلجي
فلاديمير بيلوسوف[الإنجليزية]
 الاتحاد السوفيتي
- 3 ريالات
تزلج سريع
إرهارد كيلر
 ألمانيا الغربية

وكذلك وشحت الطوابع غير المخرمة:

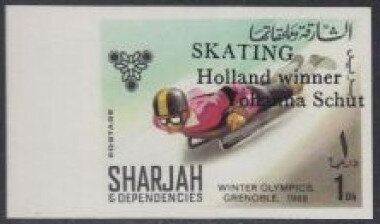
درهم واحد سباق الزلاجات الصدرية يوهانا شوت هولندا
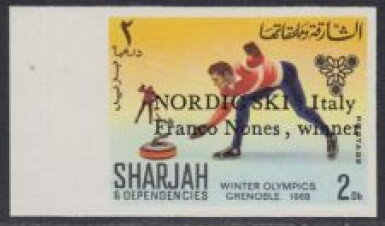
درهمين كرلنغ فرانكو نونيس[الإنجليزية] إيطاليا
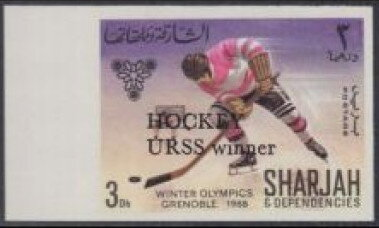
3 دراهم هوكي الجليد منتخب الاتحاد السوفيتي الاتحاد السوفيتي
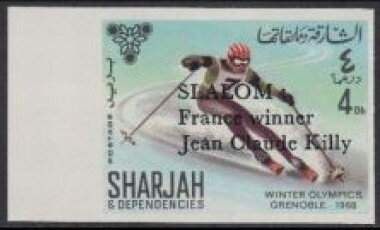
4 دراهم التزلج على الثلج جان كلود كيلي فرنسا
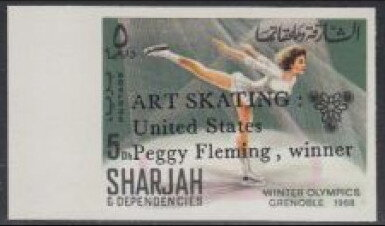
5 دراهم تزلج فني على الجليد بيجي فليمنج الولايات المتحدة

وأيضا طوابع البريد الجوي غير المخرمة:

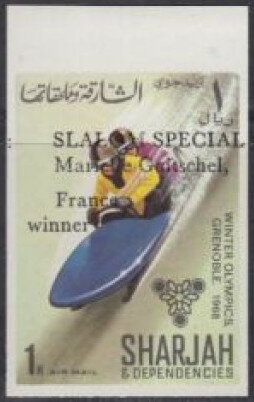
ريال واحد زلاجة بشخصين ماريل غواتشل[الإنجليزية] فرنسا
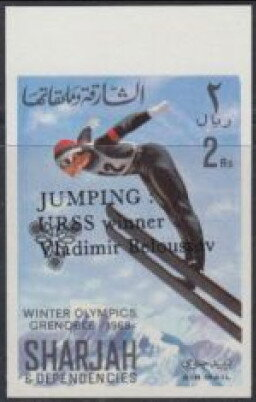
ريالان قفز تزلجي فلاديمير بيلوسوف[الإنجليزية] الاتحاد السوفيتي
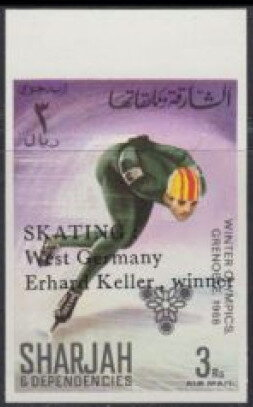
3 ريالات تزلج سريع إرهارد كيلر ألمانيا الغربية

وكذلك وشحت البطاقات:
- درهم واحد
سباق الزلاجات الصدرية
يوهانا شوت
 هولندا
- درهمين
كرلنغ
فرانكو نونيس[الإنجليزية]
 إيطاليا
- 3 دراهم
هوكي الجليد
منتخب الاتحاد السوفيتي
 الاتحاد السوفيتي
- 4 دراهم
التزلج على الثلج
جان كلود كيلي
 فرنسا
- 5 دراهم
تزلج فني على الجليد
بيجي فليمنج
 الولايات المتحدة

وكذلك بطاقات البريد الجوي:
- ريال واحد
زلاجة بشخصين
ماريل غواتشل[الإنجليزية]
 فرنسا
- ريالان
قفز تزلجي
فلاديمير بيلوسوف[الإنجليزية]
 الاتحاد السوفيتي
- 3 ريالات
تزلج سريع
إرهارد كيلر
 ألمانيا الغربية

## إصدارات عيد الأم العربية

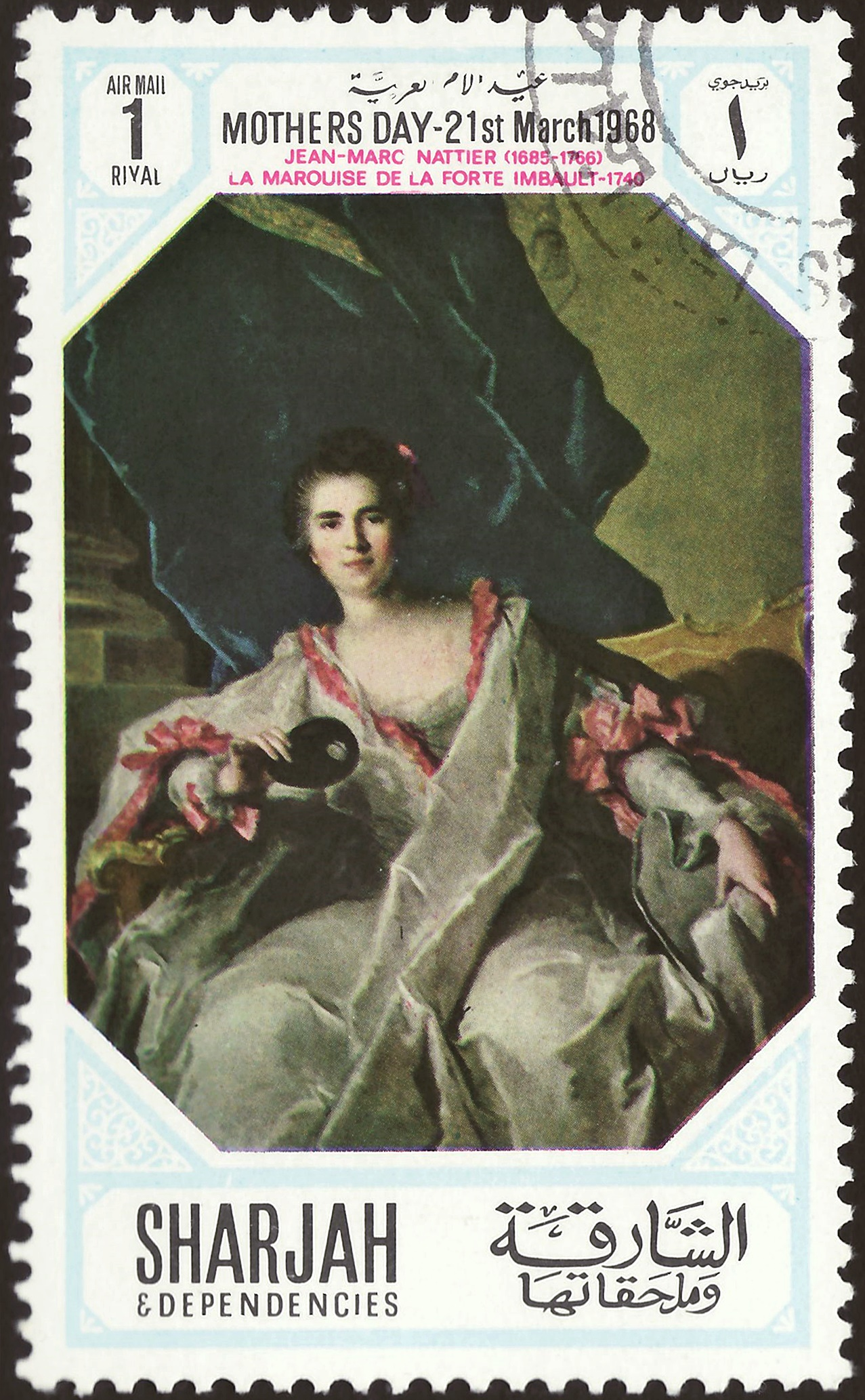
ريال واحد لوحة وهي صورة شخصية لماري تيريز من لافيرتي إمبولت رسمها الفنان جان مارك ناتييه
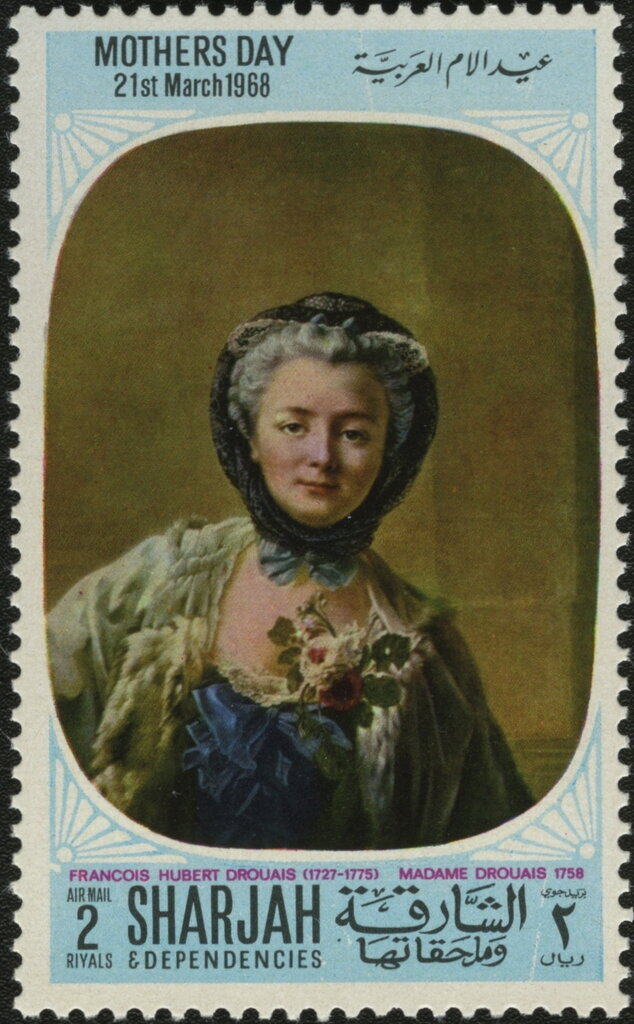
ريالان لوحة للفنان فرانسوا هوبير درويه
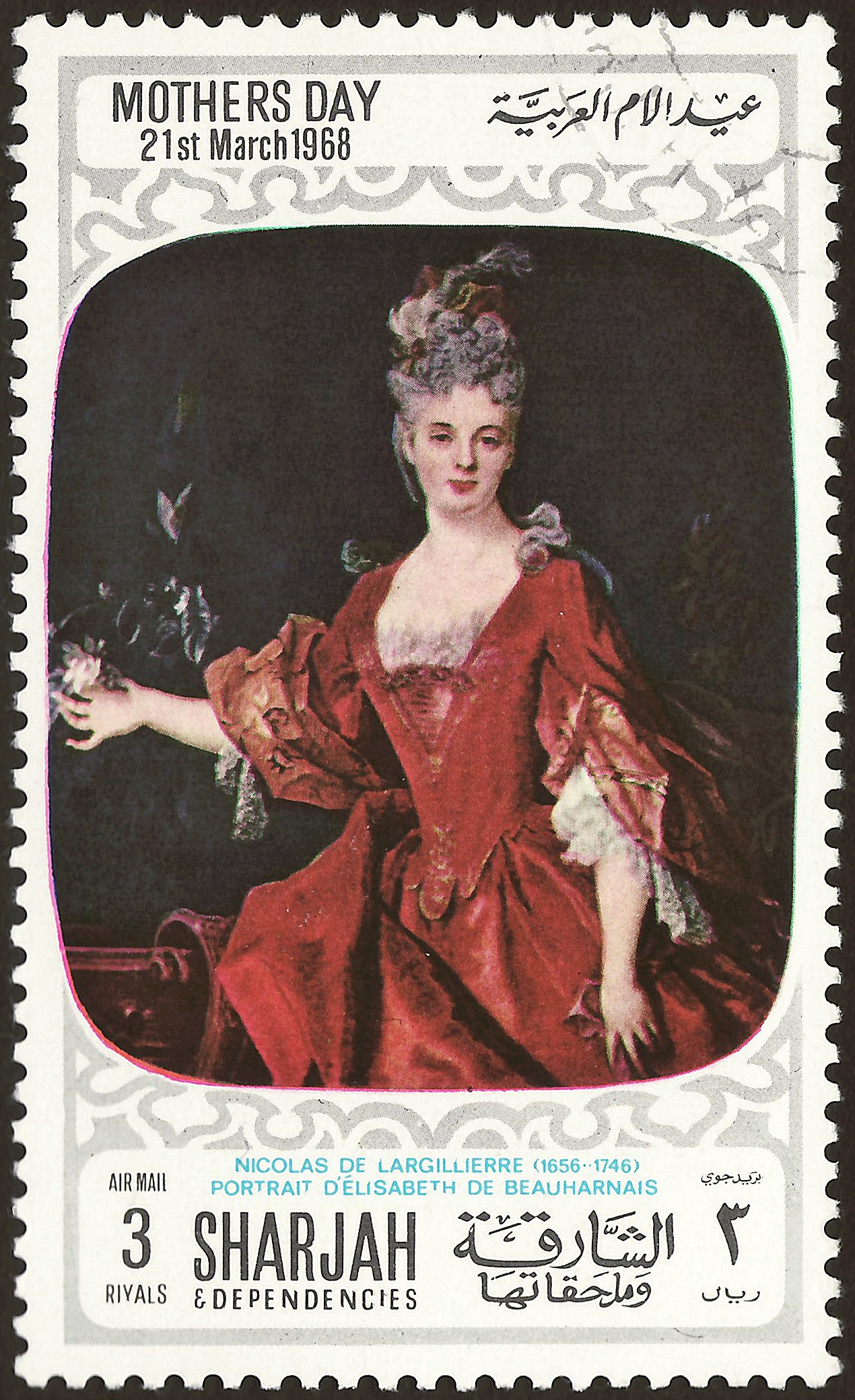
3 ريالات لوحة للفنان نيكولا دي لارجيليير
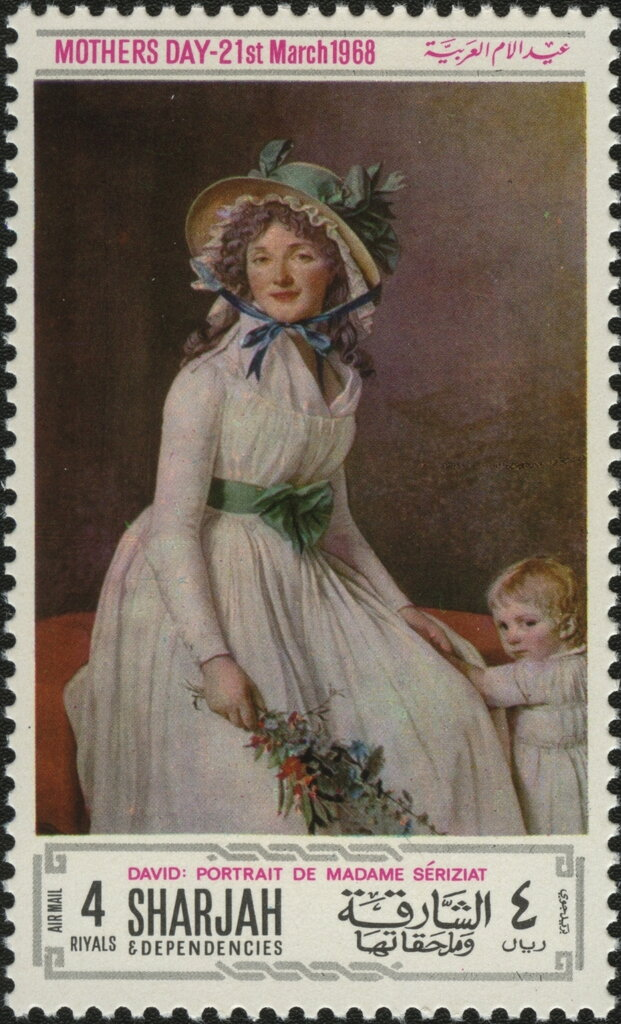
4 ريالات لوحة صورة إيميلي سيريزيات وابنها للفنان جاك لوي دافيد

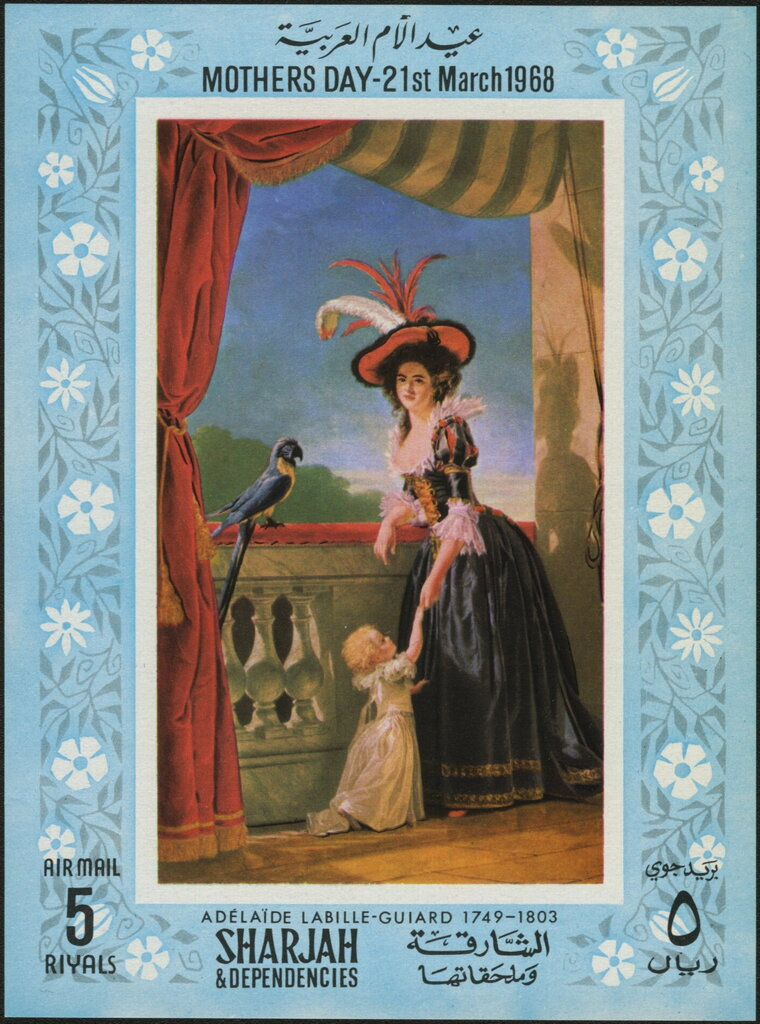
بطاقة تذكارية بقيمة 5 ريالات تحتوي على صورة للوحة للفنان أديلايد لابيه جيار.

في 21 مارس 1968، أصدرت الطوابع التالية والتي تحتوي على صور لوحات فنية عالمية لمناسبة عيد الأم العربية:

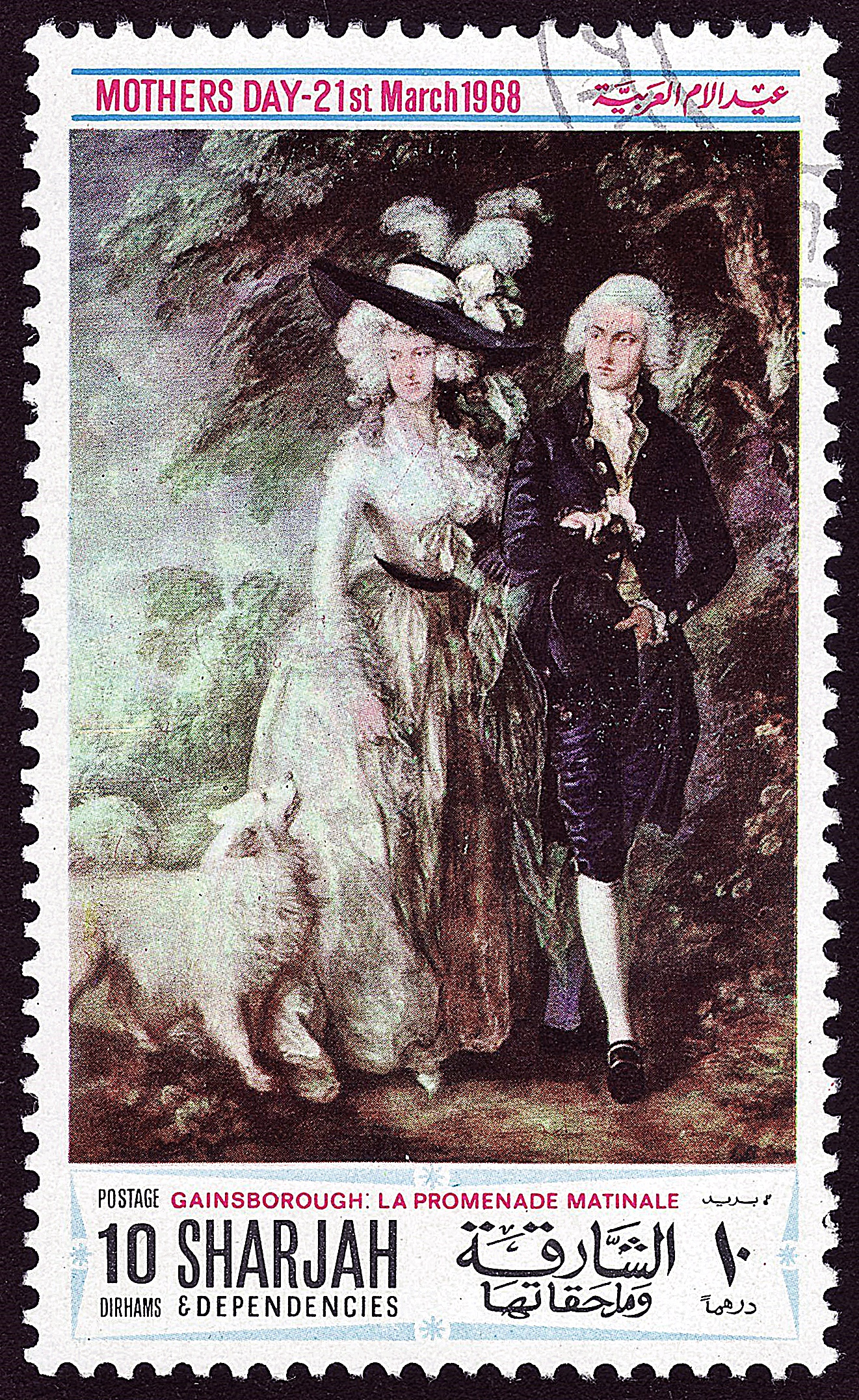
10 دراهم لوحة السيد والسيدة ويليام هالت[الإنجليزية] أو "مشية الصباح" للفنان توماس غينزبرة
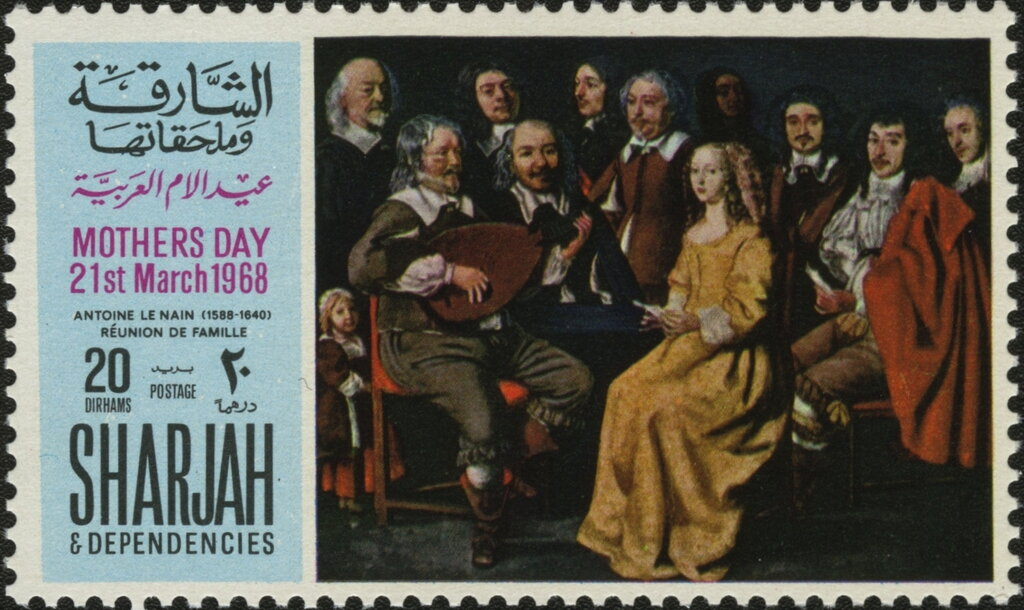
20 درهما لوحة اللقاء الموسيقي (Q29847515) للفنان أنطوان لو نيه[الألمانية]
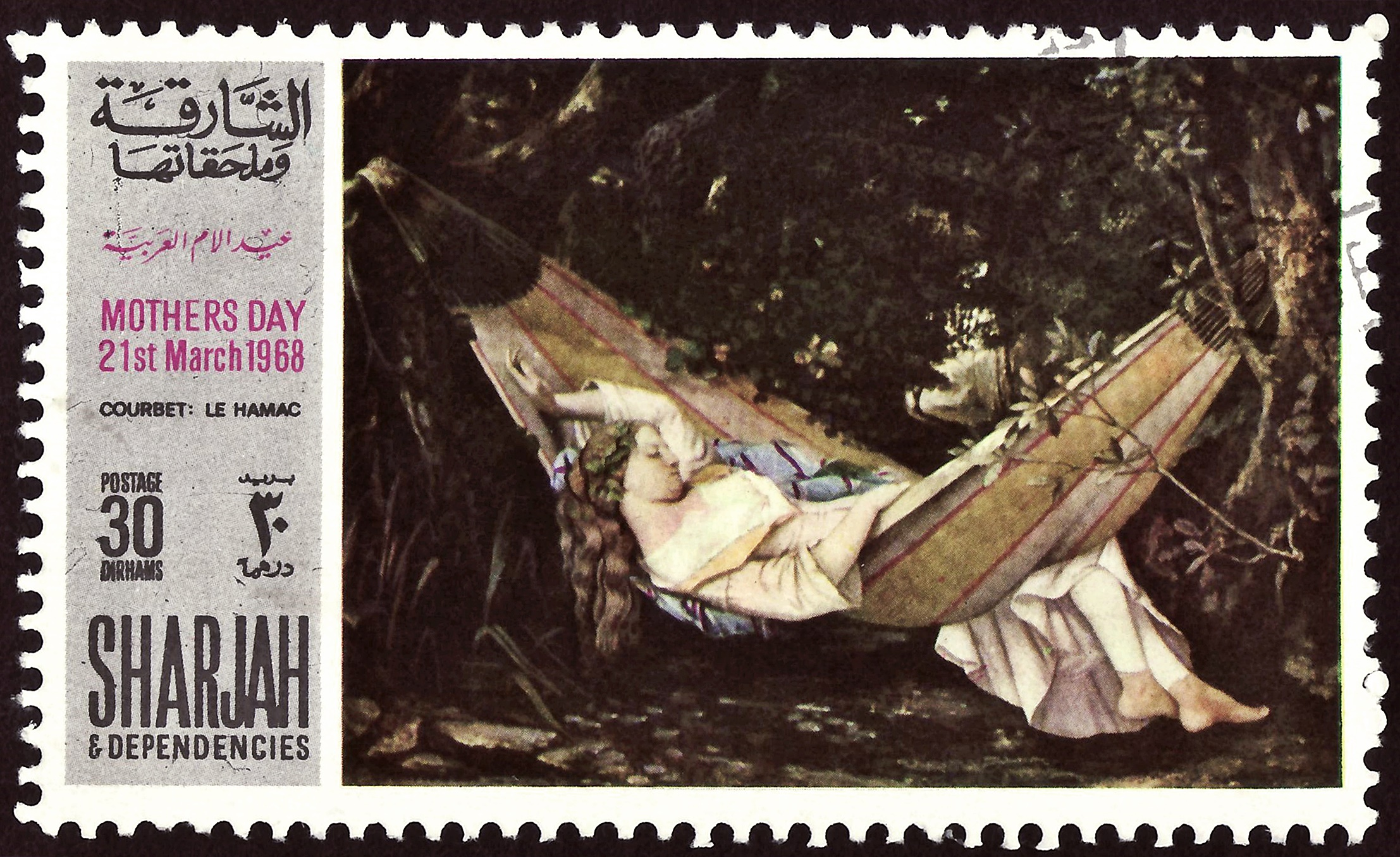
30 درهما لوحة الأرجوحة[الإنجليزية] للفنان غوستاف كوربيه
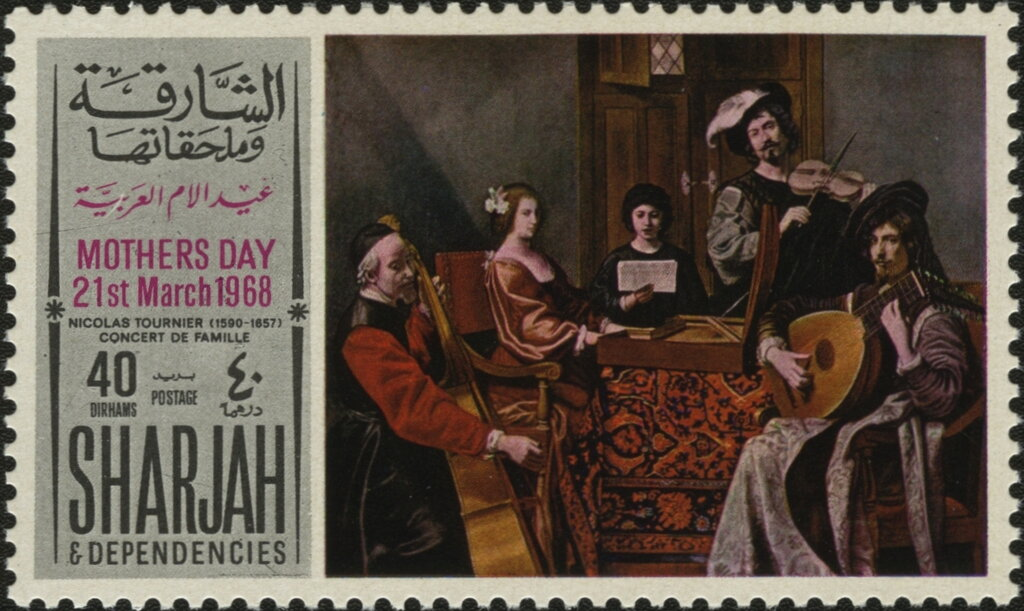
40 درهما لوحة الحفل الموسيقي (Q19820115) للفنان نيكولاس تورنييه[الإنجليزية]

وكذلك طوابع مخصصة للبريد الجوي:
- ريال واحد
لوحة صورة لماركيز دي لا فيرتي إمبولت (Q80113901)
وهي صورة شخصية لماري تيريز من لافيرتي إمبولت[الفرنسية]
رسمها الفنان جان مارك ناتييه
- ريالان
لوحة صورة السيدة درويه (Q29857325)
للفنان فرانسوا هوبير درويه[الإنجليزية]
- 3 ريالات
لوحة صورة إليزابيث دي بوهارنيه (Q106560630)
للفنان نيكولا دي لارجيليير[الإنجليزية]
- 4 ريالات
لوحة صورة إيميلي سيريزيات وابنها[الفرنسية]
للفنان جاك لوي دافيد

وهذه صور صحائف الطوابع:

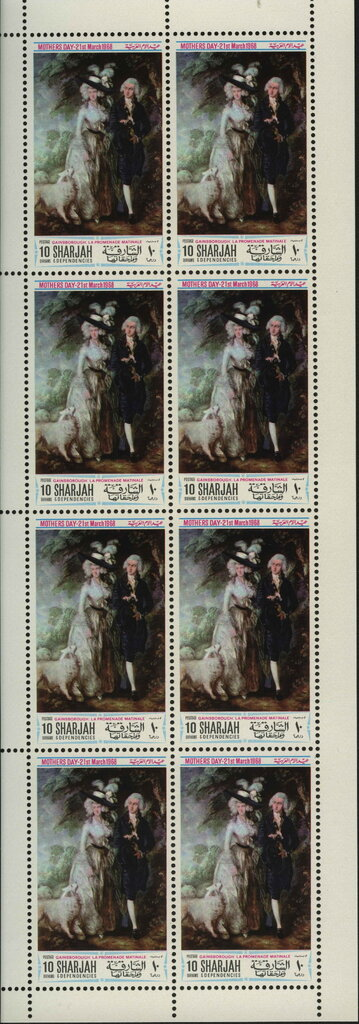
10 دراهم لوحة السيد والسيدة ويليام هالت[الإنجليزية] أو "مشية الصباح" للفنان توماس غينزبرة
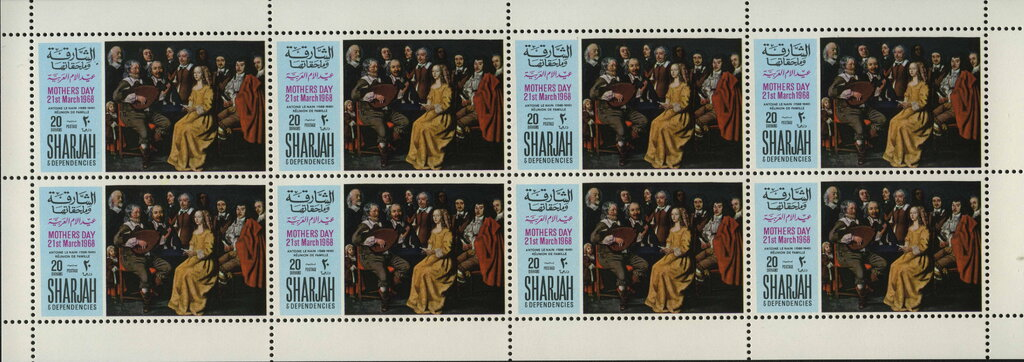
20 درهما لوحة اللقاء الموسيقي (Q29847515) للفنان أنطوان لو نيه[الألمانية]
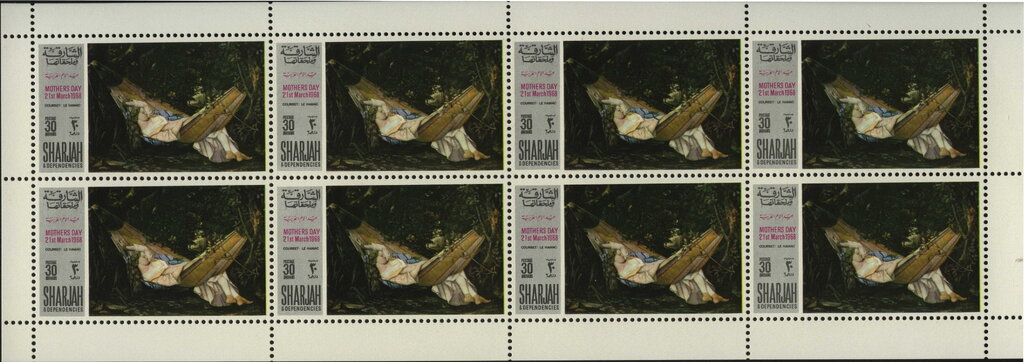
30 درهما لوحة الأرجوحة[الإنجليزية] للفنان غوستاف كوربيه
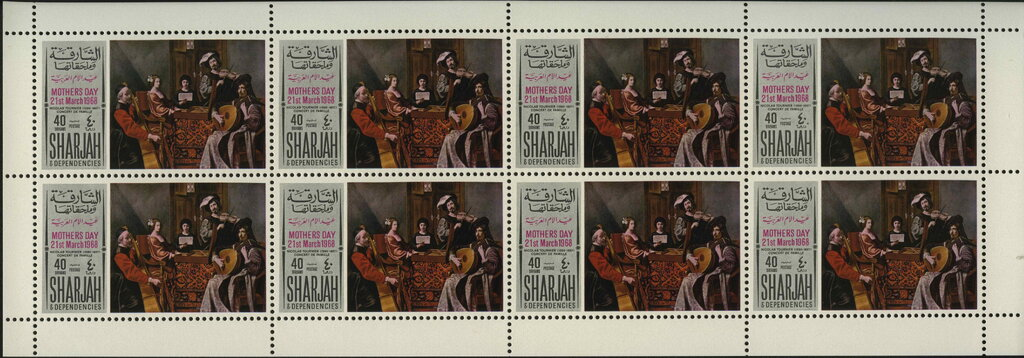
40 درهما لوحة الحفل الموسيقي (Q19820115) للفنان نيكولاس تورنييه[الإنجليزية]

وكذلك صور صحائف الطوابع مخصصة للبريد الجوي:

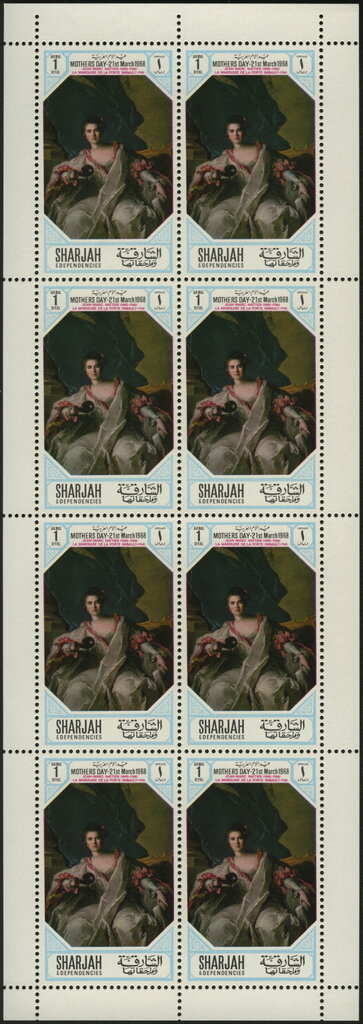
ريال واحد لوحة صورة لماركيز دي لا فيرتي إمبولت (Q80113901) وهي صورة شخصية لماري تيريز من لافيرتي إمبولت[الفرنسية] رسمها الفنان جان مارك ناتييه
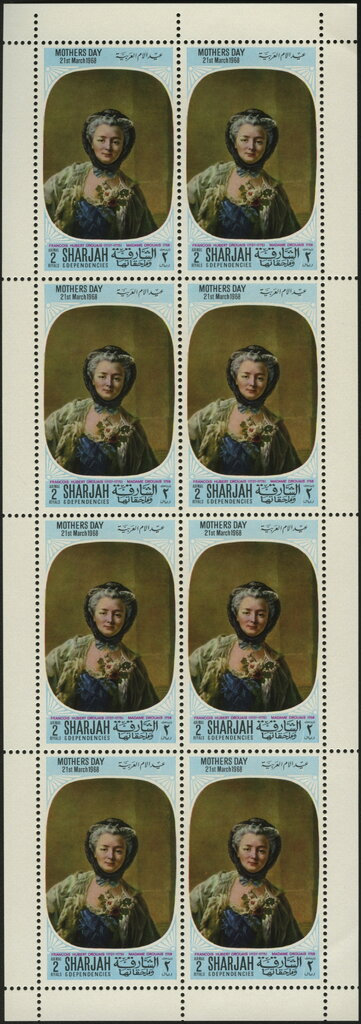
ريالان لوحة صورة السيدة درويه (Q29857325) للفنان فرانسوا هوبير درويه[الإنجليزية]
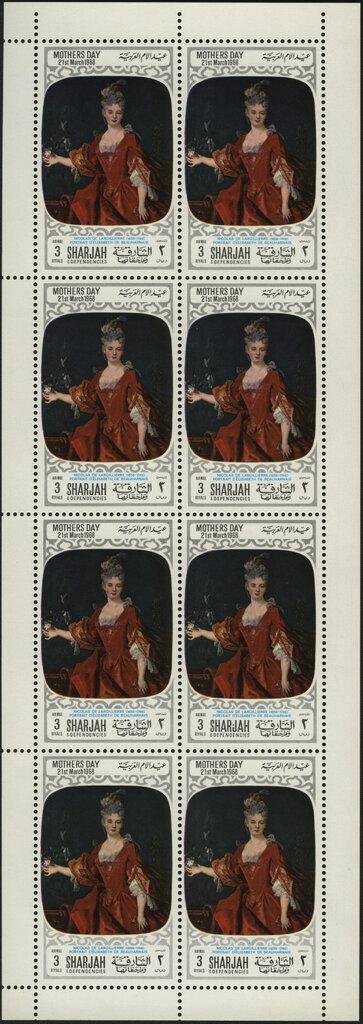
3 ريالات لوحة صورة إليزابيث دي بوهارنيه (Q106560630) للفنان نيكولا دي لارجيليير[الإنجليزية]
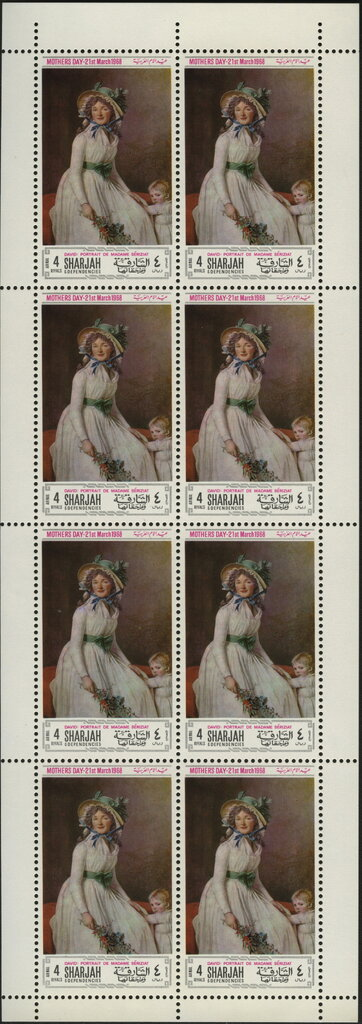
4 ريالات لوحة صورة إيميلي سيريزيات وابنها[الفرنسية] للفنان جاك لوي دافيد

وذلك أصدرت نسخ غير مخرمة من الطوابع:

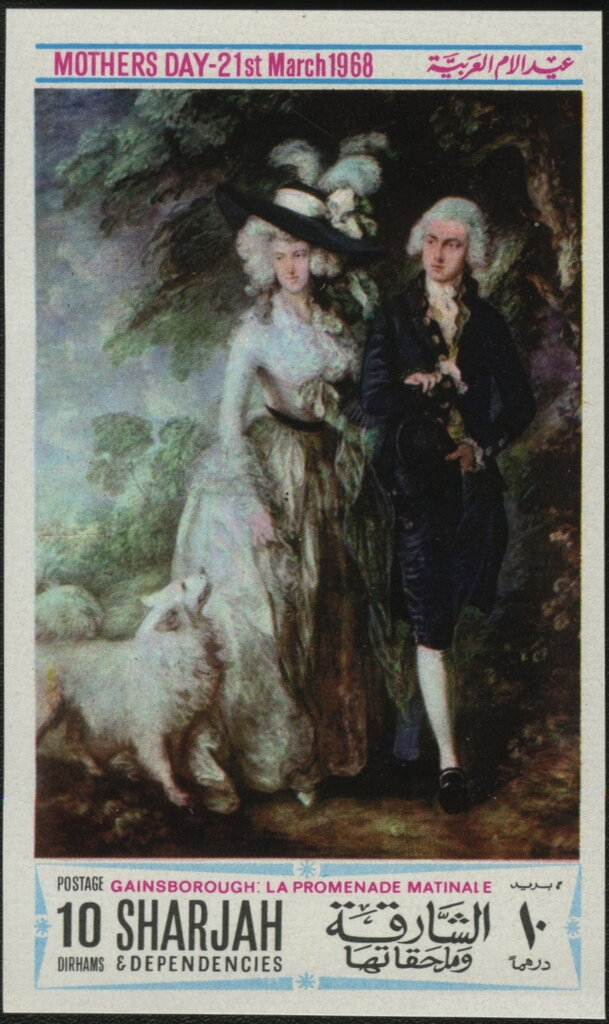
10 دراهم لوحة السيد والسيدة ويليام هالت[الإنجليزية] أو "مشية الصباح" للفنان توماس غينزبرة
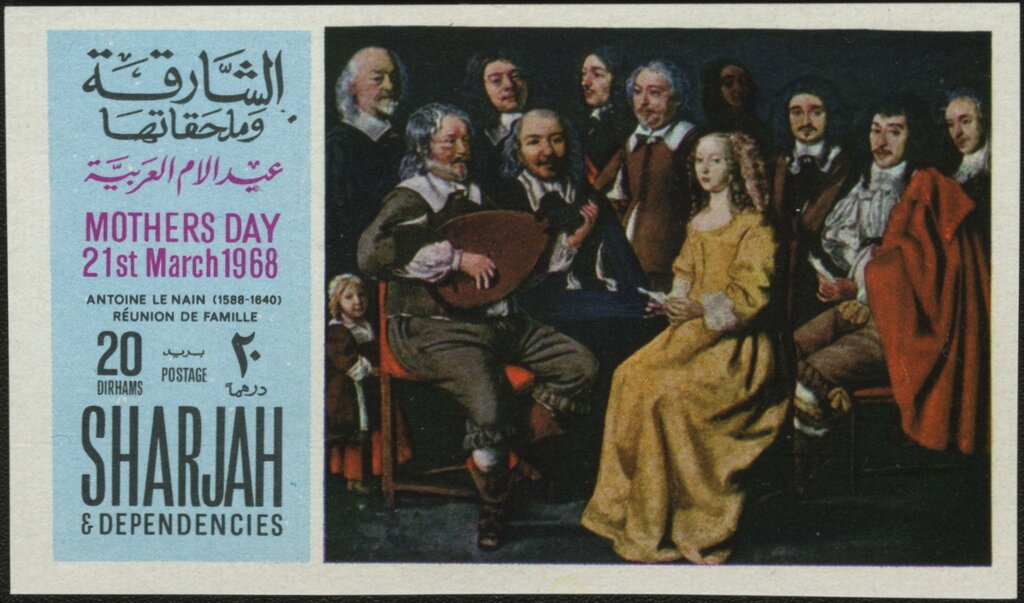
20 درهما لوحة اللقاء الموسيقي (Q29847515) للفنان أنطوان لو نيه[الألمانية]
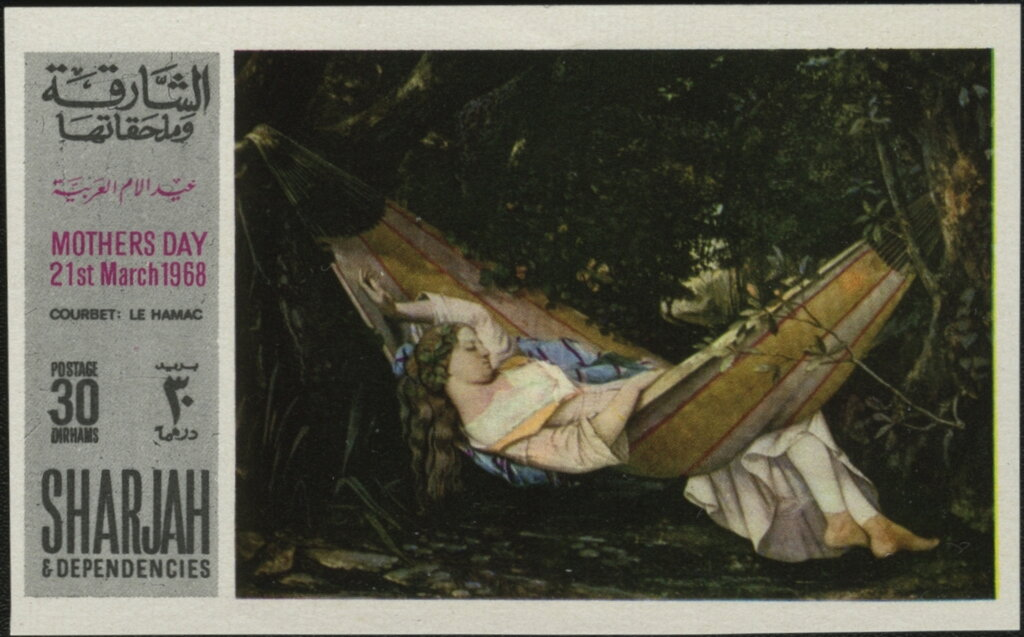
30 درهما لوحة الأرجوحة[الإنجليزية] للفنان غوستاف كوربيه
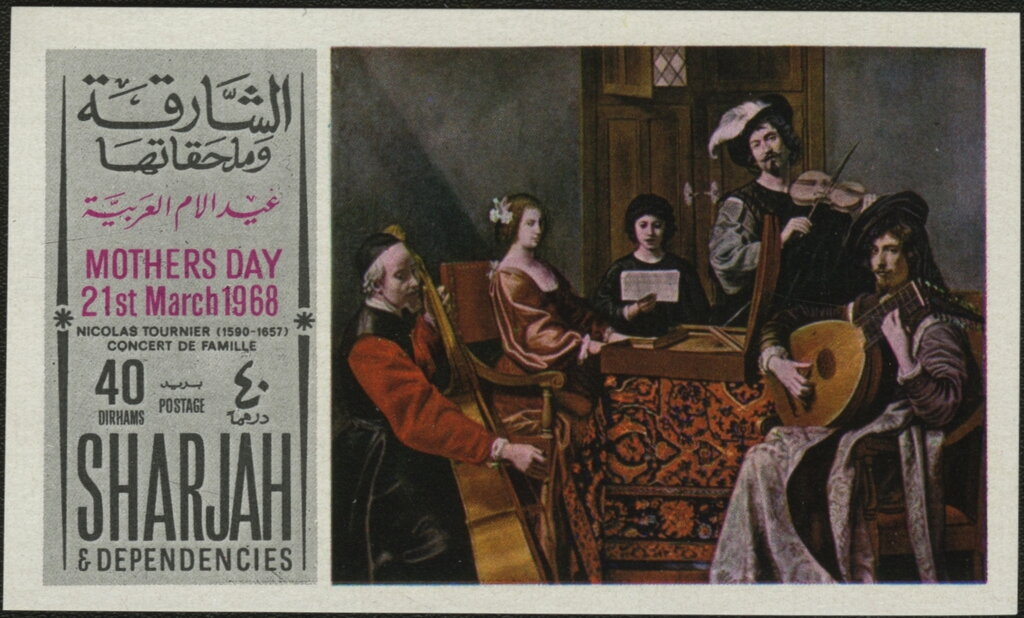
40 درهما لوحة الحفل الموسيقي (Q19820115) للفنان نيكولاس تورنييه[الإنجليزية]

وهذه صور النسخ غير المخرمة من الطوابع المخصصة للبريد الجوي:

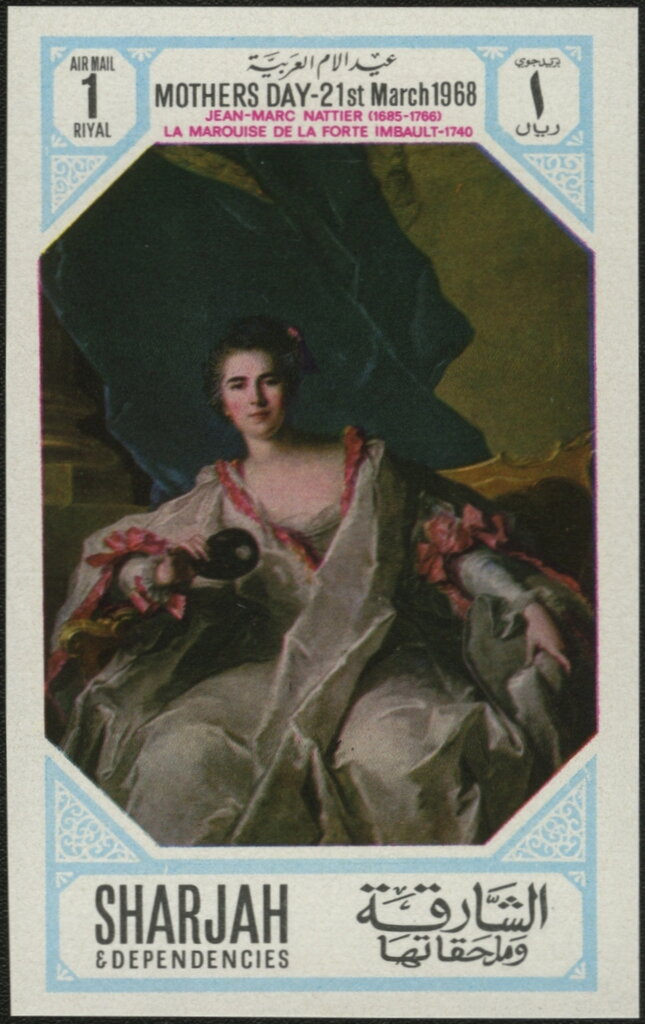
ريال واحد لوحة صورة لماركيز دي لا فيرتي إمبولت (Q80113901) وهي صورة شخصية لماري تيريز من لافيرتي إمبولت[الفرنسية] رسمها الفنان جان مارك ناتييه
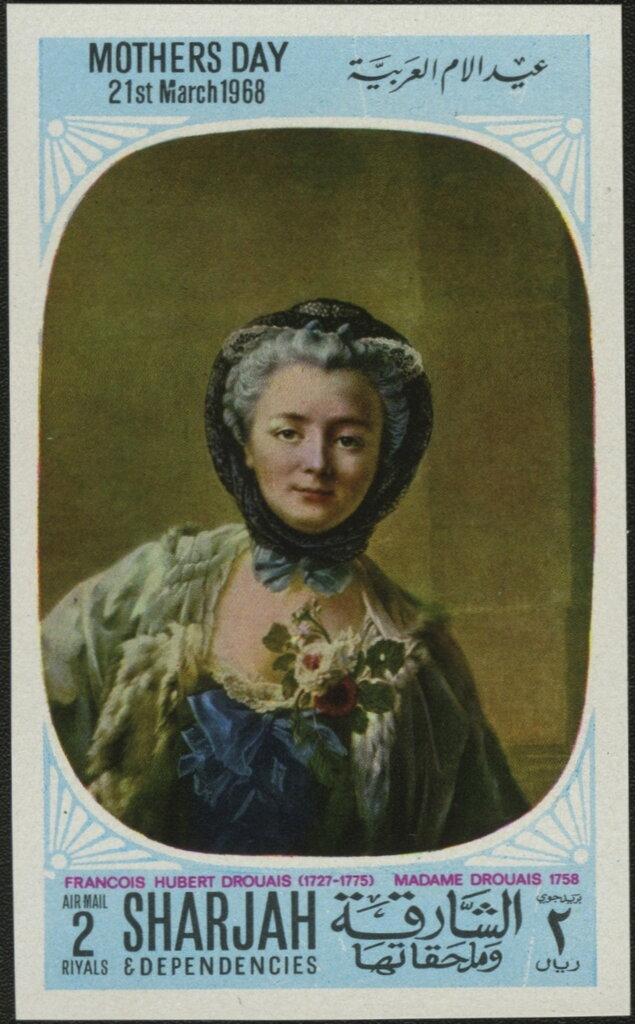
ريالان لوحة صورة السيدة درويه (Q29857325) للفنان فرانسوا هوبير درويه[الإنجليزية]
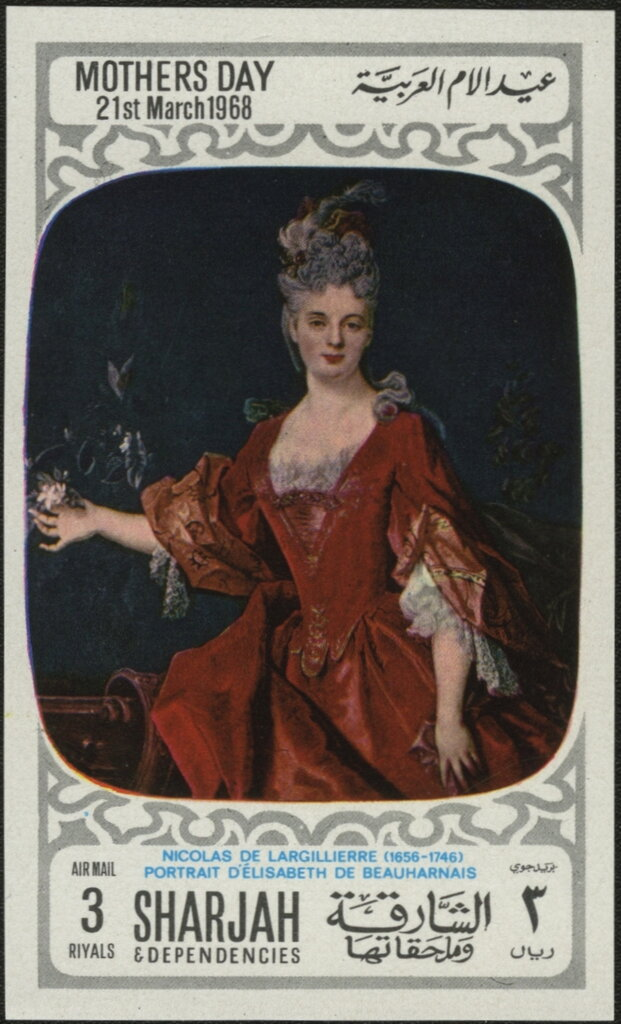
3 ريالات لوحة صورة إليزابيث دي بوهارنيه (Q106560630) للفنان نيكولا دي لارجيليير[الإنجليزية]
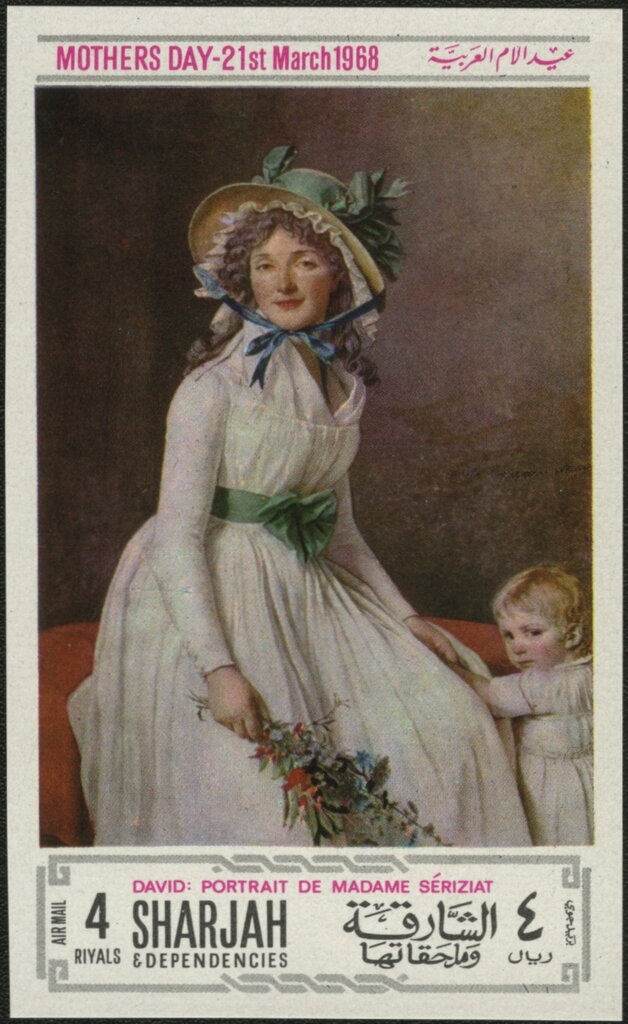
4 ريالات لوحة صورة إيميلي سيريزيات وابنها[الفرنسية] للفنان جاك لوي دافيد

وهذه صور صحائف الطوابع غير المخرمة:

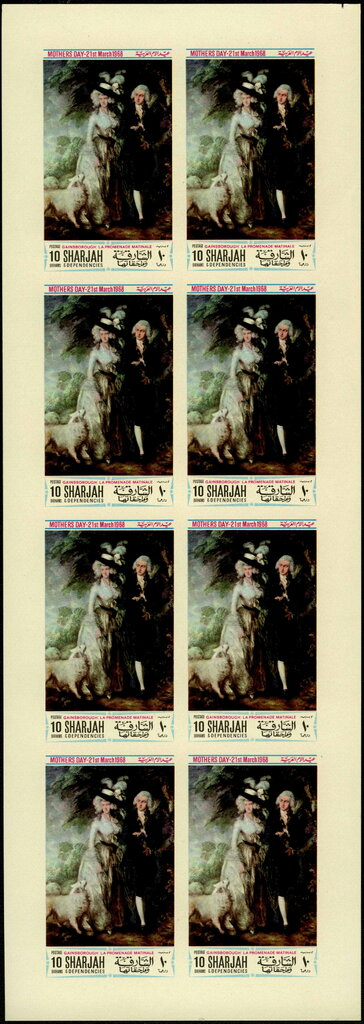
10 دراهم لوحة السيد والسيدة ويليام هالت[الإنجليزية] أو "مشية الصباح" للفنان توماس غينزبرة
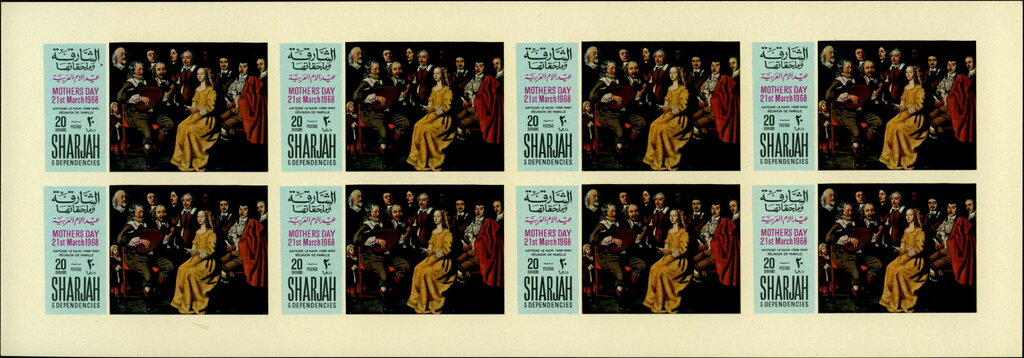
20 درهما لوحة اللقاء الموسيقي (Q29847515) للفنان أنطوان لو نيه[الألمانية]
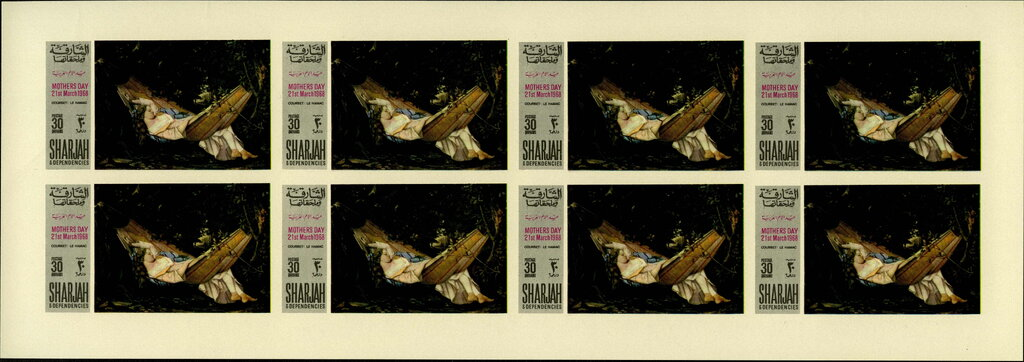
30 درهما لوحة الأرجوحة[الإنجليزية] للفنان غوستاف كوربيه
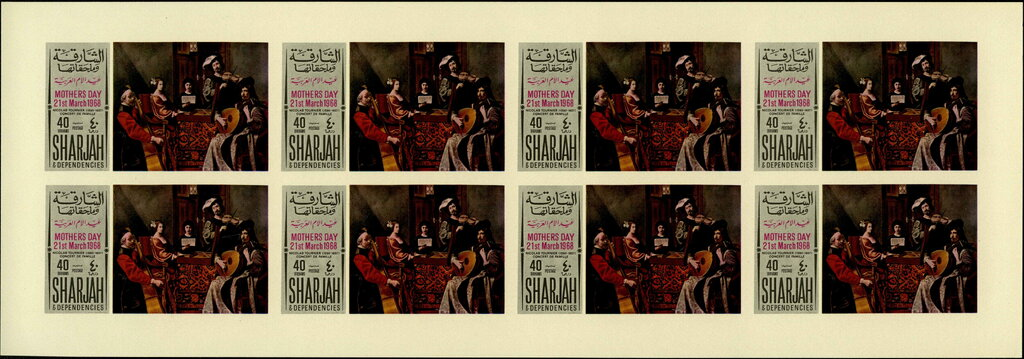
40 درهما لوحة الحفل الموسيقي (Q19820115) للفنان نيكولاس تورنييه[الإنجليزية]

وكذلك صور صحائف الطوابع غير المخرمة مخصصة للبريد الجوي:

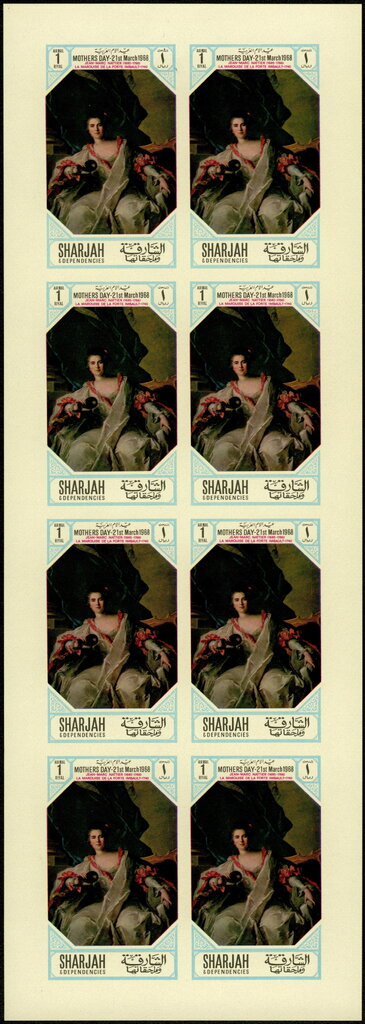
ريال واحد لوحة صورة لماركيز دي لا فيرتي إمبولت (Q80113901) وهي صورة شخصية لماري تيريز من لافيرتي إمبولت[الفرنسية] رسمها الفنان جان مارك ناتييه
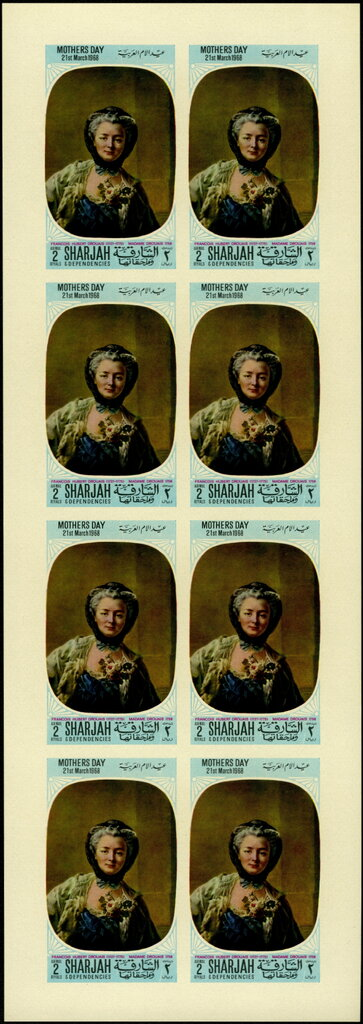
ريالان لوحة صورة السيدة درويه (Q29857325) للفنان فرانسوا هوبير درويه[الإنجليزية]
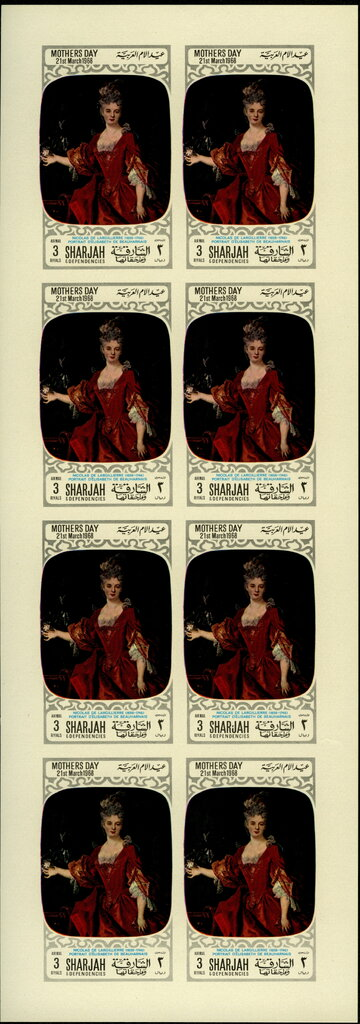
3 ريالات لوحة صورة إليزابيث دي بوهارنيه (Q106560630) للفنان نيكولا دي لارجيليير[الإنجليزية]
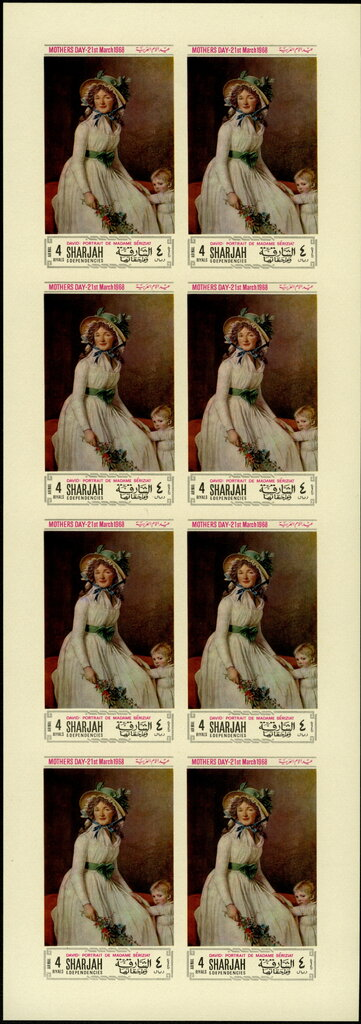
4 ريالات لوحة صورة إيميلي سيريزيات وابنها[الفرنسية] للفنان جاك لوي دافيد

وكذلك أصدرت بطاقات من ذات الطوابع:

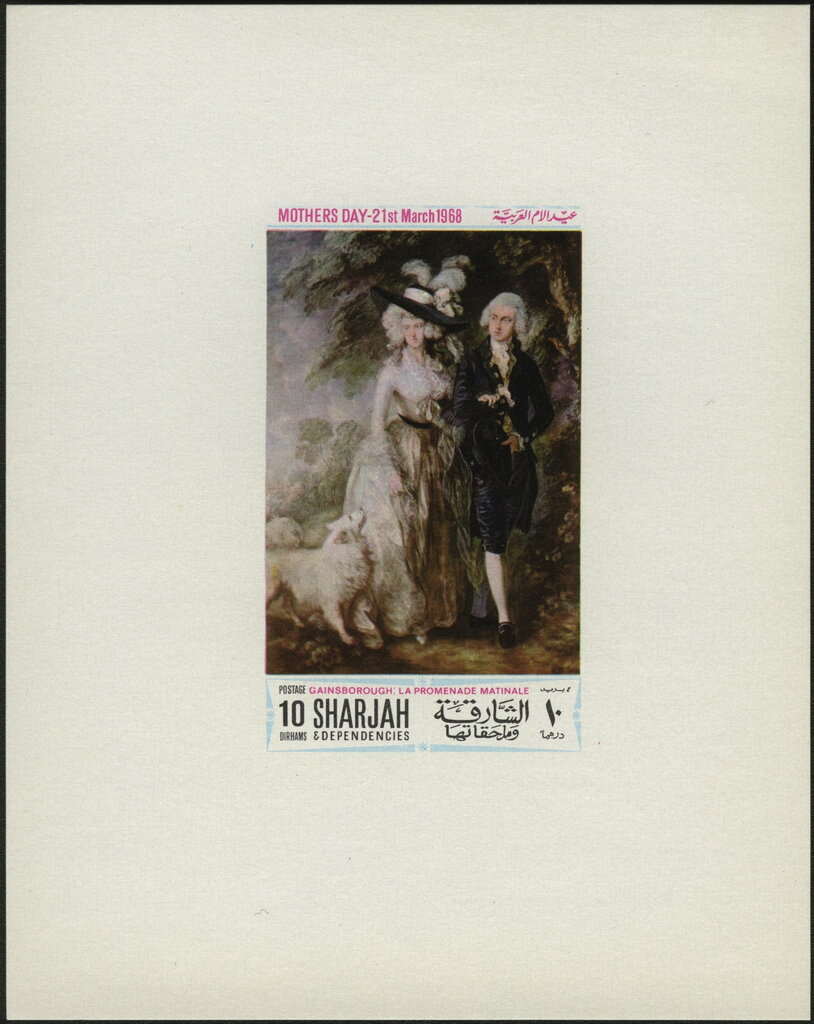
10 دراهم لوحة السيد والسيدة ويليام هالت[الإنجليزية] أو "مشية الصباح" للفنان توماس غينزبرة
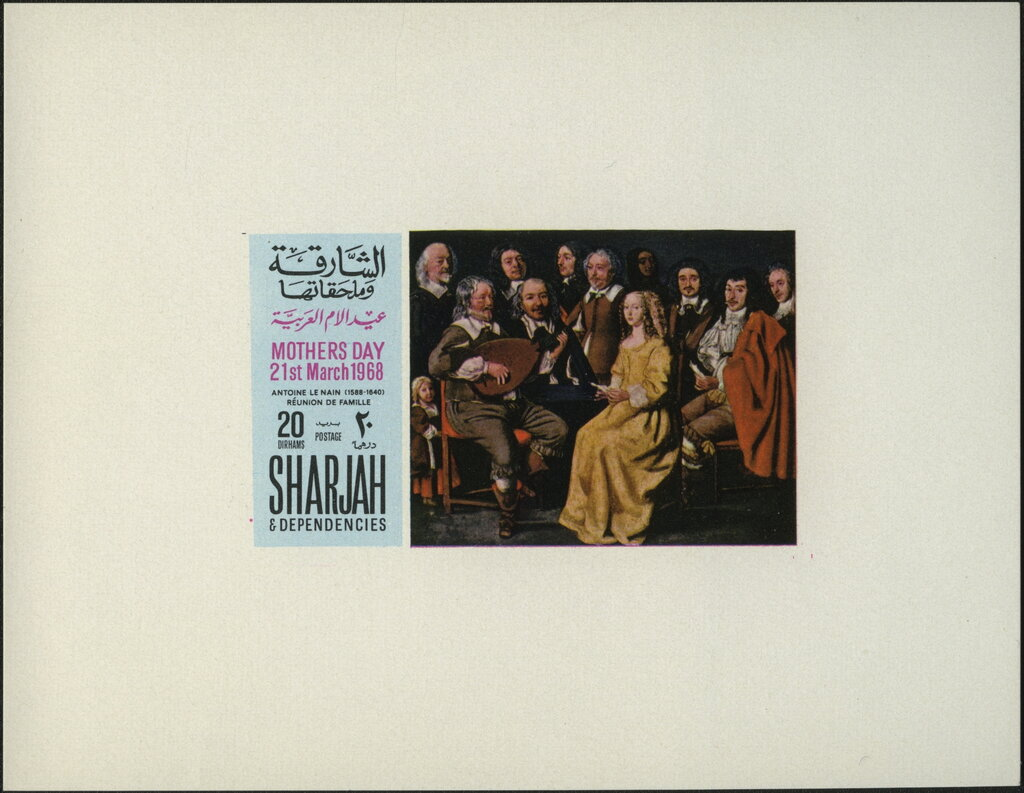
20 درهما لوحة اللقاء الموسيقي (Q29847515) للفنان أنطوان لو نيه[الألمانية]
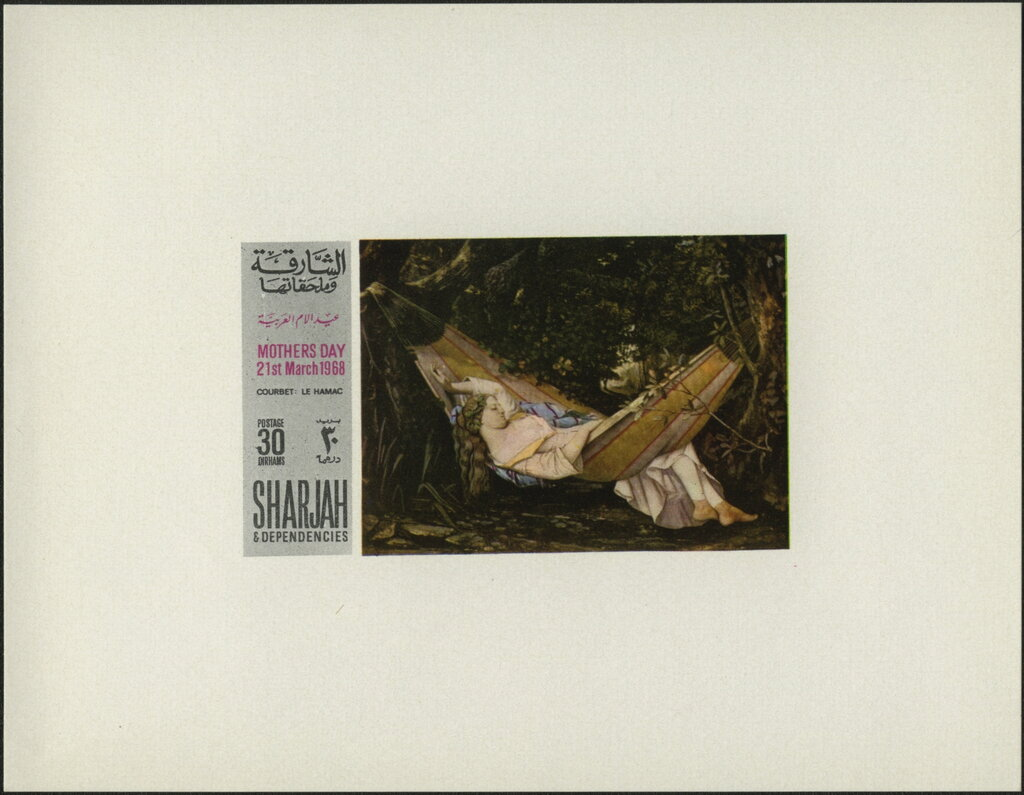
30 درهما لوحة الأرجوحة[الإنجليزية] للفنان غوستاف كوربيه
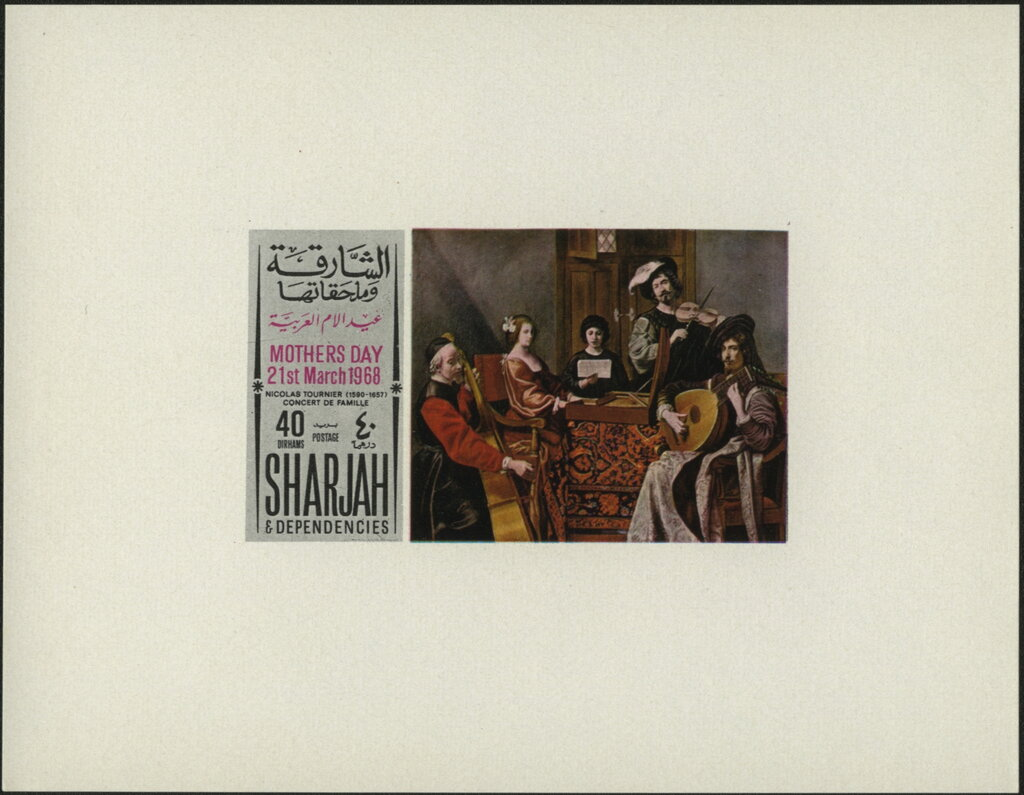
40 درهما لوحة الحفل الموسيقي (Q19820115) للفنان نيكولاس تورنييه[الإنجليزية]

وهذه صور بطاقات الطوابع المخصصة للبريد الجوي:

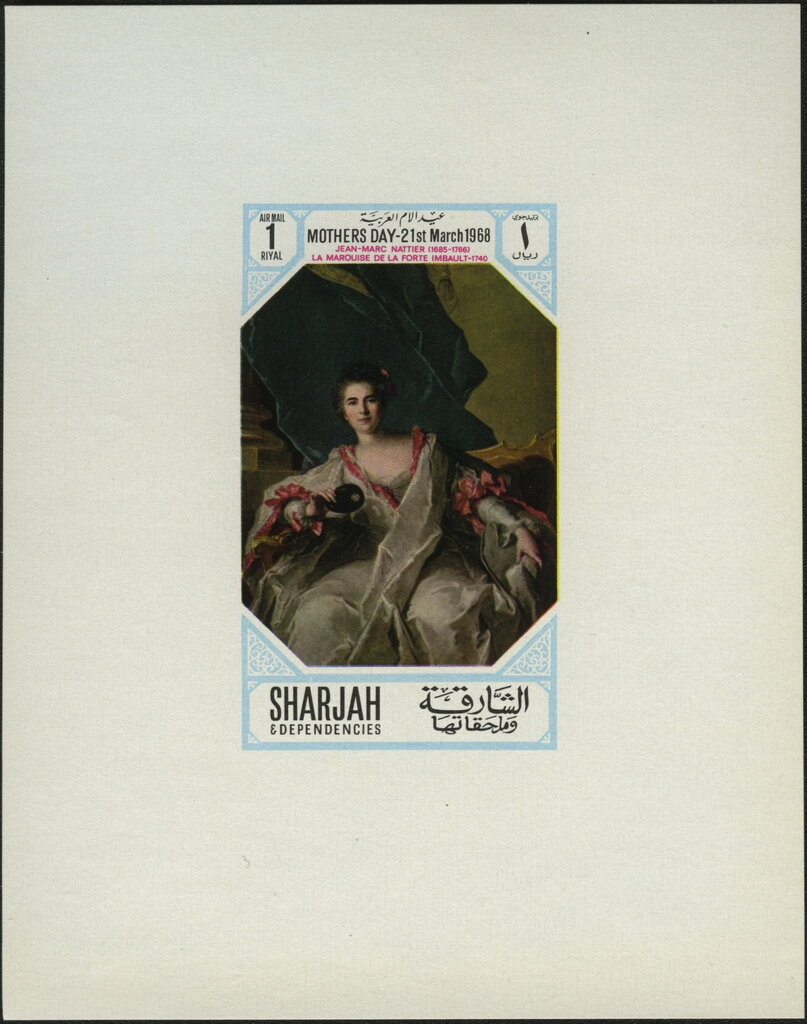
ريال واحد لوحة صورة لماركيز دي لا فيرتي إمبولت (Q80113901) وهي صورة شخصية لماري تيريز من لافيرتي إمبولت[الفرنسية] رسمها الفنان جان مارك ناتييه
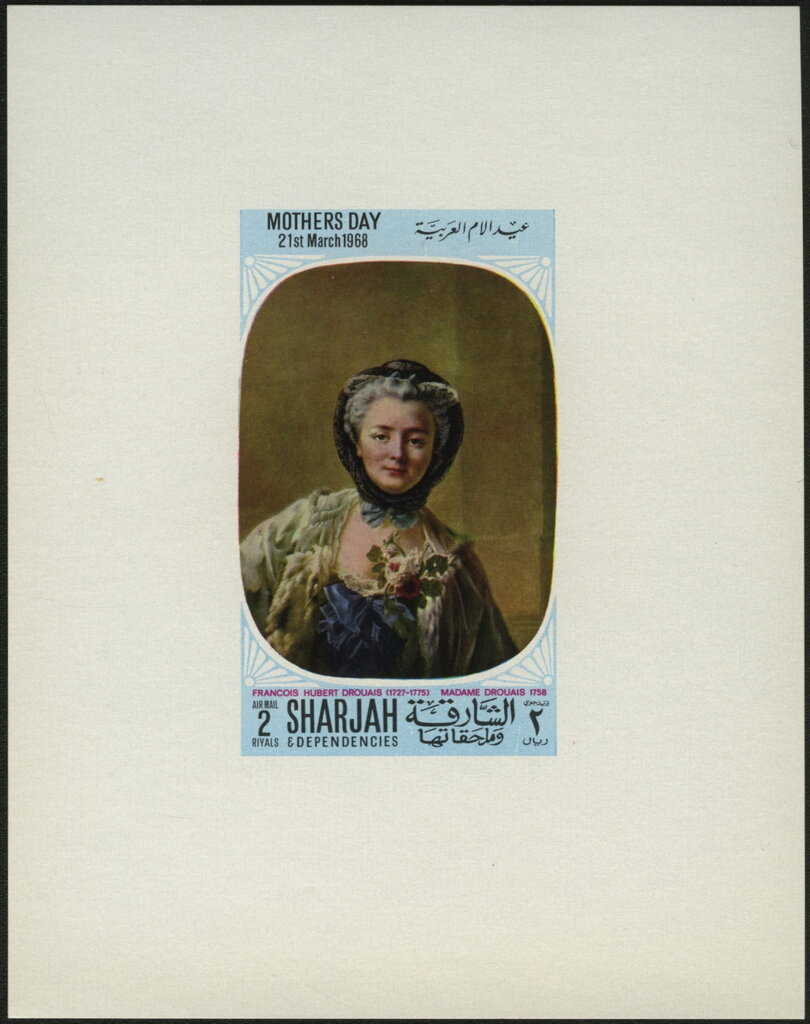
ريالان لوحة صورة السيدة درويه (Q29857325) للفنان فرانسوا هوبير درويه[الإنجليزية]
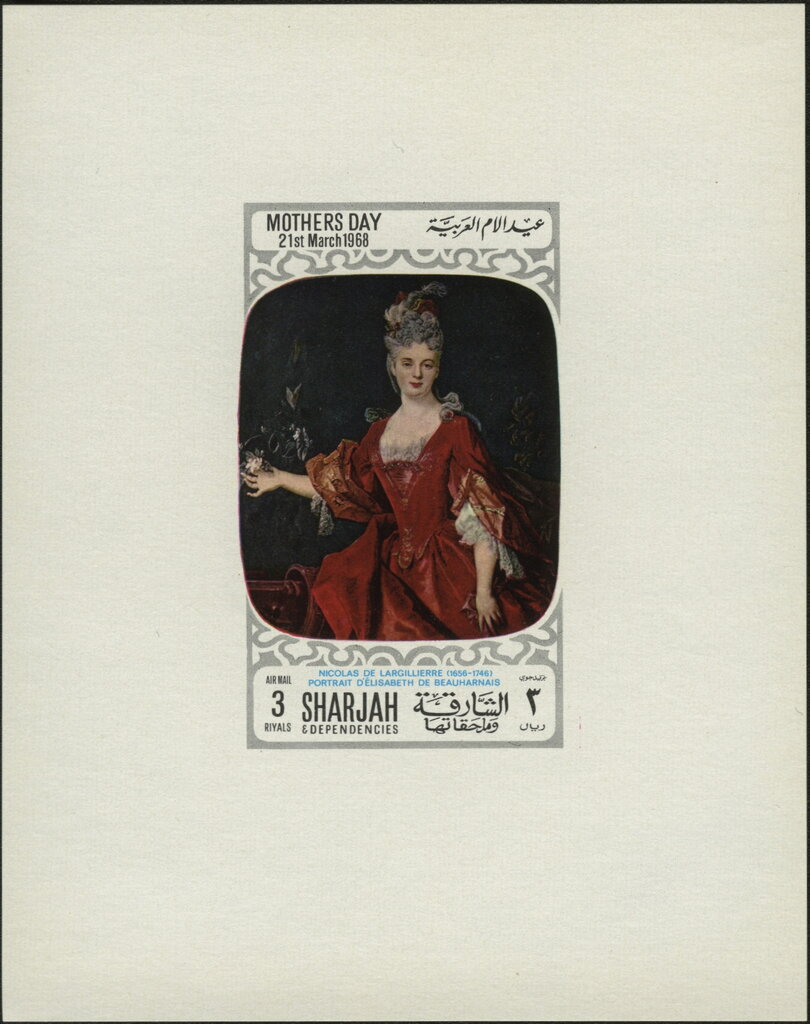
3 ريالات لوحة صورة إليزابيث دي بوهارنيه (Q106560630) للفنان نيكولا دي لارجيليير[الإنجليزية]
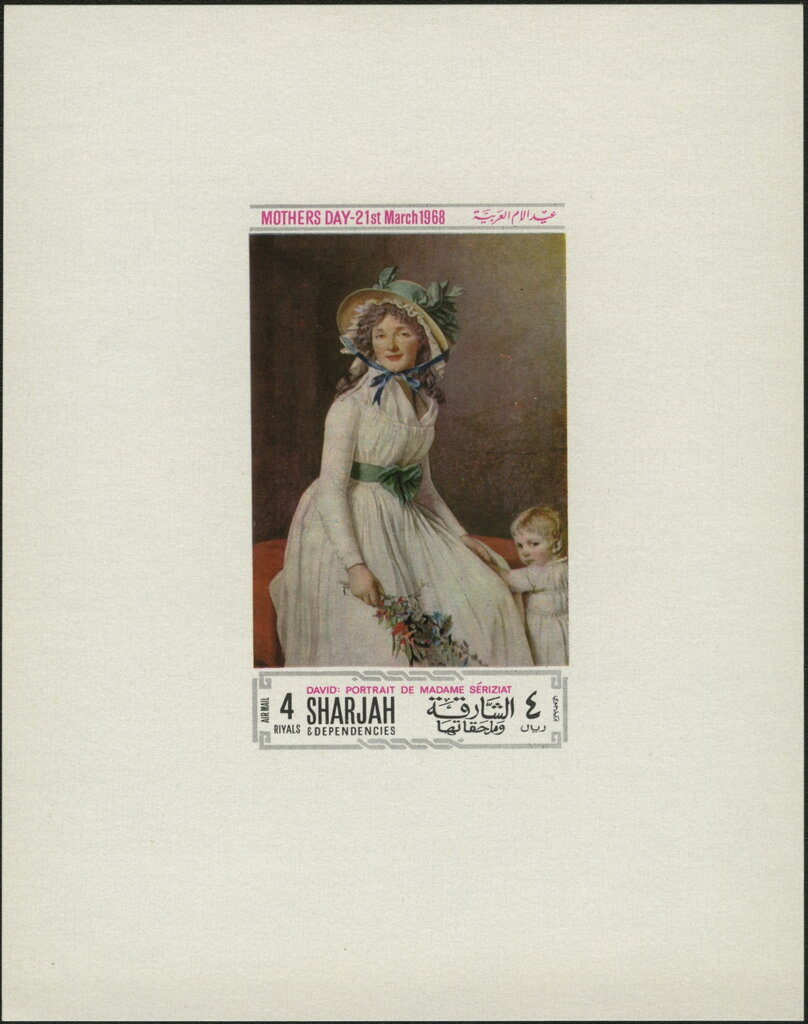
4 ريالات لوحة صورة إيميلي سيريزيات وابنها[الفرنسية] للفنان جاك لوي دافيد

وكذلك أصدر بطاقة بريدية تذكارية:

## إصدارات الشيخ خالد بن محمد القاسمي
في 25 مايو 1968، أصدرت مجموعة من الطوابع الدائمة القياسية والطوابع الرسمية والطوابع المستحقة، تحمل صورة حاكم الشارقة الشيخ خالد بن محمد القاسمي وعلم وشعار إمارة الشارقة وملحقاتها.
والطوابع الدائمة كانت كما يلي:

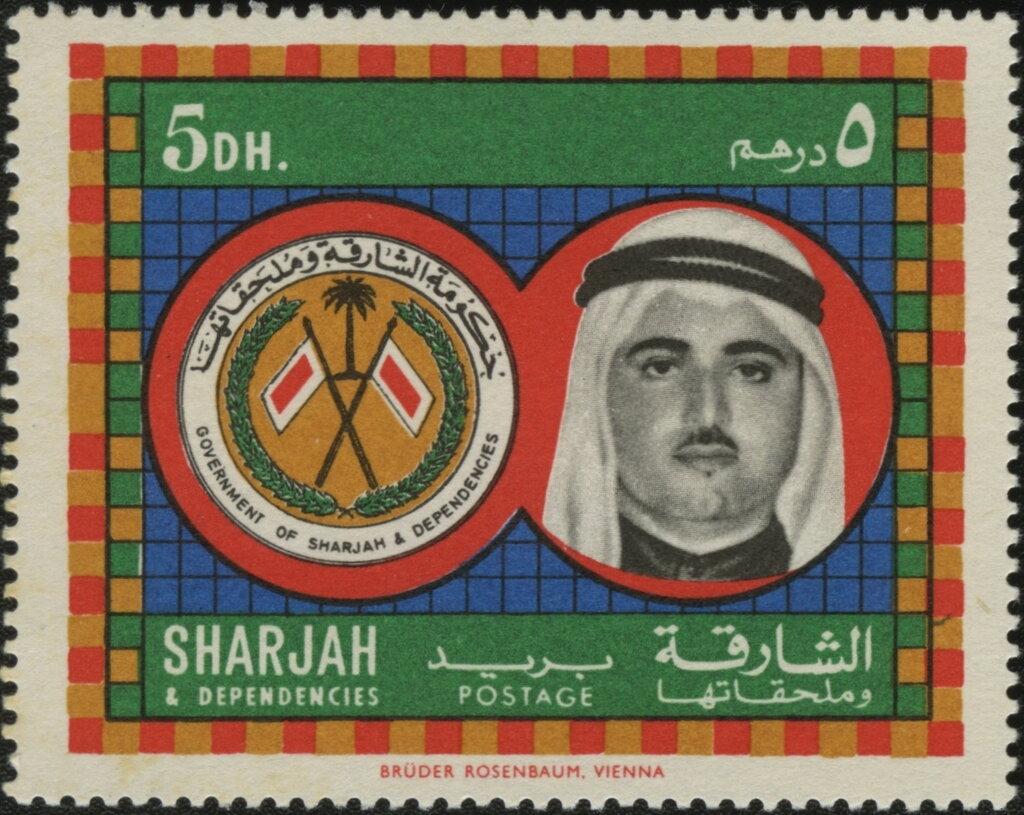
5 دراهم
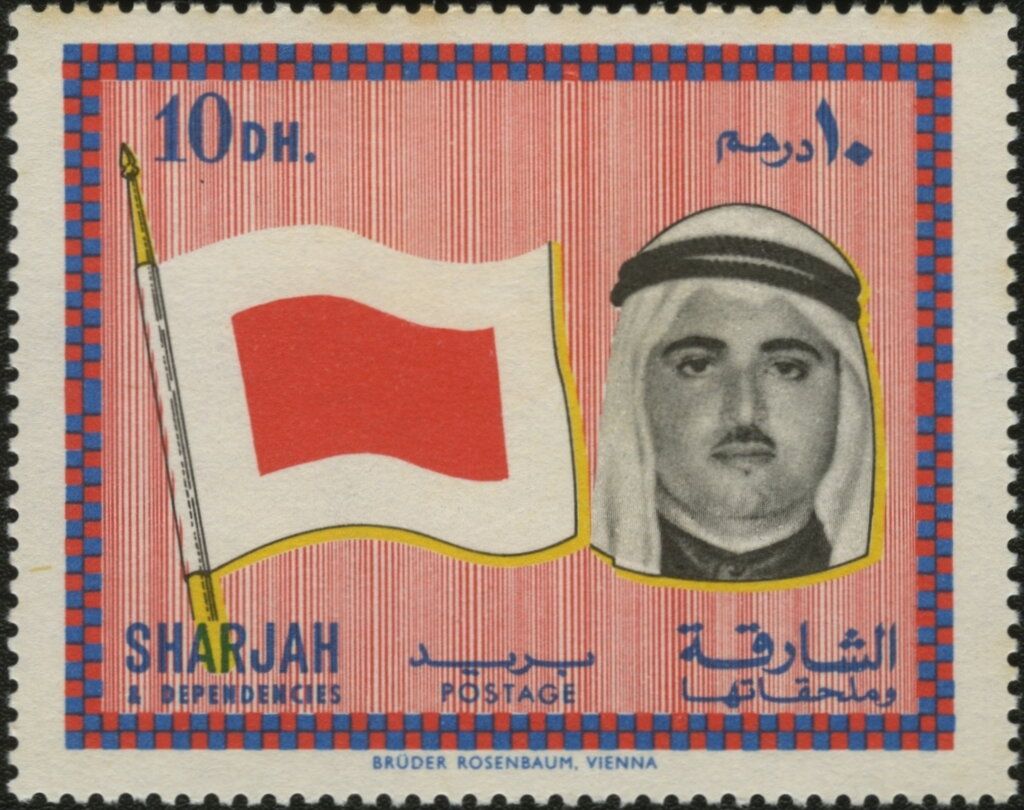
10 دراهم
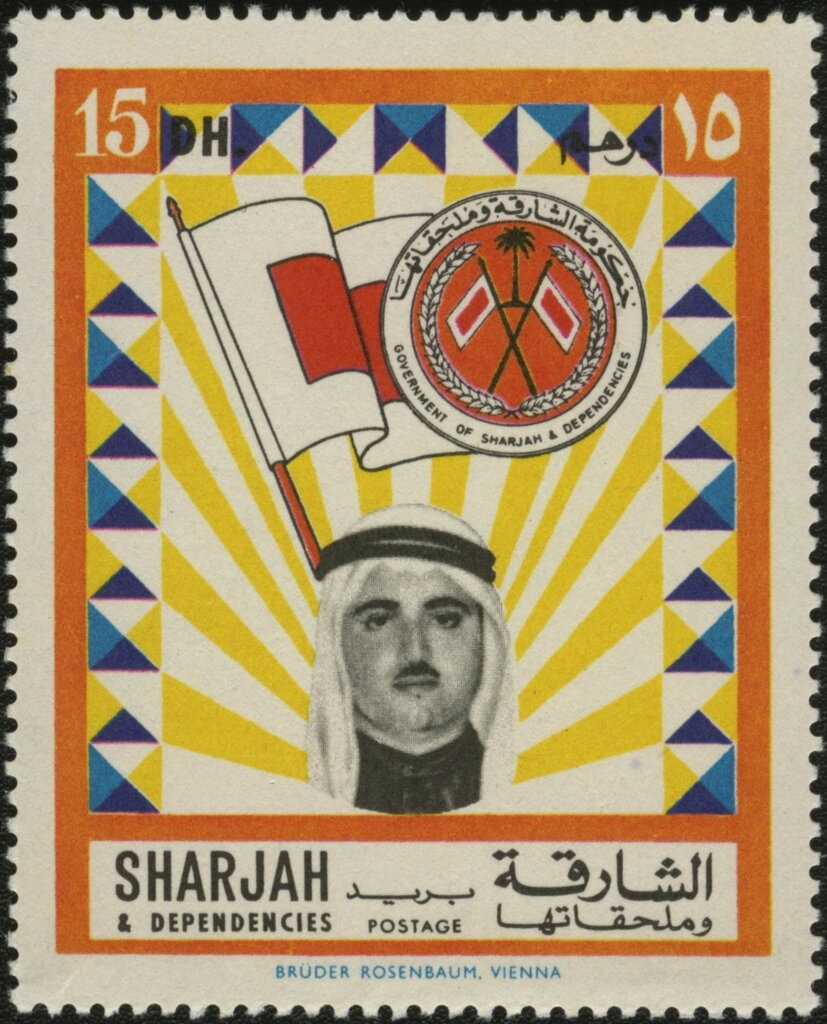
15 درهما
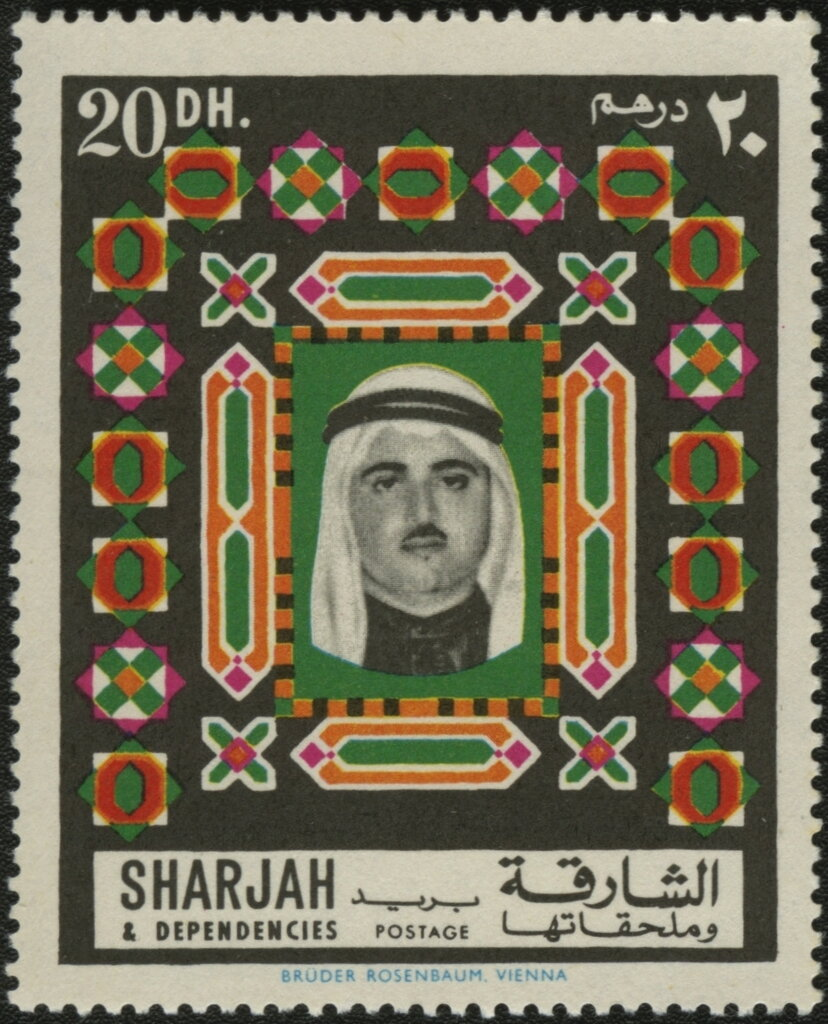
20 درهما

وأيضا مجموعة طوابع البريد الجوي:

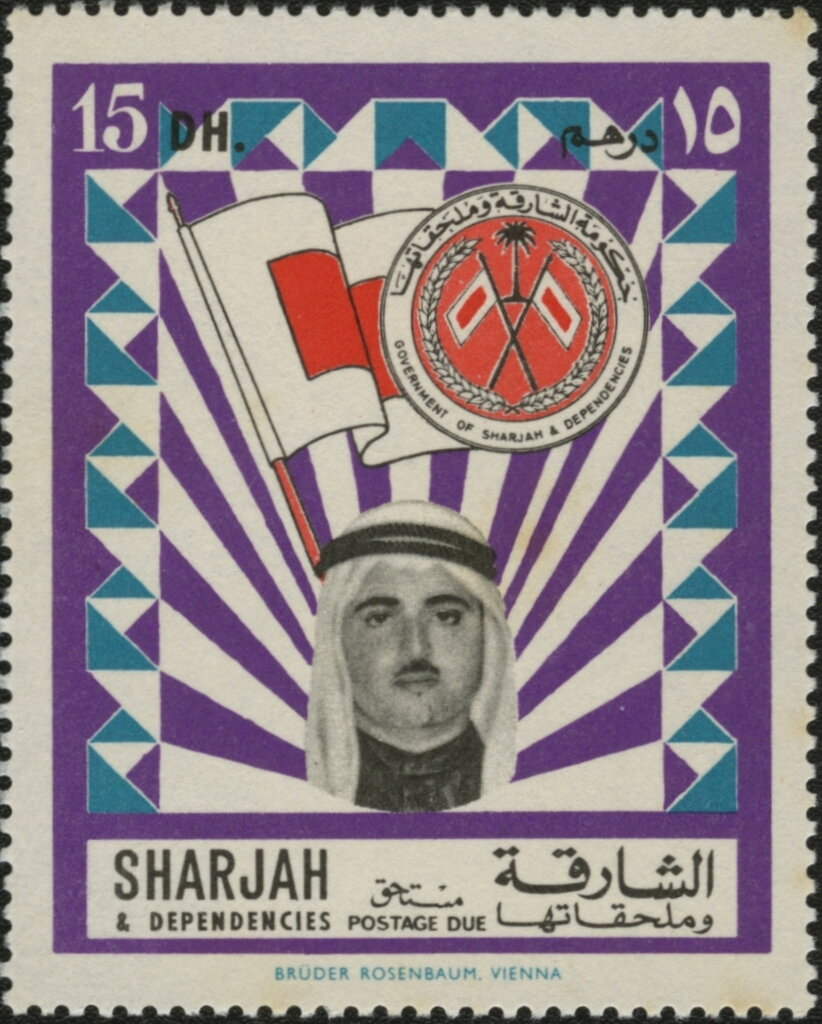
35 درهما
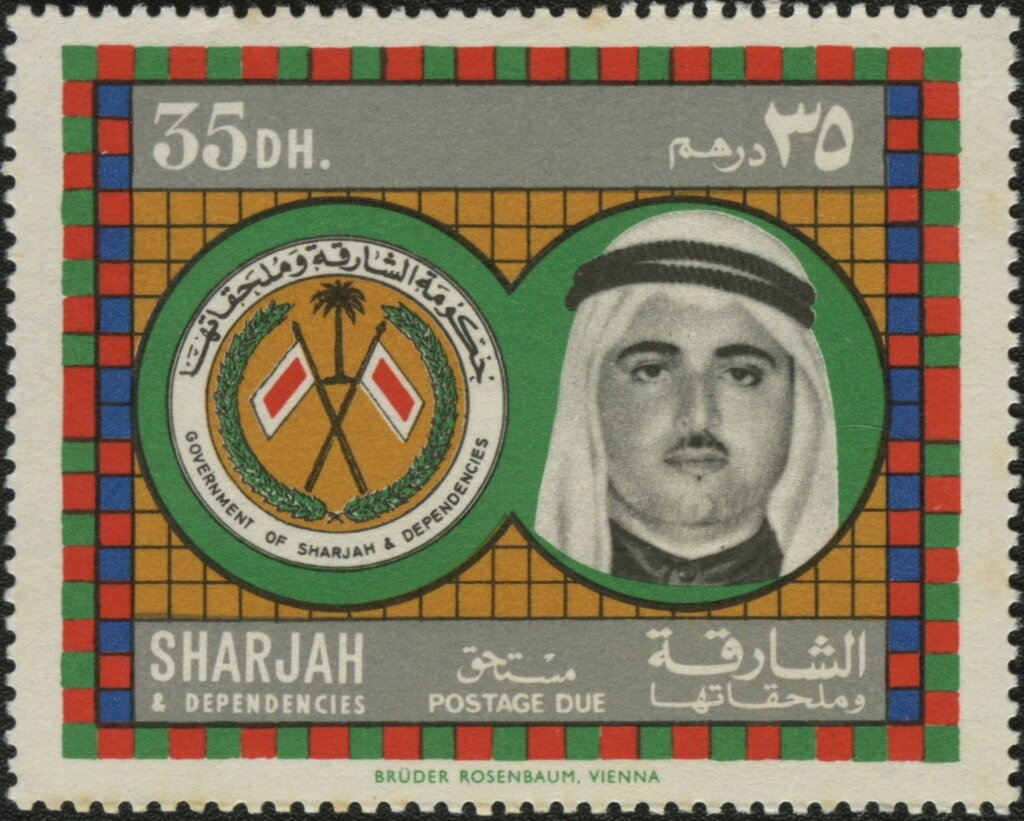
40 درهما
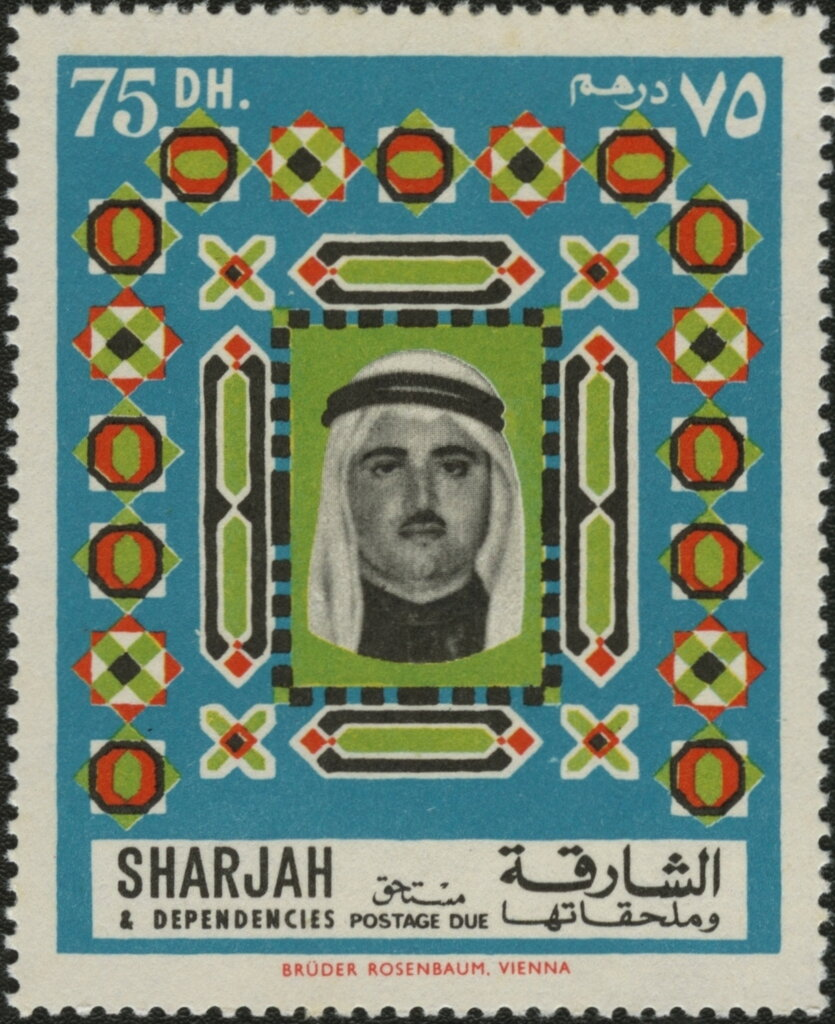
60 درهما
- 75 درهما
- ريال واحد
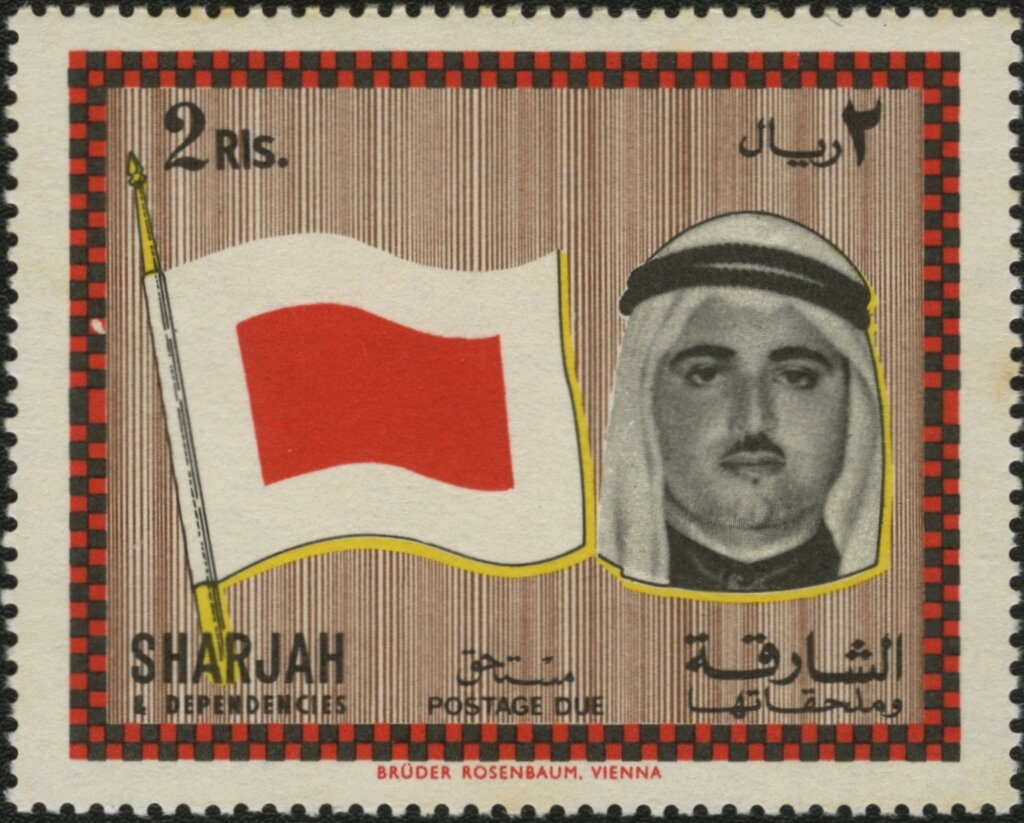
ريالان
- 3 ريالات
- 4 ريالات
- 5 ريالات
- 10 ريالات

ويذكر فهرس إيفرت وتيلييه للطوابع وجود نسخ غير مخرمة، إلا أن هذه المعلومة لم تؤكدها فهارس الطوابع الأخرى.
وكذلك أصدرت طوابع رسمية:

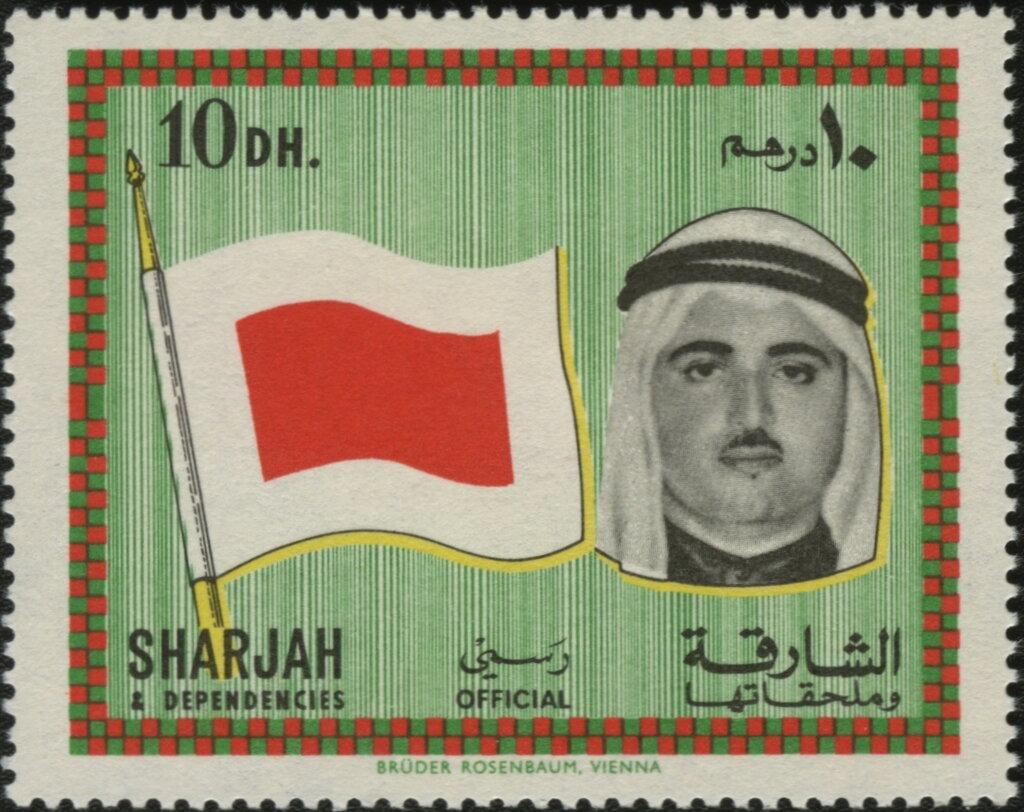
10 دراهم

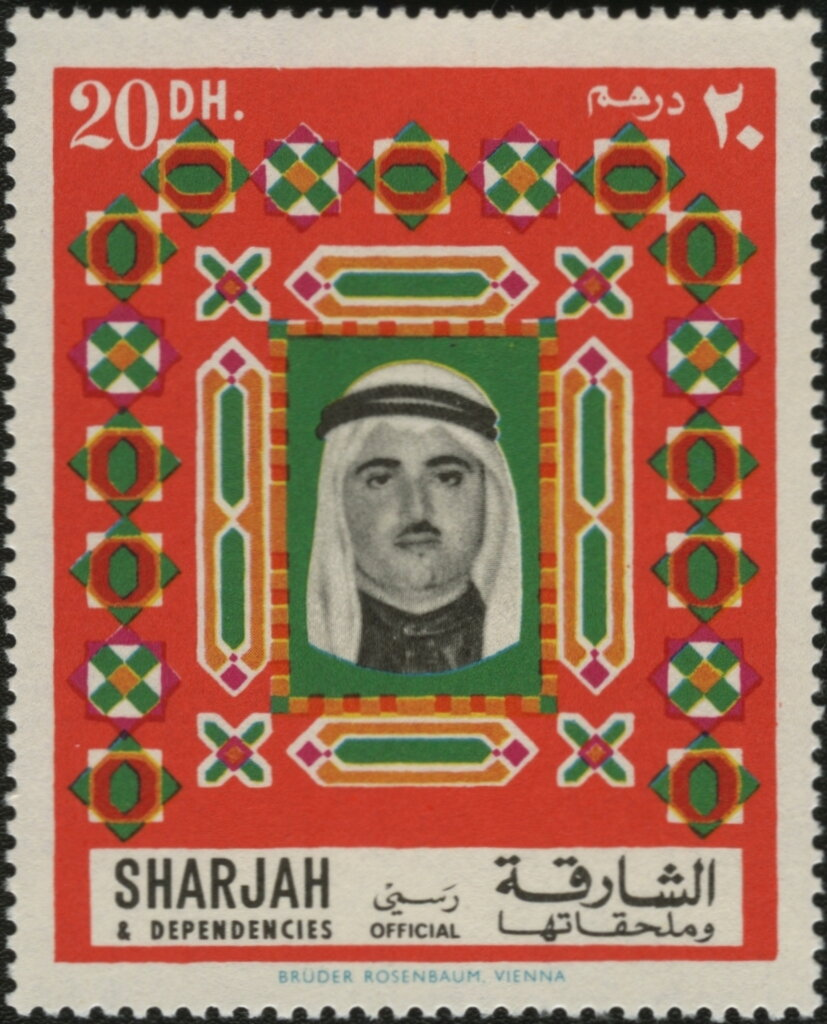
20 درهما
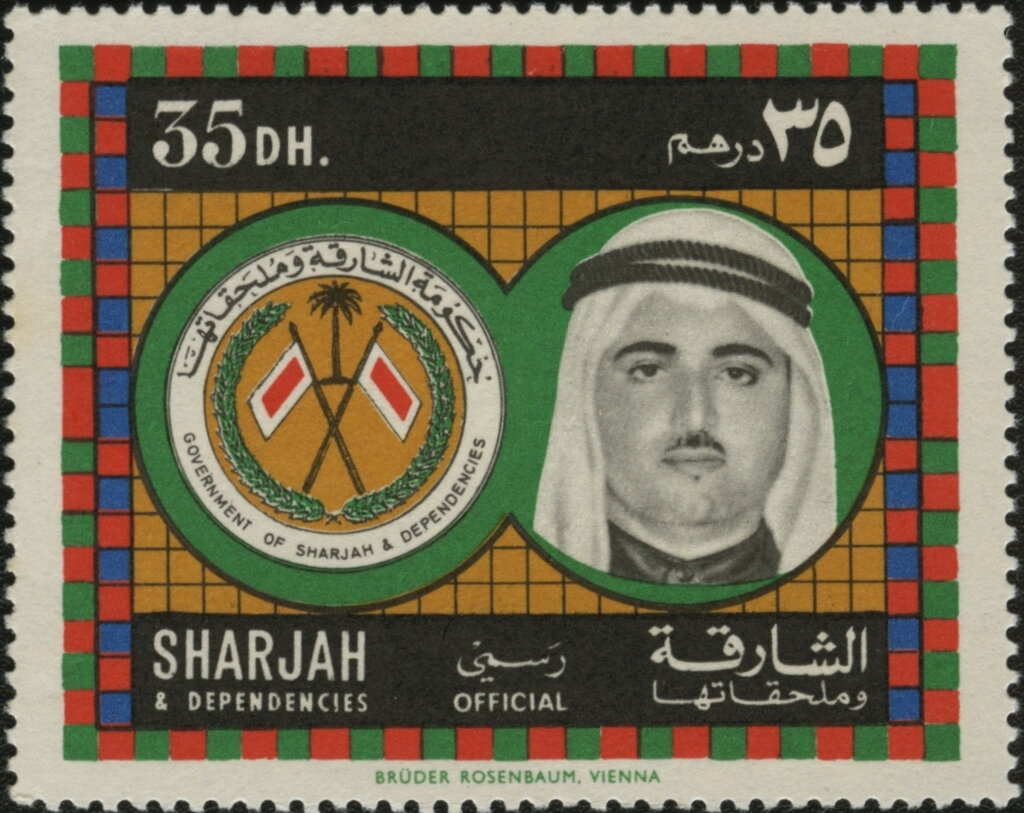
35 درهما
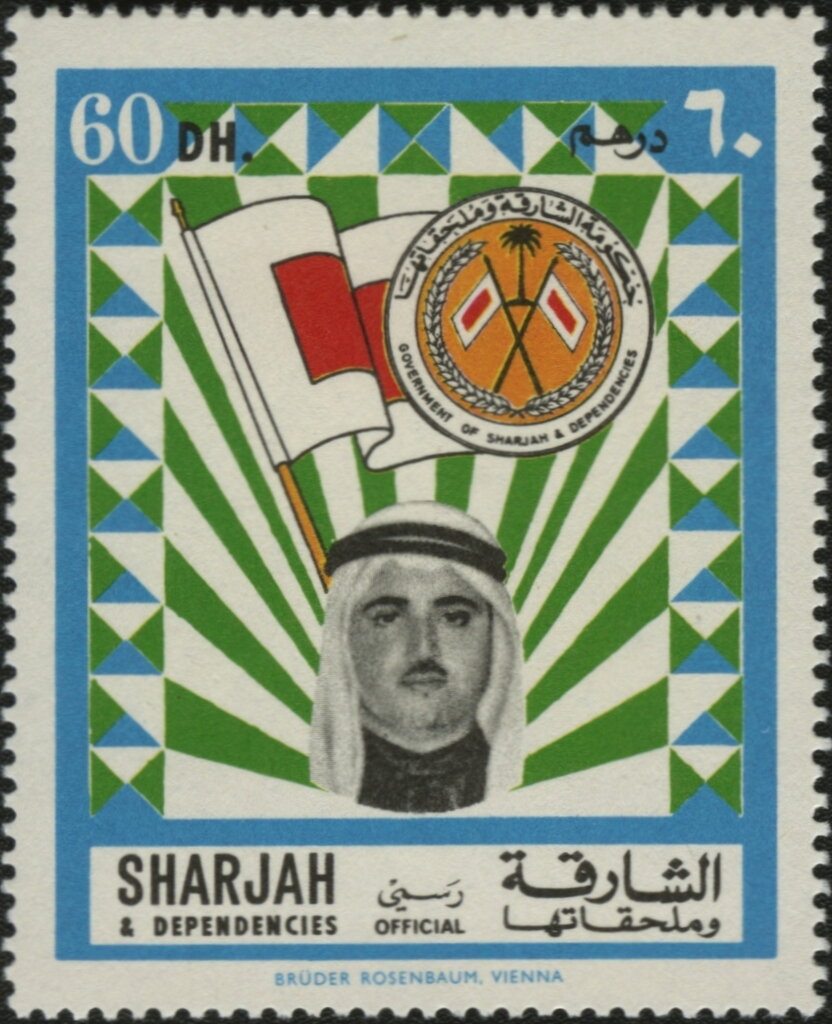
60 درهما
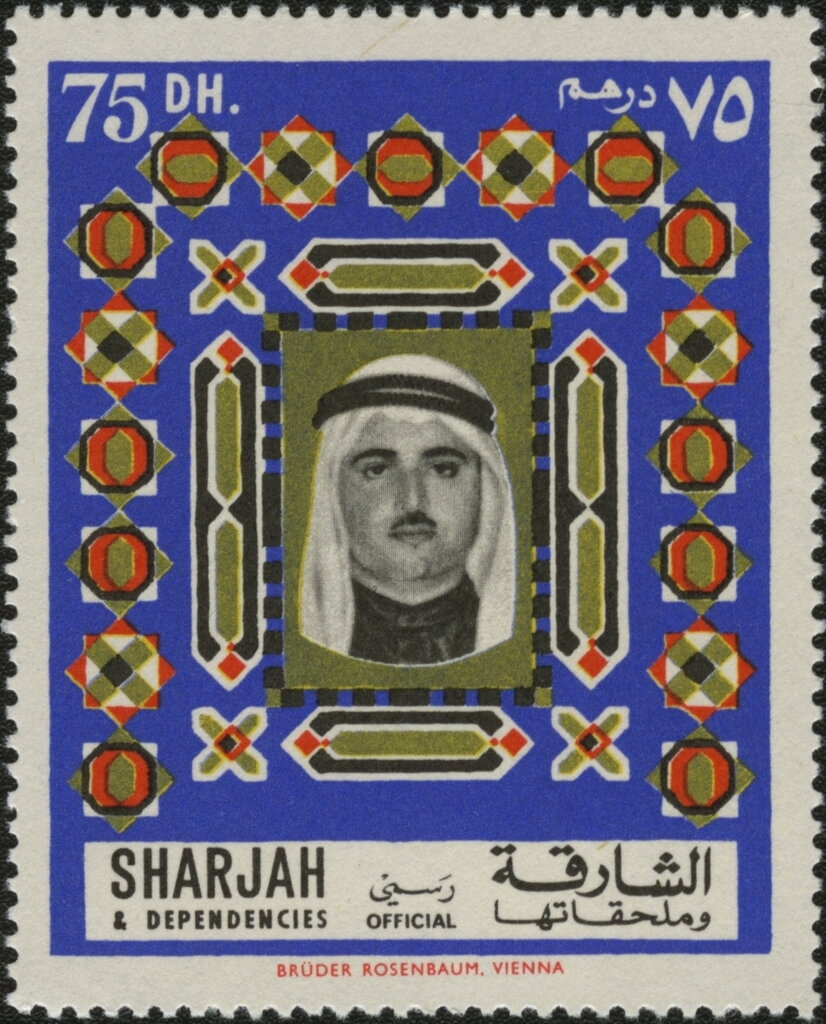
75 درهما
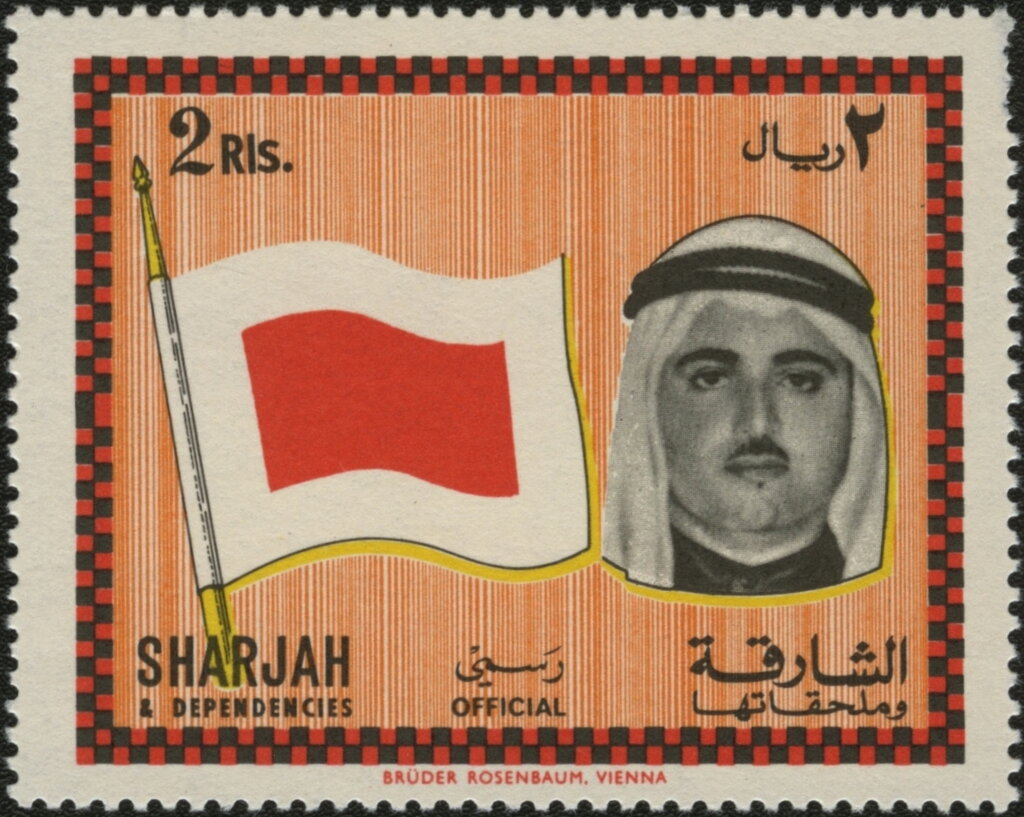
ريالان
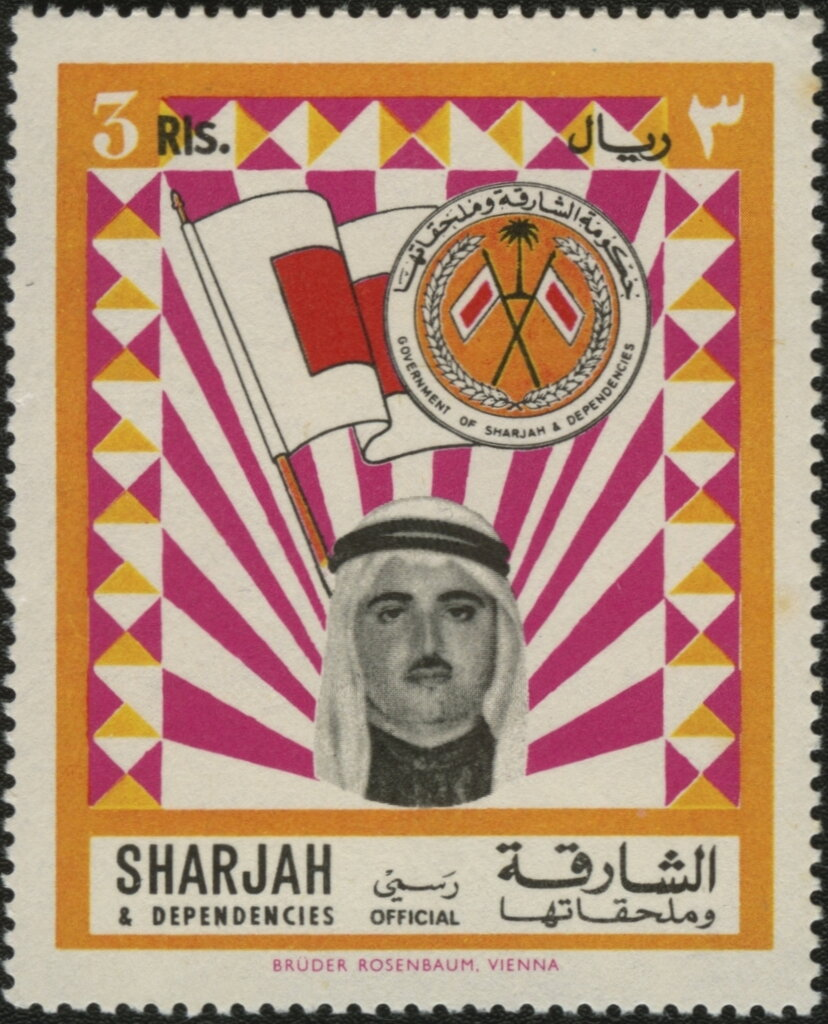
3 ريالات
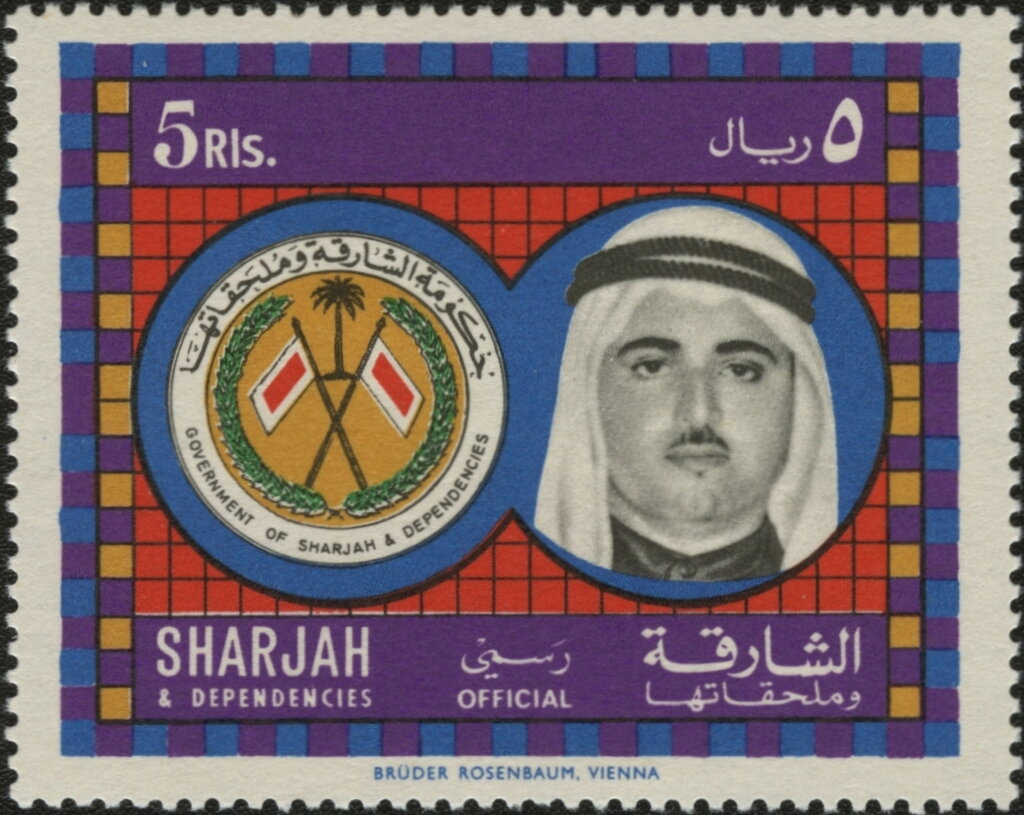
5 ريالات
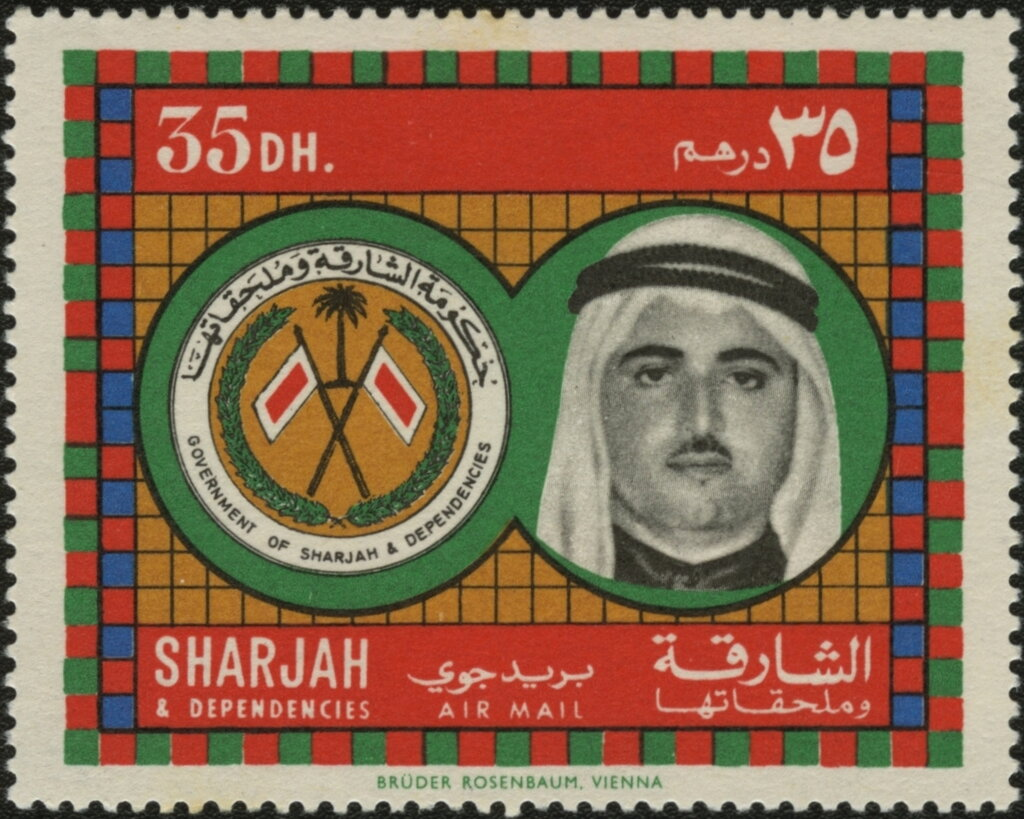
20 درهما
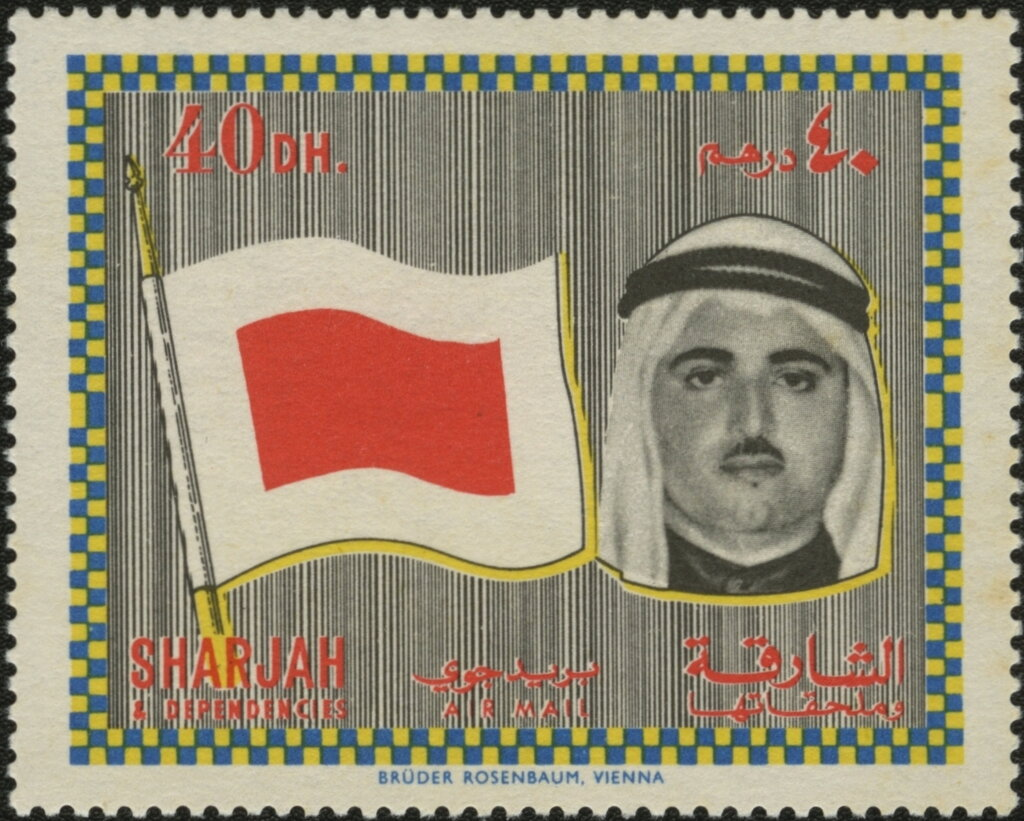
35 درهما
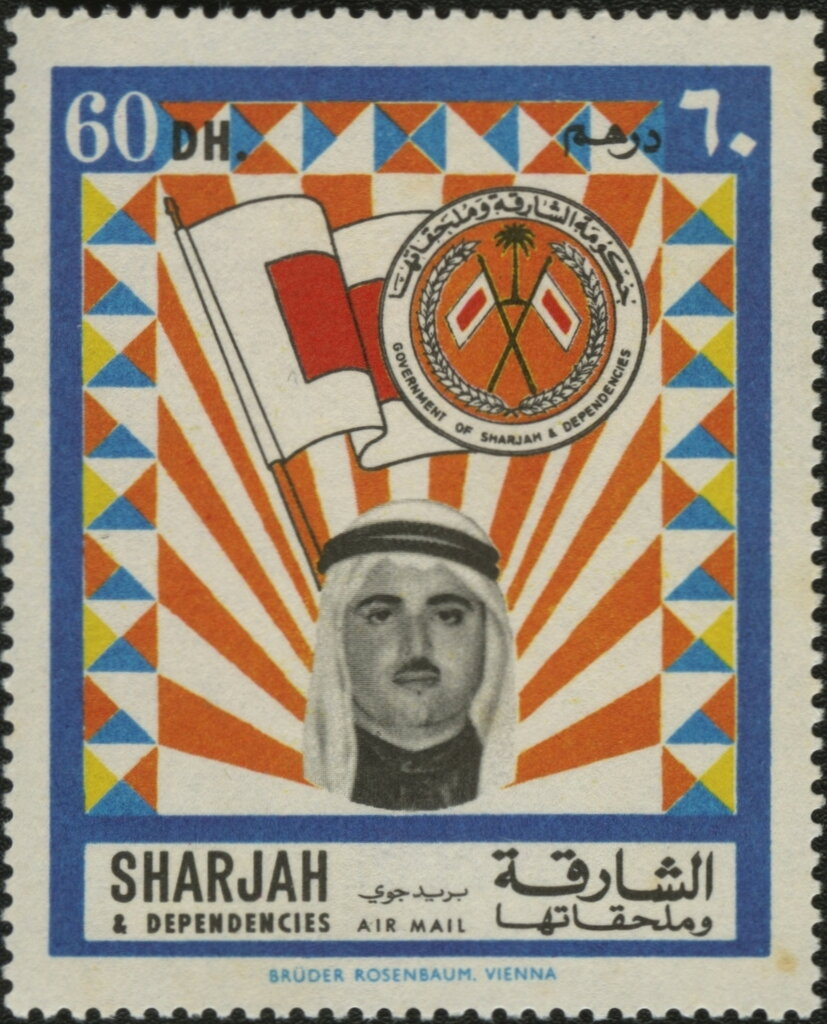
60 درهما
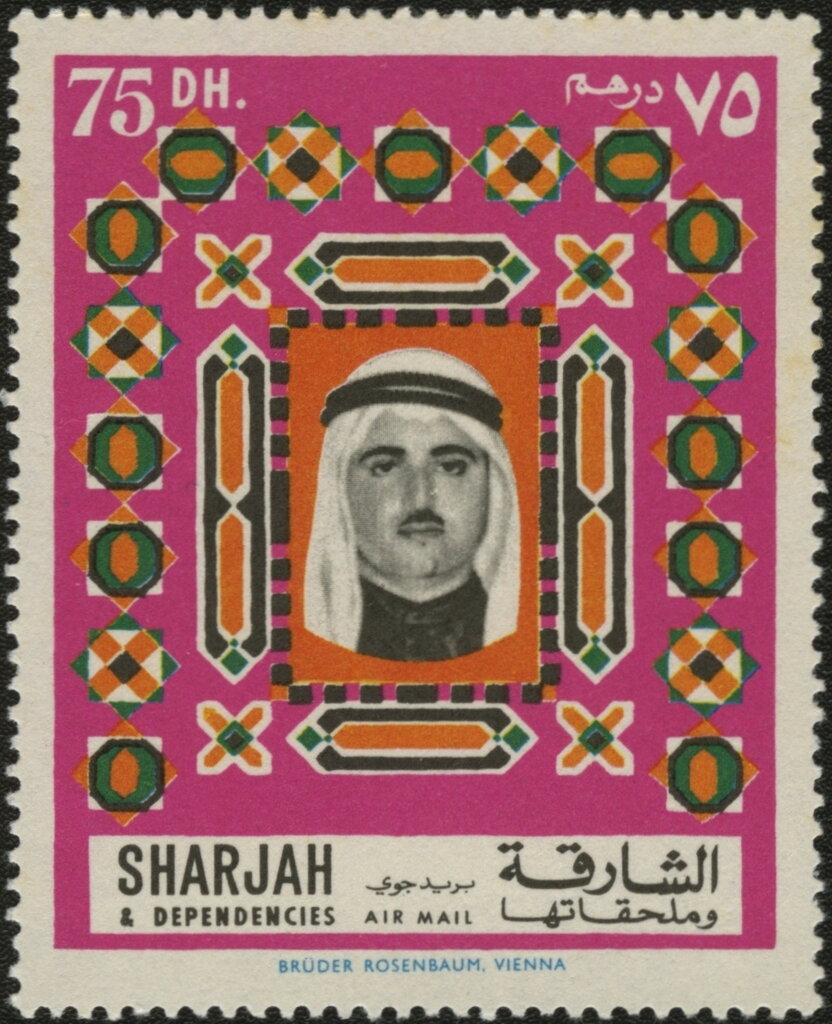
75 درهما
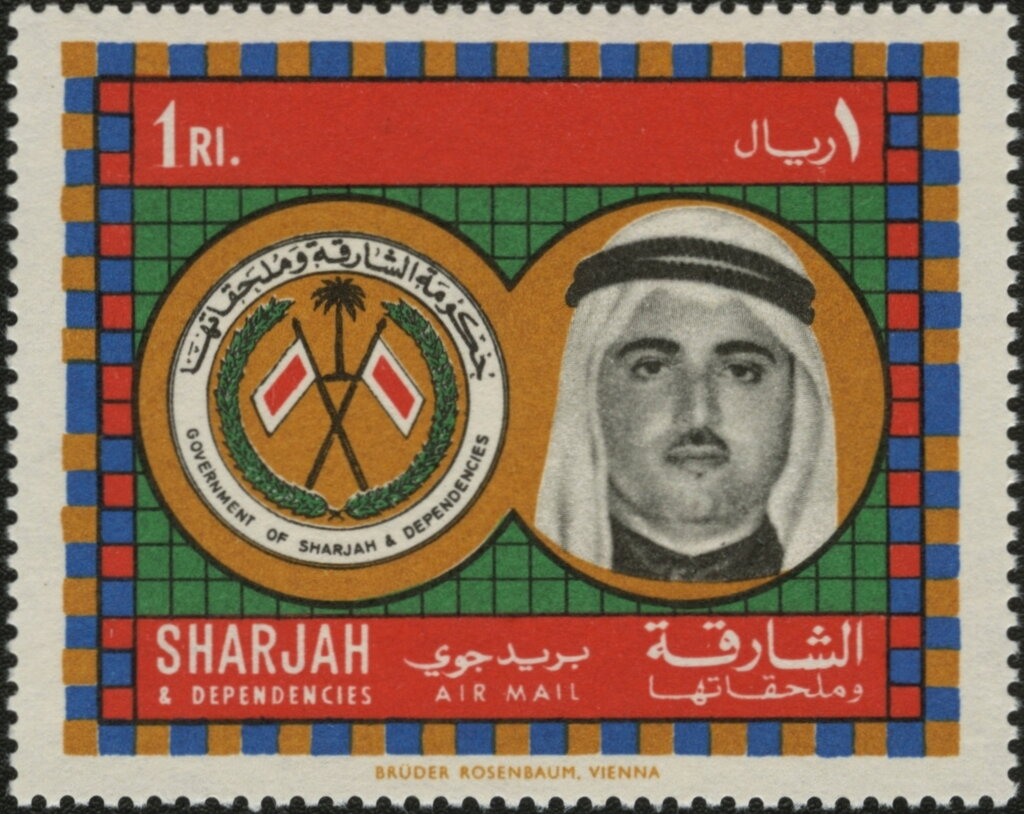
ريال واحد
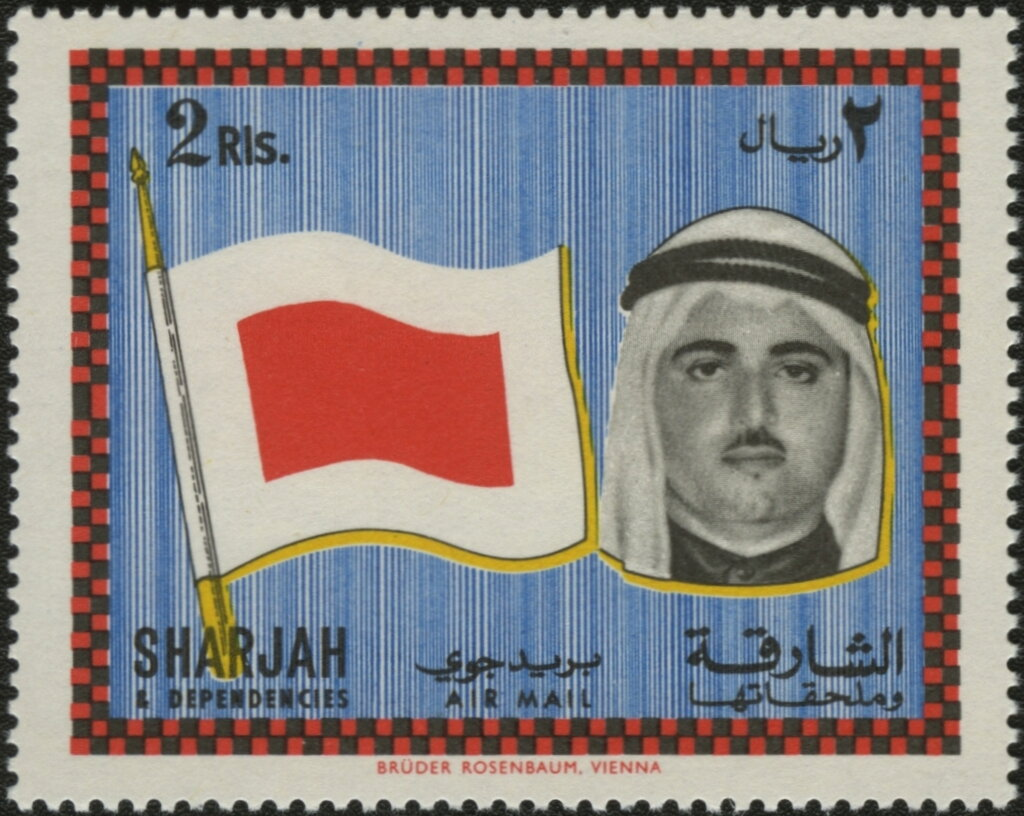
ريالان
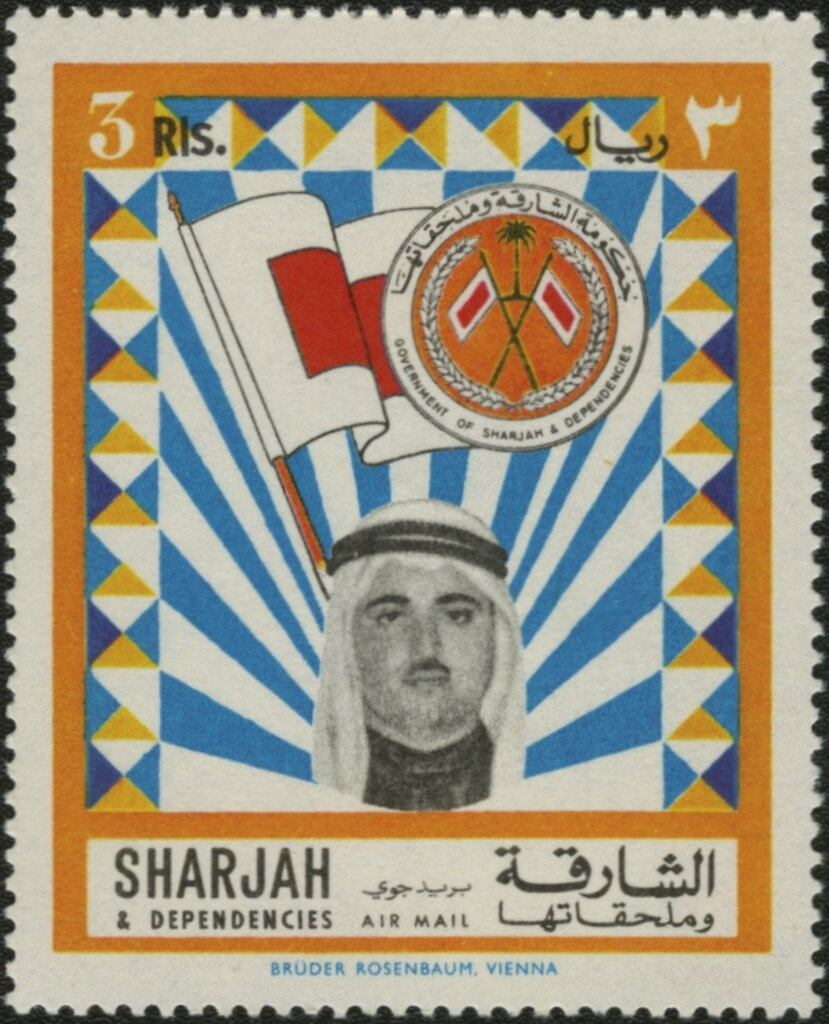
3 ريالات
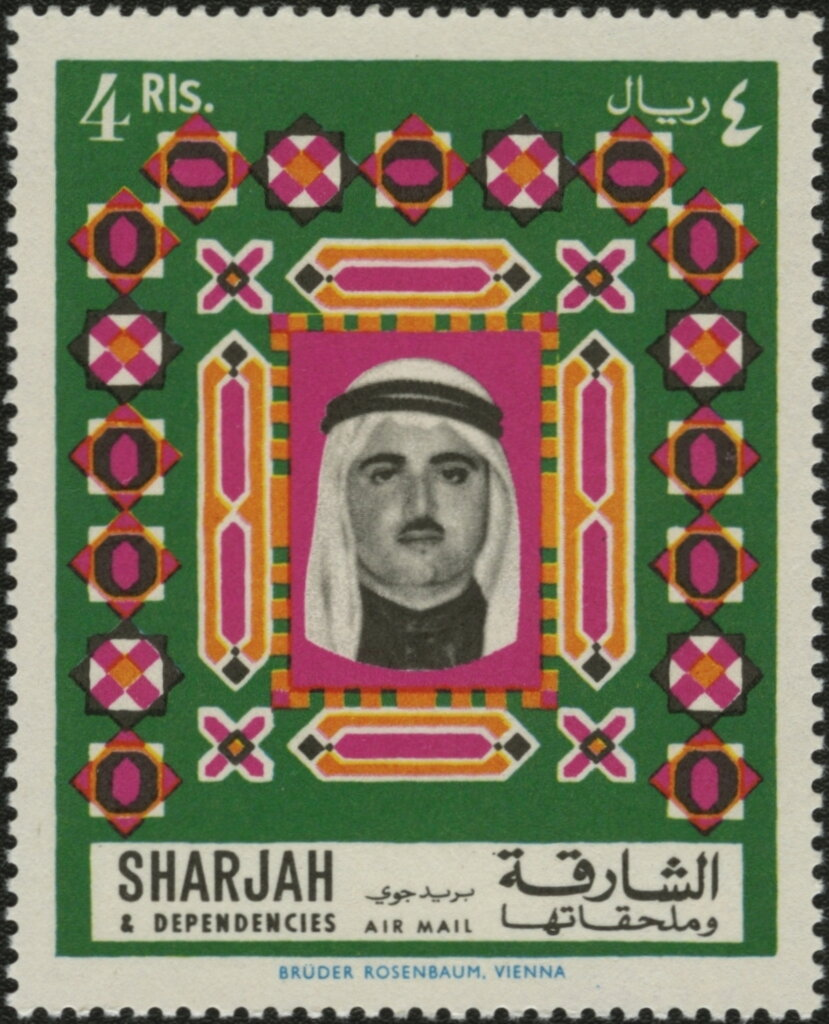
5 ريالات
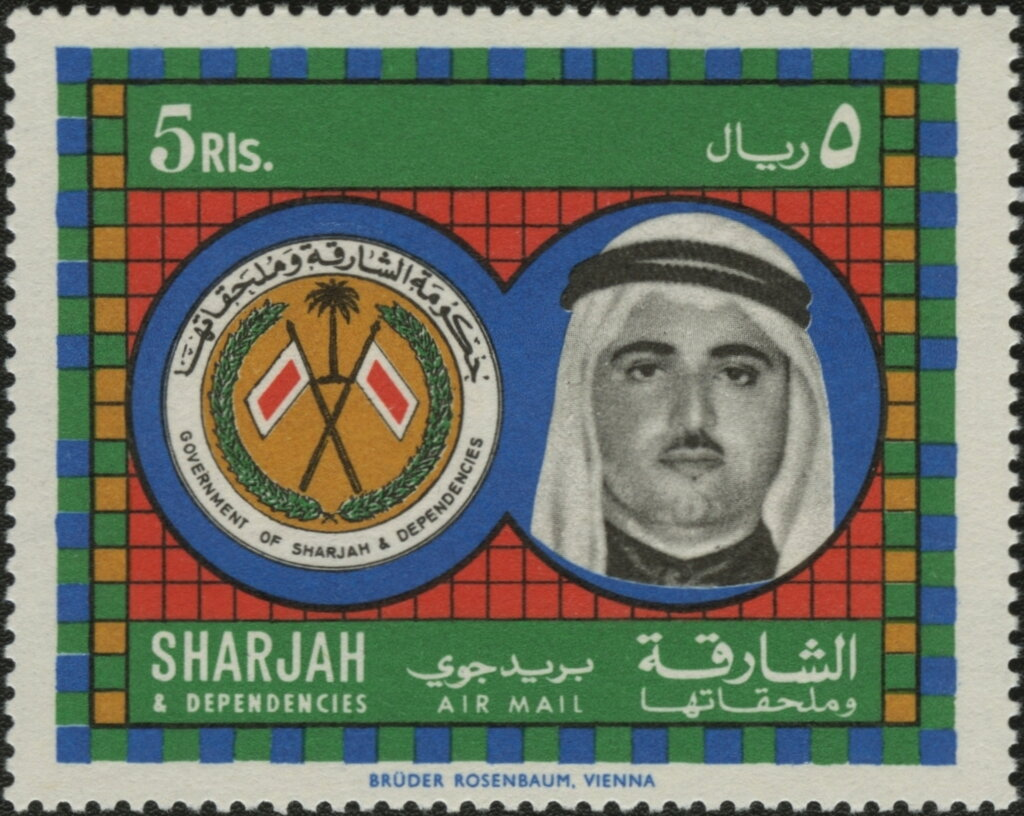
5 ريالات
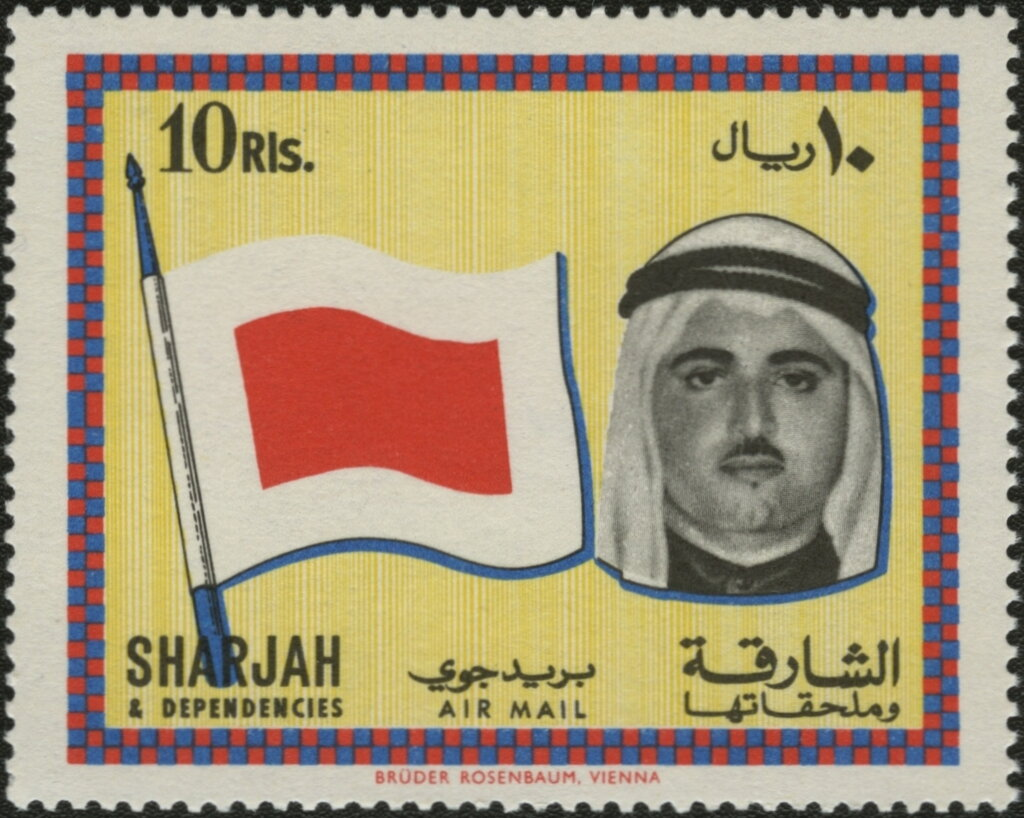
10 ريالات

كذلك أصدرت الطوابع المستحقة:
- 15 درهما
- 35 درهما
- 75 درهما
- ريالان

## إصدارات اللوحات الأمريكية
في يوليو 1968، وحددت بعض المصادر يوم 14 يوليو 1968، أصدرت الطوابع التالية التي تظهر عليها لوحات فنية رسمها رسامون أمريكيون:

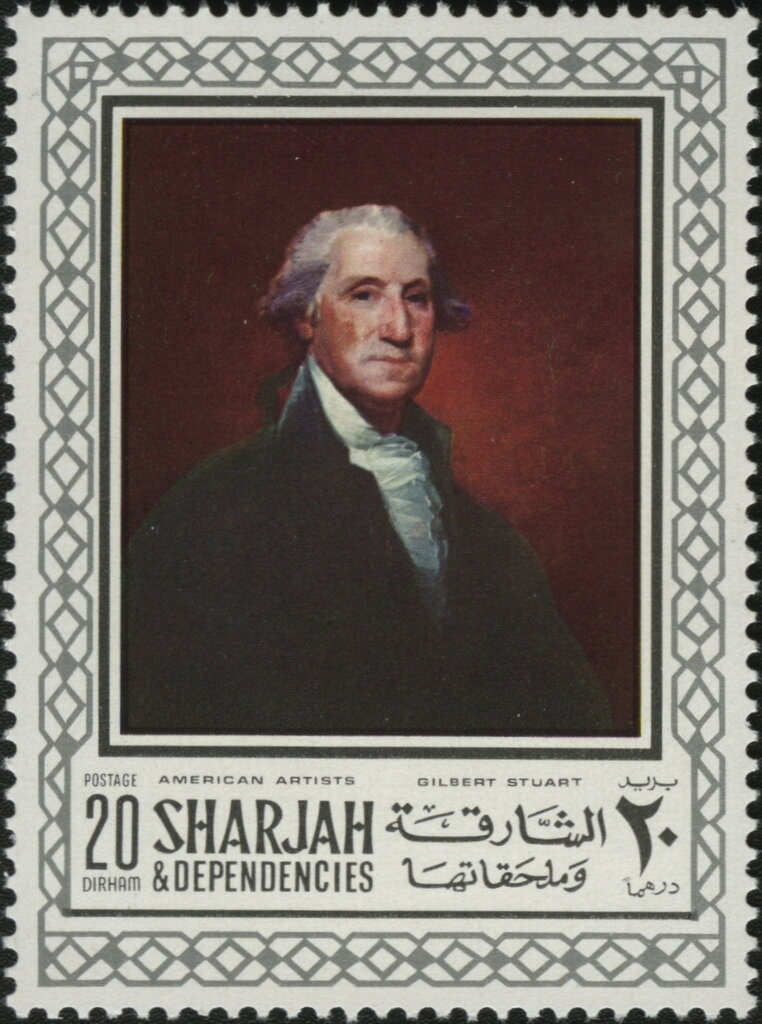
20 درهما لوحة لانسداون[الإنجليزية] وهي صورة جورج واشنطن للرسام غلبرت ستيوارت
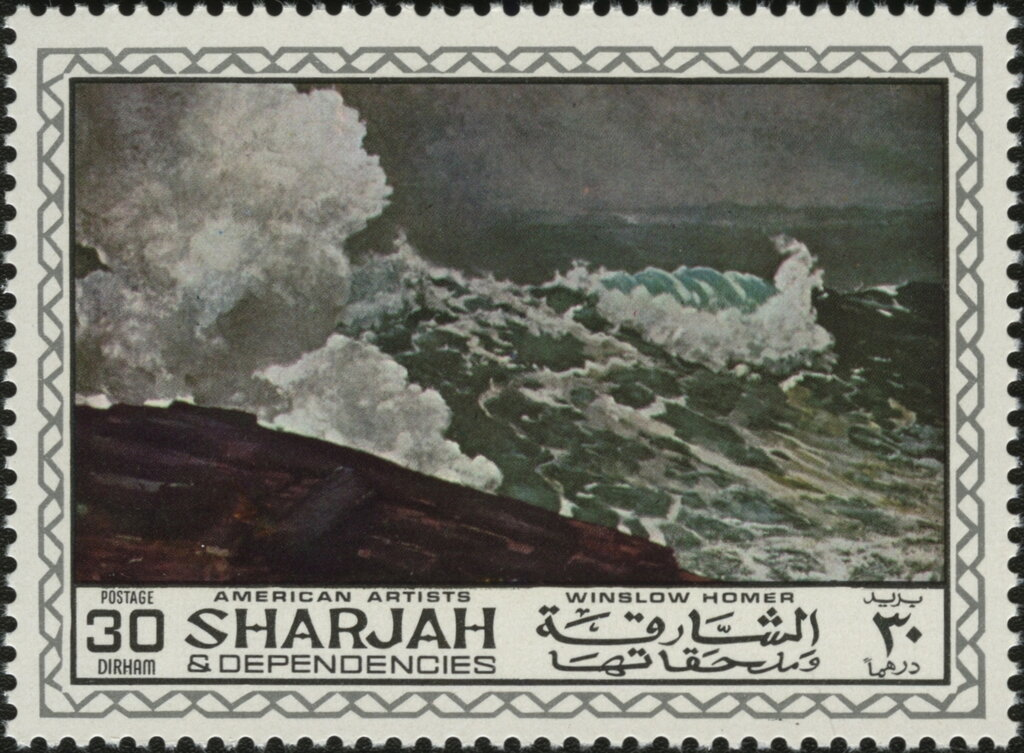
30 درهما لوحة الريح الشمالية الشرقية[الإنجليزية] للرسام وينسلو هومر
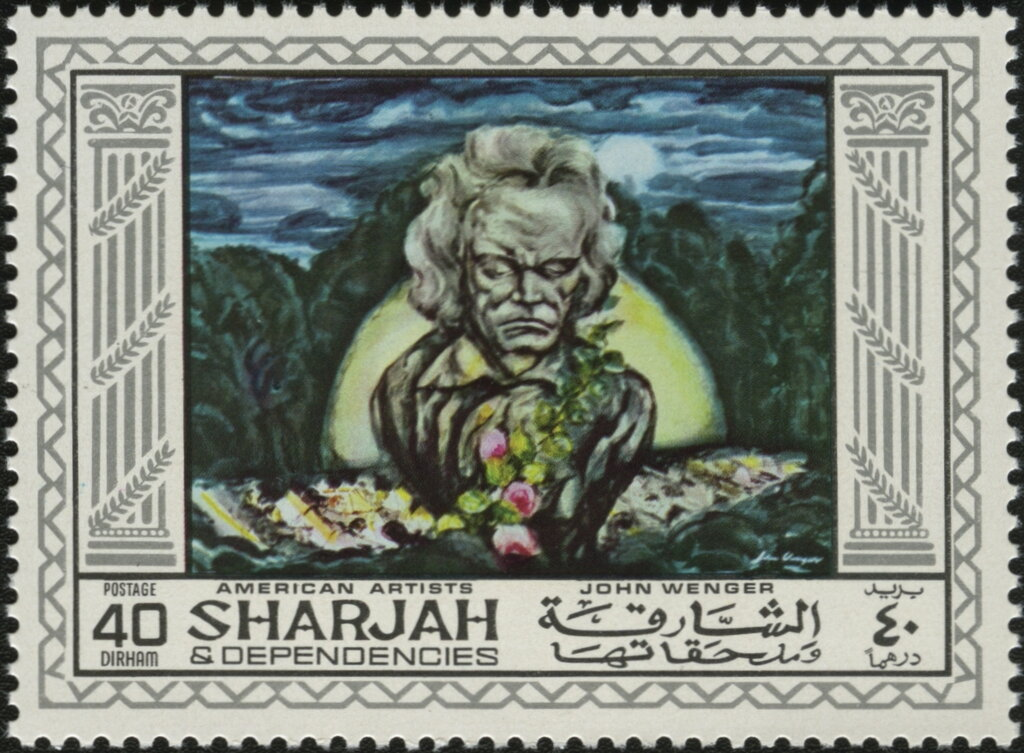
40 درهما لوحة للرسام جون ونغر
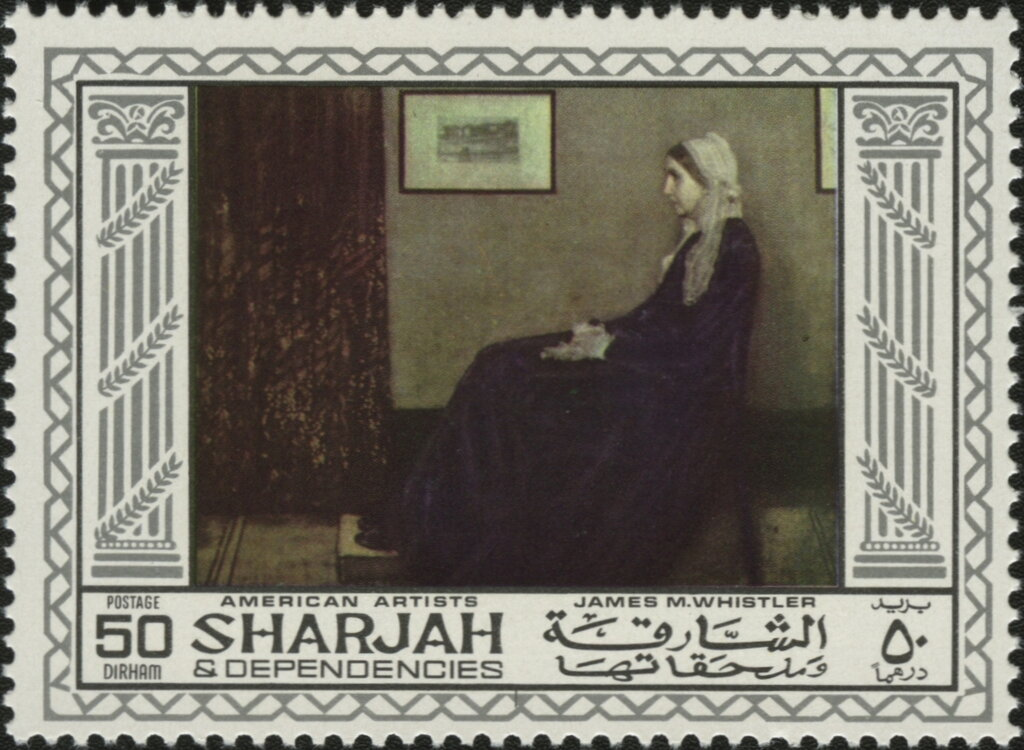
50 درهما لوحة والدة ويسلر للرسام جيمس ويسلر
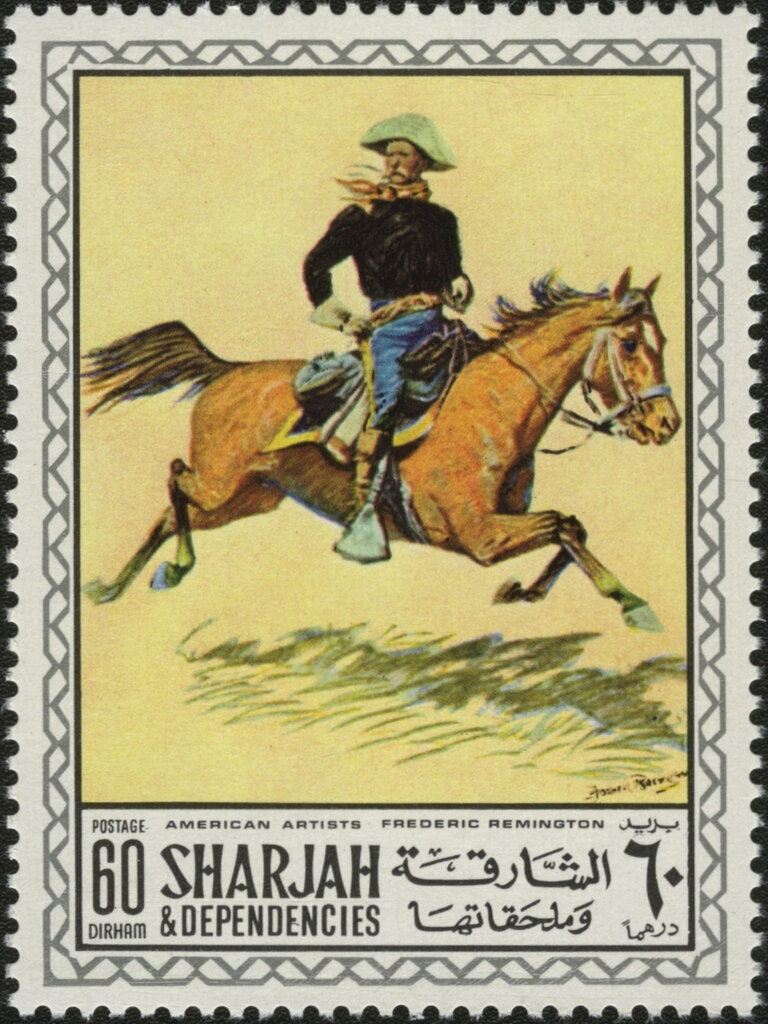
60 درهما لوحة ضابط سلاح الفرسان الأمريكي للرسام فريدريك ريمنجتن

وهذه صحائف الطوابع التي ضمت 6 طوابع:

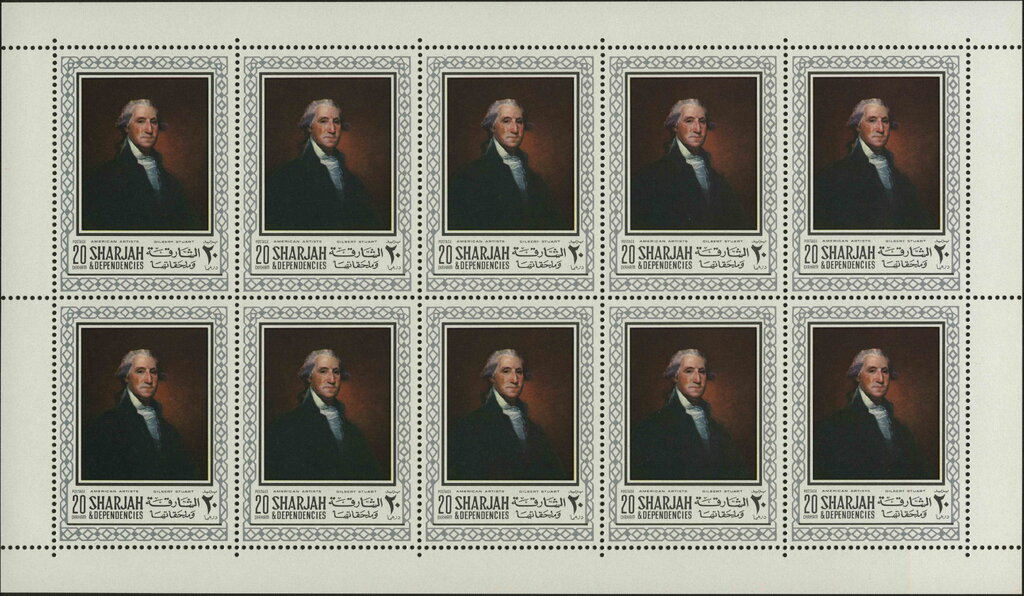
20 درهما لوحة لانسداون وهي صورة جورج واشنطن للرسام غلبرت ستيوارت
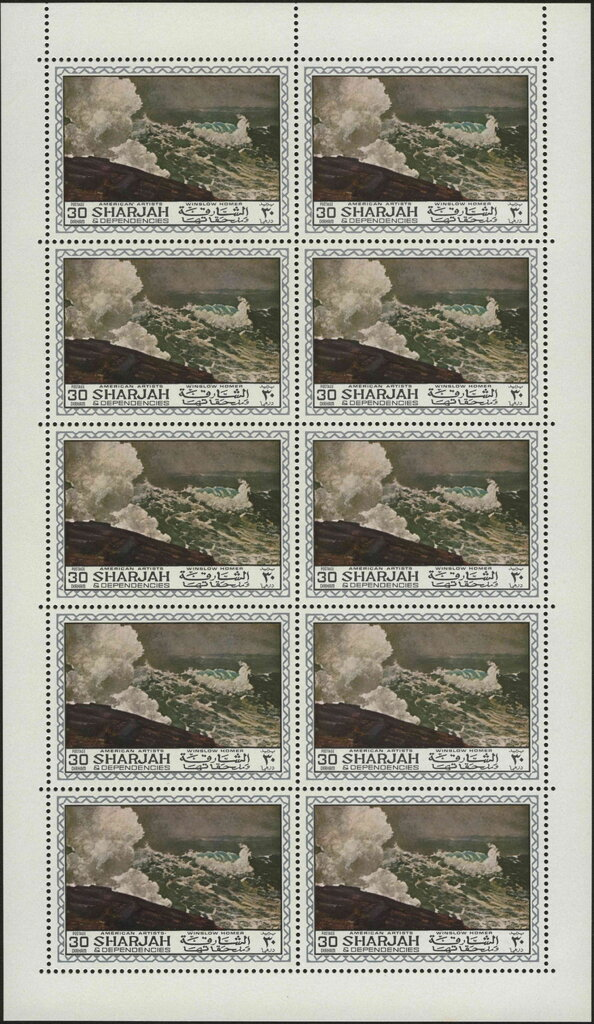
30 درهما لوحة الريح الشمالية الشرقية للرسام وينسلو هومر
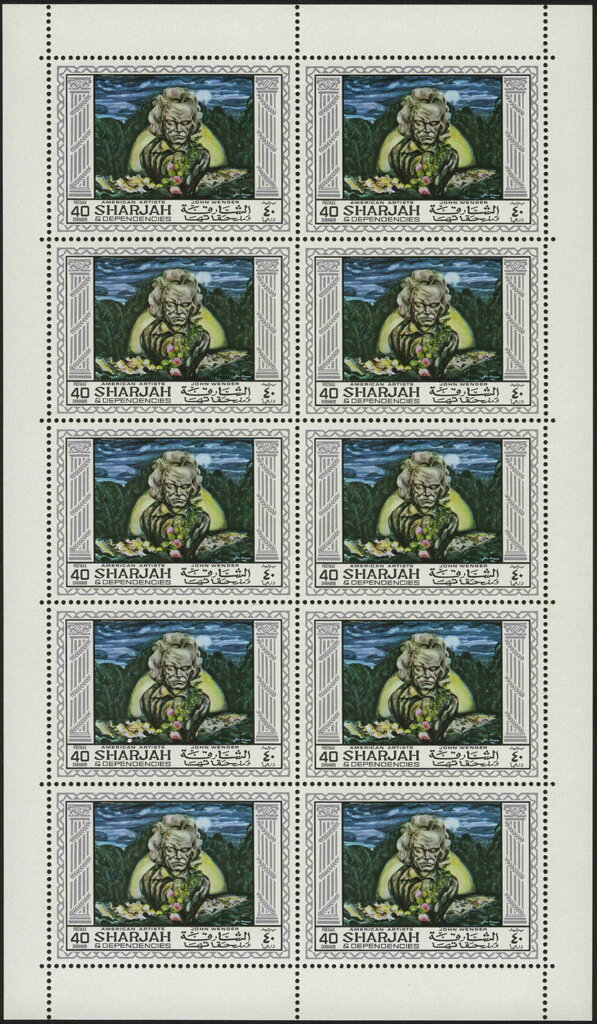
40 درهما لوحة للرسام جون ونغر
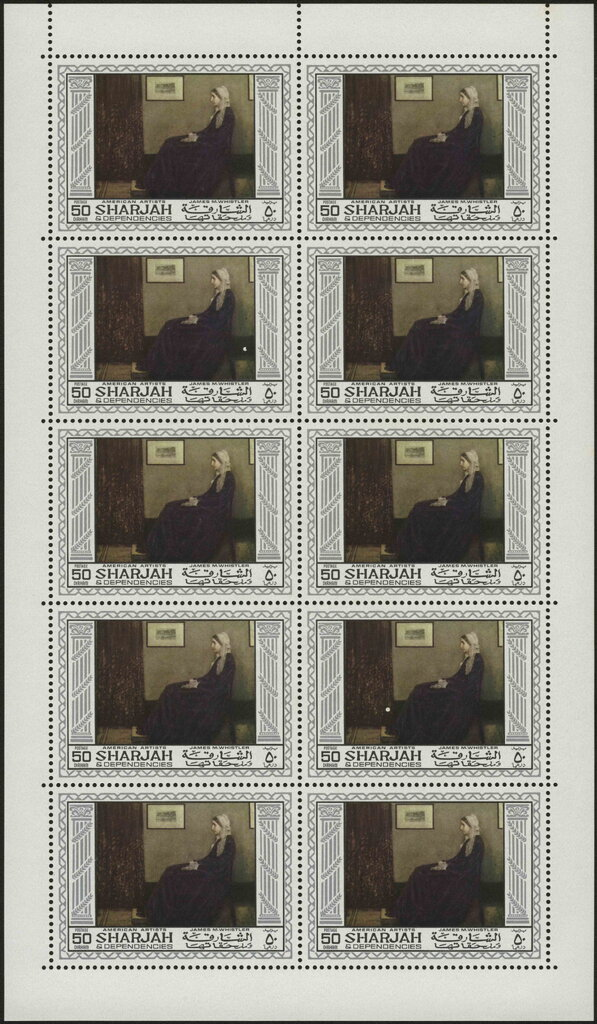
50 درهما لوحة والدة ويسلر للرسام جيمس ويسلر
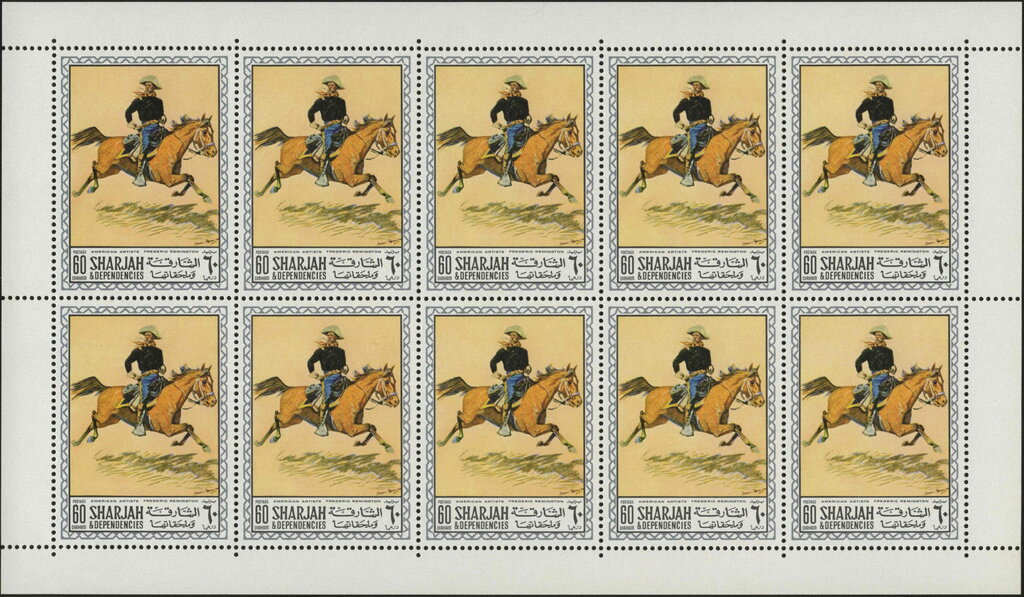
60 درهما لوحة ضابط سلاح الفرسان الأمريكي للرسام فريدريك ريمنجتن

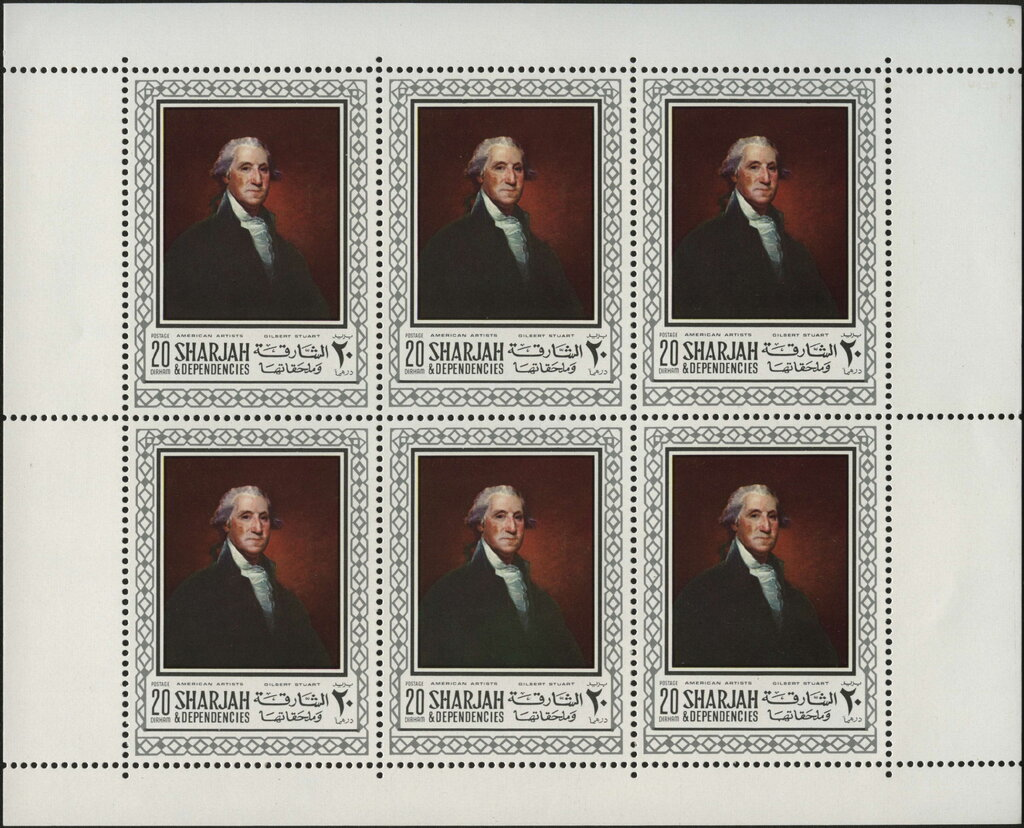
20 درهما لوحة لانسداون[الإنجليزية] وهي صورة جورج واشنطن للرسام غلبرت ستيوارت
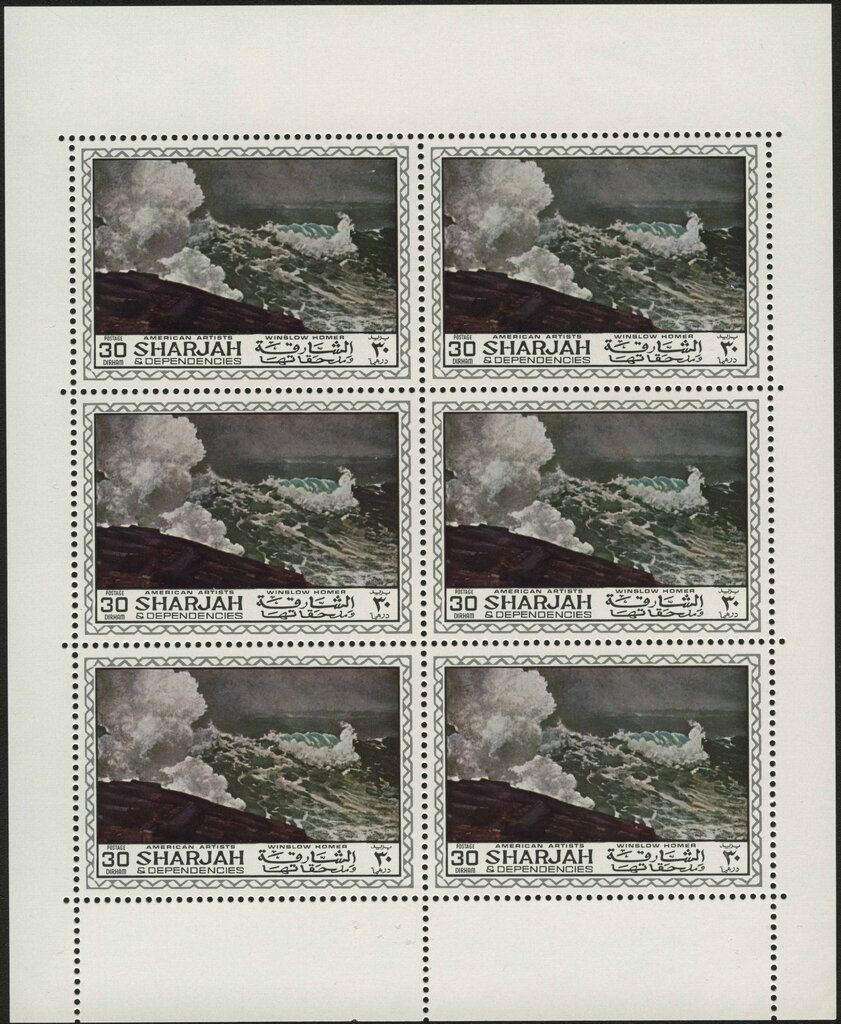
30 درهما لوحة الريح الشمالية الشرقية[الإنجليزية] للرسام وينسلو هومر
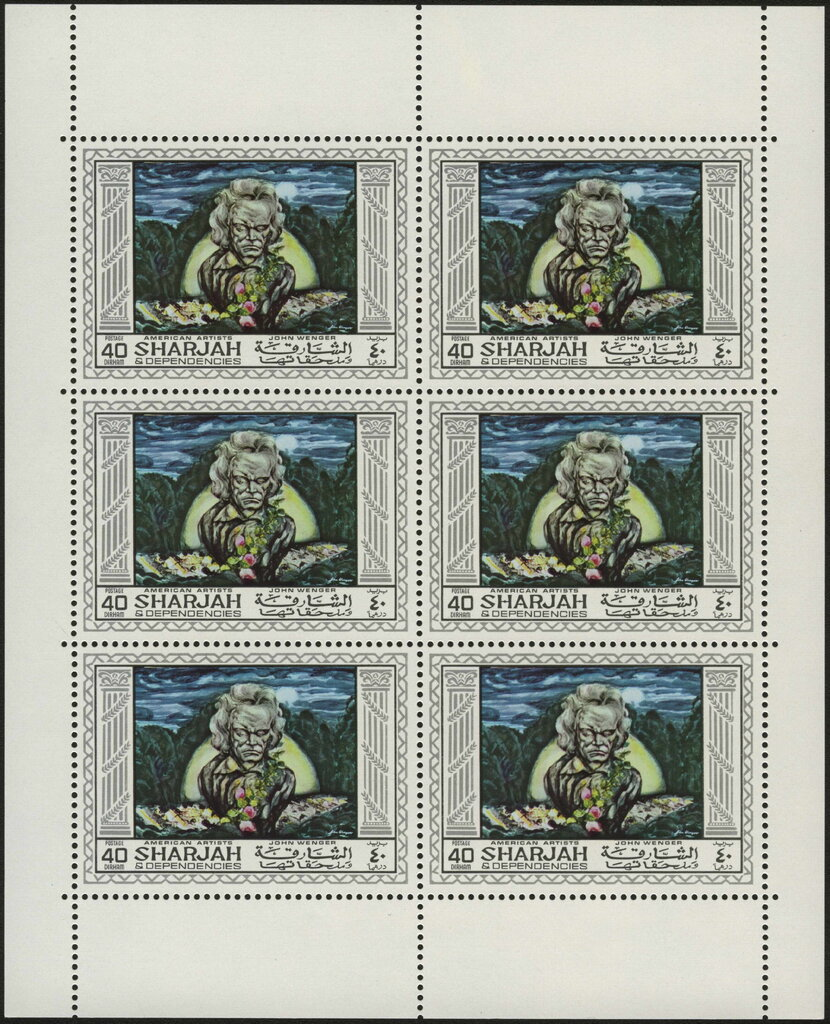
40 درهما لوحة للرسام جون ونغر
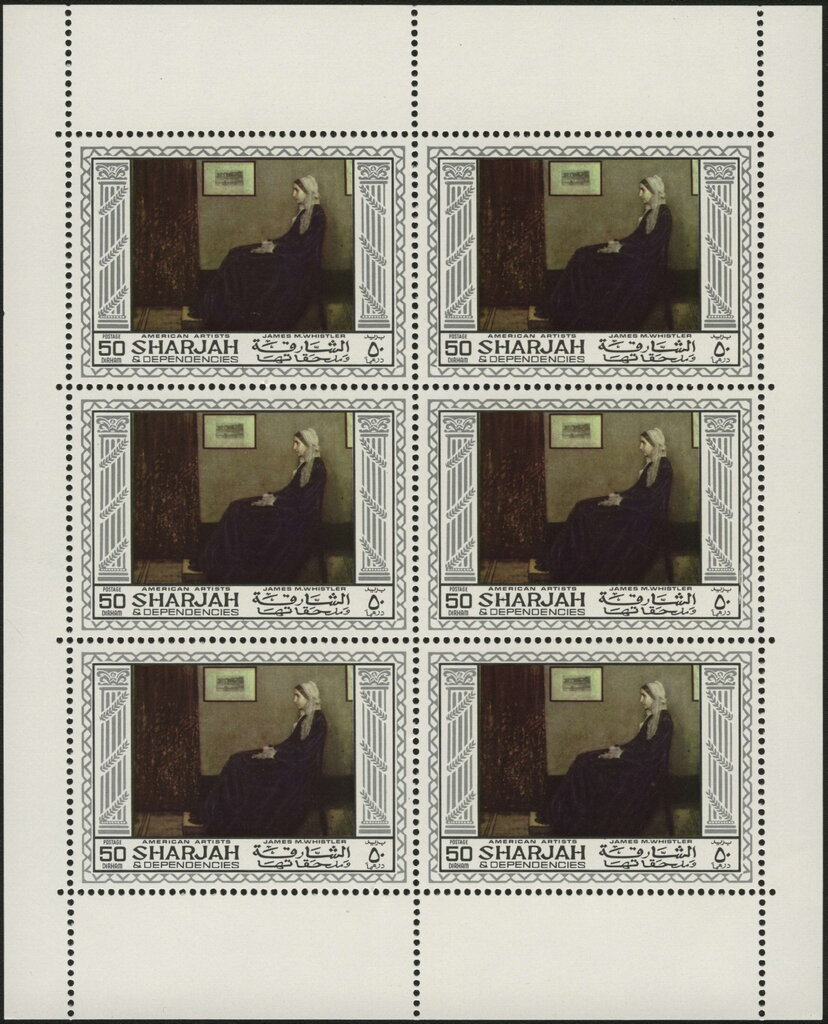
50 درهما لوحة والدة ويسلر للرسام جيمس ويسلر
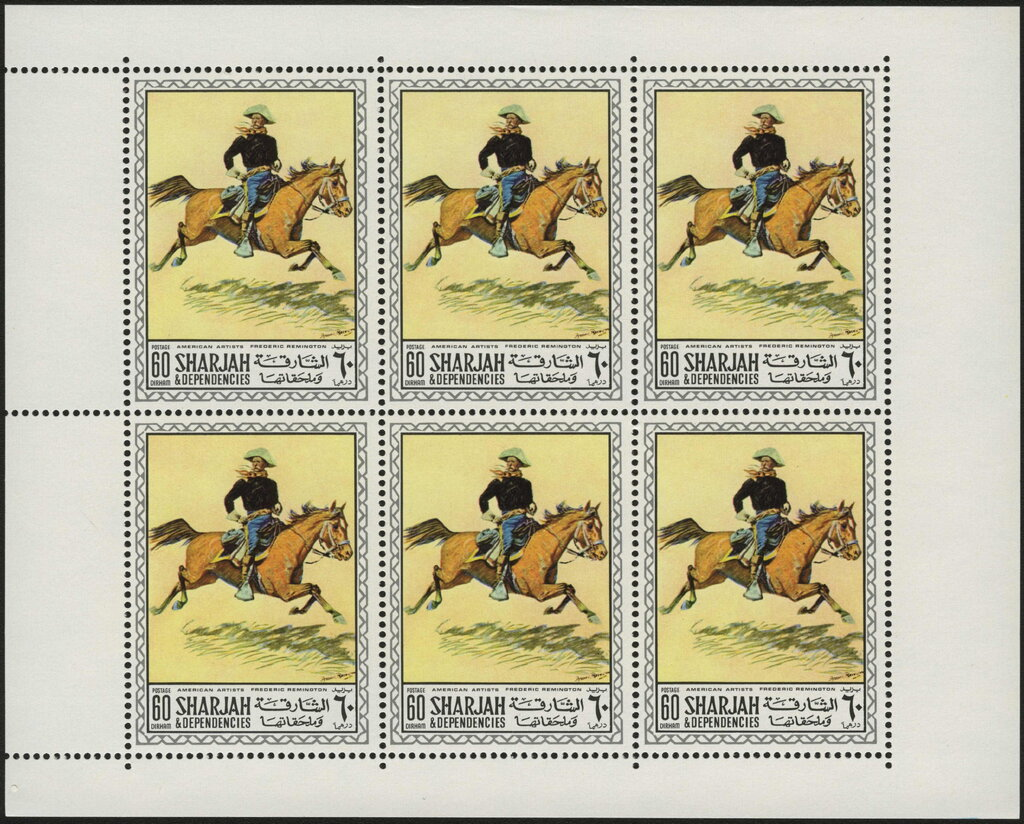
60 درهما لوحة ضابط سلاح الفرسان الأمريكي للرسام فريدريك ريمنجتن

وهذه صحائف الطوابع التي ضمت 10 طوابع:
- 20 درهما
لوحة لانسداون[الإنجليزية]
وهي صورة جورج واشنطن
للرسام غلبرت ستيوارت
- 30 درهما
لوحة الريح الشمالية الشرقية[الإنجليزية]
للرسام وينسلو هومر
- 40 درهما
لوحة للرسام جون ونغر
- 50 درهما
لوحة والدة ويسلر
للرسام جيمس ويسلر
- 60 درهما
لوحة ضابط سلاح الفرسان الأمريكي
للرسام فريدريك ريمنجتن

وكذلك أصدرت نسخ طوابع غير مخرمة:

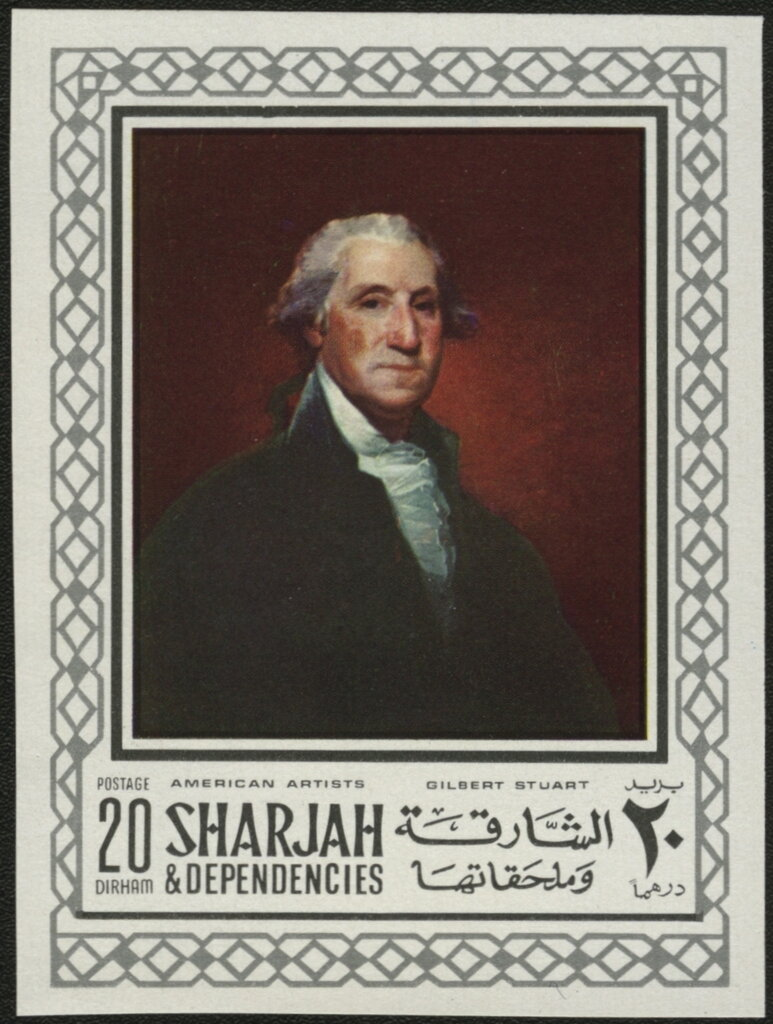
20 درهما لوحة لانسداون[الإنجليزية] وهي صورة جورج واشنطن للرسام غلبرت ستيوارت
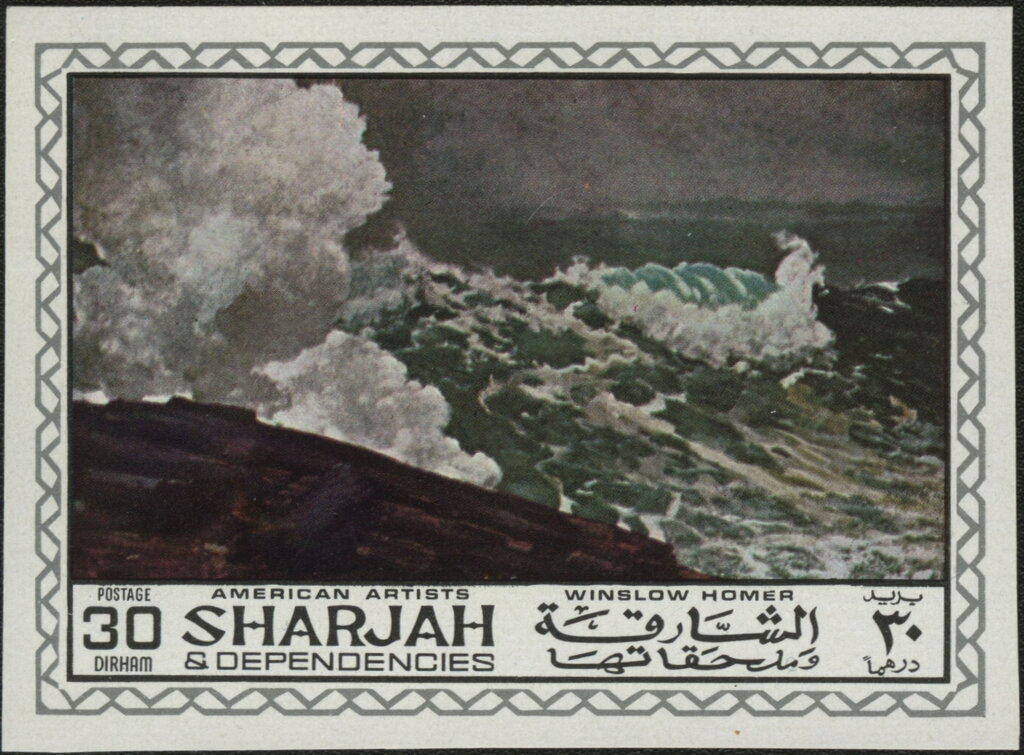
30 درهما لوحة الريح الشمالية الشرقية[الإنجليزية] للرسام وينسلو هومر
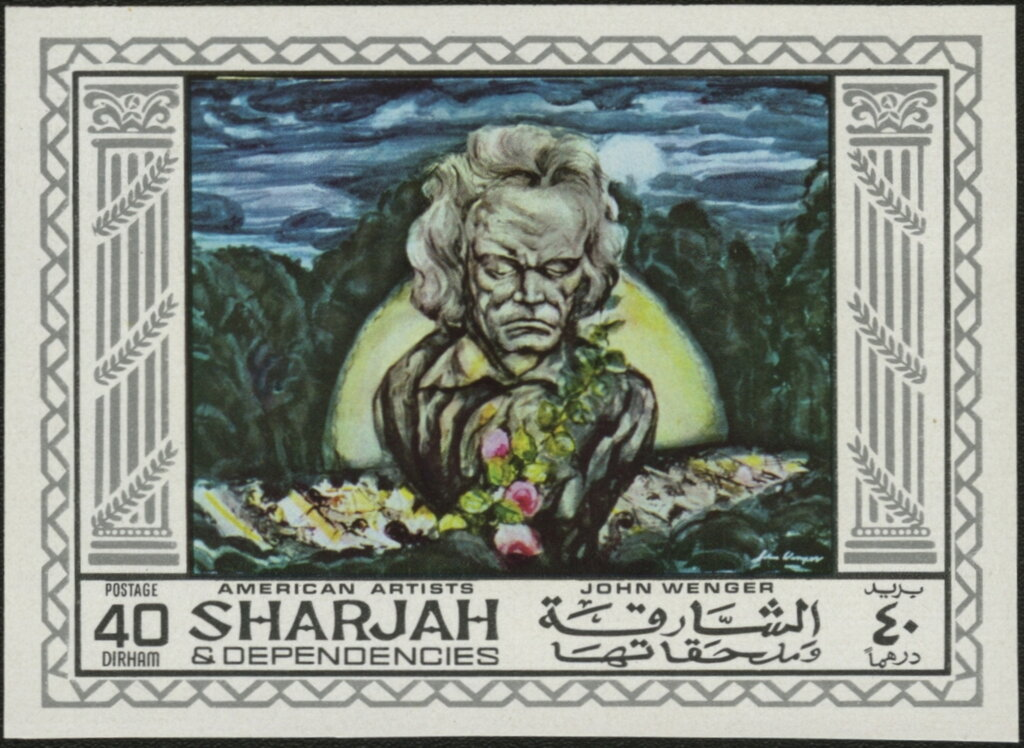
40 درهما لوحة للرسام جون ونغر
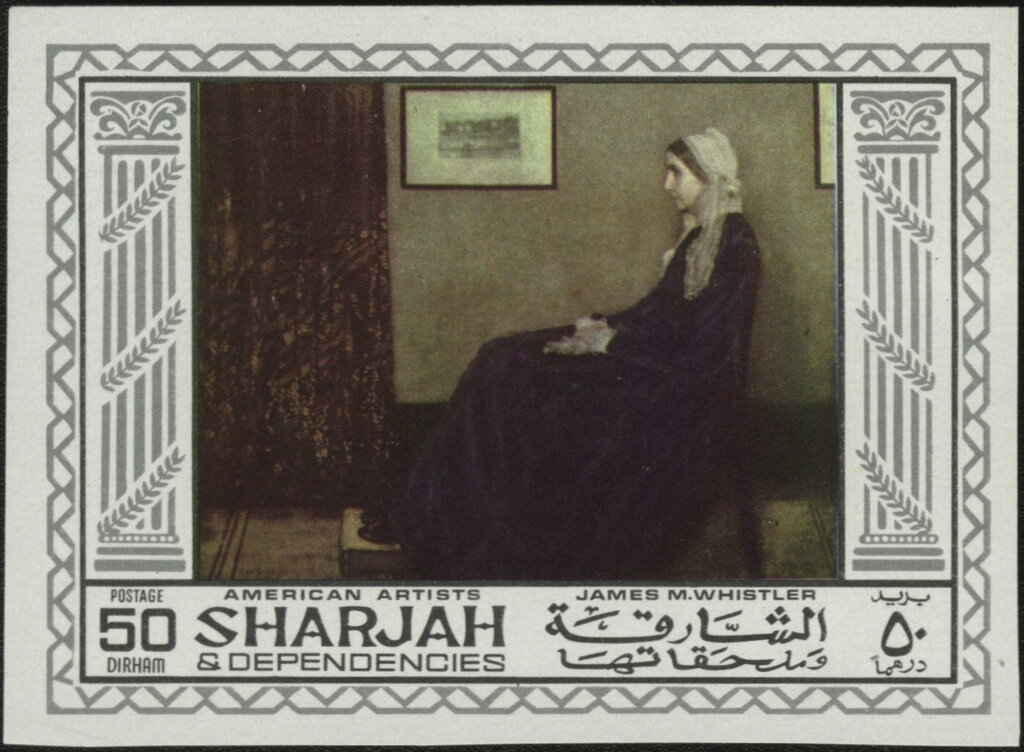
50 درهما لوحة والدة ويسلر للرسام جيمس ويسلر
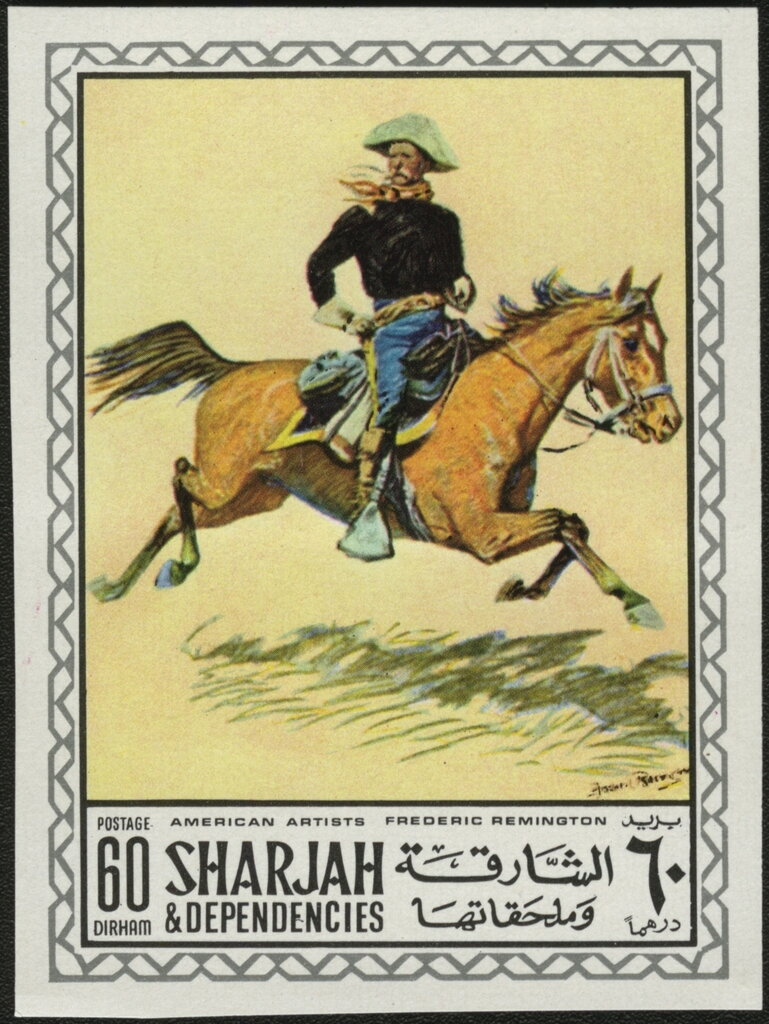
60 درهما لوحة ضابط سلاح الفرسان الأمريكي للرسام فريدريك ريمنجتن

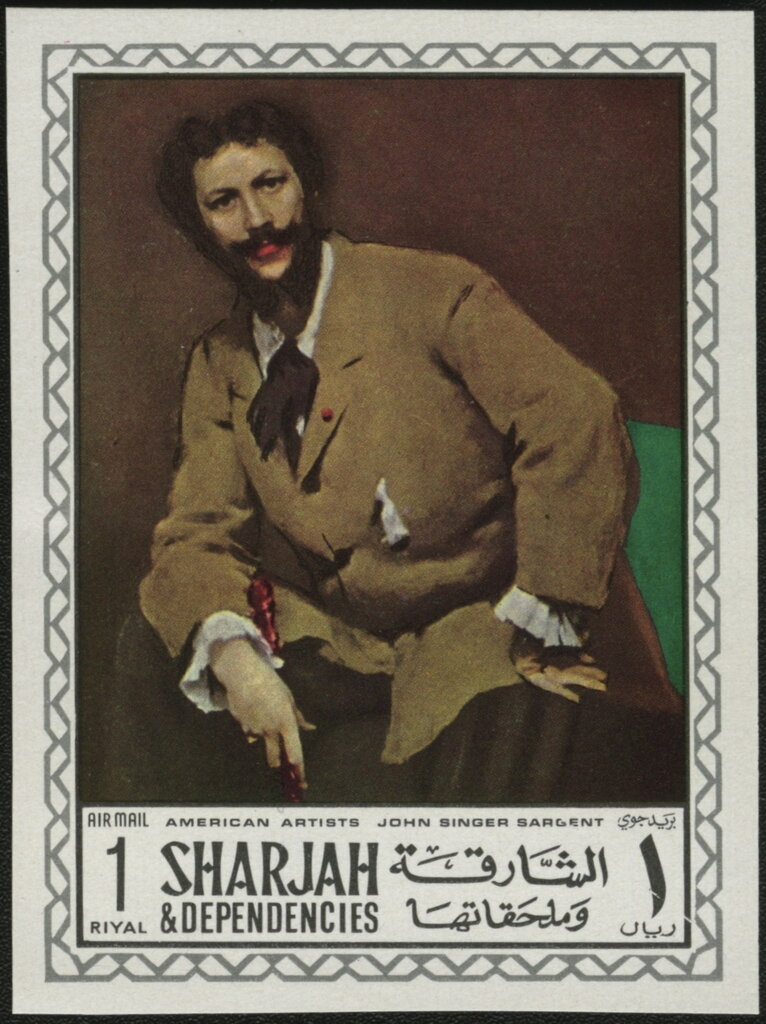
ريال واحد لوحة للرسام جون سنغر سارغنت
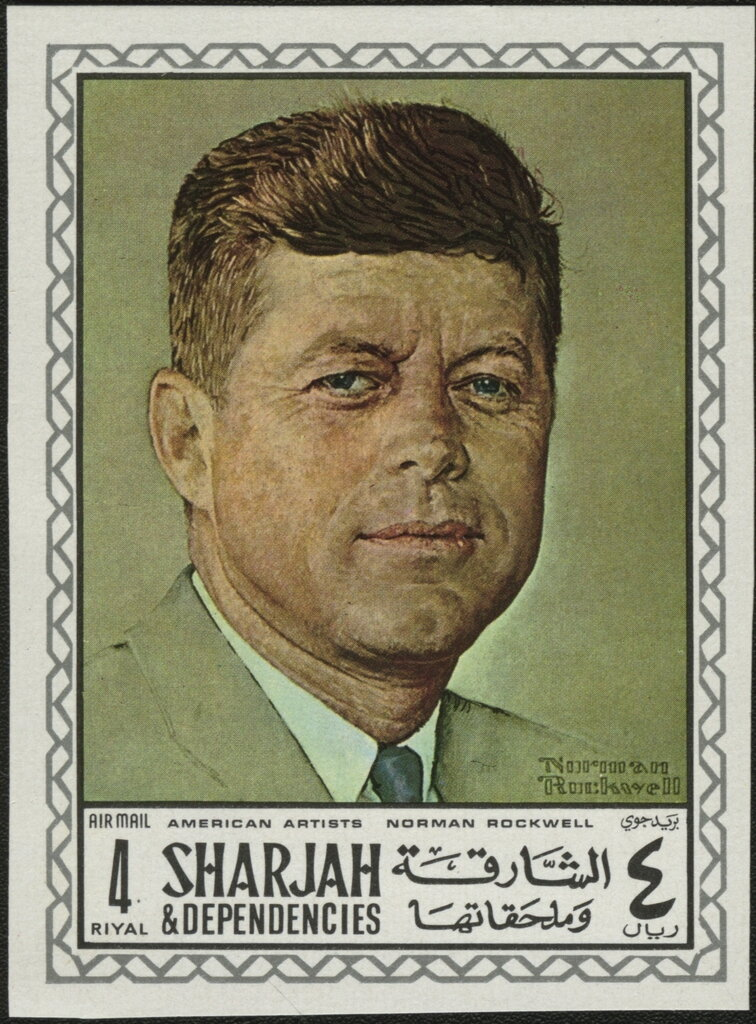
4 ريالات صورة جون كينيدي للرسام نورمان روكويل
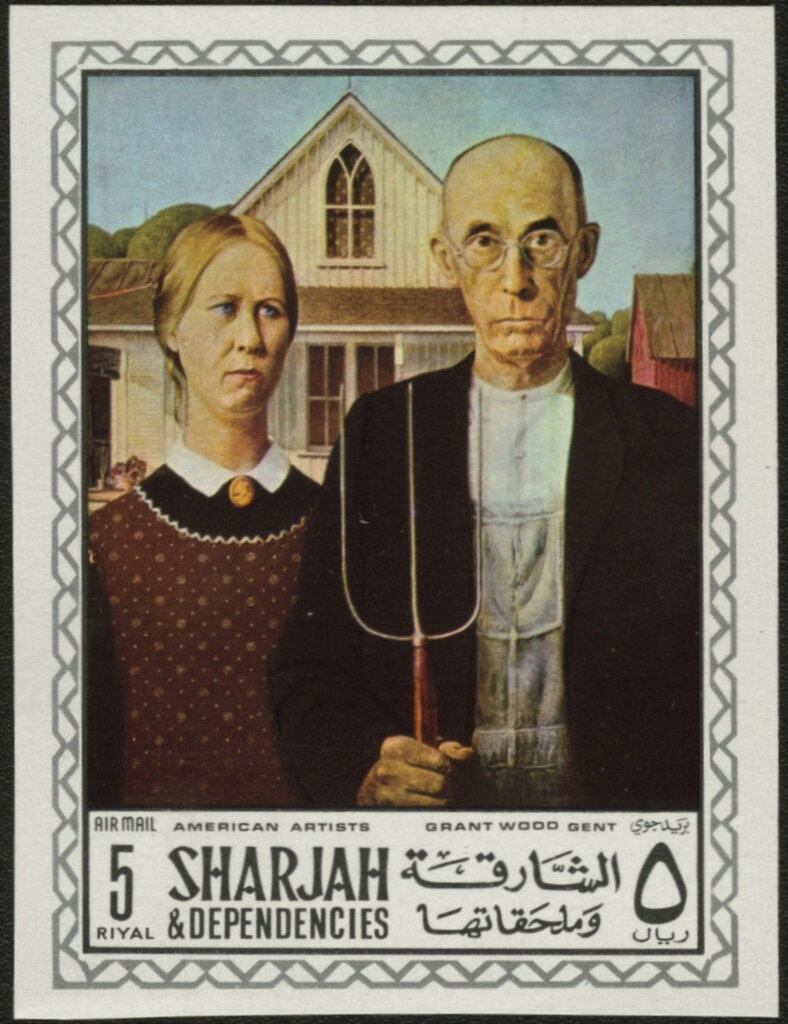
5 ريالات لوحة القوطية الأمريكية للرسام غرانت وود

وهذه صحائف الطوابع غير المخرمة التي ضمت 6 طوابع:

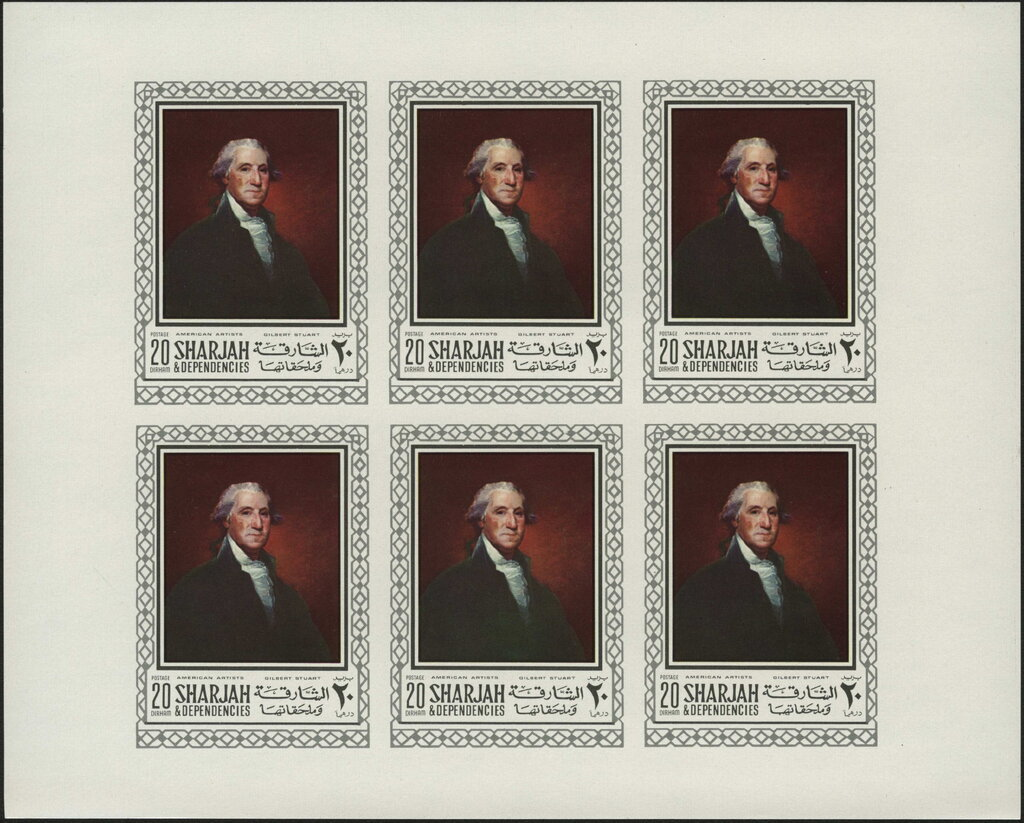
20 درهما لوحة لانسداون[الإنجليزية] وهي صورة جورج واشنطن للرسام غلبرت ستيوارت
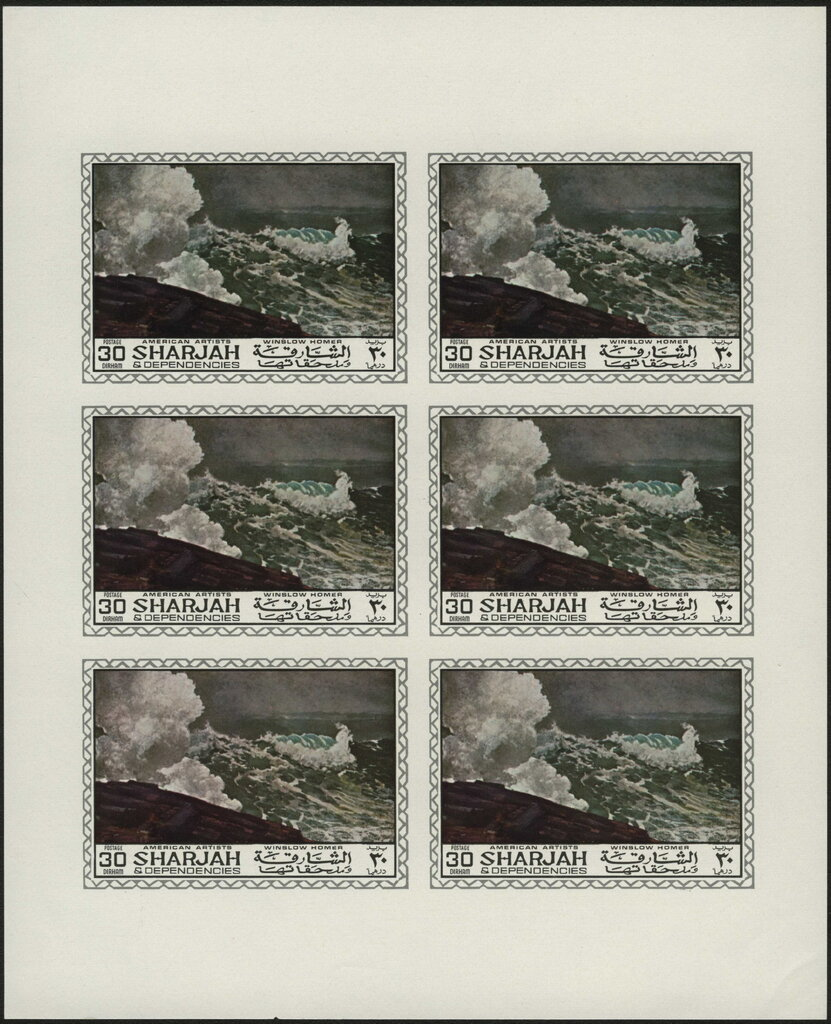
30 درهما لوحة الريح الشمالية الشرقية[الإنجليزية] للرسام وينسلو هومر
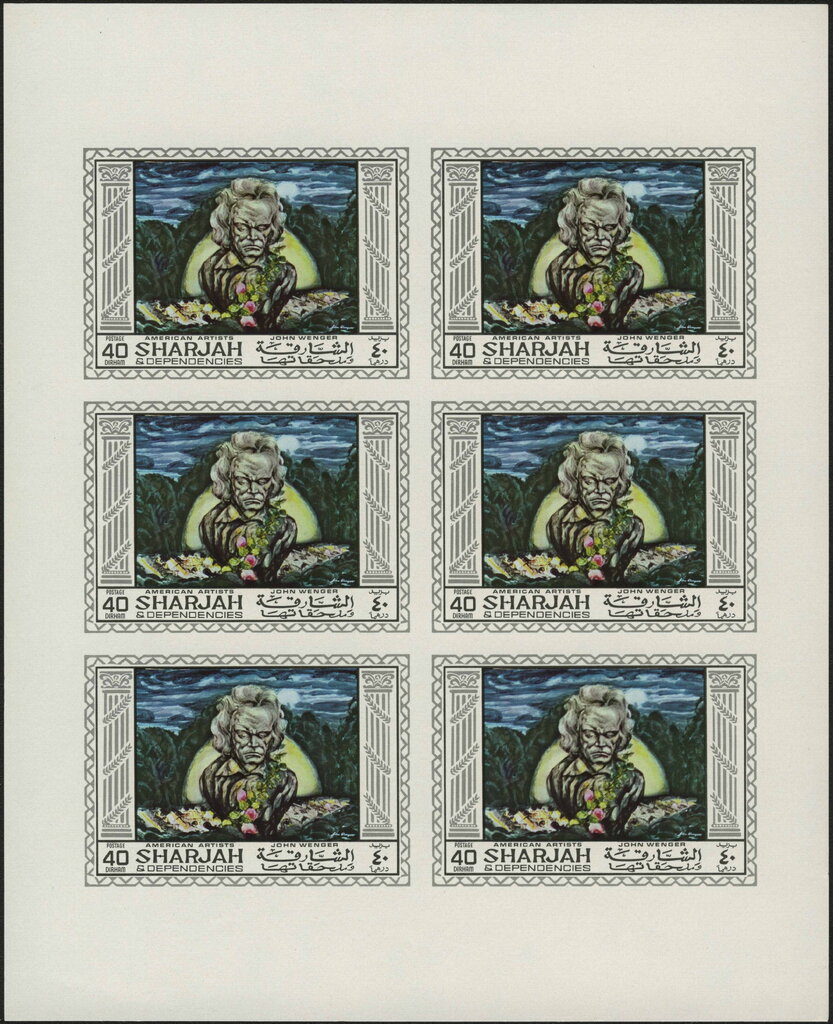
40 درهما لوحة للرسام جون ونغر
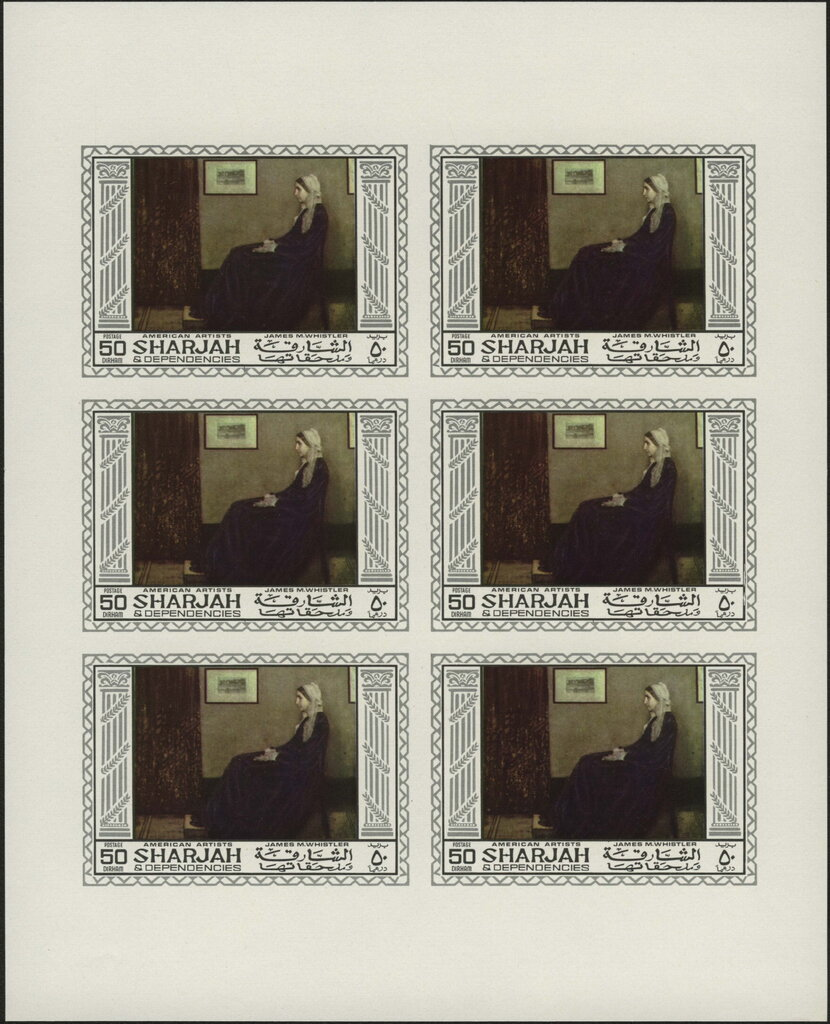
50 درهما لوحة والدة ويسلر للرسام جيمس ويسلر
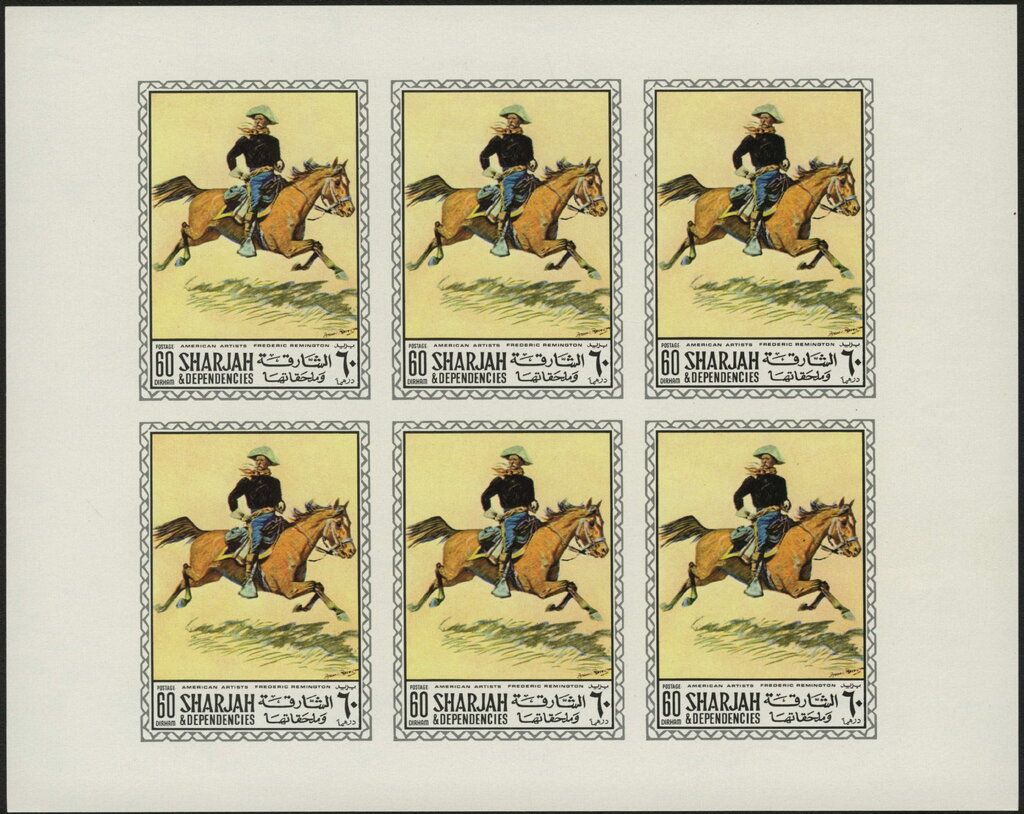
60 درهما لوحة ضابط سلاح الفرسان الأمريكي للرسام فريدريك ريمنجتن

وكذلك أصدرت بطاقات بريدية:

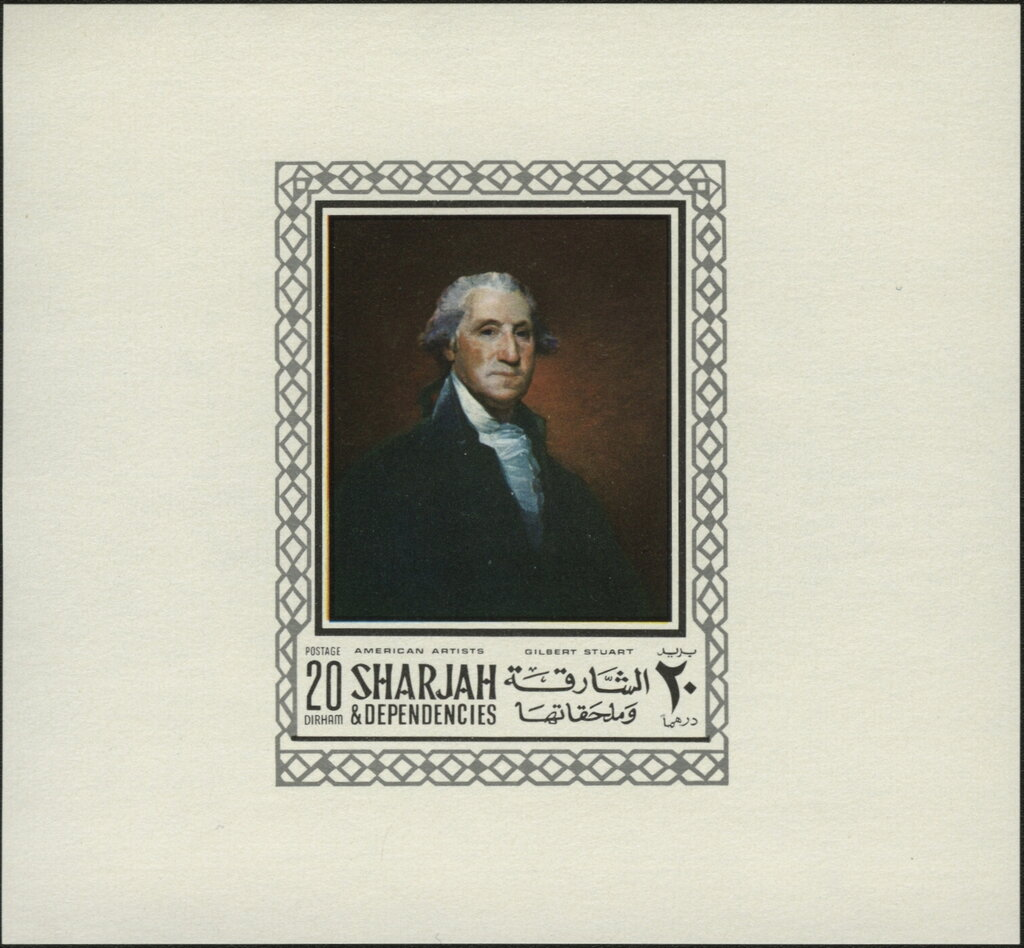
20 درهما لوحة لانسداون[الإنجليزية] وهي صورة جورج واشنطن للرسام غلبرت ستيوارت
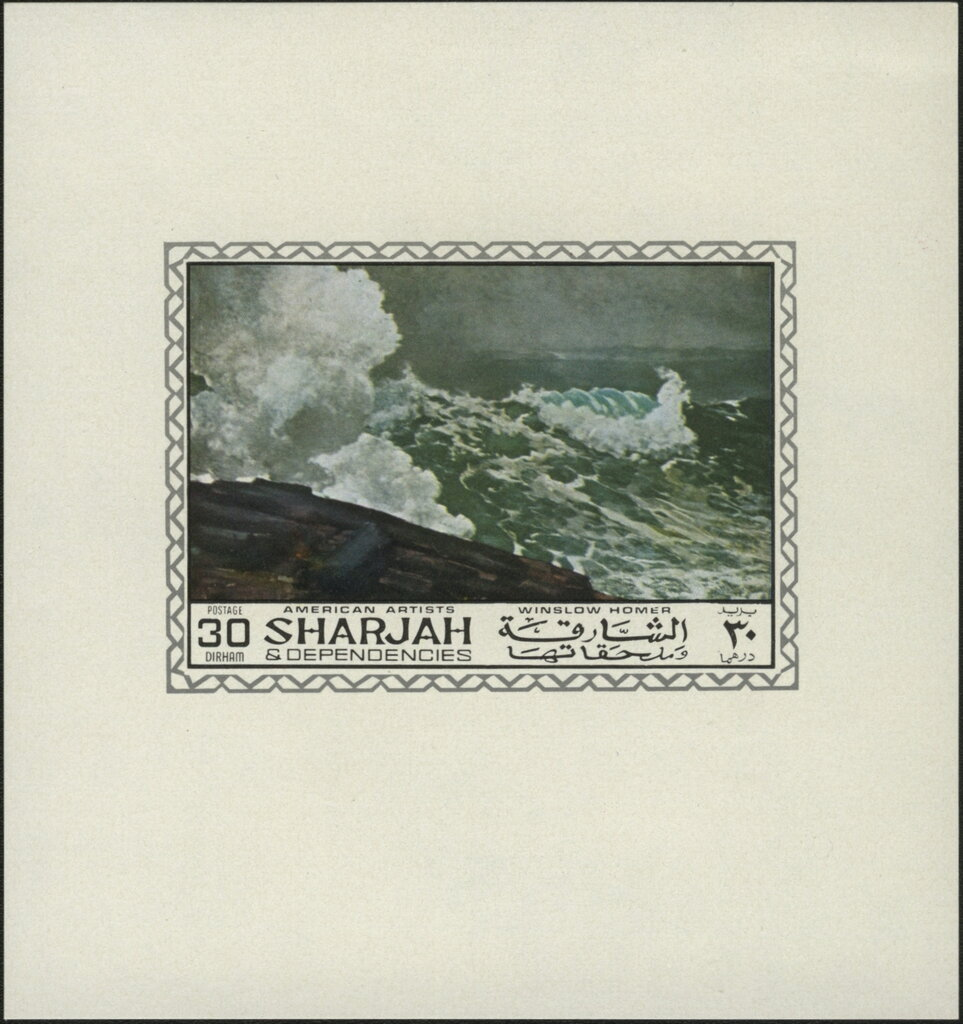
30 درهما لوحة الريح الشمالية الشرقية[الإنجليزية] للرسام وينسلو هومر
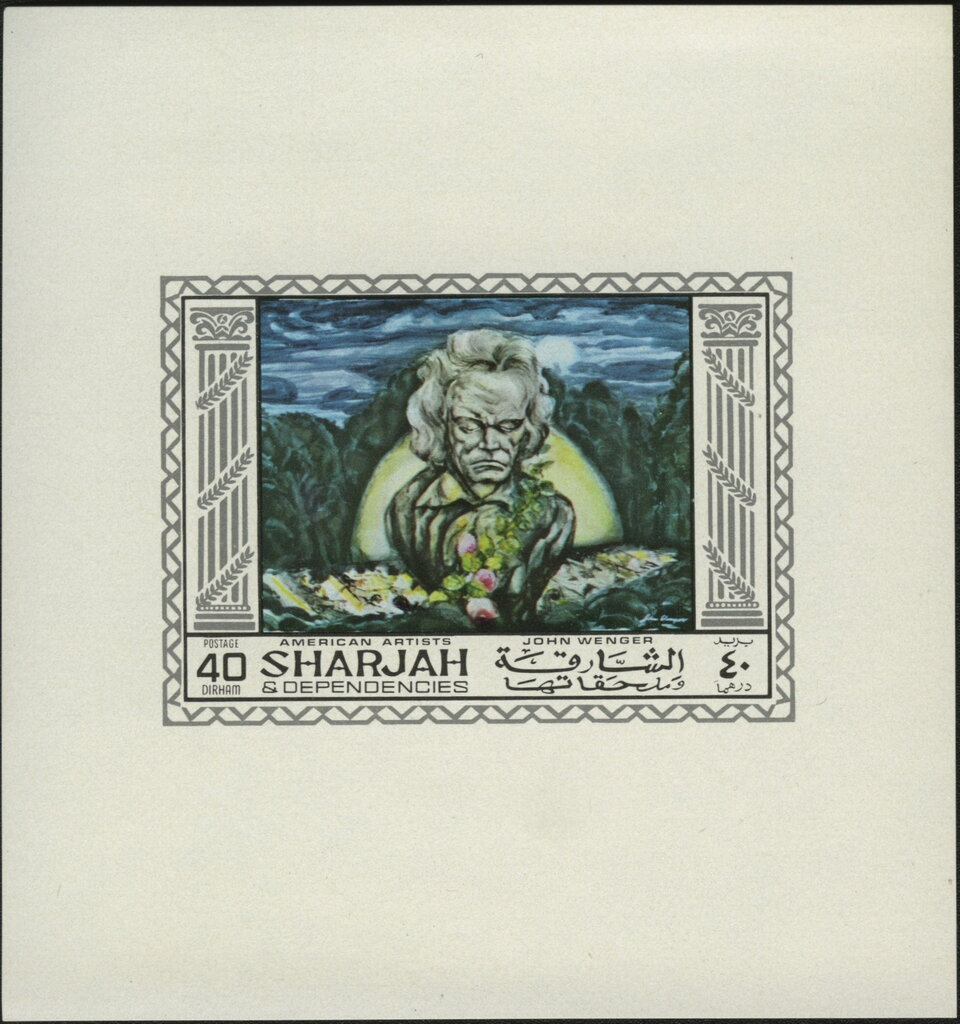
40 درهما لوحة للرسام جون ونغر
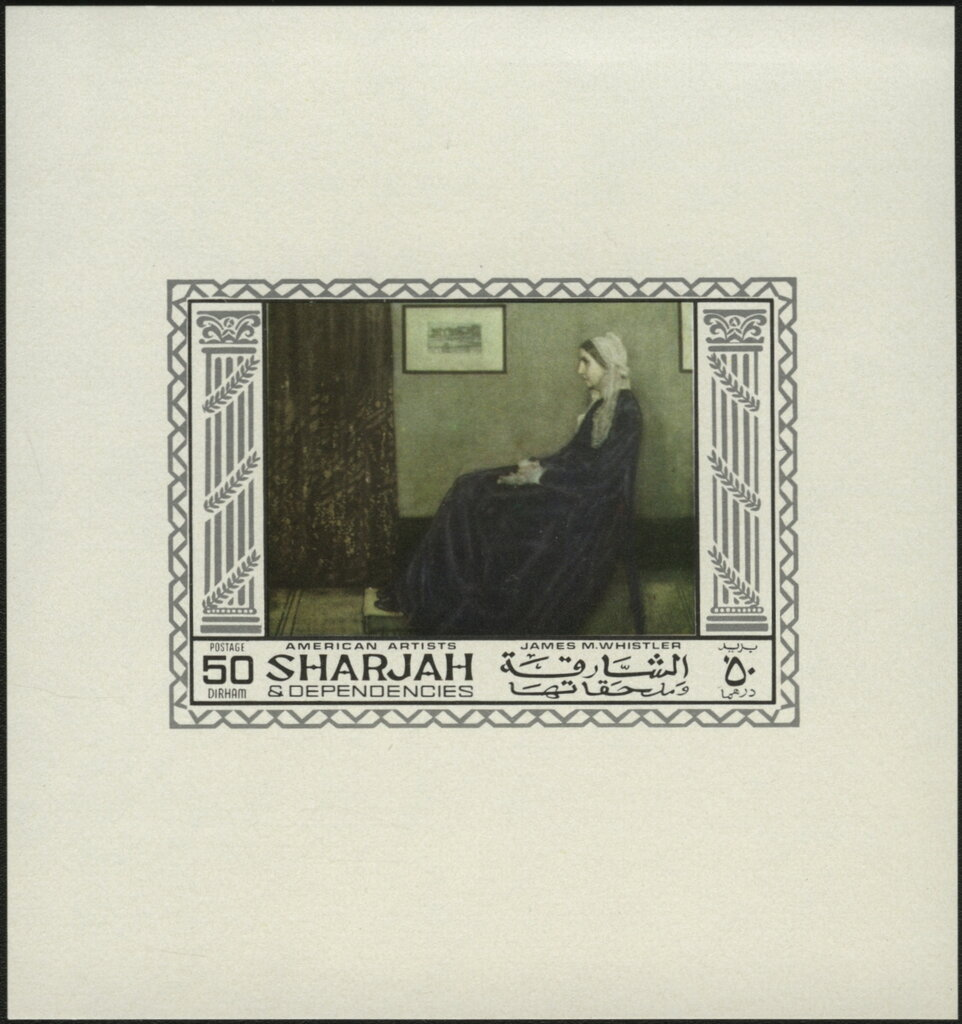
50 درهما لوحة والدة ويسلر للرسام جيمس ويسلر
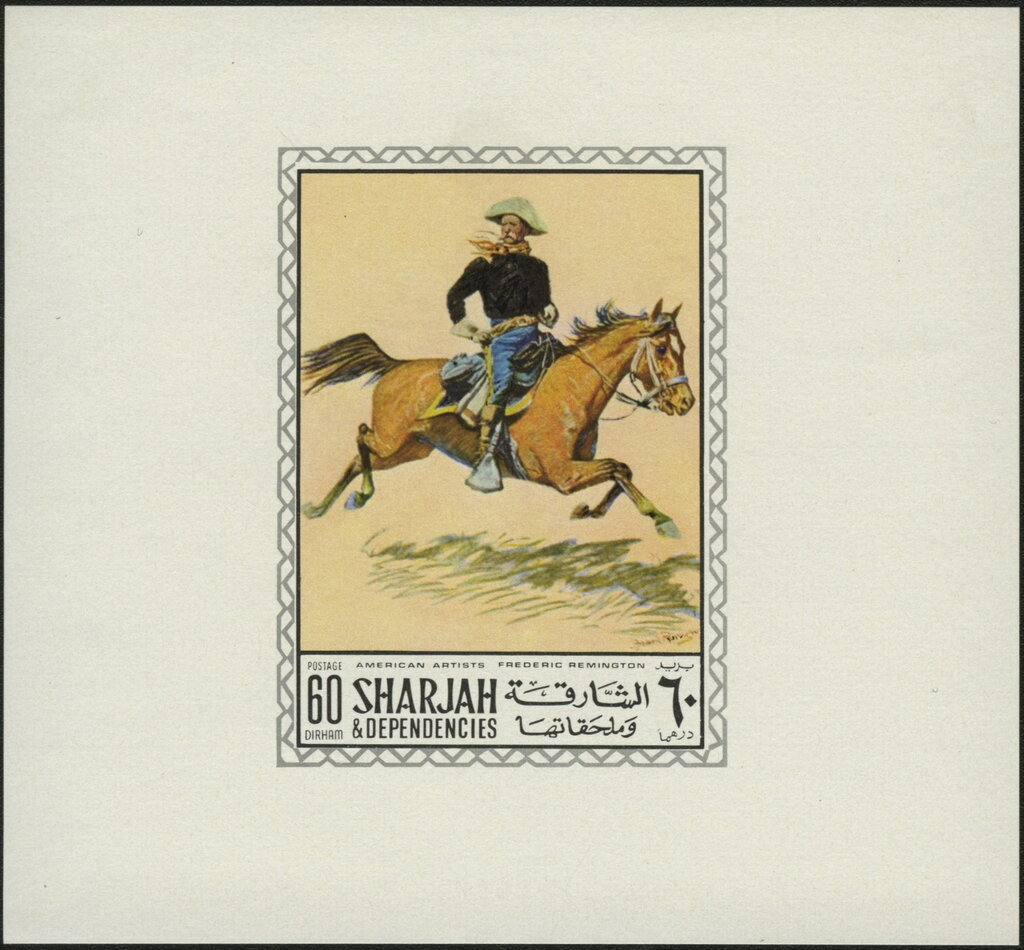
60 درهما لوحة ضابط سلاح الفرسان الأمريكي للرسام فريدريك ريمنجتن

وكذلك أصدرت طوابع مخصصة للبريد الجوي:

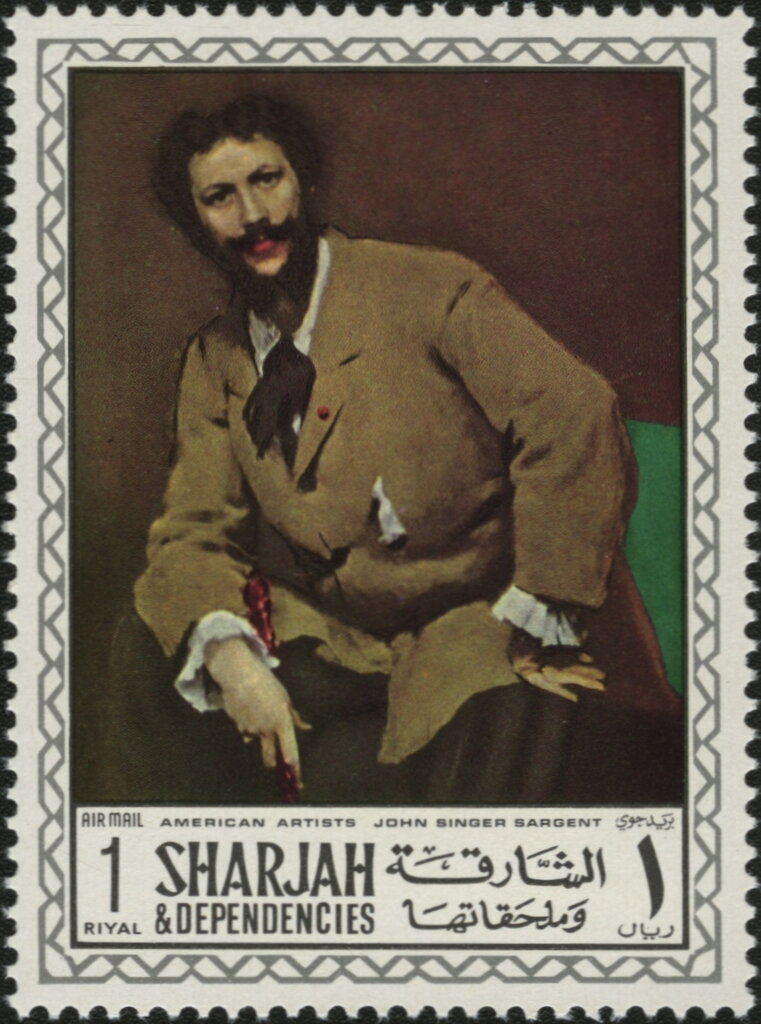
ريال واحد لوحة كارولوس دوران (Q104773640) للرسام جون سنغر سارغنت
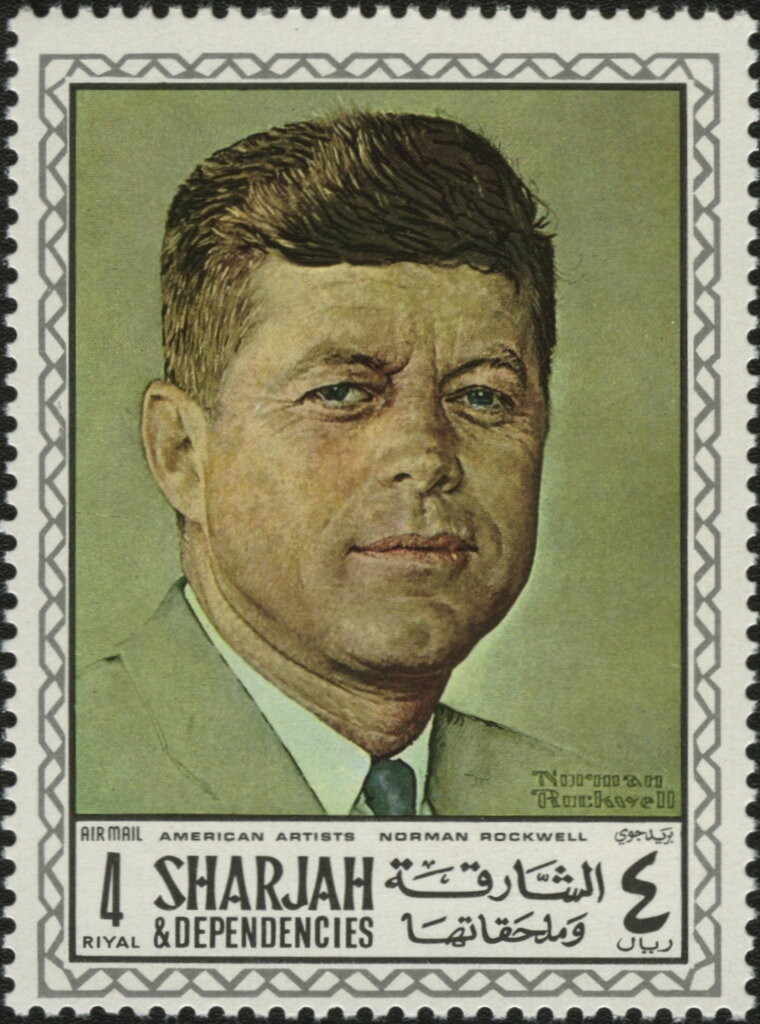
4 ريالات صورة جون كينيدي للرسام نورمان روكويل
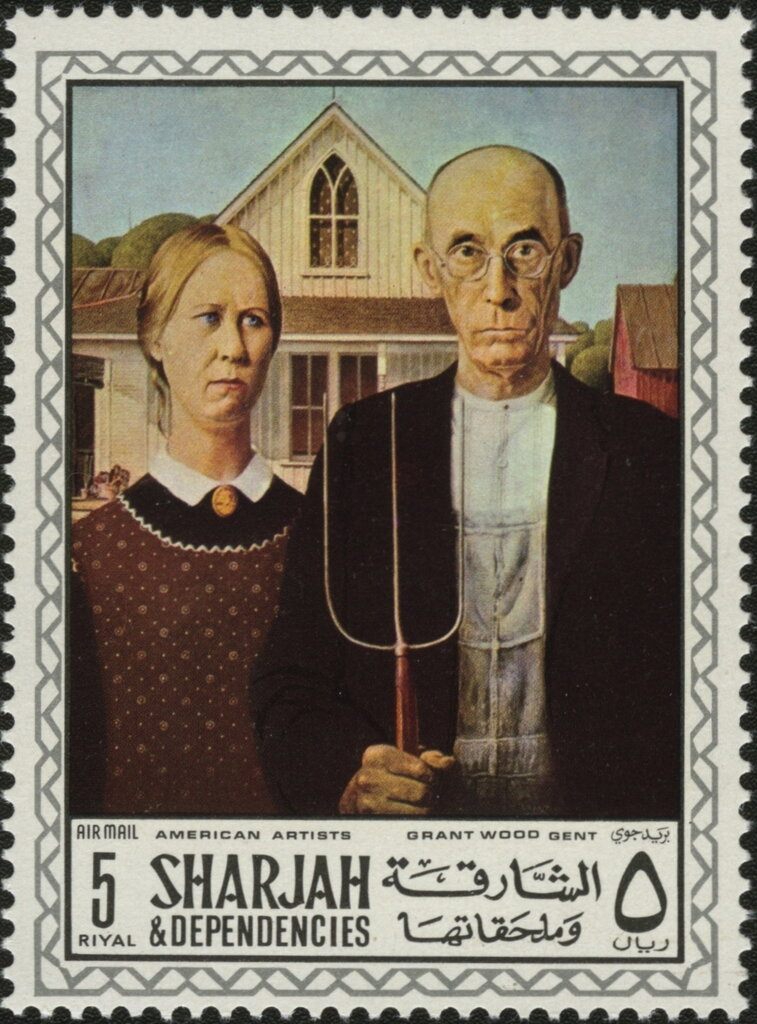
5 ريالات لوحة القوطية الأمريكية للرسام غرانت وود

وهذه صحائف الطوابع المخصصة للبريد الجوي التي ضمت 6 طوابع:

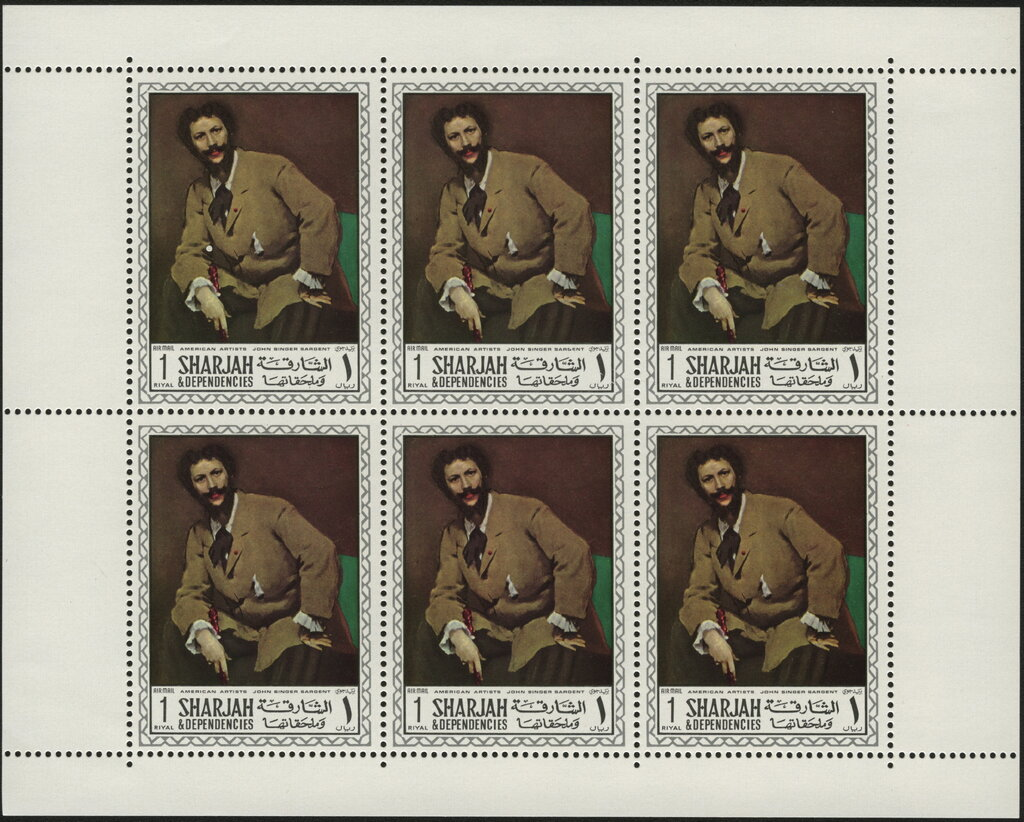
ريال واحد لوحة كارولوس دوران (Q104773640) للرسام جون سنغر سارغنت
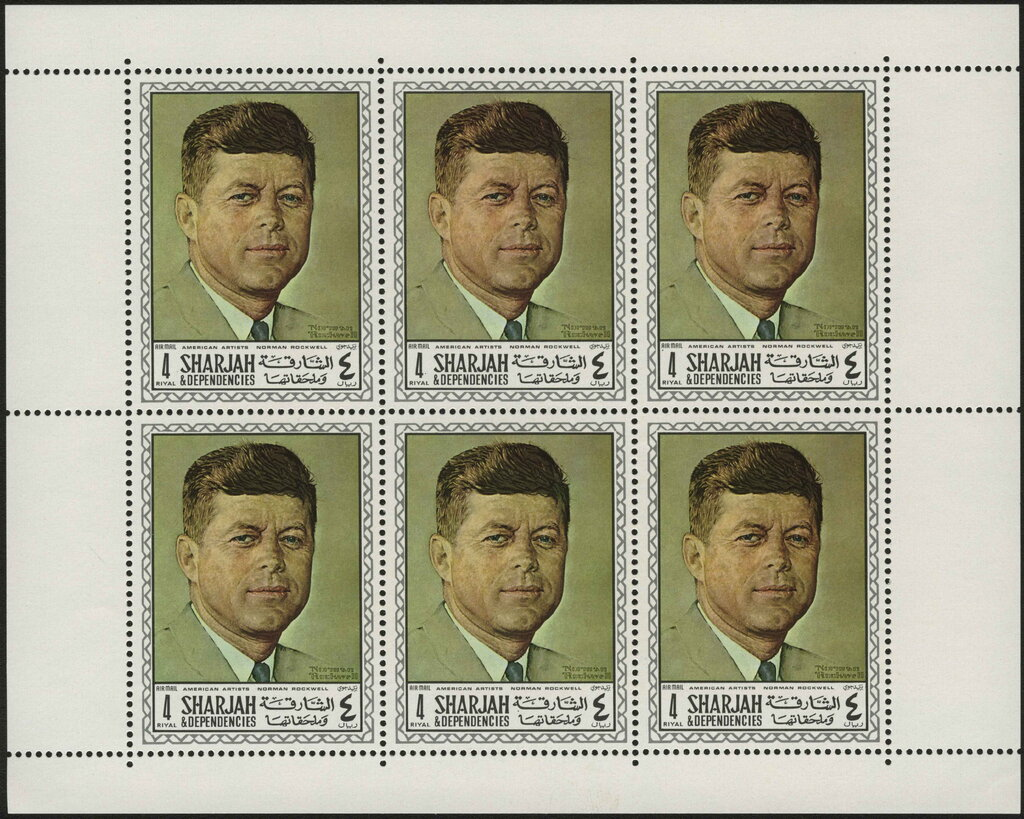
4 ريالات صورة جون كينيدي للرسام نورمان روكويل
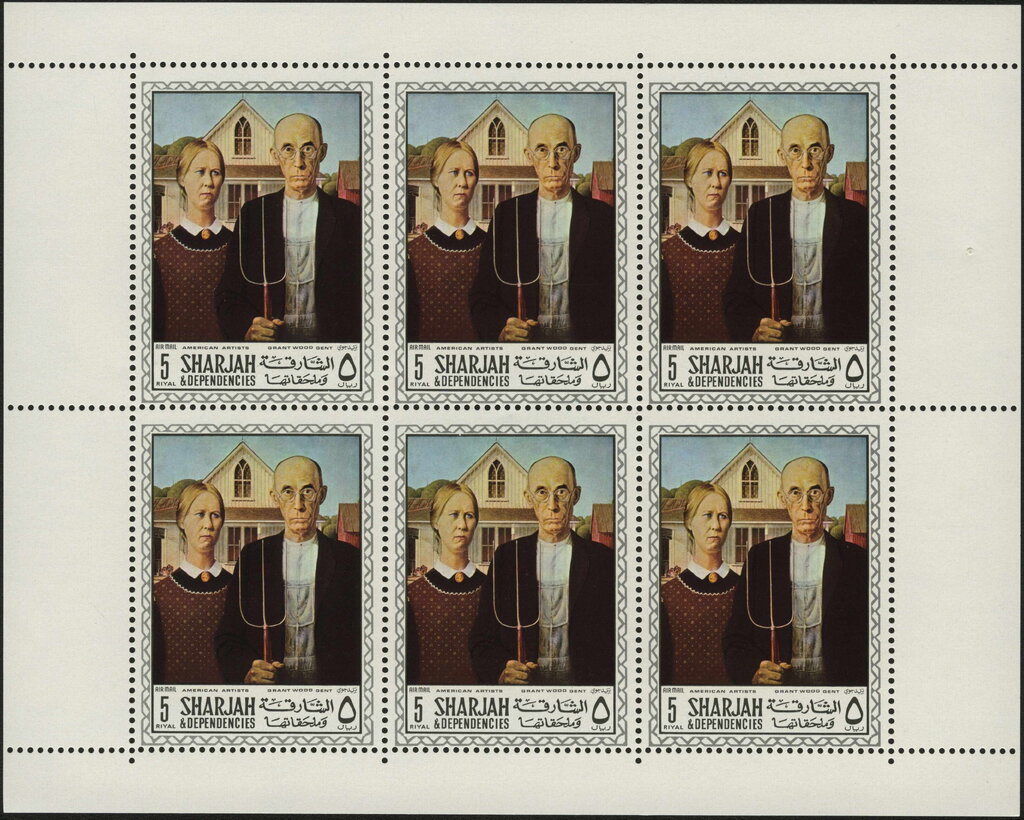
5 ريالات لوحة القوطية الأمريكية للرسام غرانت وود

وهذه صحائف الطوابع المخصصة للبريد الجوي التي ضمت 10 طوابع:

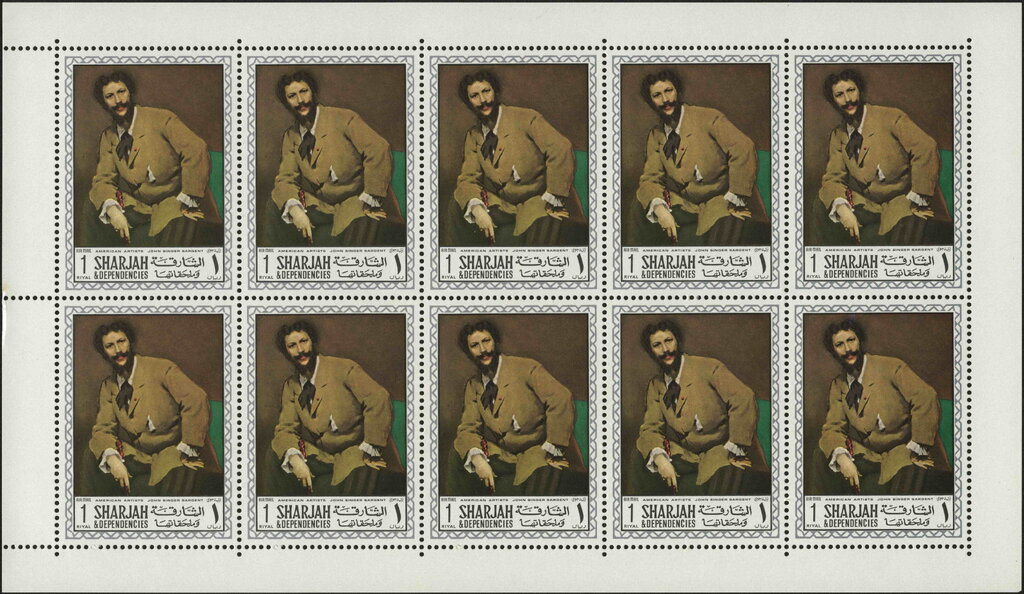
ريال واحد لوحة كارولوس دوران (Q104773640) للرسام جون سنغر سارغنت
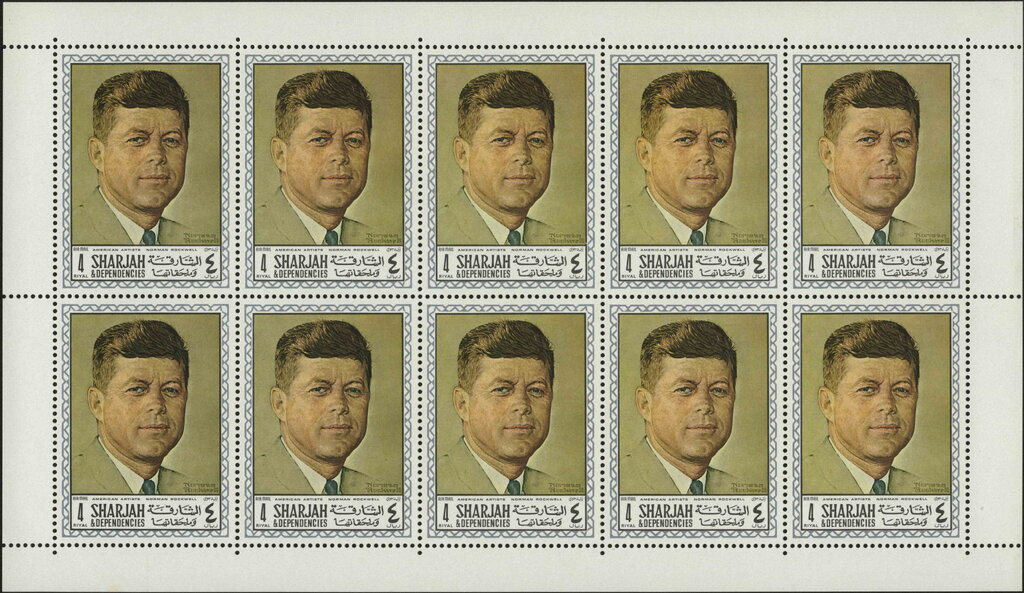
4 ريالات صورة جون كينيدي للرسام نورمان روكويل
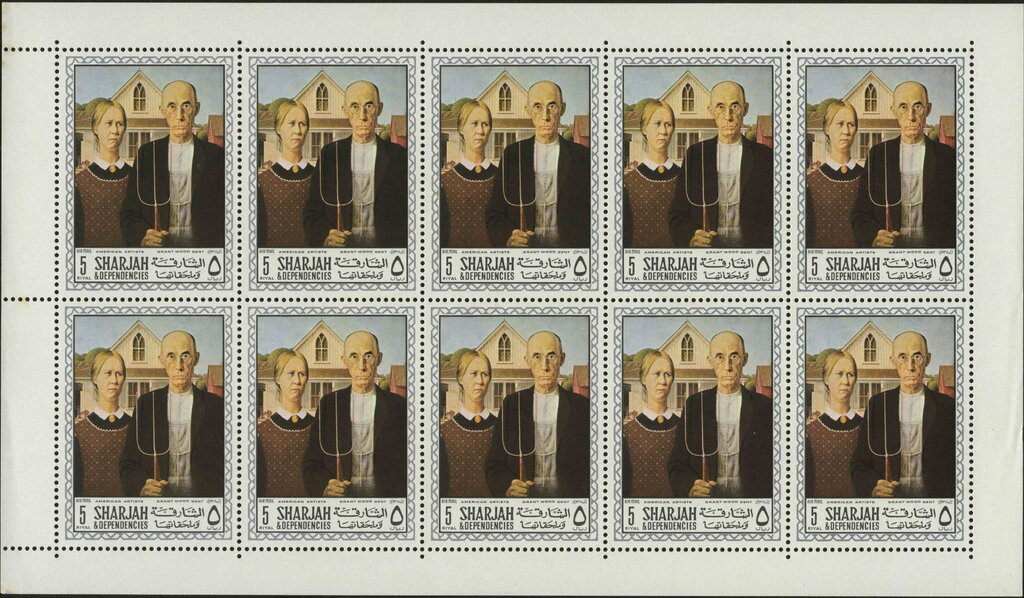
5 ريالات لوحة القوطية الأمريكية للرسام غرانت وود

وكذلك أصدرت نسخ طوابع مخصصة للبريد الجوي غير مخرمة:
- ريال واحد
لوحة كارولوس دوران (Q104773640)
للرسام جون سنغر سارغنت
- 4 ريالات
صورة جون كينيدي
للرسام نورمان روكويل
- 5 ريالات
لوحة القوطية الأمريكية
للرسام غرانت وود

وهذه صحائف الطوابع غير المخرمة المخصصة للبريد الجوي التي ضمت 6 طوابع:

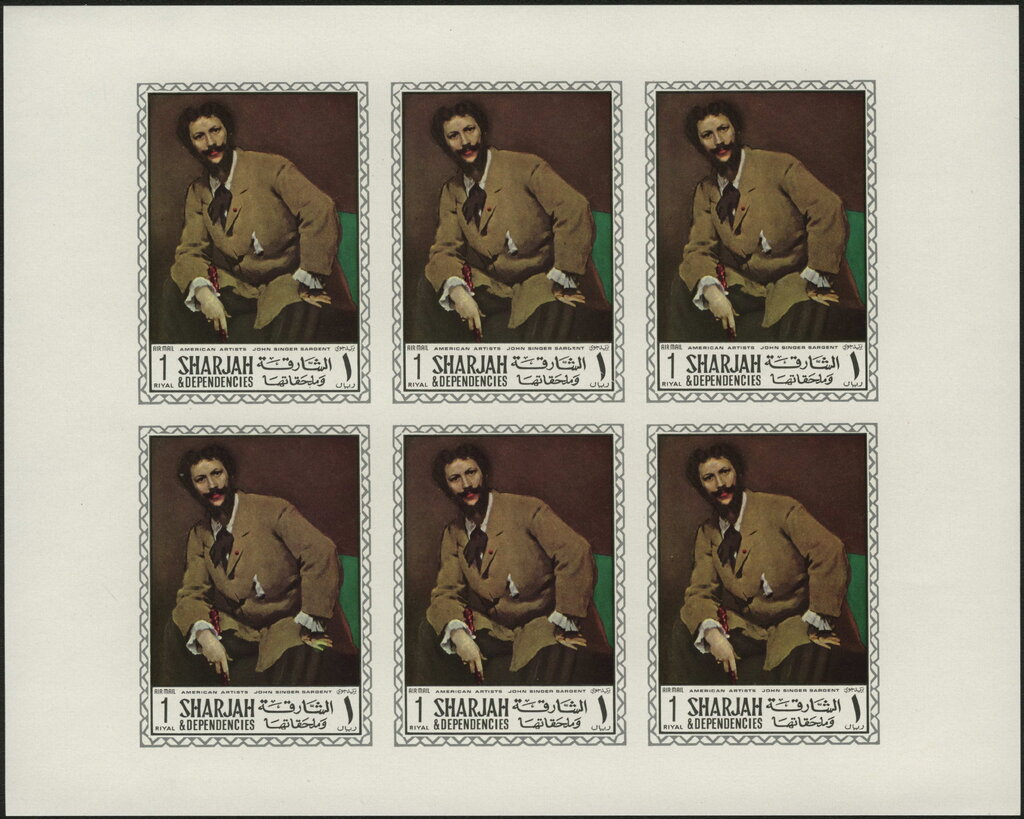
ريال واحد لوحة كارولوس دوران (Q104773640) للرسام جون سنغر سارغنت
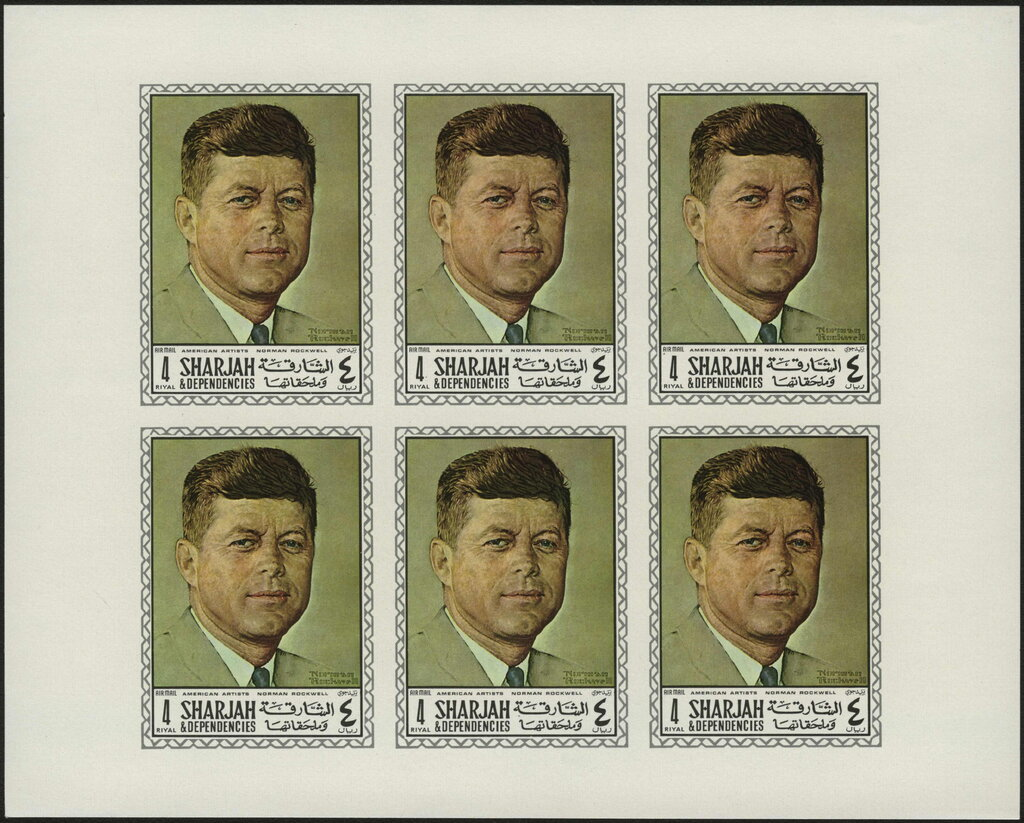
4 ريالات صورة جون كينيدي للرسام نورمان روكويل
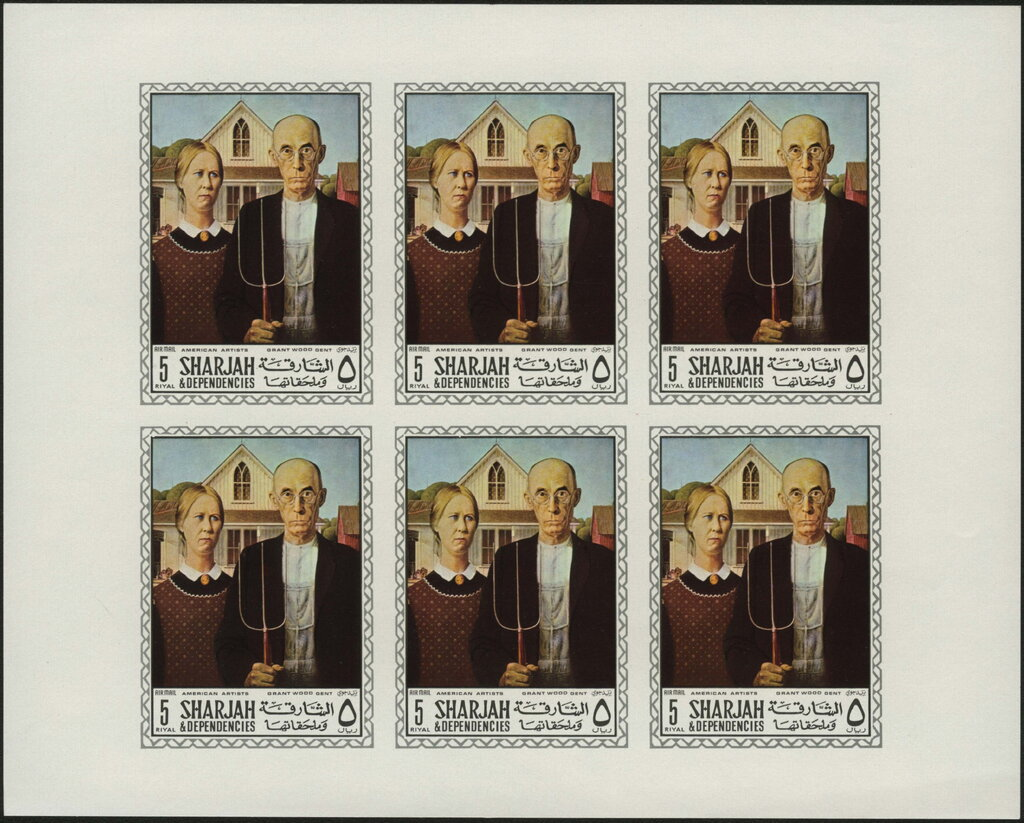
5 ريالات لوحة القوطية الأمريكية للرسام غرانت وود

وكذلك أصدرت بطاقات مخصصة للبريد الجوي:

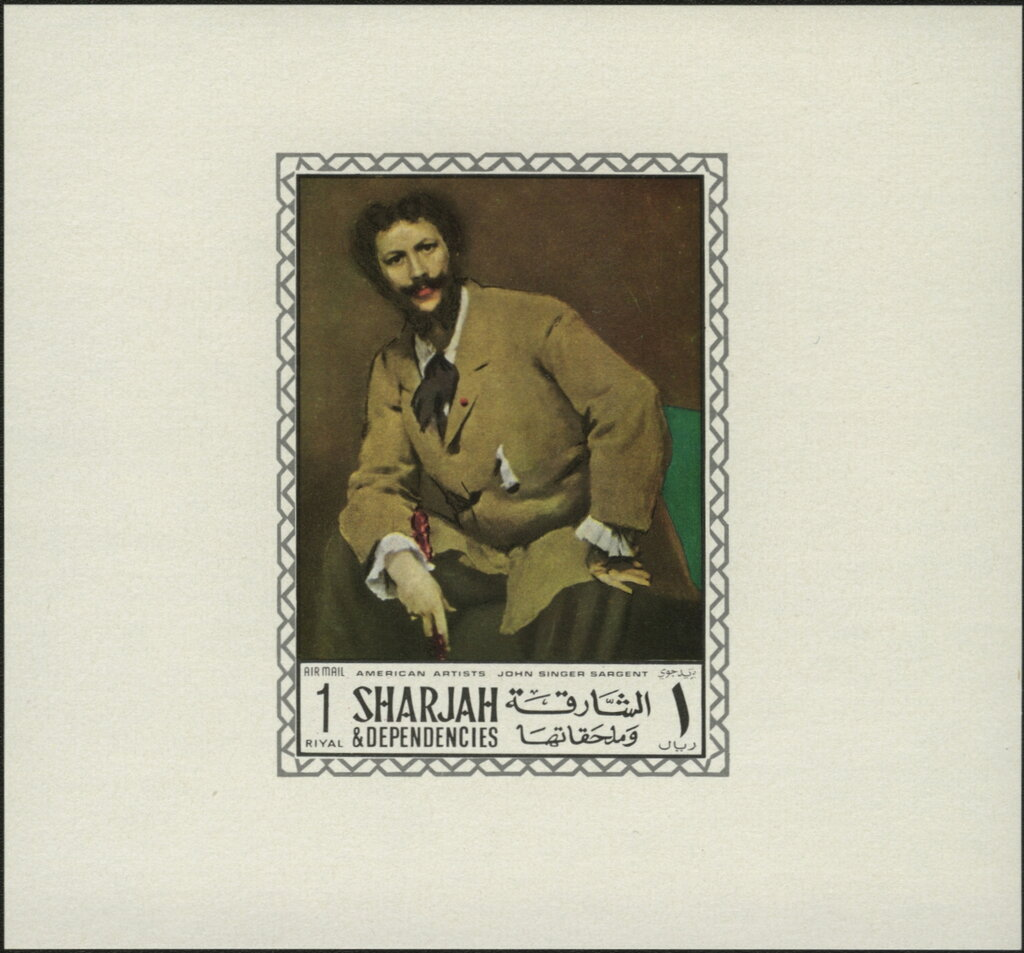
ريال واحد لوحة كارولوس دوران (Q104773640) للرسام جون سنغر سارغنت
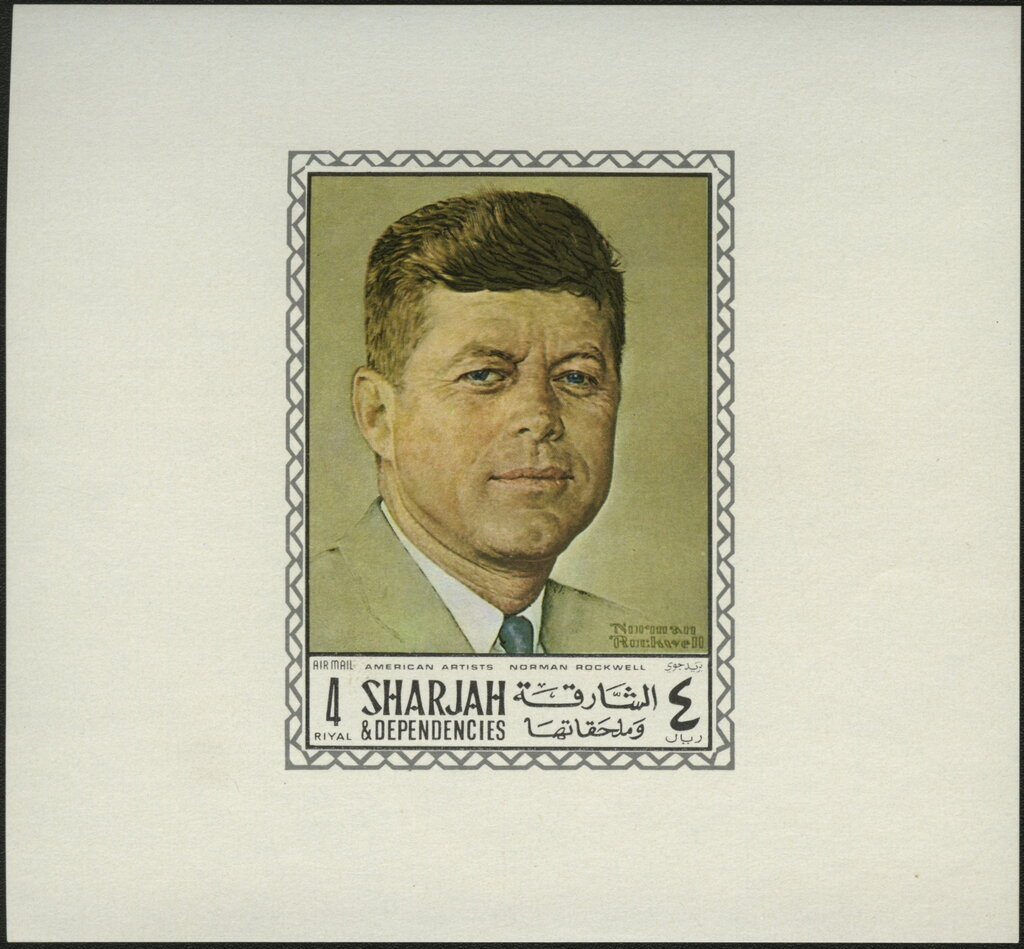
4 ريالات صورة جون كينيدي للرسام نورمان روكويل
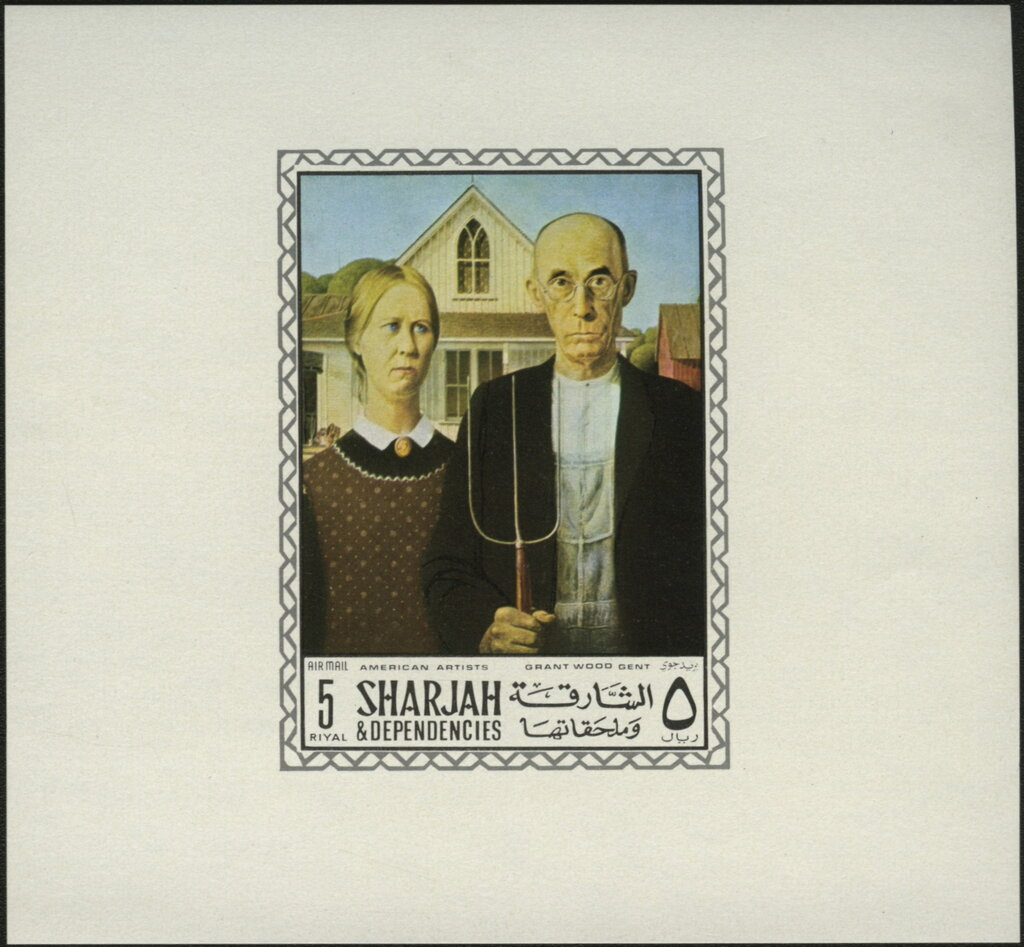
5 ريالات لوحة القوطية الأمريكية للرسام غرانت وود

وكذلك وشح طابعان بذكرى جون كينيدي:

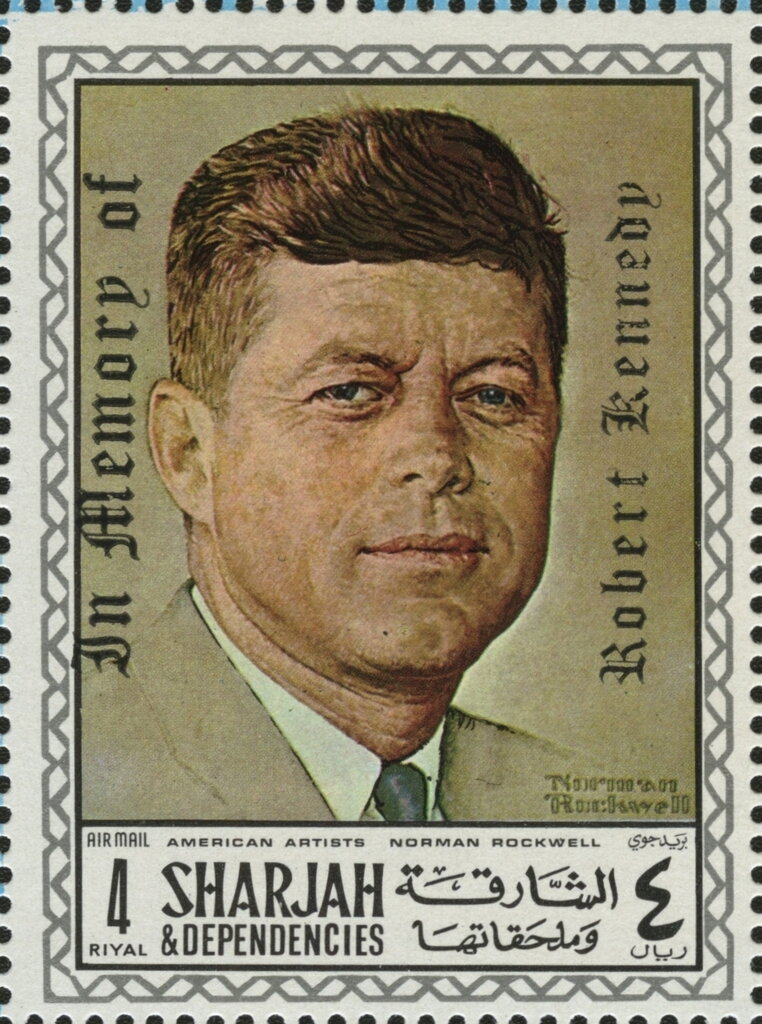
طابع مخرم بقيمة 60 درهما لوحة ضابط سلاح الفرسان الأمريكي للرسام فريدريك ريمنجتن
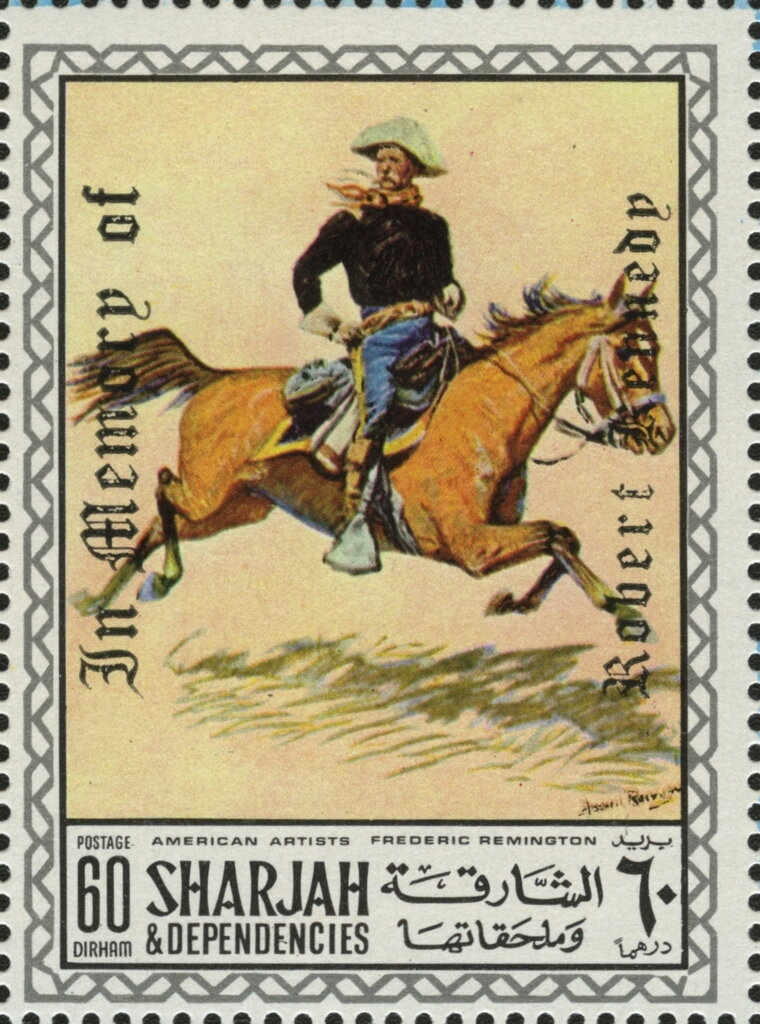
طابع مخرم بقيمة 4 ريالات صورة جون كينيدي للرسام نورمان روكويل

وكذلك أصدرت بطاقات تذكارية ضمت الطابعين من فئتي 60 درهما و4 ريالات:

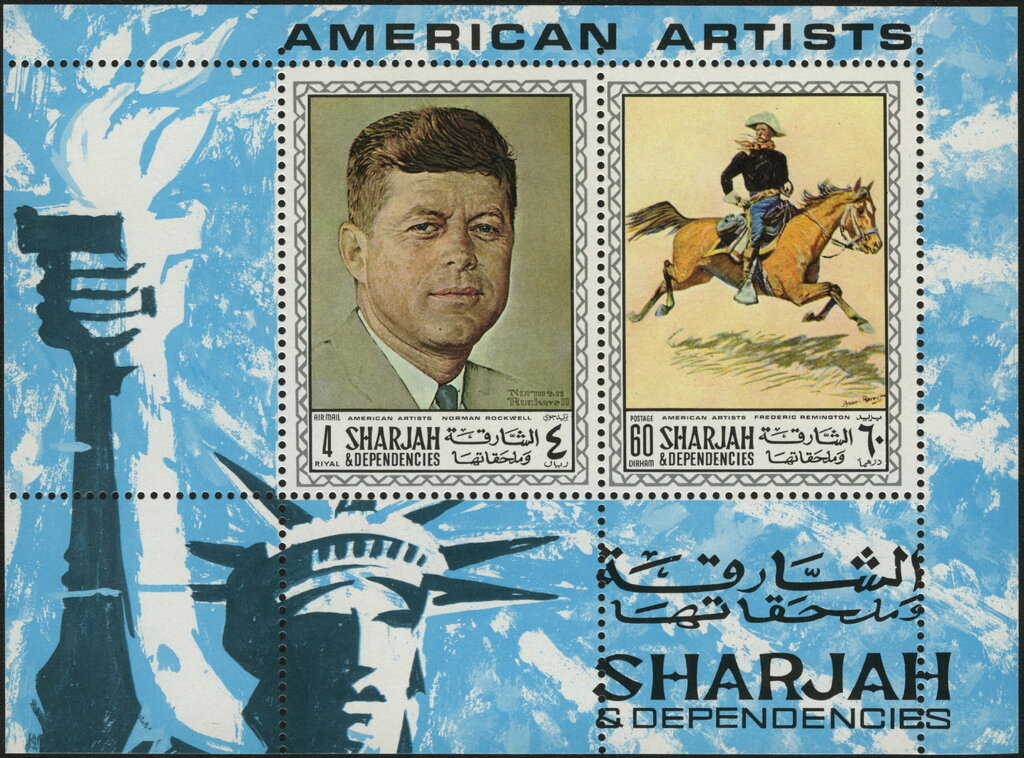
بطاقة مخرمة غير موشحة
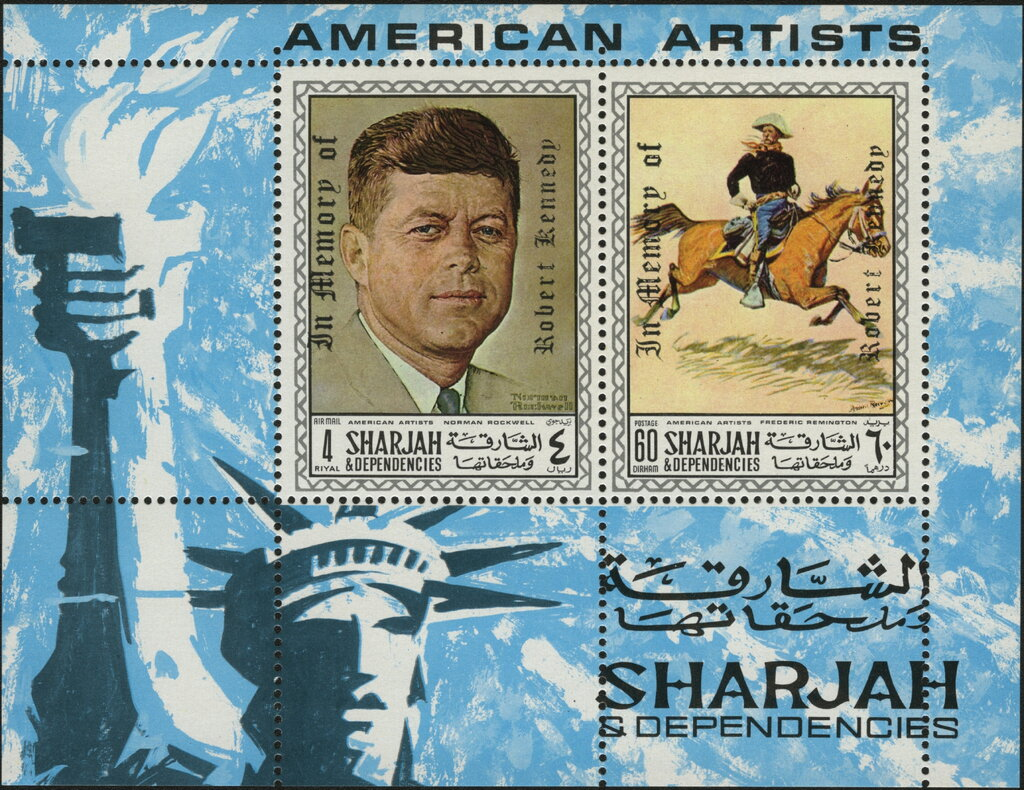
بطاقة مخرمة بطابعين موشحين
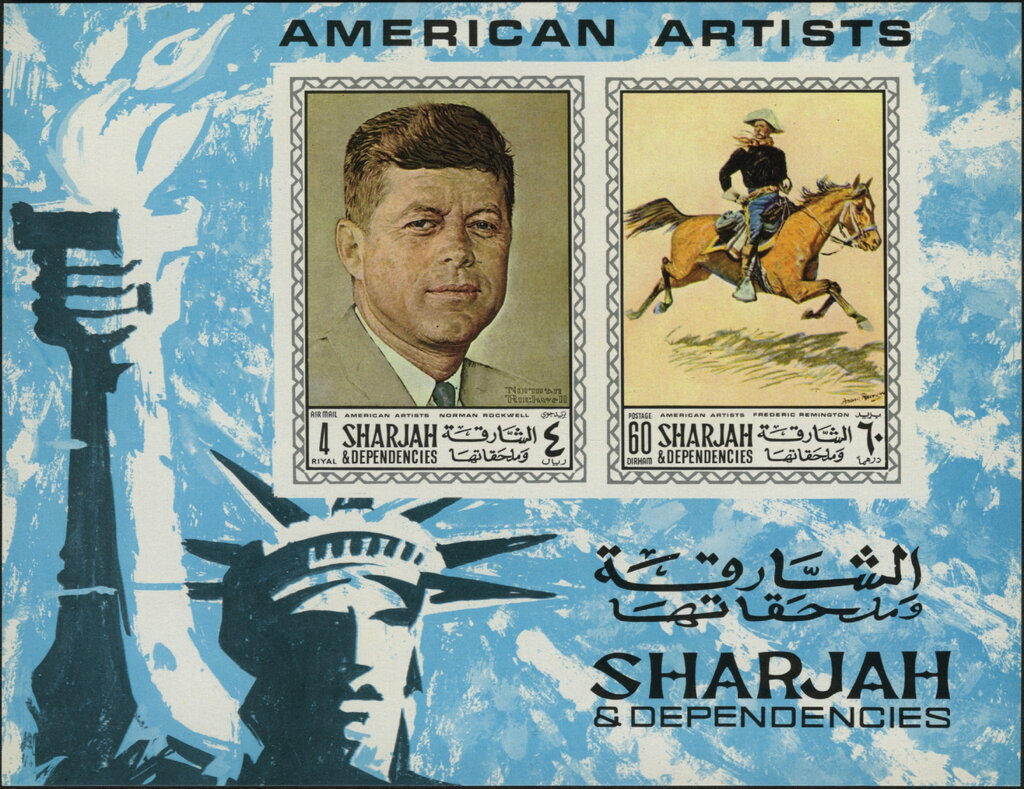
بطاقة غير مخرمة وغير موشحة
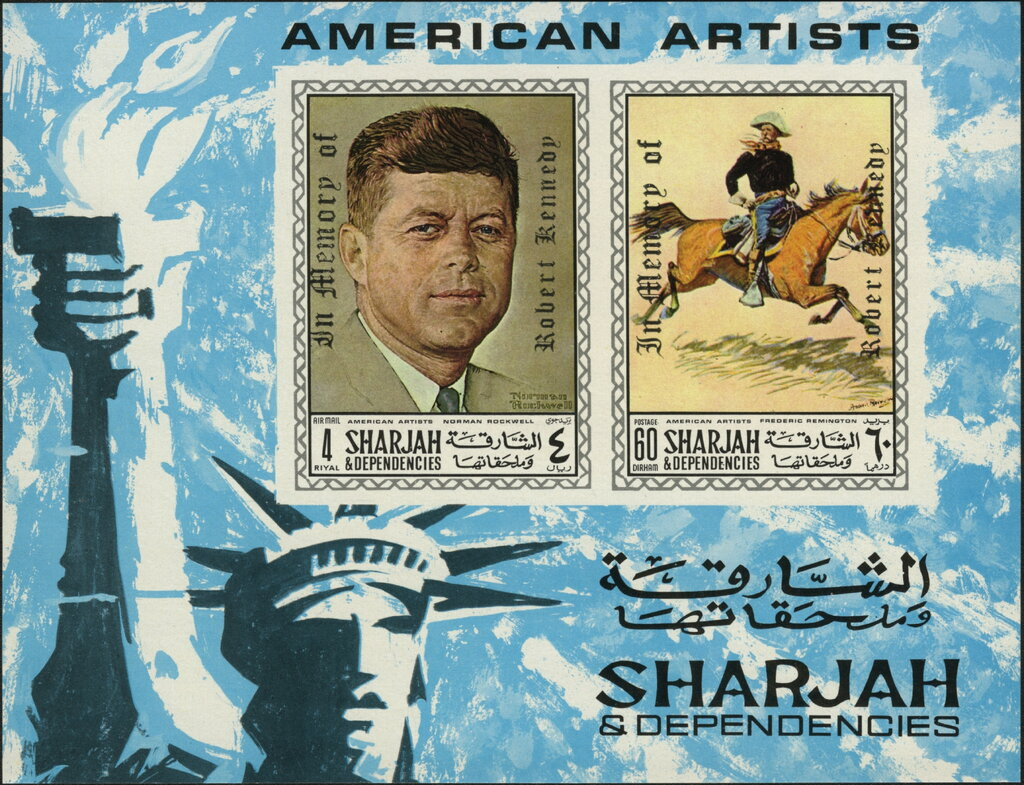
بطاقة غير مخرمة بطابعين موشحين

## إصدارات الكنوز المصرية القديمة
في 14 يوليو 1968، أصدرت الطوابع التالية التي تظهر عليها صور من الكنوز المصرية القديمة:

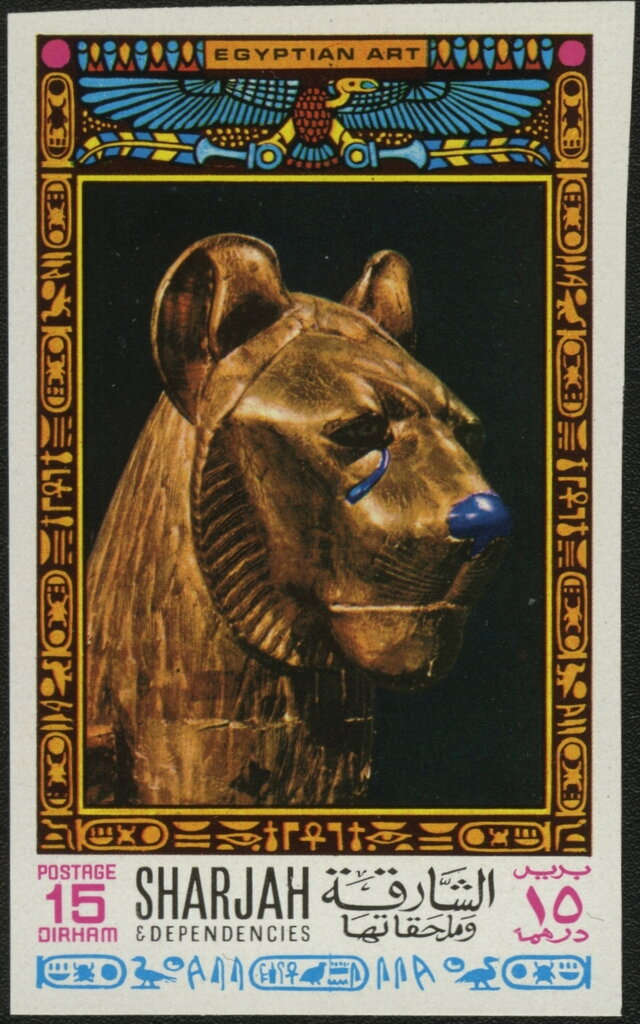
15 درهما
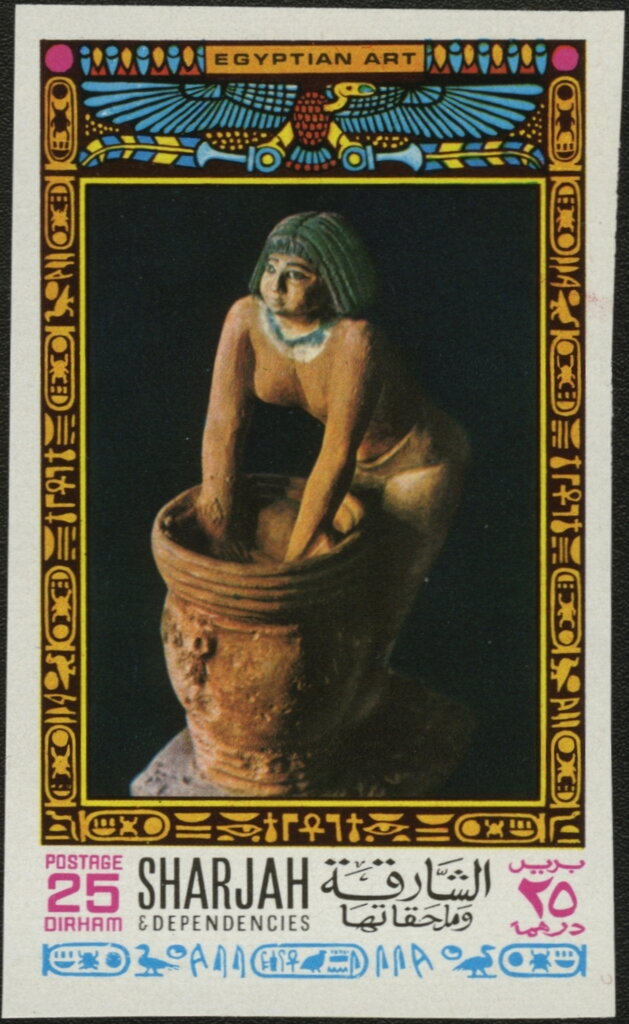
25 درهما
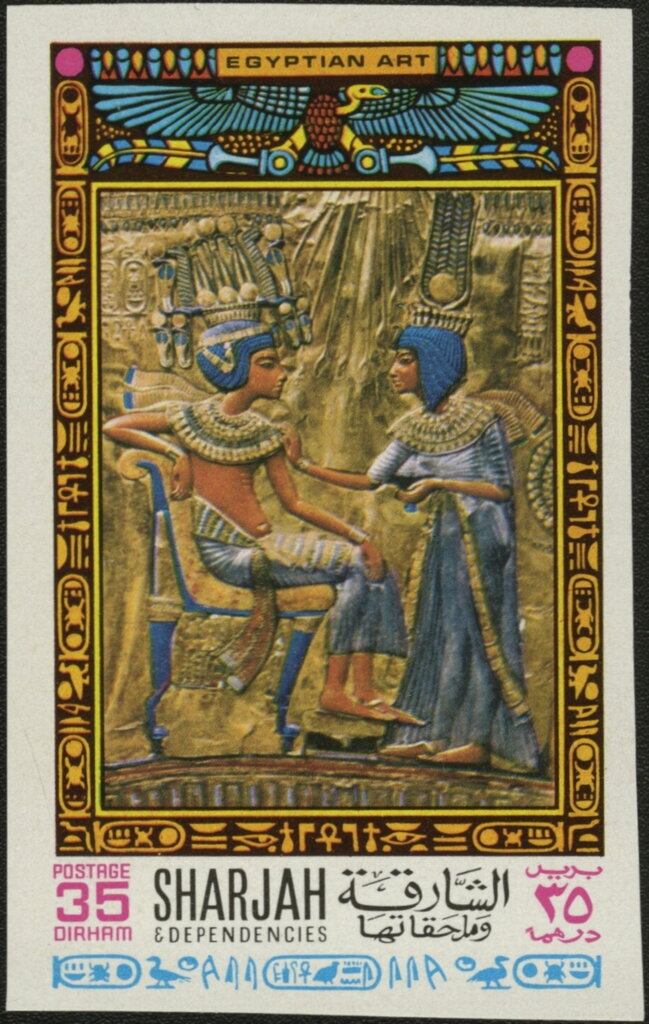
35 درهما
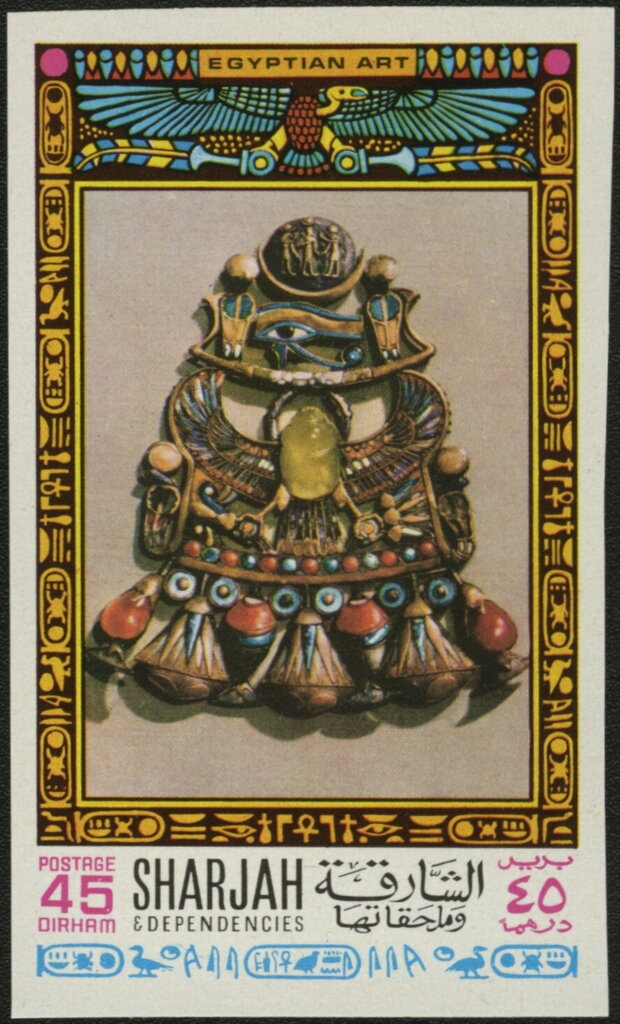
45 درهما
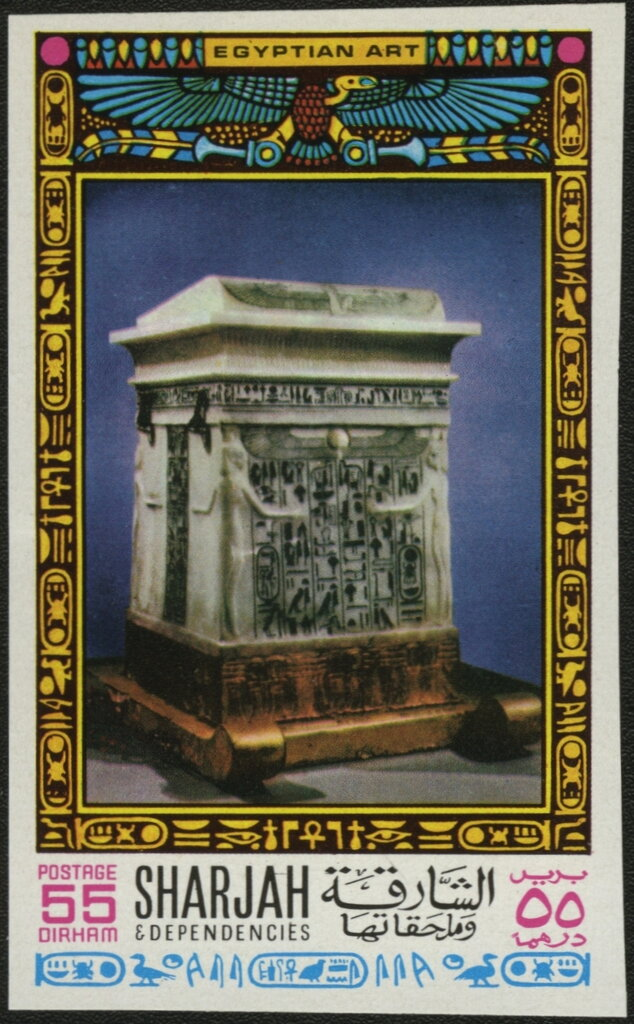
55 درهما
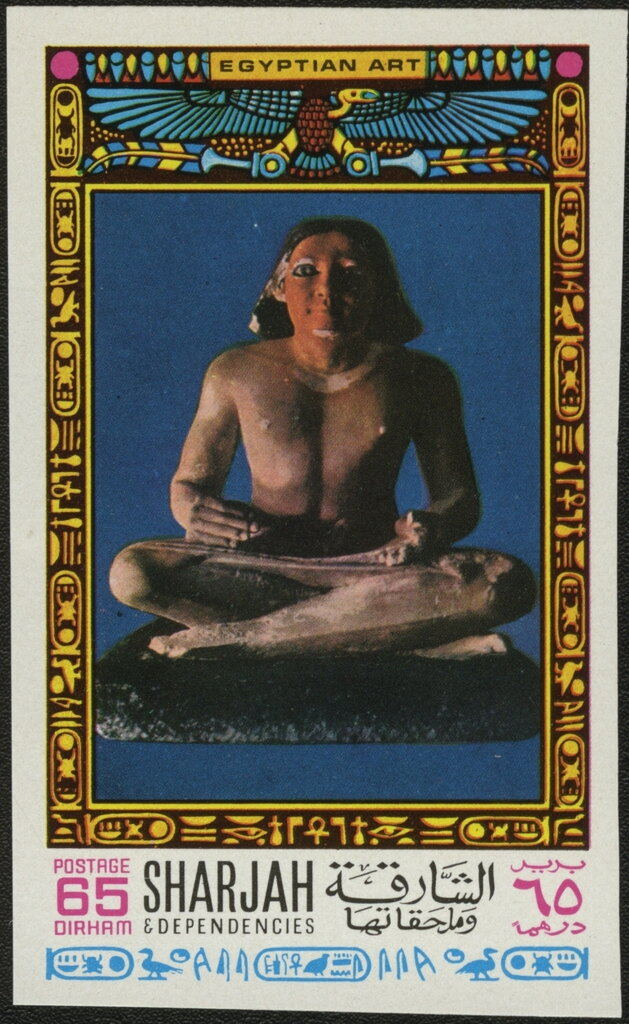
65 درهما
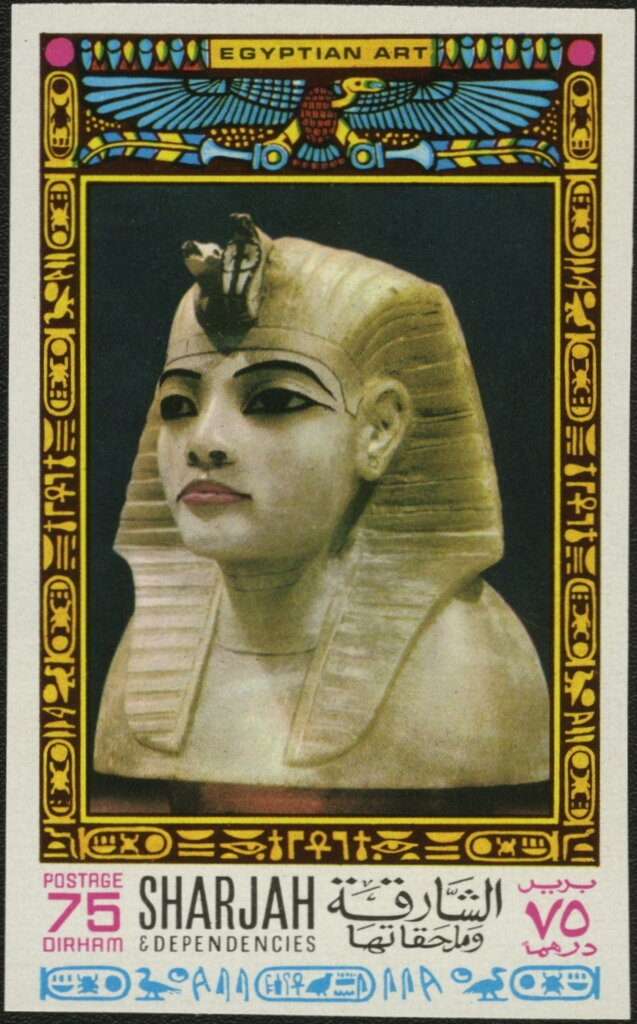
75 درهما
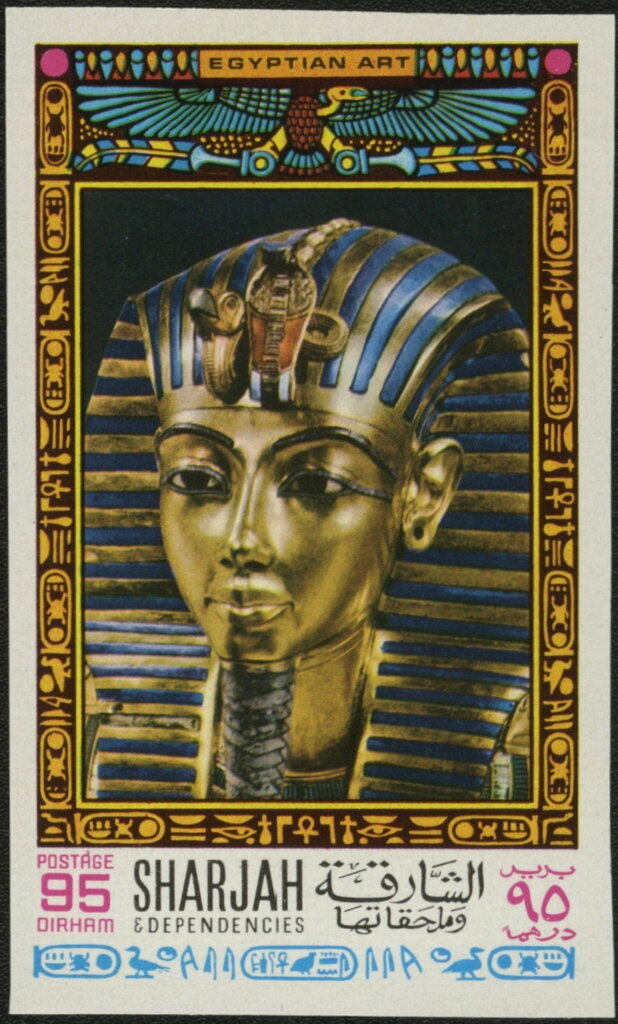
95 درهما

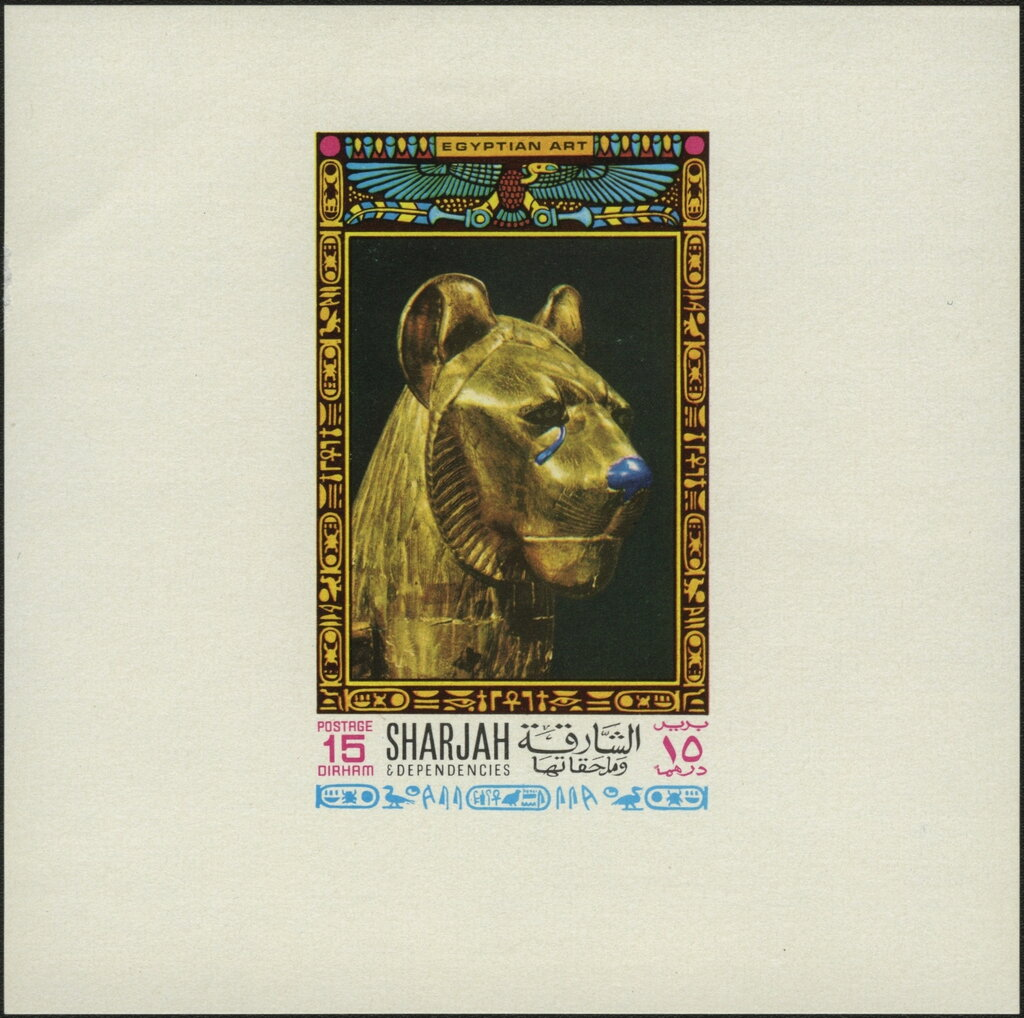
15 درهما
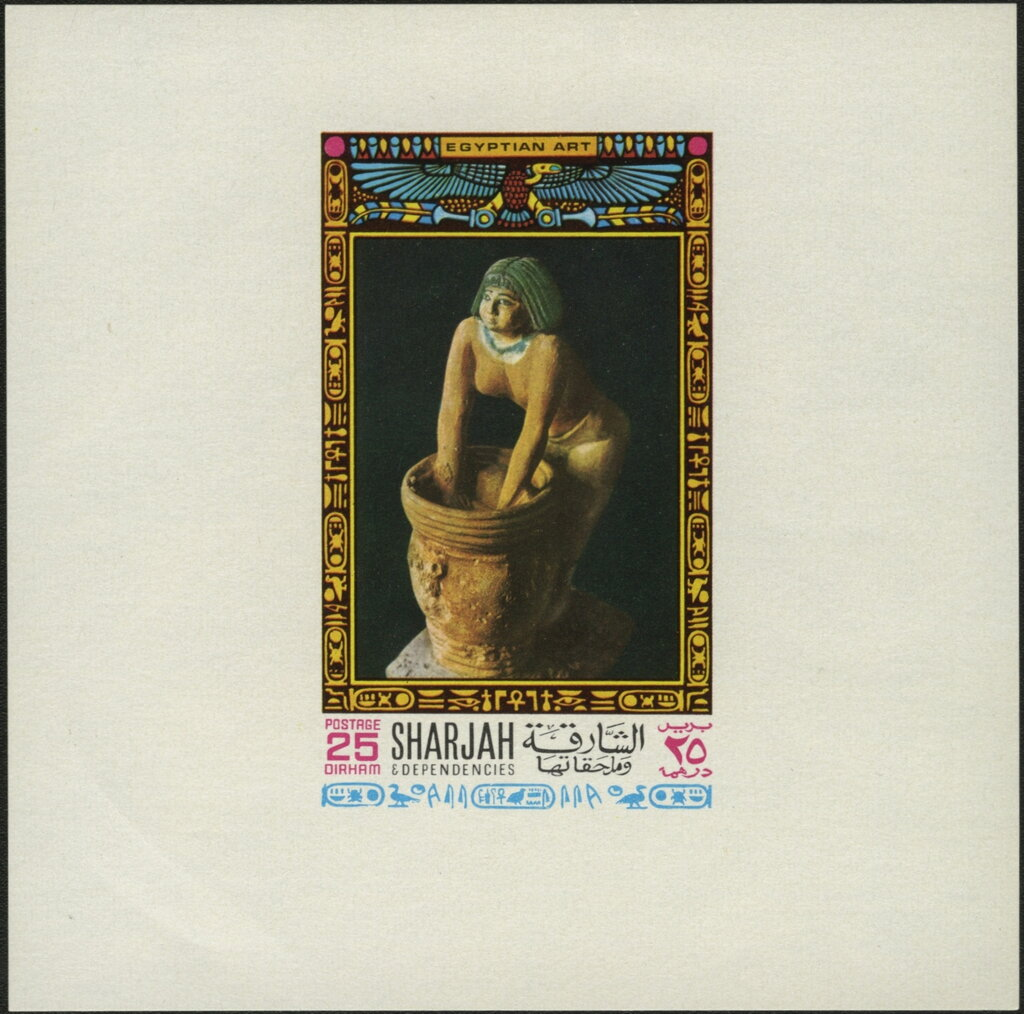
25 درهما
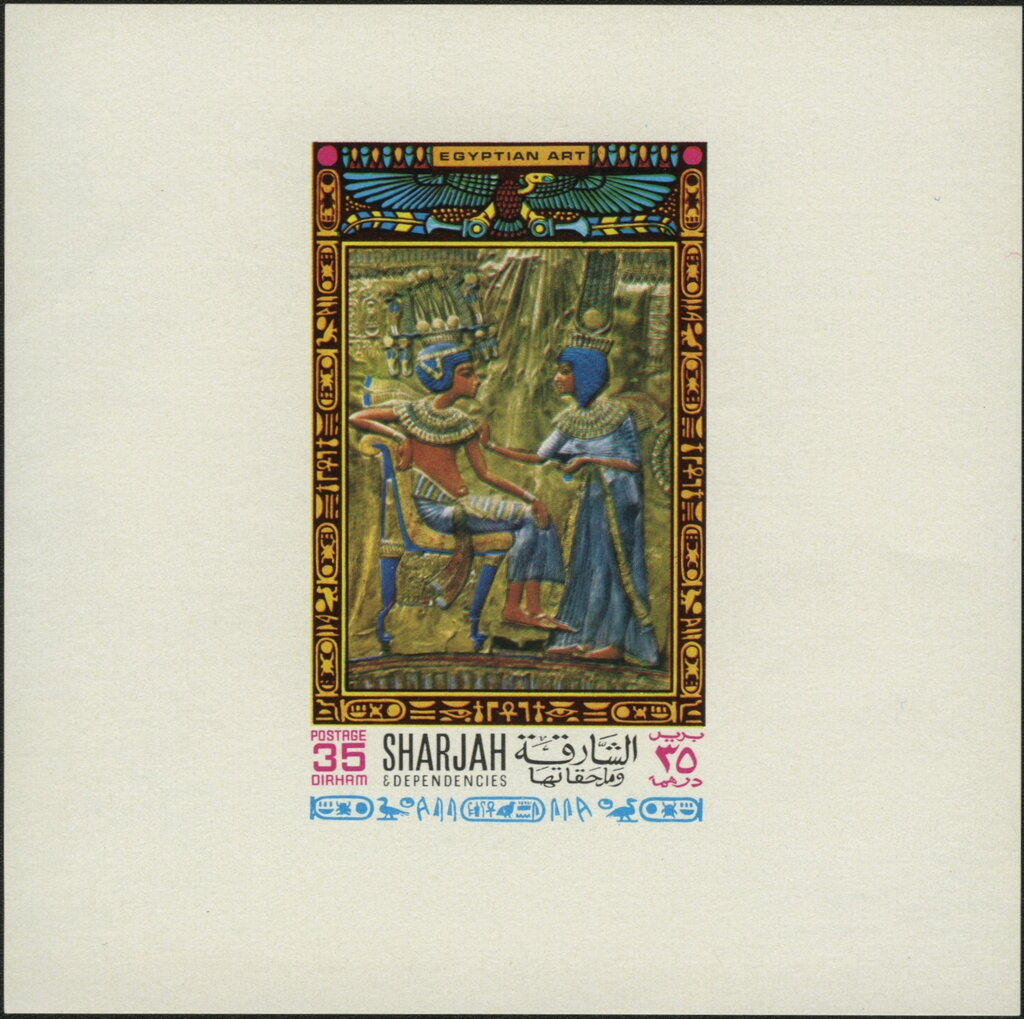
35 درهما
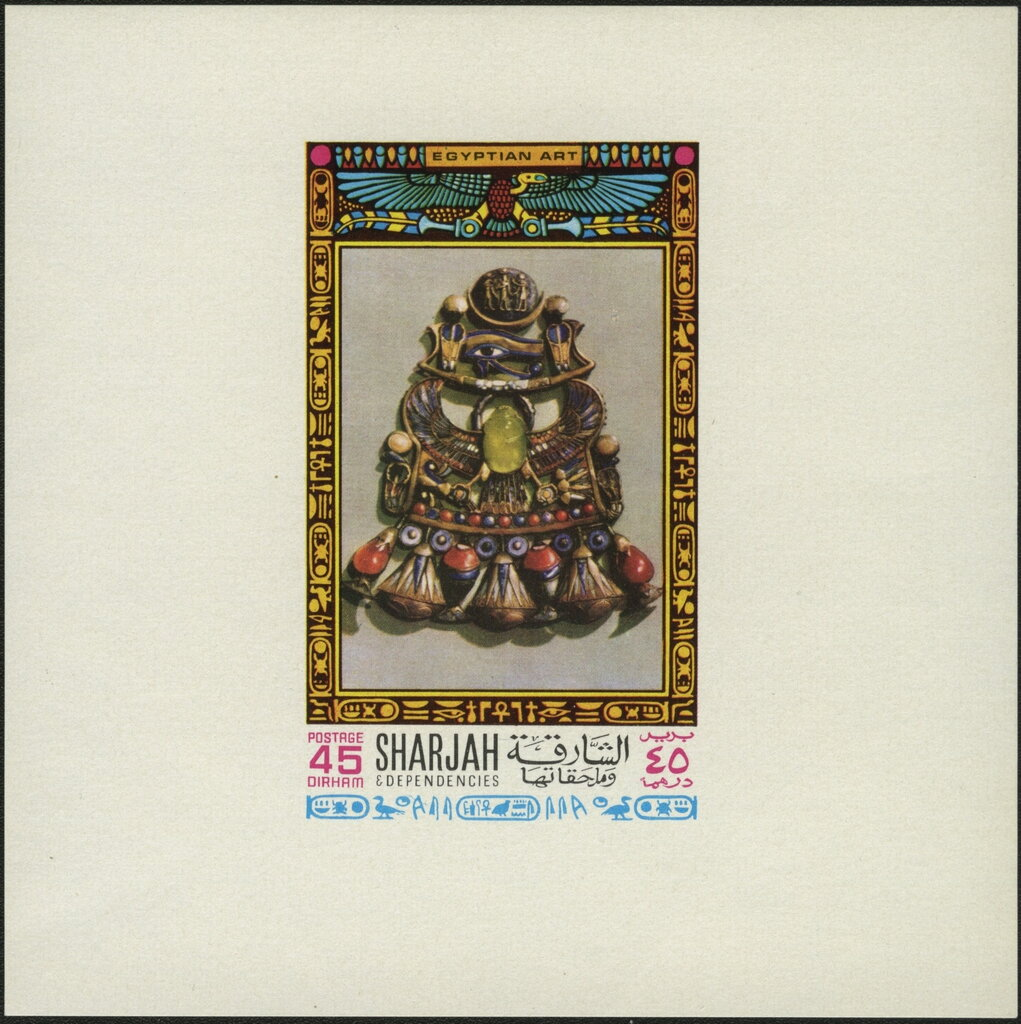
45 درهما
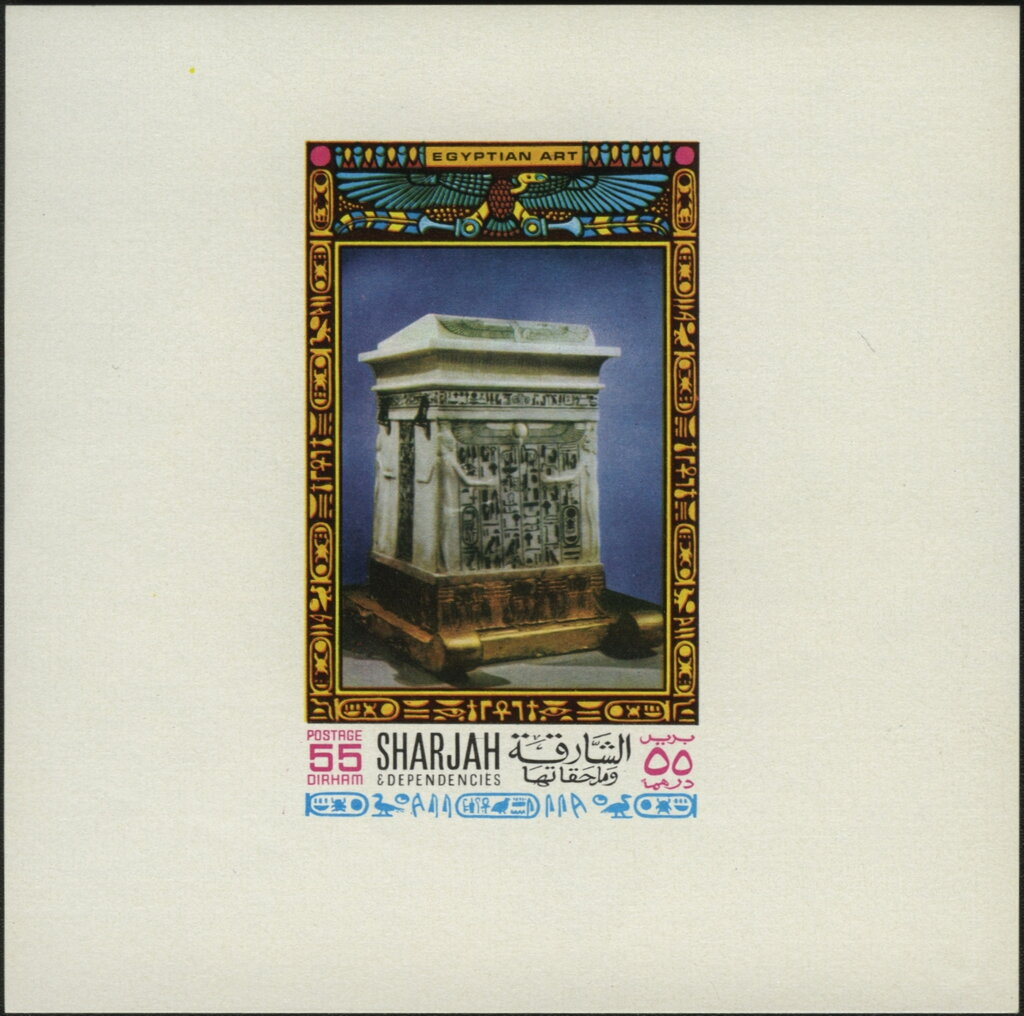
55 درهما
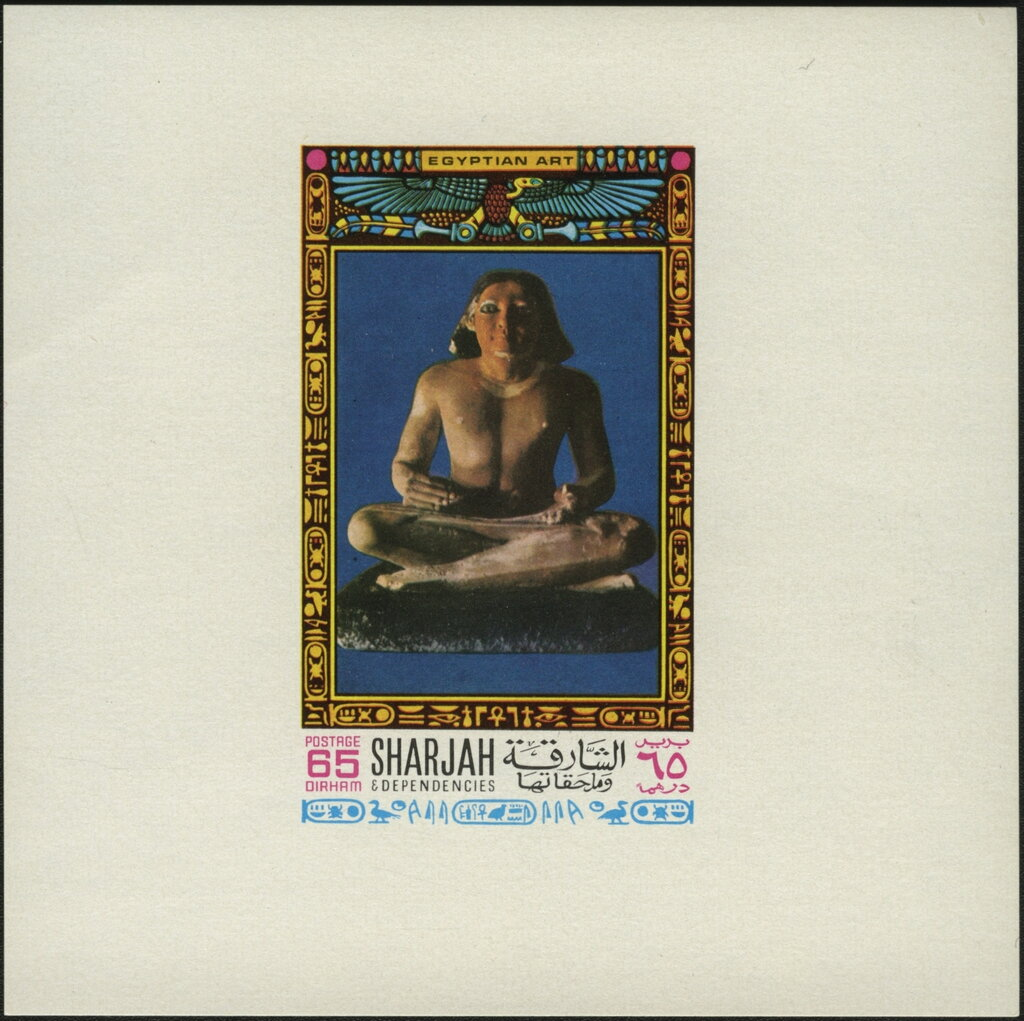
65 درهما
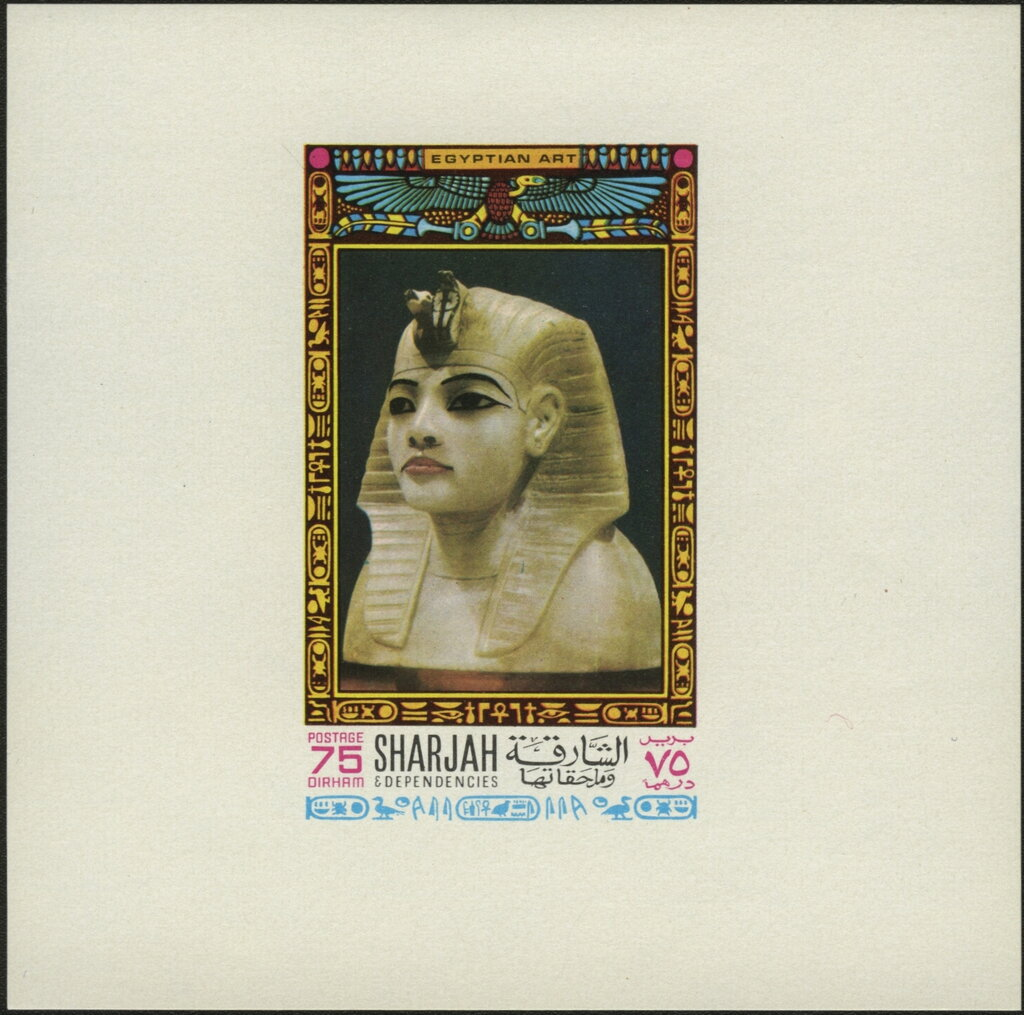
75 درهما
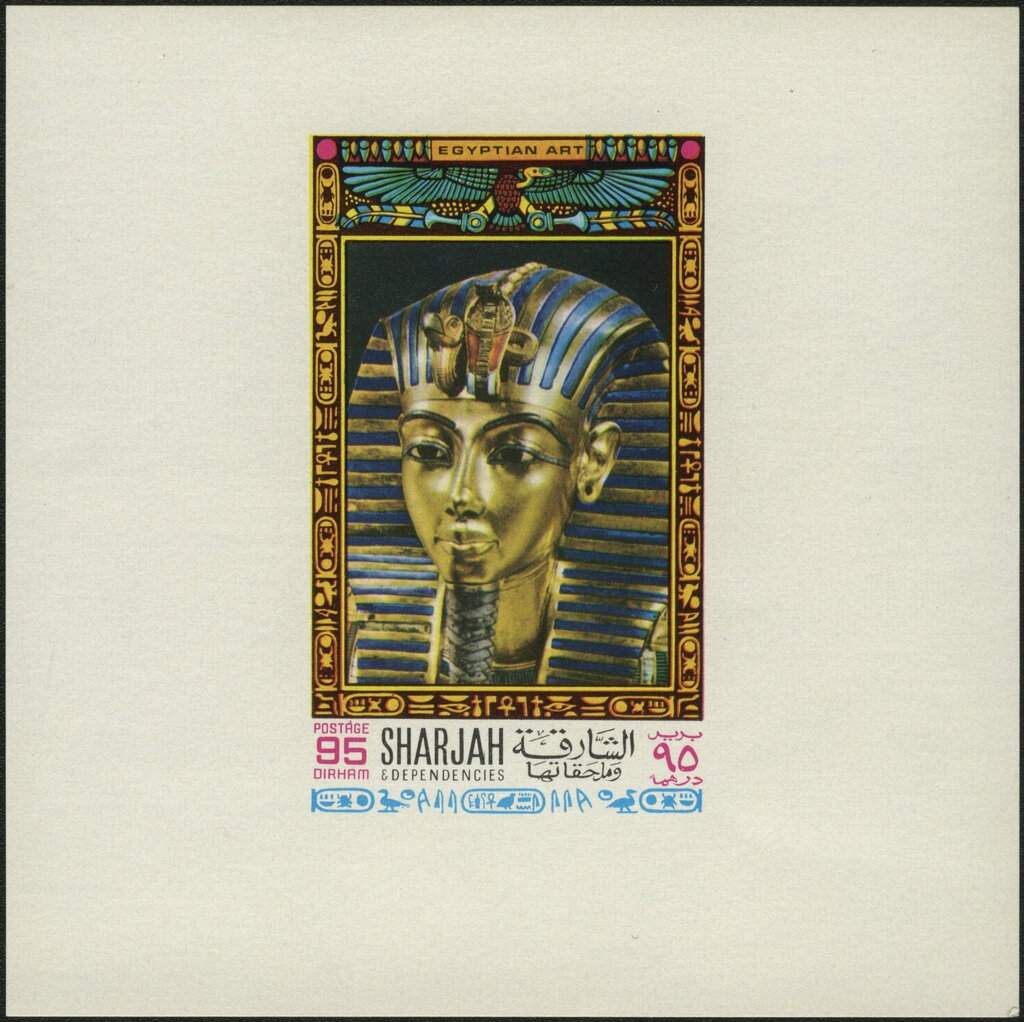
95 درهما

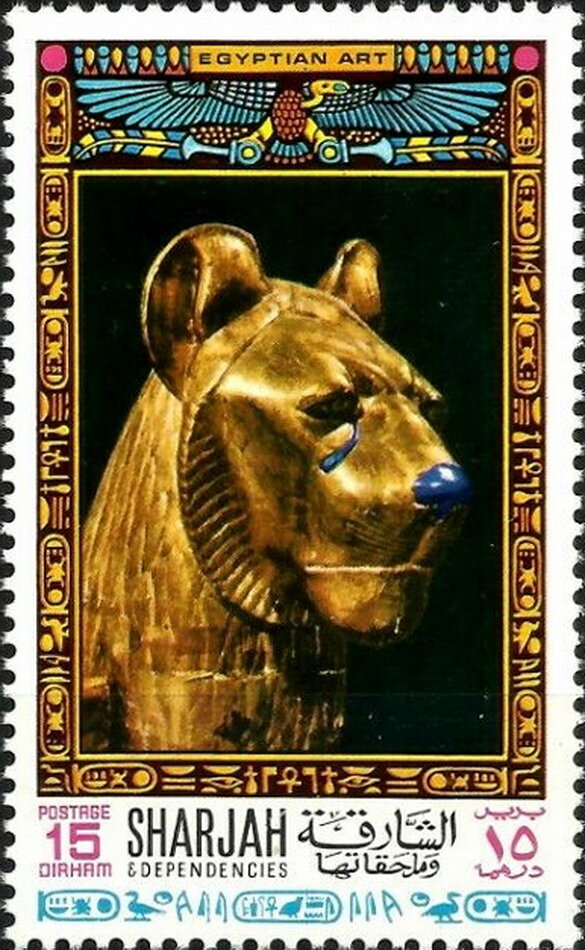
15 درهما
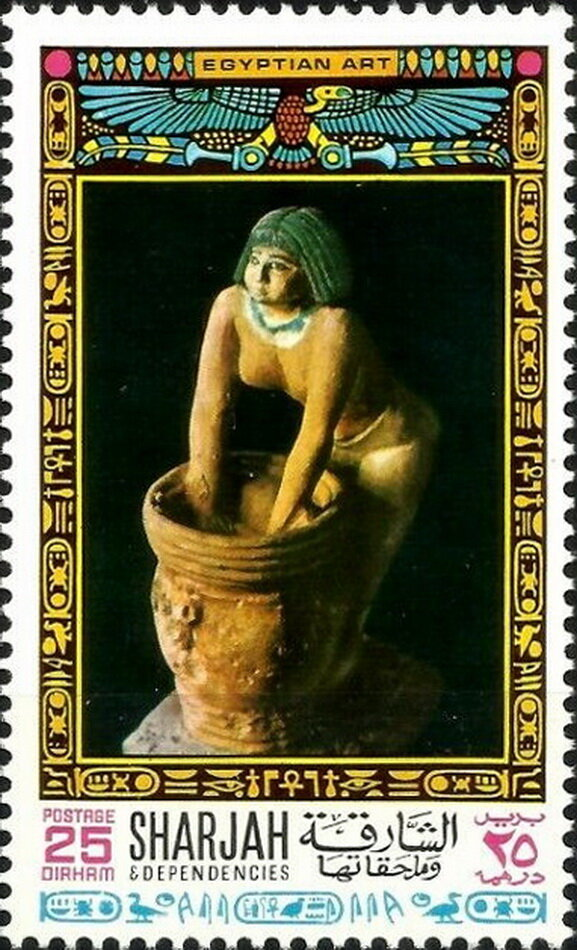
25 درهما
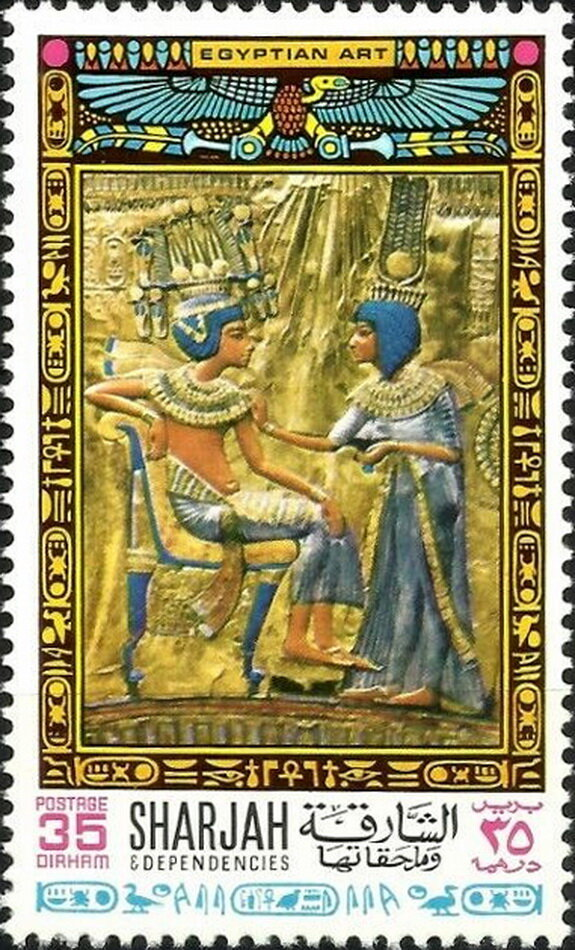
35 درهما
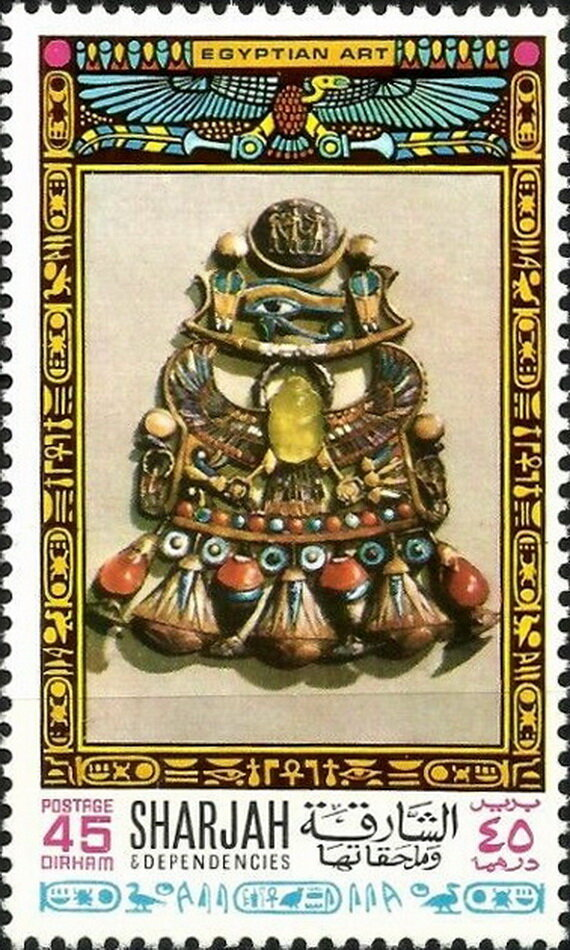
45 درهما
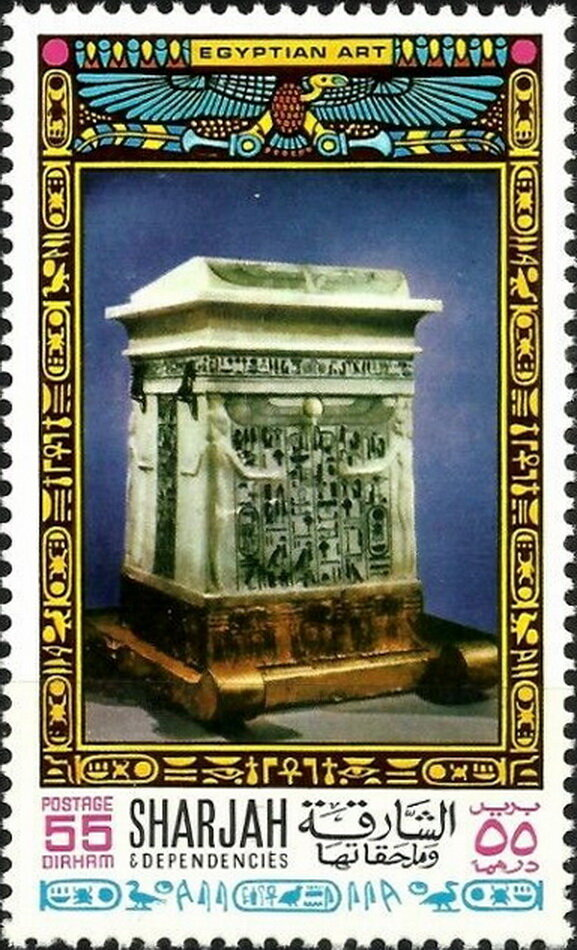
55 درهما
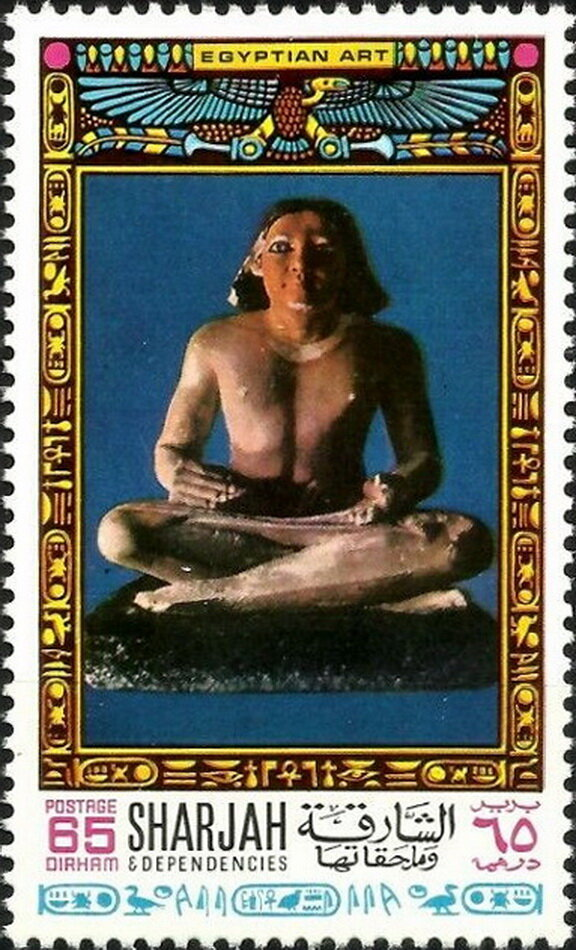
65 درهما
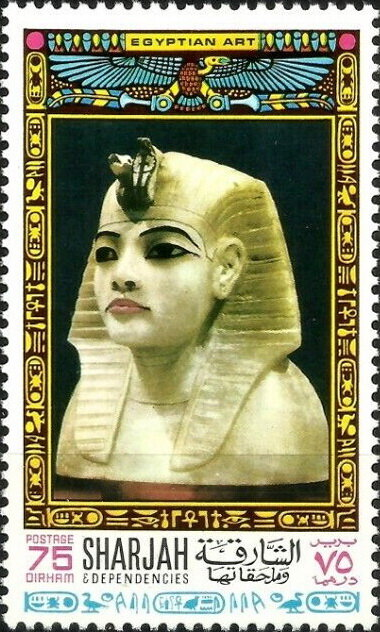
75 درهما
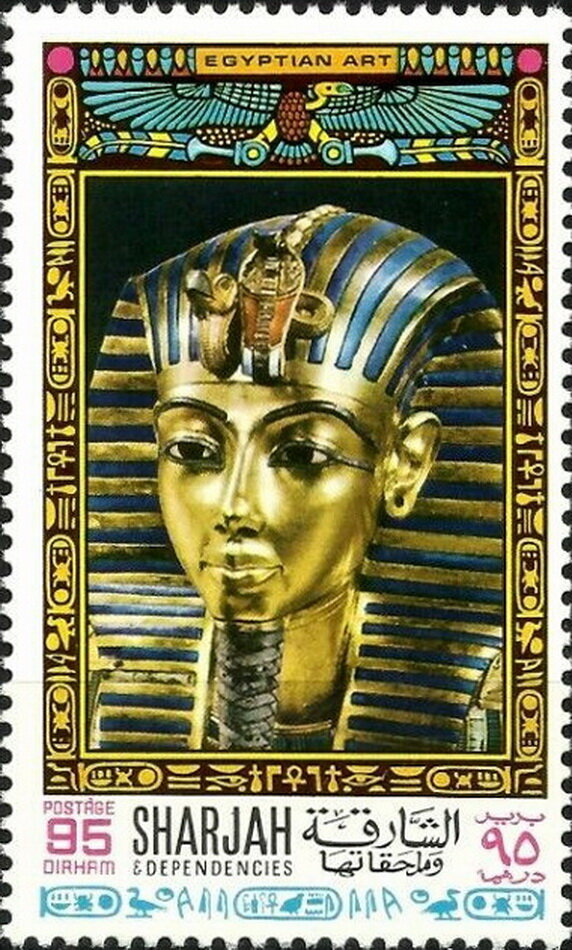
95 درهما

وهذه صور صحائف الطوابع:

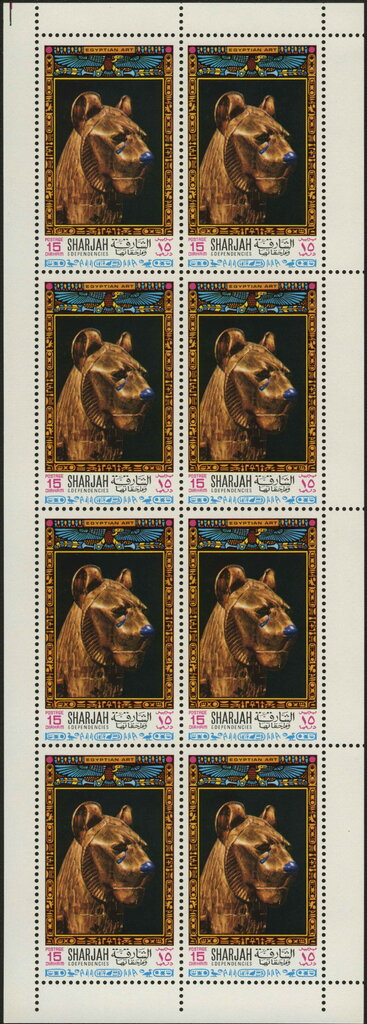
15 درهما
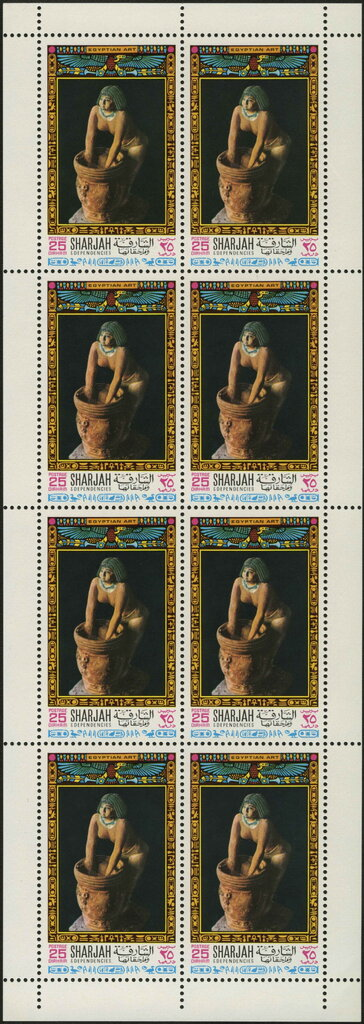
25 درهما
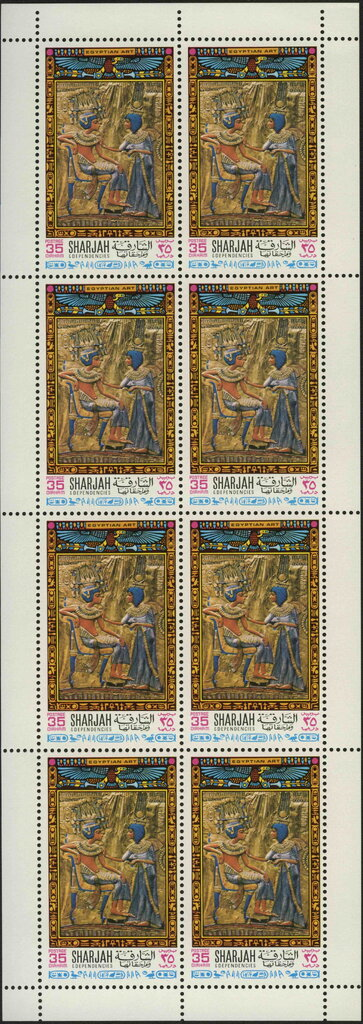
35 درهما
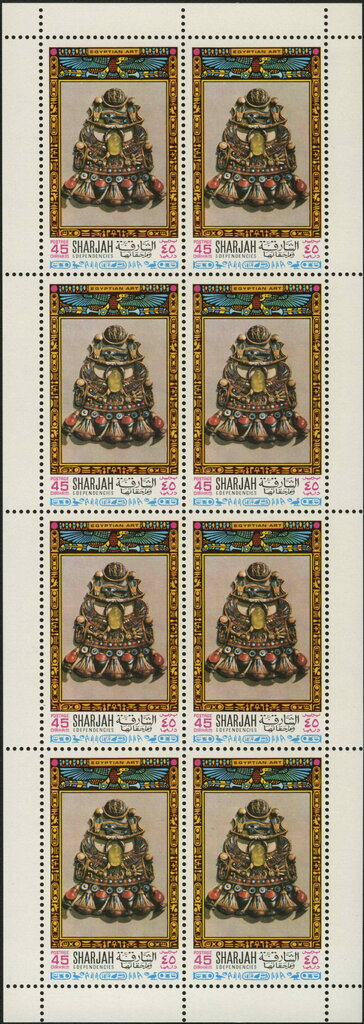
45 درهما
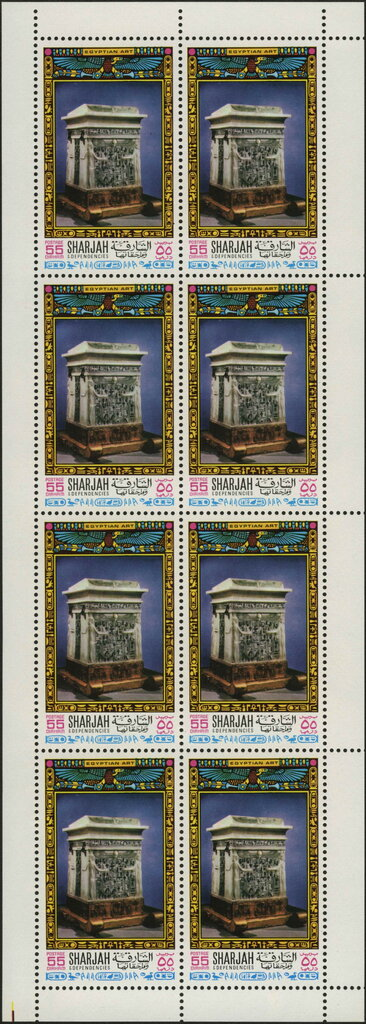
55 درهما
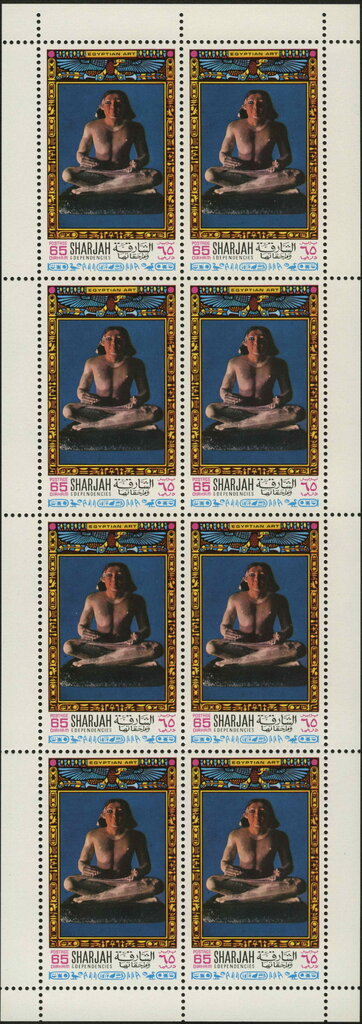
65 درهما
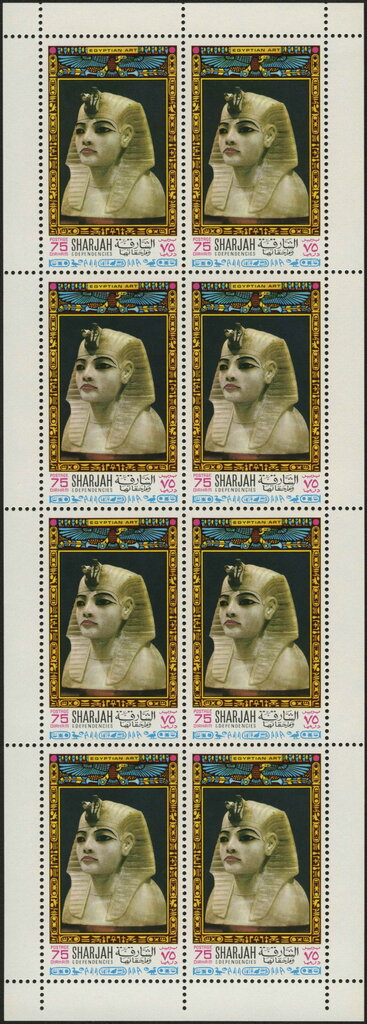
75 درهما
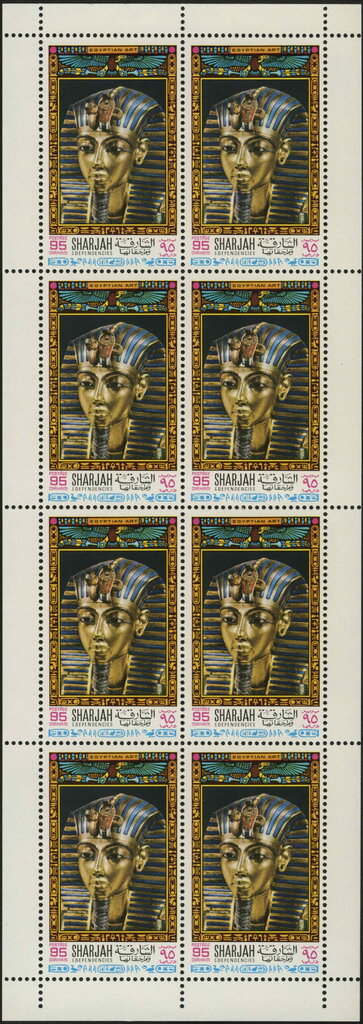
95 درهما

وكذلك أصدر طوابع غير مخرمة:
- 15 درهما
- 25 درهما
- 35 درهما
- 45 درهما
- 55 درهما
- 65 درهما
- 75 درهما
- 95 درهما

وكذلك أصدرت بطاقات:
- 15 درهما
- 25 درهما
- 35 درهما
- 45 درهما
- 55 درهما
- 65 درهما
- 75 درهما
- 95 درهما

## إصدارات شهداء الحرية
في يوم 18 أغسطس 1968، أصدرت الطوابع التالية التي تحمل صور المهاتما غاندي وأبراهام لينكون وجون كينيدي ومارتن لوثر كينغ الابن، وكتب على جانب كل طابع "شهداء الحرية"، وباللغة الإنجليزية "Liberty Martyrs"، وأصدر من كل طابع 3 فئات: 35 درهما و60 درهما وريال واحد.
وهذه طوابع المهاتما غاندي:

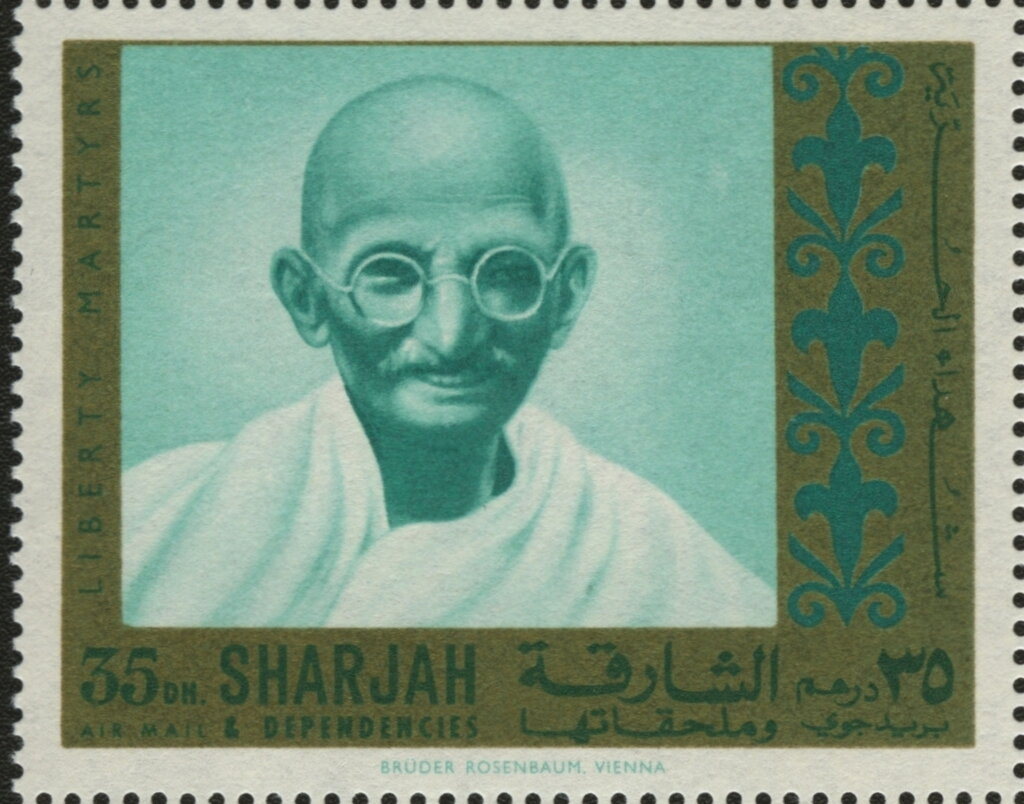
35 درهما
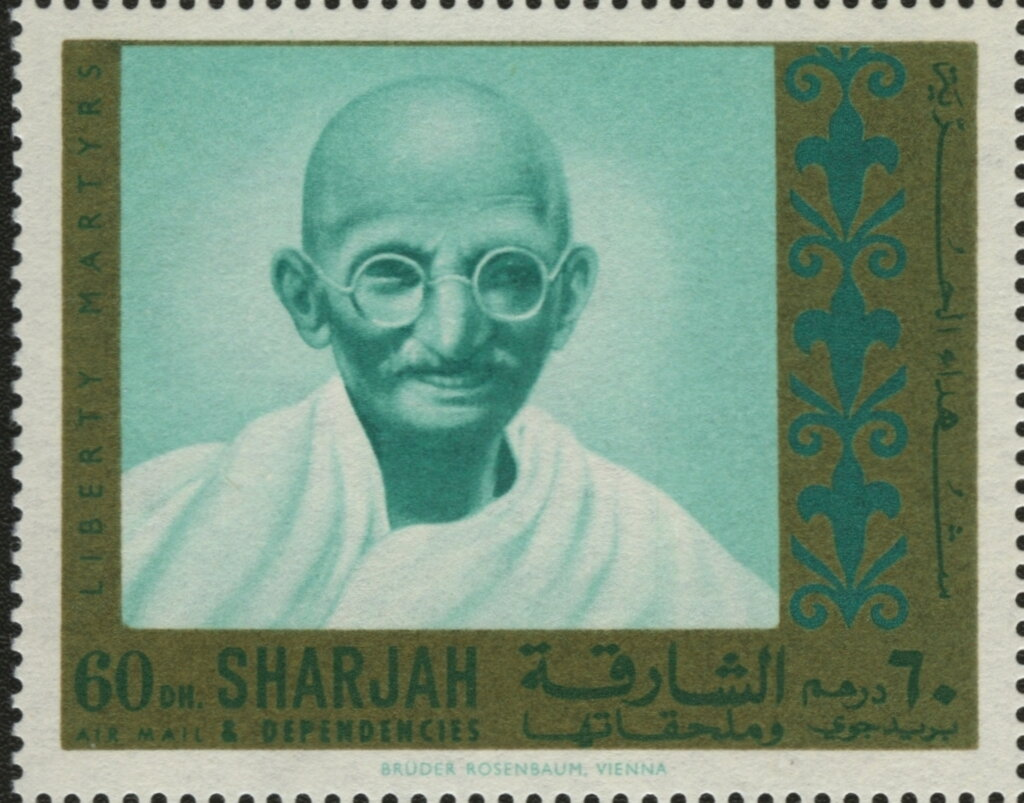
60 درهما
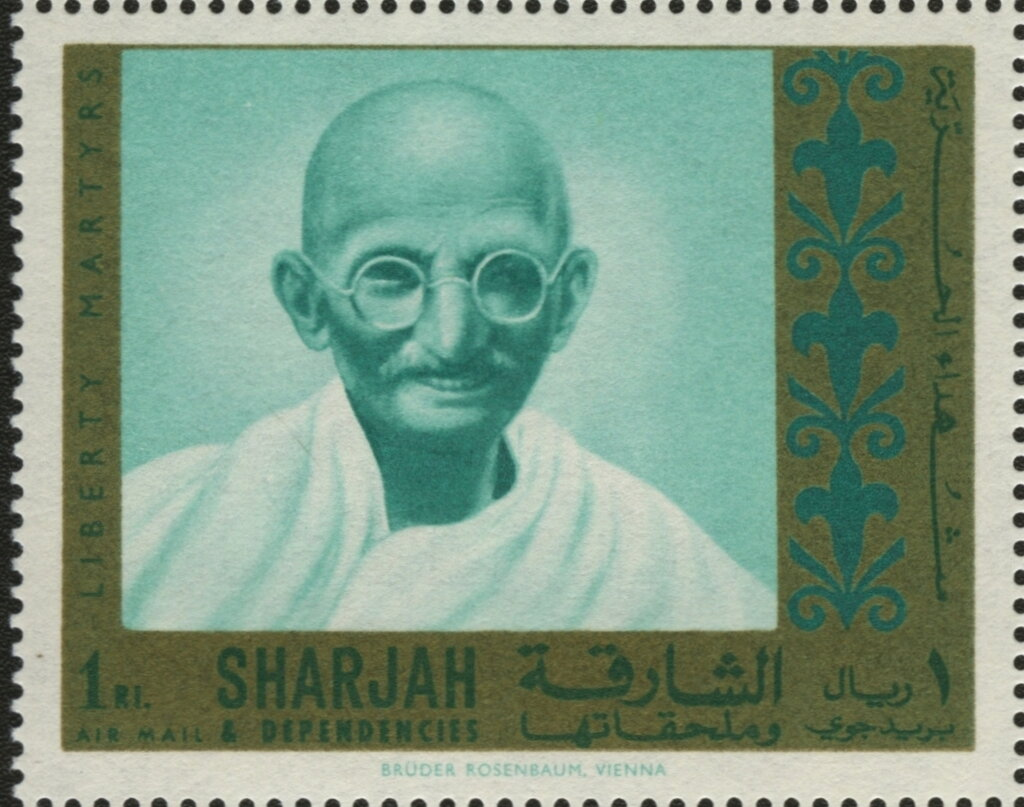
ريال واحد
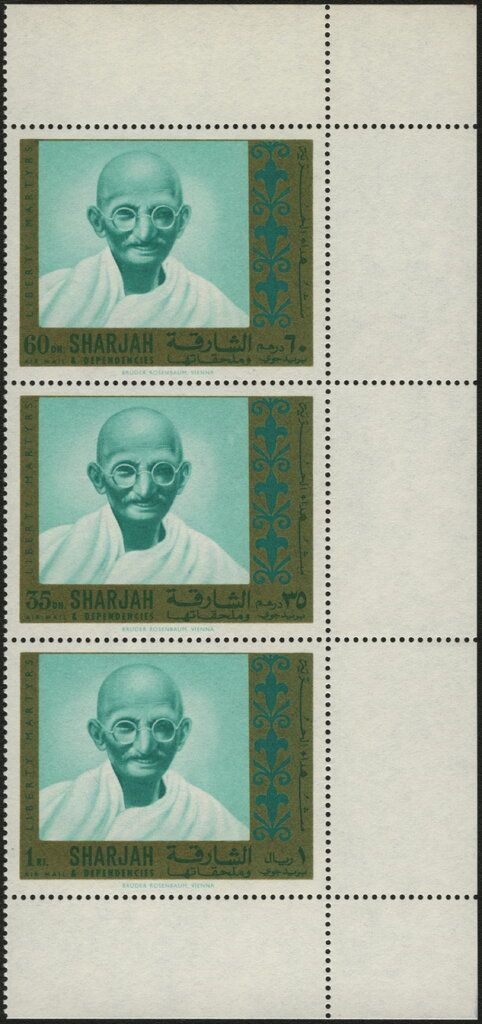
3 طوابع متجاورة من الفئات الثلاثة.

وهذه طوابع أبراهام لينكون:

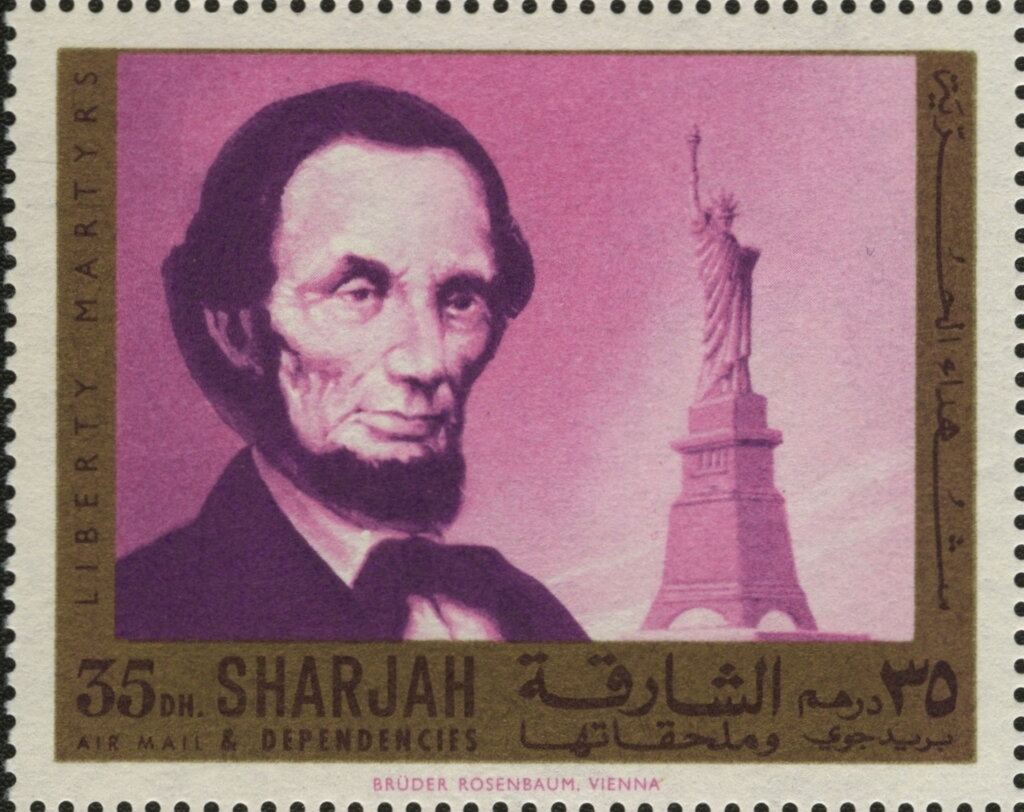
35 درهما
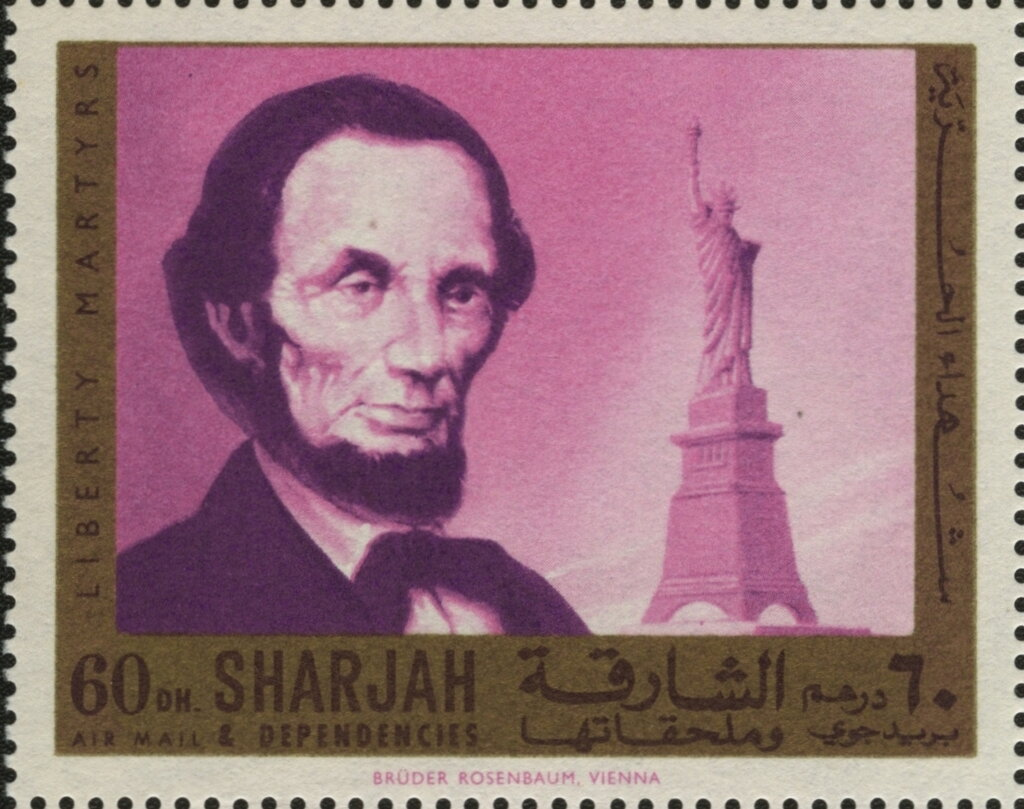
60 درهما
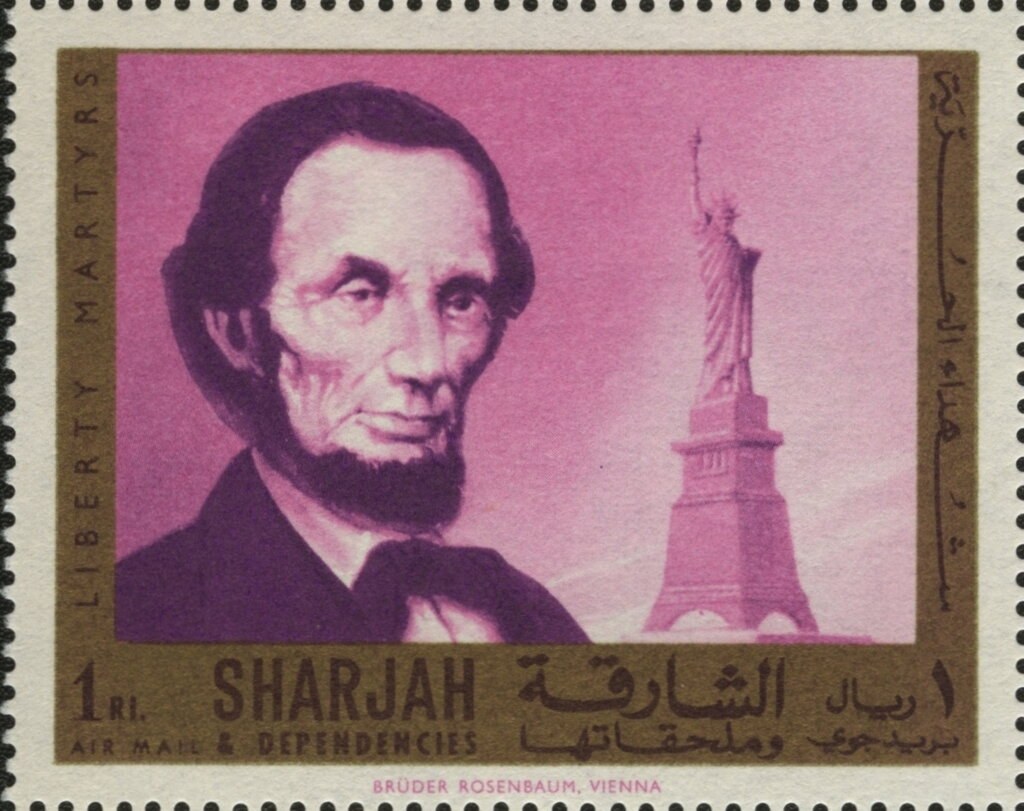
ريال واحد
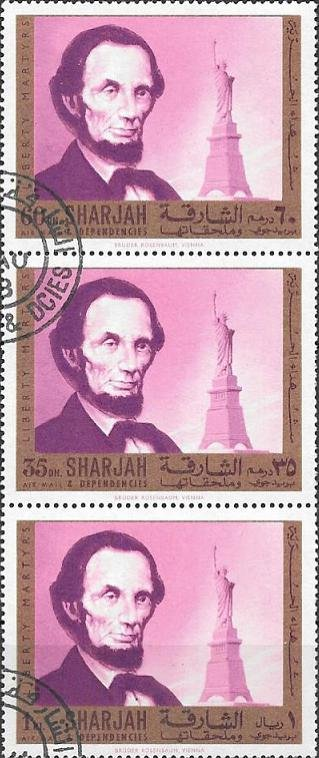
طوابع متجاورة من الفئات الثلاثة.

وهذه طوابع جون كينيدي:

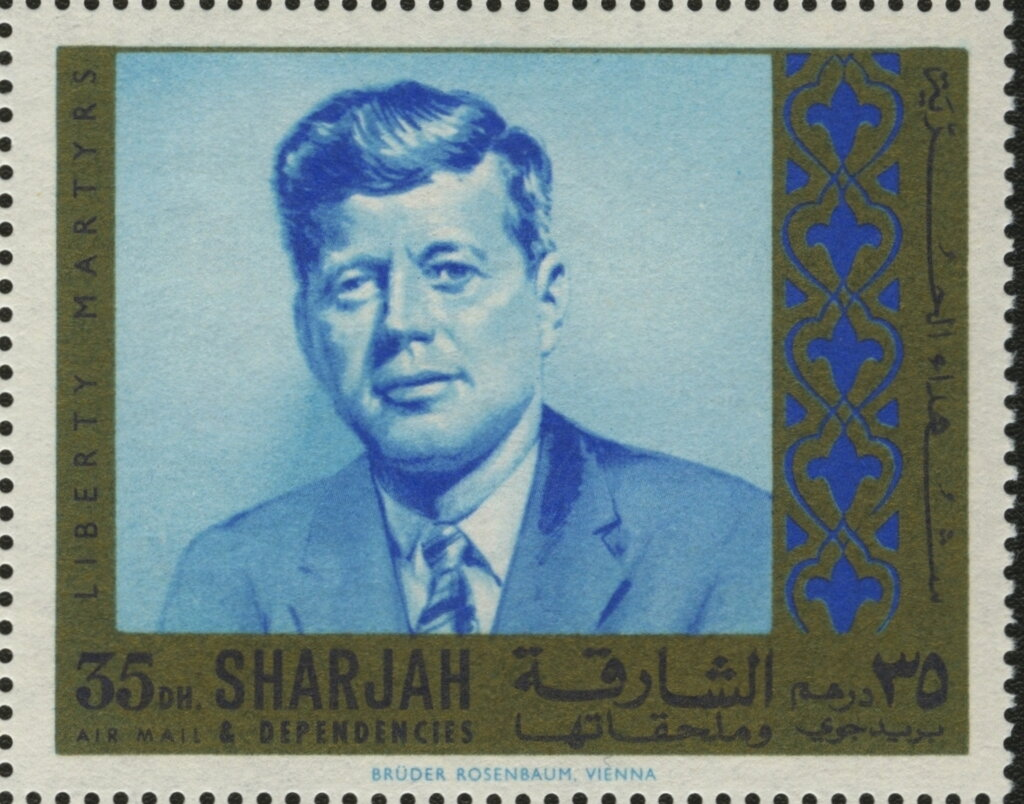
35 درهما
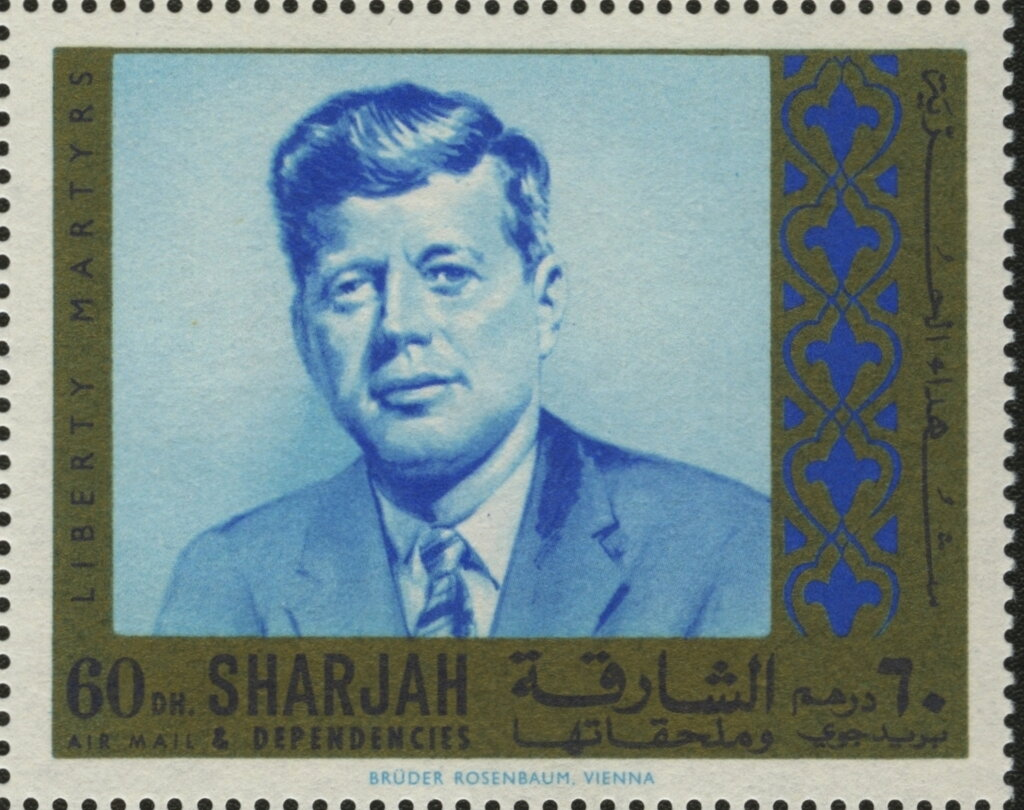
60 درهما
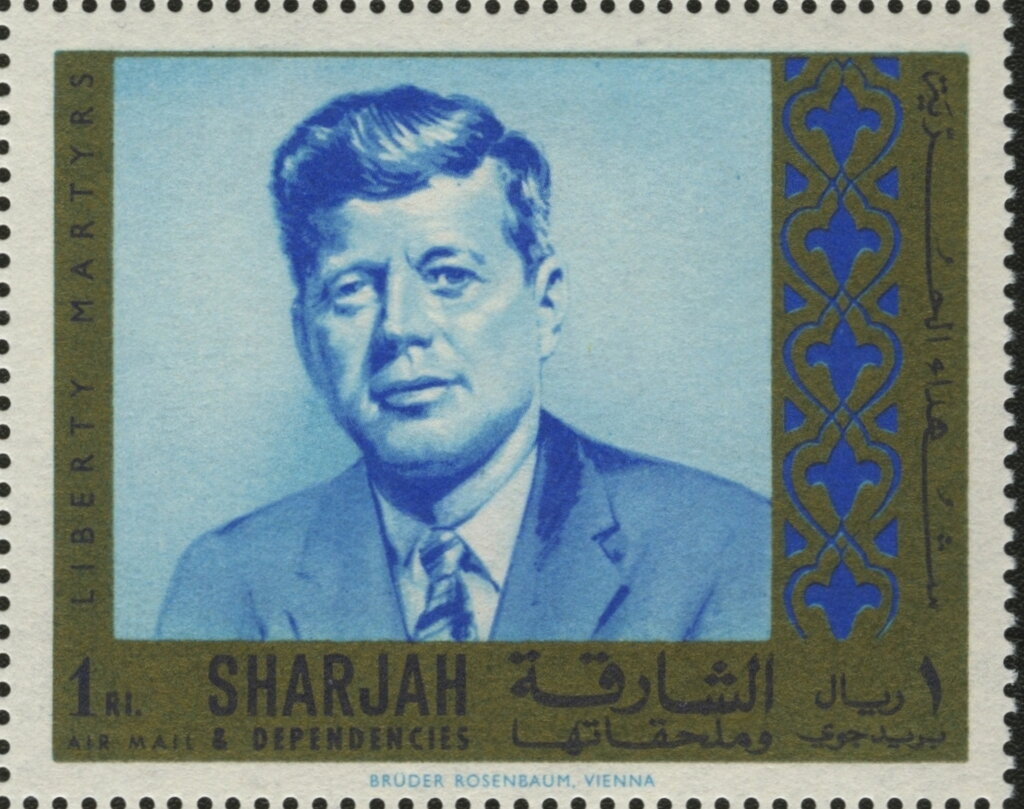
ريال واحد
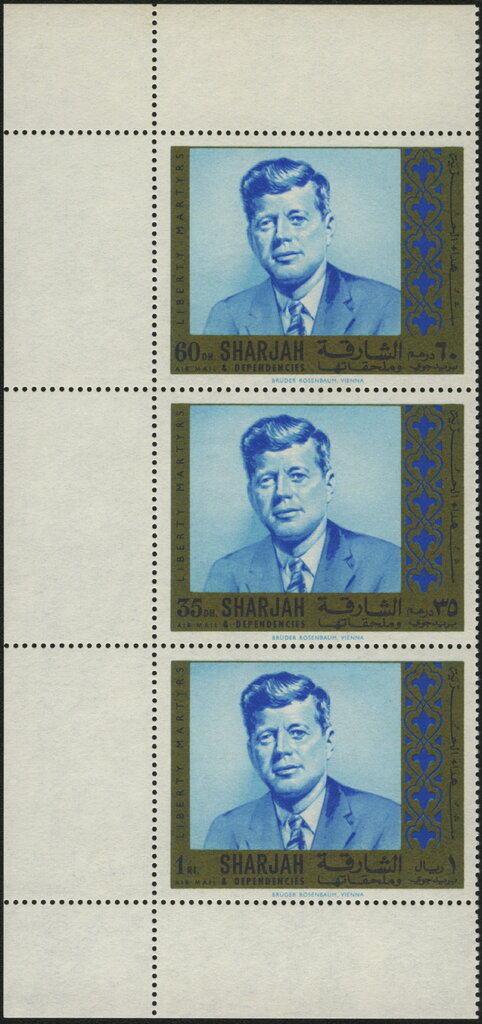
3 طوابع متجاورة من الفئات الثلاثة.

وهذه طوابع مارتن لوثر كينغ الابن:

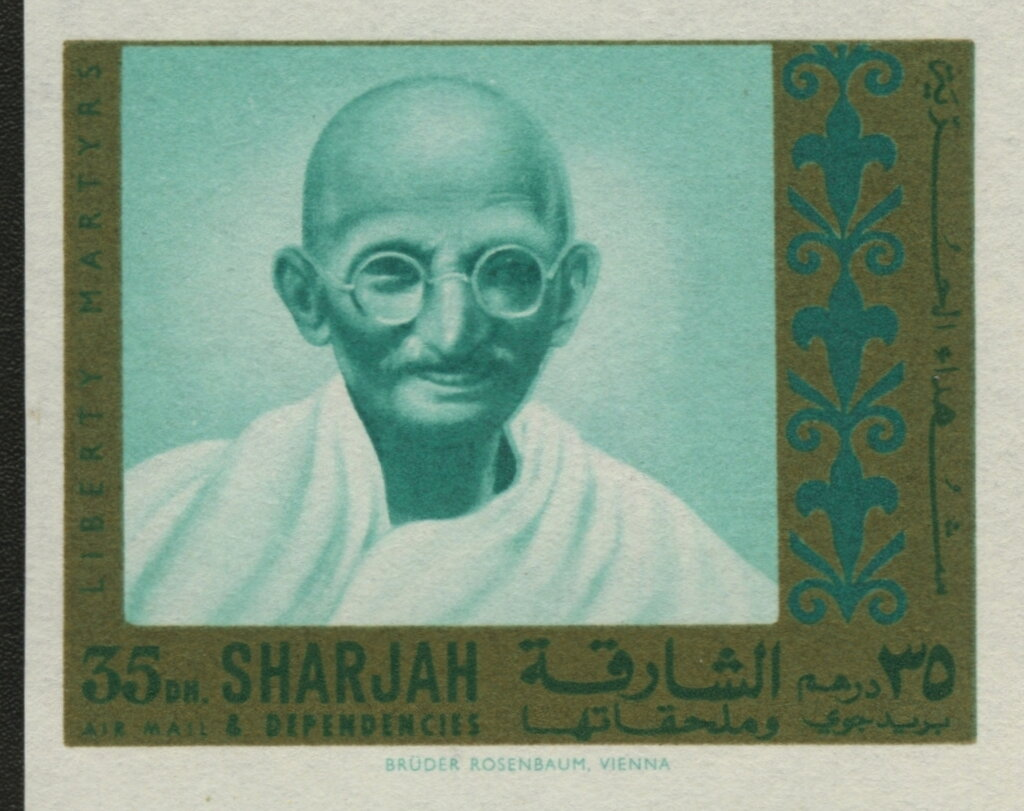
35 درهما
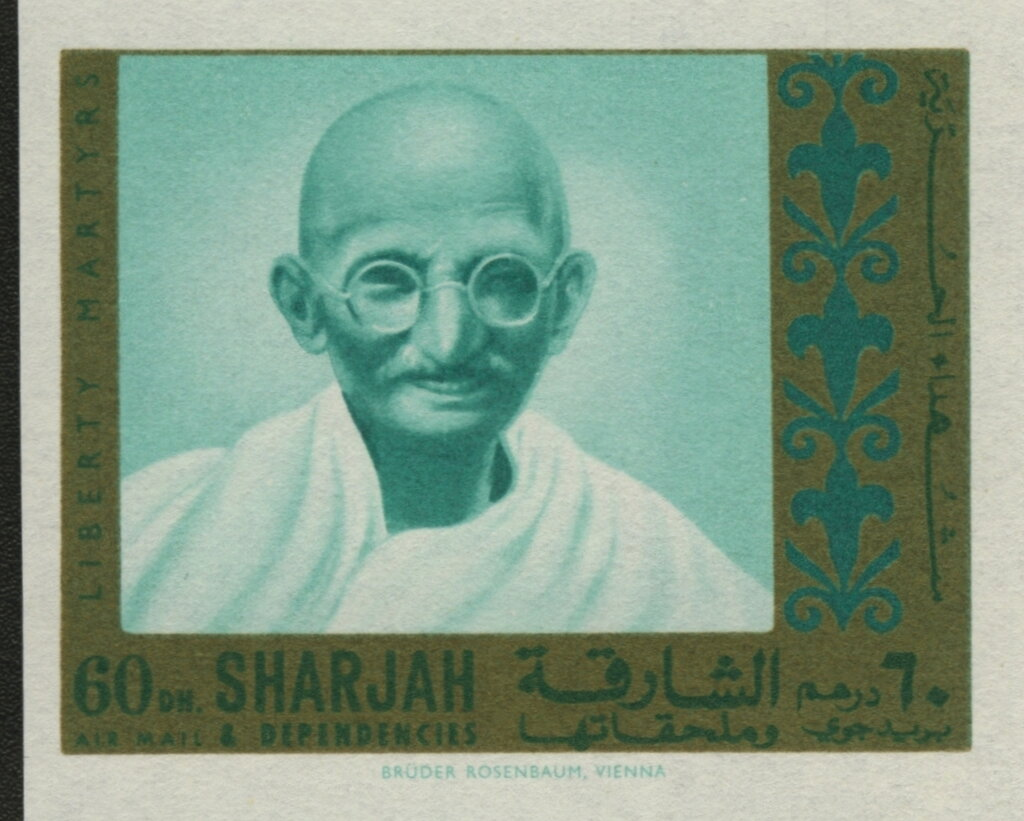
60 درهما
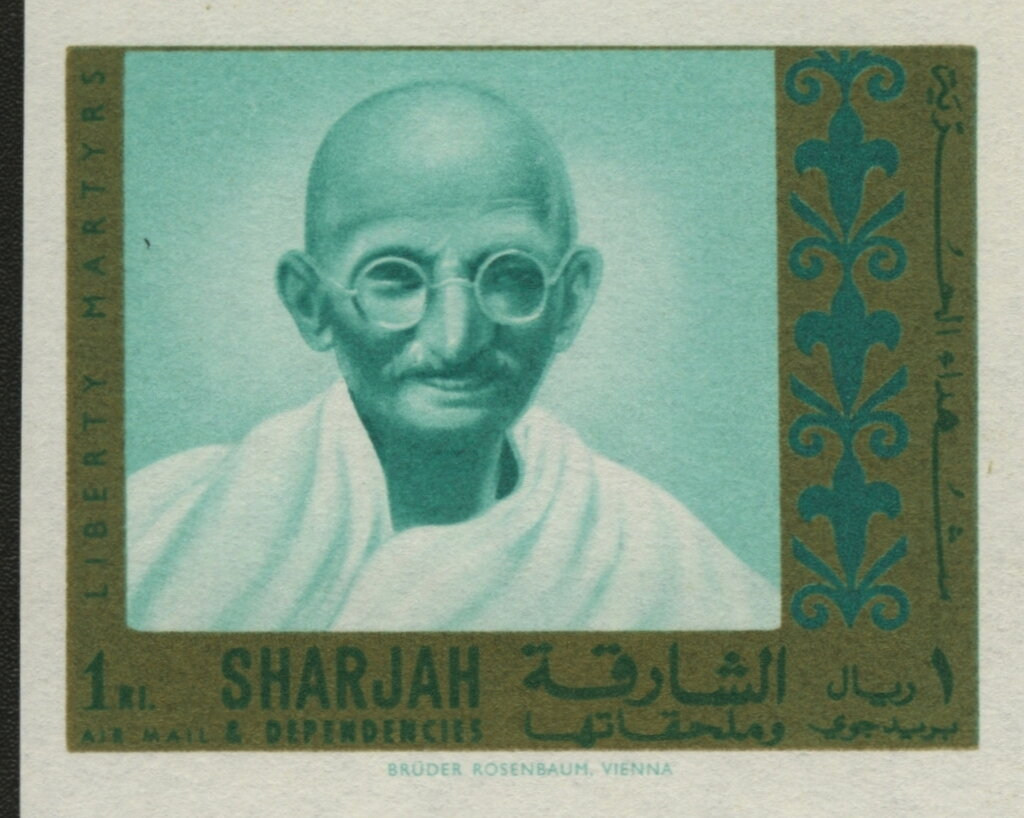
ريال واحد
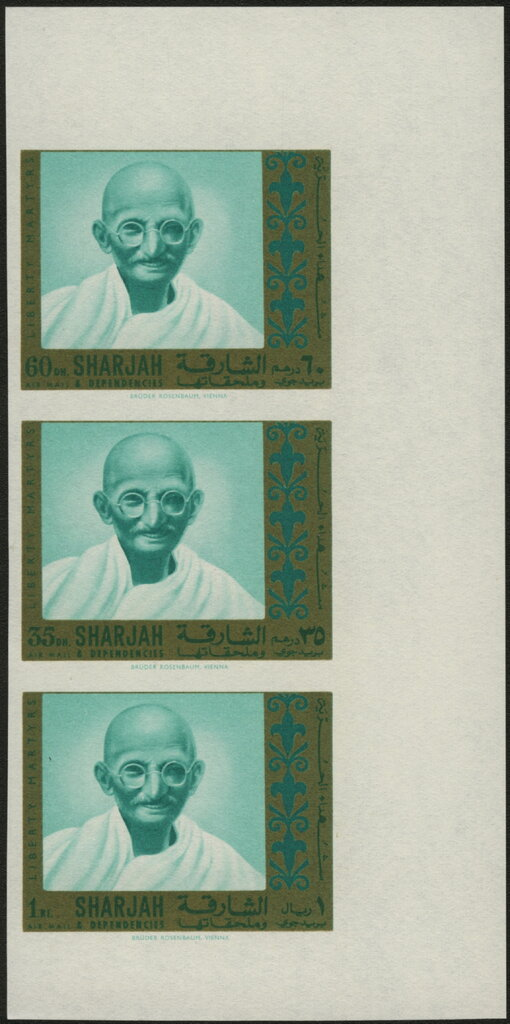
3 طوابع متجاورة من الفئات الثلاثة.

وكذلك توفرت إصدارات طوابع غير مخرمة:
وهذه طوابع المهاتما غاندي غير المخرمة:

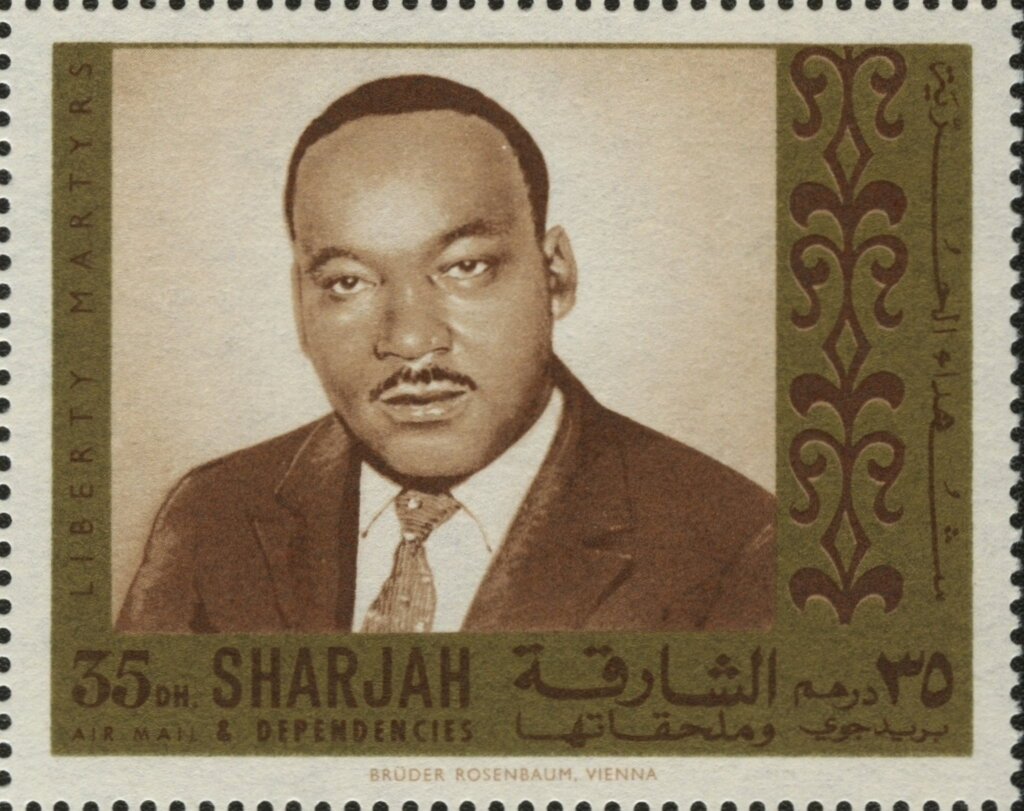
35 درهما
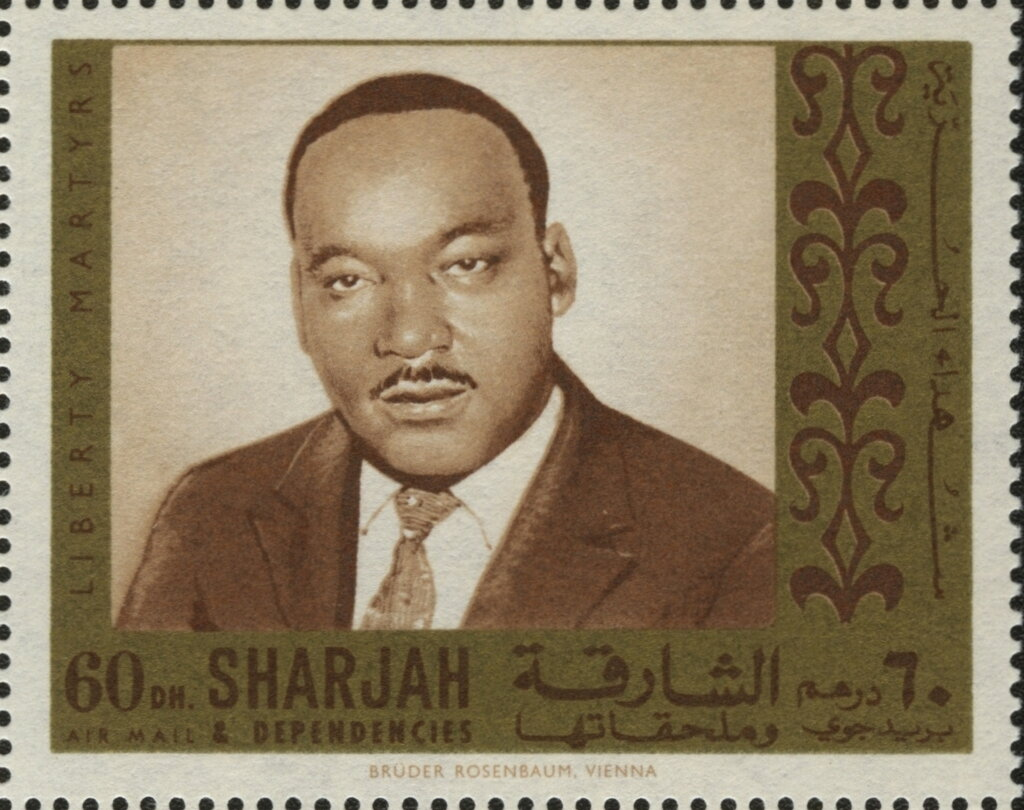
60 درهما
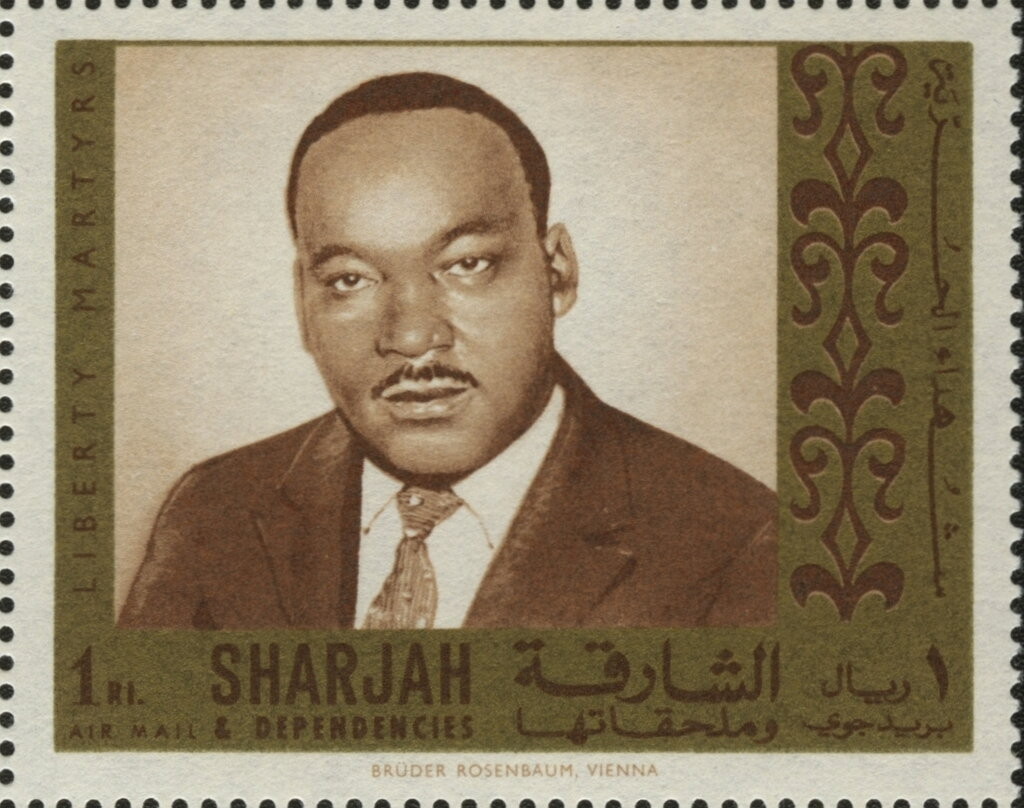
ريال واحد
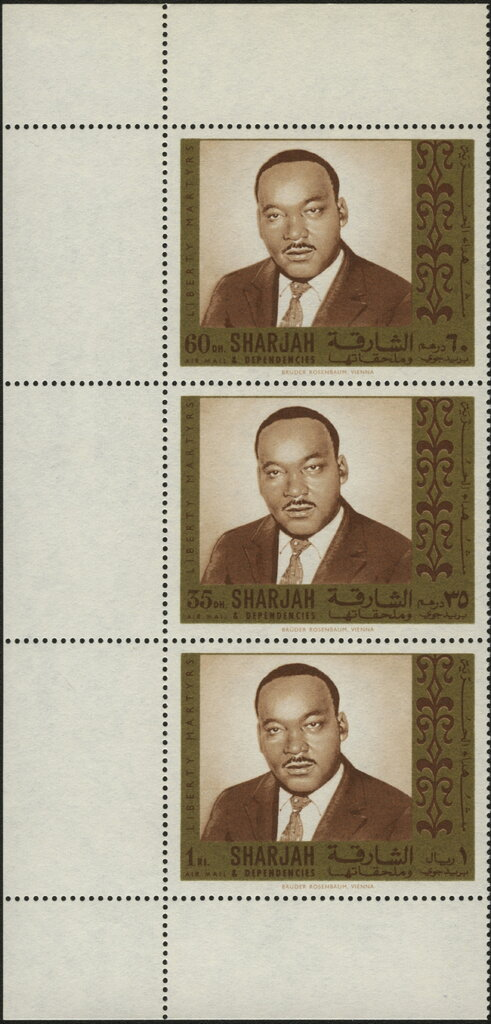
3 طوابع متجاورة من الفئات الثلاثة.

وهذه طوابع أبراهام لينكون غير المخرمة:

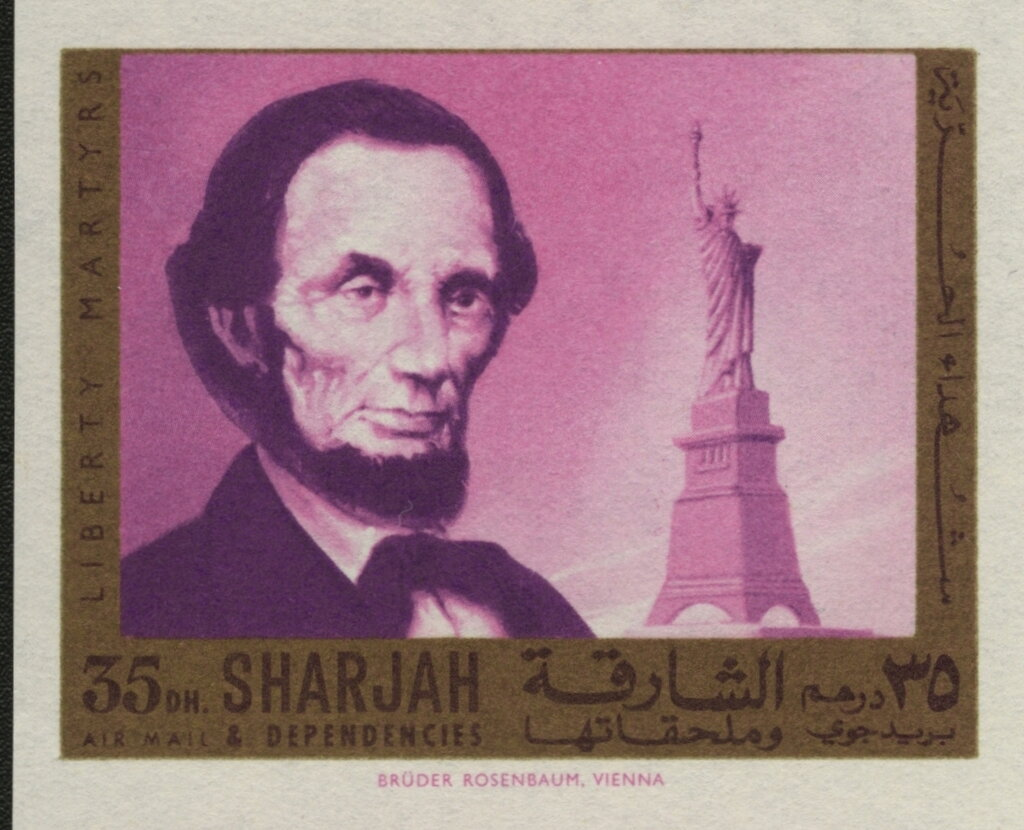
35 درهما
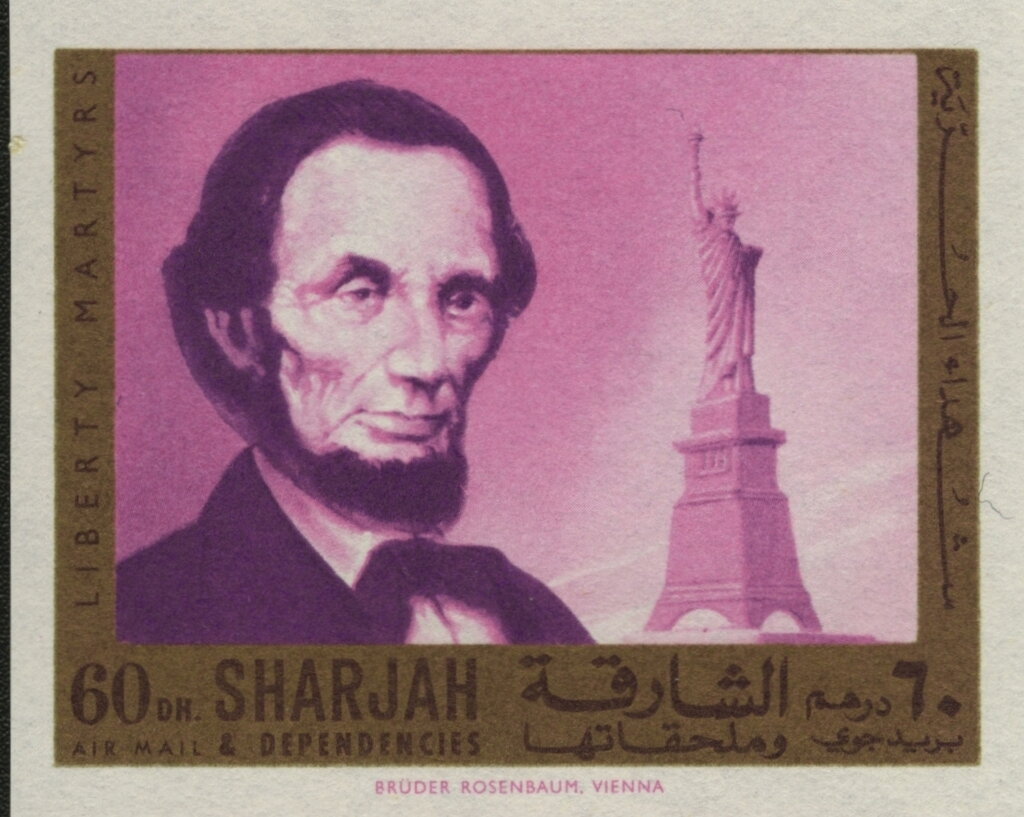
60 درهما
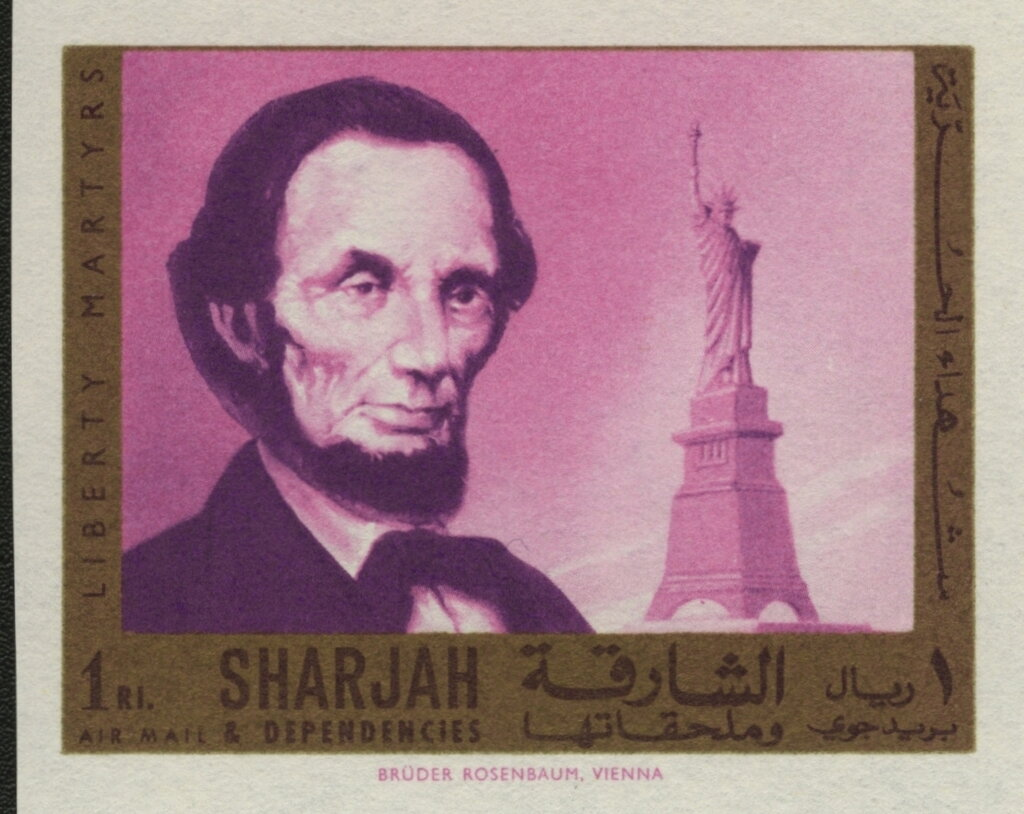
ريال واحد
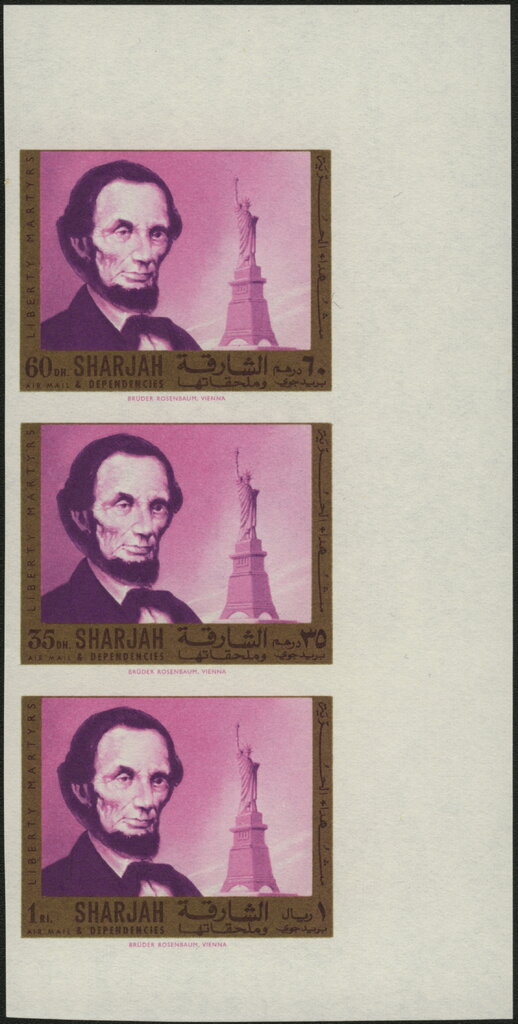
3 طوابع متجاورة من الفئات الثلاثة.

وهذه طوابع جون كينيدي غير المخرمة:

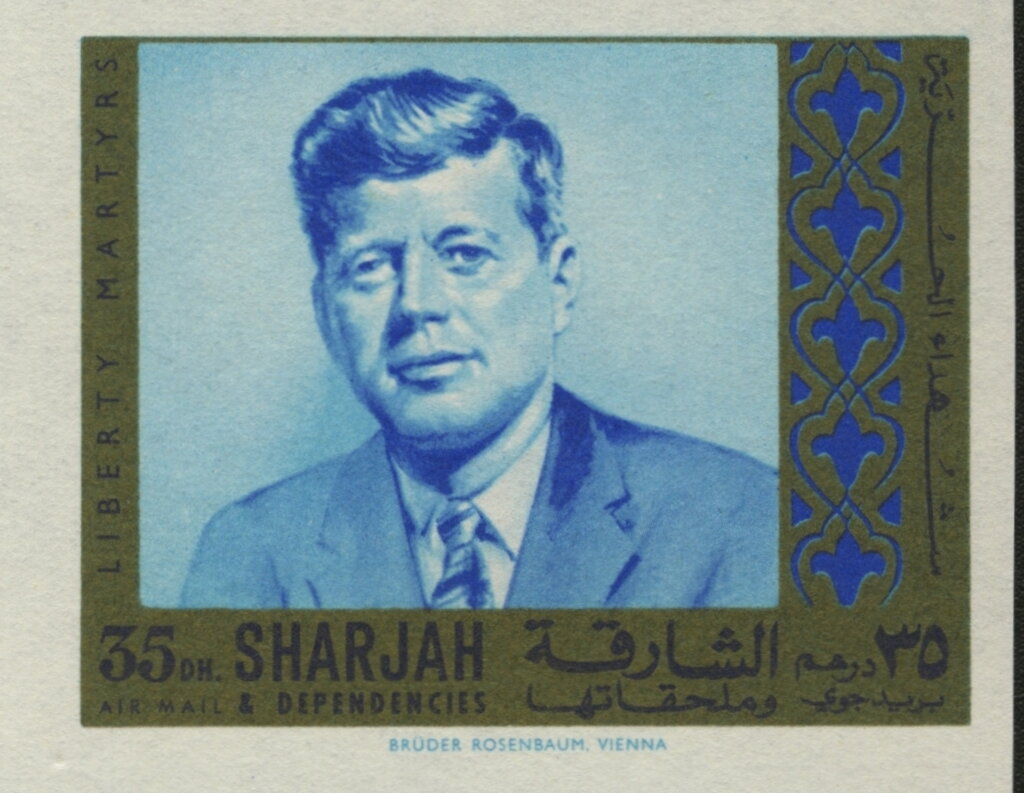
35 درهما
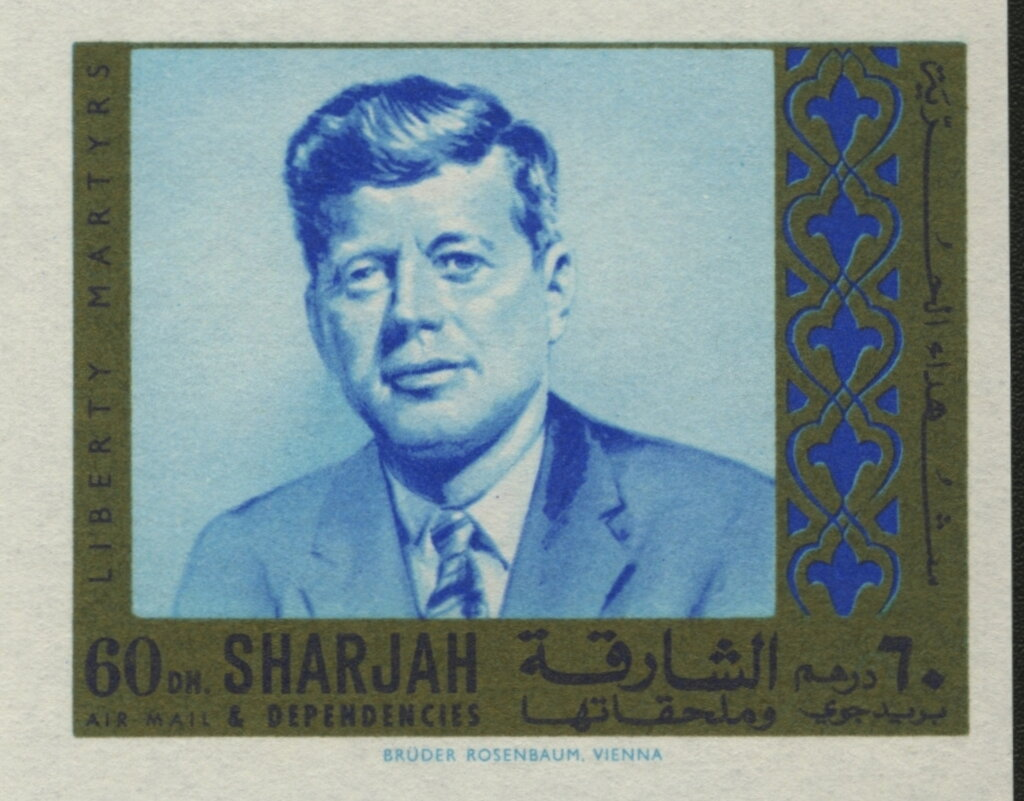
60 درهما
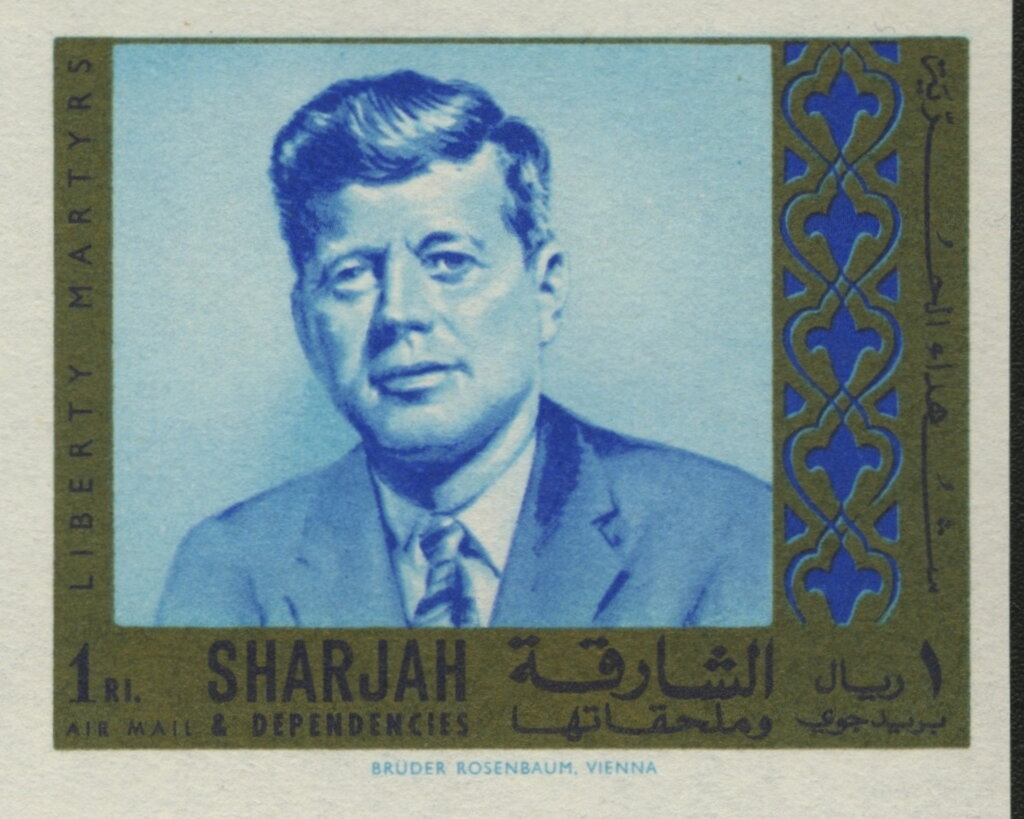
ريال واحد
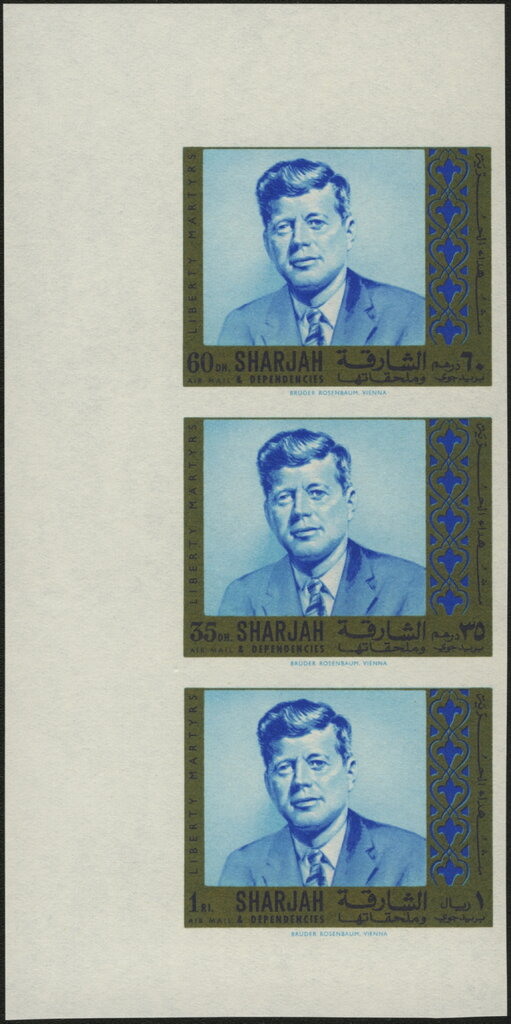
3 طوابع متجاورة من الفئات الثلاثة.

وهذه طوابع مارتن لوثر كينغ الابن غير المخرمة:

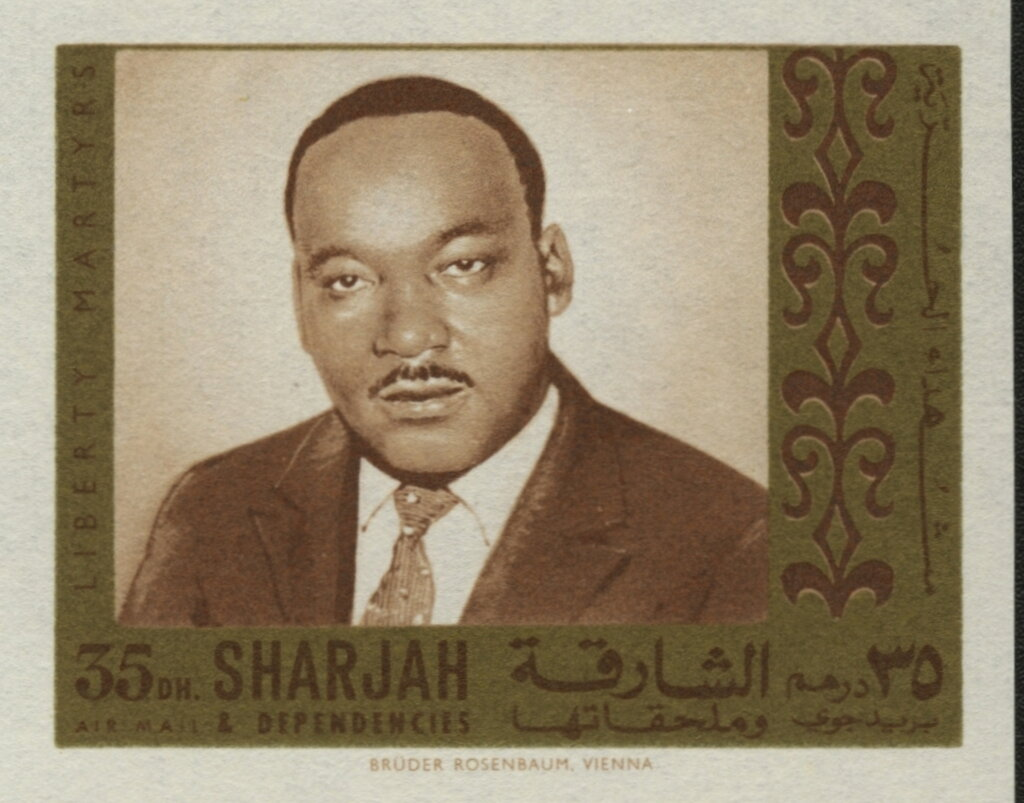
35 درهما
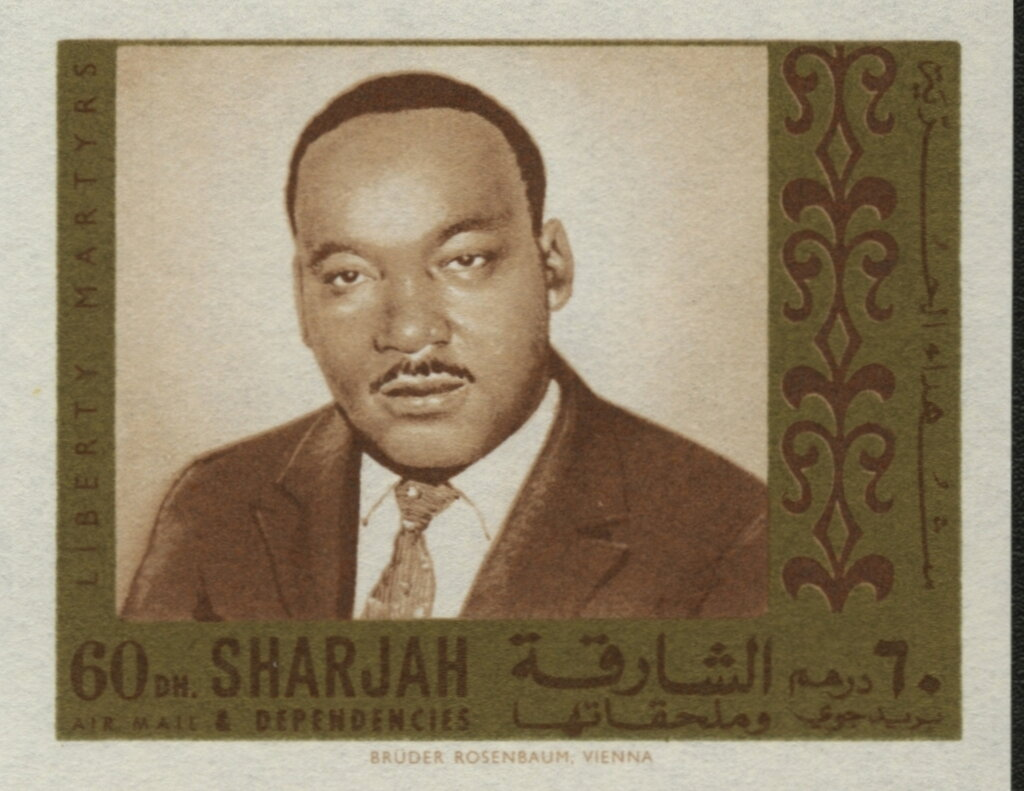
60 درهما
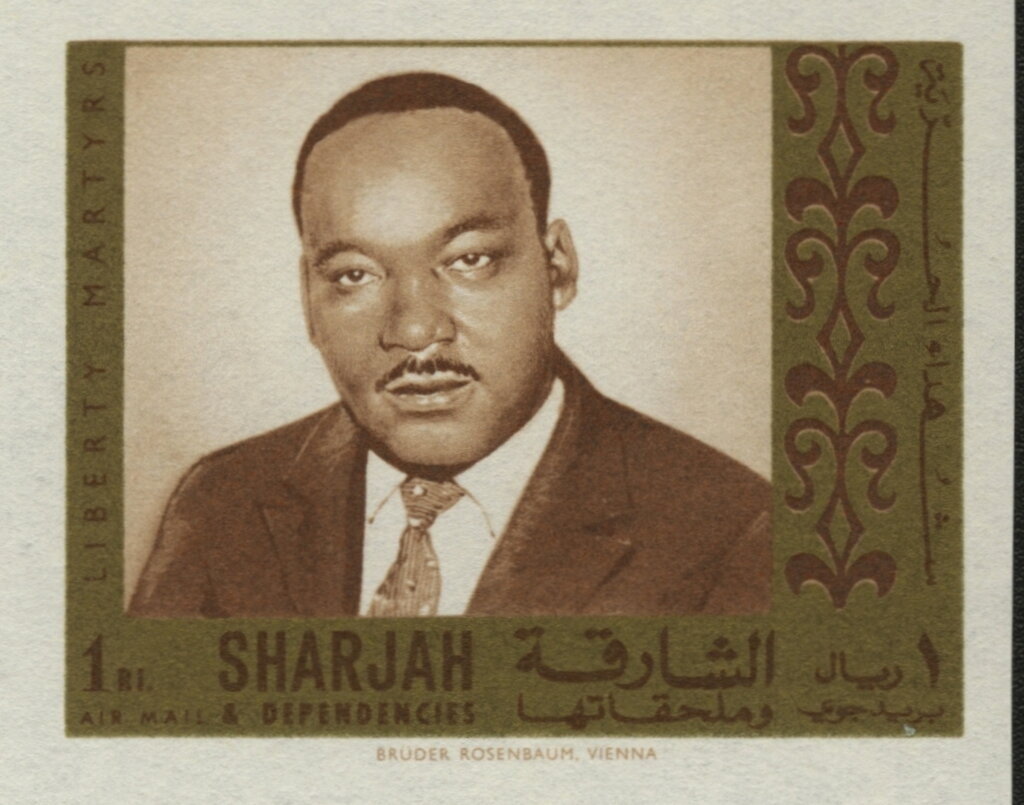
ريال واحد
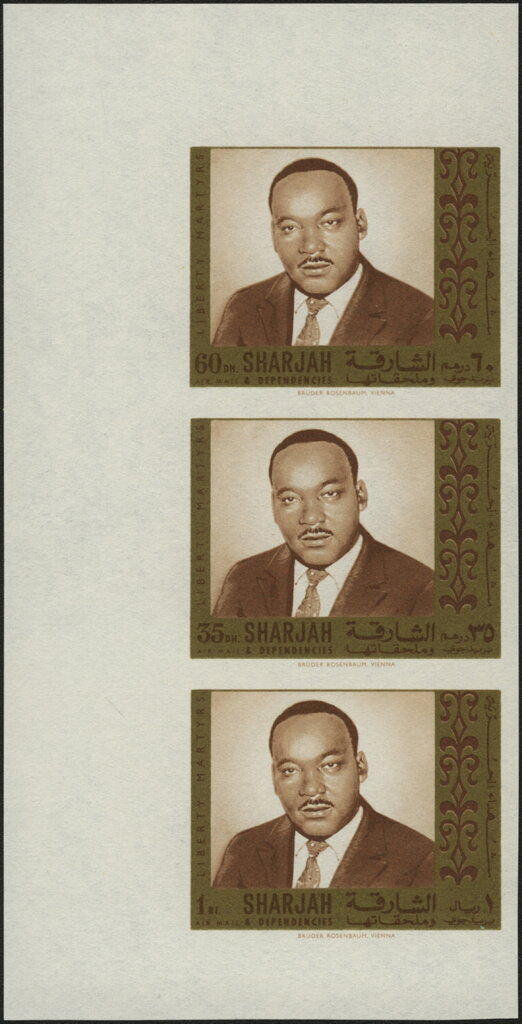
3 طوابع متجاورة من الفئات الثلاثة.

وهذه صحائف الطوابع، حيث تظهر كل صحيفة طوابع فيها طابعين من كل فئة، وإصدارات تخص اثنين من الأشخاص الذين ظهر صورهم على الطوابع:

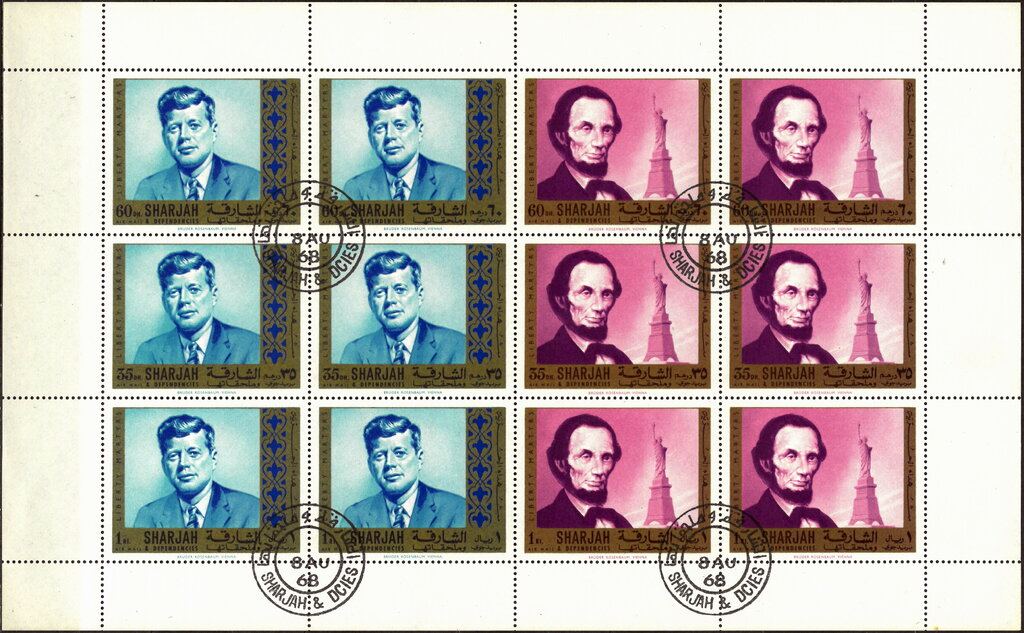
صحيفة طوابع أبراهام لينكون وجون كينيدي المخرمة
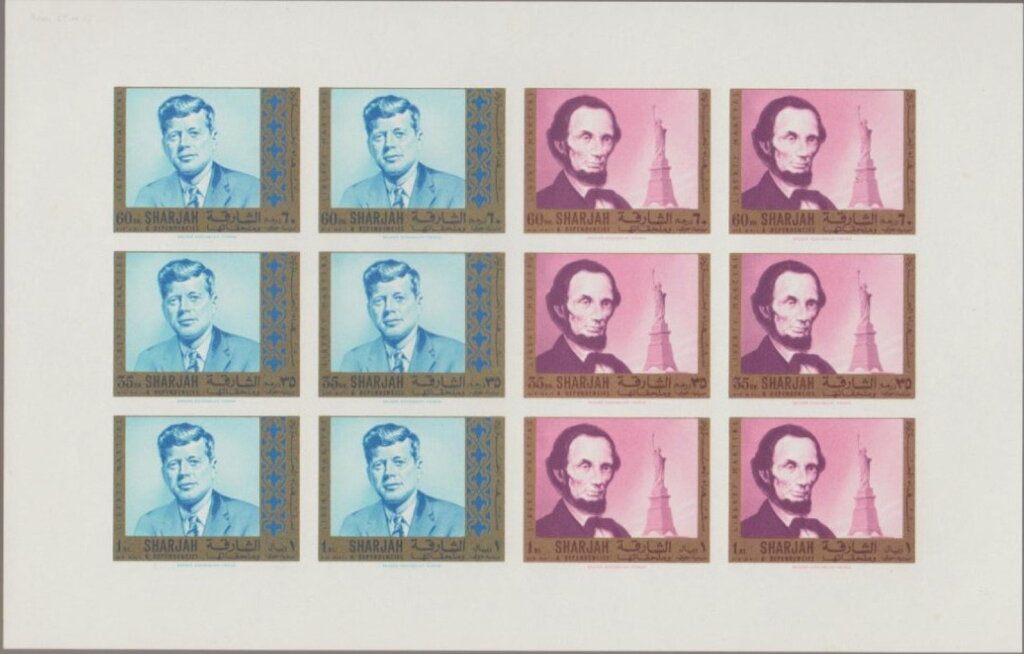
صحيفة طوابع أبراهام لينكون وجون كينيدي غير المخرمة
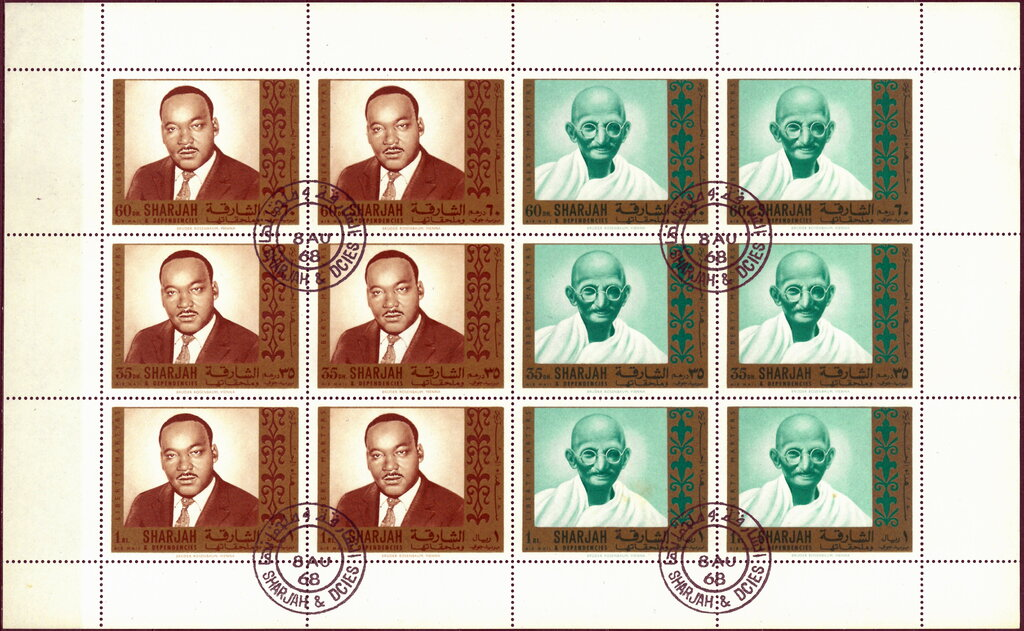
صحيفة طوابع المهاتما غاندي ومارتن لوثر كينغ الابن المخرمة
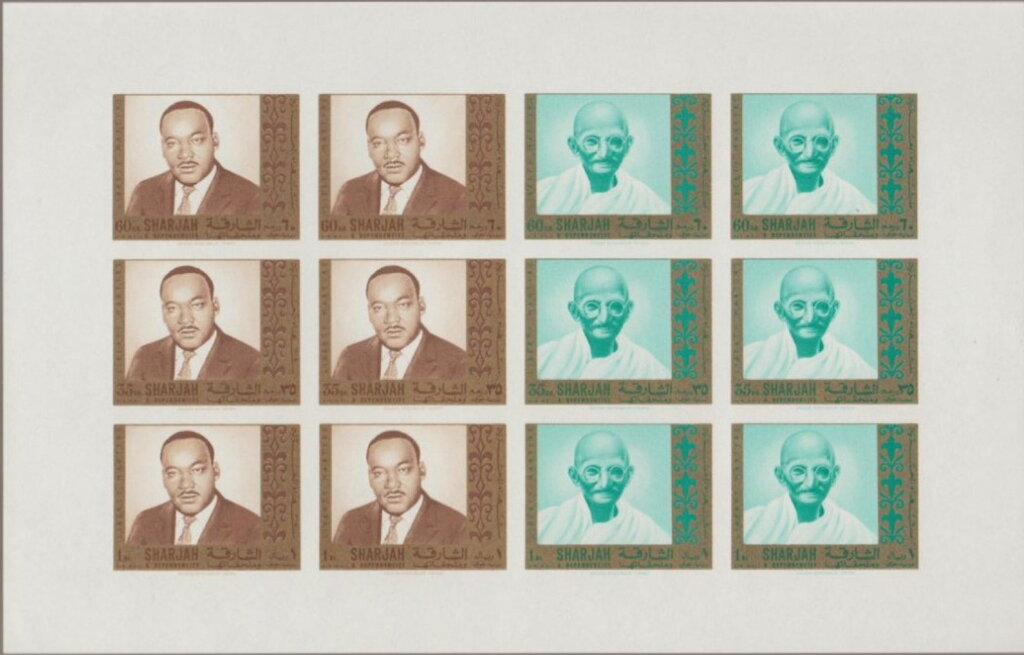
صحيفة طوابع المهاتما غاندي ومارتن لوثر كينغ الابن غير المخرمة

كذلك أصدرت بطاقات تذكارية:

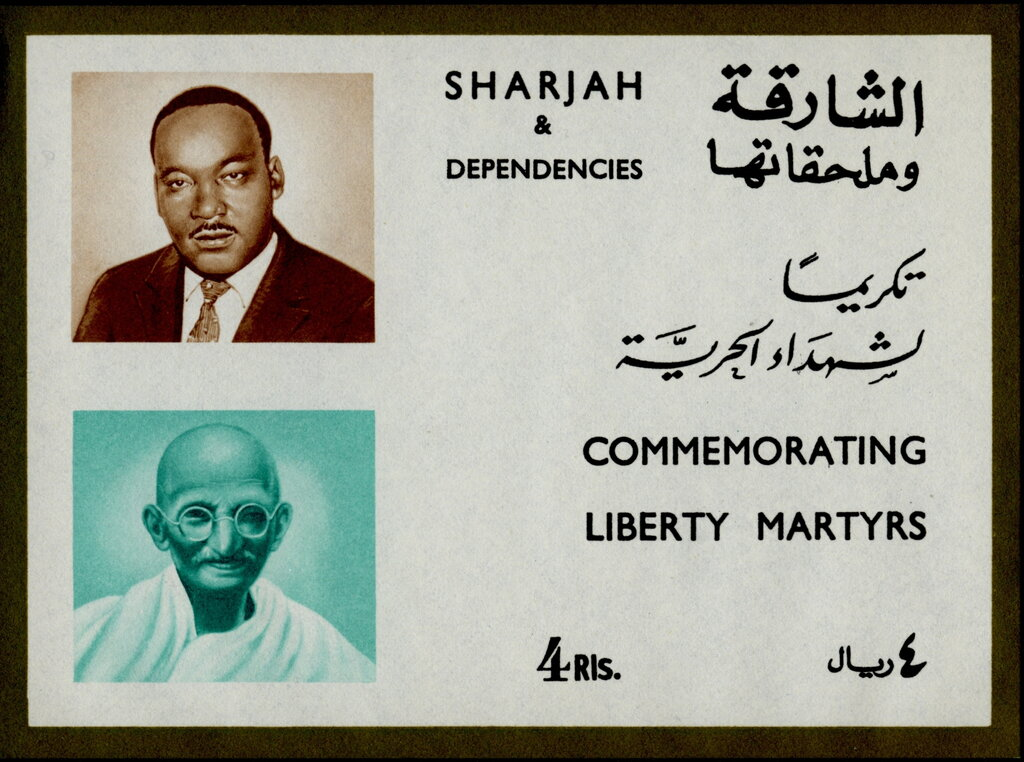
بطاقة تذكارية بإطار ذهبي قيمتها 4 ريالات
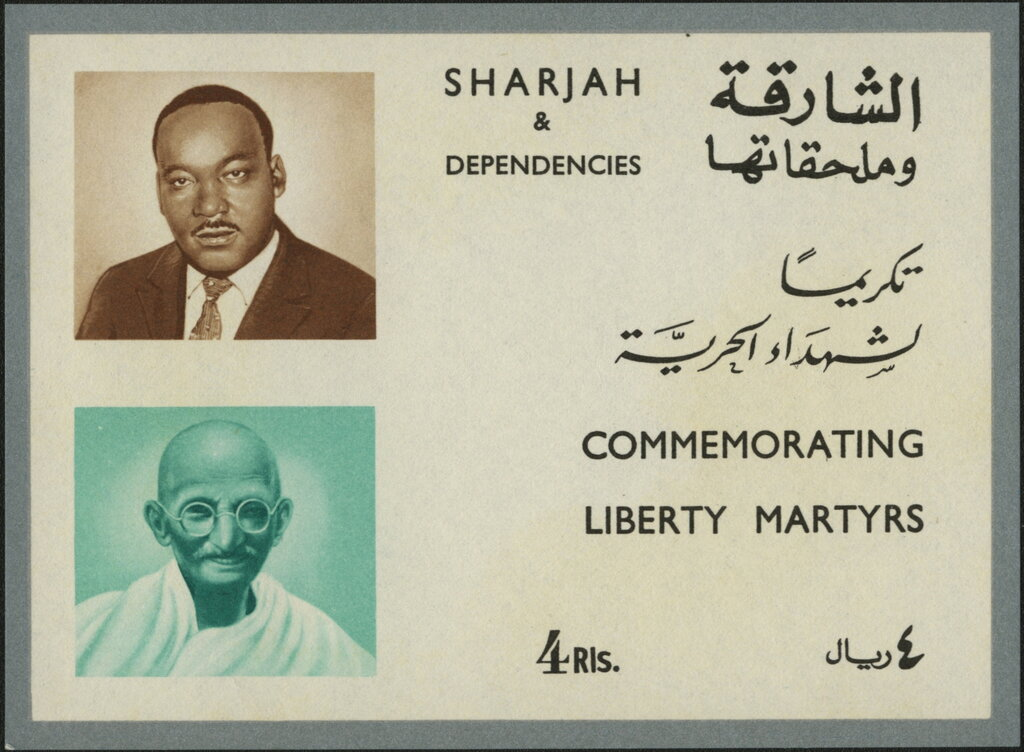
بطاقة تذكارية بإطار فضي قيمتها 4 ريالات
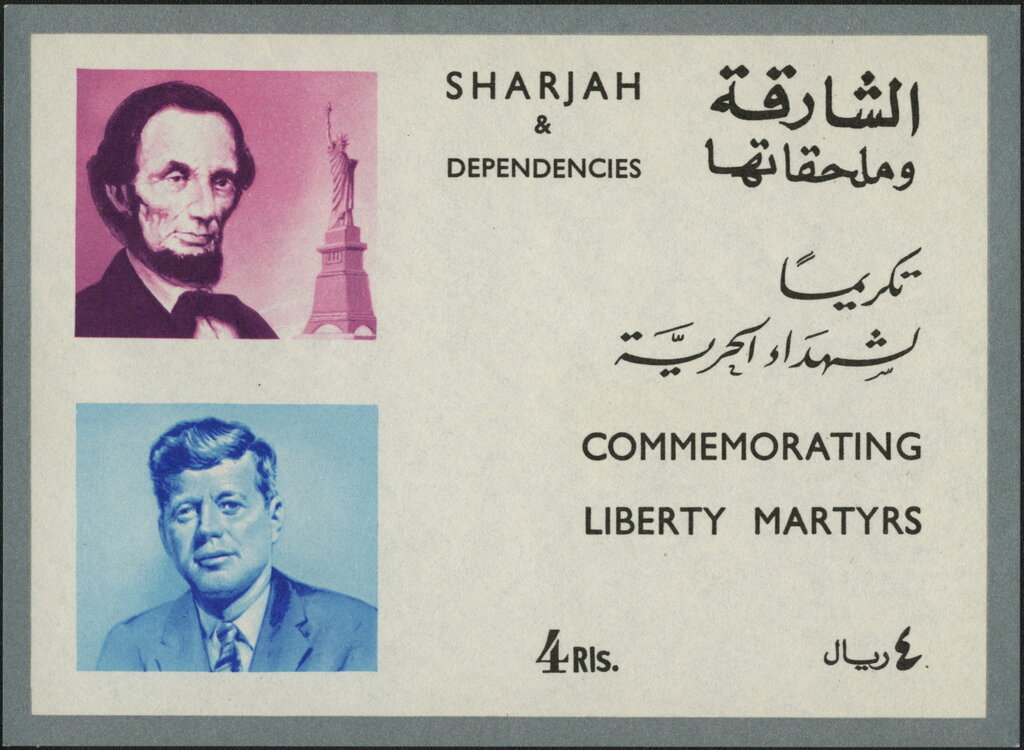
بطاقة تذكارية بإطار فضي قيمتها 4 ريالات
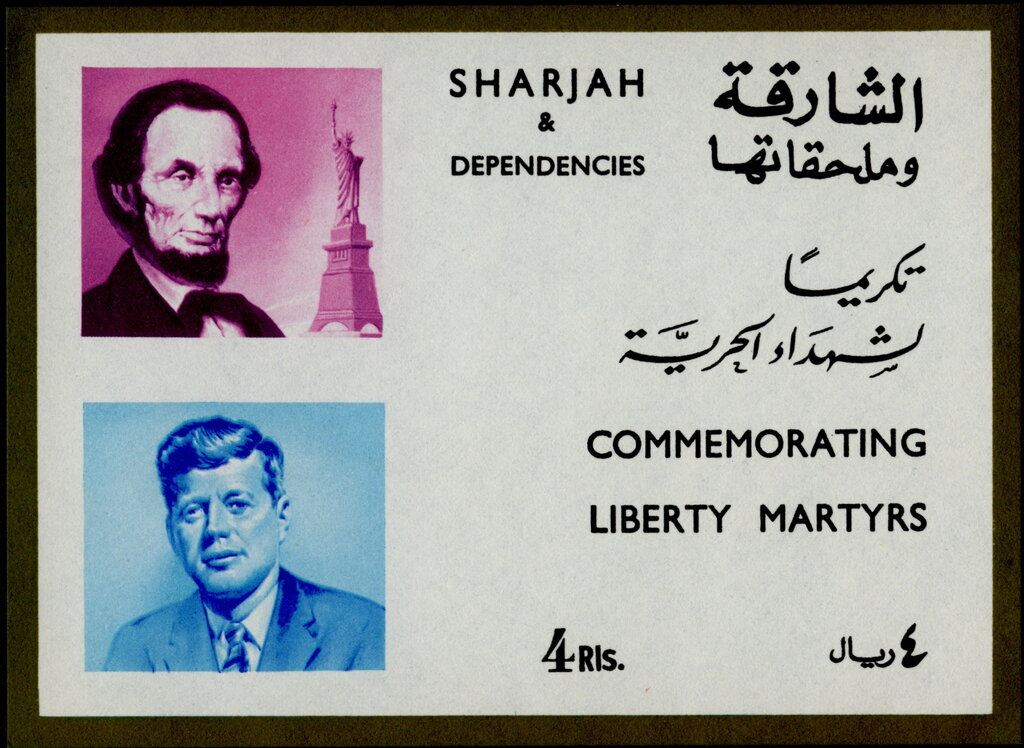
بطاقة تذكارية بإطار ذهبي قيمتها 4 ريالات
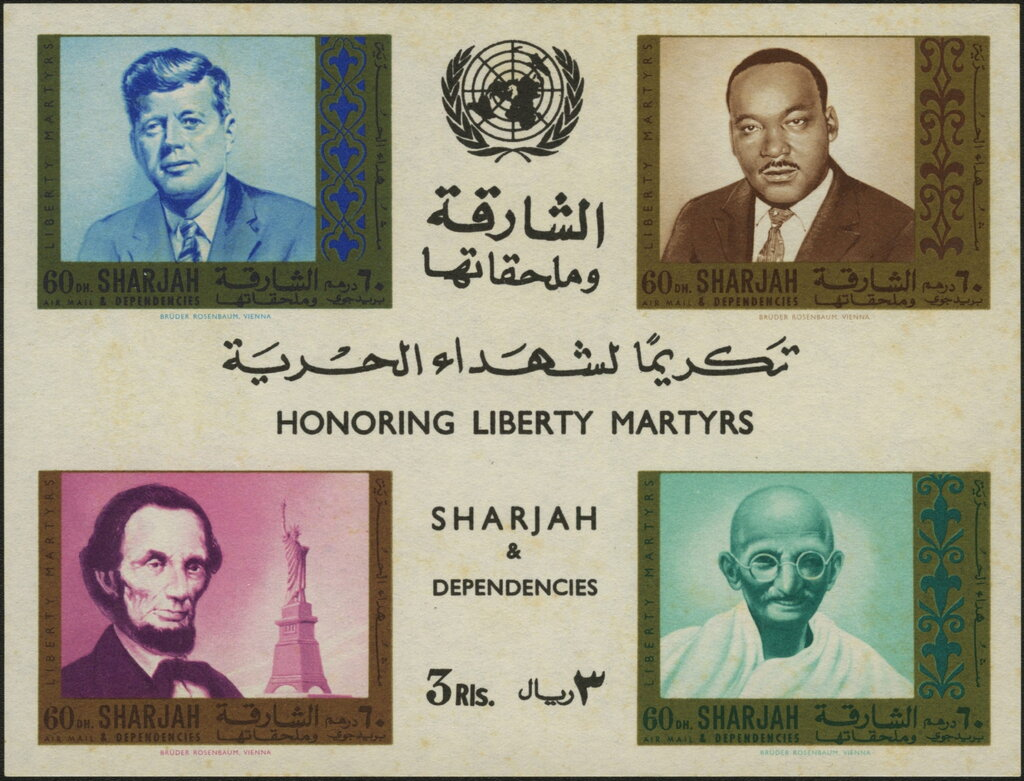
بطاقة تذكارية قيمتها 3 ريالات

## إصدارات العالم يطلب السلام
كذلك في يوم 18 أغسطس 1968، أصدرت الطوابع التالية التي تحمل صور المهاتما غاندي وأبراهام لينكون وجون كينيدي ومارتن لوثر كينغ الابن، وكتب على جانب كل طابع "العالم يطلب السلام"، وباللغة الإنجليزية "World Peace"، وأصدر من كل طابع 3 فئات: 35 درهما و60 درهما وريال واحد.
وهذه طوابع المهاتما غاندي:

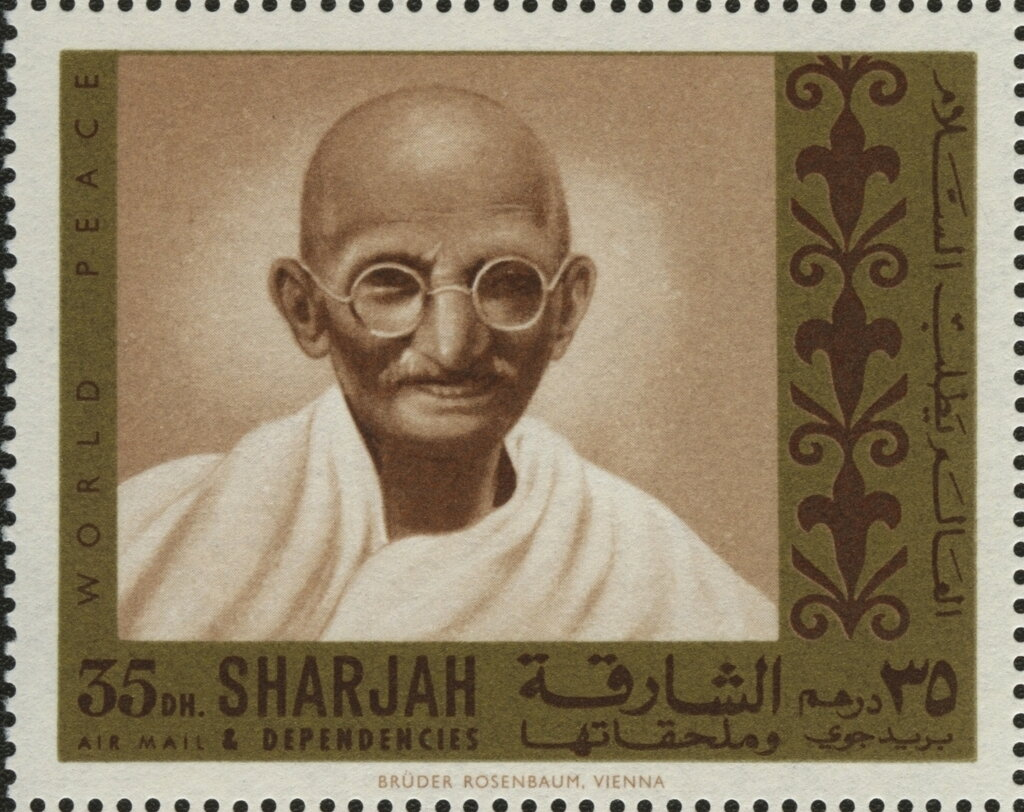
35 درهما
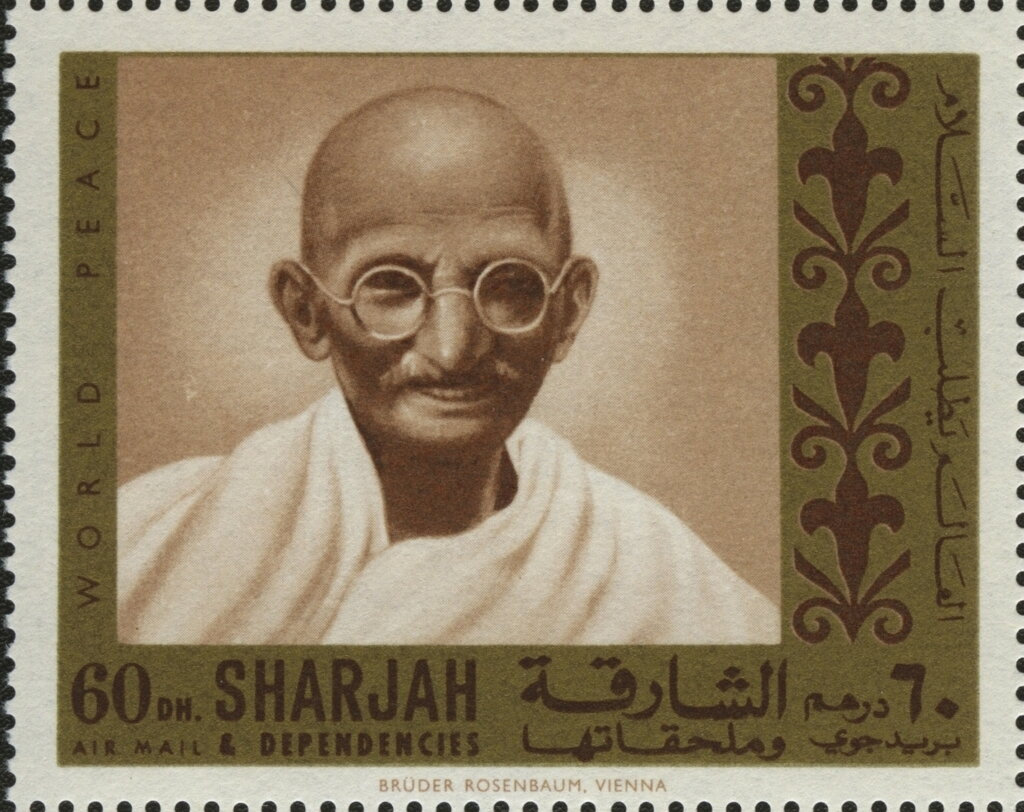
60 درهما
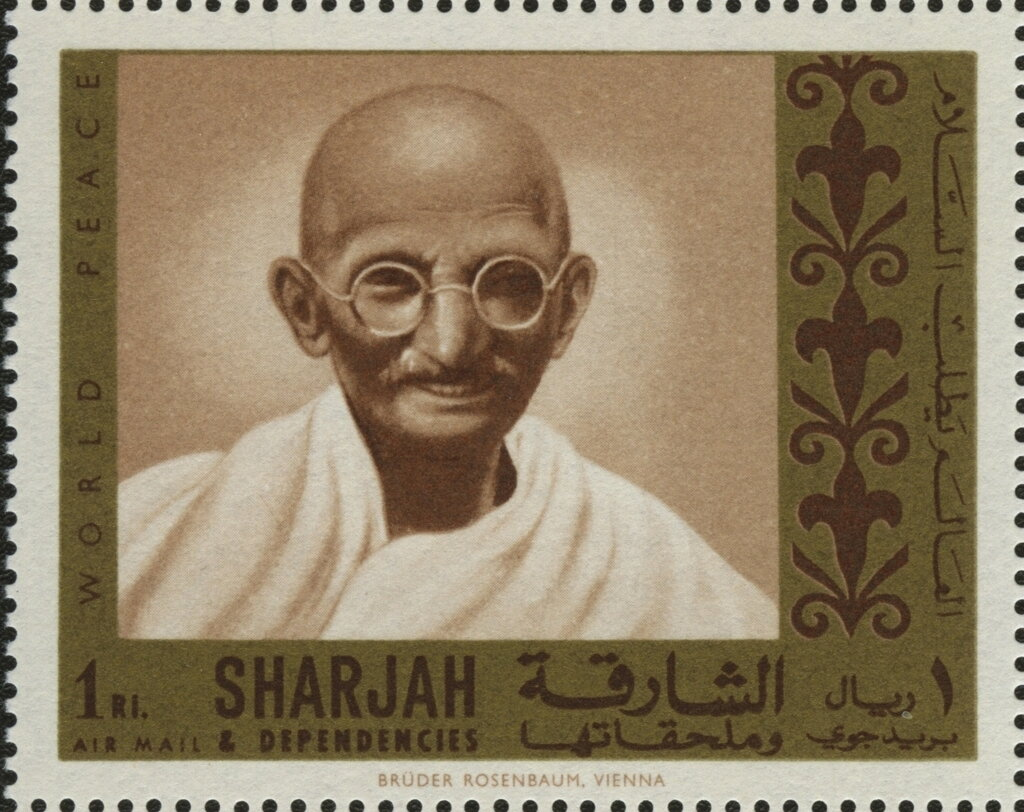
ريال واحد
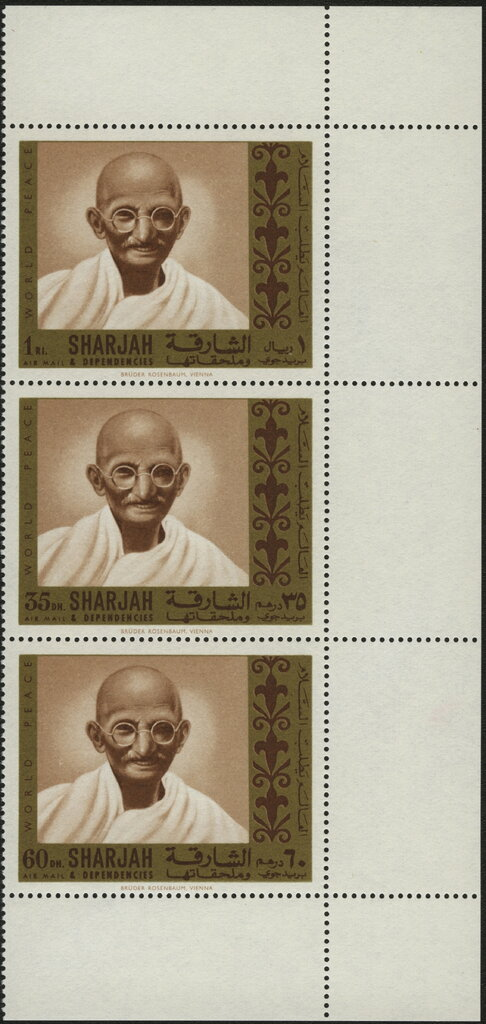
3 طوابع متجاورة من الفئات الثلاثة.

وهذه طوابع أبراهام لينكون:

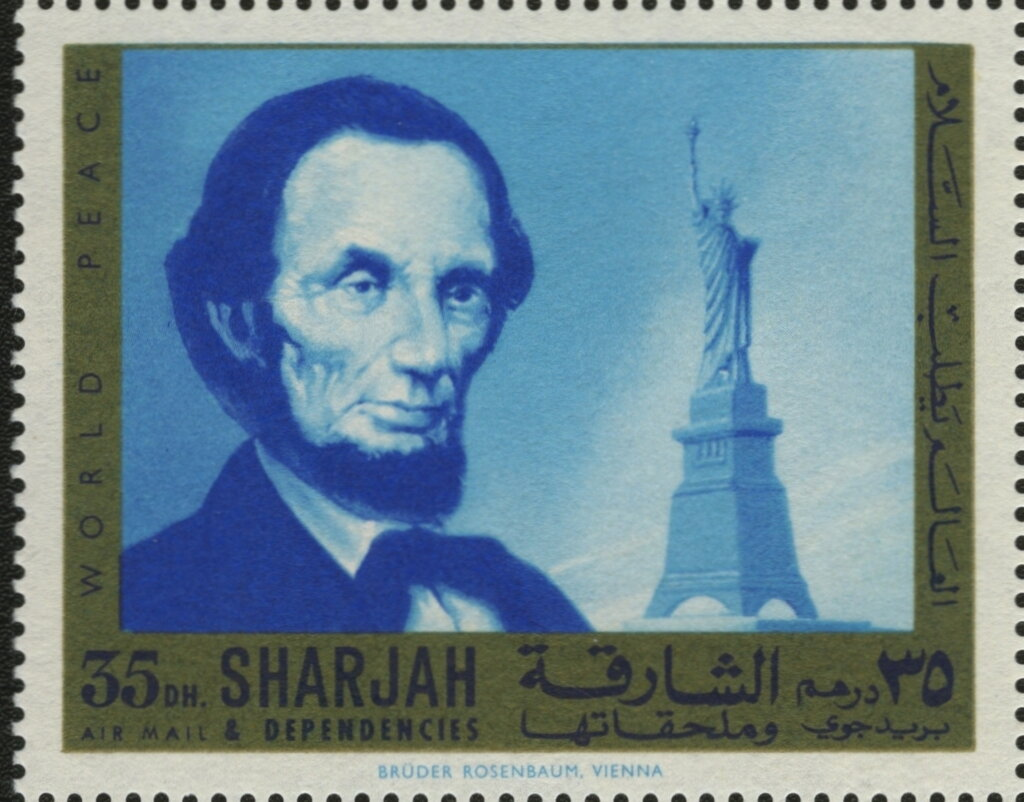
35 درهما
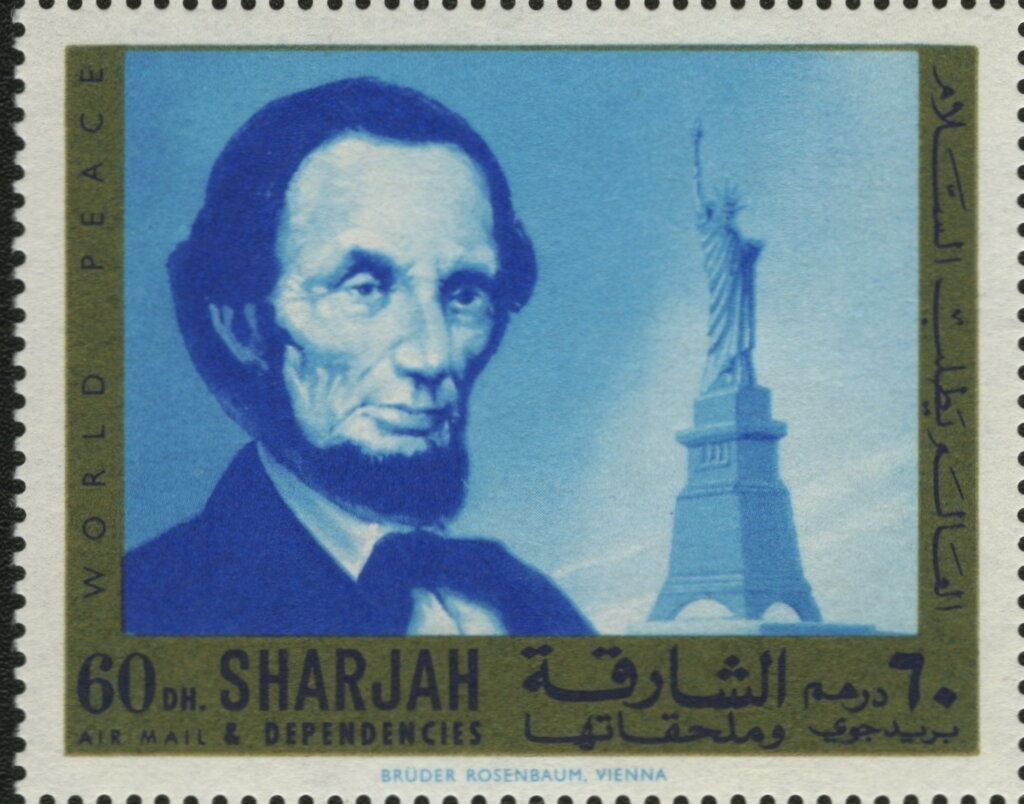
60 درهما
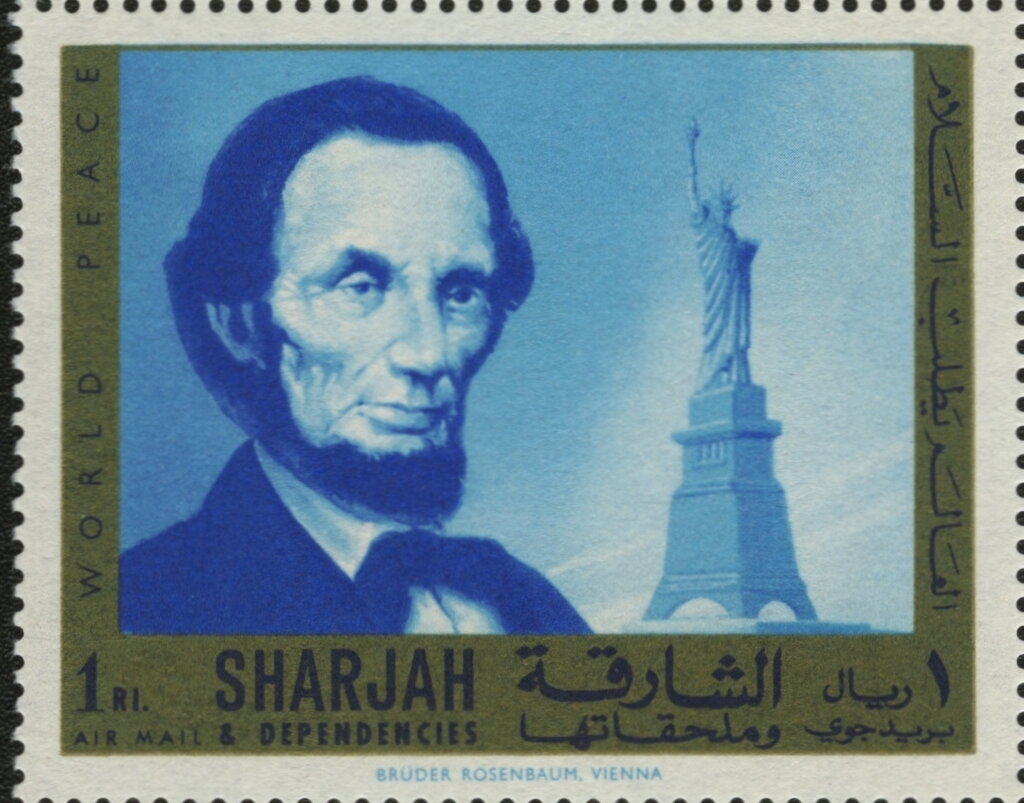
ريال واحد
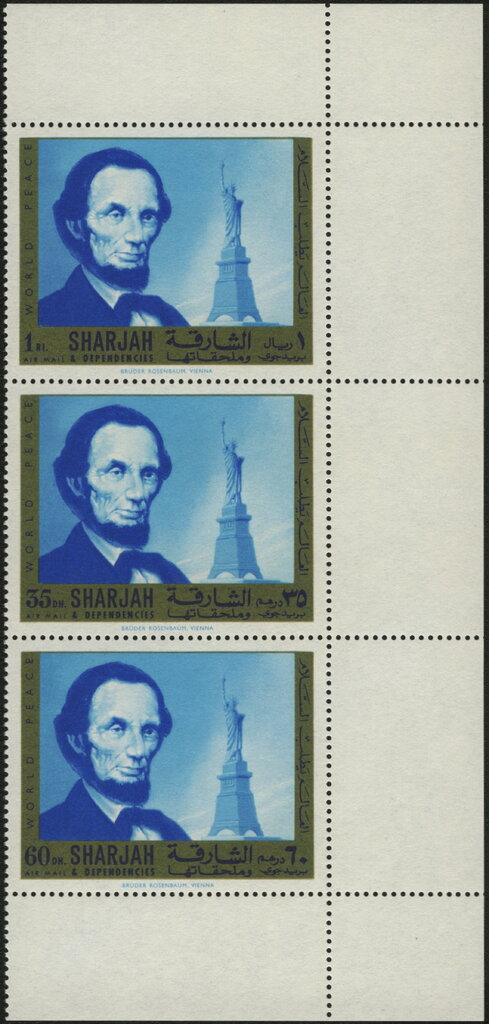
طوابع متجاورة من الفئات الثلاثة.

وهذه طوابع جون كينيدي:

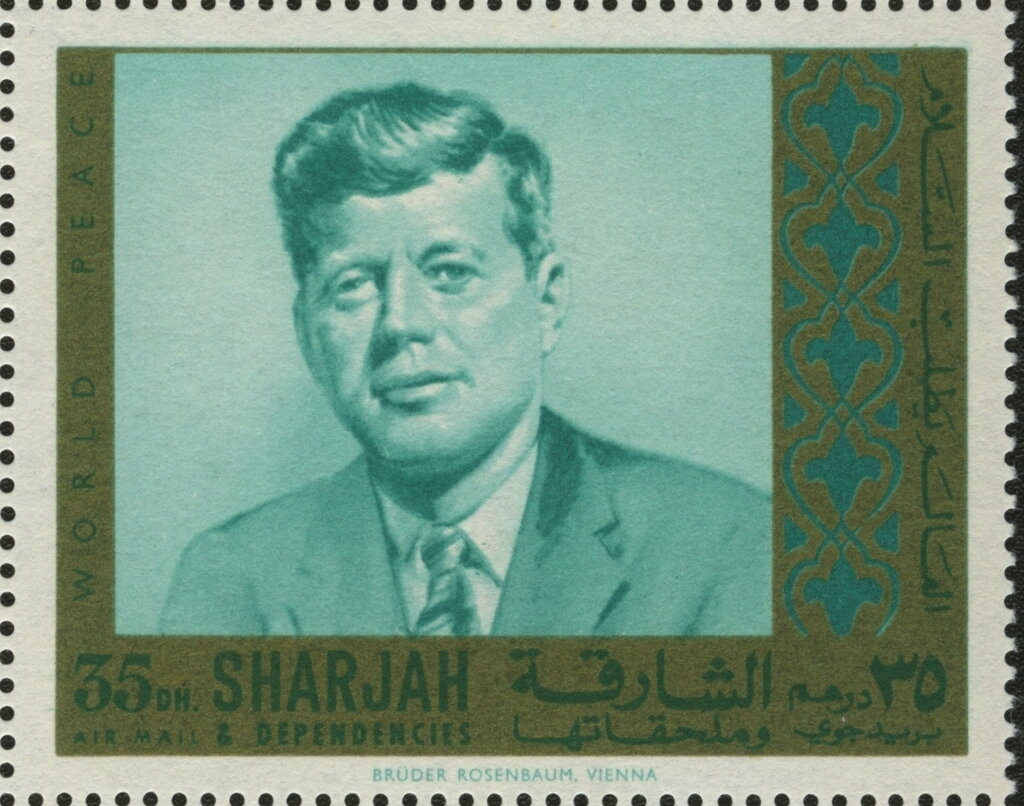
35 درهما
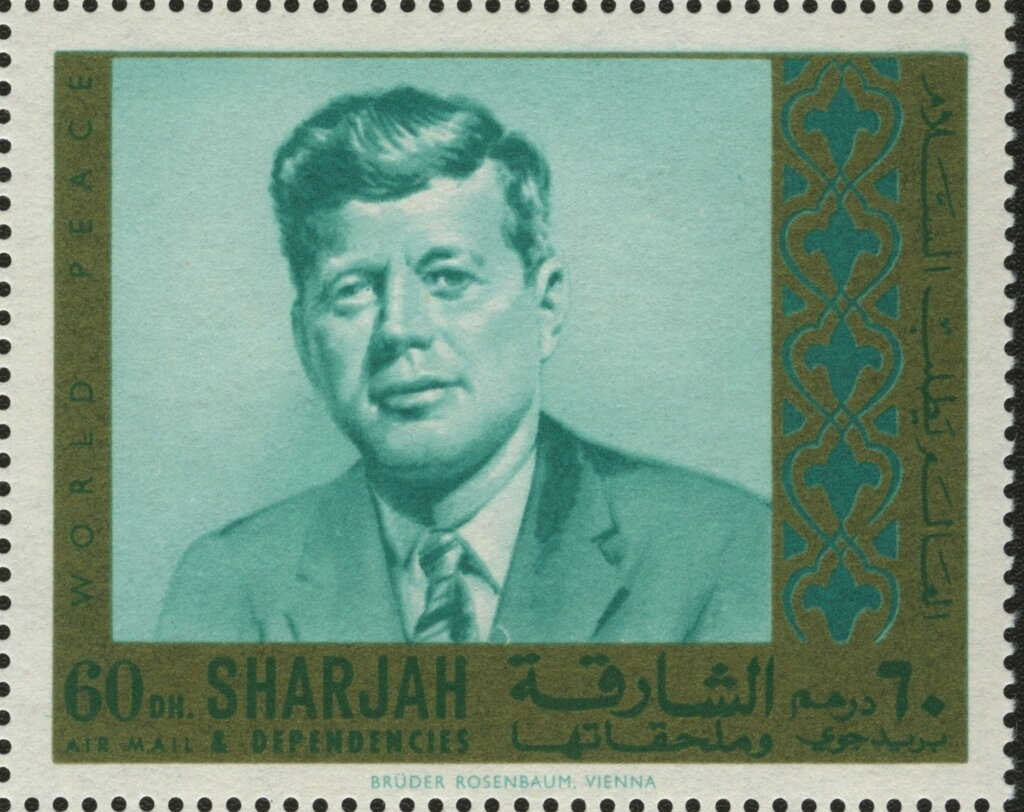
60 درهما
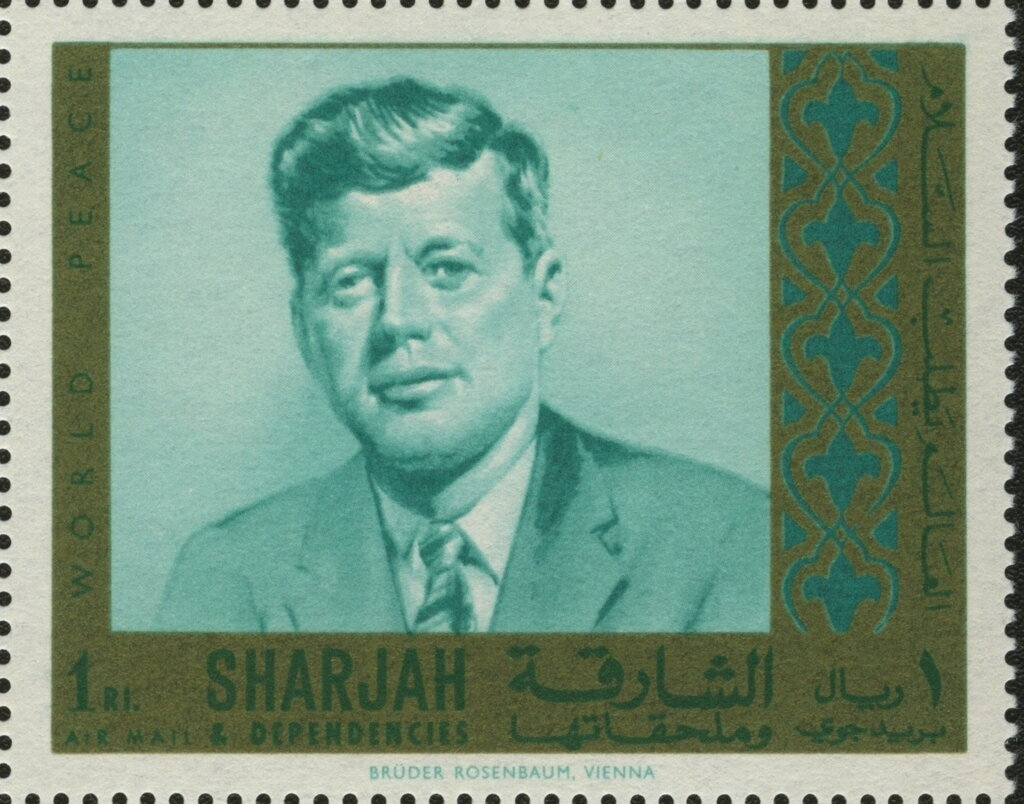
ريال واحد
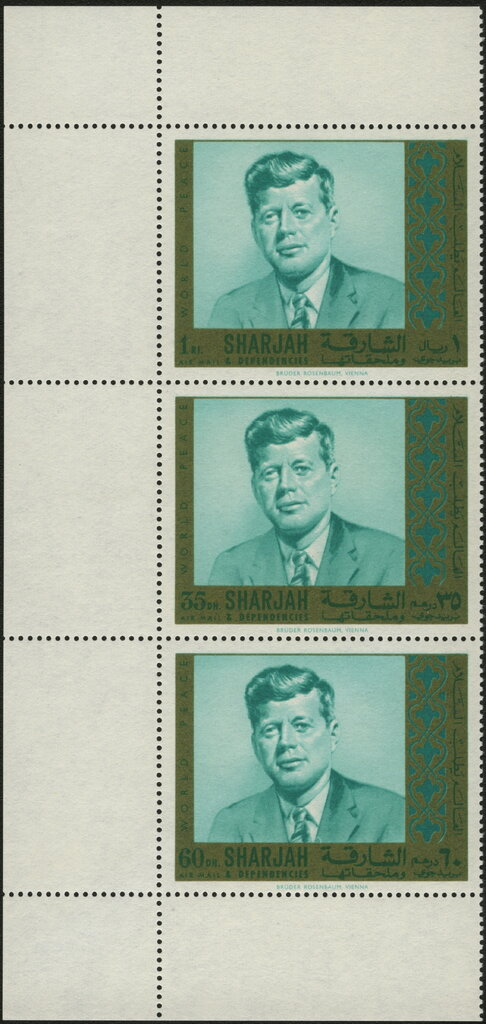
3 طوابع متجاورة من الفئات الثلاثة.

وهذه طوابع مارتن لوثر كينغ الابن:

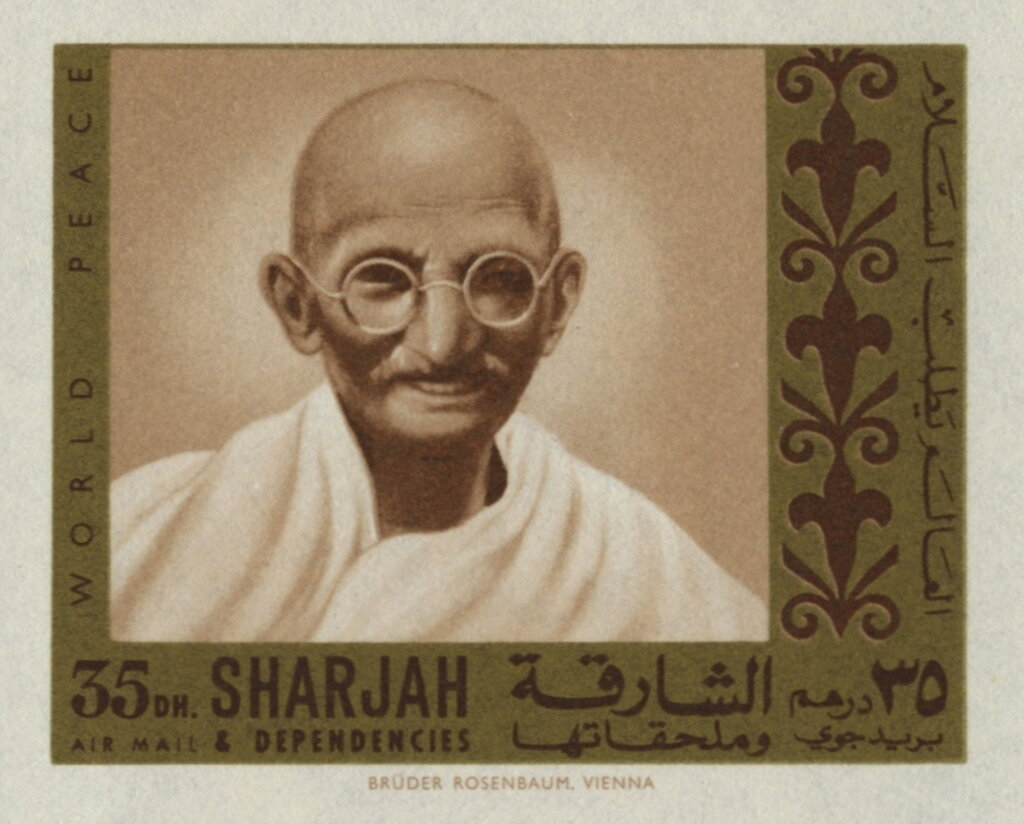
35 درهما
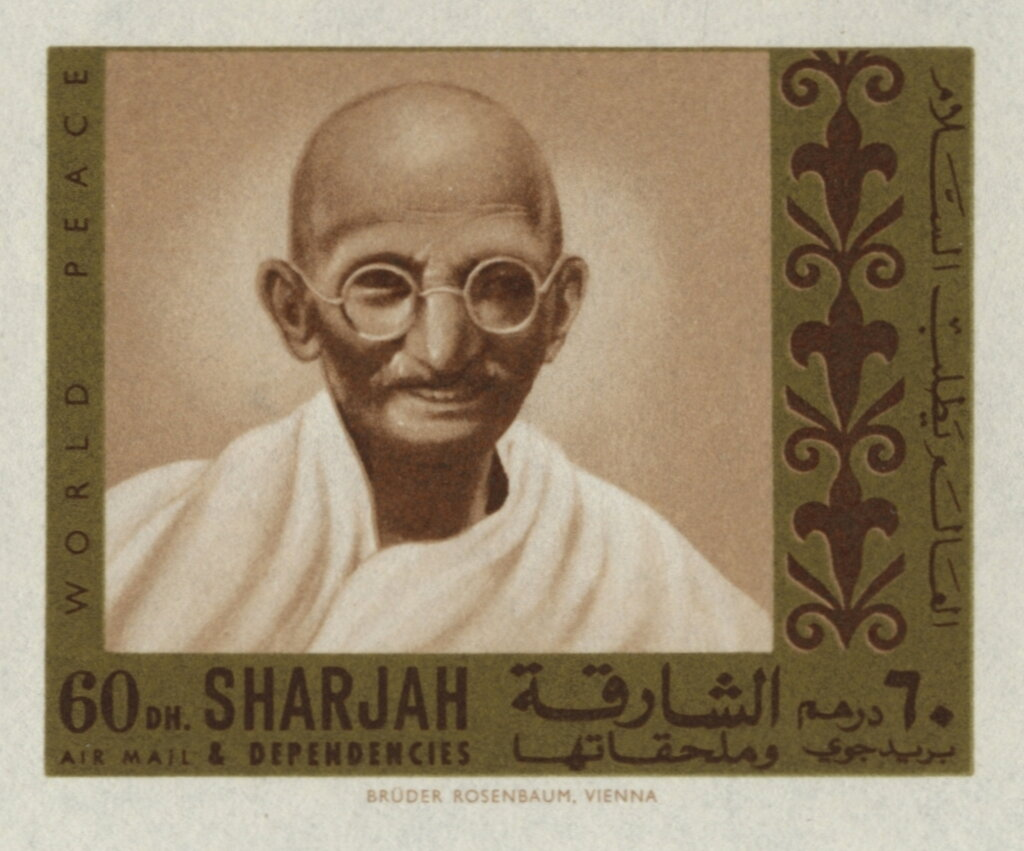
60 درهما
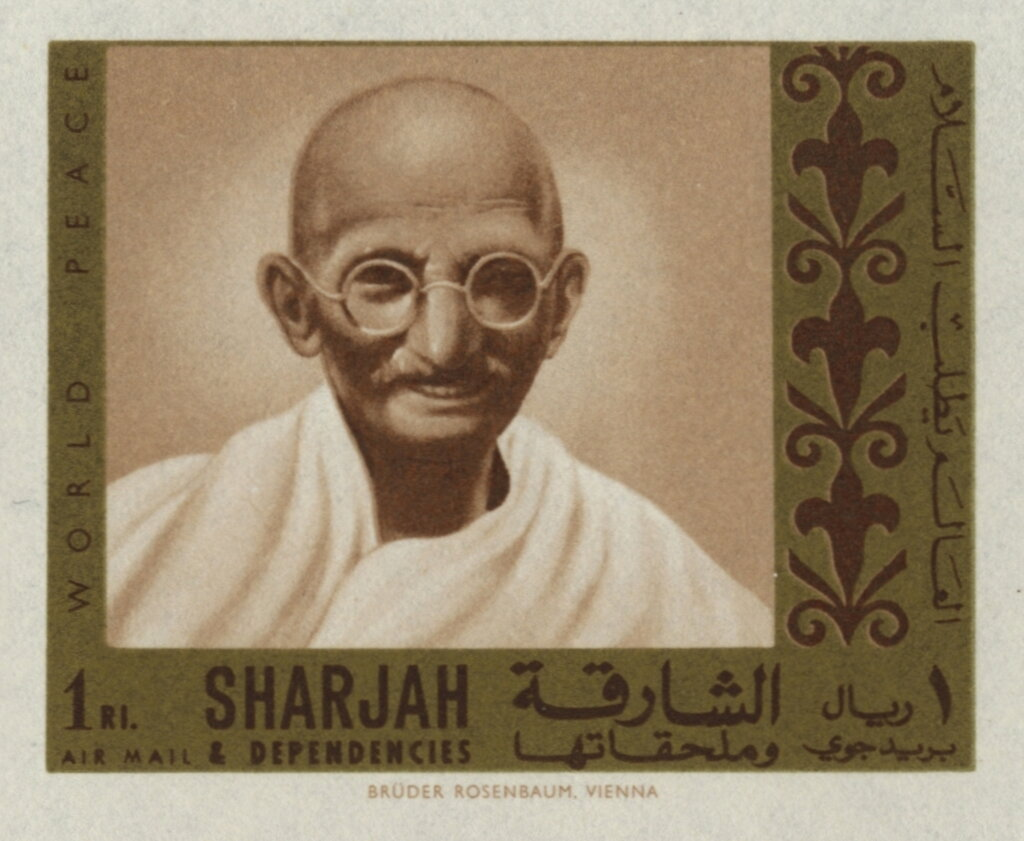
ريال واحد
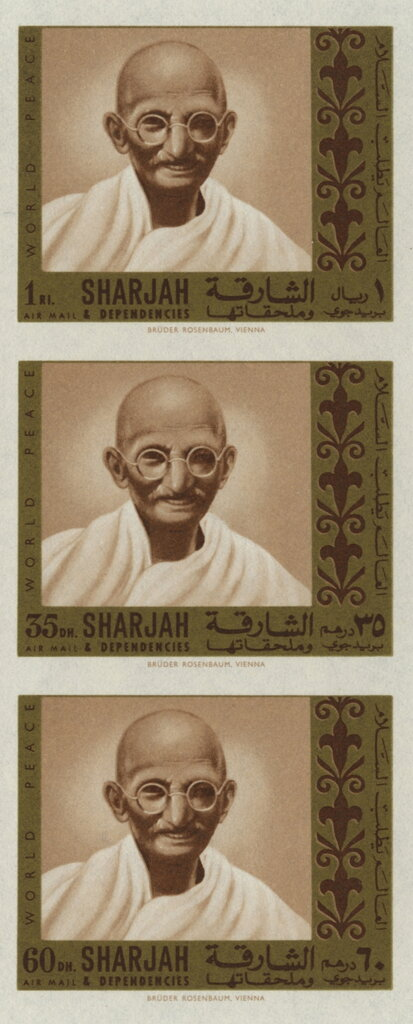
3 طوابع متجاورة من الفئات الثلاثة.

وكذلك توفرت إصدارات طوابع غير مخرمة:
وهذه طوابع المهاتما غاندي غير المخرمة:

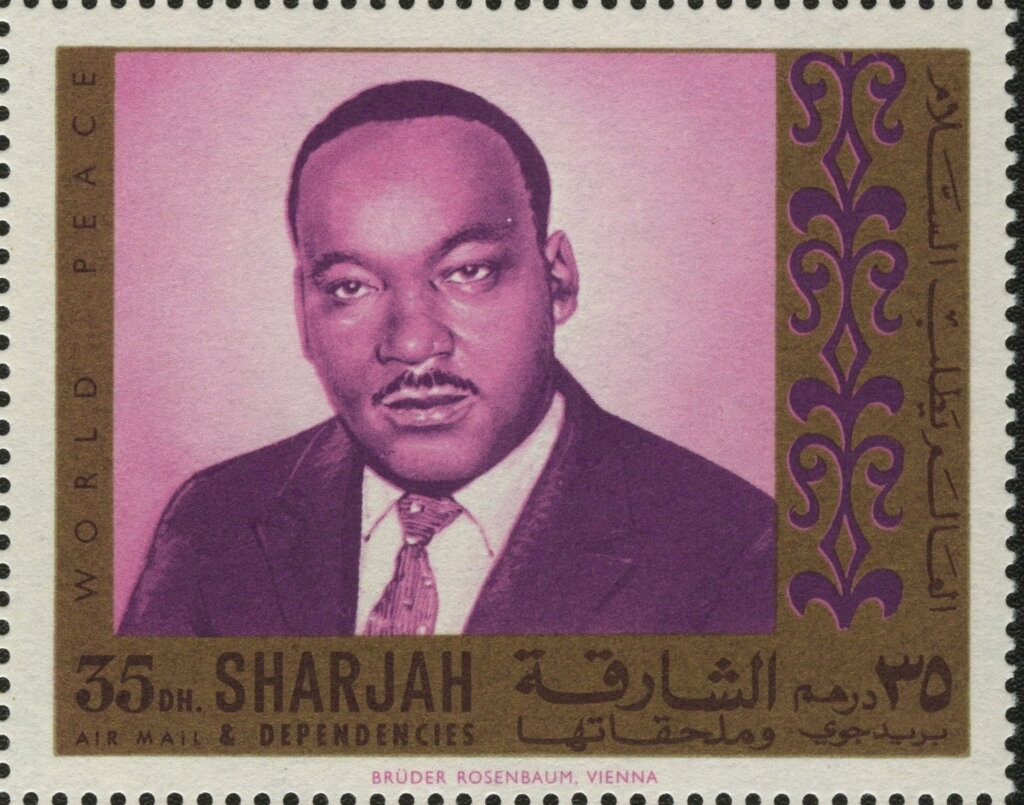
35 درهما
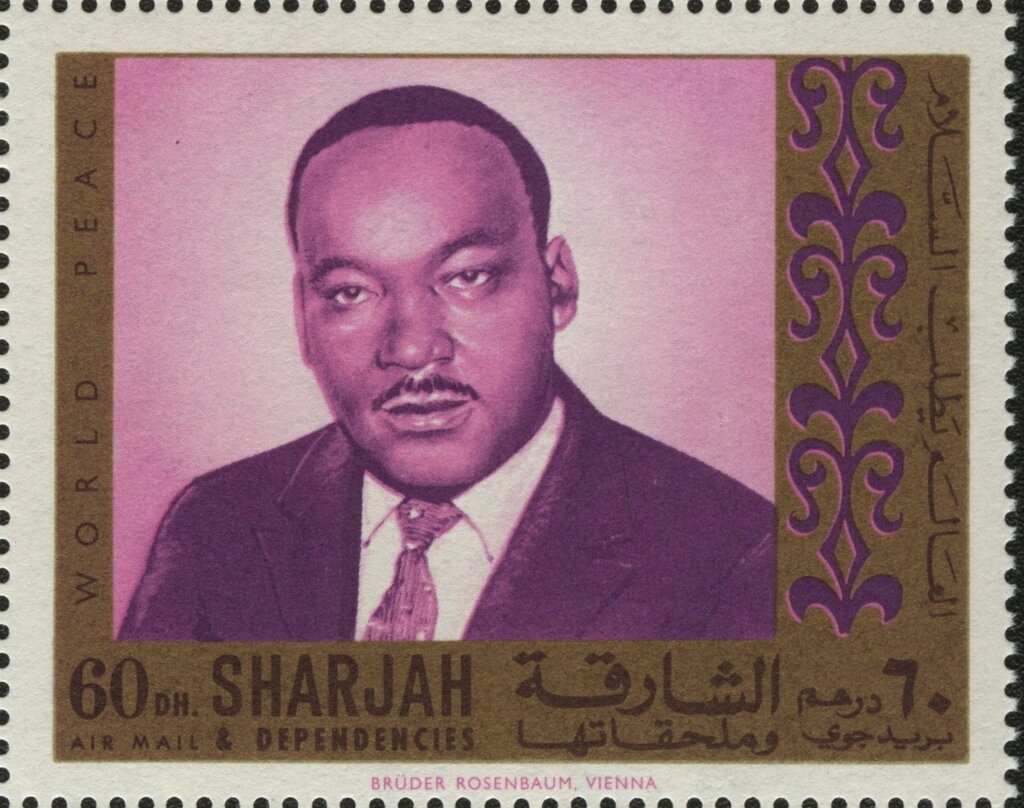
60 درهما
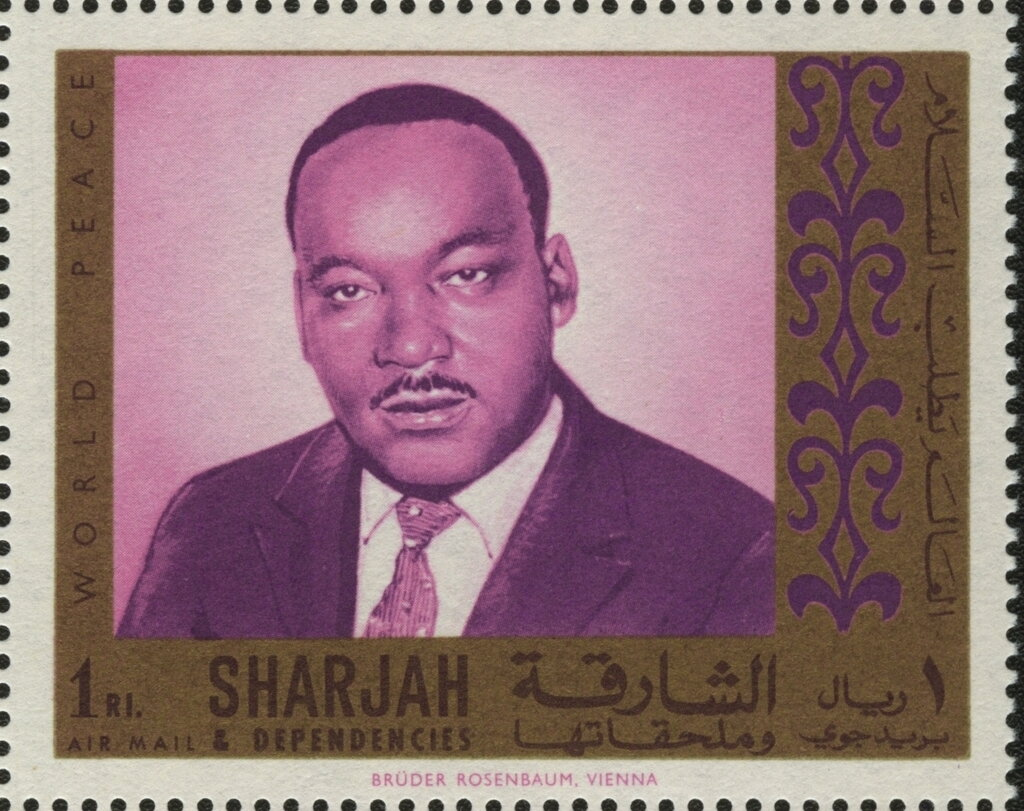
ريال واحد
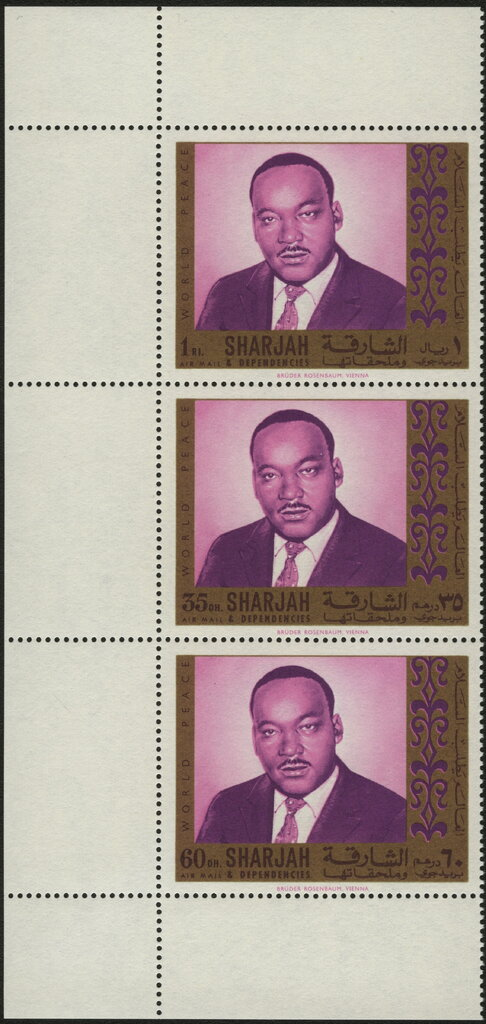
3 طوابع متجاورة من الفئات الثلاثة.

وهذه طوابع أبراهام لينكون غير المخرمة:

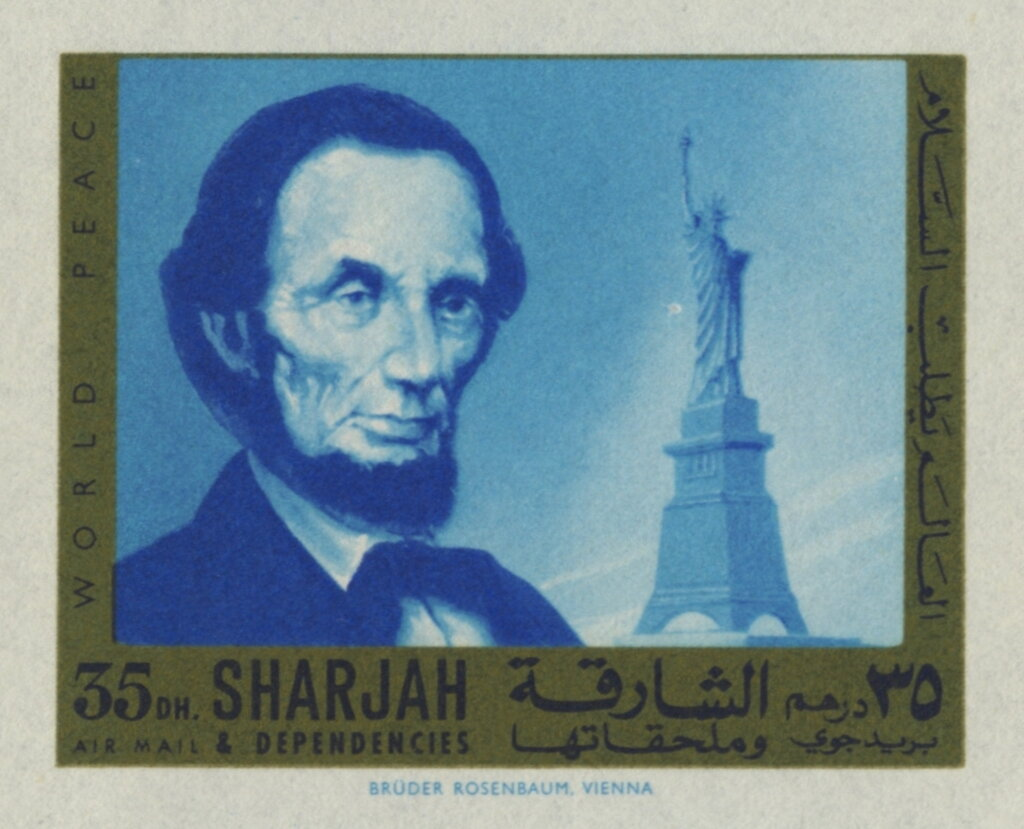
35 درهما
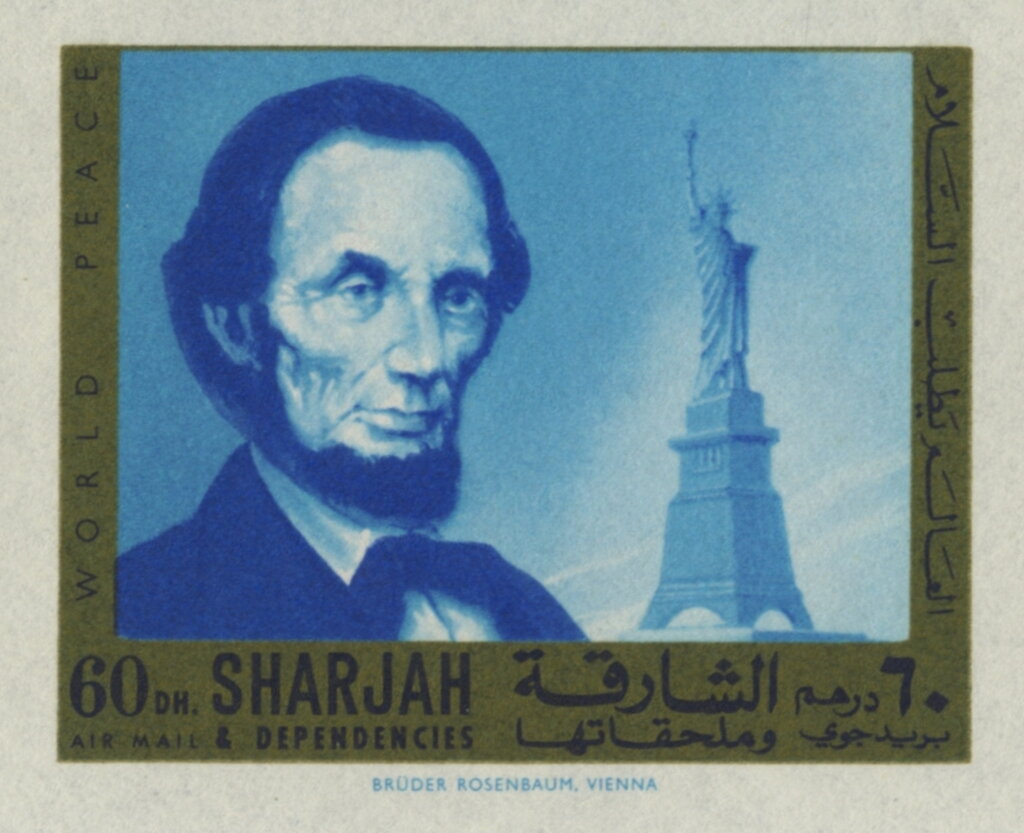
60 درهما
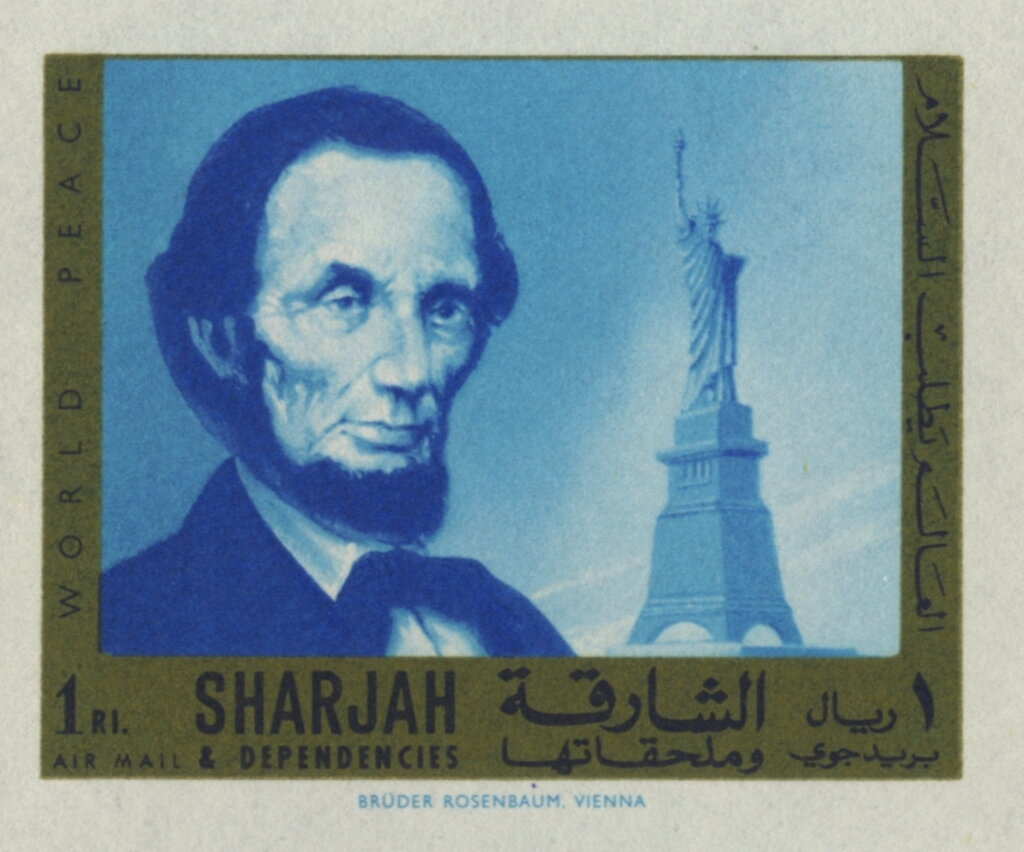
ريال واحد
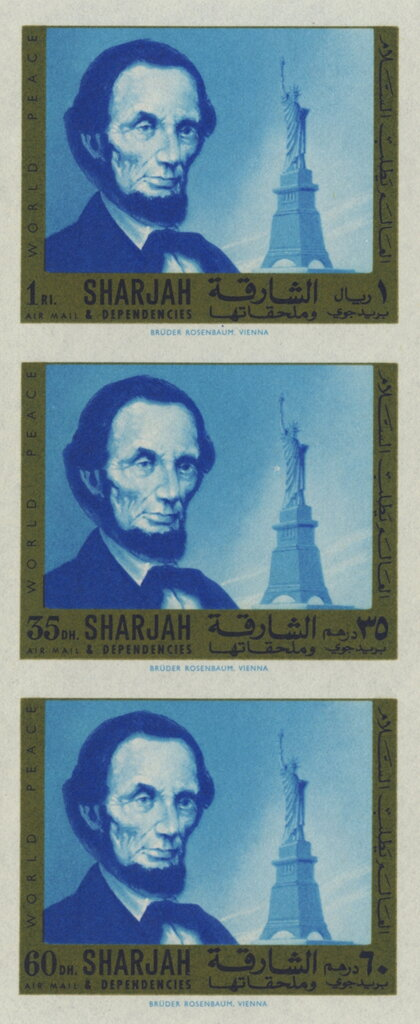
3 طوابع متجاورة من الفئات الثلاثة.

وهذه طوابع جون كينيدي غير المخرمة:

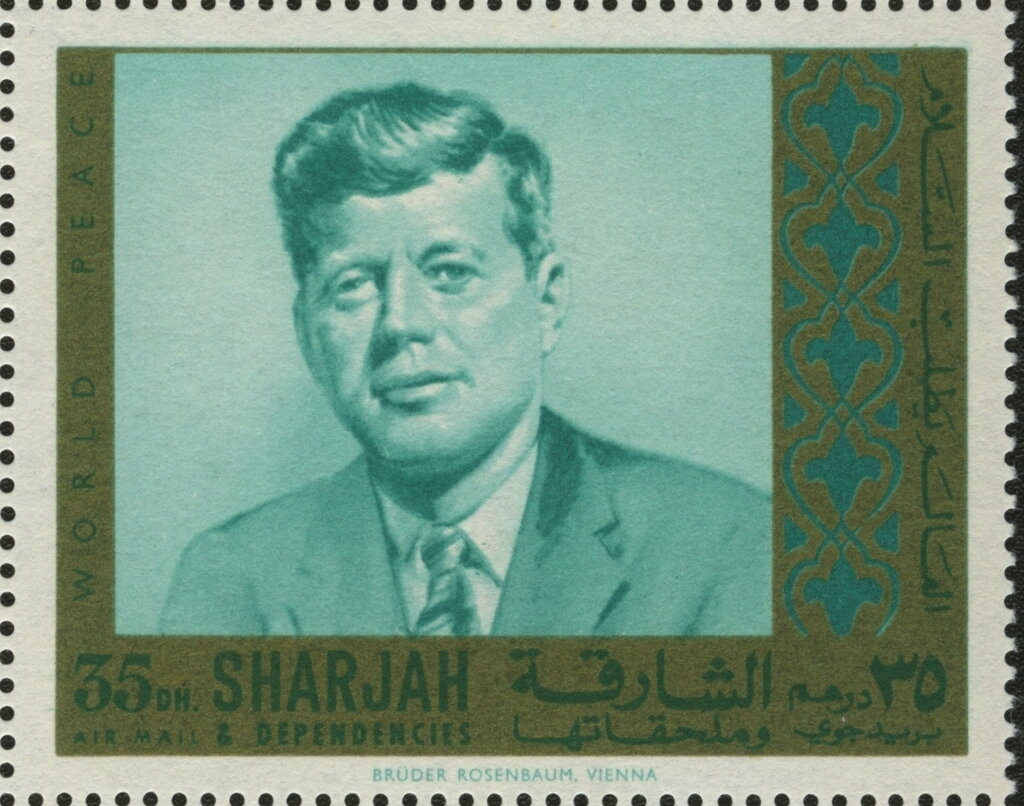
35 درهما
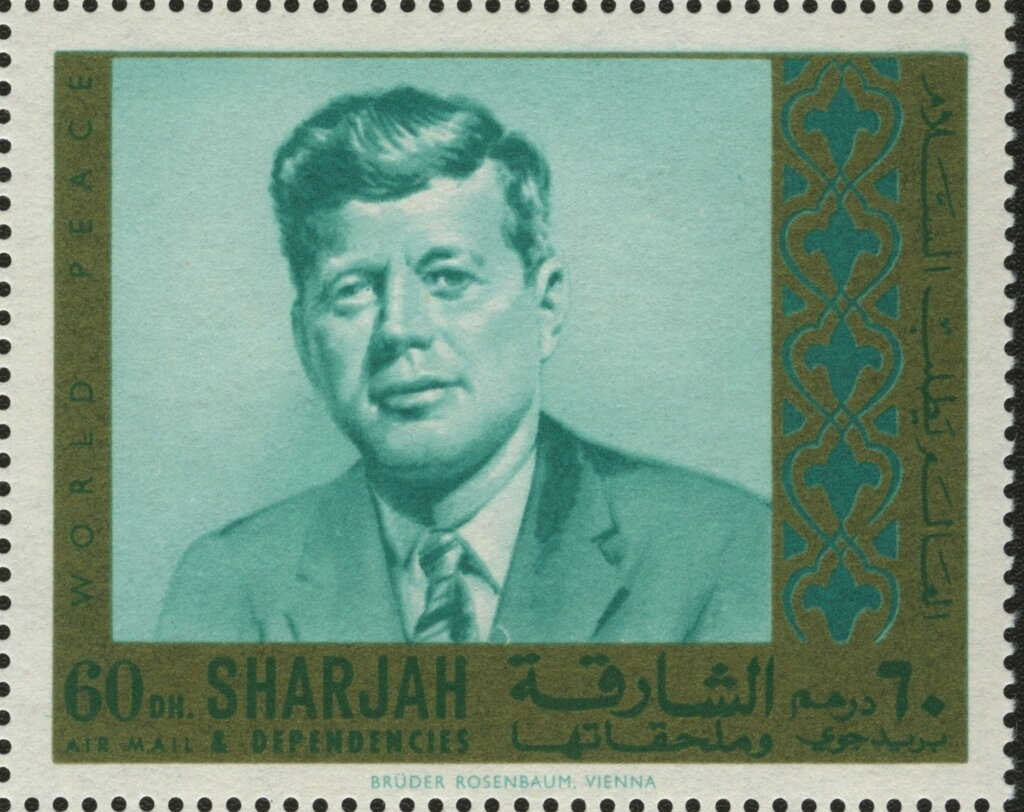
60 درهما
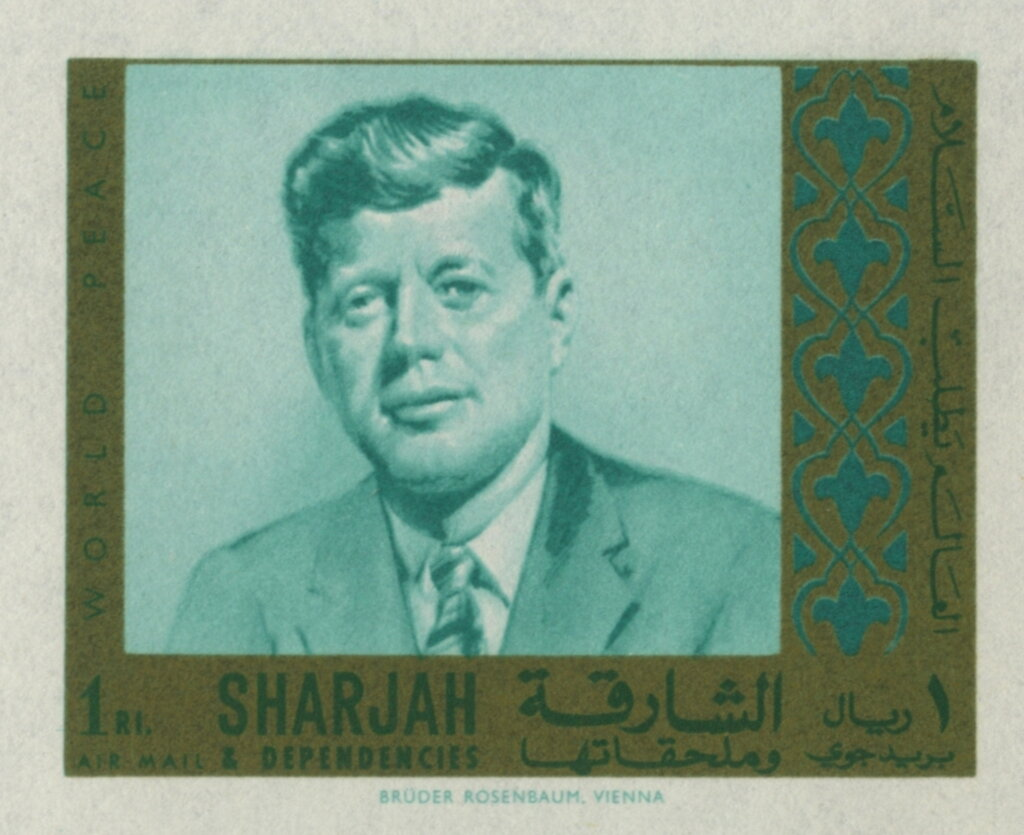
ريال واحد
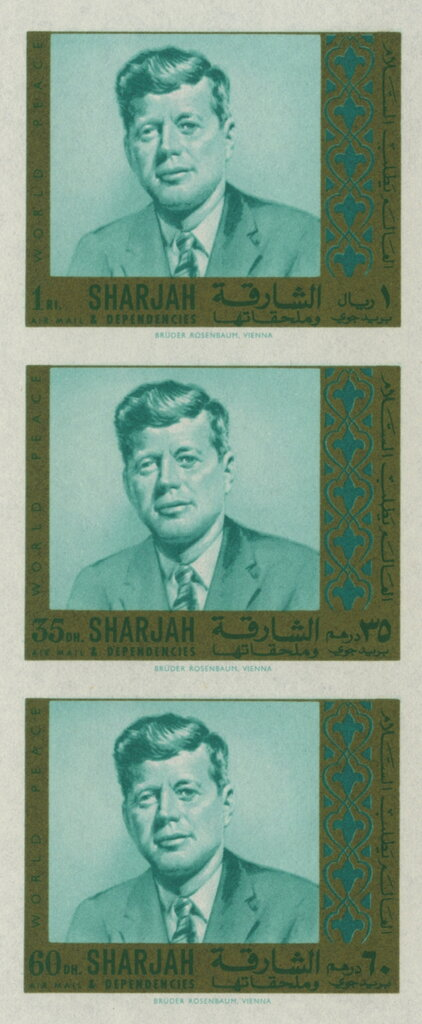
3 طوابع متجاورة من الفئات الثلاثة.

وهذه طوابع مارتن لوثر كينغ الابن غير المخرمة:

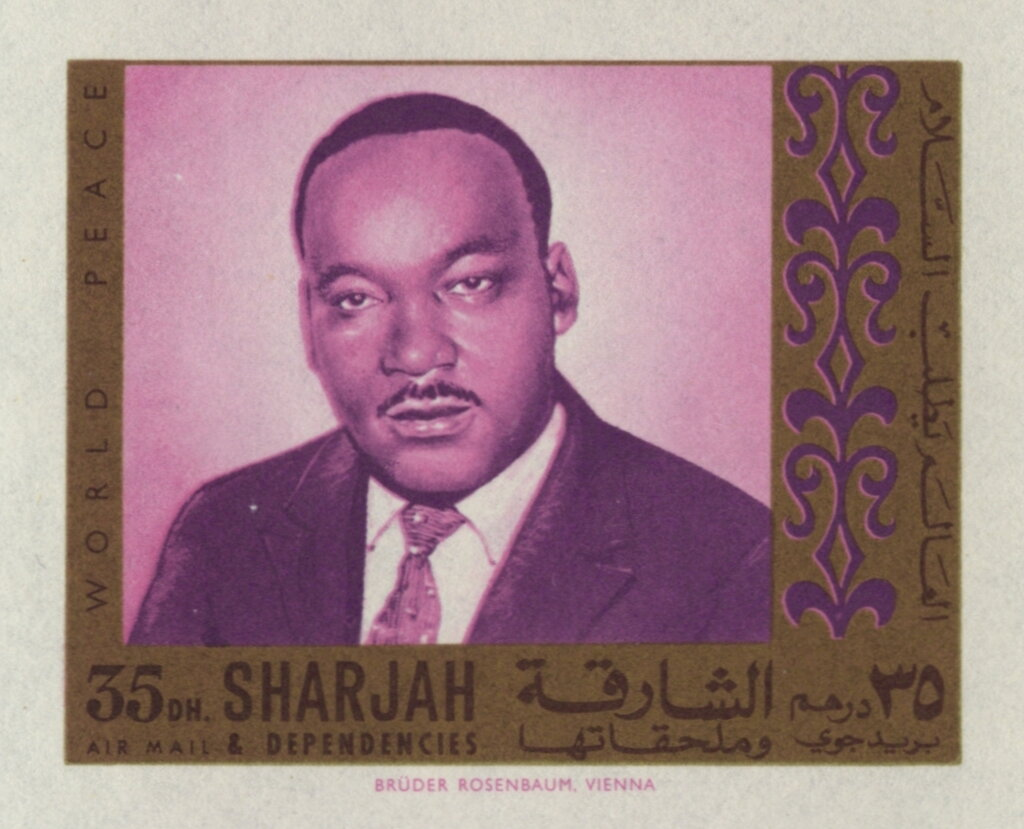
35 درهما
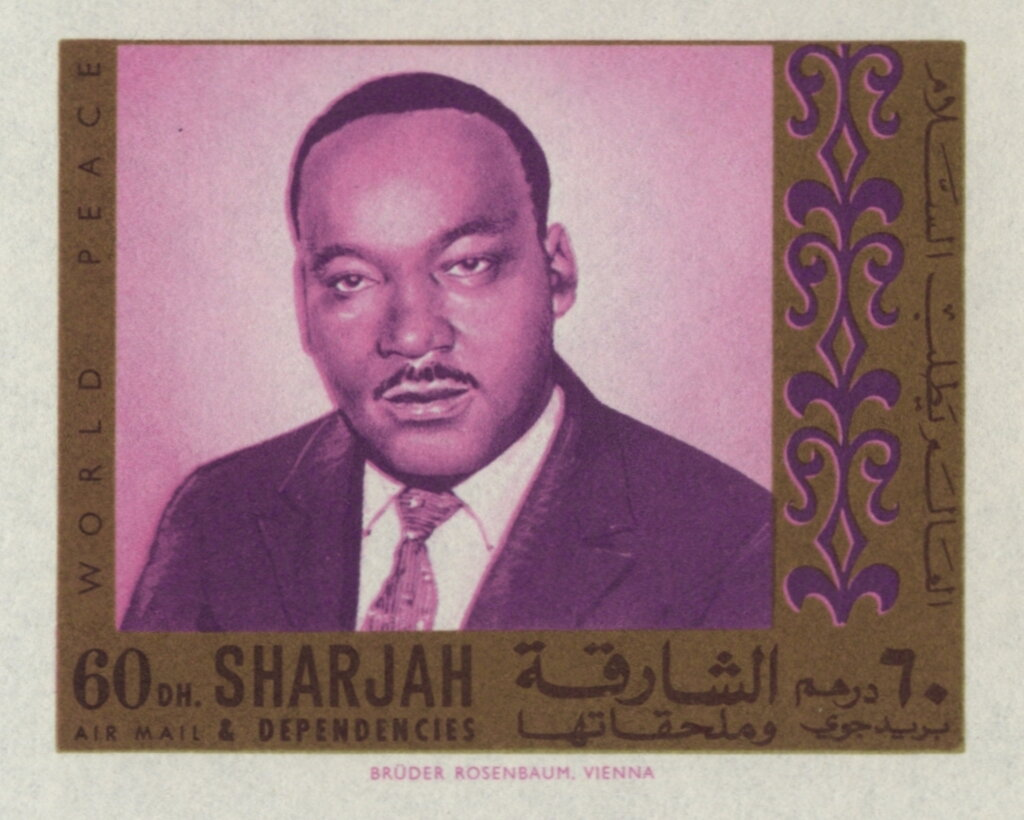
60 درهما
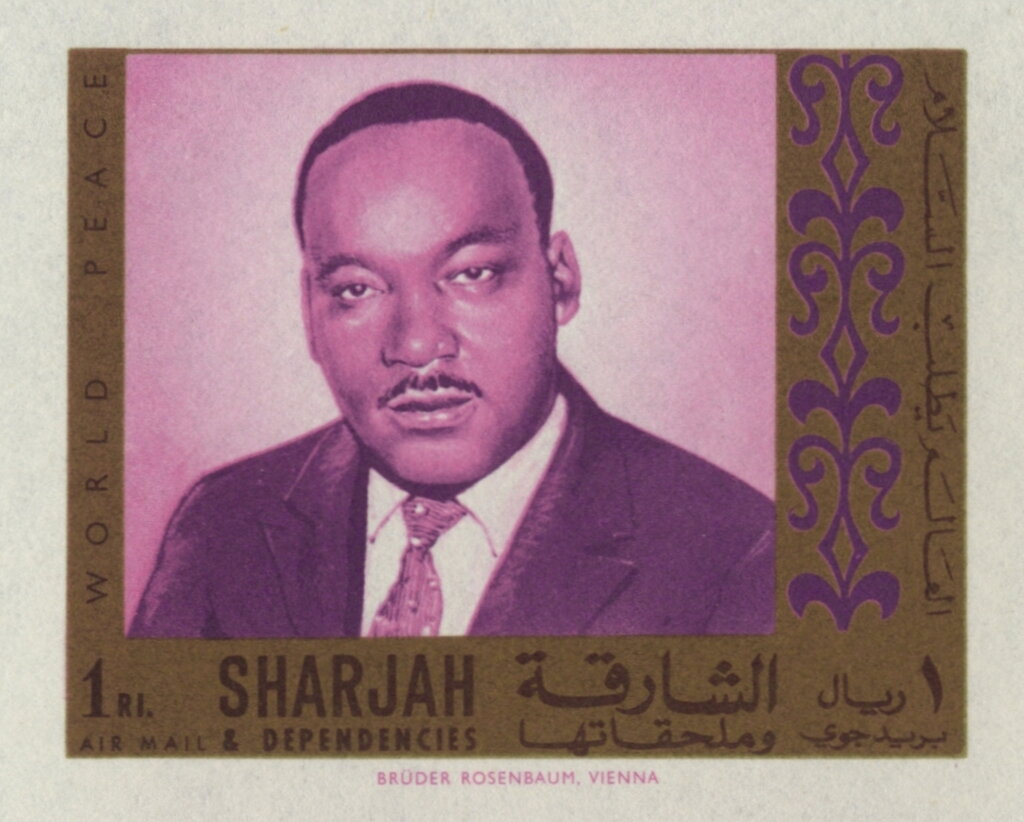
ريال واحد
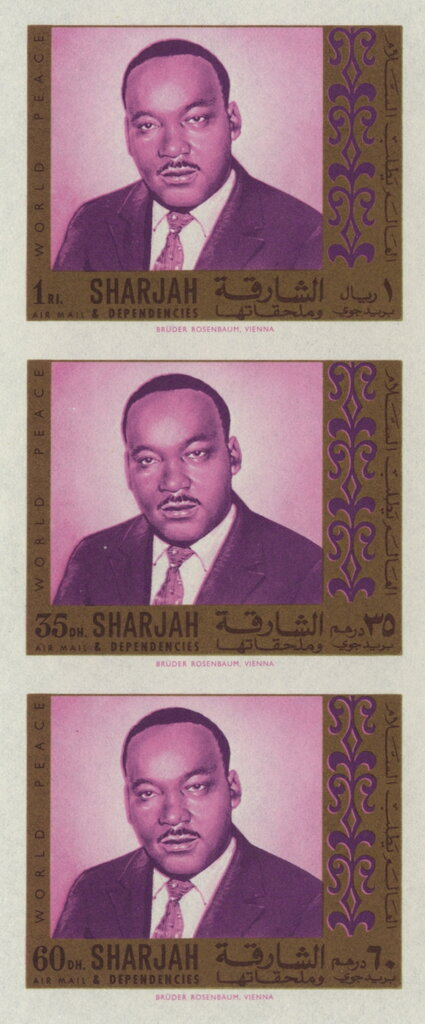
3 طوابع متجاورة من الفئات الثلاثة.

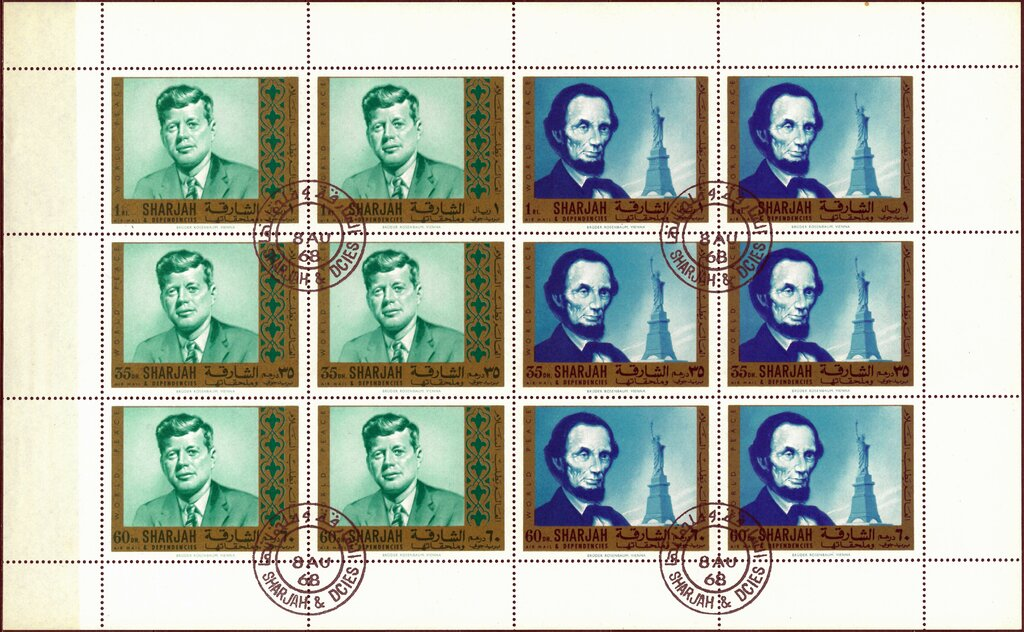
صحيفة طوابع أبراهام لينكون وجون كينيدي المخرمة
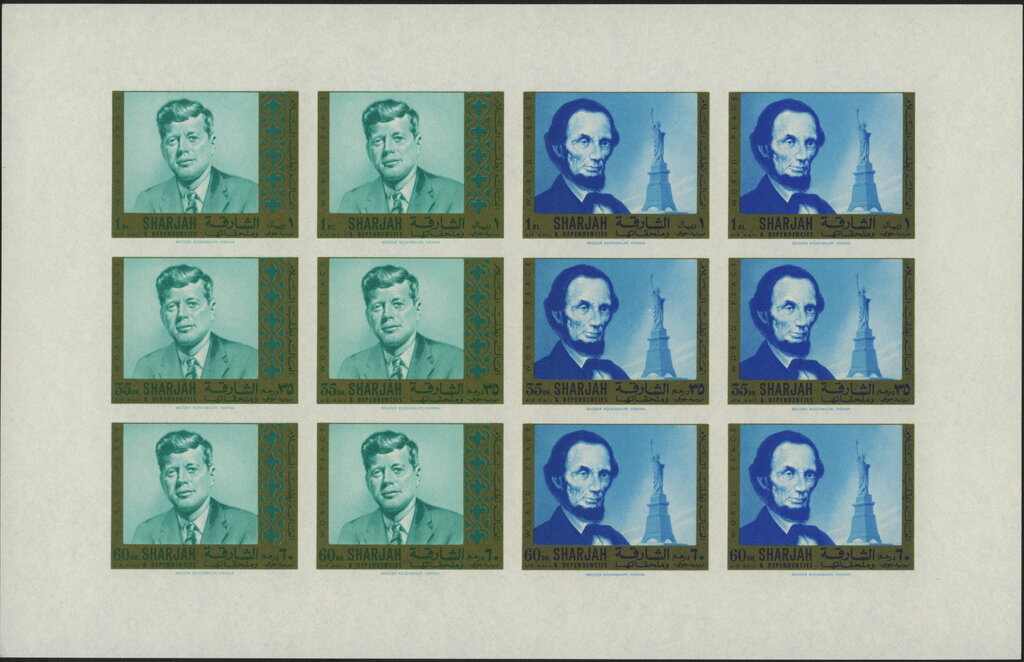
صحيفة طوابع أبراهام لينكون وجون كينيدي غير المخرمة
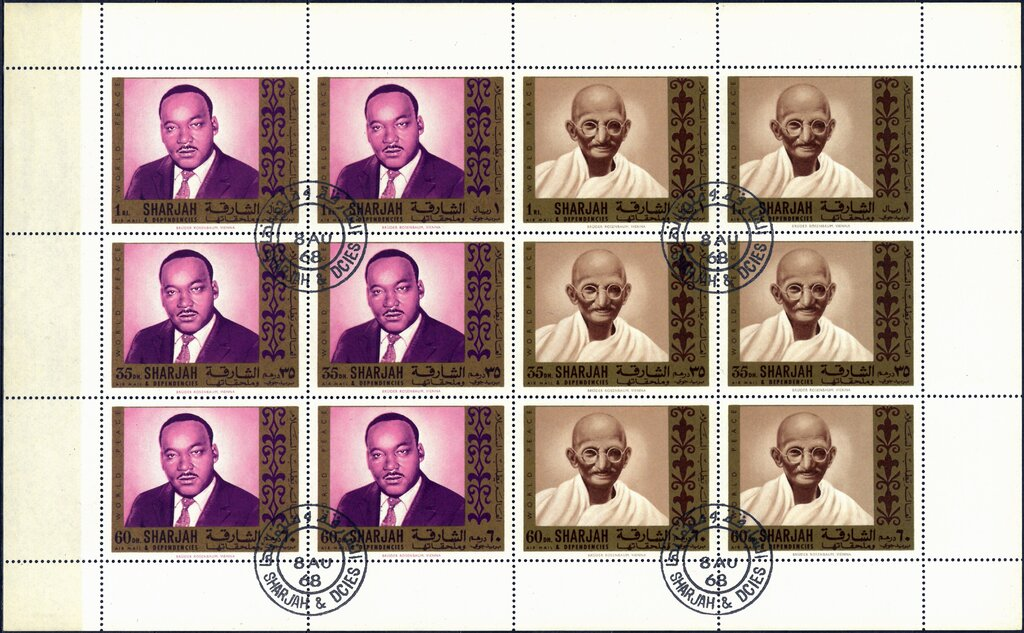
صحيفة طوابع المهاتما غاندي ومارتن لوثر كينغ الابن المخرمة
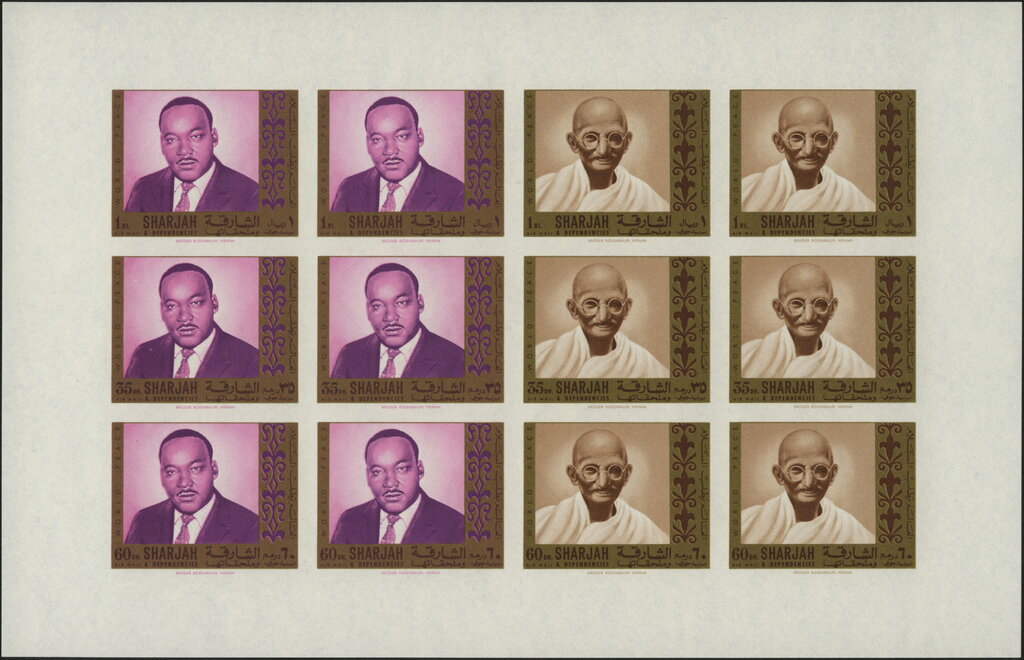
صحيفة طوابع المهاتما غاندي ومارتن لوثر كينغ الابن غير المخرمة

وأصدرت بطاقة تذكارية تحمل صور الطوابع الأربع وعليها عبارة "ذكرى السنة العالمية لحقوق الإنسان"

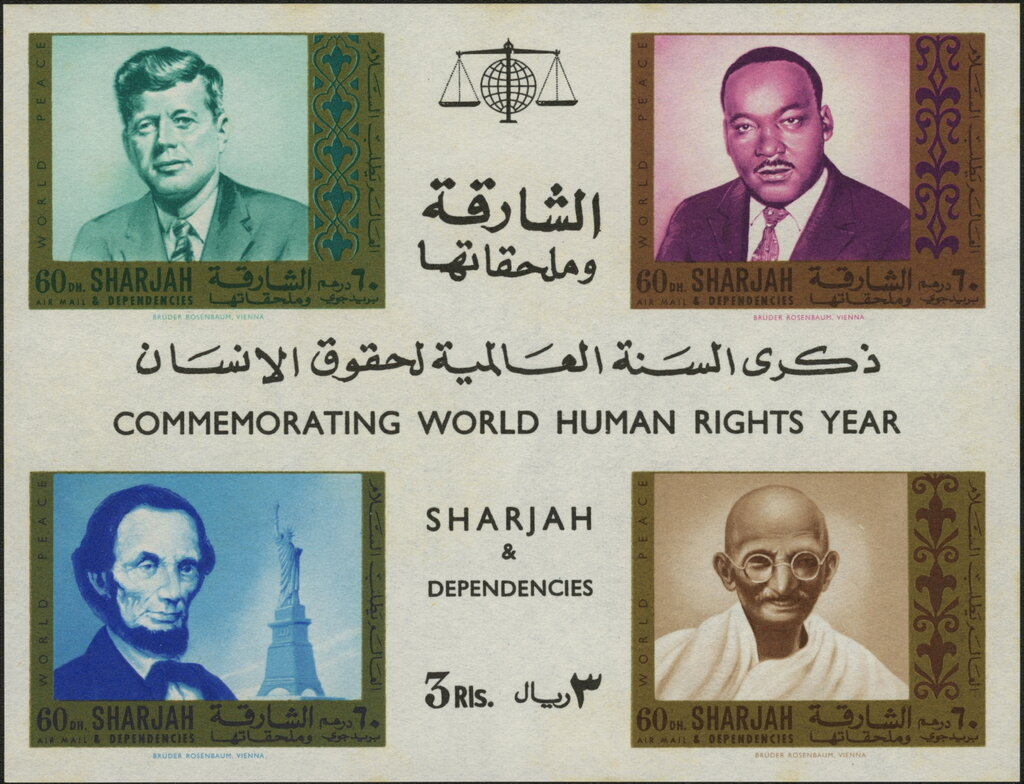
بطاقة تذكارية بقيمة 3 ريالات

## إصدارات الألعاب الأولمبية الصيفية
في 10 أكتوبر 1968، أصدرت الطوابع التالية احتفاء بدورة الألعاب الأولمبية الصيفية لعام 1968 التي أقيمت في مدينة مكسيكو للفترة من يوم 12 أكتوبر إلى يوم 27 أكتوبر 1968.

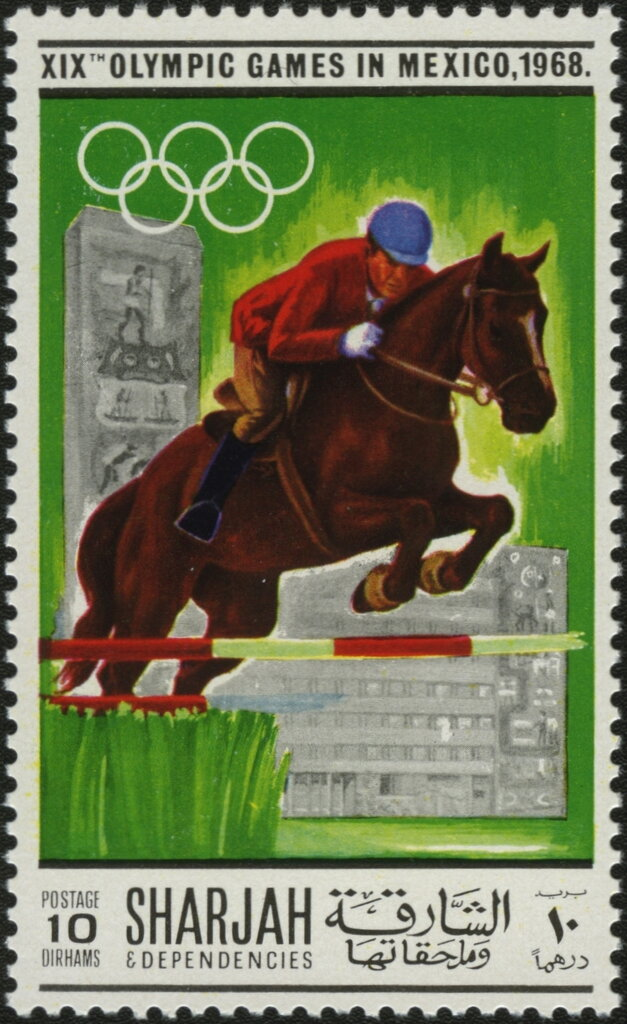
10 دراهم
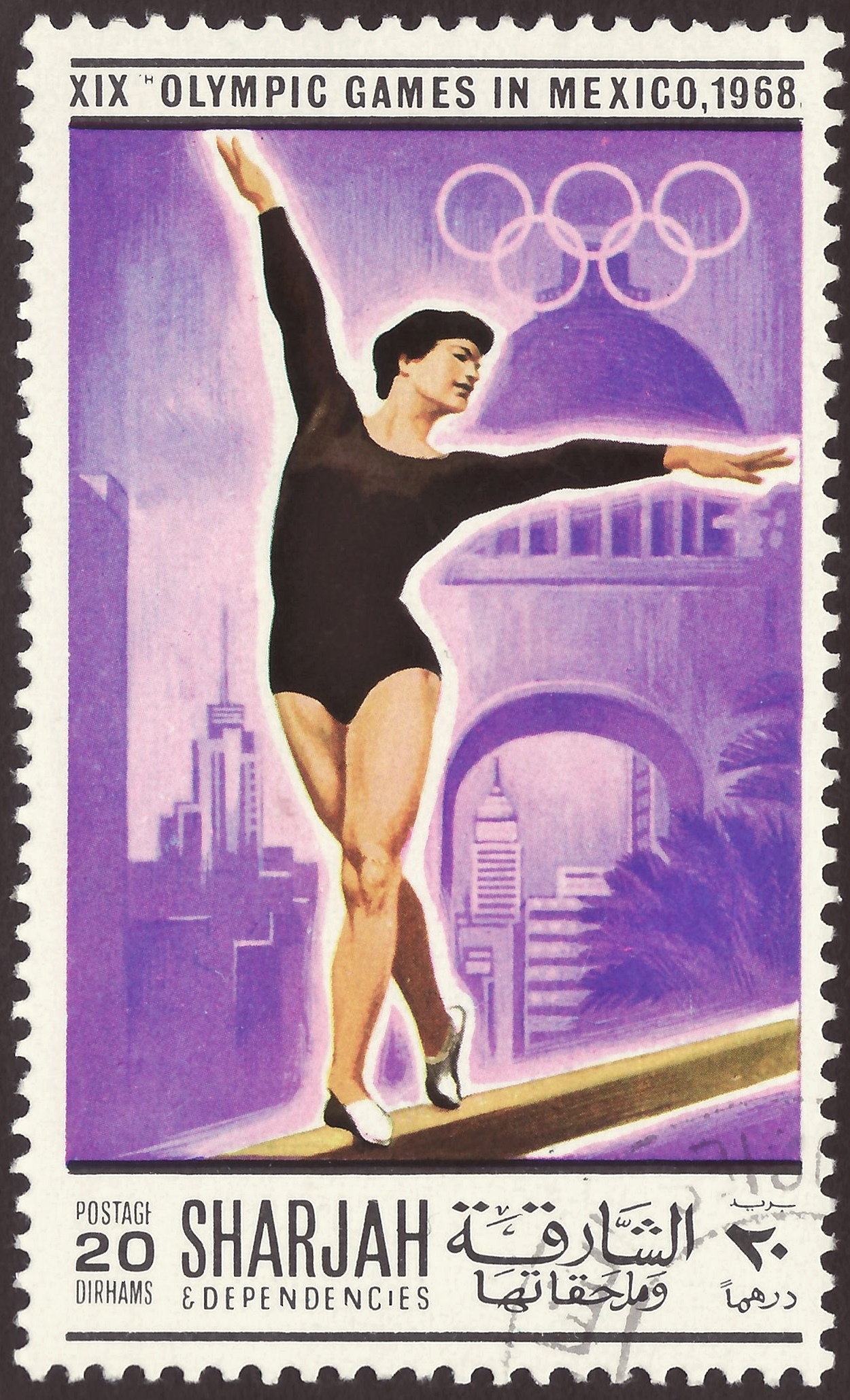
20 درهما
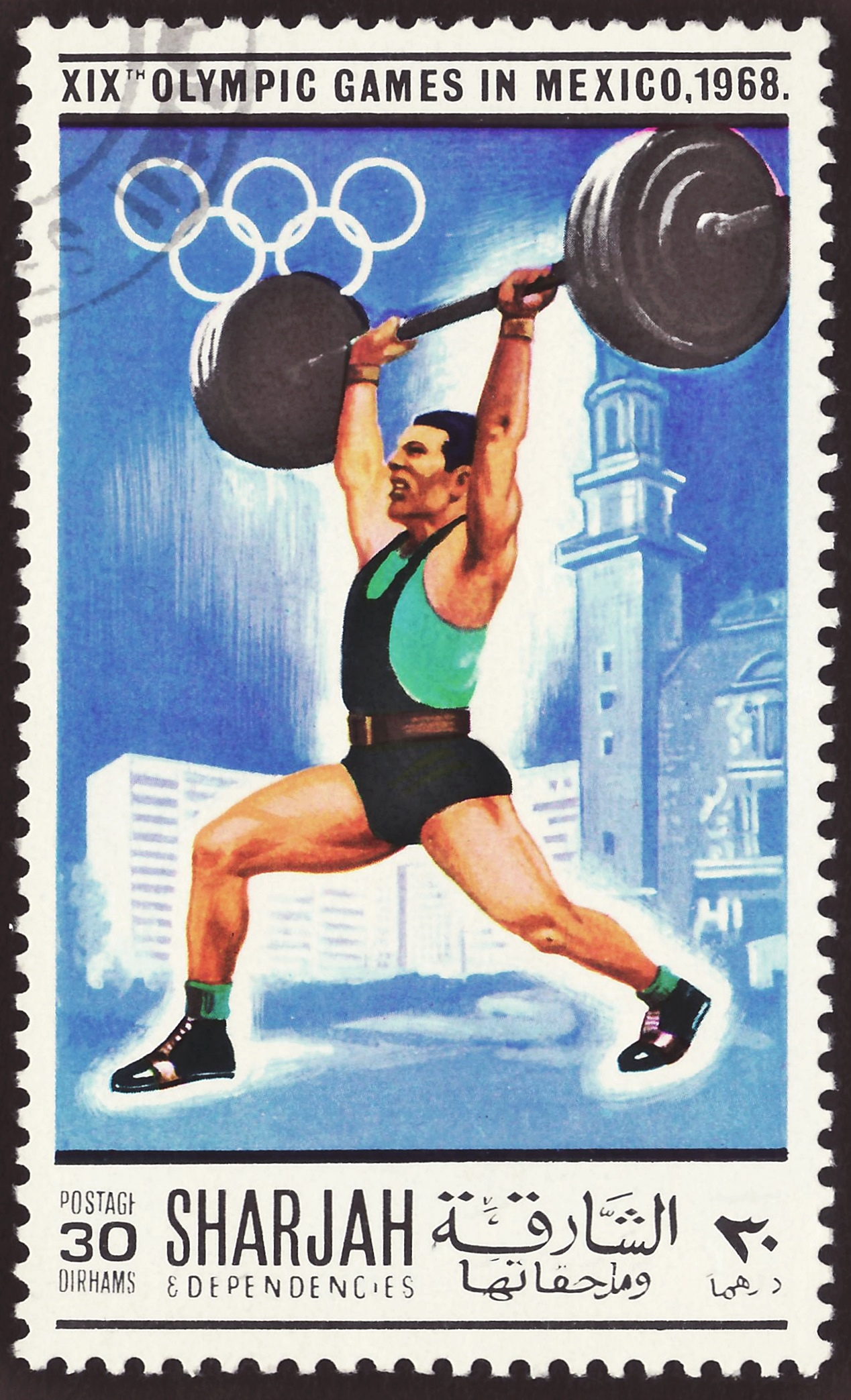
30 درهما
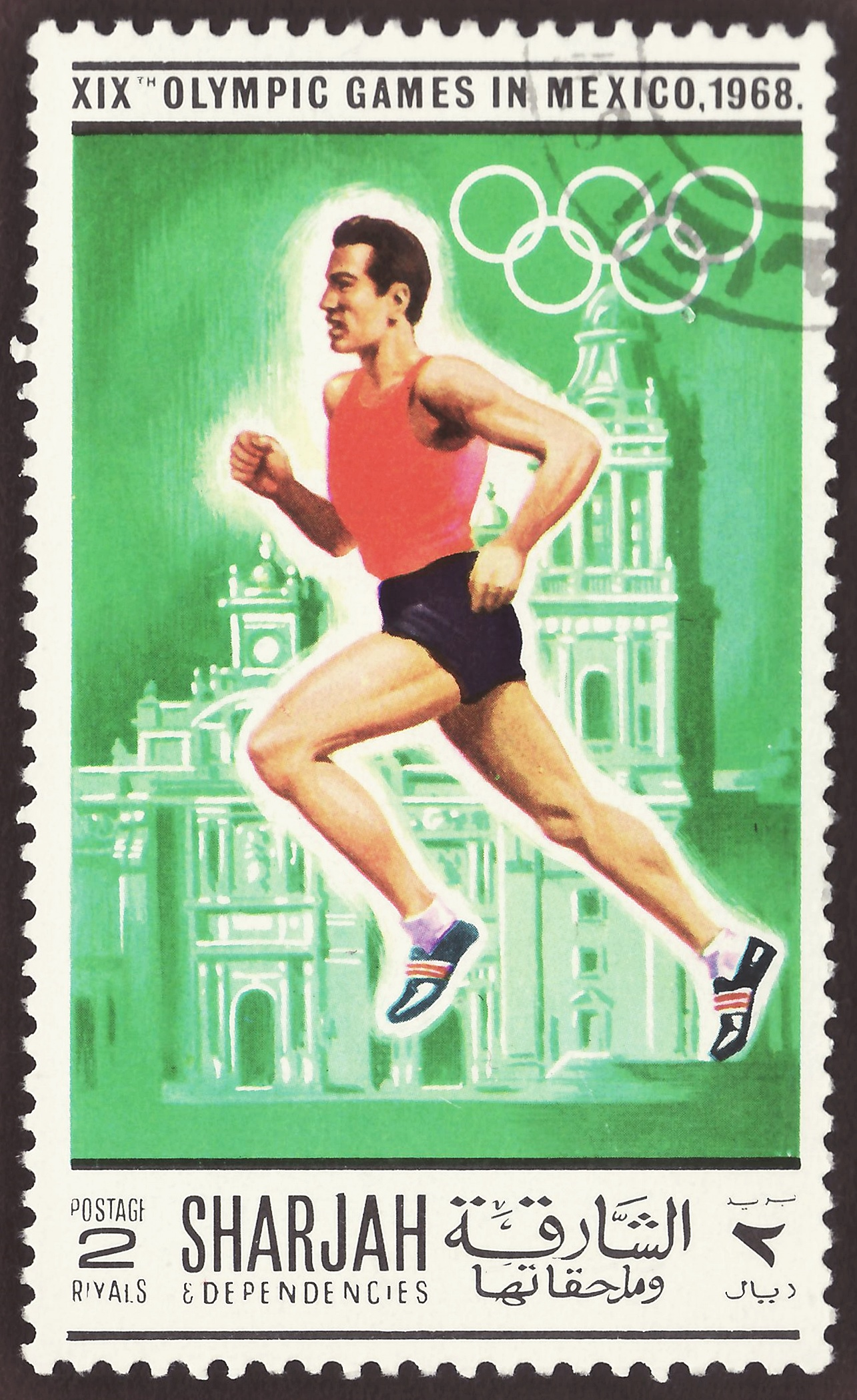
ريالان
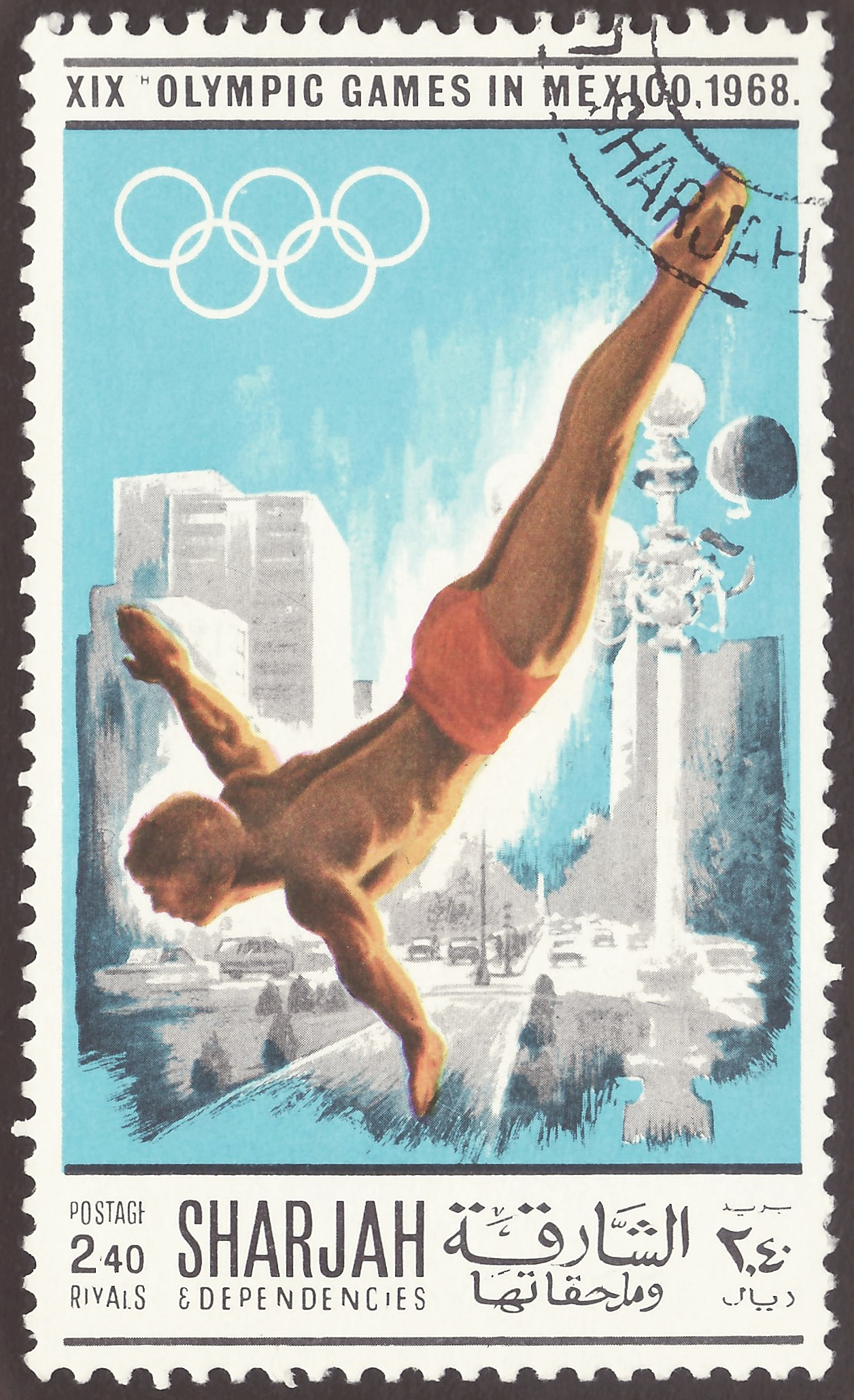
ريالان و40 درهما
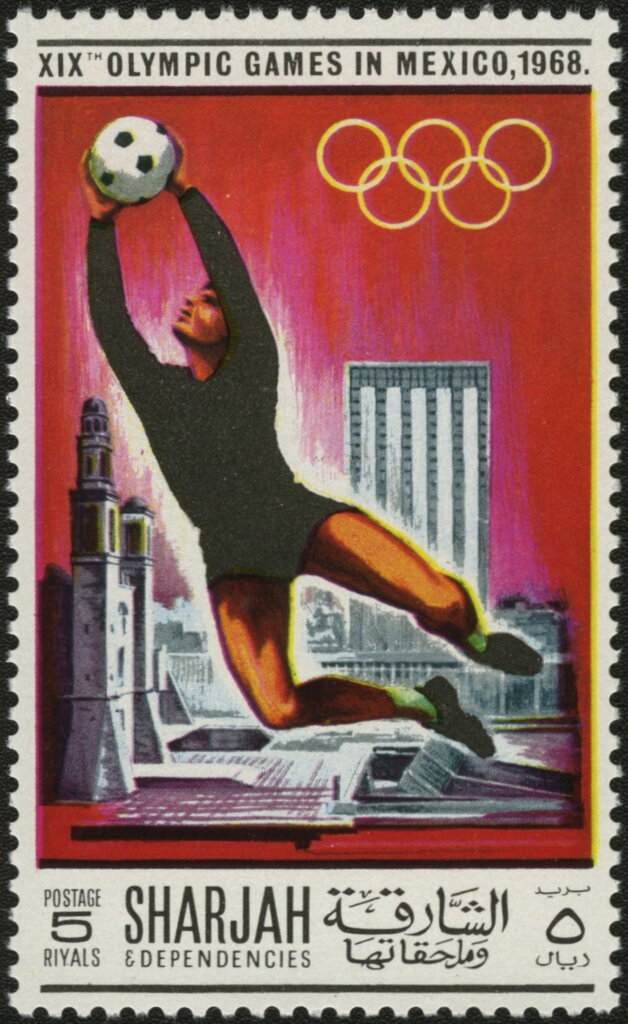
5 ريالات
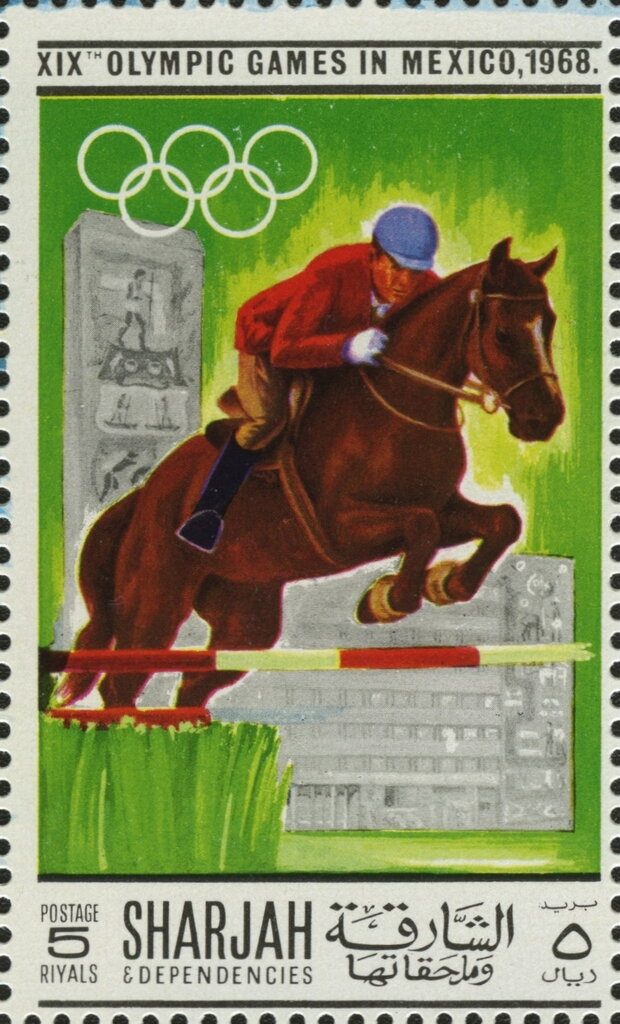
5 ريالات

وهذه صور صحائف الطوابع:

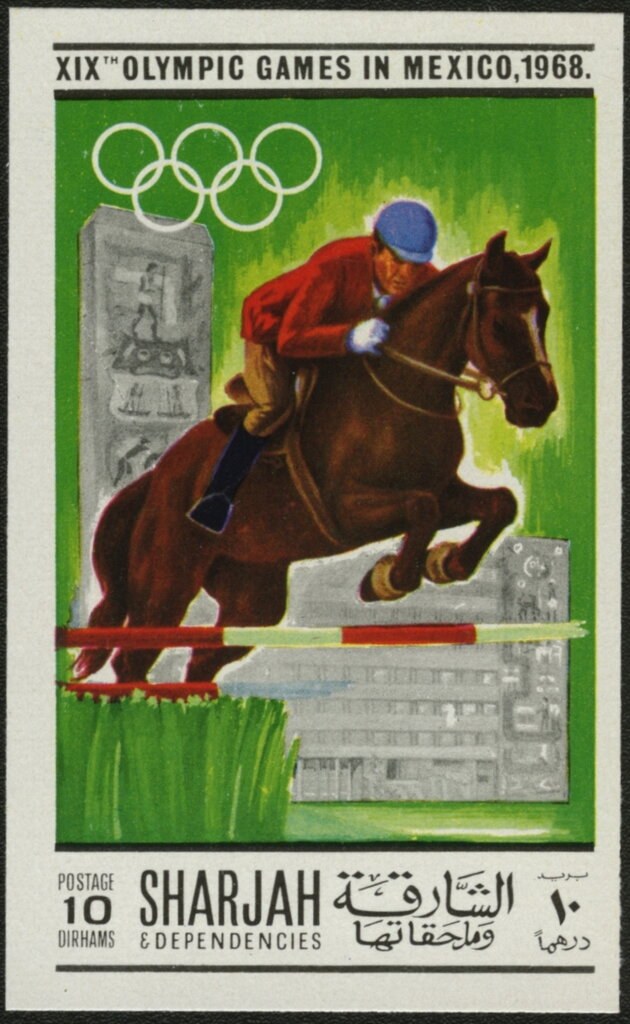
10 دراهم
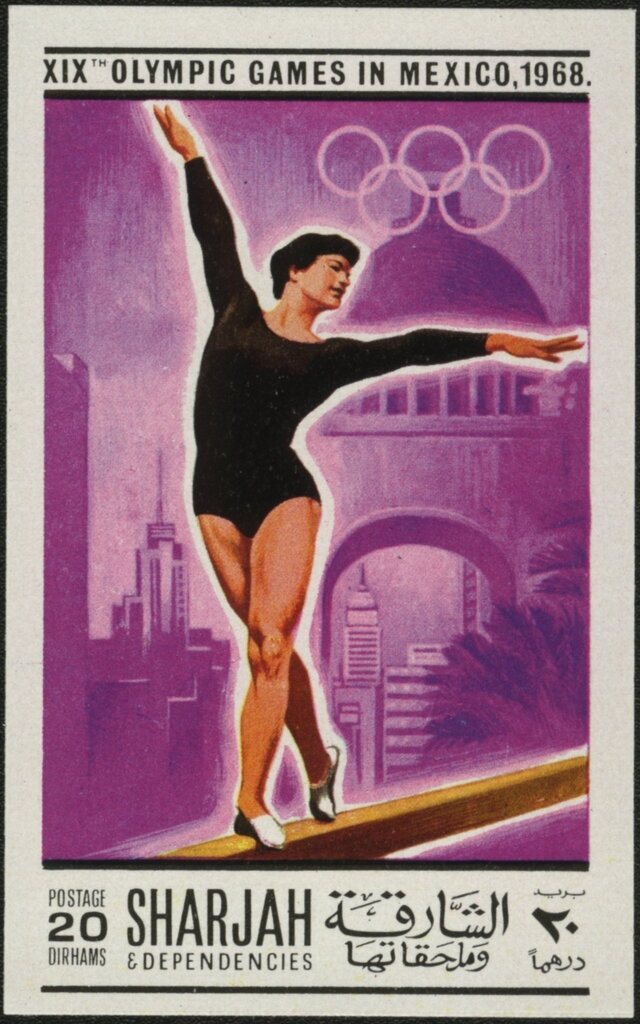
20 درهما
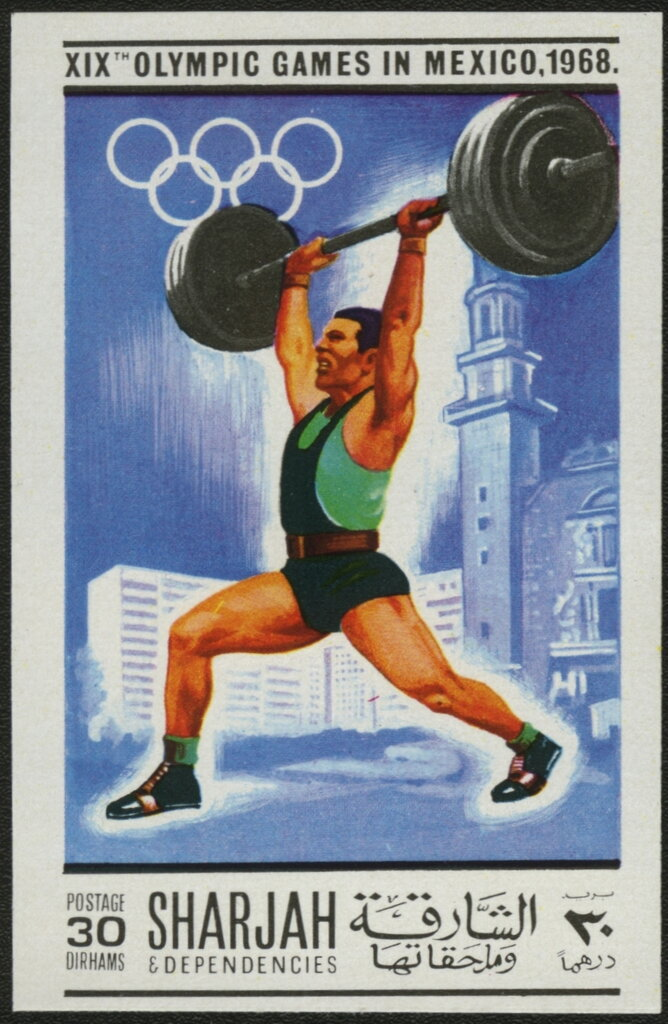
30 درهما
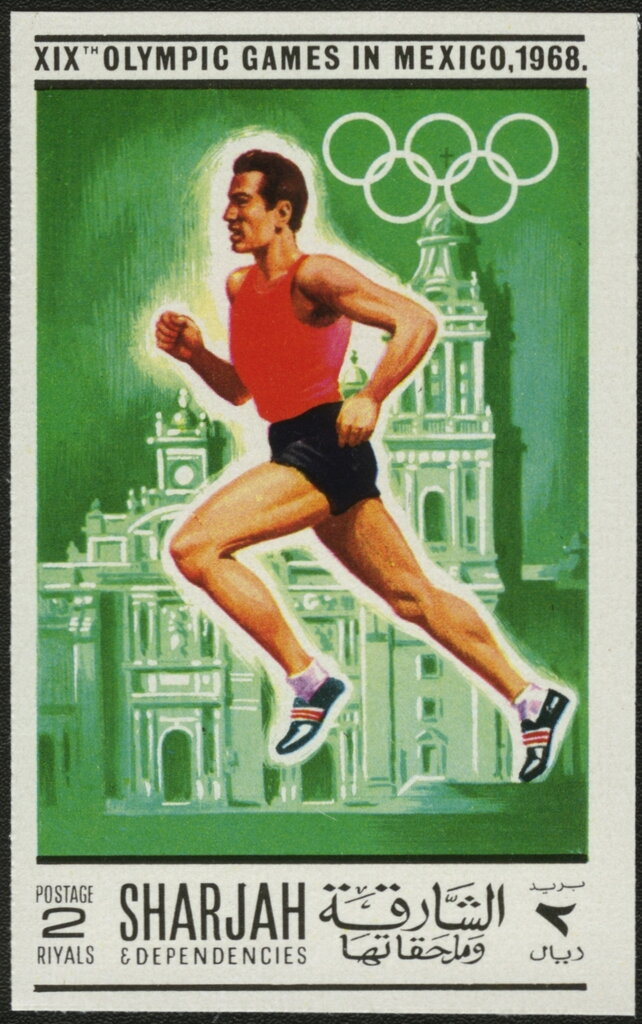
ريالان
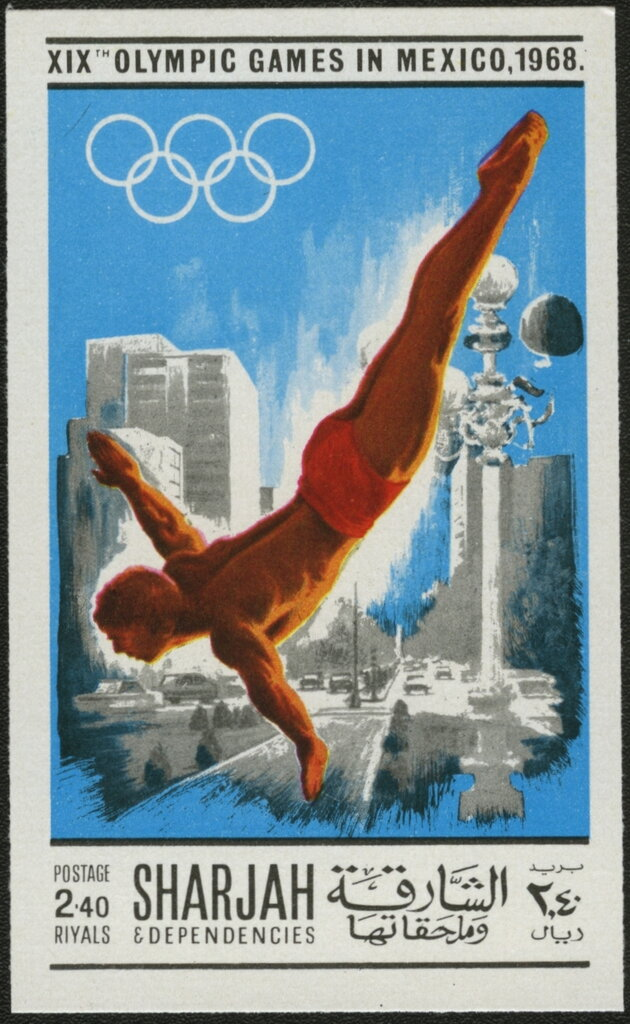
ريالان وأربعون درهما
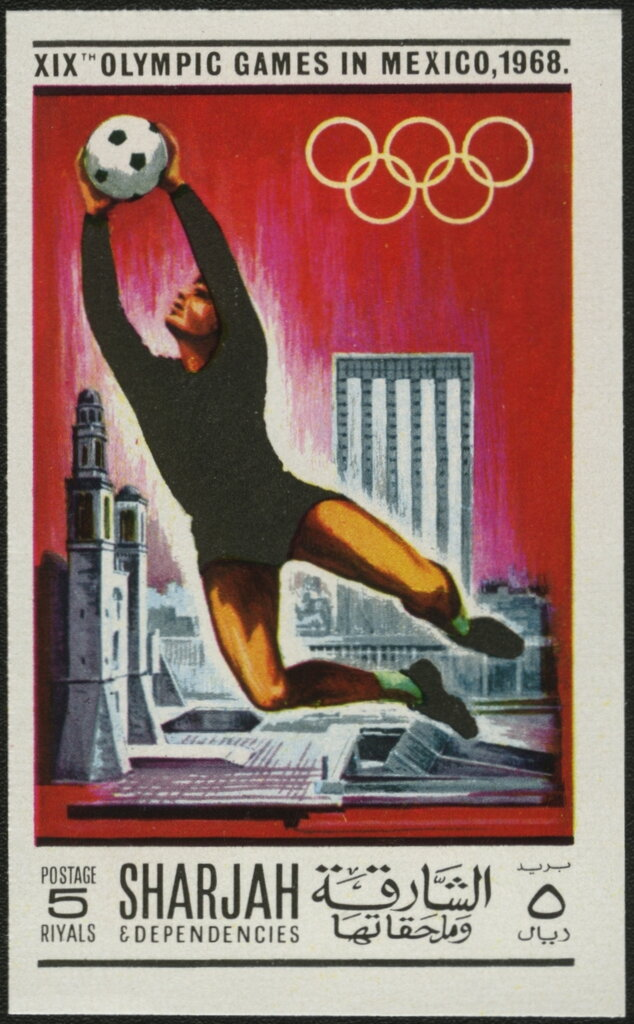
5 ريالات
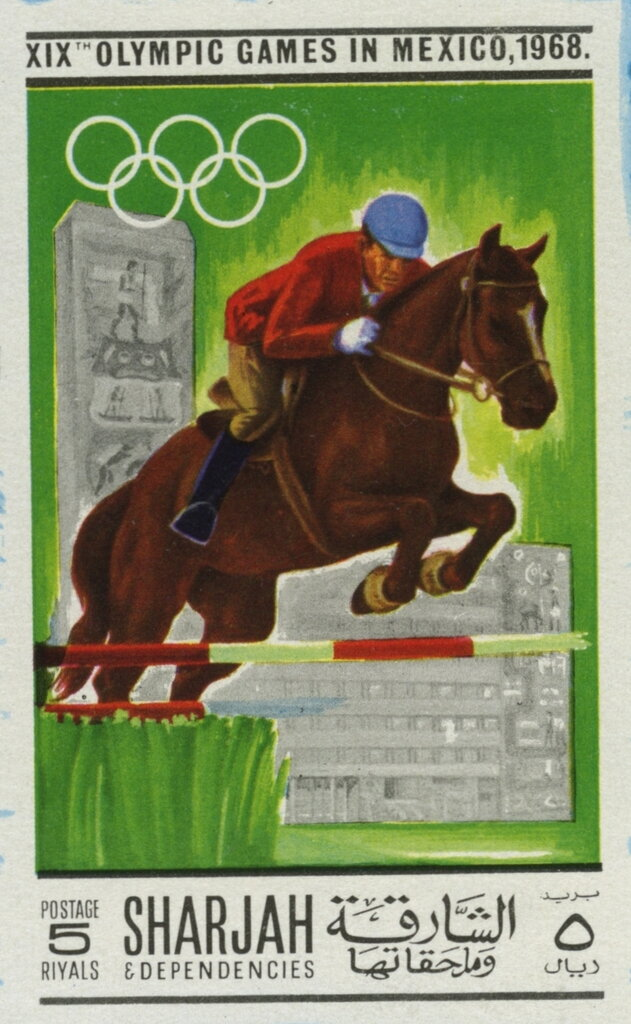
5 ريالات

وكذلك توفرت منها إصدار طوابع غير مخرمة:

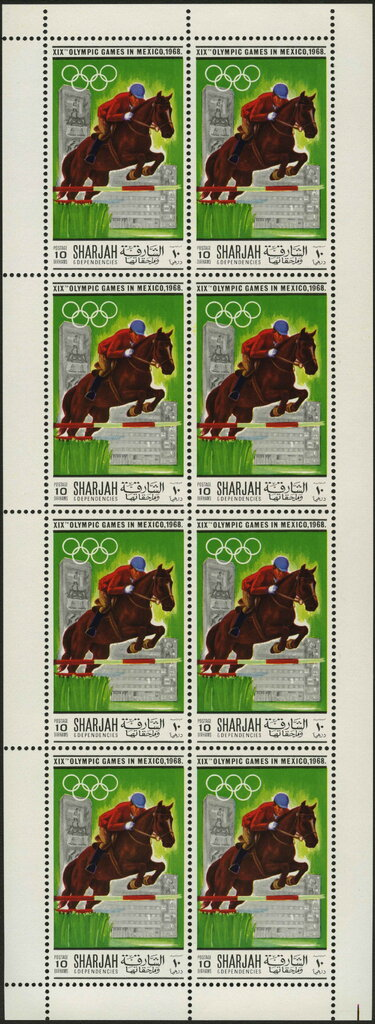
10 دراهم
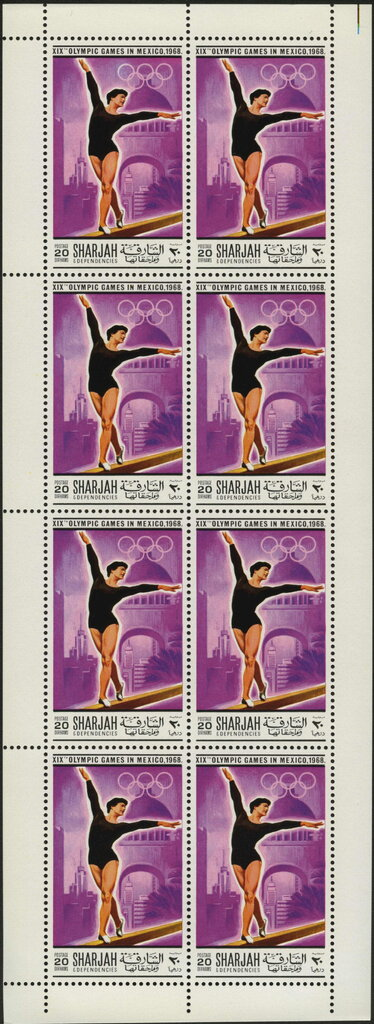
20 درهما
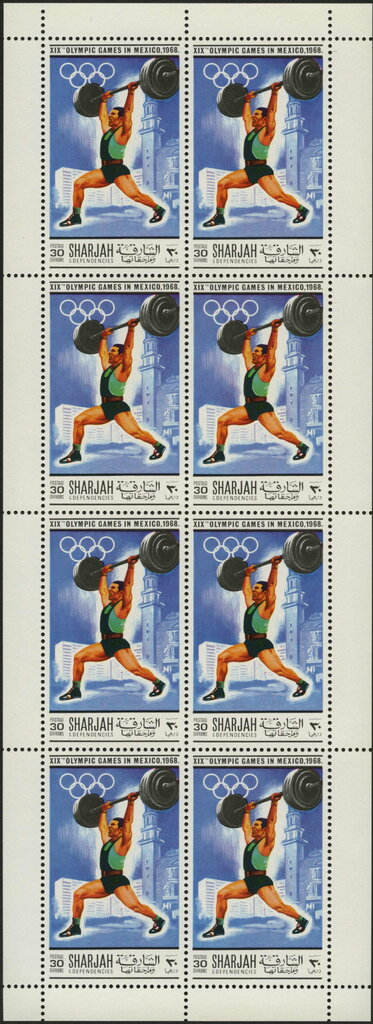
30 درهما
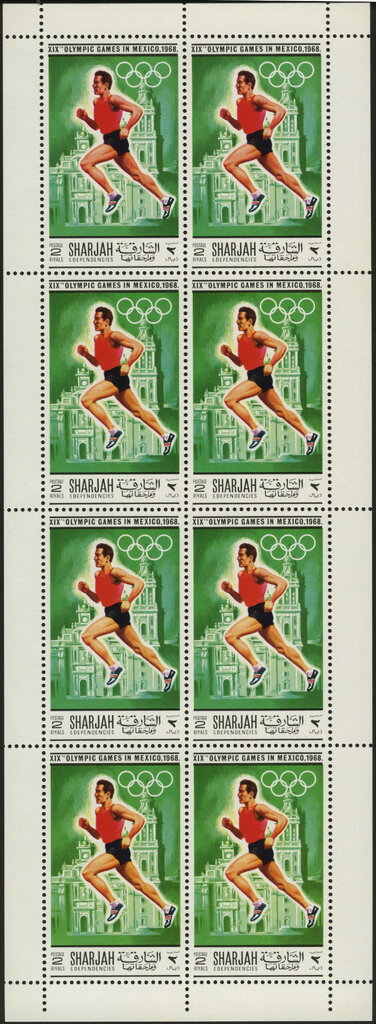
ريالان
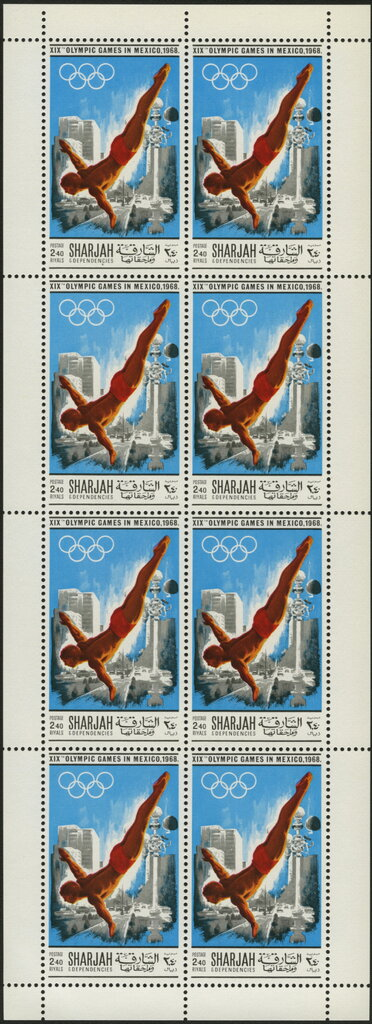
ريالان و40 درهما
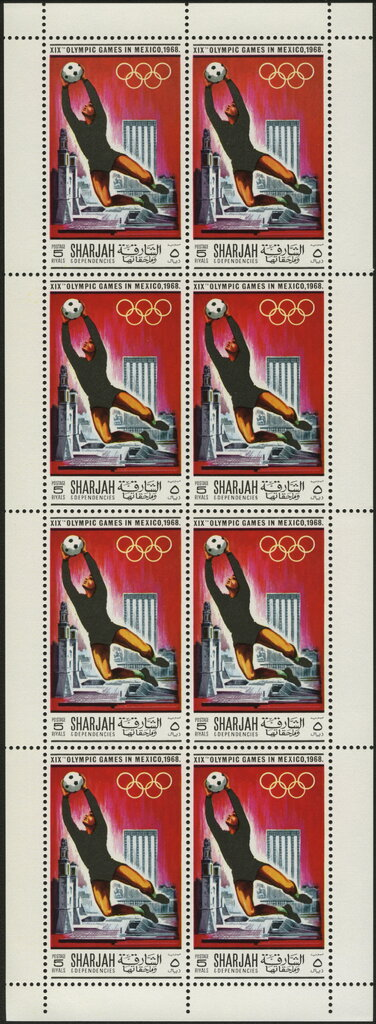
5 ريالات
- 5 ريالات

وكذلك توفر بطاقات:

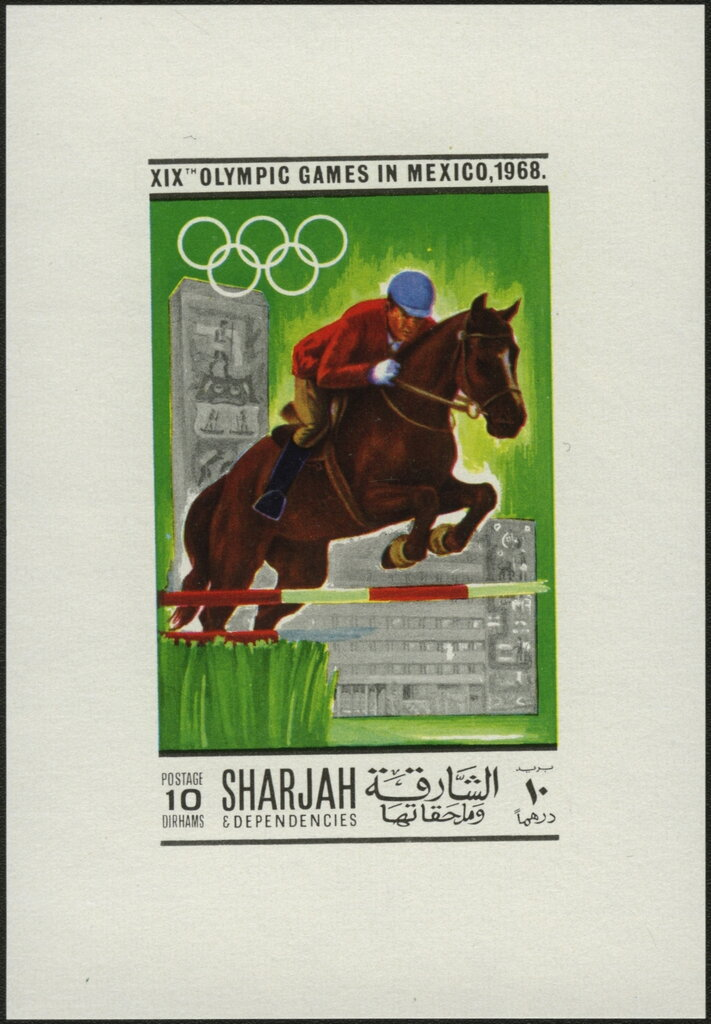
10 دراهم
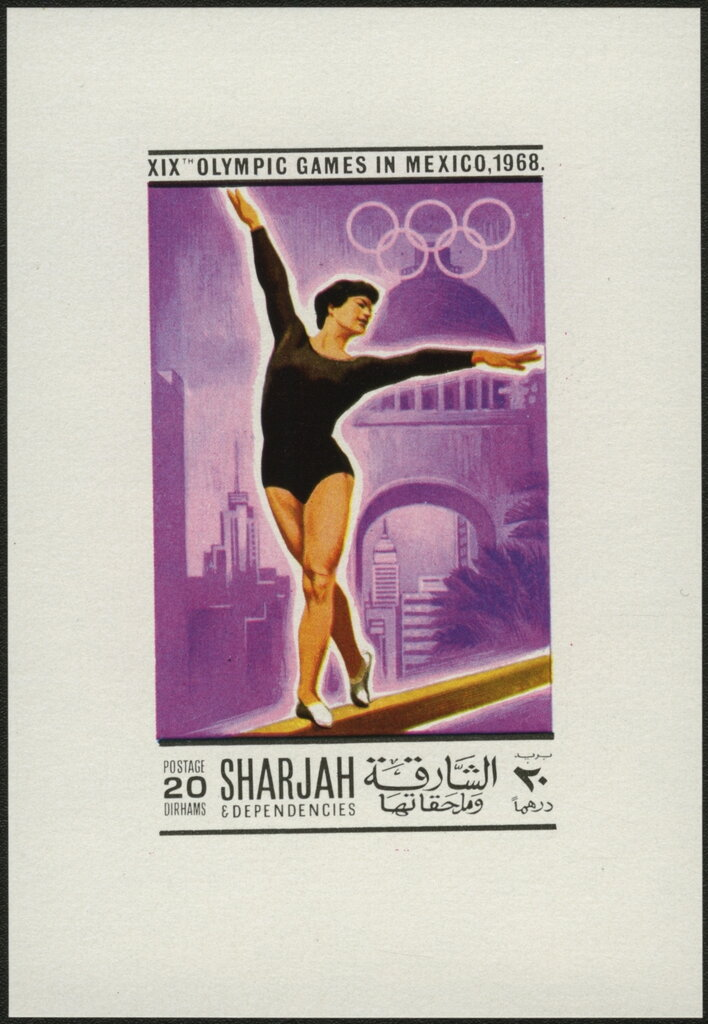
20 درهما
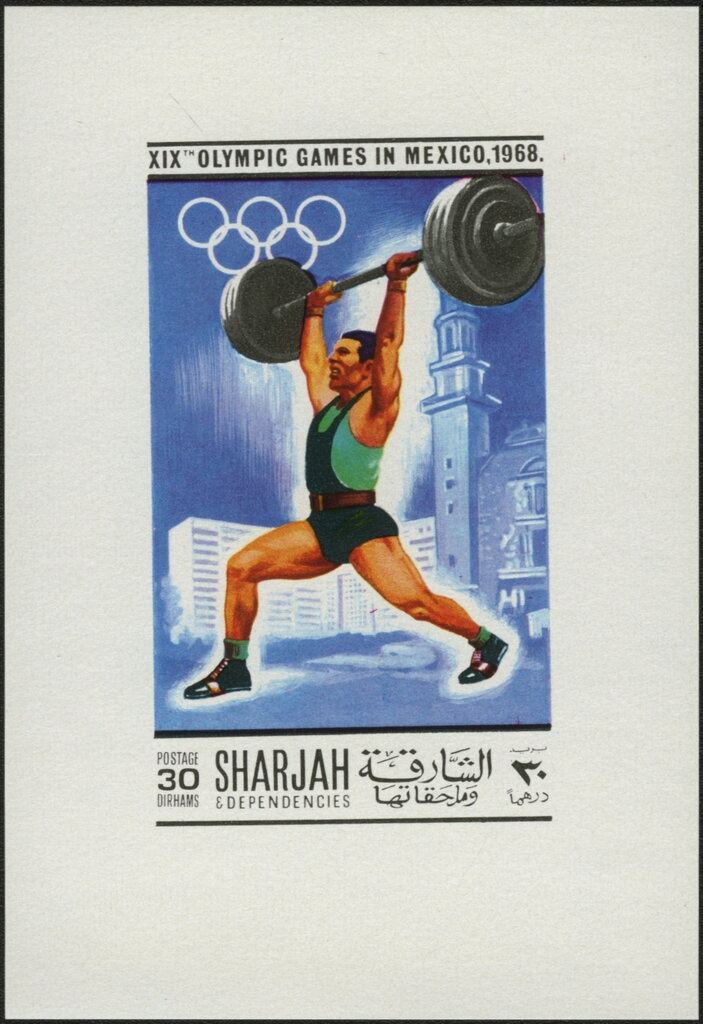
30 درهما
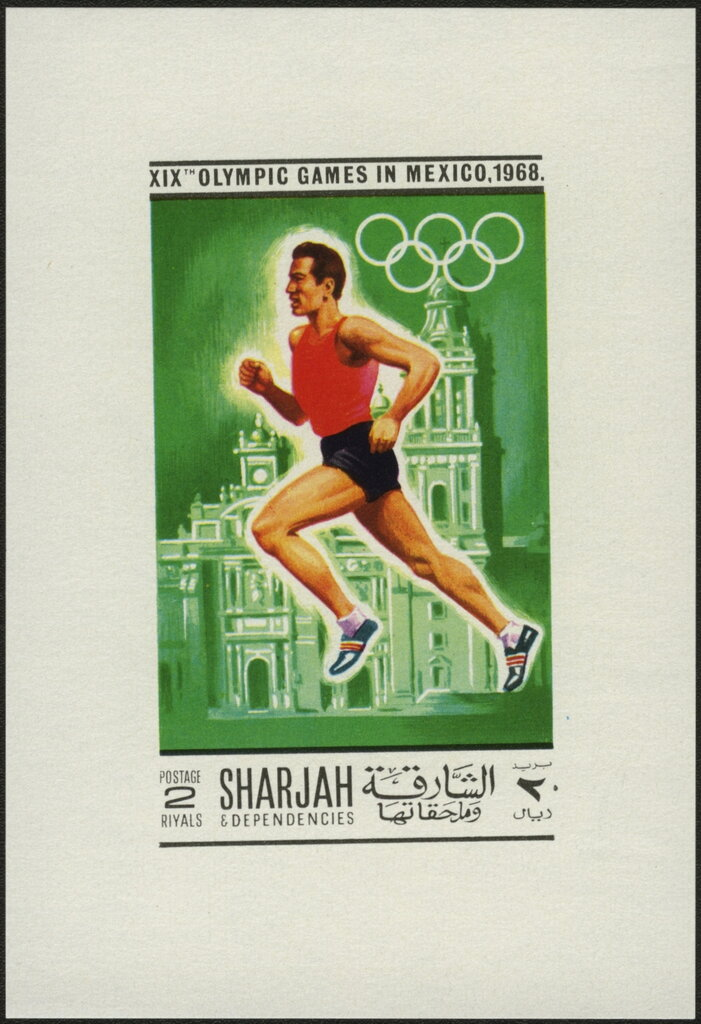
ريالان
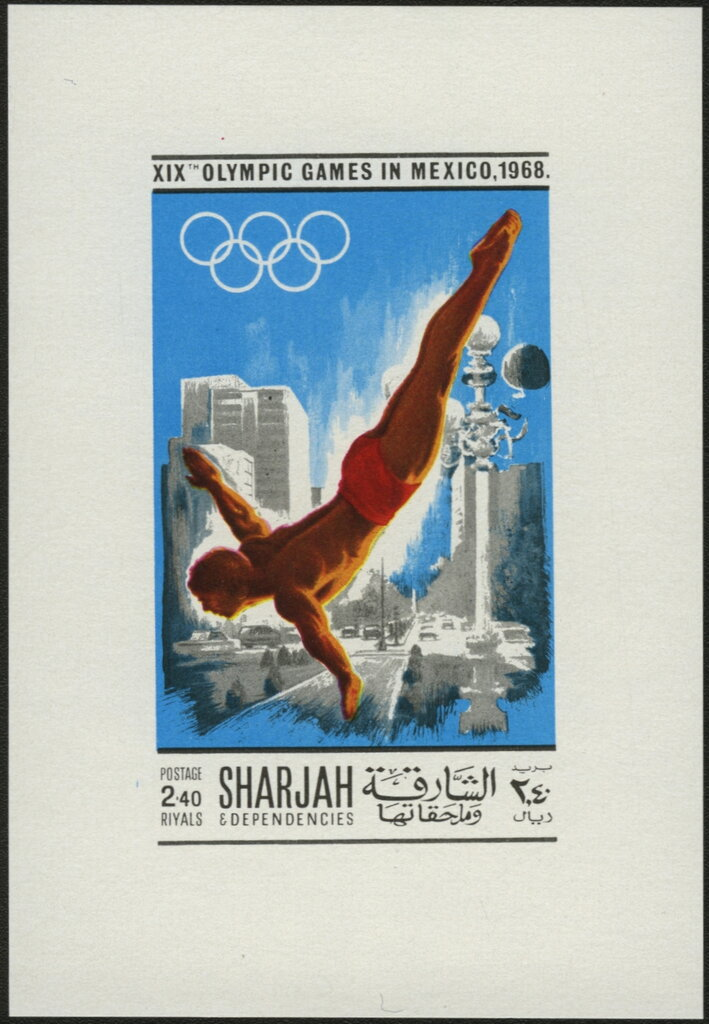
ريالان و40 درهما
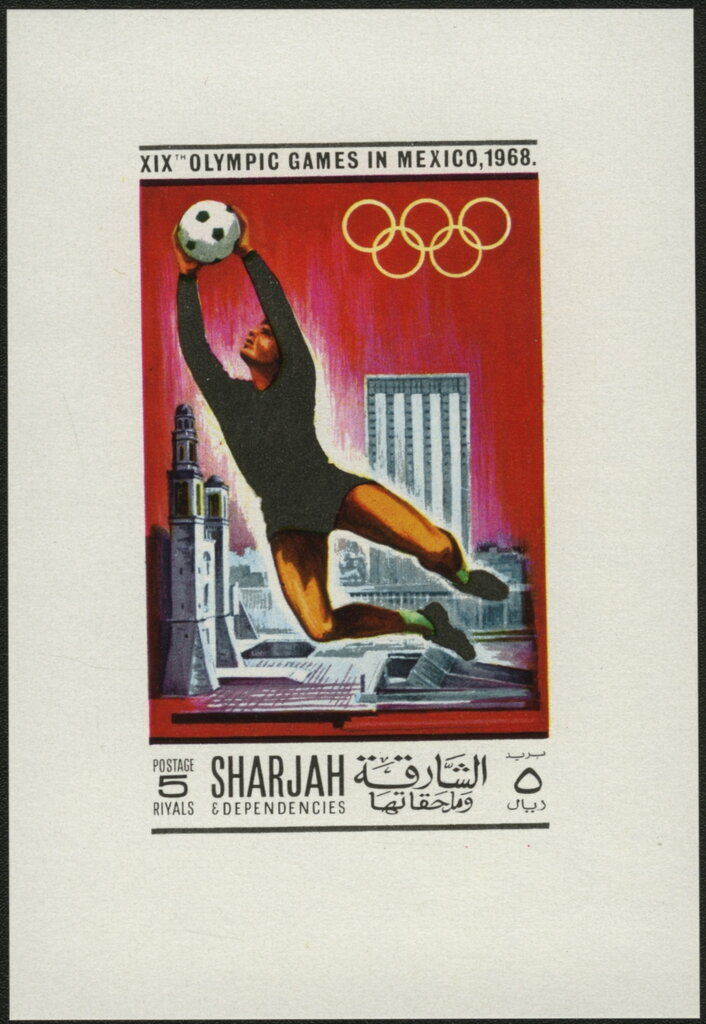
5 ريالات

وكذلك أصدر بطاقة تذكارية تضم طابعا بقيمة 5 ريالات، وقد توفر منها بطاقة مخرمة وأخرى غير مخرمة:

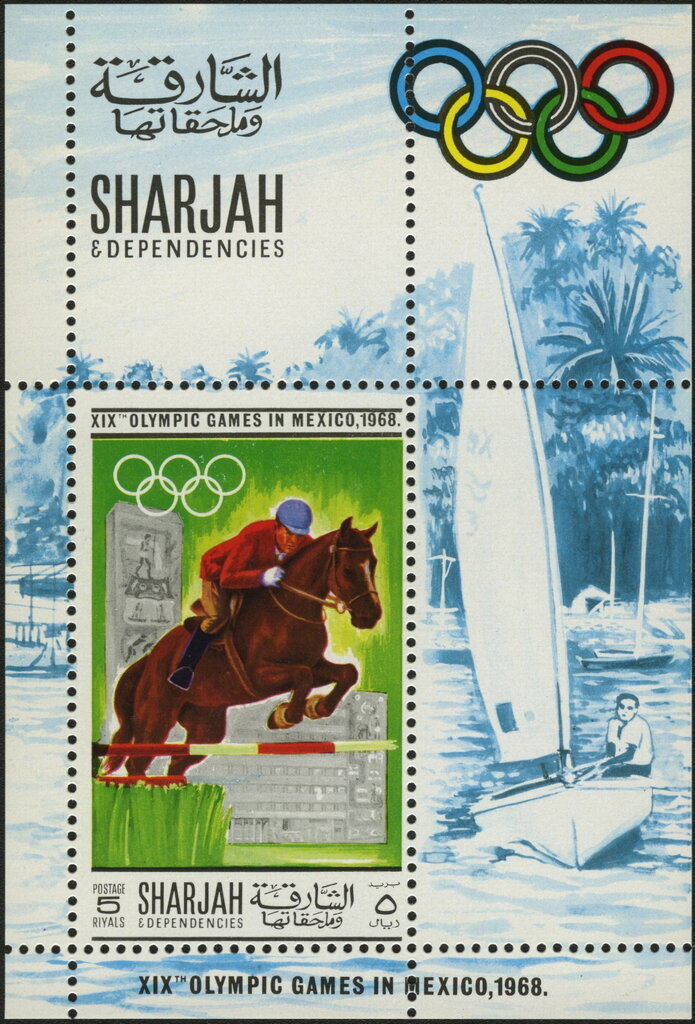
البطاقة المخرمة.
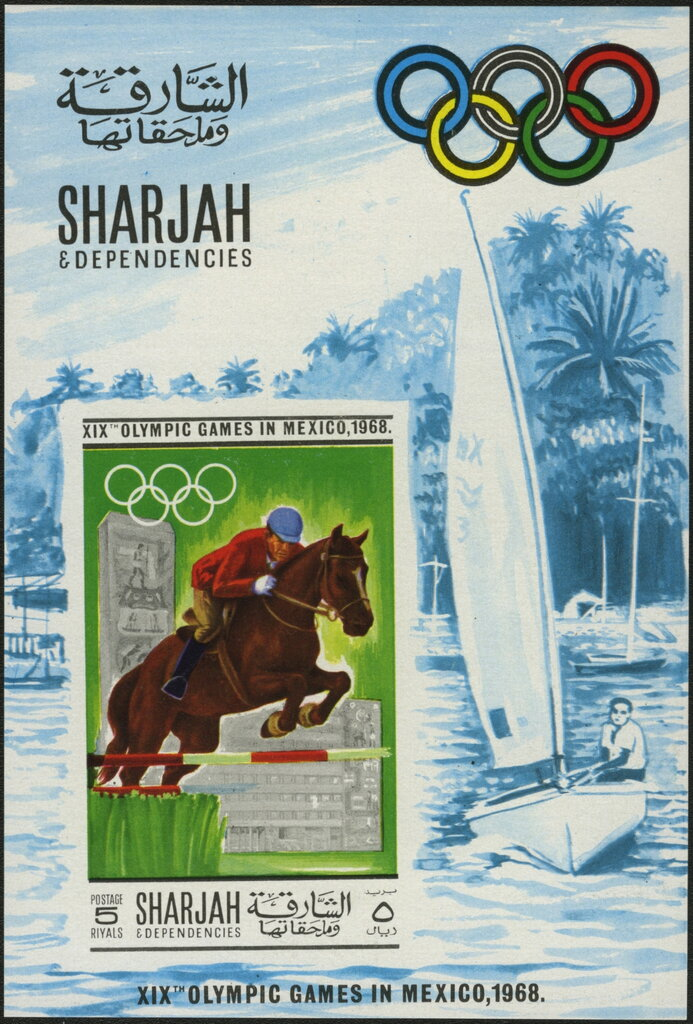
البطاقة غير المخرمة.

## إصدارات تاريخ الألعاب الأولمبية

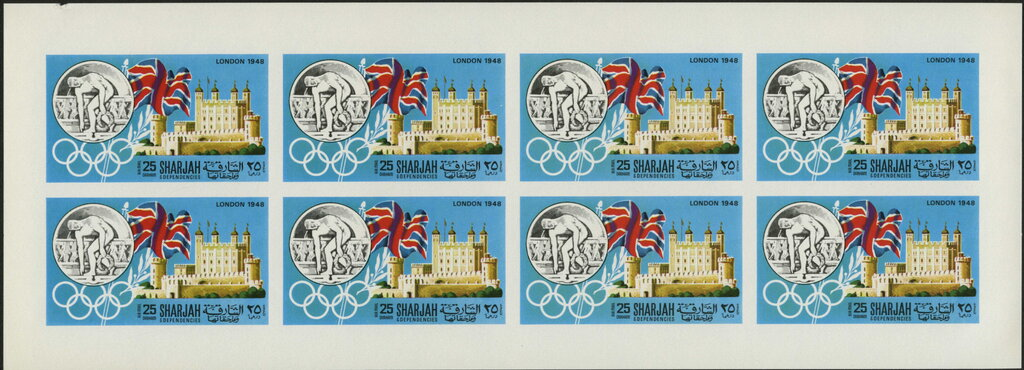
25 درهما الألعاب الأولمبية الصيفية 1948 في لندن في المملكة المتحدة
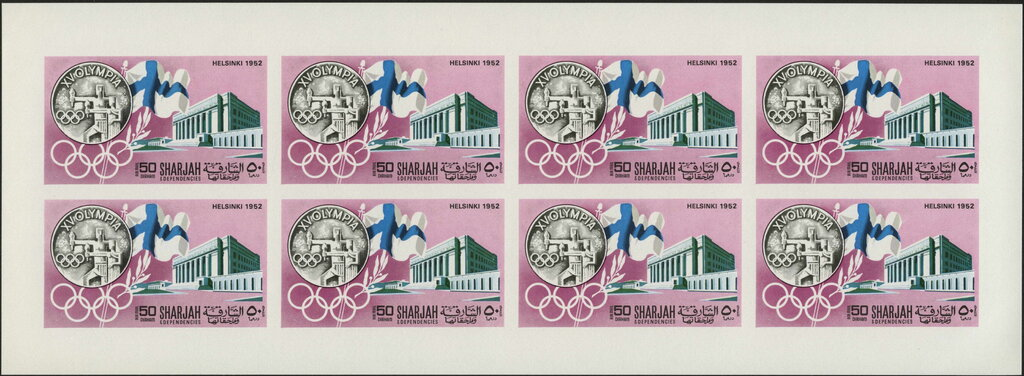
50 درهما الألعاب الأولمبية الصيفية 1952 في هلسنكي في فنلندا
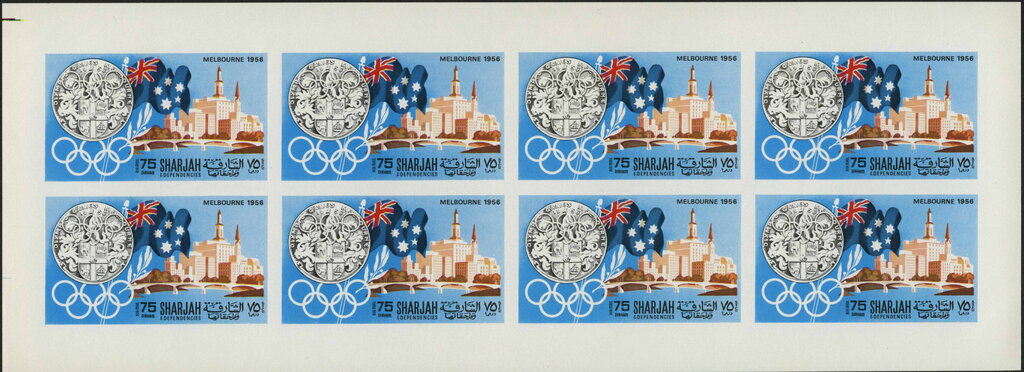
75 درهما الألعاب الأولمبية الصيفية 1956 في ملبورن في أستراليا
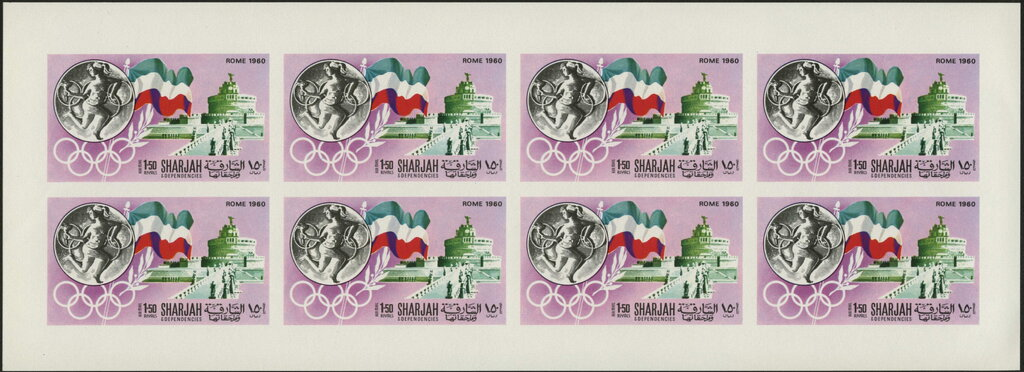
ريال ونصف الألعاب الأولمبية الصيفية 1960 في روما في إيطاليا
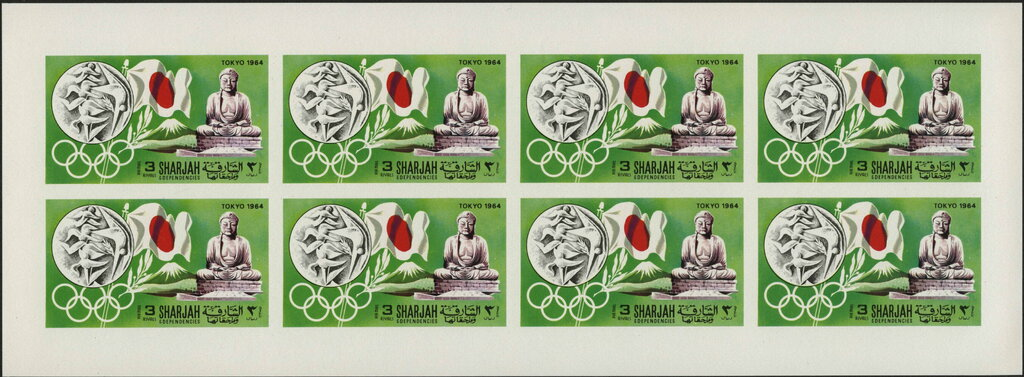
3 ريالات الألعاب الأولمبية الصيفية 1964 في طوكيو في اليابان
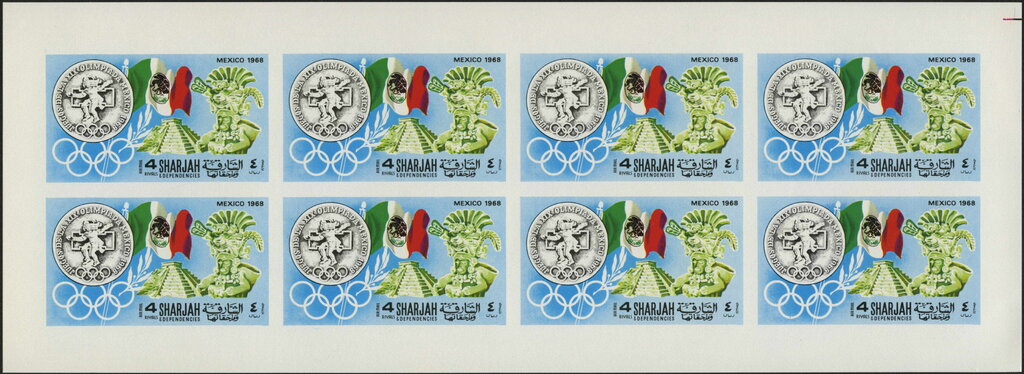
4 ريالات الألعاب الأولمبية الصيفية 1968 في مدينة مكسيكو في المكسيك

كذلك في 10 أكتوبر 1968، أصدرت طوابع تتحفي بدورات سابقة للألعاب الأولمبية:

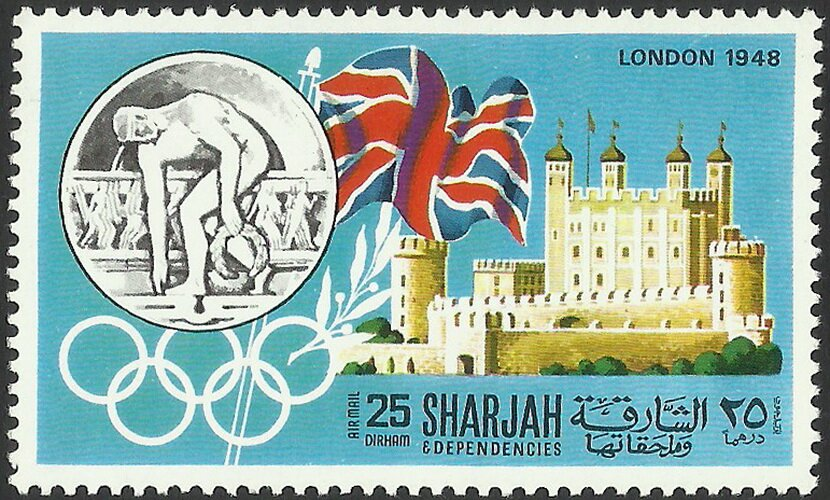
25 درهما الألعاب الأولمبية الصيفية 1948 في لندن في المملكة المتحدة
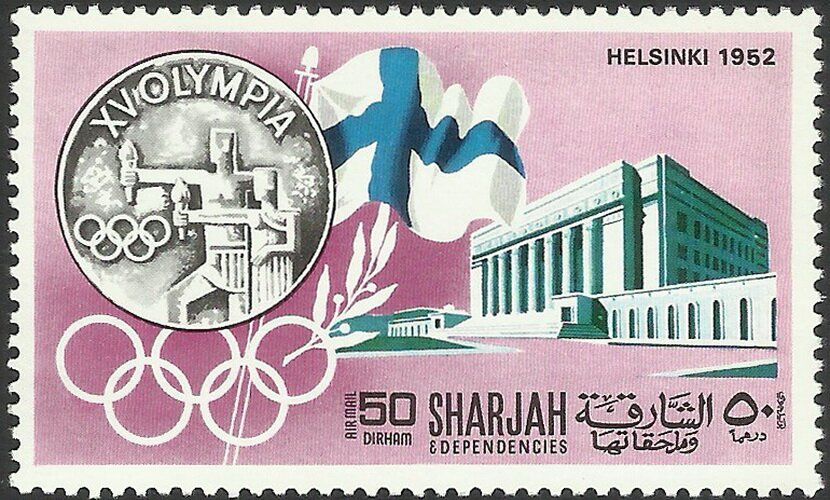
50 درهما الألعاب الأولمبية الصيفية 1952 في هلسنكي في فنلندا
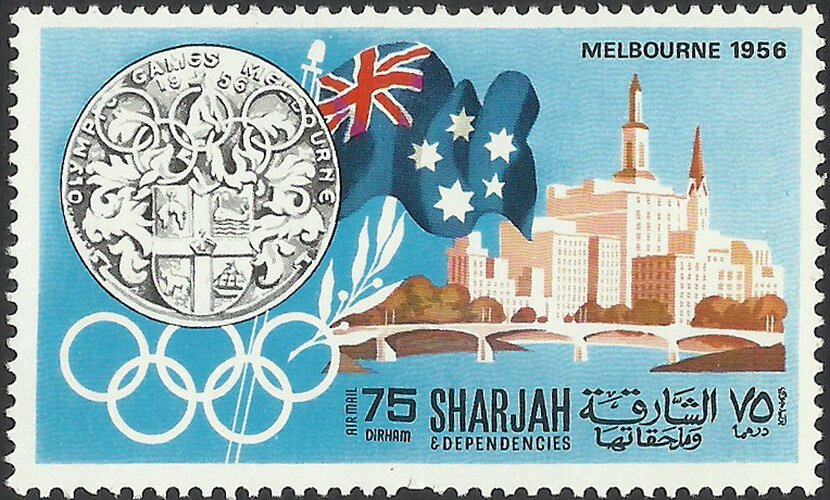
75 درهما الألعاب الأولمبية الصيفية 1956 في ملبورن في أستراليا
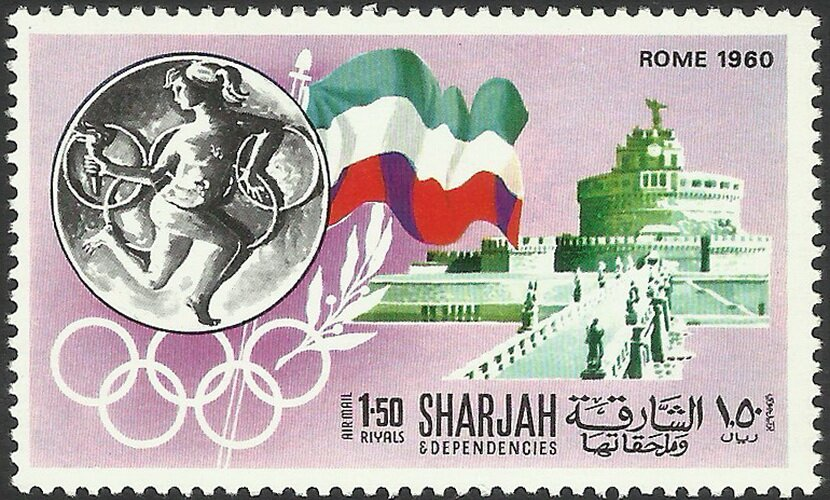
ريال ونصف الألعاب الأولمبية الصيفية 1960 في روما في إيطاليا
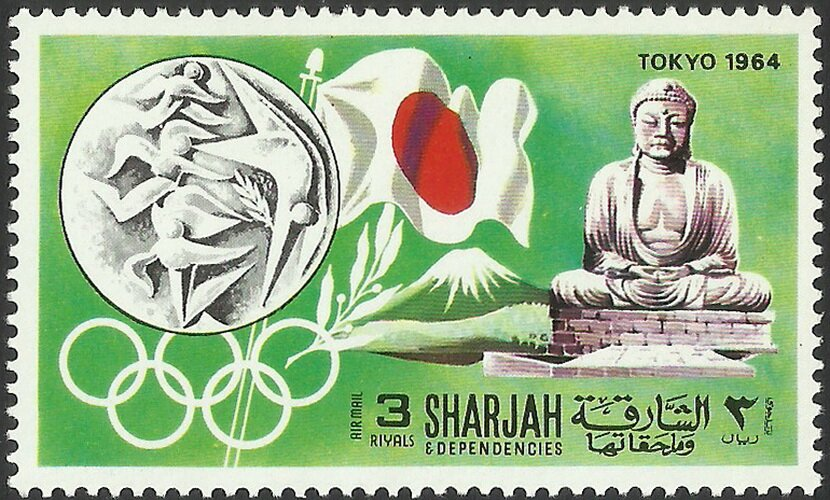
3 ريالات الألعاب الأولمبية الصيفية 1964 في طوكيو في اليابان
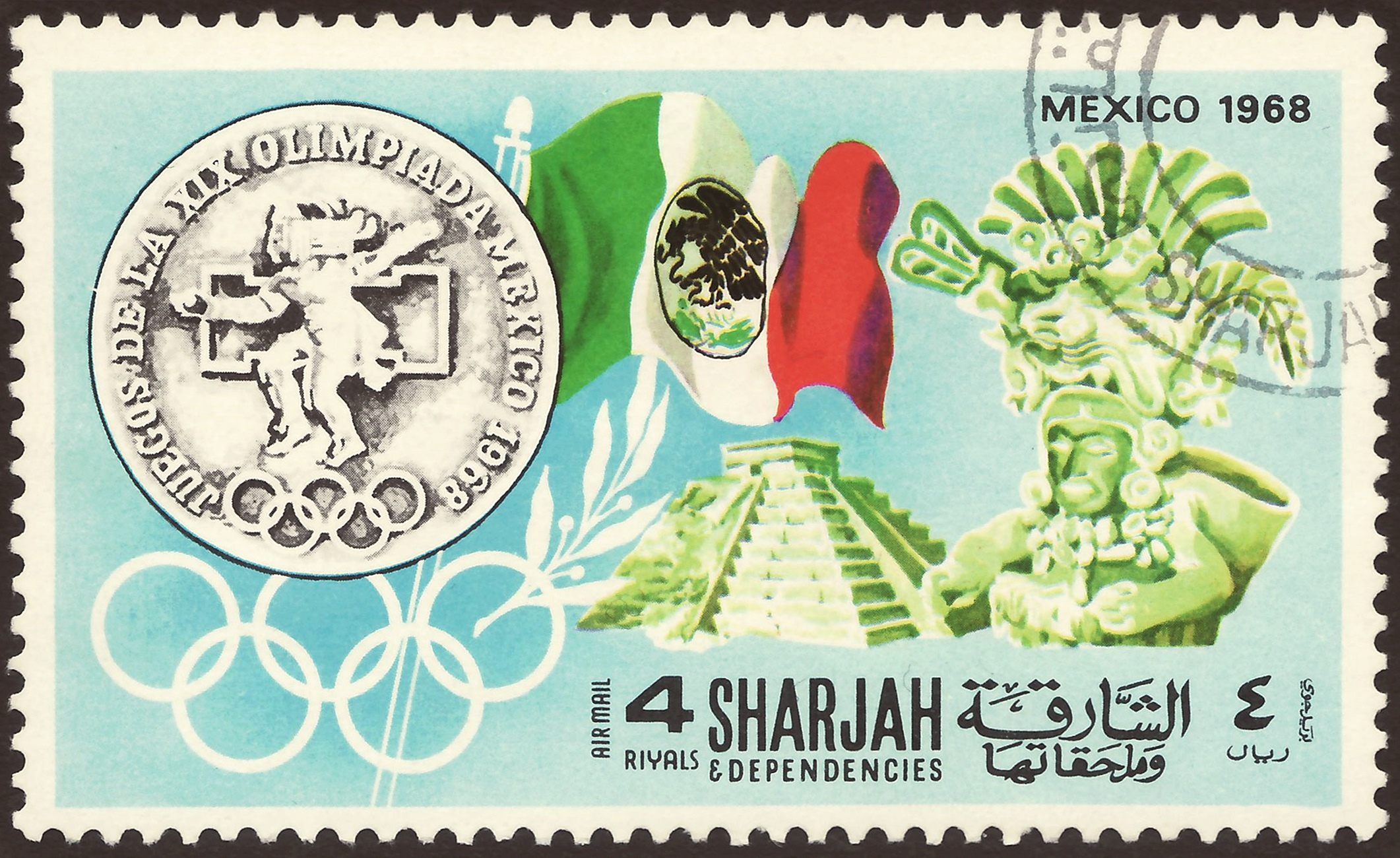
4 ريالات الألعاب الأولمبية الصيفية 1968 في مدينة مكسيكو في المكسيك
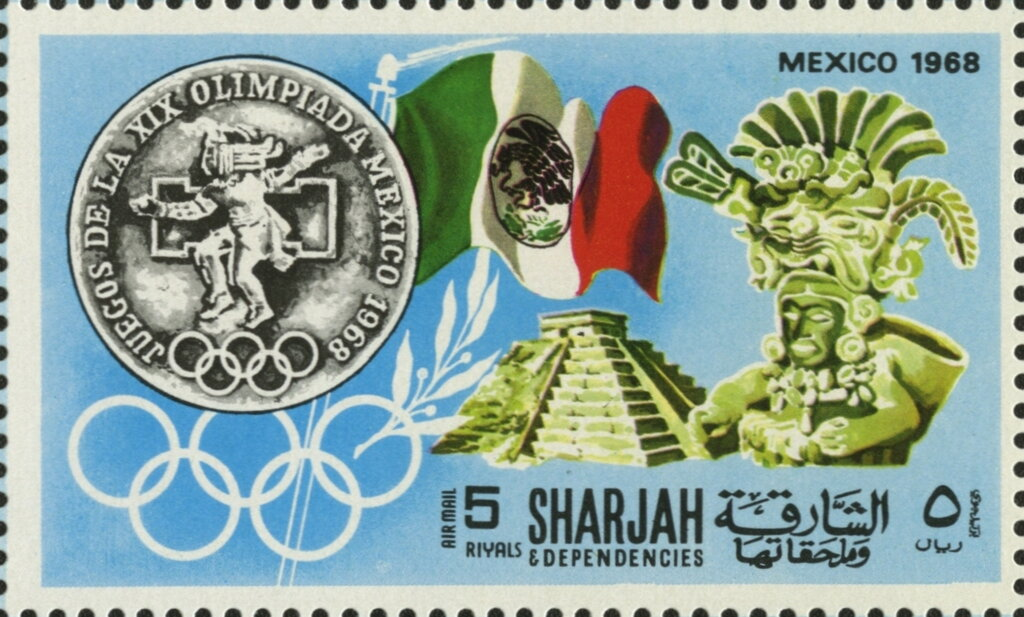
5 ريالات الألعاب الأولمبية الصيفية 1968 في مدينة مكسيكو في المكسيك

وهذه صور صحائف الطوابع:

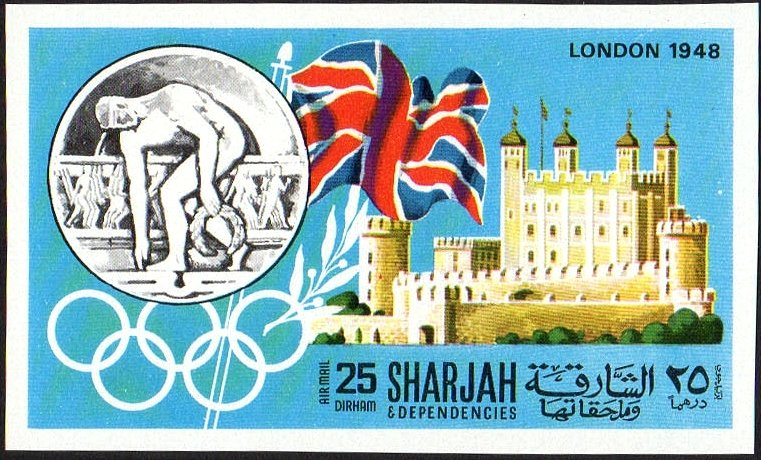
25 درهما الألعاب الأولمبية الصيفية 1948 في لندن في المملكة المتحدة
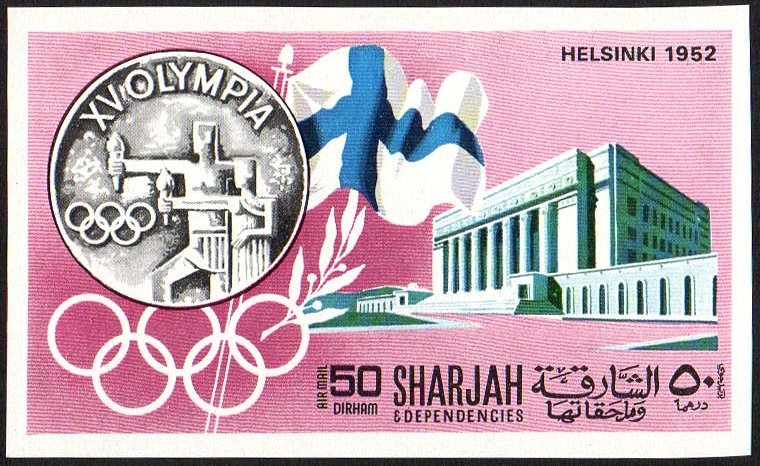
50 درهما الألعاب الأولمبية الصيفية 1952 في هلسنكي في فنلندا
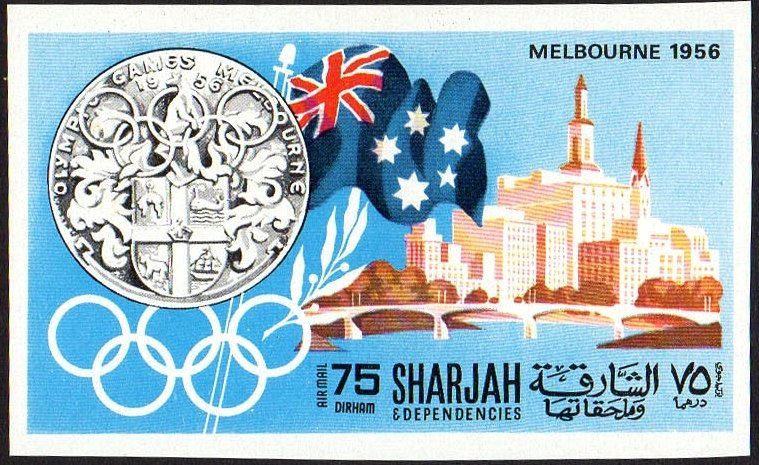
75 درهما الألعاب الأولمبية الصيفية 1956 في ملبورن في أستراليا
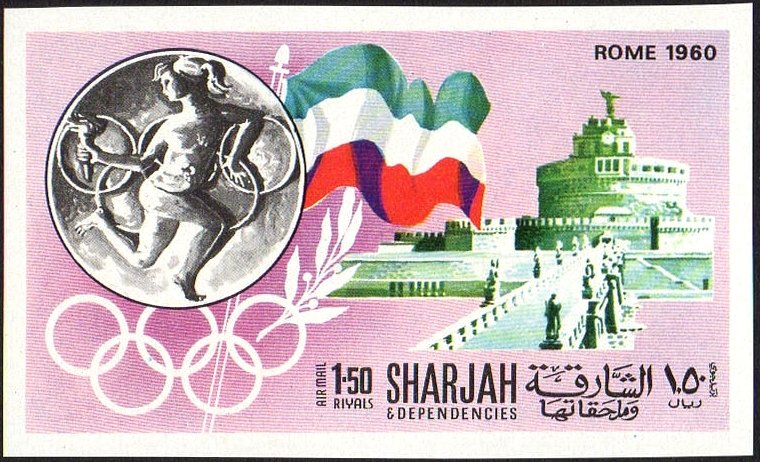
ريال ونصف الألعاب الأولمبية الصيفية 1960 في روما في إيطاليا
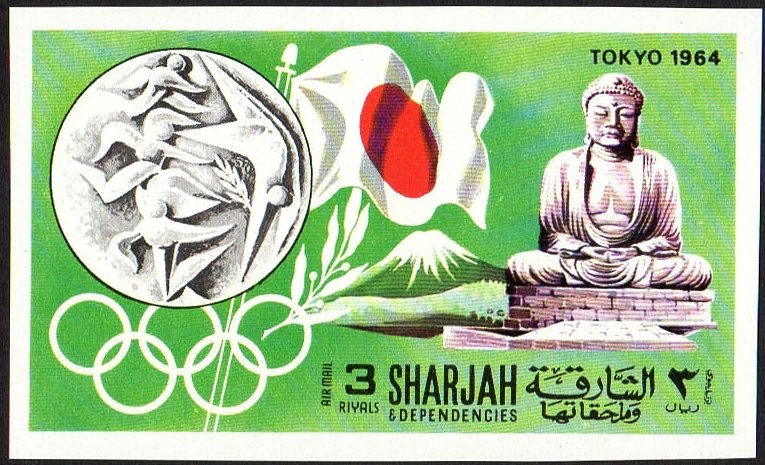
3 ريالات الألعاب الأولمبية الصيفية 1964 في طوكيو في اليابان
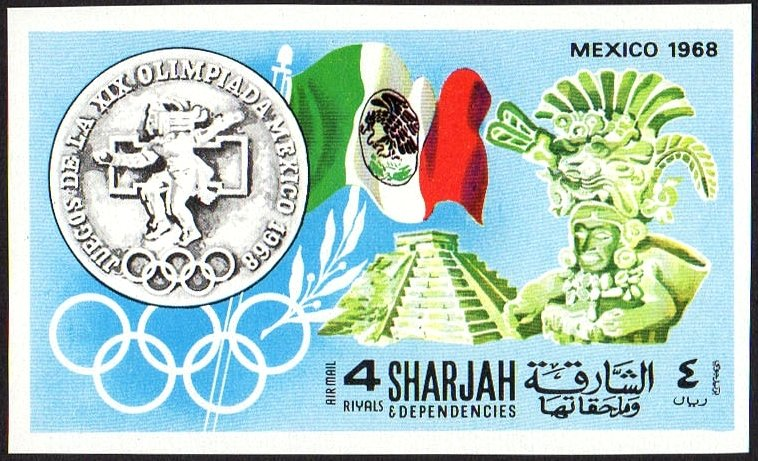
4 ريالات الألعاب الأولمبية الصيفية 1968 في مدينة مكسيكو في المكسيك
- 5 ريالات
الألعاب الأولمبية الصيفية 1968
في مدينة مكسيكو في المكسيك

وكذلك أصدرت نسخ غير مخرمة من الطوابع:

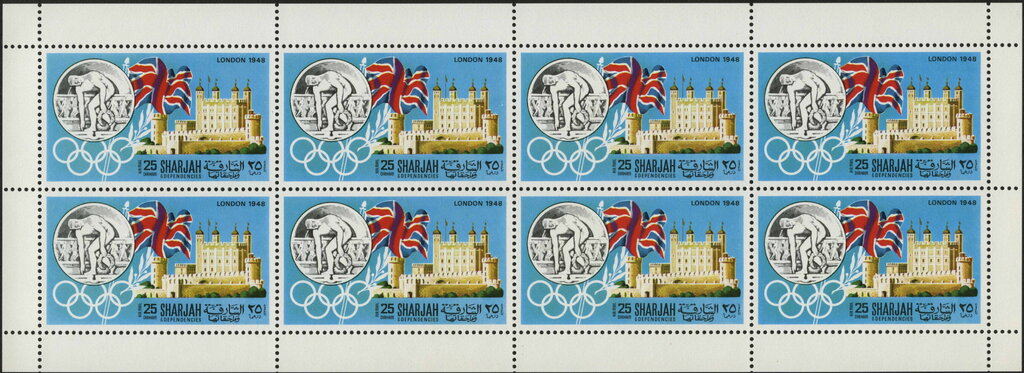
25 درهما الألعاب الأولمبية الصيفية 1948 في لندن في المملكة المتحدة
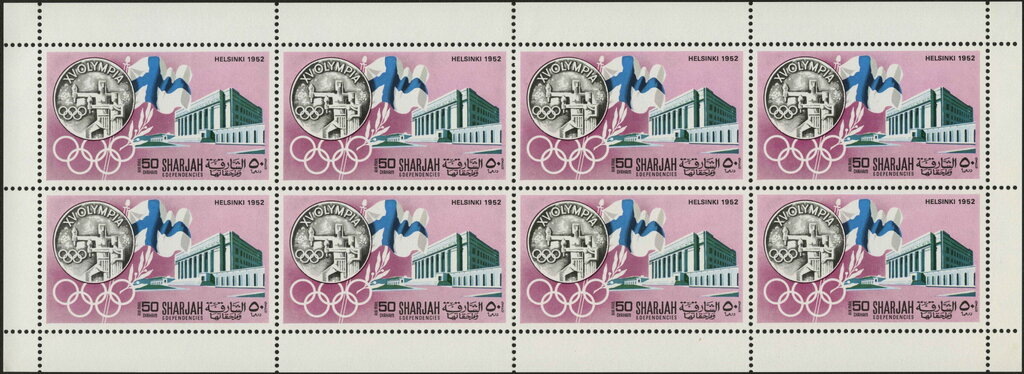
50 درهما الألعاب الأولمبية الصيفية 1952 في هلسنكي في فنلندا
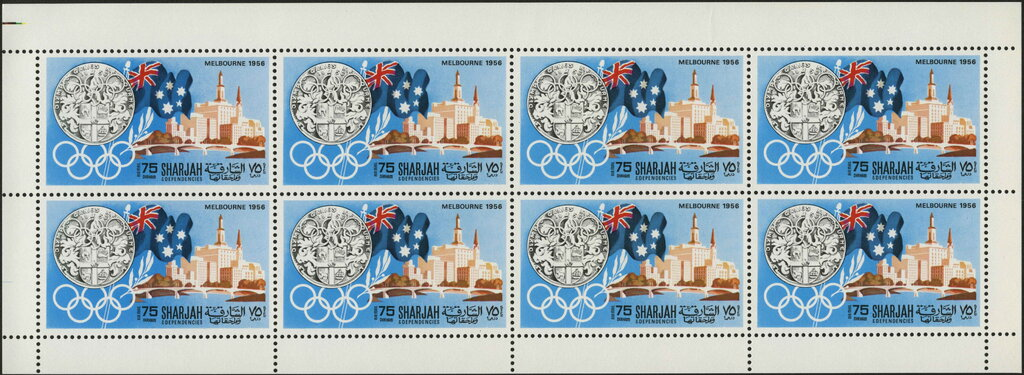
75 درهما الألعاب الأولمبية الصيفية 1956 في ملبورن في أستراليا
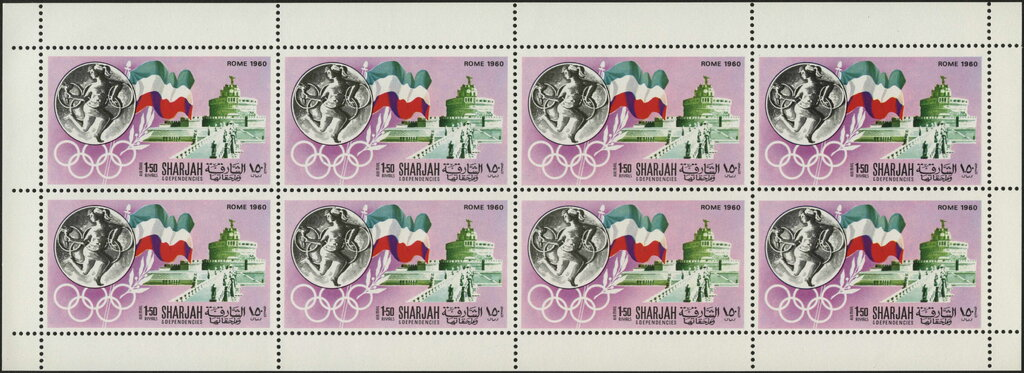
ريال ونصف الألعاب الأولمبية الصيفية 1960 في روما في إيطاليا
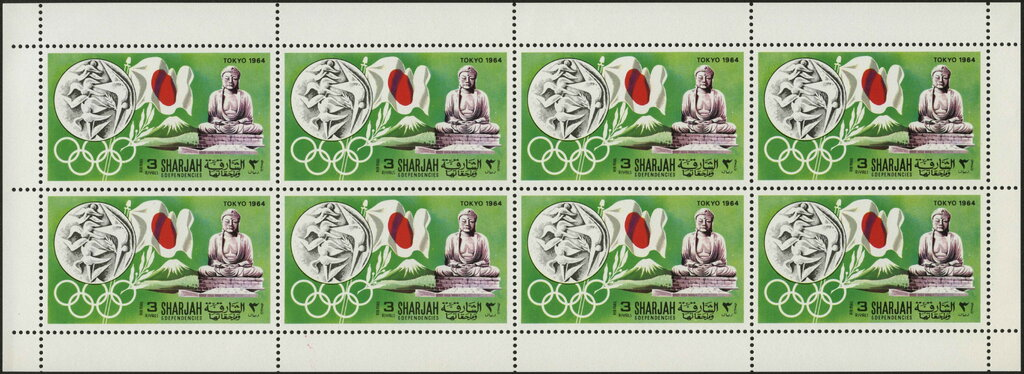
3 ريالات الألعاب الأولمبية الصيفية 1964 في طوكيو في اليابان
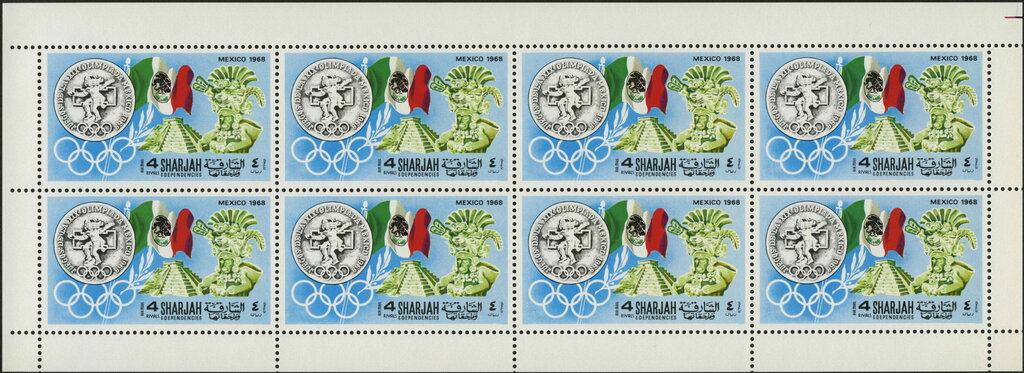
4 ريالات الألعاب الأولمبية الصيفية 1968 في مدينة مكسيكو في المكسيك
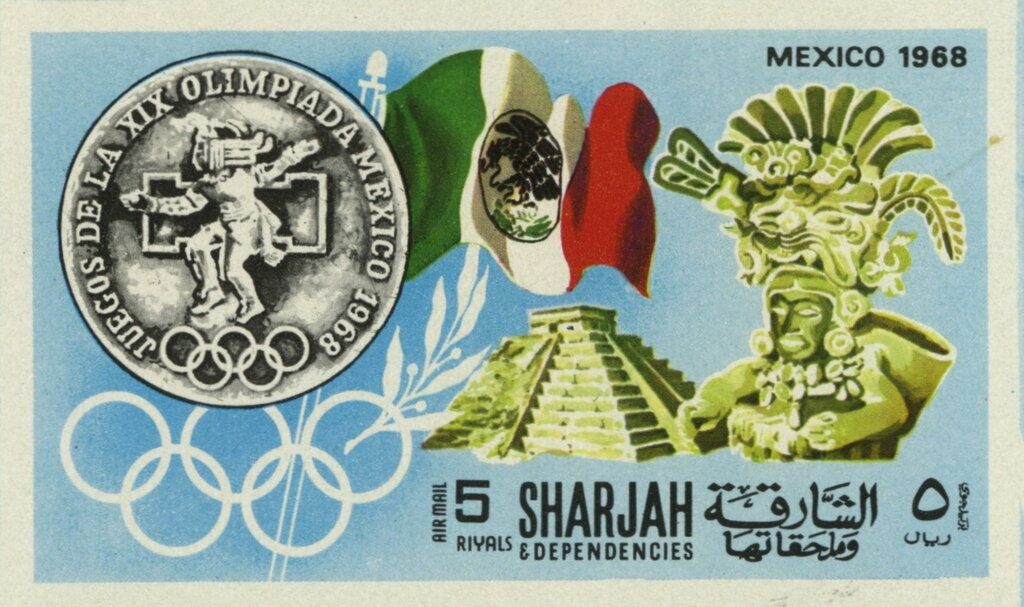
5 ريالات الألعاب الأولمبية الصيفية 1968 في مدينة مكسيكو في المكسيك

- 4 ريالات
الألعاب الأولمبية الصيفية 1968
في مدينة مكسيكو في المكسيك

وهذه صور صحائف الطوابع غير المخرمة:
- 25 درهما
الألعاب الأولمبية الصيفية 1948
في لندن في المملكة المتحدة
- 50 درهما
الألعاب الأولمبية الصيفية 1952
في هلسنكي في فنلندا
- 75 درهما
الألعاب الأولمبية الصيفية 1956
في ملبورن في أستراليا
- ريال ونصف
الألعاب الأولمبية الصيفية 1960
في روما في إيطاليا
- 3 ريالات
الألعاب الأولمبية الصيفية 1964
في طوكيو في اليابان
- 4 ريالات
الألعاب الأولمبية الصيفية 1968
في مدينة مكسيكو في المكسيك

وكذلك أصدرت بطاقات:

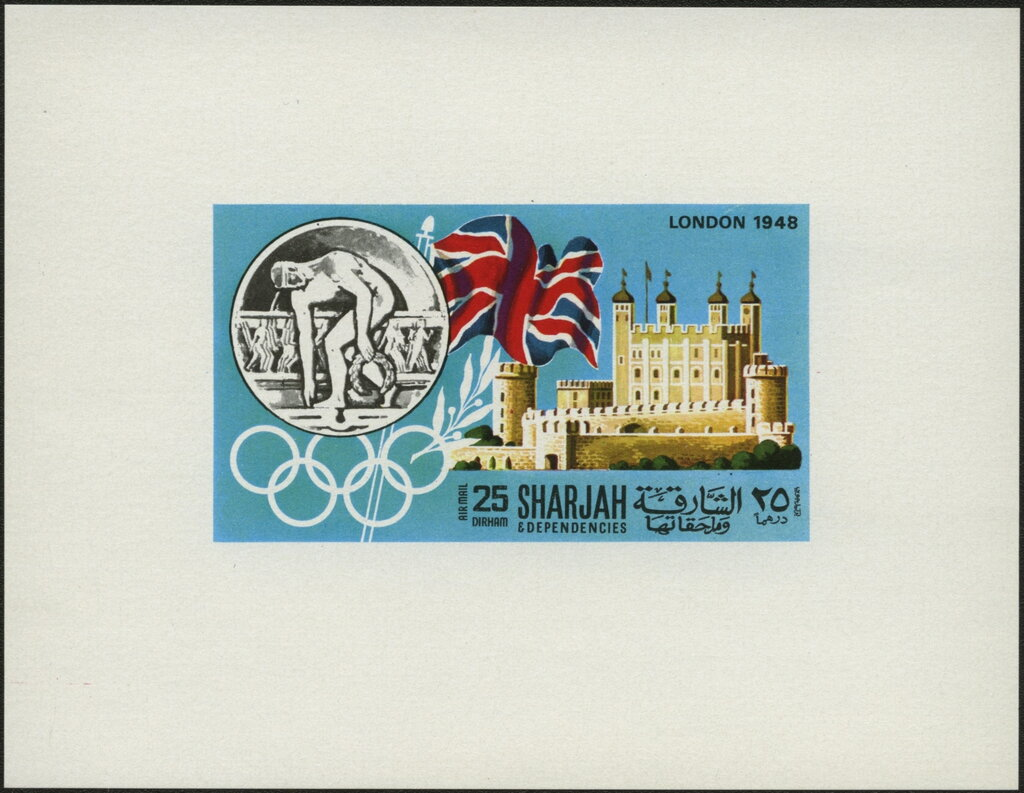
25 درهما الألعاب الأولمبية الصيفية 1948 في لندن في المملكة المتحدة
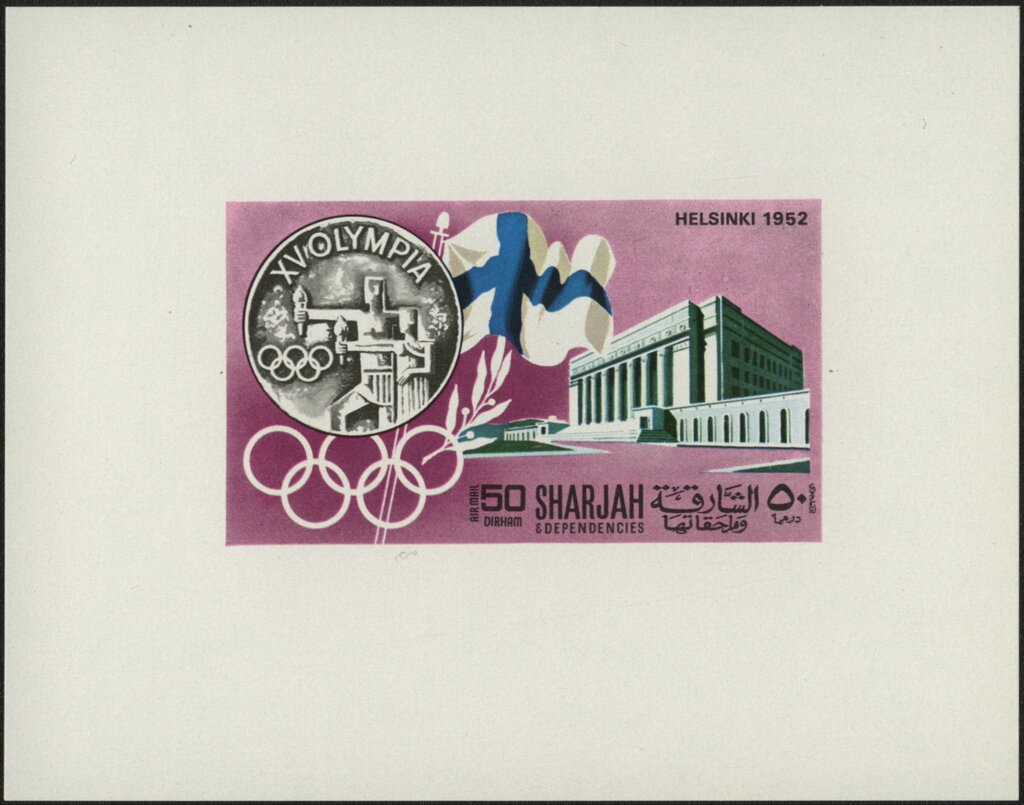
50 درهما الألعاب الأولمبية الصيفية 1952 في هلسنكي في فنلندا
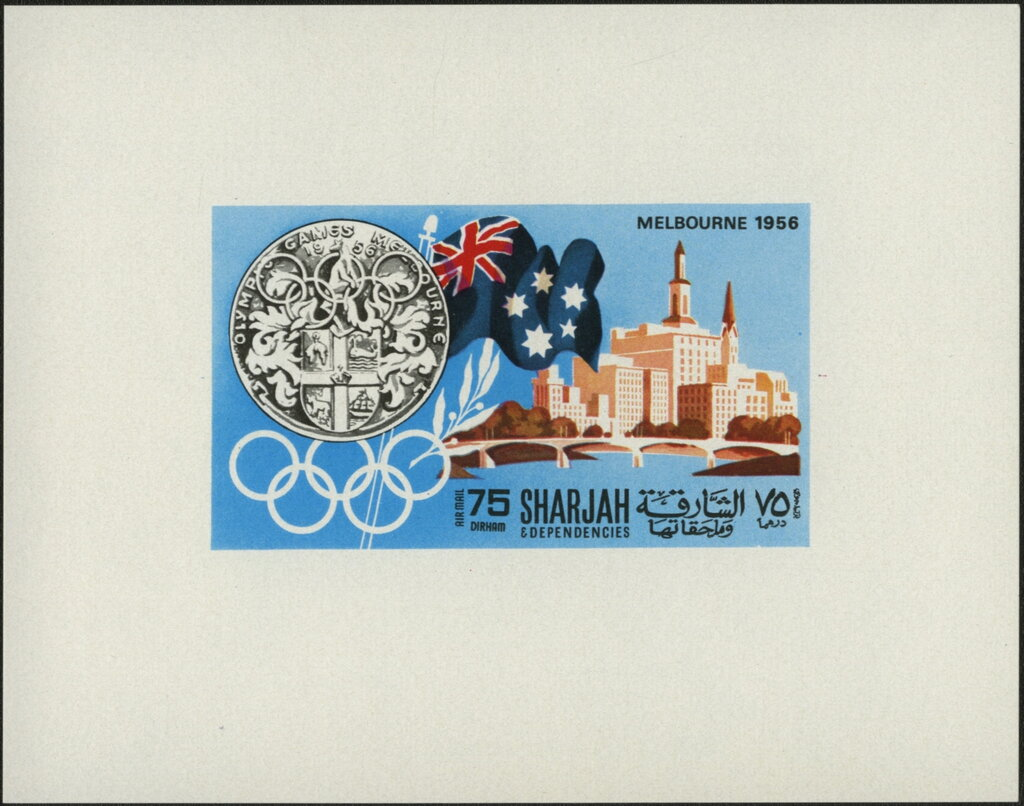
75 درهما الألعاب الأولمبية الصيفية 1956 في ملبورن في أستراليا
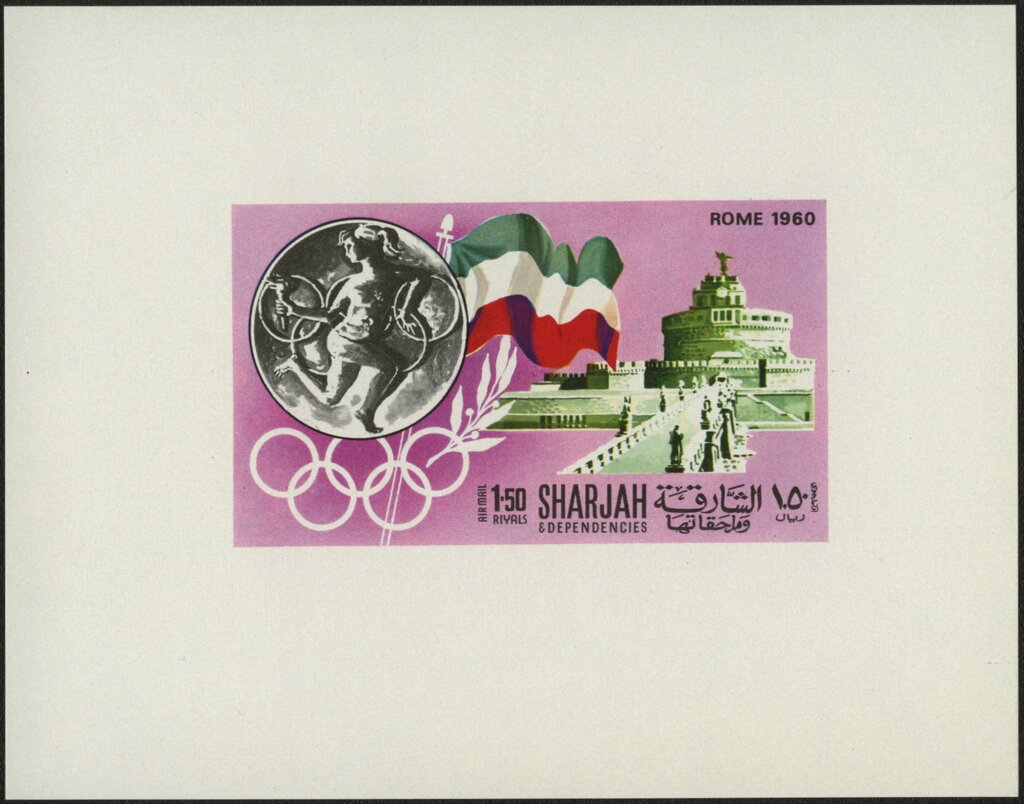
ريال ونصف الألعاب الأولمبية الصيفية 1960 في روما في إيطاليا
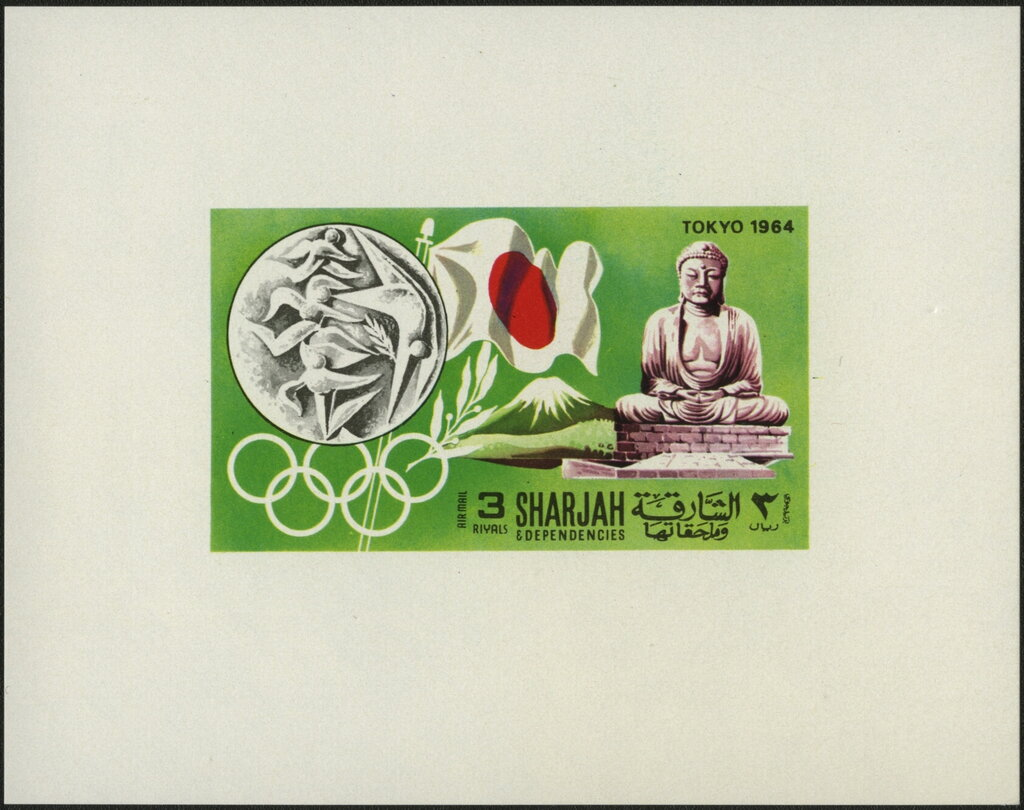
3 ريالات الألعاب الأولمبية الصيفية 1964 في طوكيو في اليابان
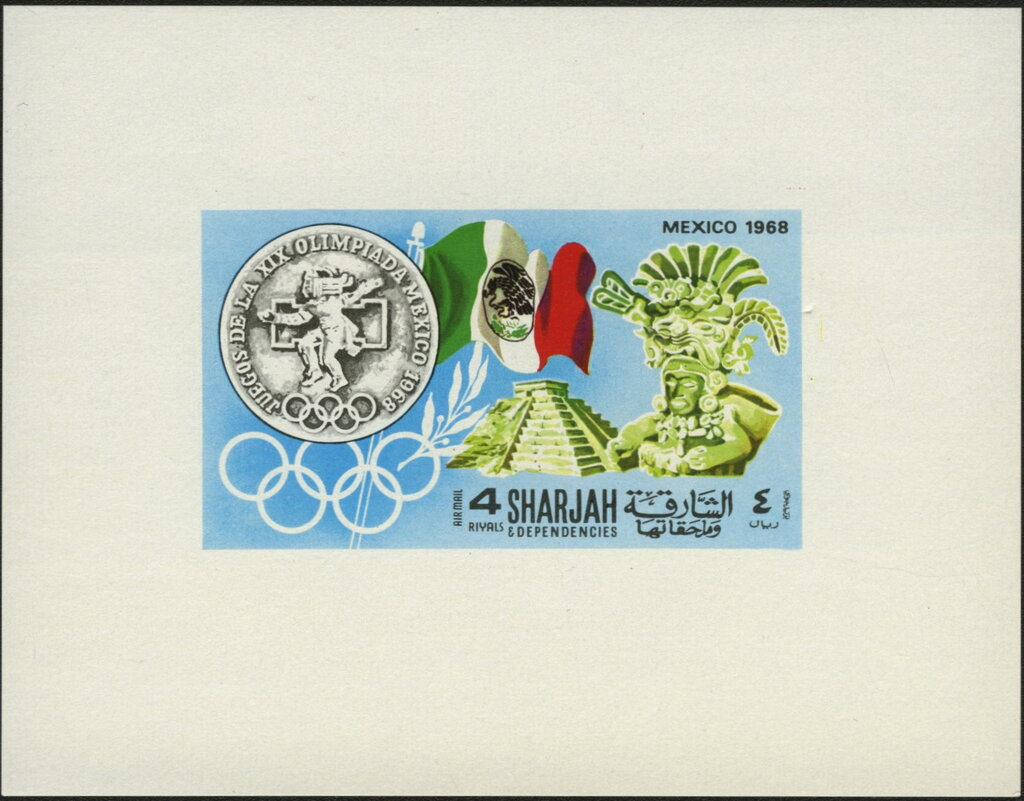
4 ريالات الألعاب الأولمبية الصيفية 1968 في مدينة مكسيكو في المكسيك

وأصدرت بطاقة تذكارية تضم طابعا بقيمة 5 ريالات يحتفي بالألعاب الأولمبية الصيفية 1968 في مدينة مكسيكو في المكسيك، وبنسخة مخرمة ونسخة غير مخرمة:

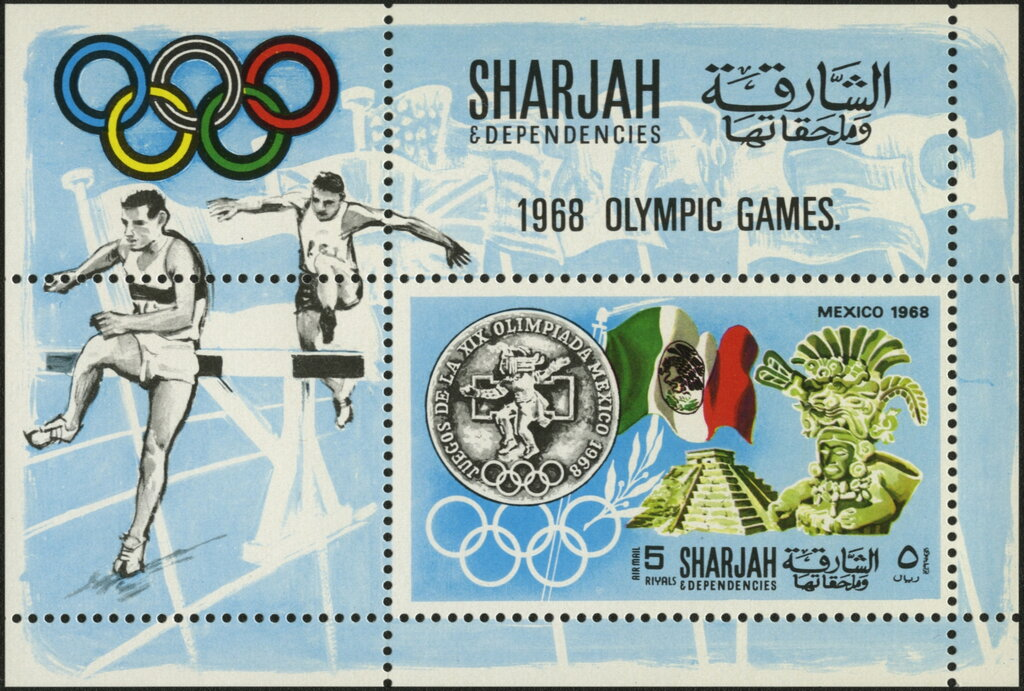
النسخة المخرمة
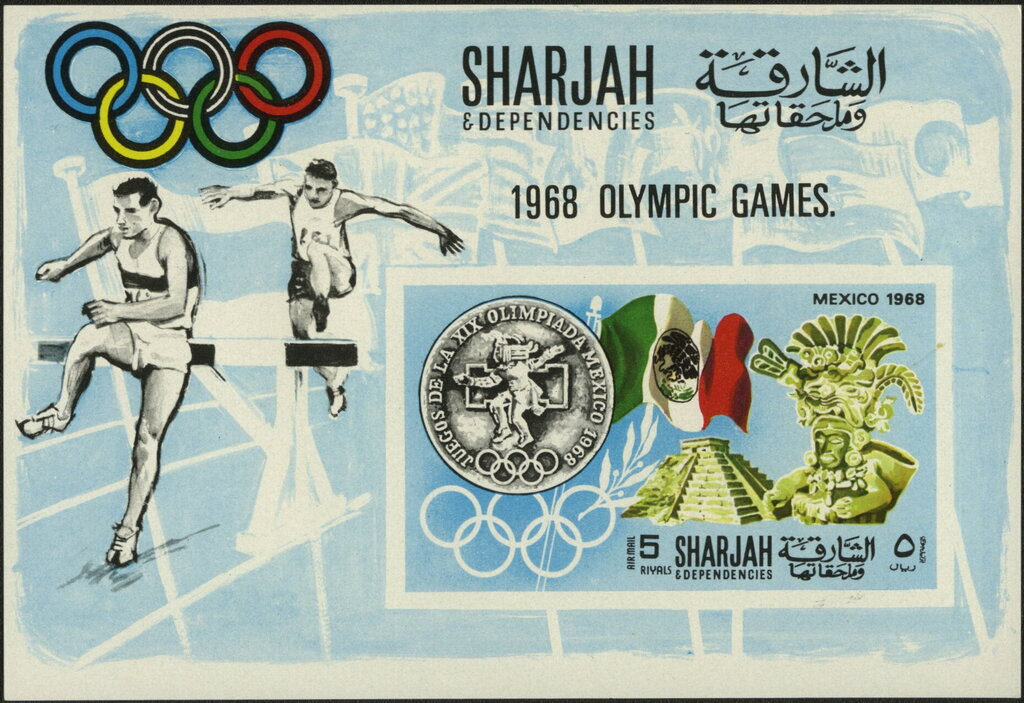
النسخة غير المخرمة

## إصدارات لاعبي كرة القدم

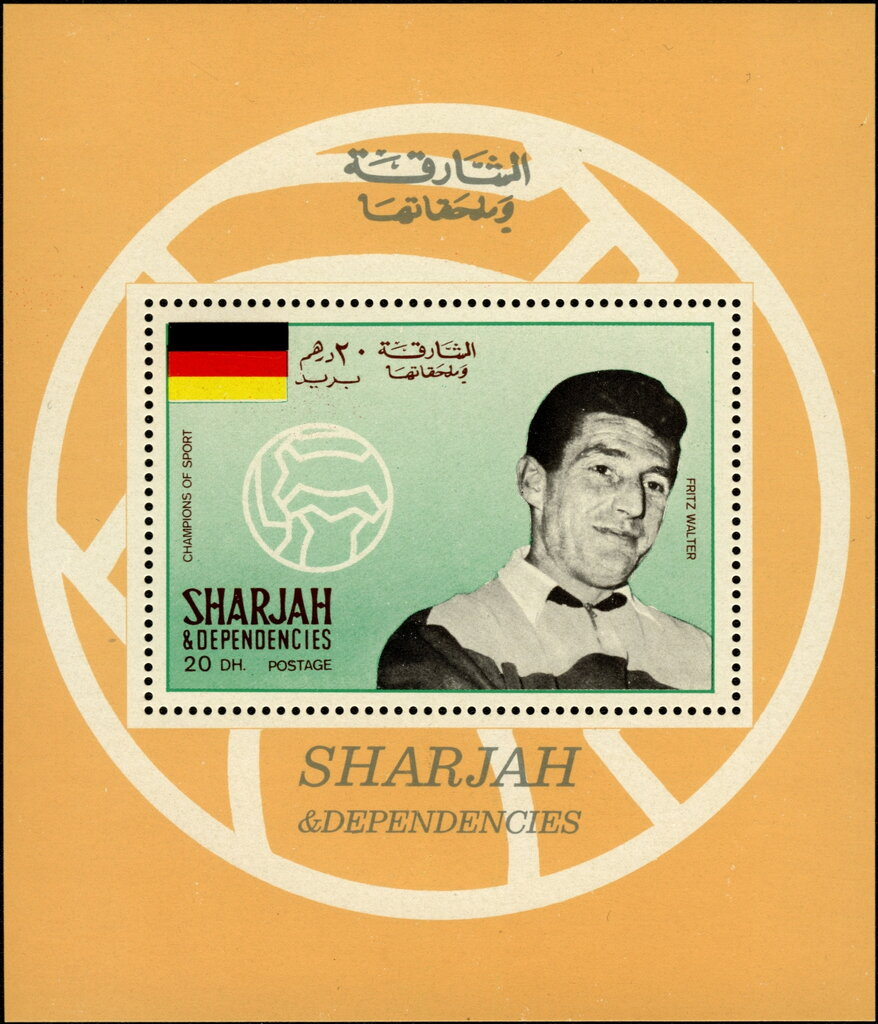
20 درهما فريتز فالتر
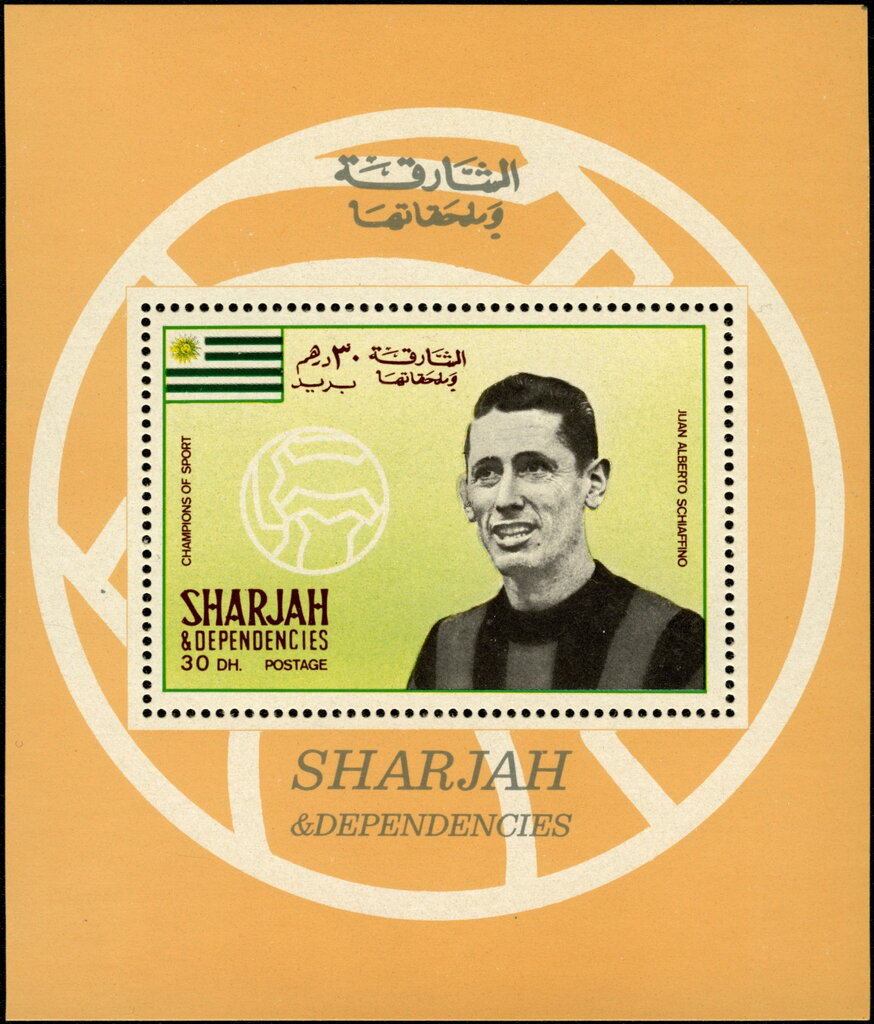
30 درهما خوان ألبرتو سيكافينو
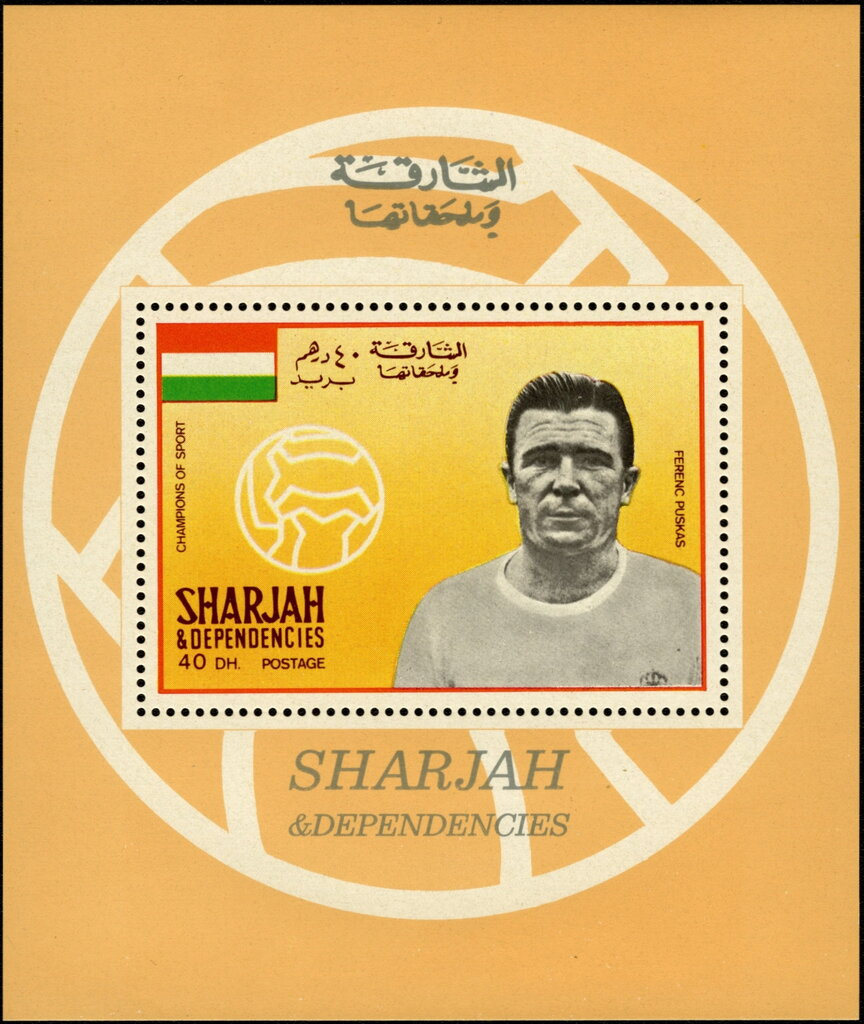
40 درهما فيرينتس بوشكاش
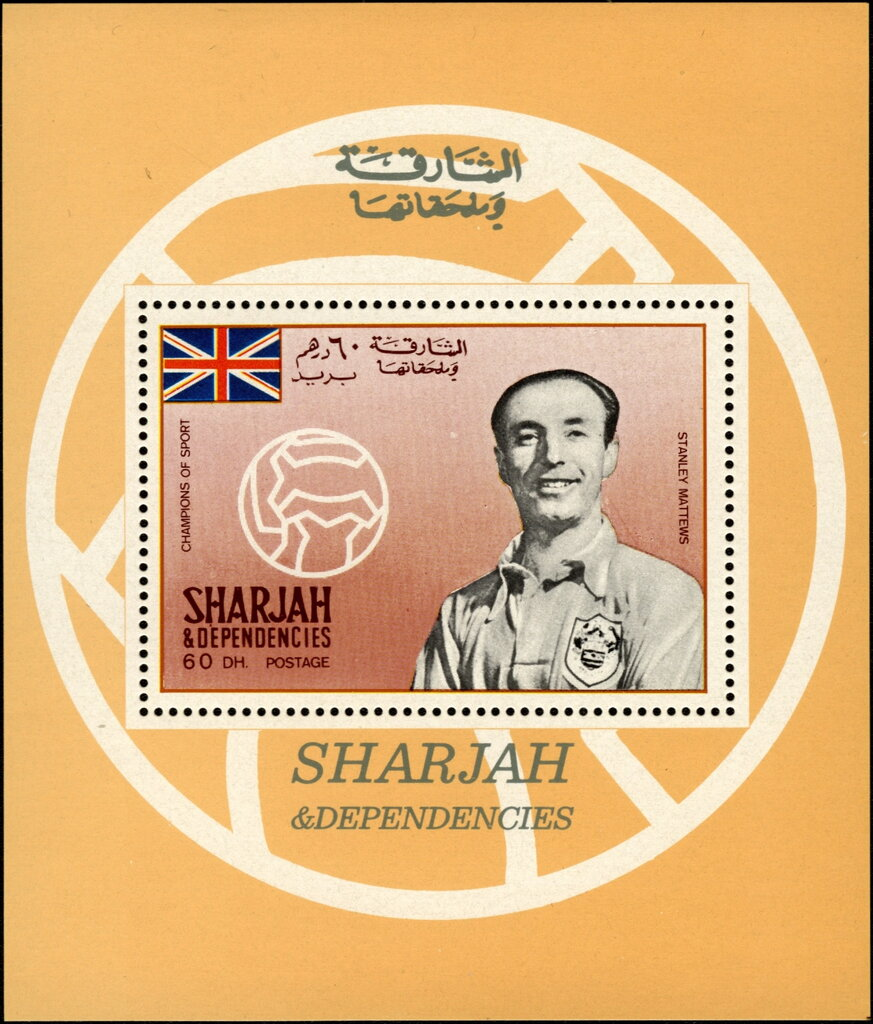
60 درهما ستانلي ماثيوس
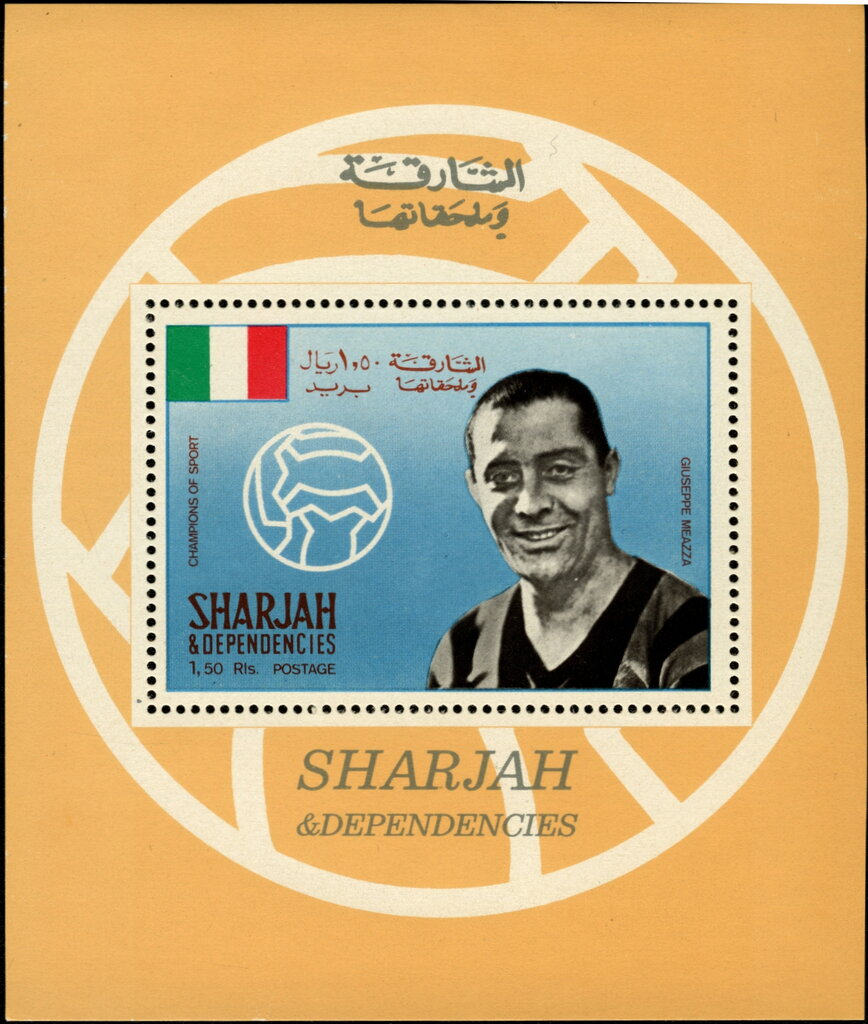
ريال ونصف جوزيبي مياتزا
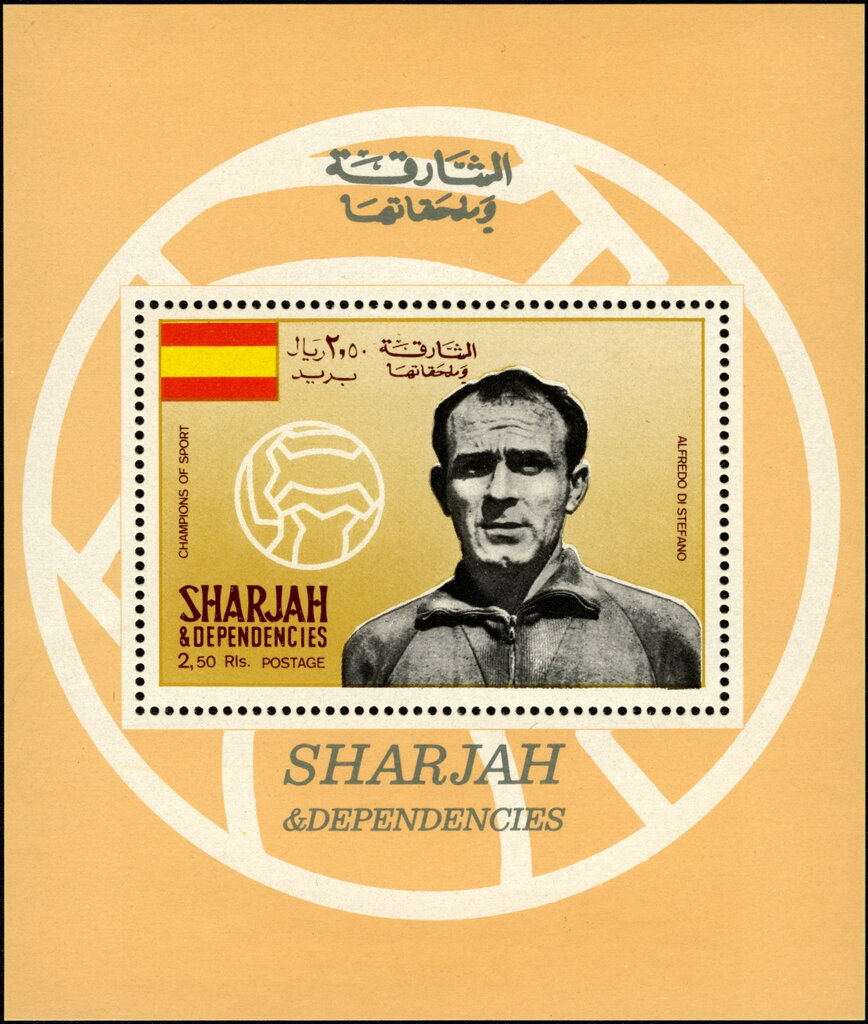
ريالان ونصف ألفريدو دي ستيفانو

في 15 أكتوبر 1968، أصدرت طوابع تحتفي ببعض لاعبي كرة القدم:

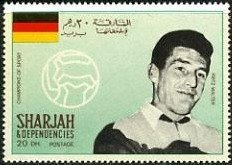
20 درهما فريتز فالتر ألمانيا
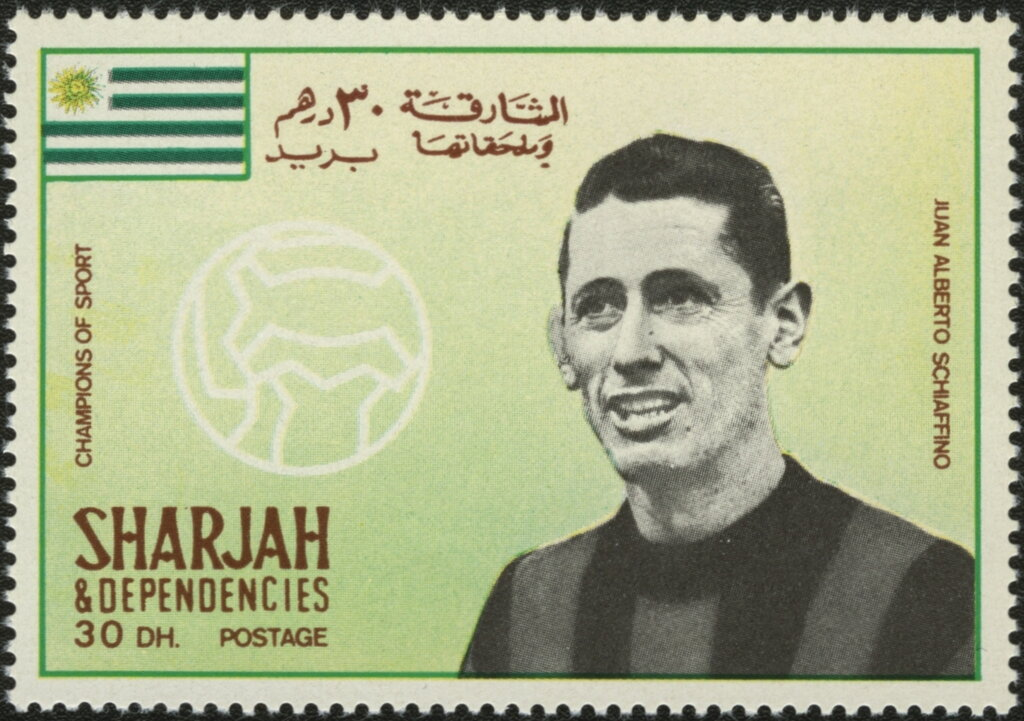
30 درهما خوان ألبرتو سيكافينو الأوروغواي
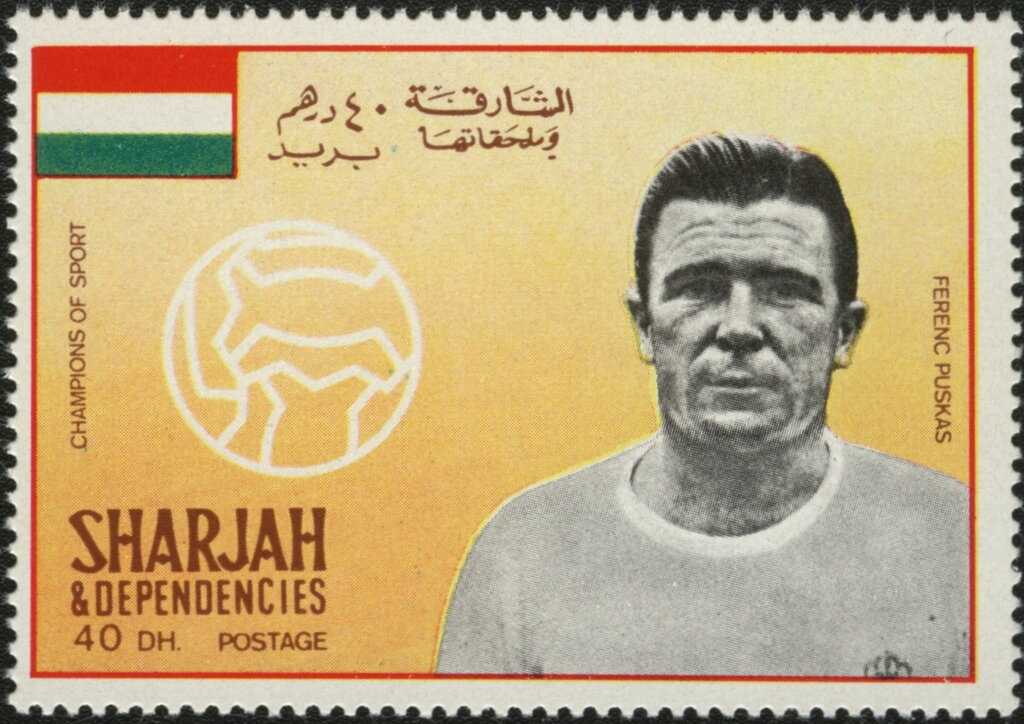
40 درهما فيرينتس بوشكاش المجر
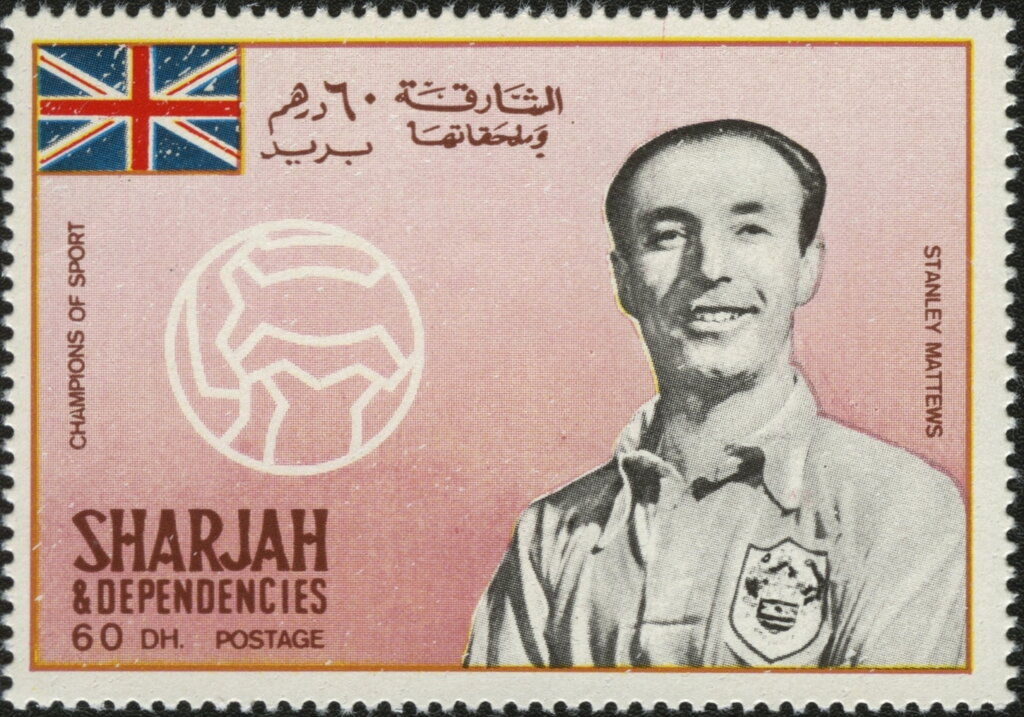
60 درهما ستانلي ماثيوس المملكة المتحدة
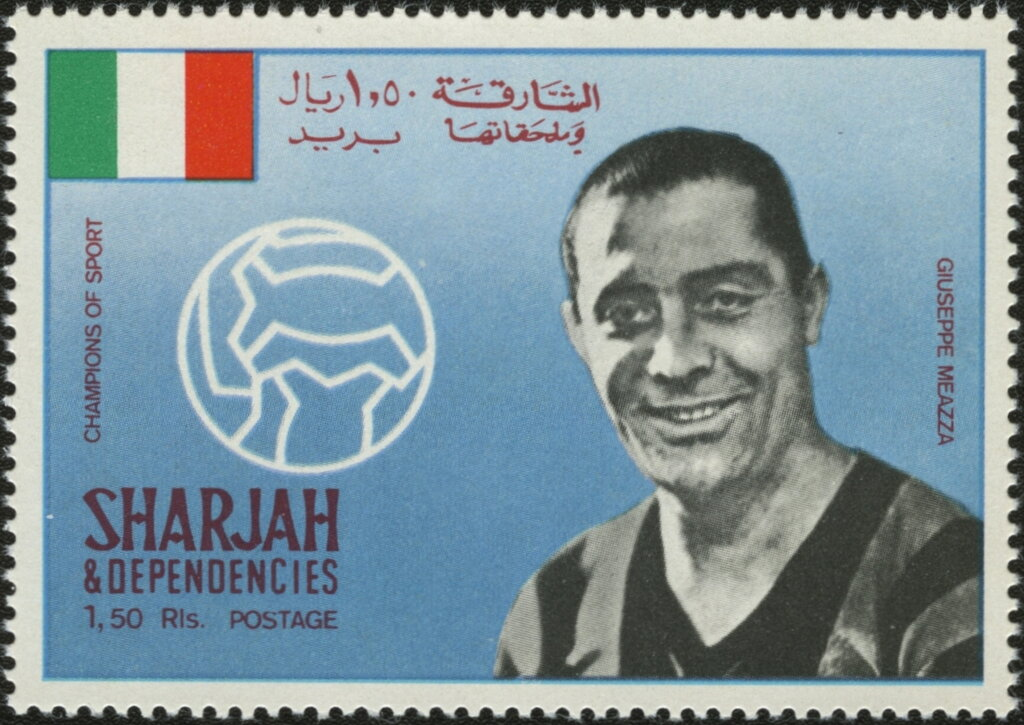
ريال ونصف جوزيبي مياتزا إيطاليا
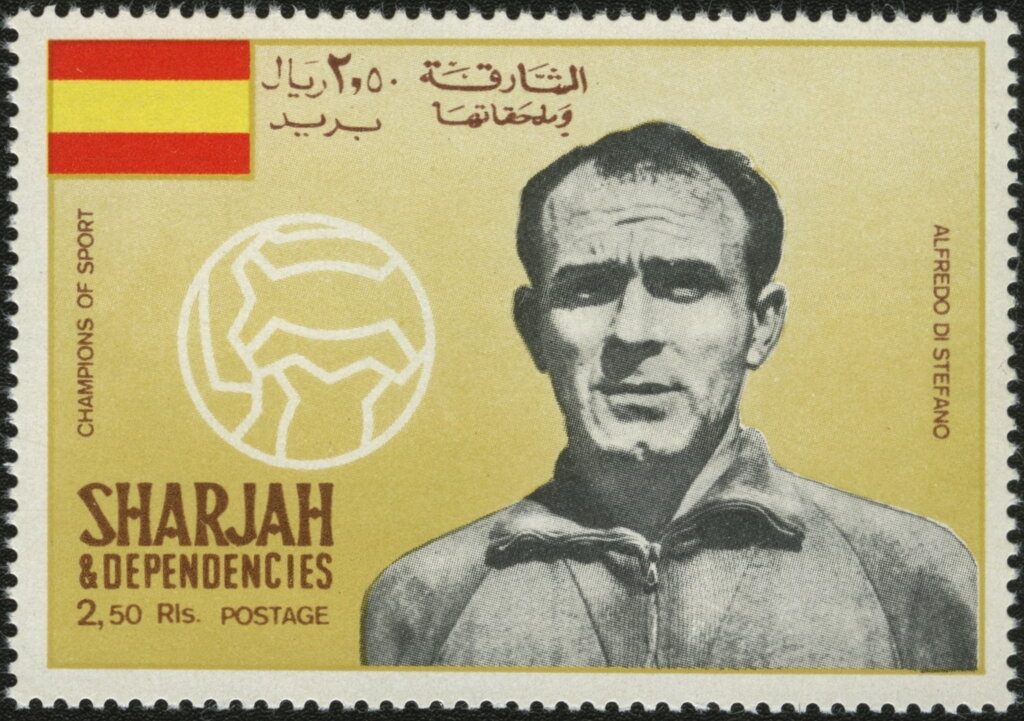
ريالان ونصف ألفريدو دي ستيفانو إسبانيا
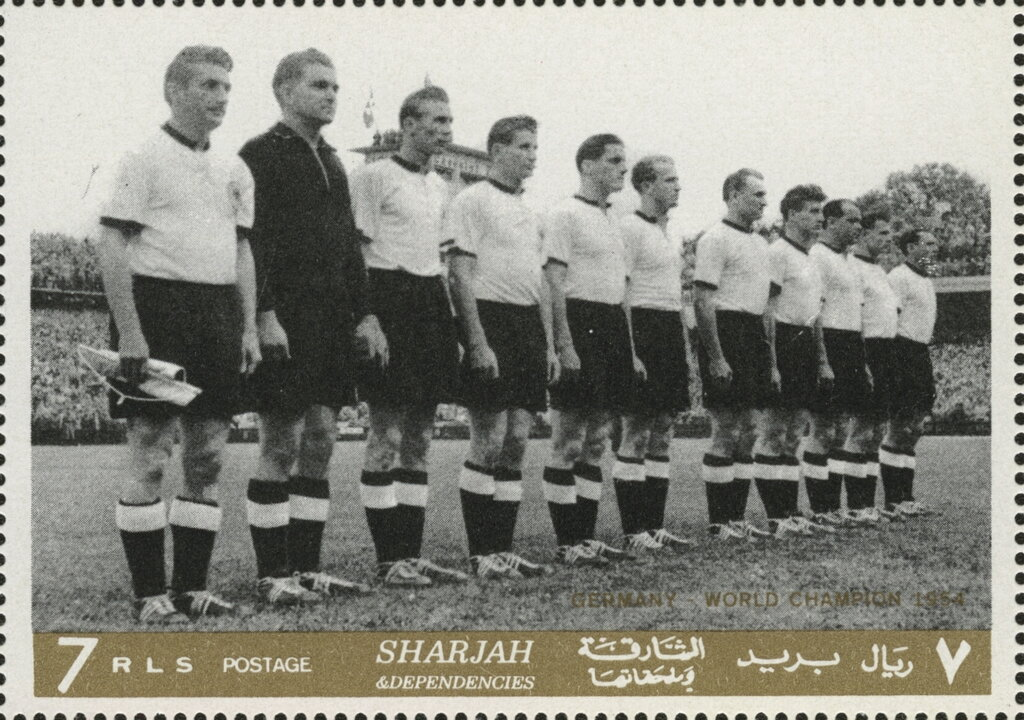
7 ريالات منتخب ألمانيا الغربية لكرة القدم ألمانيا

وهذه صور صحائف الطوابع:

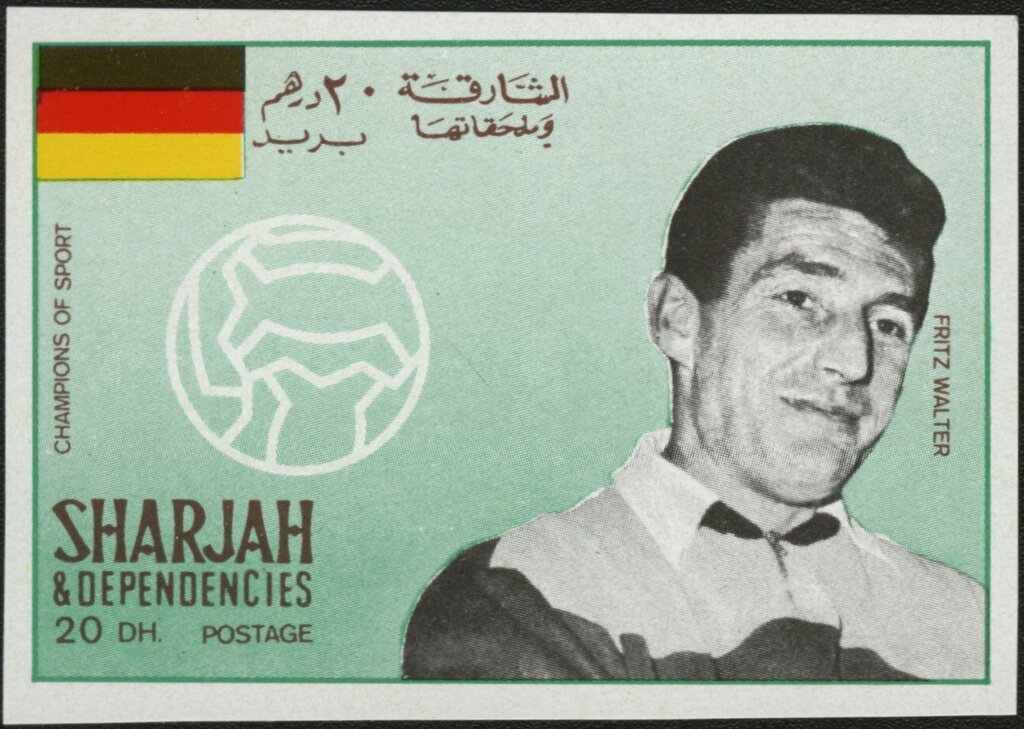
20 درهما فريتز فالتر ألمانيا
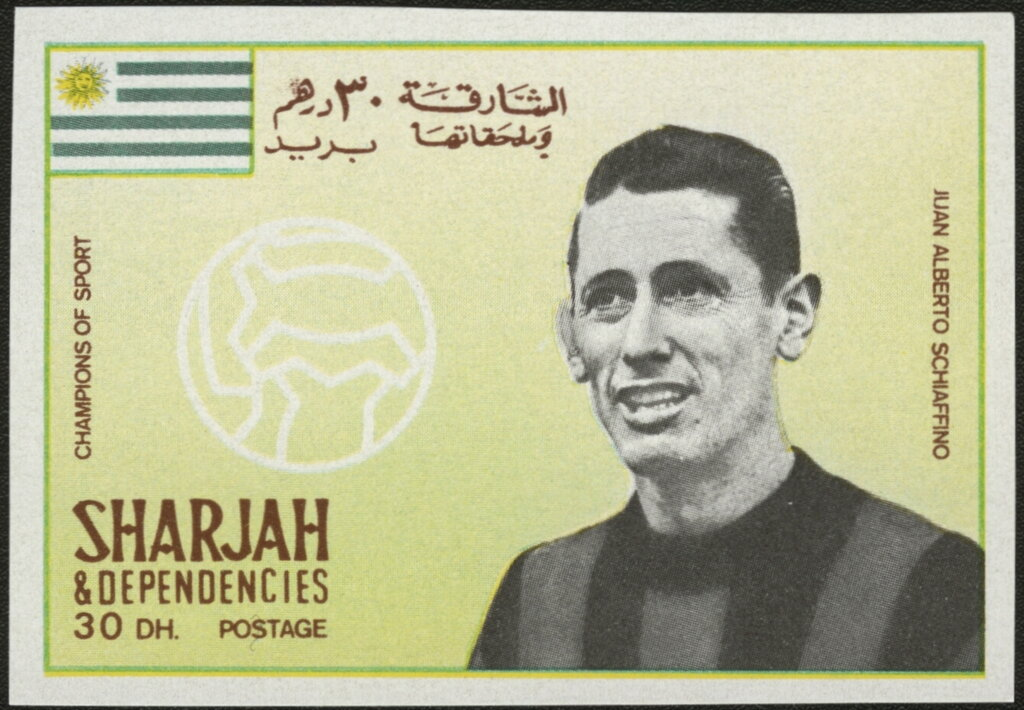
30 درهما خوان ألبرتو سيكافينو الأوروغواي
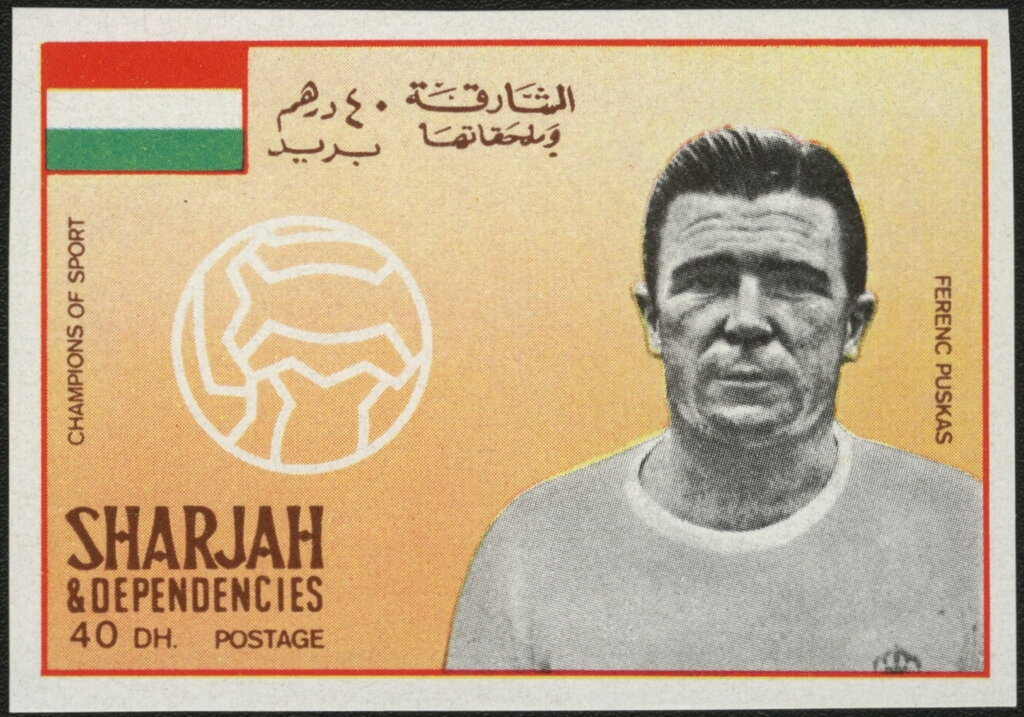
40 درهما فيرينتس بوشكاش المجر
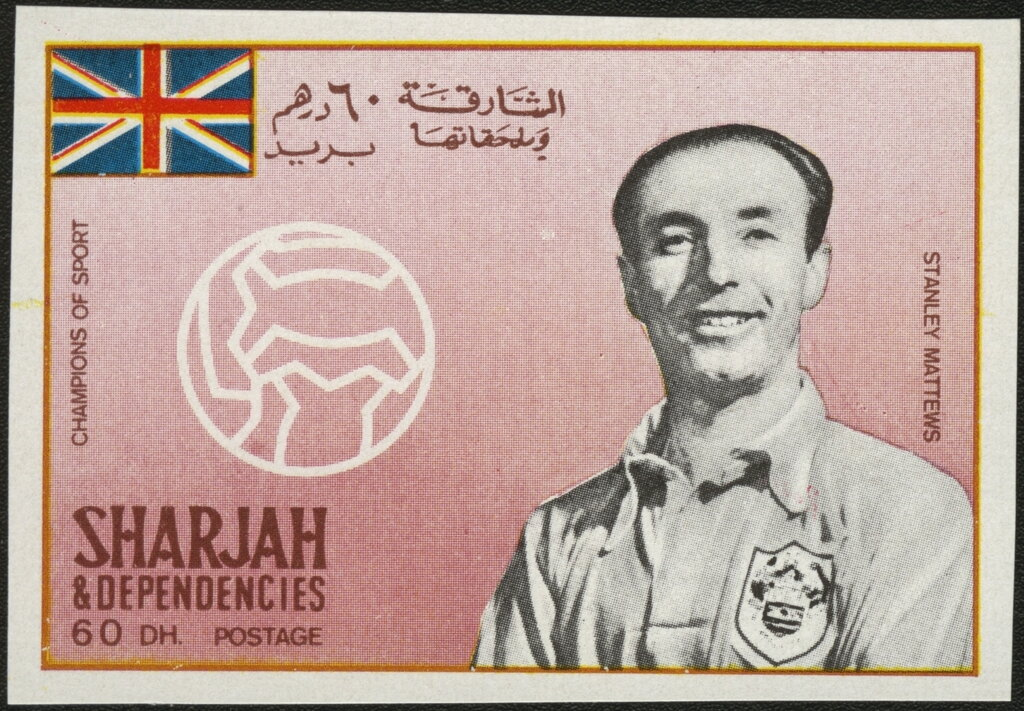
60 درهما ستانلي ماثيوس المملكة المتحدة
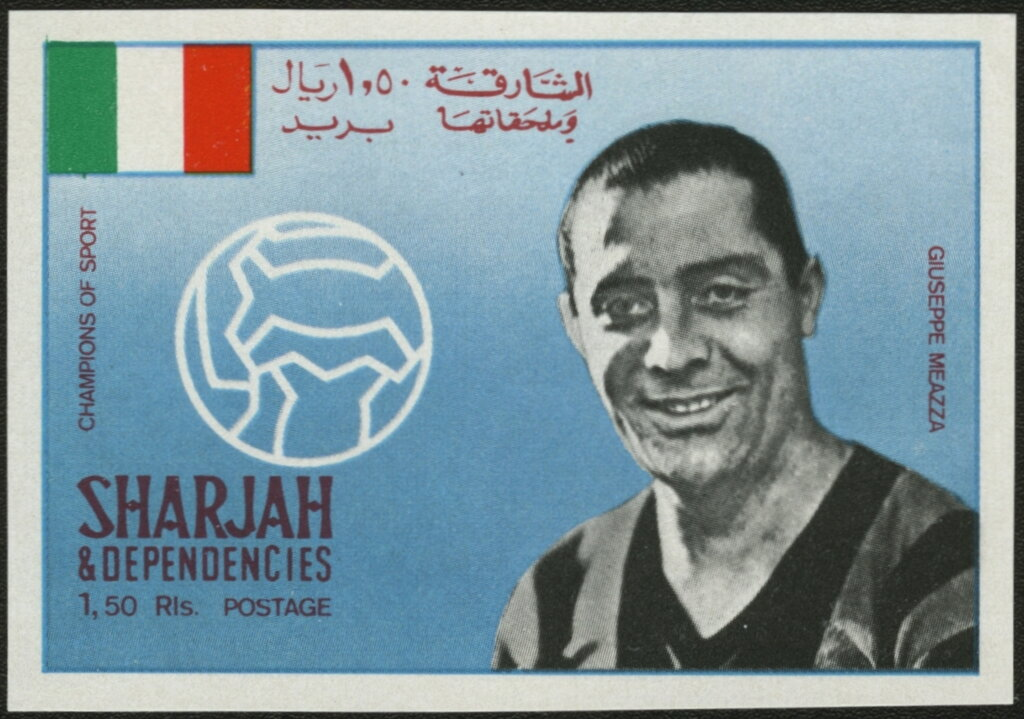
ريال ونصف جوزيبي مياتزا إيطاليا
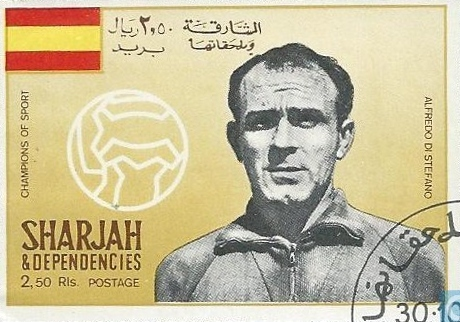
ريالان ونصف ألفريدو دي ستيفانو
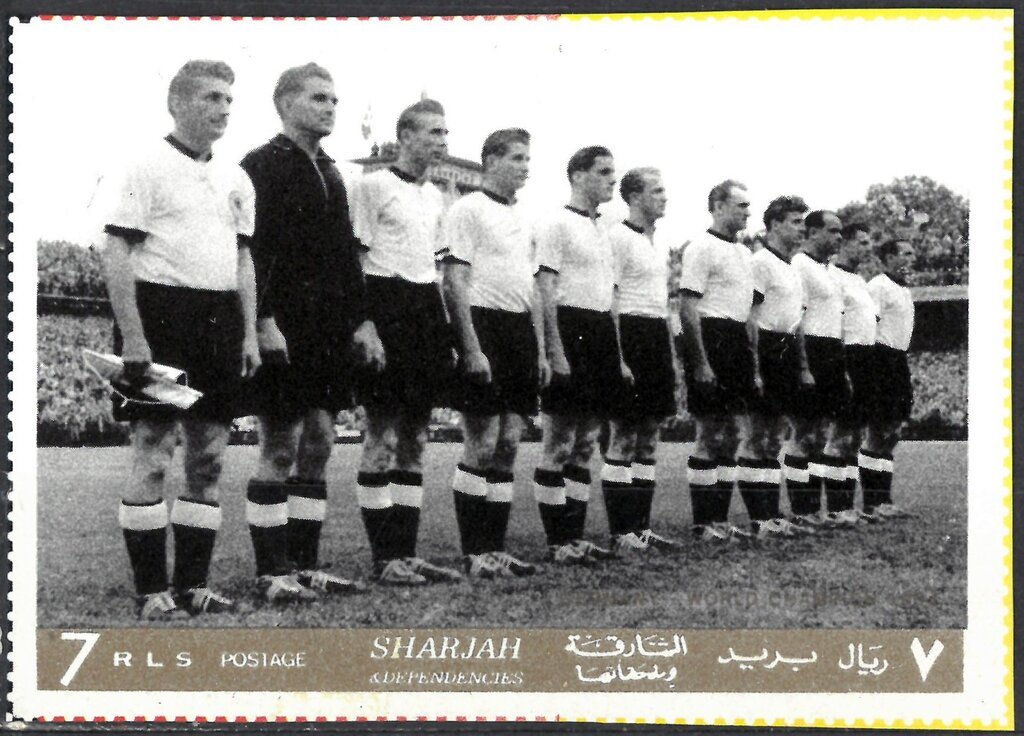
7 ريالات منتخب ألمانيا الغربية لكرة القدم

- ريالان ونصف
ألفريدو دي ستيفانو
 إسبانيا

وكذلك أصدرت نسخ غير مخرمة من هذه الطوابع:

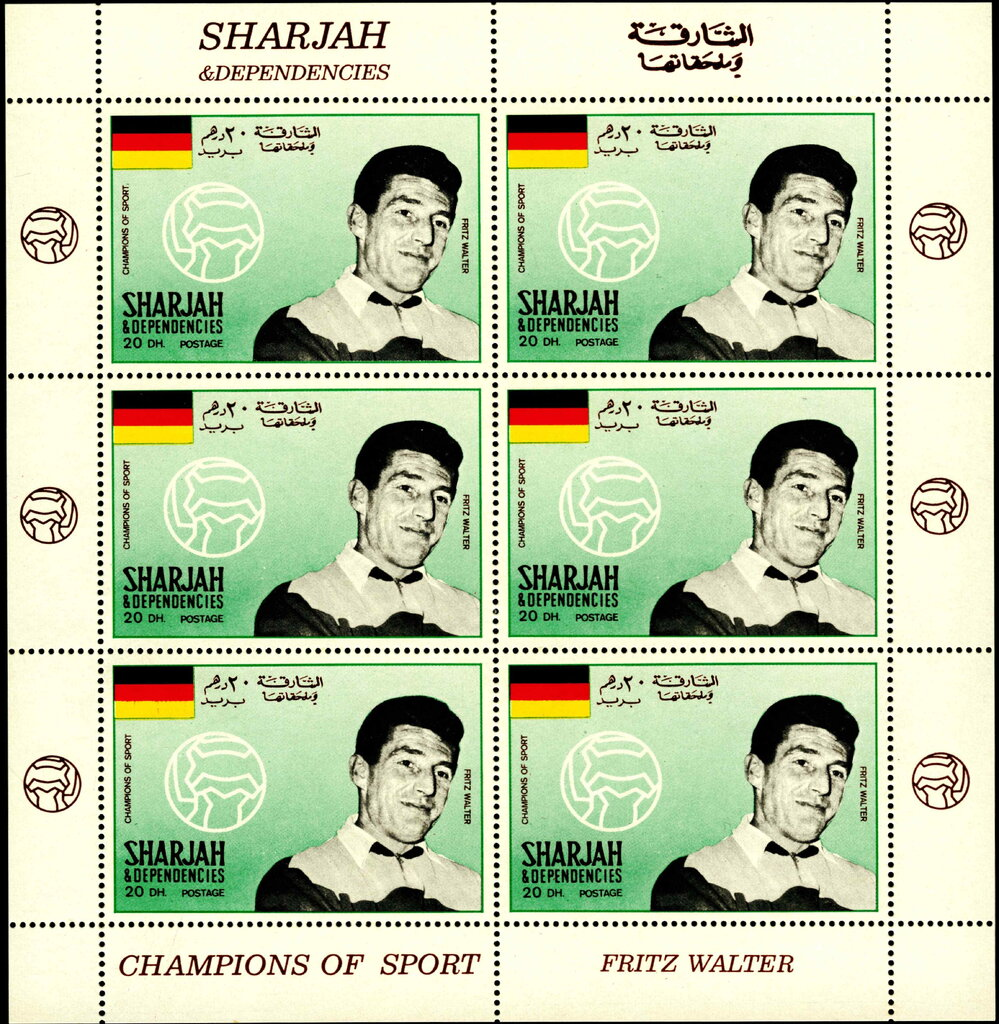
20 درهما فريتز فالتر ألمانيا
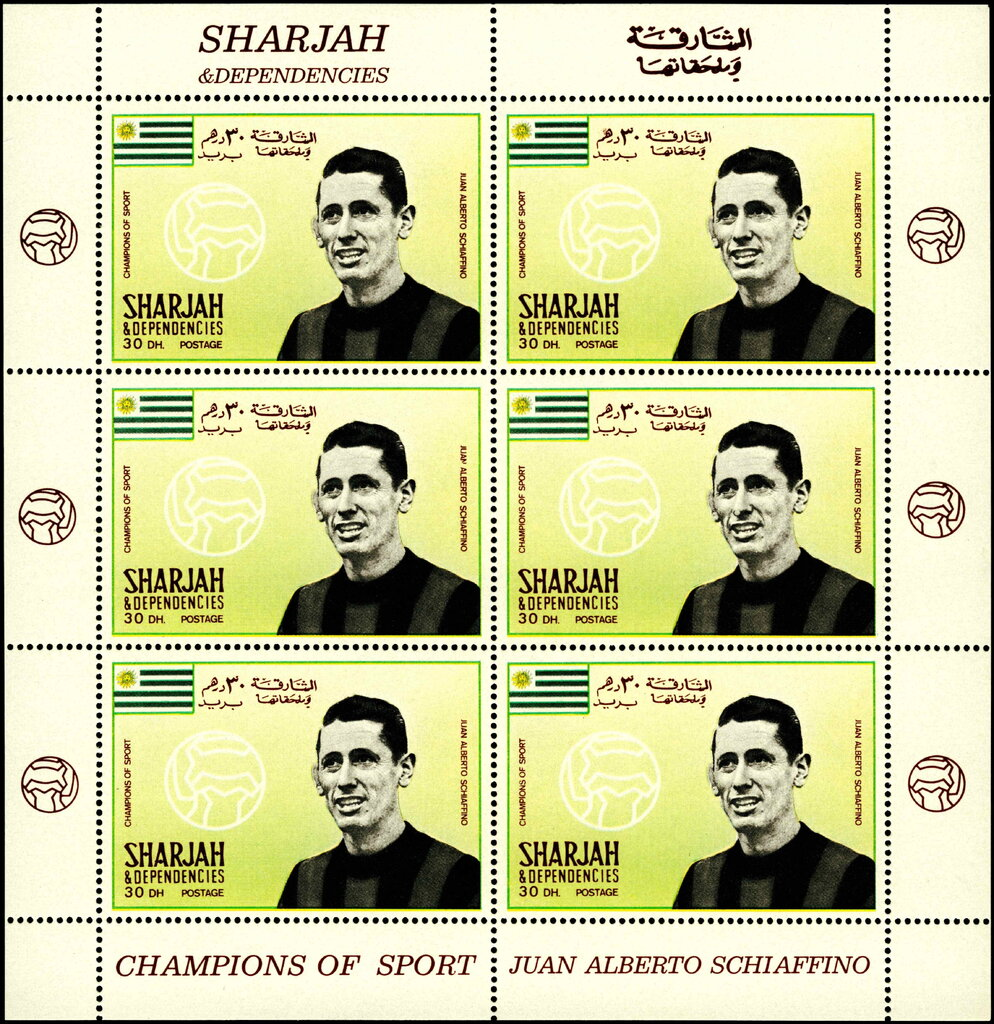
30 درهما خوان ألبرتو سيكافينو الأوروغواي
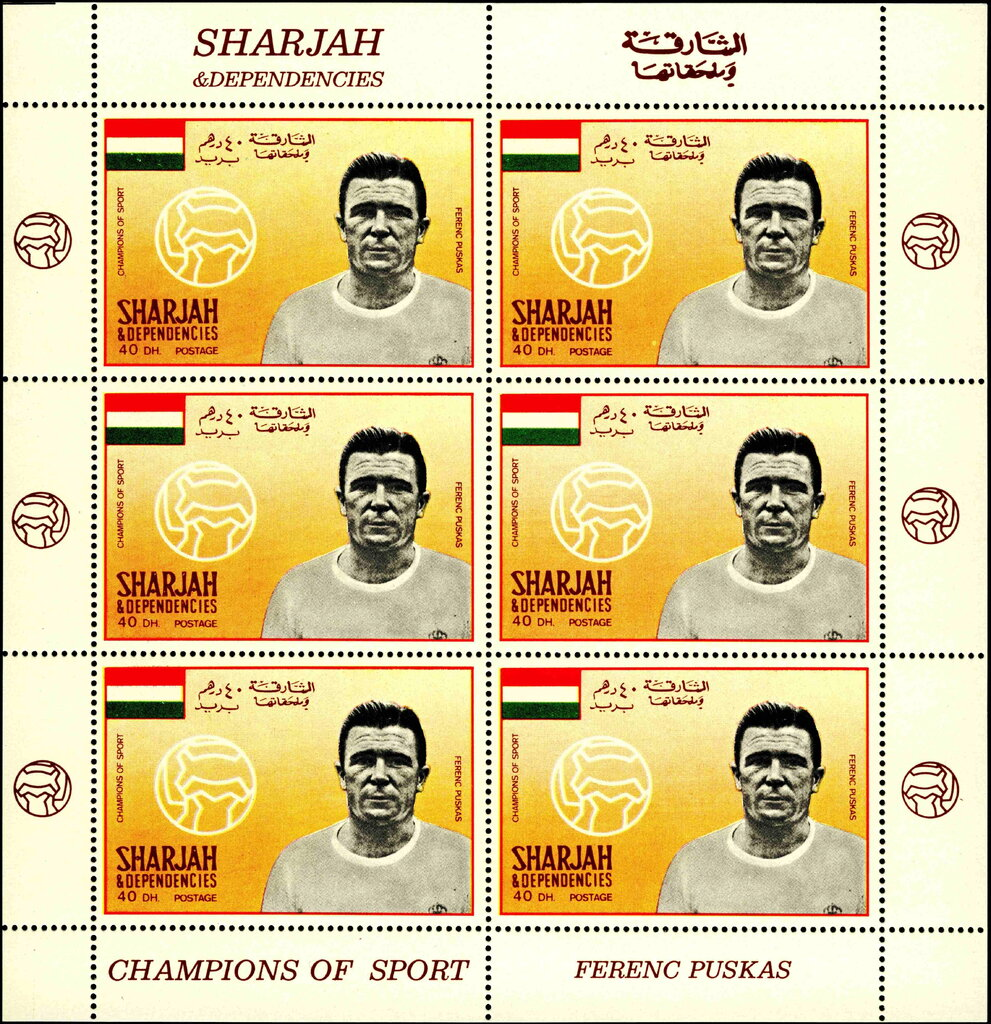
40 درهما فيرينتس بوشكاش المجر
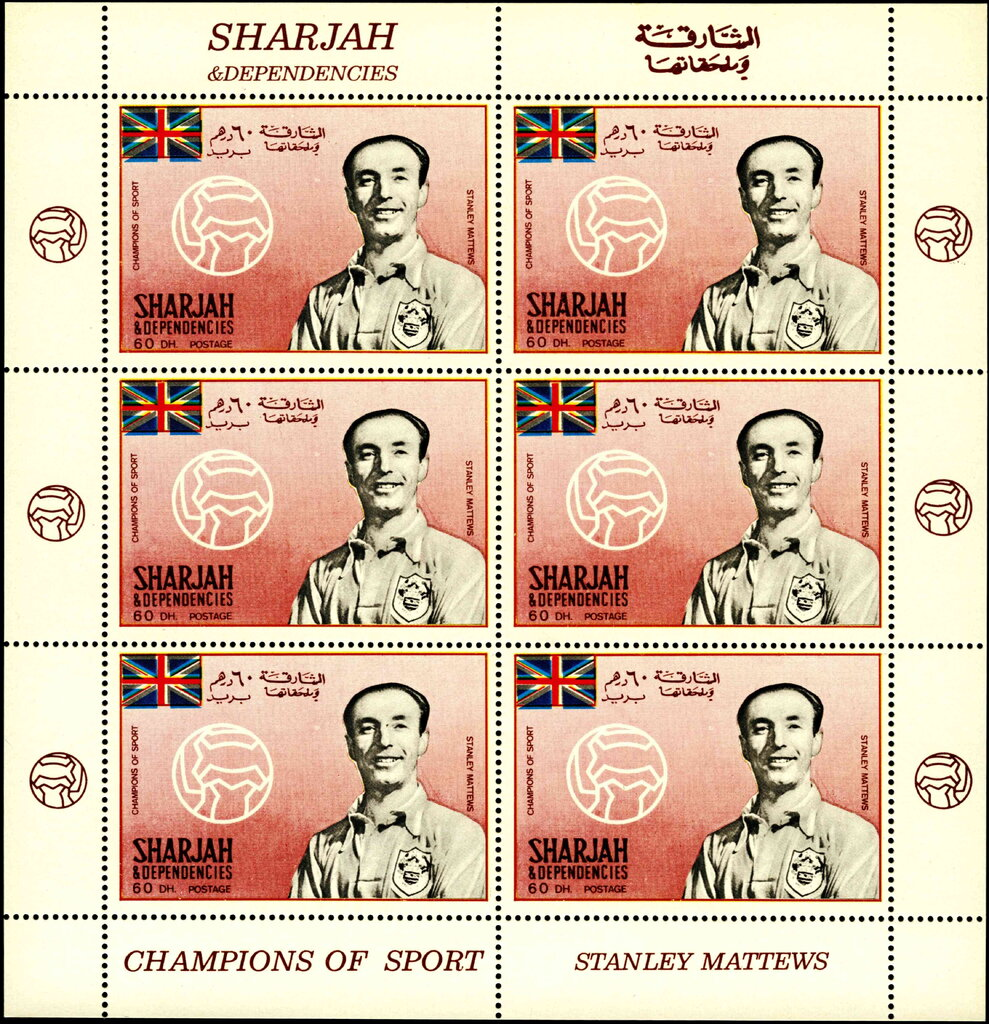
60 درهما ستانلي ماثيوس المملكة المتحدة
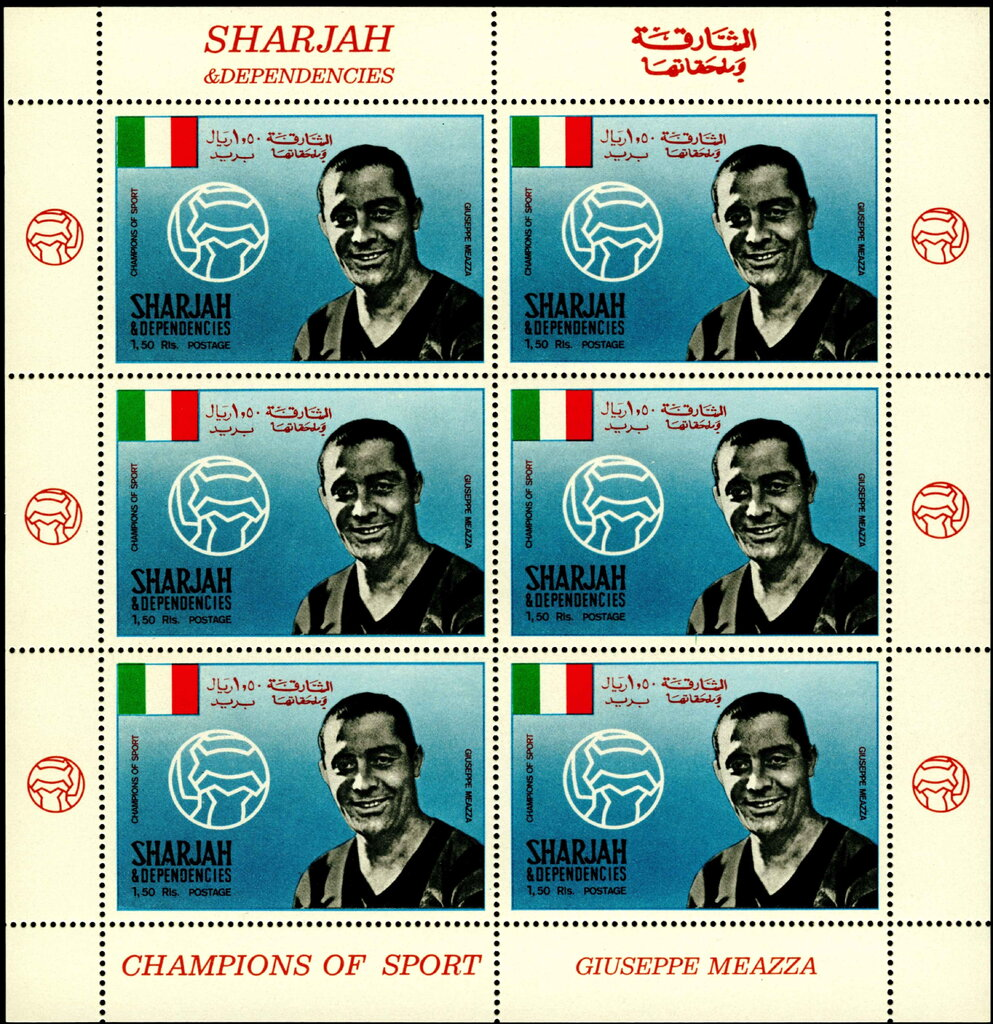
ريال ونصف جوزيبي مياتزا إيطاليا
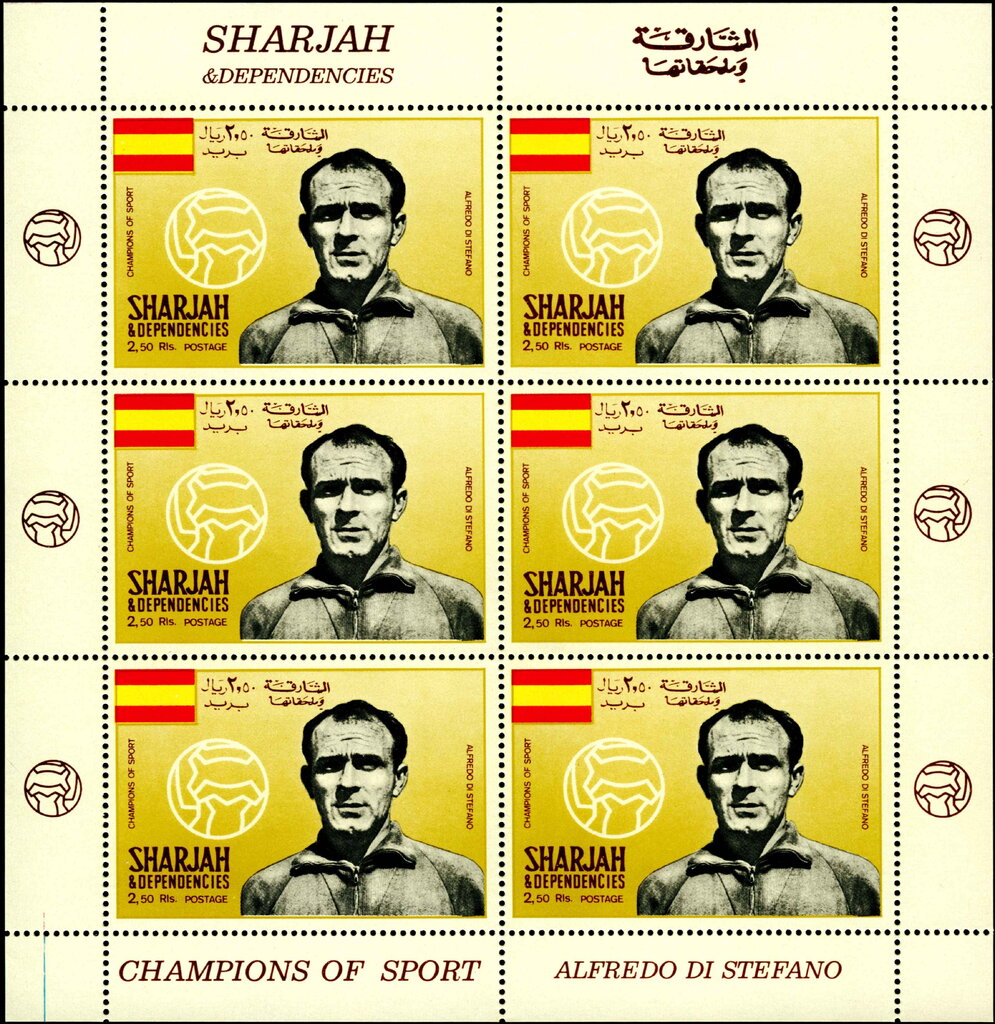
ريالان ونصف ألفريدو دي ستيفانو إسبانيا
- 7 ريالات
منتخب ألمانيا الغربية لكرة القدم
 ألمانيا

واًصدرت كذلك بطاقات مخرمة:
- 20 درهما
فريتز فالتر
 ألمانيا
- 30 درهما
خوان ألبرتو سيكافينو
 الأوروغواي
- 40 درهما
فيرينتس بوشكاش
 المجر
- 60 درهما
ستانلي ماثيوس
 المملكة المتحدة
- ريال ونصف
جوزيبي مياتزا
 إيطاليا
- ريالان ونصف
ألفريدو دي ستيفانو
 إسبانيا

واًصدرت كذلك بطاقات غير مخرمة:

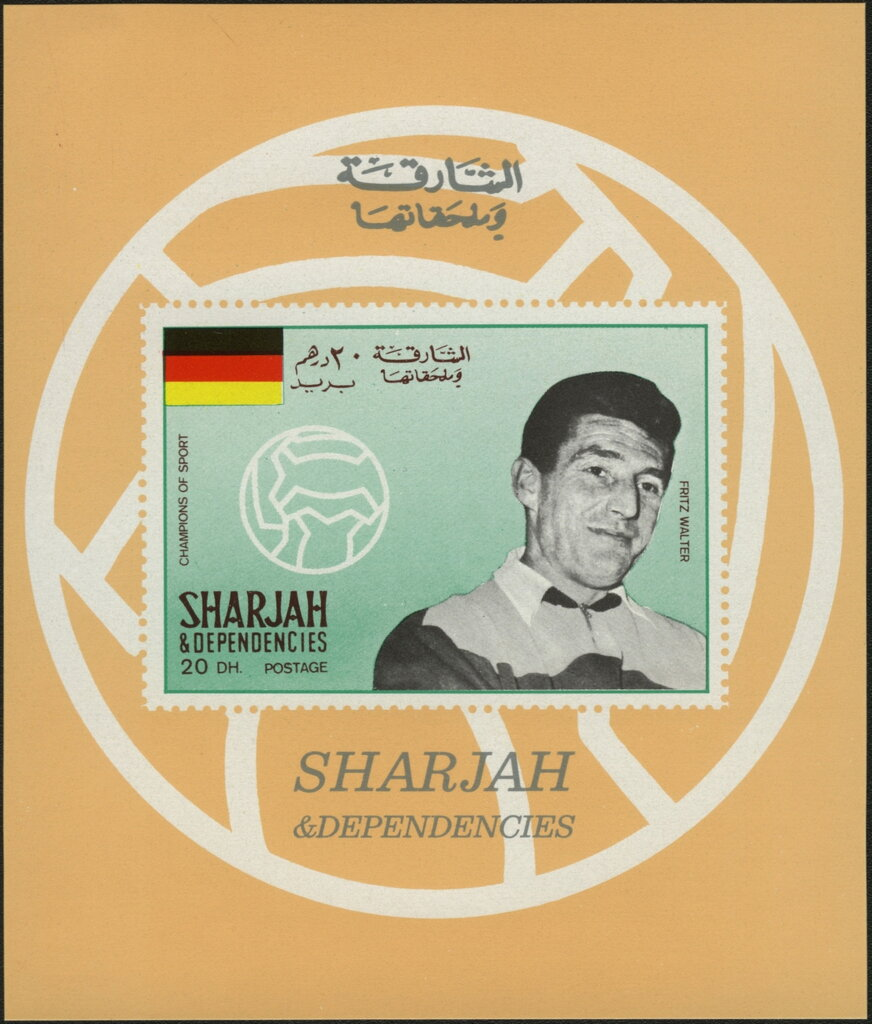
20 درهما فريتز فالتر ألمانيا
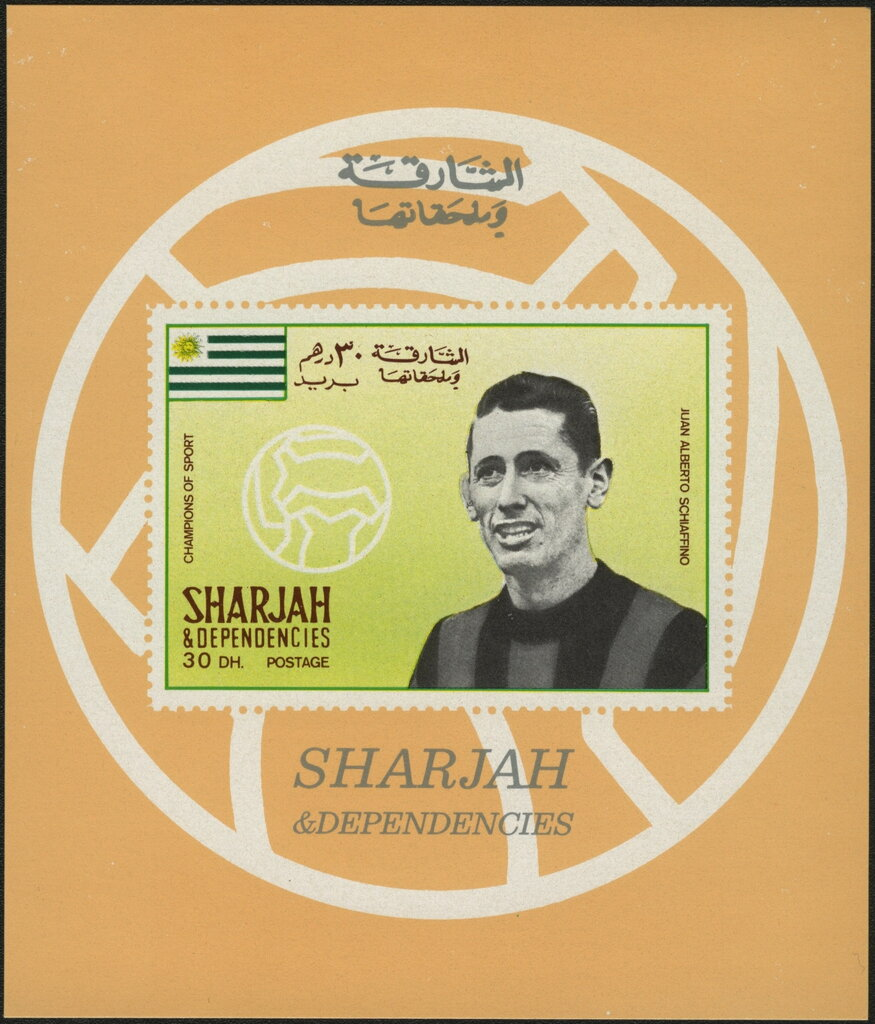
30 درهما خوان ألبرتو سيكافينو الأوروغواي
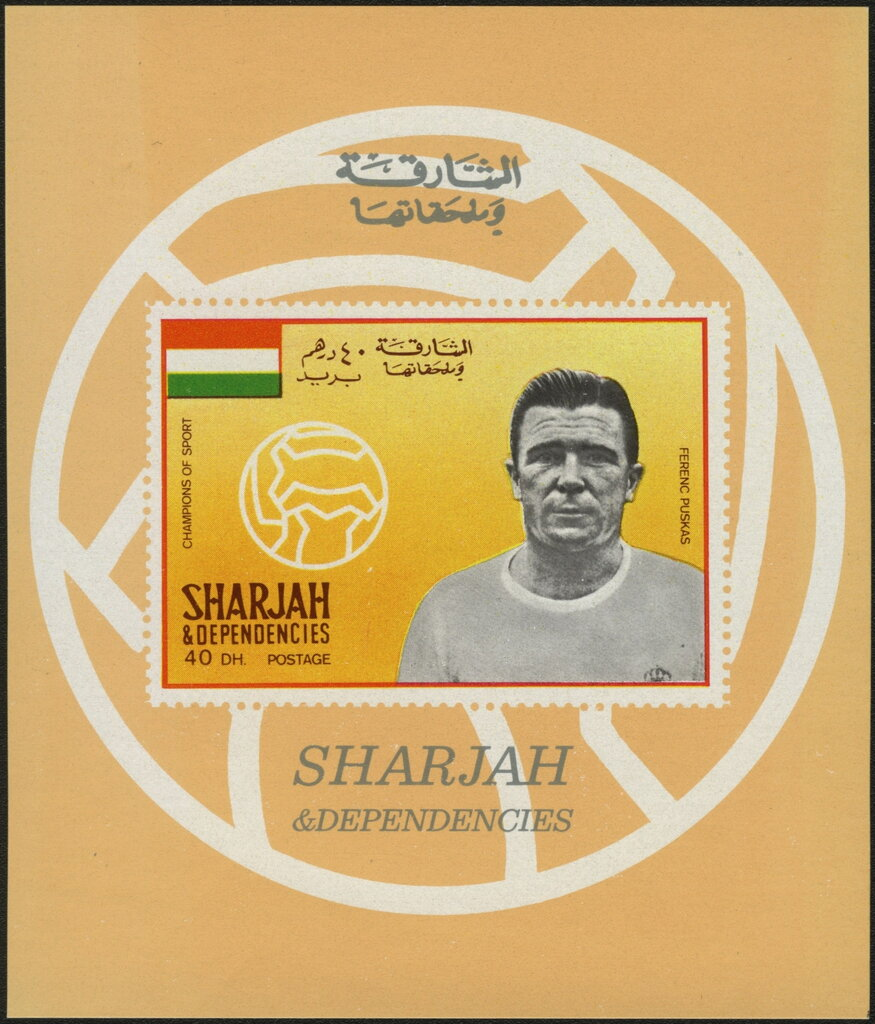
40 درهما فيرينتس بوشكاش المجر
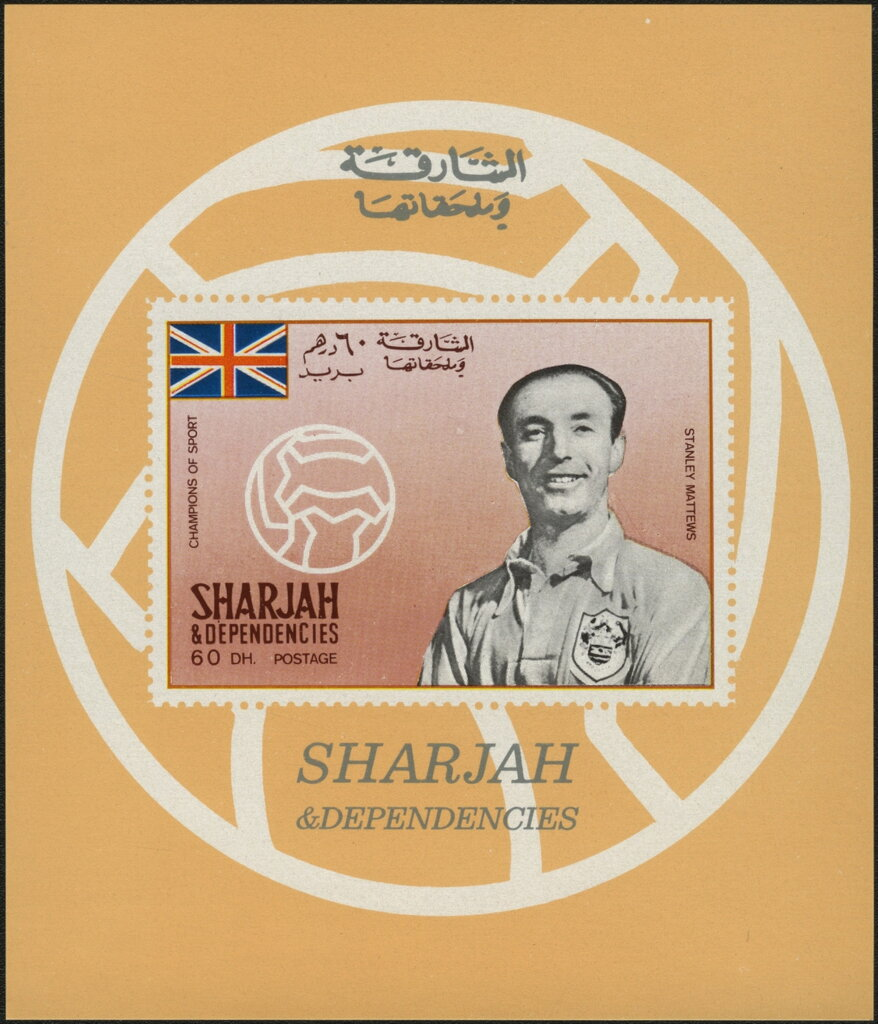
60 درهما ستانلي ماثيوس المملكة المتحدة
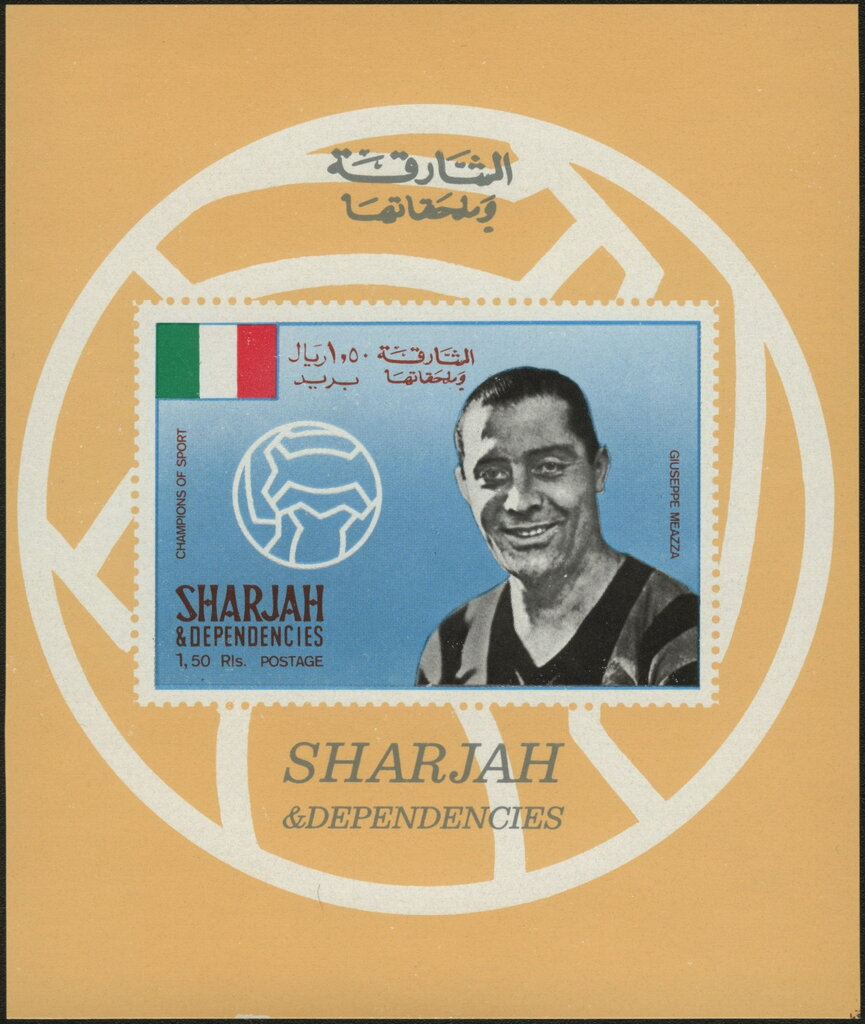
ريال ونصف جوزيبي مياتزا إيطاليا
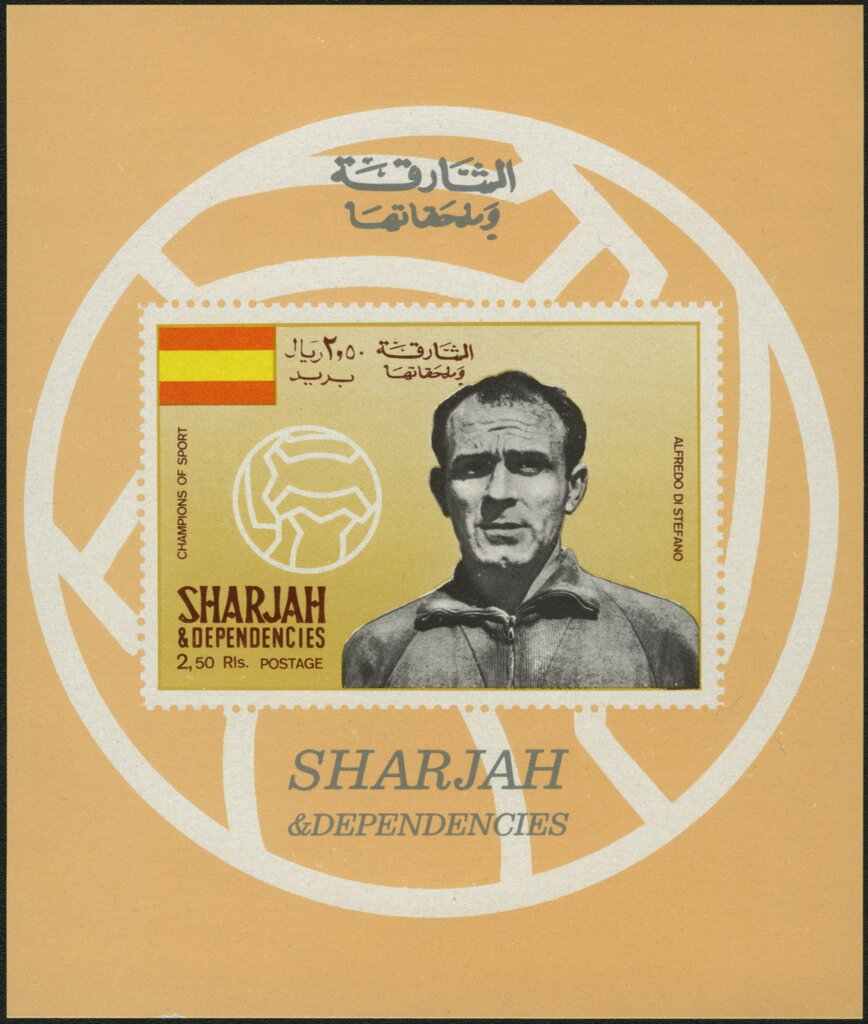
ريالان ونصف ألفريدو دي ستيفانو إسبانيا

وأصدرت بطاقتين تذكاريتين تضمان الطابع بقيمة 7 ريالات وأصدرت منها نسخة مخرمة وأخرى غير مخرمة:

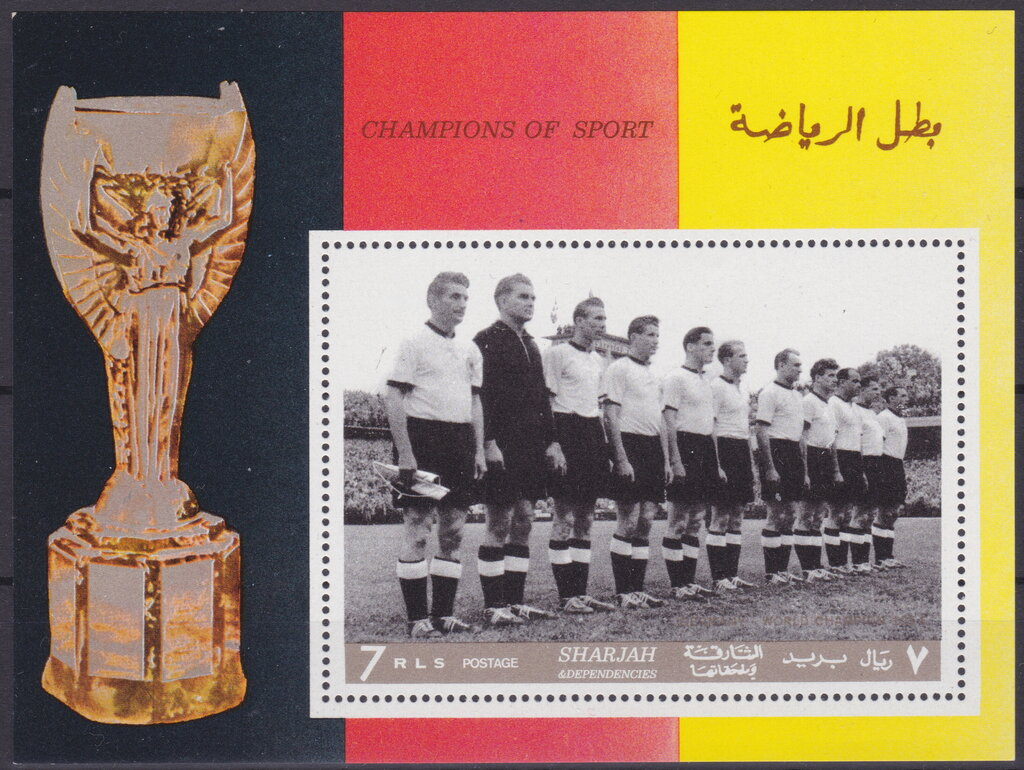
بطاقة تذكارية مخرمة
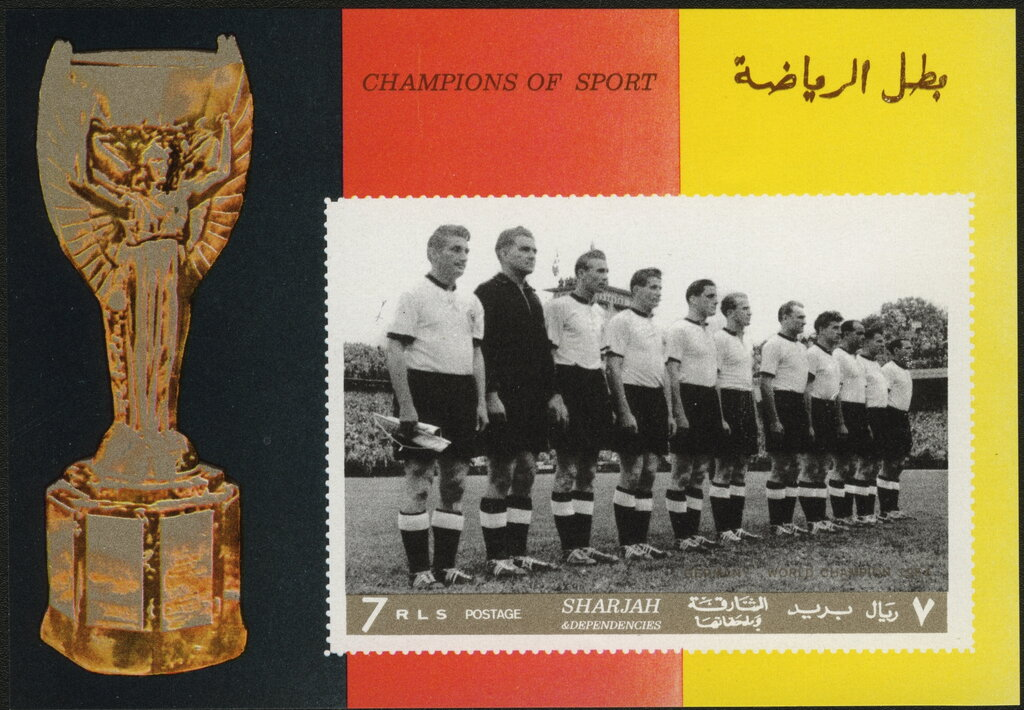
بطاقة تذكارية غير مخرمة

## إصدارات الرياضيين الفائزين بميداليات ذهبية

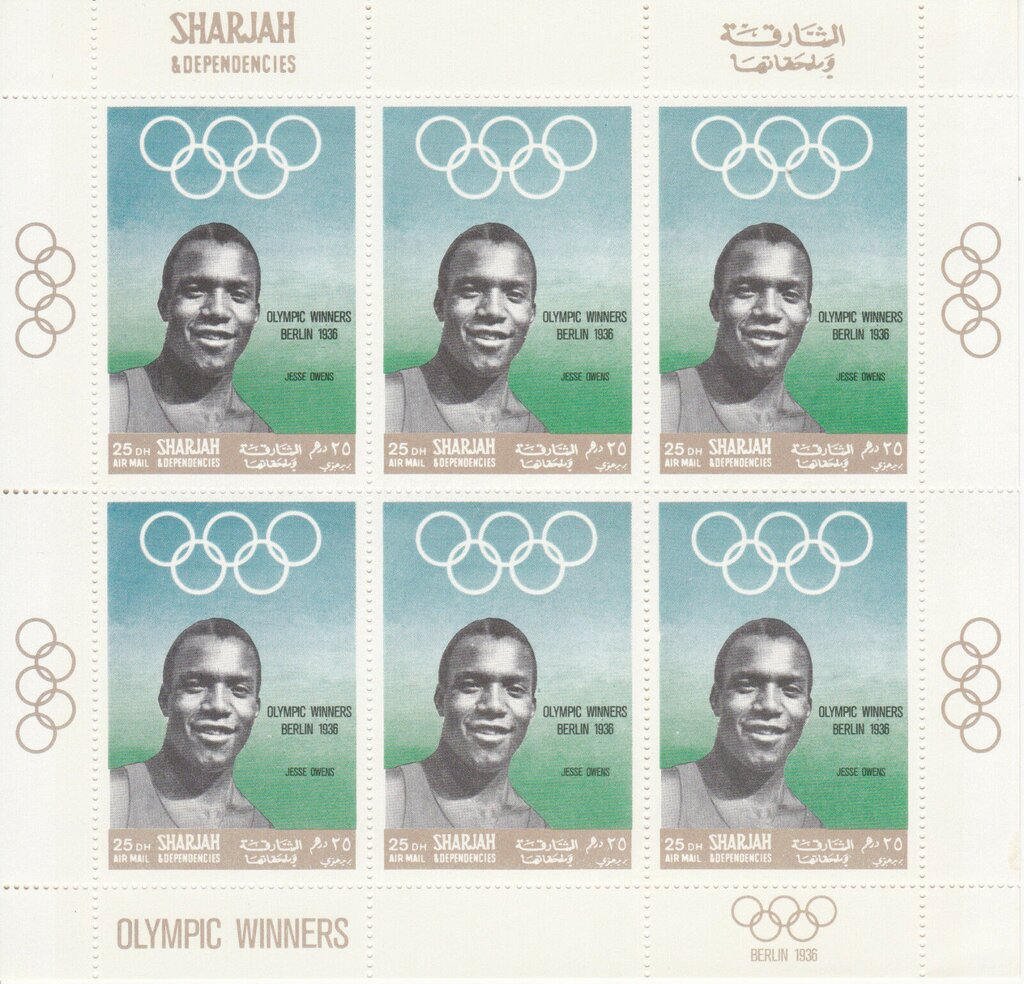
25 درهما جيسي أوينز الولايات المتحدة برلين 1936
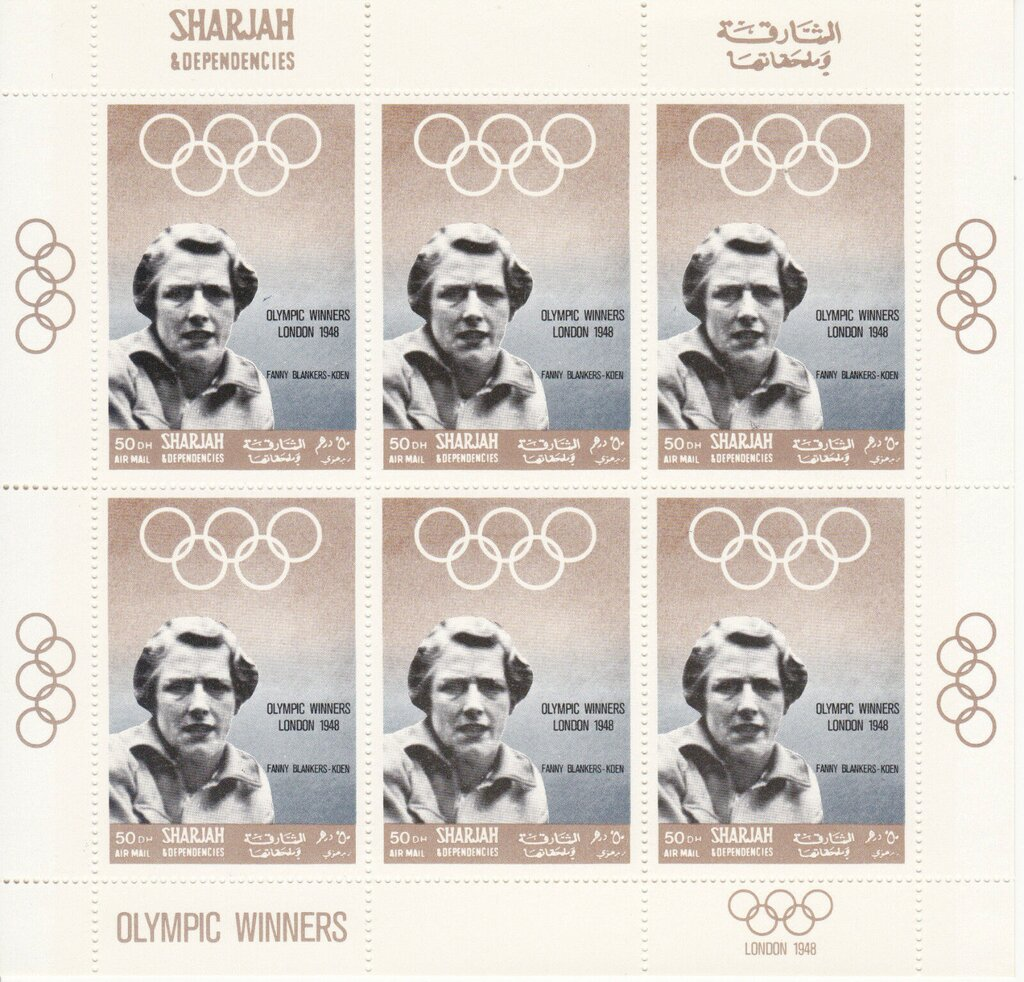
50 درهما فاني بلانكيرس كوين لندن 1936
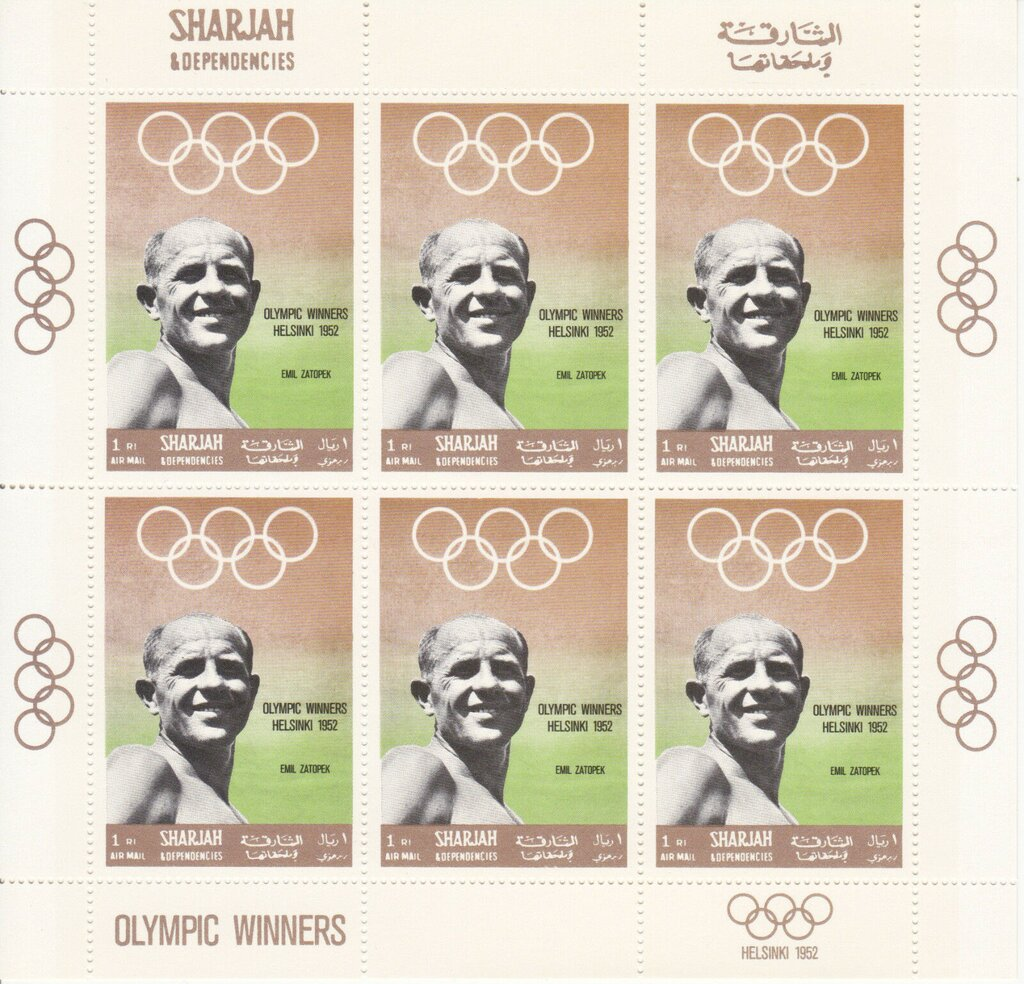
ريال واحد إميل زاتوبك هلسنكي 1936
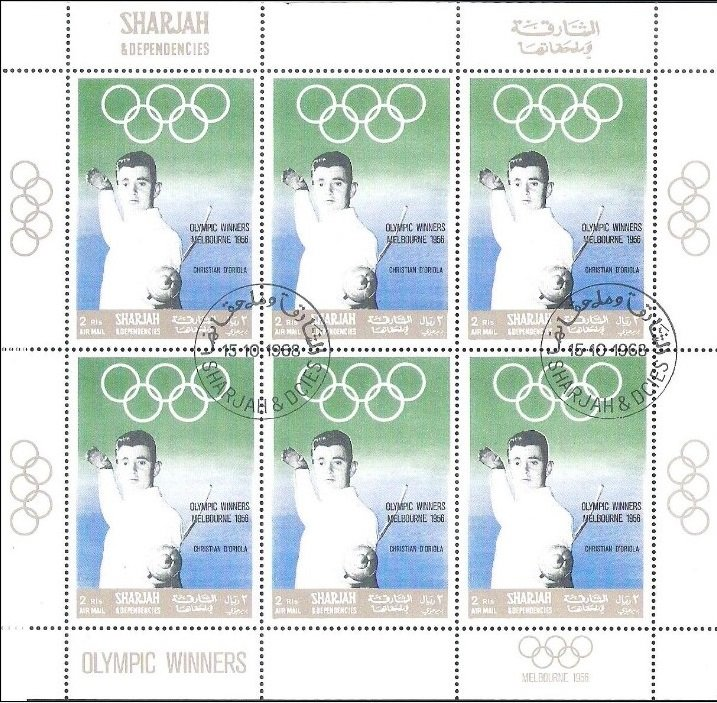
ريالان كريستيان دوريولا ملبورن 1956
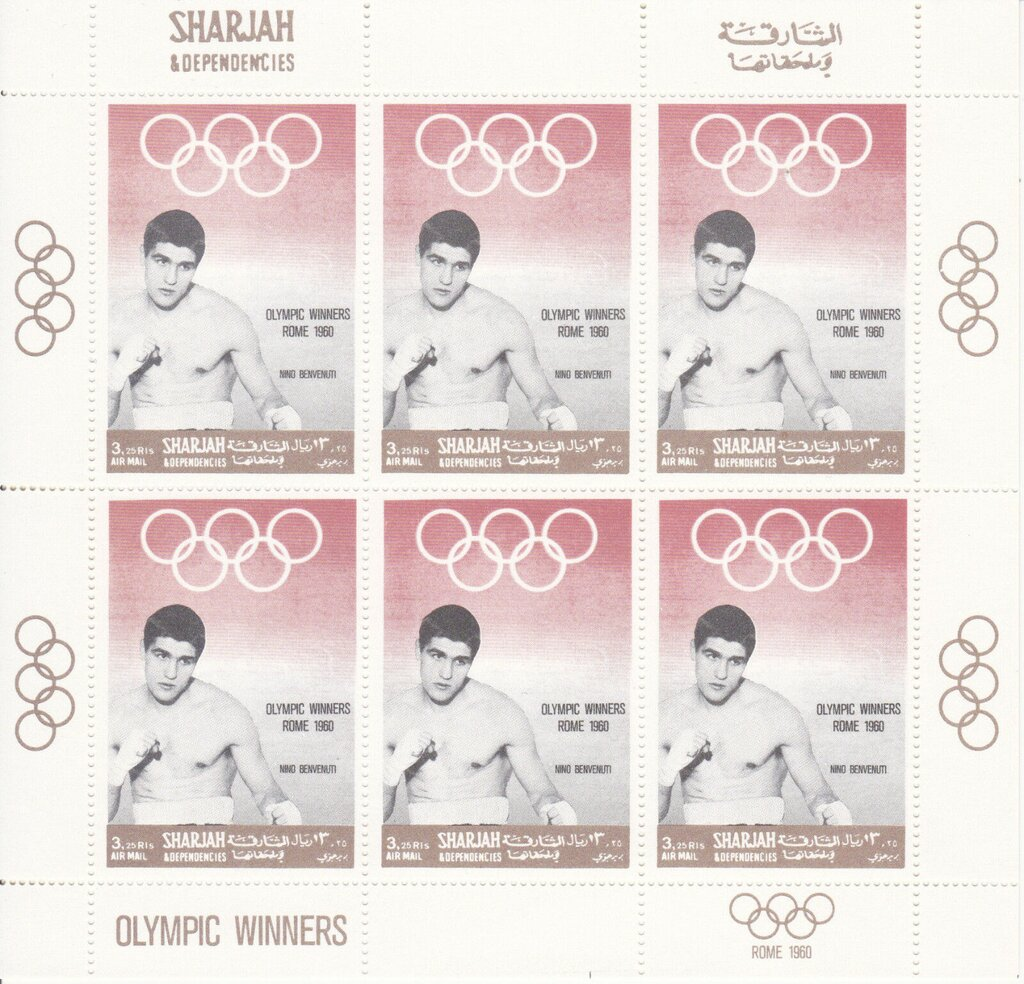
3 ريالات وربع نينو بنفينوتي روما 1960
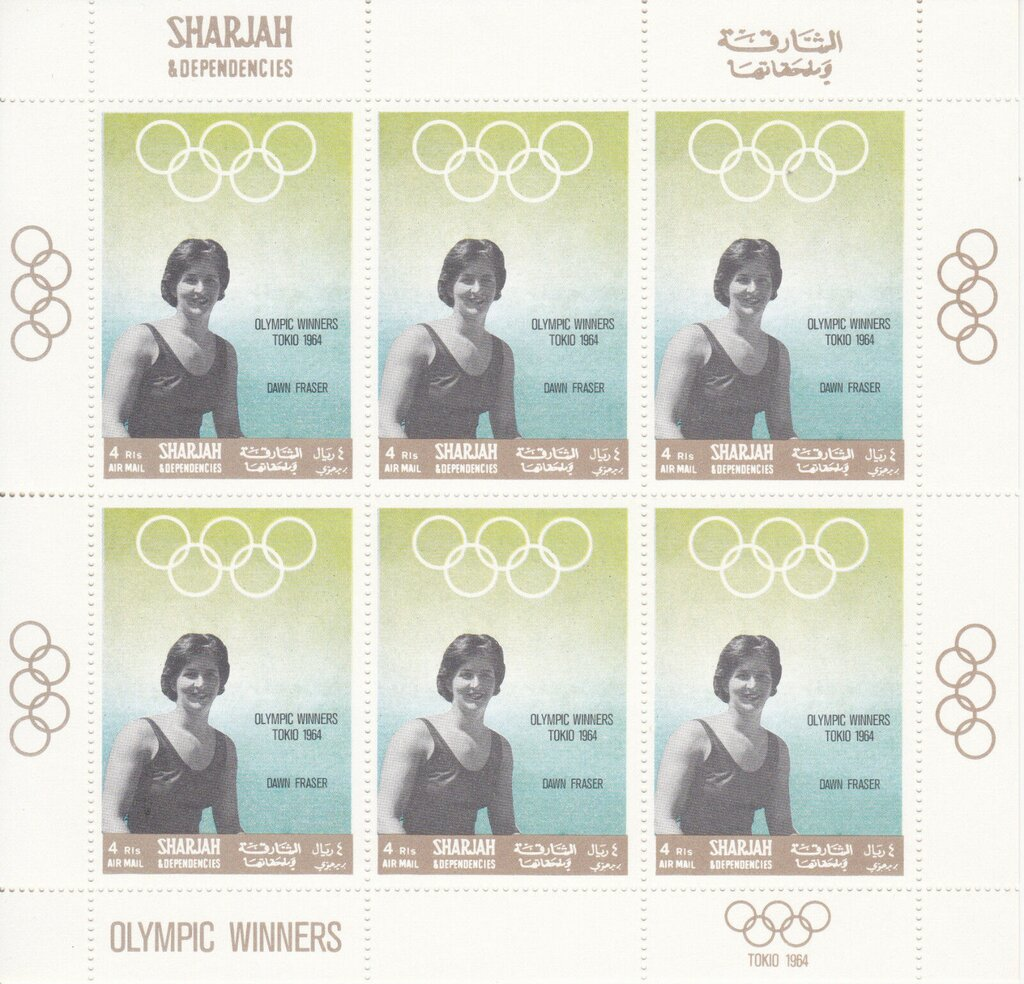
4 ريالات دون فريزر طوكيو 1964
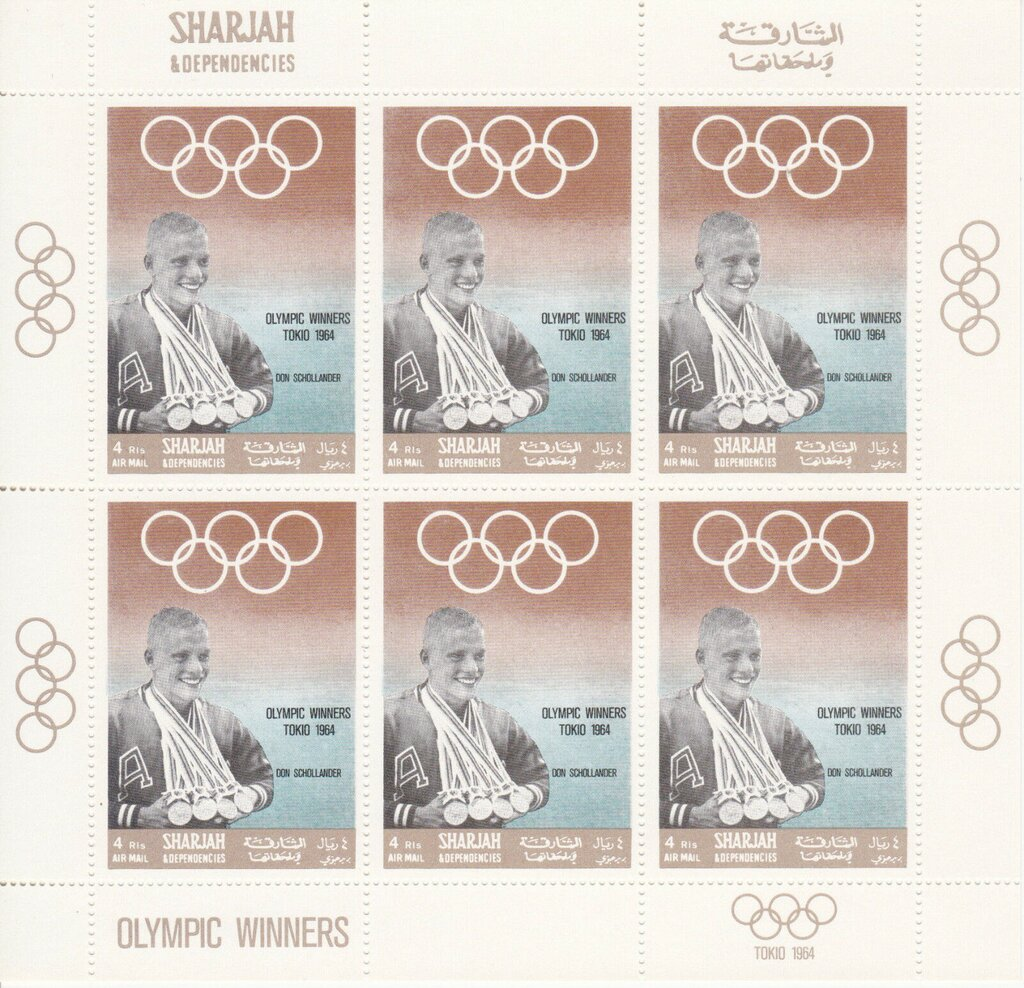
4 ريالات دون شولاندير الولايات المتحدة طوكيو 1964

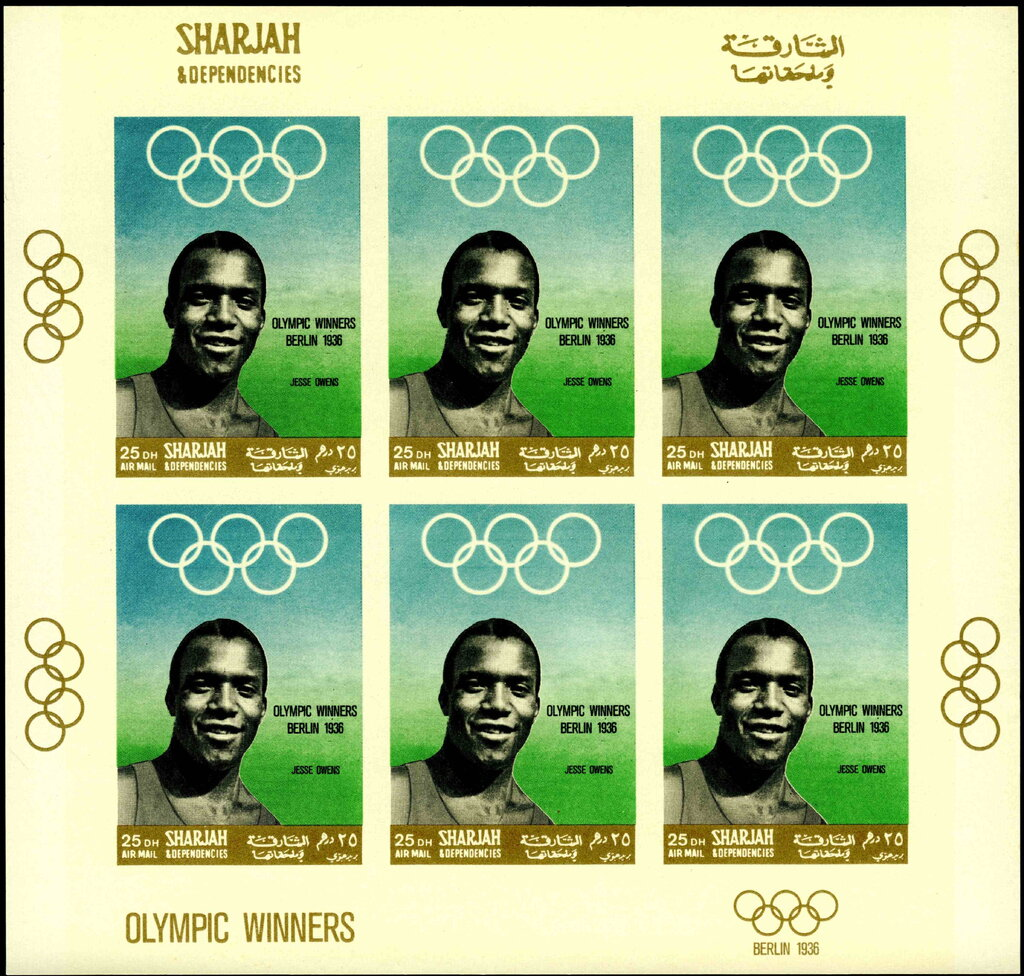
25 درهما جيسي أوينز برلين 1936
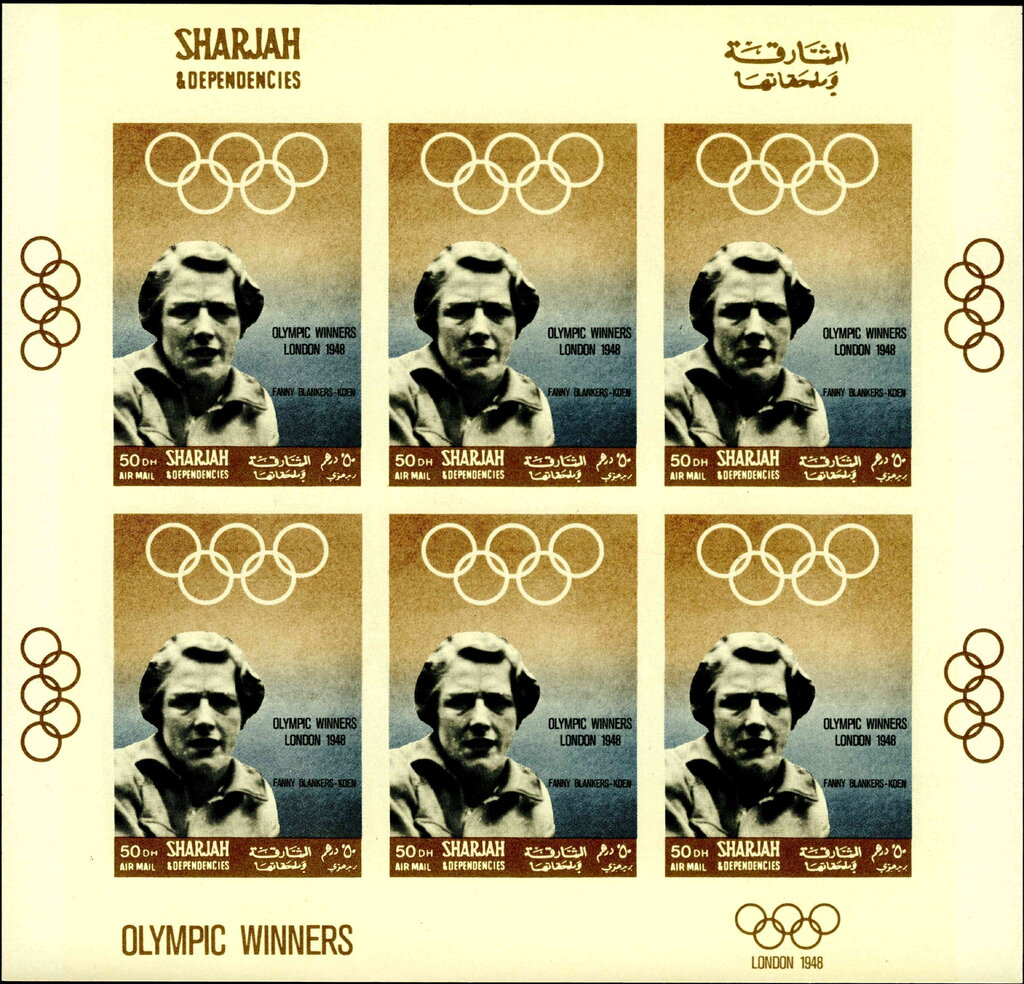
50 درهما فاني بلانكيرس كوين لندن 1936
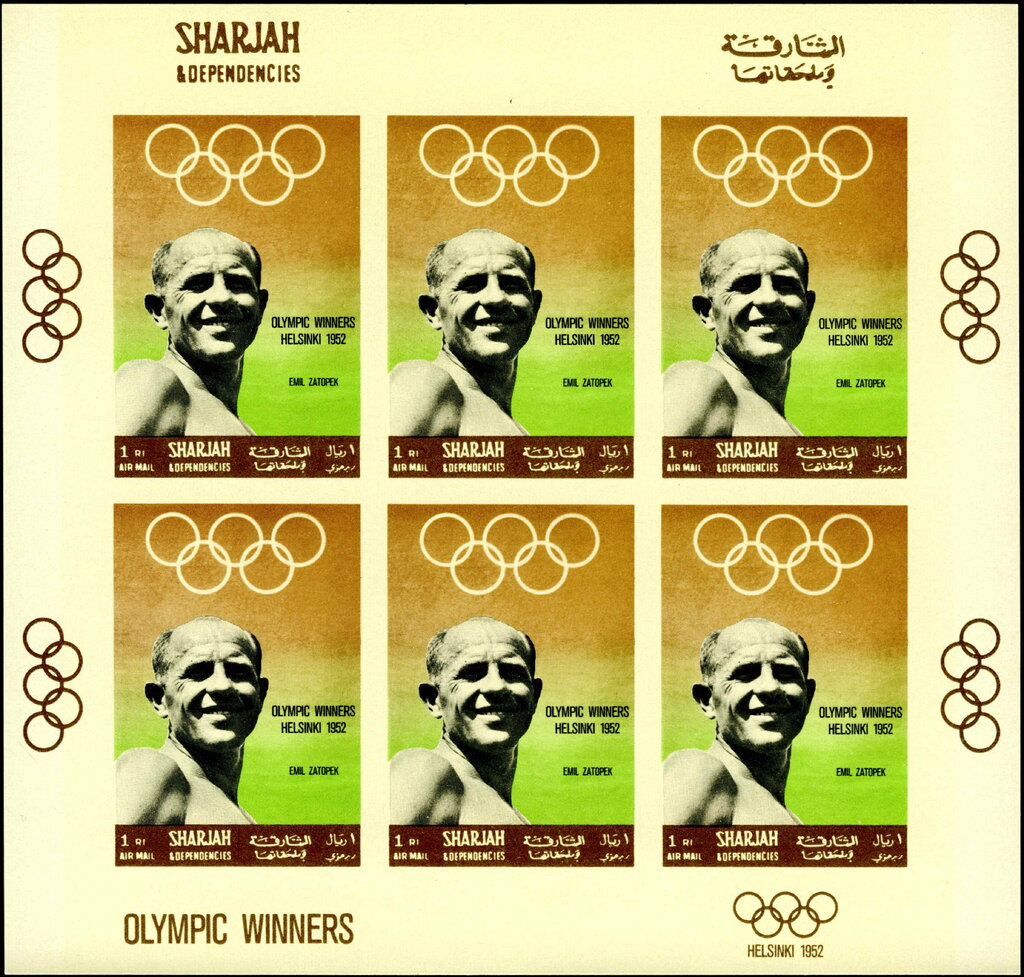
ريال واحد إميل زاتوبك هلسنكي 1936
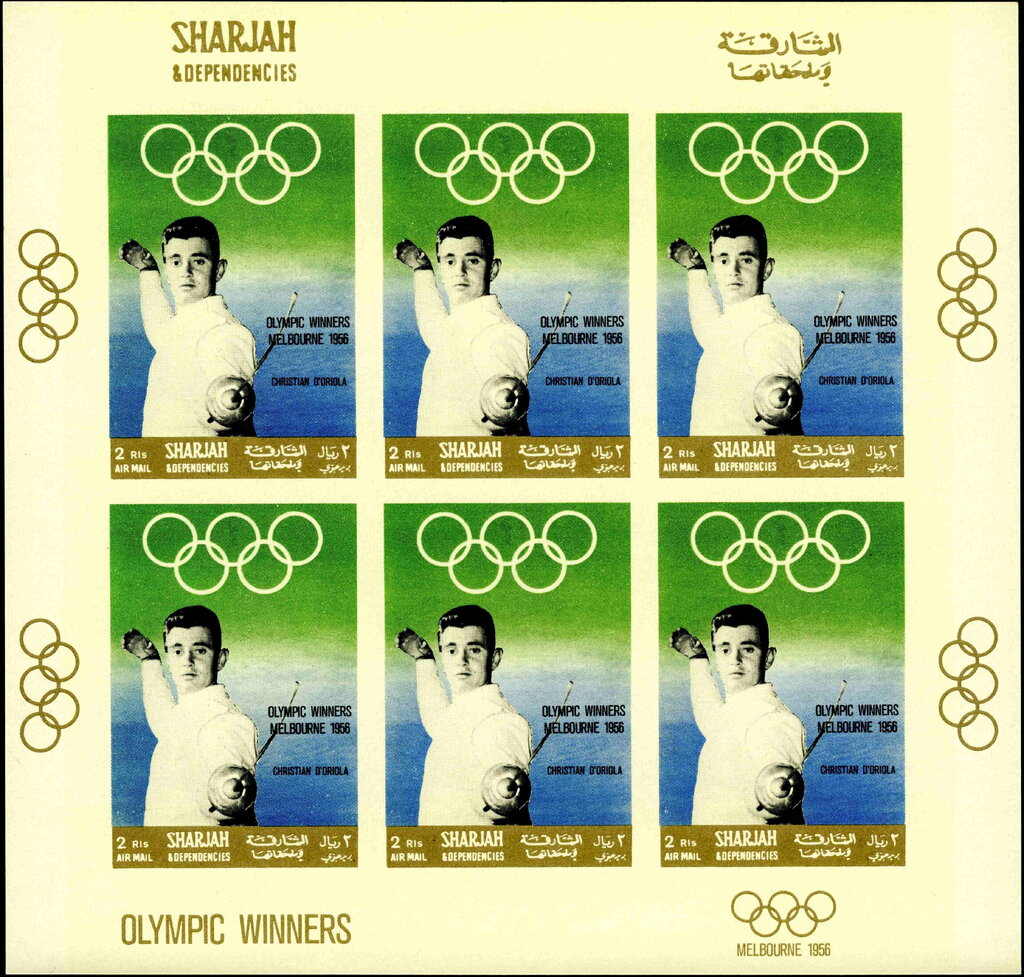
ريالان كريستيان دوريولا ملبورن 1956
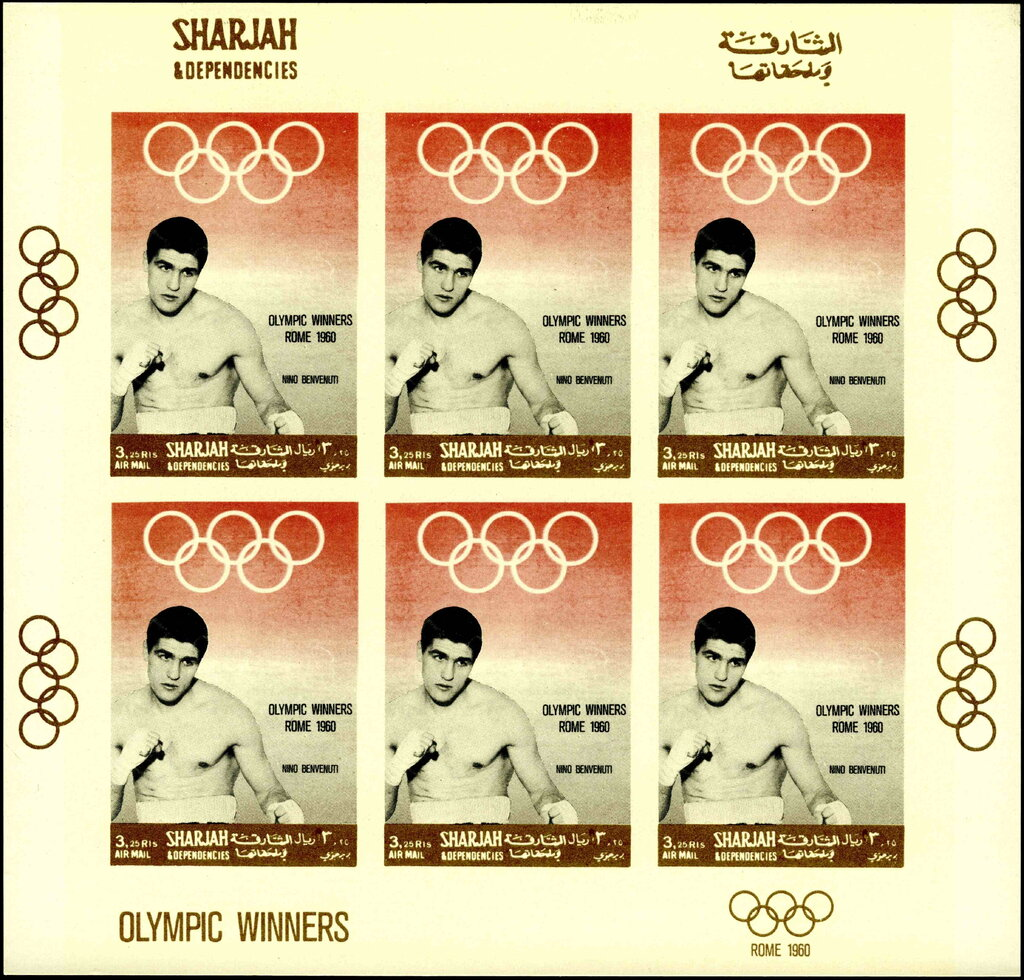
3 ريالات وربع نينو بنفينوتي روما 1960
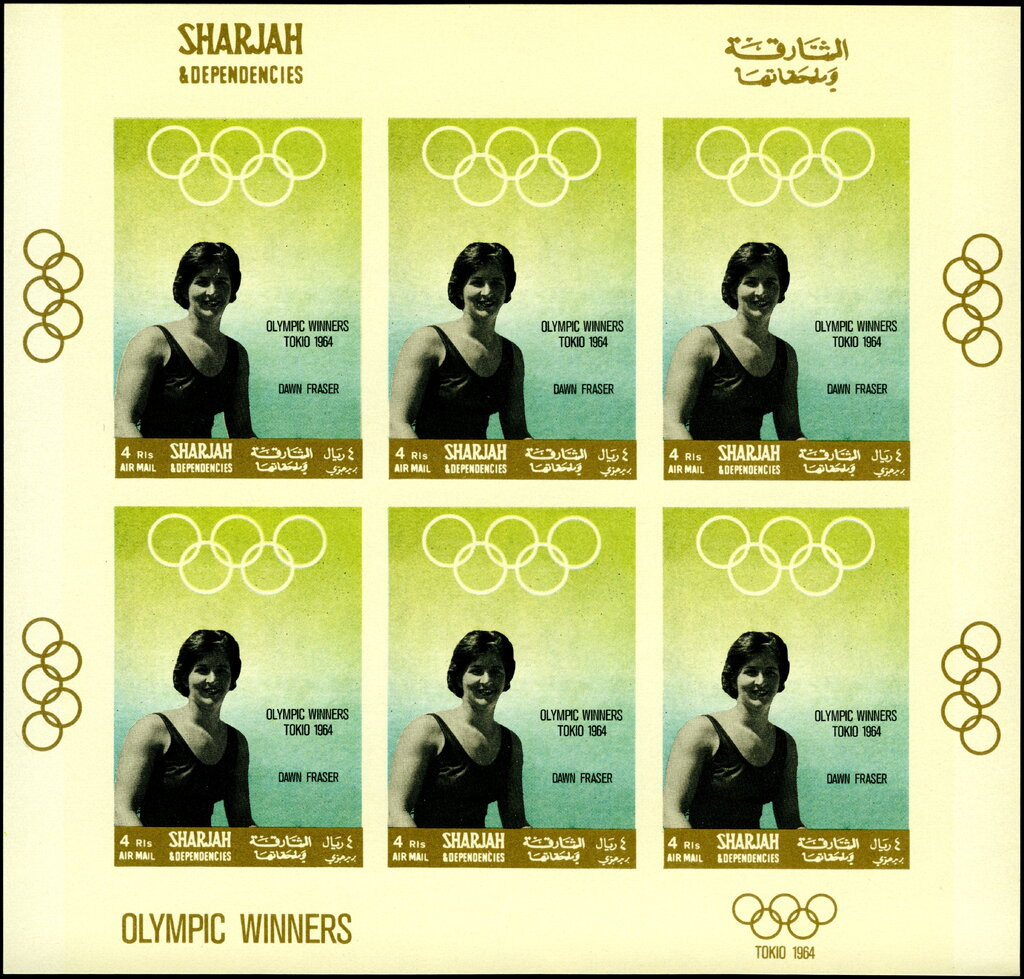
4 ريالات دون فريزر طوكيو 1964
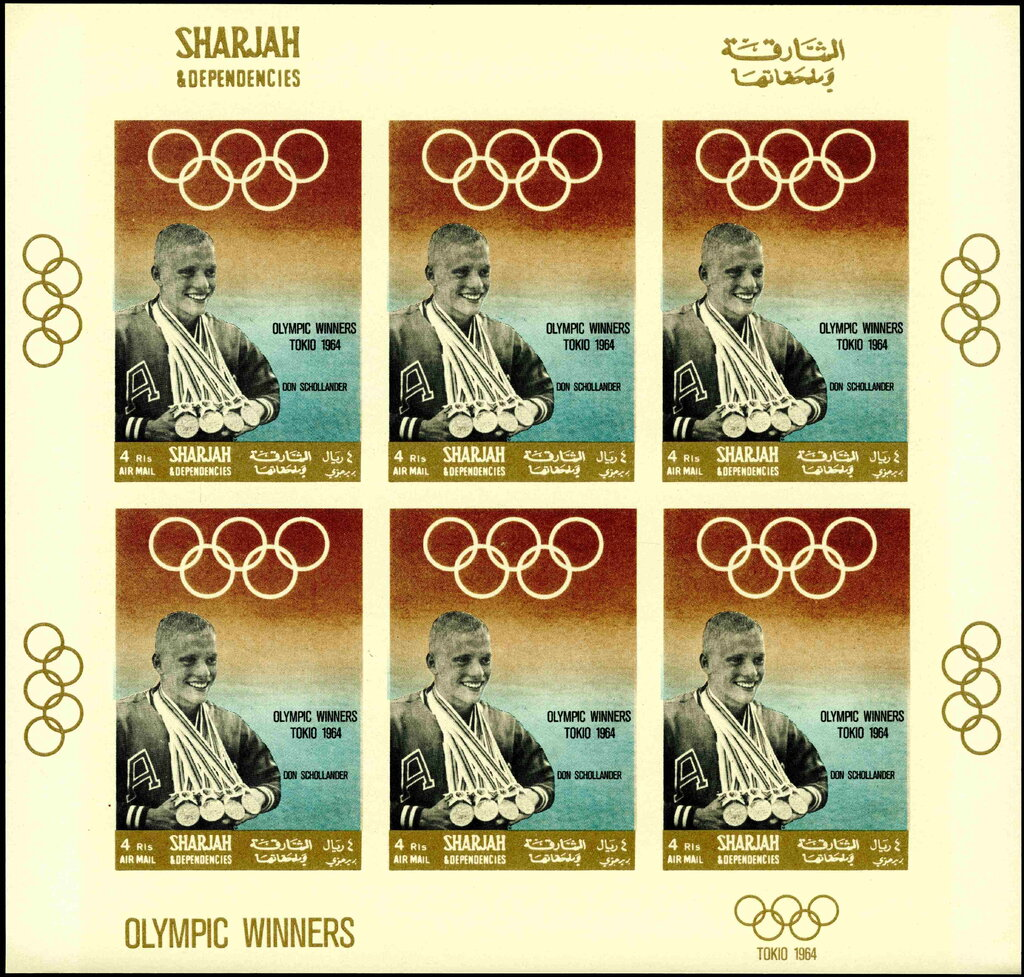
4 ريالات دون شولاندير الولايات المتحدة طوكيو 1964

كذلك في 15 أكتوبر 1968، أصدرت طوابع تحتفي ببعض الرياضيين الحاصلين على ميداليات في الدورات الأولمبية:

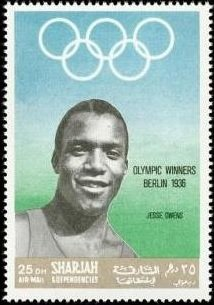
25 درهما جيسي أوينز الولايات المتحدة برلين 1936
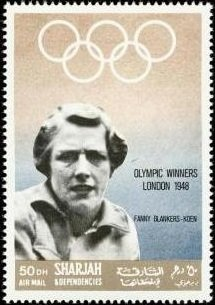
50 درهما فاني بلانكيرس كوين هولندا لندن 1948
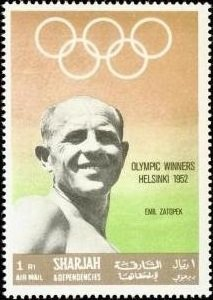
ريال واحد إميل زاتوبك تشيكوسلوفاكيا هلسنكي 1952
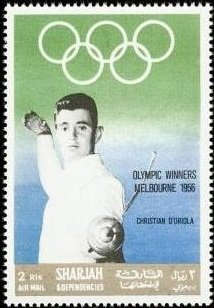
ريالان كريستيان دوريولا فرنسا ملبورن 1956
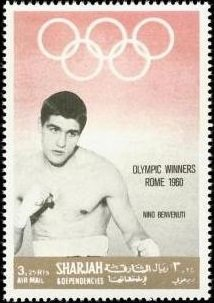
3 ريالات وربع نينو بنفينوتي إيطاليا روما 1960
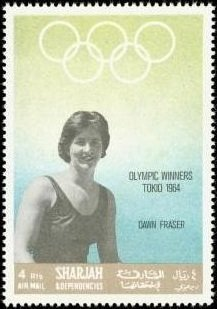
4 ريالات دون فريزر أستراليا طوكيو 1964
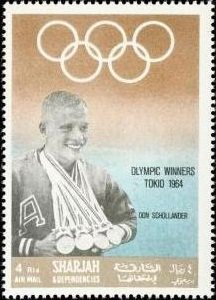
4 ريالات دون شولاندير الولايات المتحدة طوكيو 1964
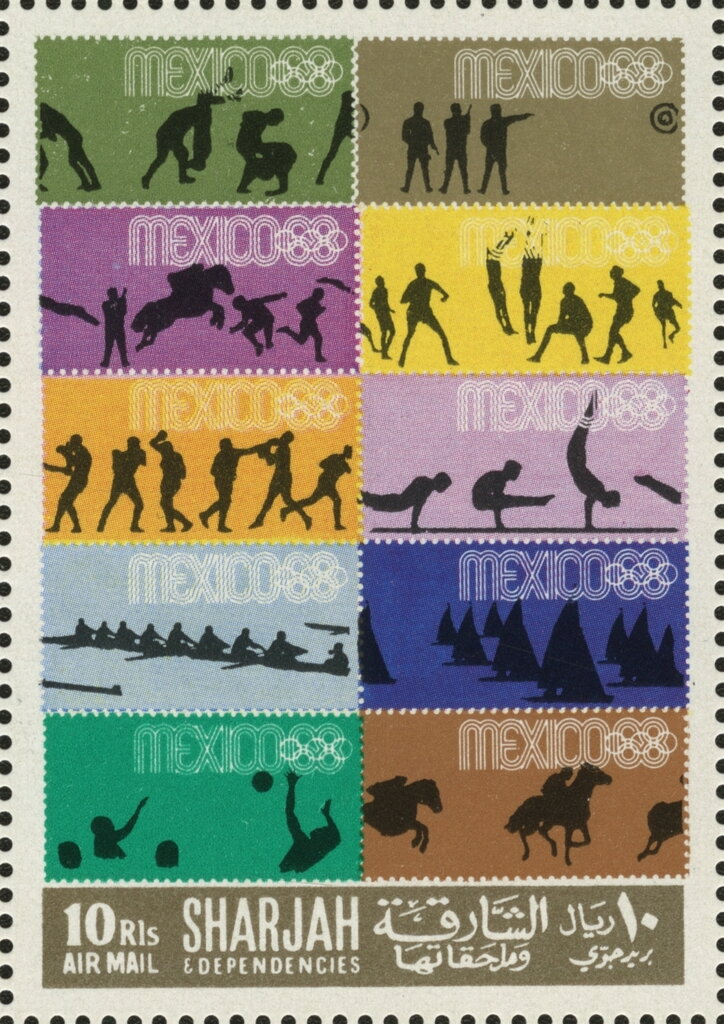
10 ريالات

وهذه نماذج لبعض الطوابع التي يظهر عليها ختم إلغاء:

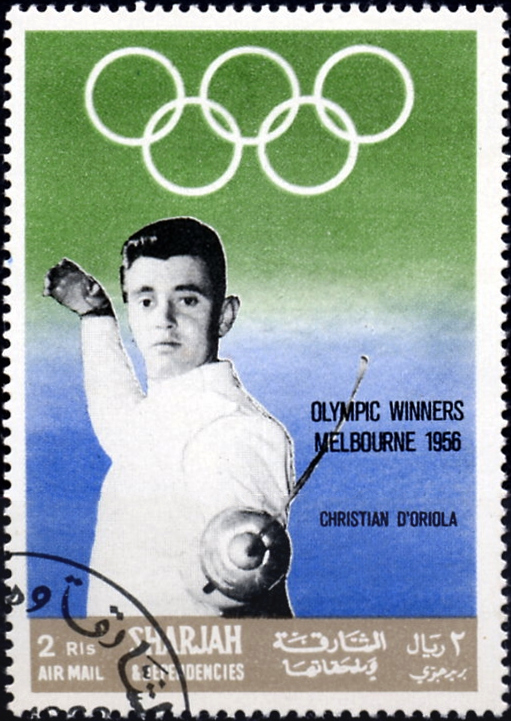
ريالان كريستيان دوريولا فرنسا ملبورن 1956
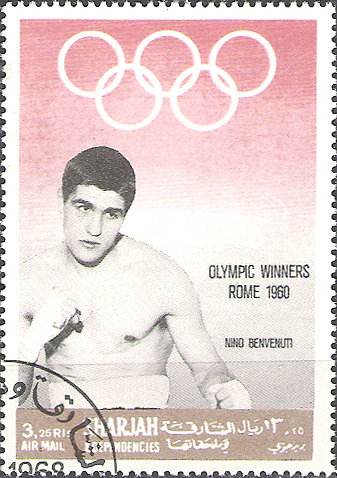
3 ريالات وربع نينو بنفينوتي إيطاليا روما 1960
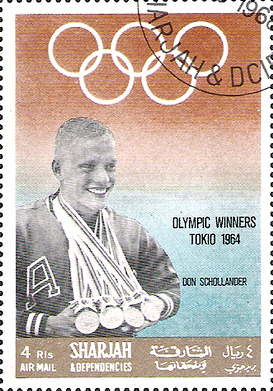
4 ريالات دون شولاندير الولايات المتحدة طوكيو 1964

وهذه صحائف الطوابع:
- 25 درهما
جيسي أوينز
 الولايات المتحدة
 برلين 1936
- 50 درهما
فاني بلانكيرس كوين
 هولندا
 لندن 1936
- ريال واحد
إميل زاتوبك
 تشيكوسلوفاكيا
 هلسنكي 1936
- ريالان
كريستيان دوريولا
 فرنسا
 ملبورن 1956
- 3 ريالات وربع
نينو بنفينوتي
 إيطاليا
 روما 1960
- 4 ريالات
دون فريزر
 أستراليا
 طوكيو 1964
- 4 ريالات
دون شولاندير
 الولايات المتحدة
 طوكيو 1964

كذلك أصدرت طوابع غير مخرمة:

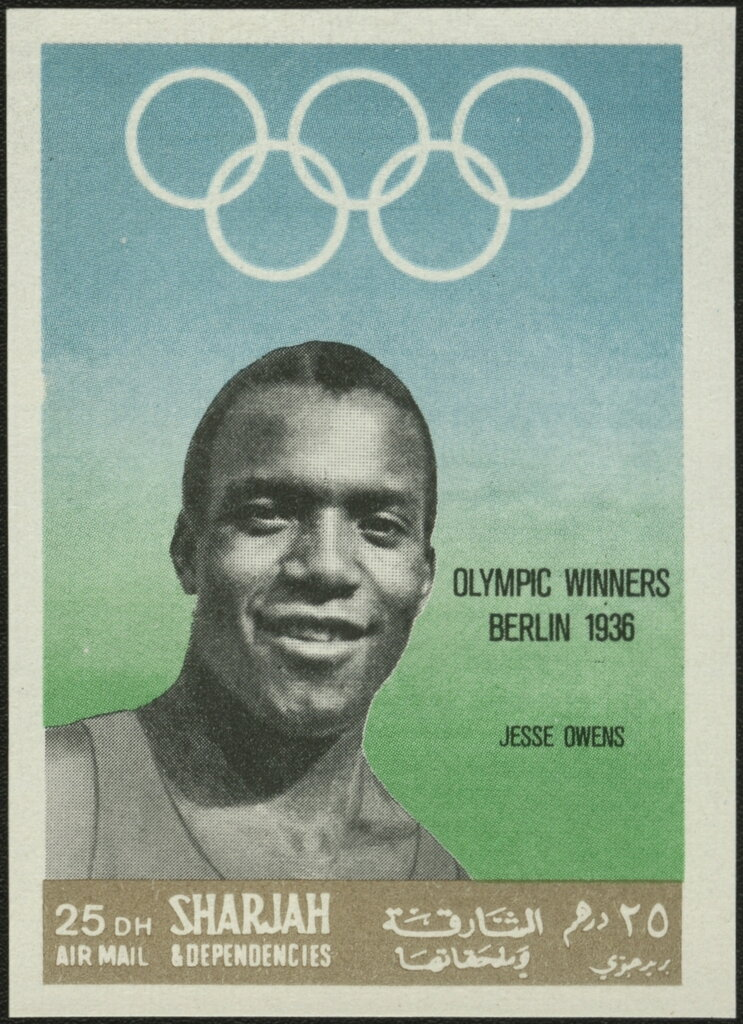
25 درهما جيسي أوينز برلين 1936
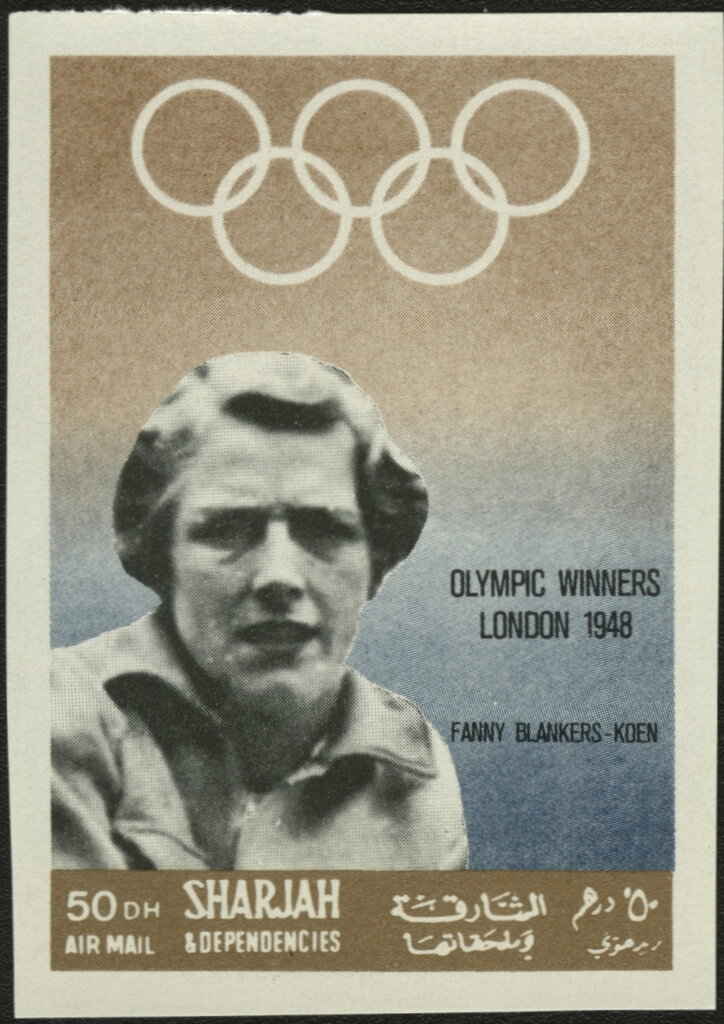
50 درهما فاني بلانكيرس كوين هولندا لندن 1936
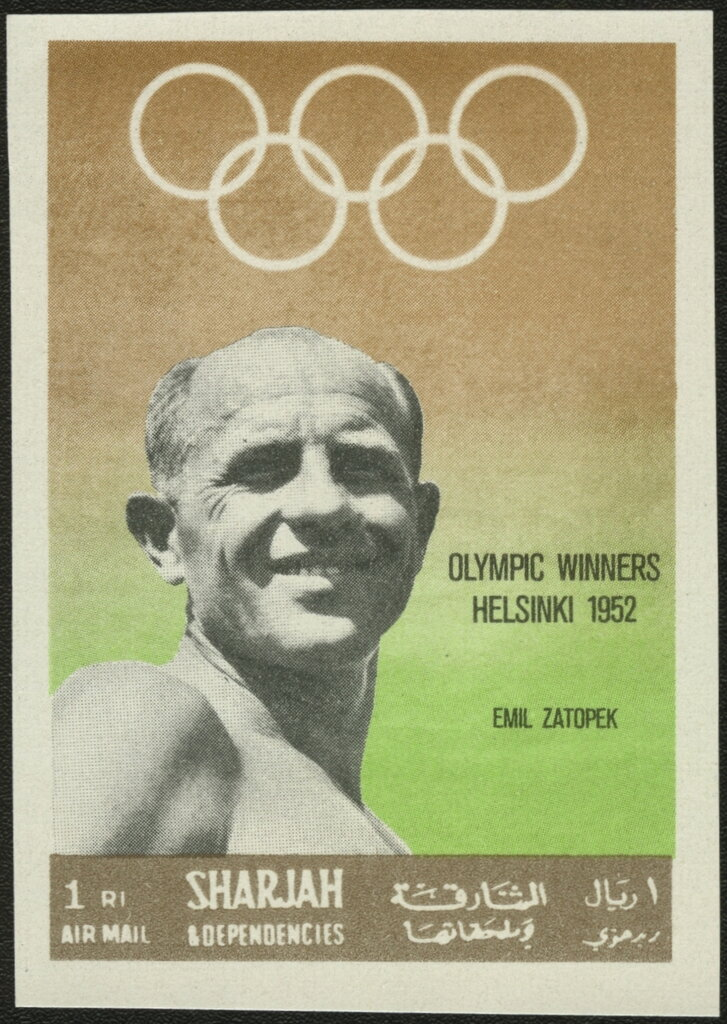
ريال واحد إميل زاتوبك تشيكوسلوفاكيا هلسنكي 1936
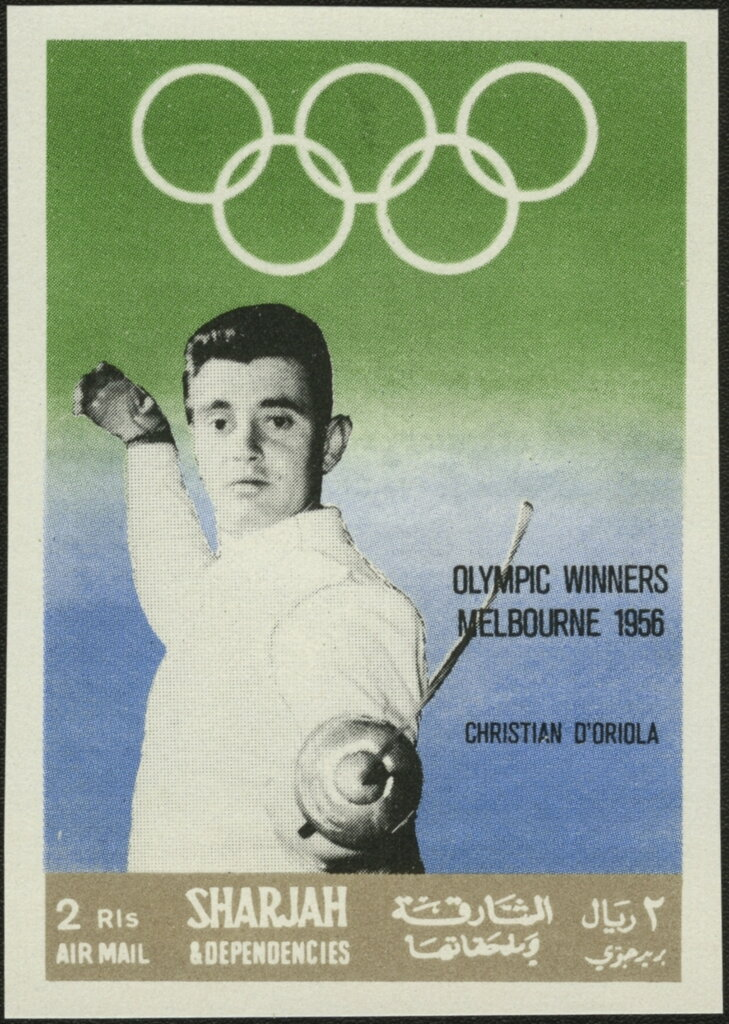
ريالان كريستيان دوريولا فرنسا ملبورن 1956
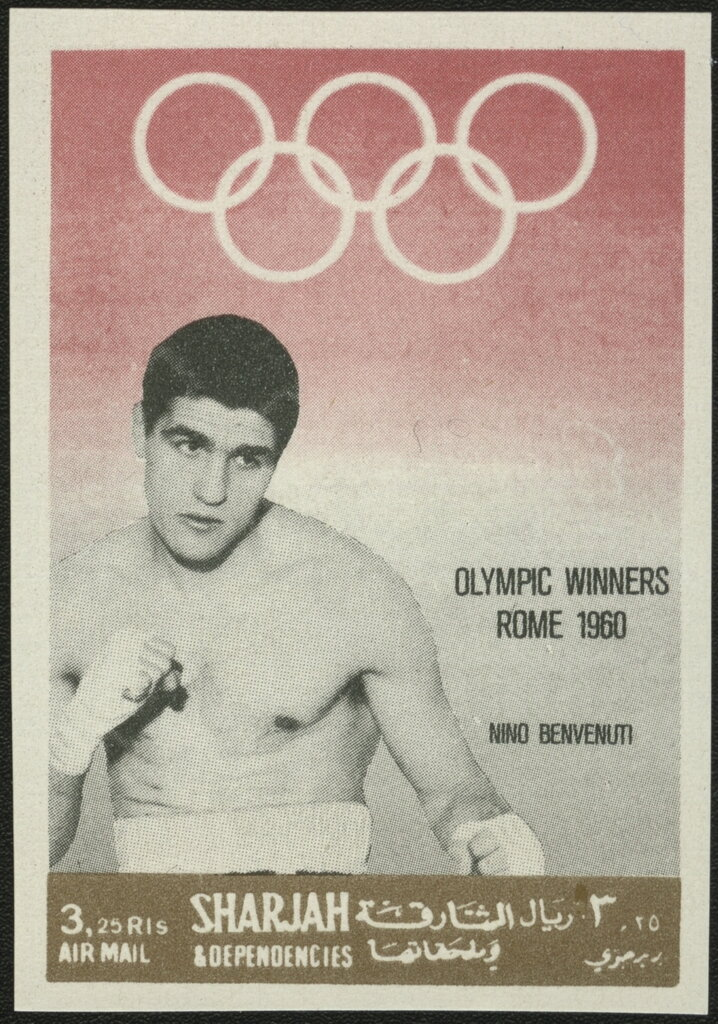
3 ريالات وربع نينو بنفينوتي إيطاليا روما 1960
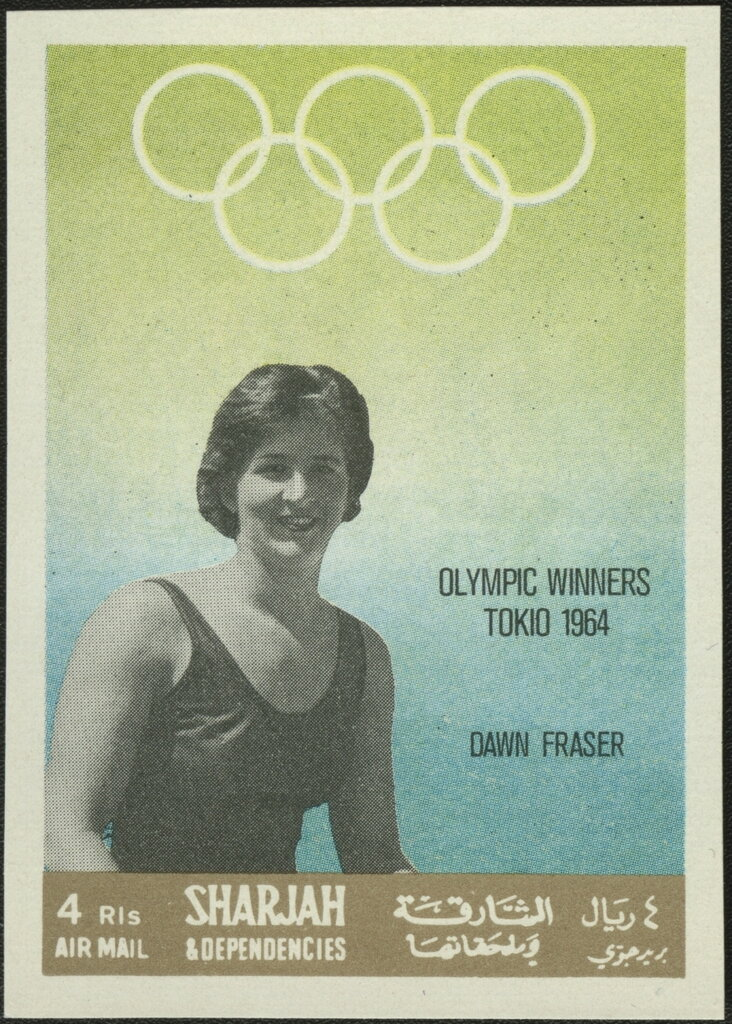
4 ريالات دون فريزر أستراليا طوكيو 1964
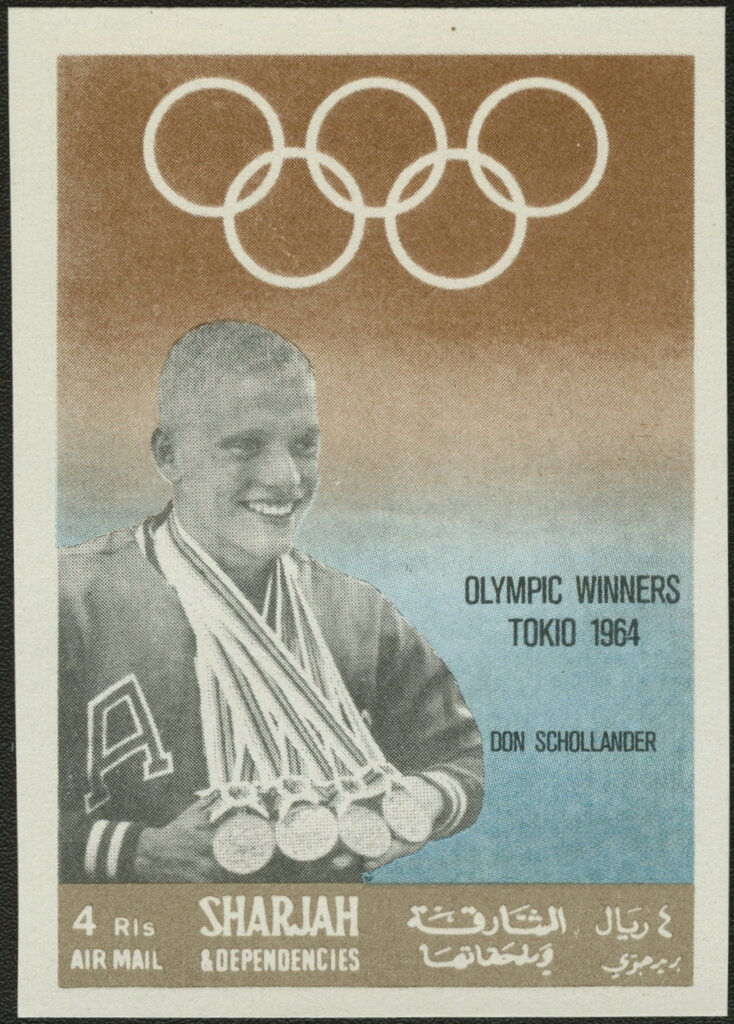
4 ريالات دون شولاندير الولايات المتحدة طوكيو 1964
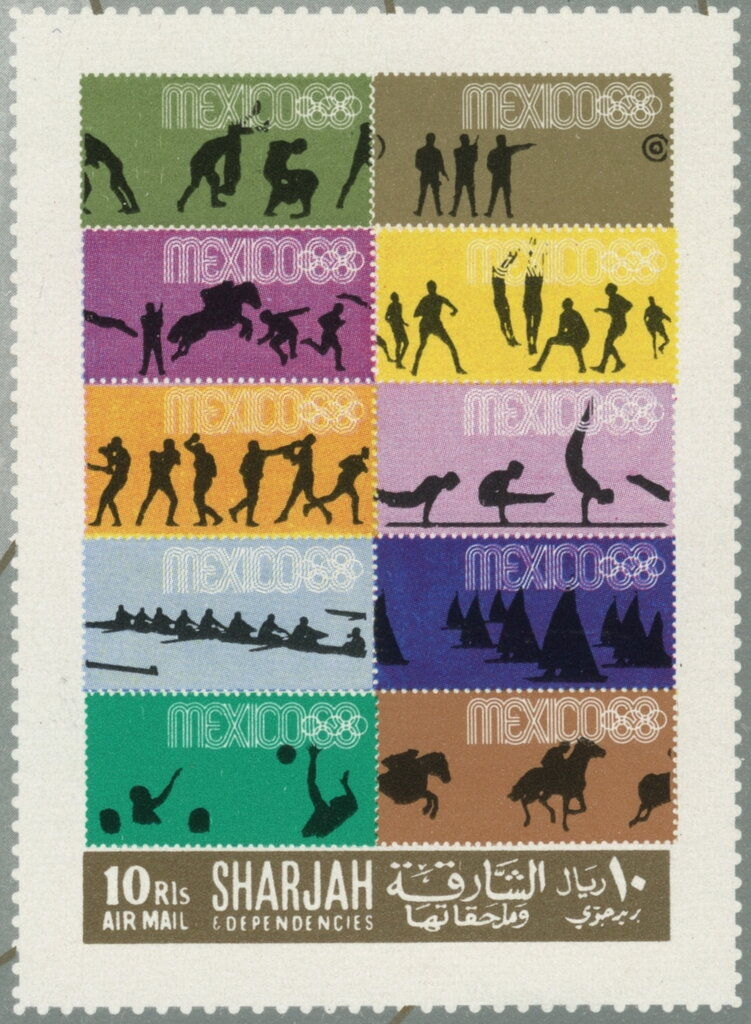
10 ريالات

وهذه نسخ من الطوابع المخرمة مع جزء من حاشية ورقة الطوابع:

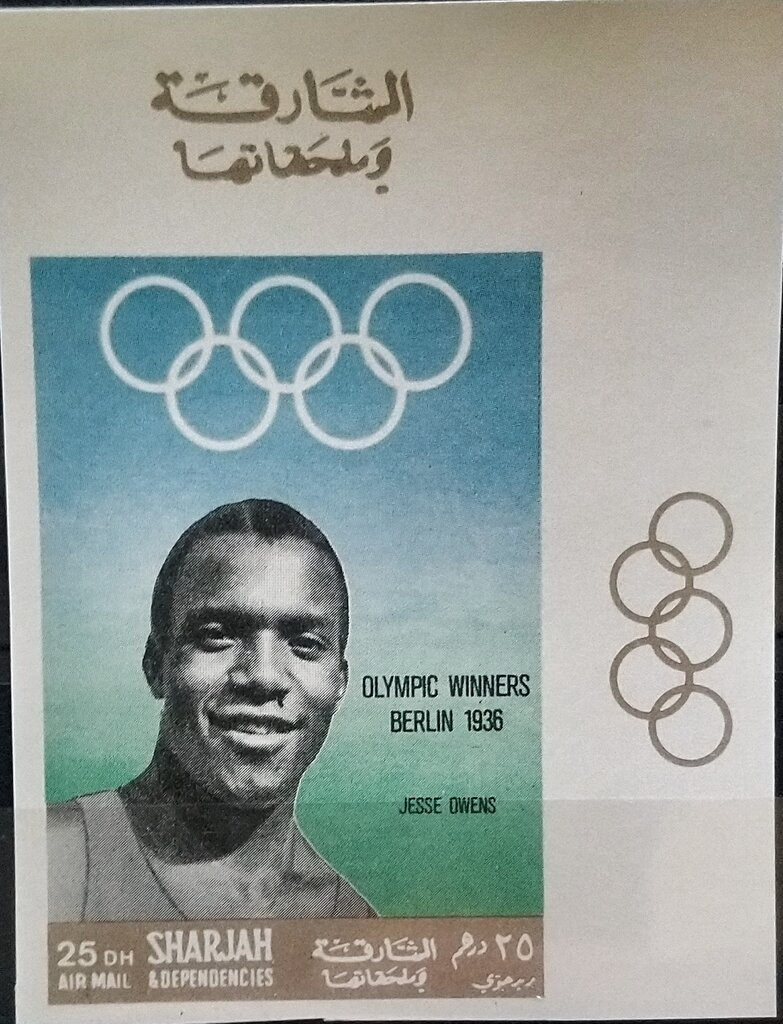
25 درهما جيسي أوينز برلين 1936
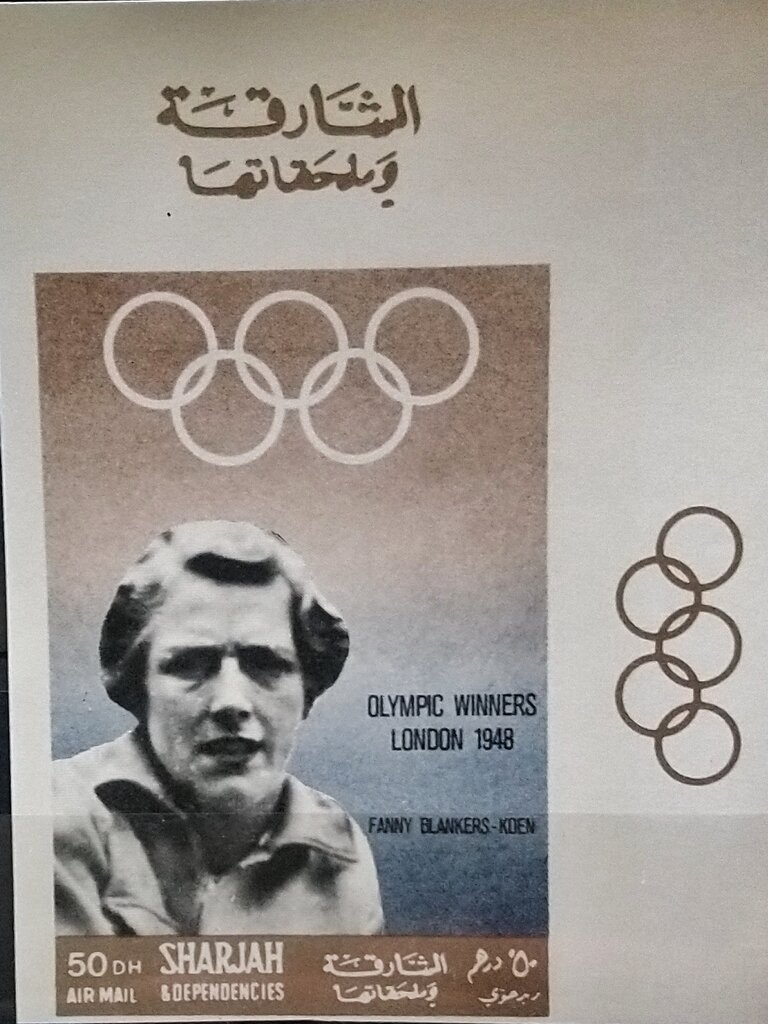
50 درهما فاني بلانكيرس كوين هولندا لندن 1936
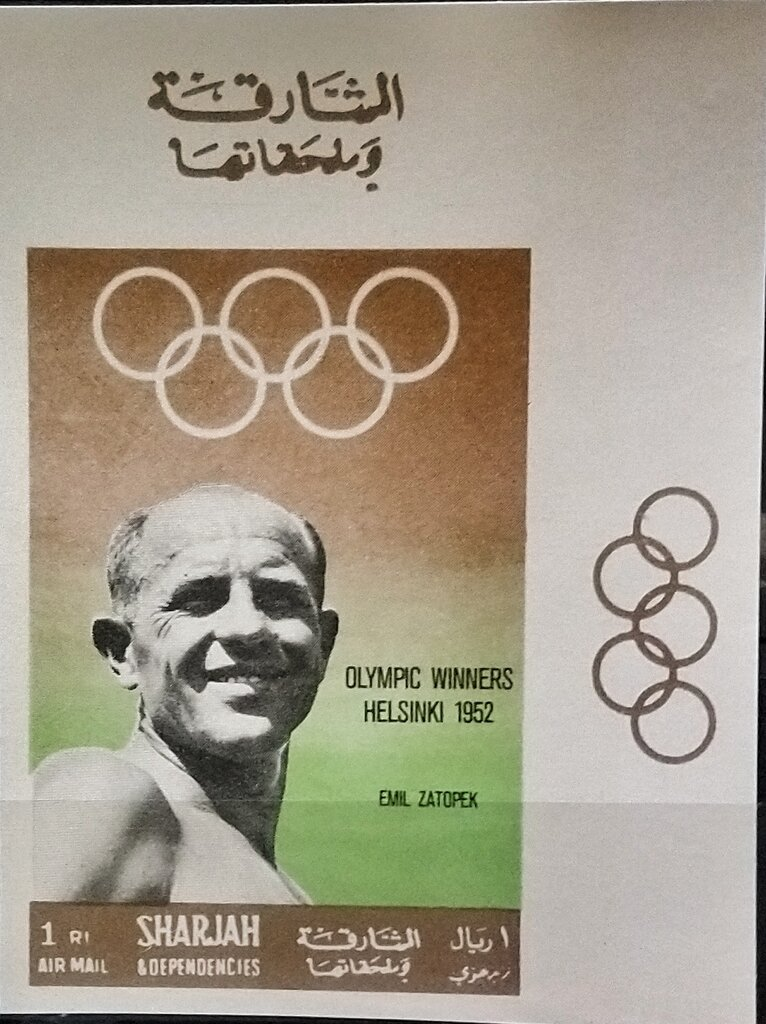
ريال واحد إميل زاتوبك تشيكوسلوفاكيا هلسنكي 1936
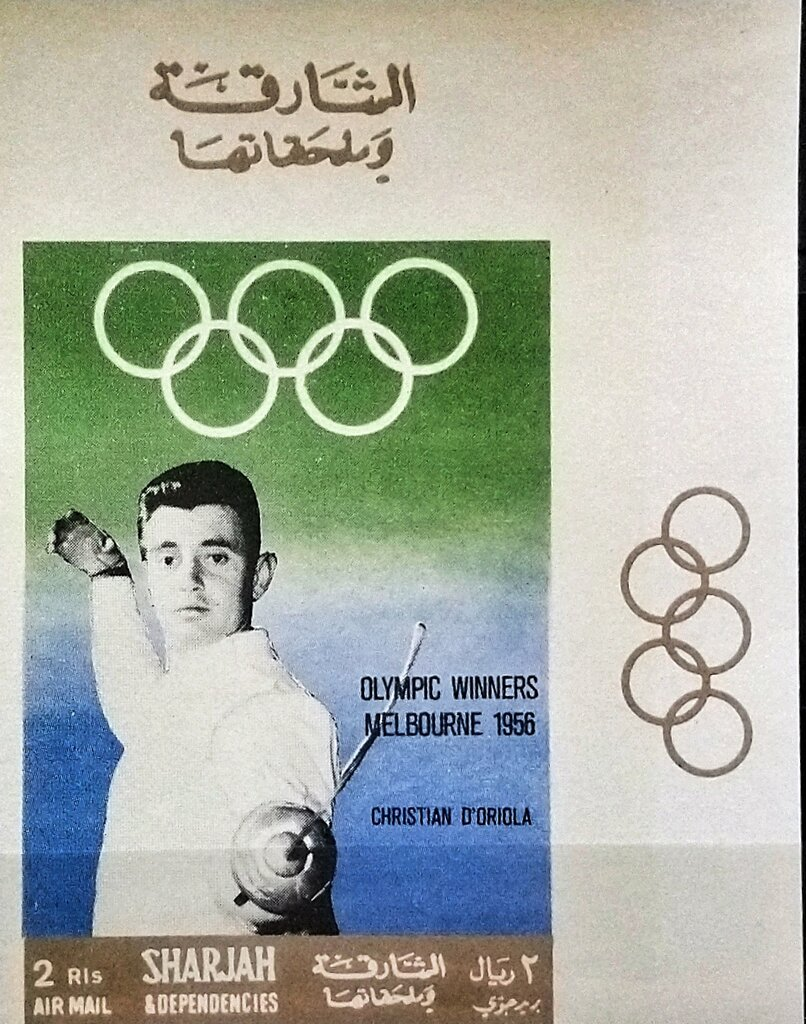
ريالان كريستيان دوريولا فرنسا ملبورن 1956
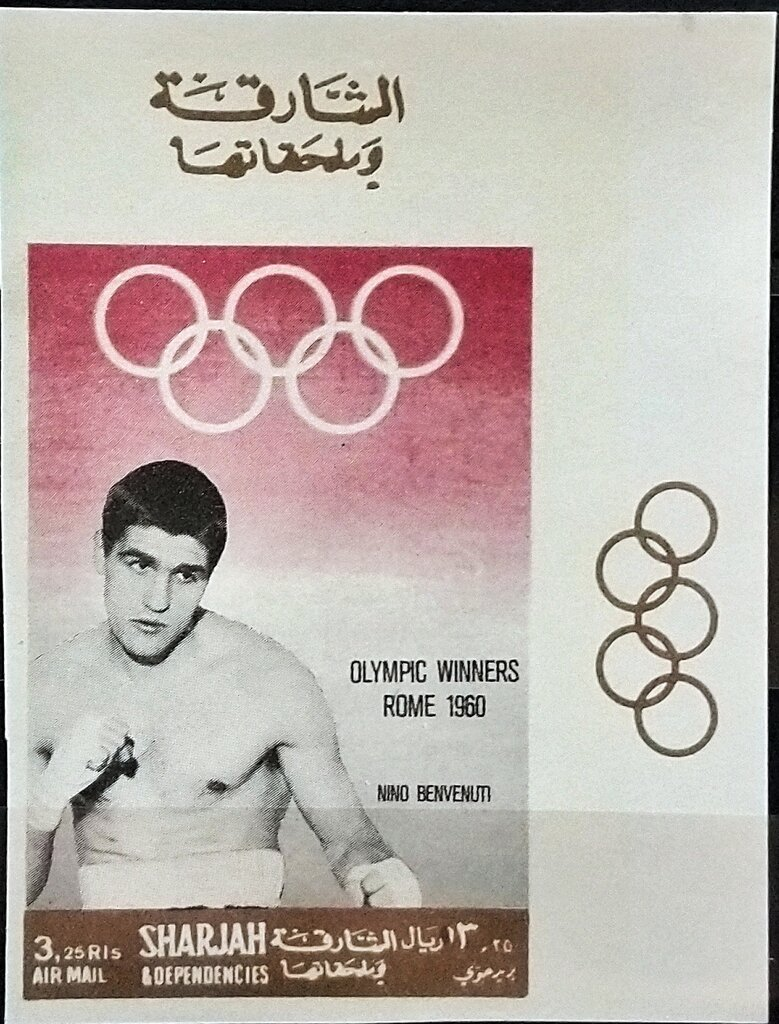
3 ريالات وربع نينو بنفينوتي إيطاليا روما 1960
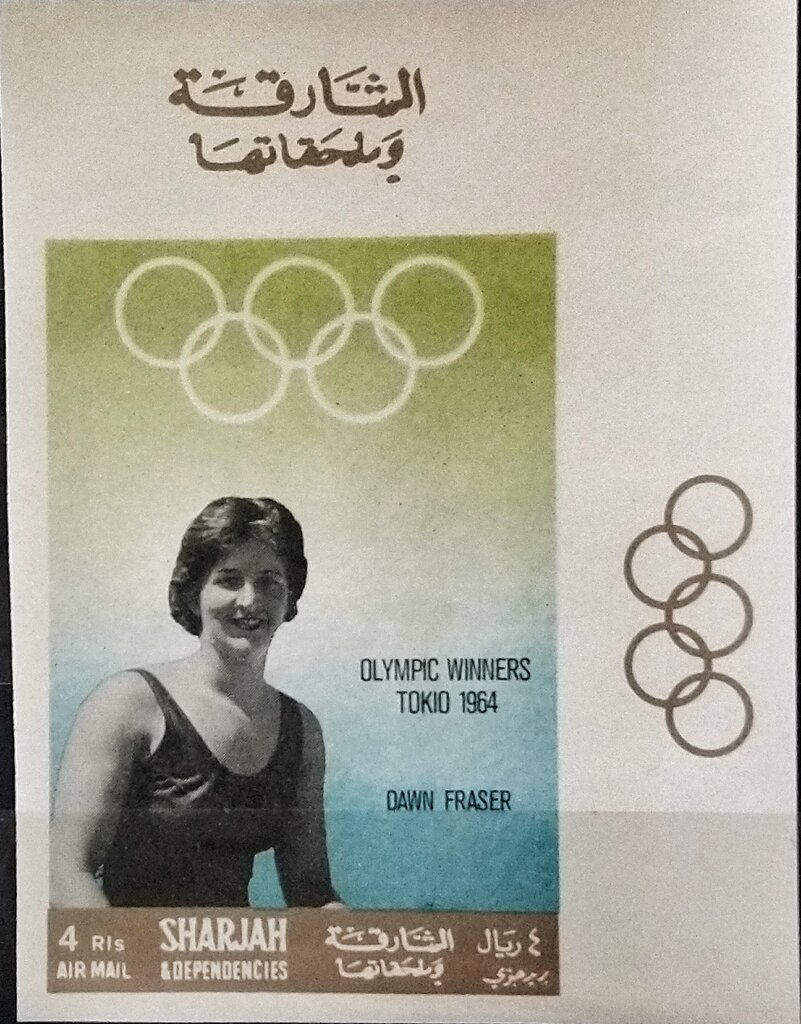
4 ريالات دون فريزر أستراليا طوكيو 1964
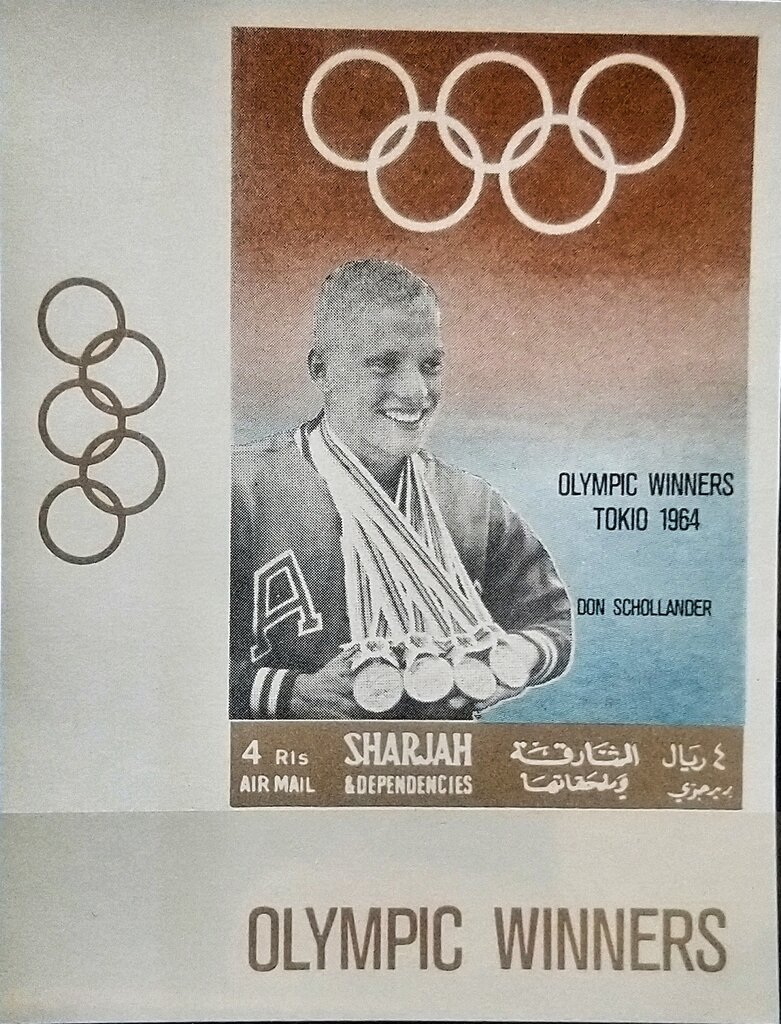
4 ريالات دون شولاندير الولايات المتحدة طوكيو 1964

وهذه صحائف الطوابع غير المخرمة:
- 25 درهما
جيسي أوينز
 برلين 1936
- 50 درهما
فاني بلانكيرس كوين
 هولندا
 لندن 1936
- ريال واحد
إميل زاتوبك
 تشيكوسلوفاكيا
 هلسنكي 1936
- ريالان
كريستيان دوريولا
 فرنسا
 ملبورن 1956
- 3 ريالات وربع
نينو بنفينوتي
 إيطاليا
 روما 1960
- 4 ريالات
دون فريزر
 أستراليا
 طوكيو 1964
- 4 ريالات
دون شولاندير
 الولايات المتحدة
 طوكيو 1964

كذلك أصدرت بطاقات مخرمة تضم طابعا:
- 25 درهما
جيسي أوينز
 برلين 1936
- 50 درهما
فاني بلانكيرس كوين
 هولندا
 لندن 1936
- ريال واحد
إميل زاتوبك
 تشيكوسلوفاكيا
 هلسنكي 1936
- ريالان
كريستيان دوريولا
 فرنسا
 ملبورن 1956
- 3 ريالات وربع
نينو بنفينوتي
 إيطاليا
 روما 1960
- 4 ريالات
دون فريزر
 أستراليا
 طوكيو 1964
- 4 ريالات
دون شولاندير
 الولايات المتحدة
 طوكيو 1964

كذلك أصدرت بطاقات غير مخرمة تضم طابعا:

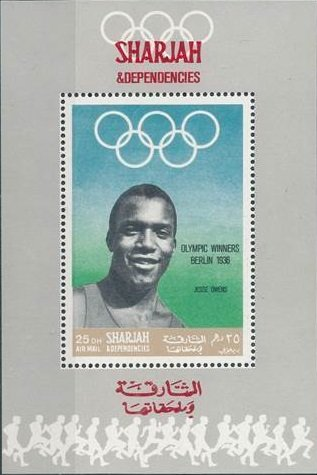
25 درهما جيسي أوينز برلين 1936
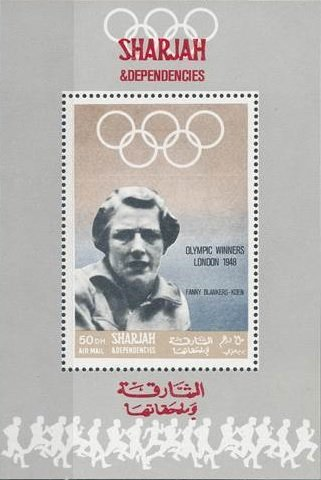
50 درهما فاني بلانكيرس كوين هولندا لندن 1936
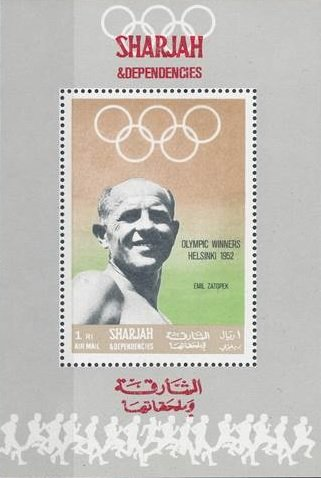
ريال واحد إميل زاتوبك تشيكوسلوفاكيا هلسنكي 1936
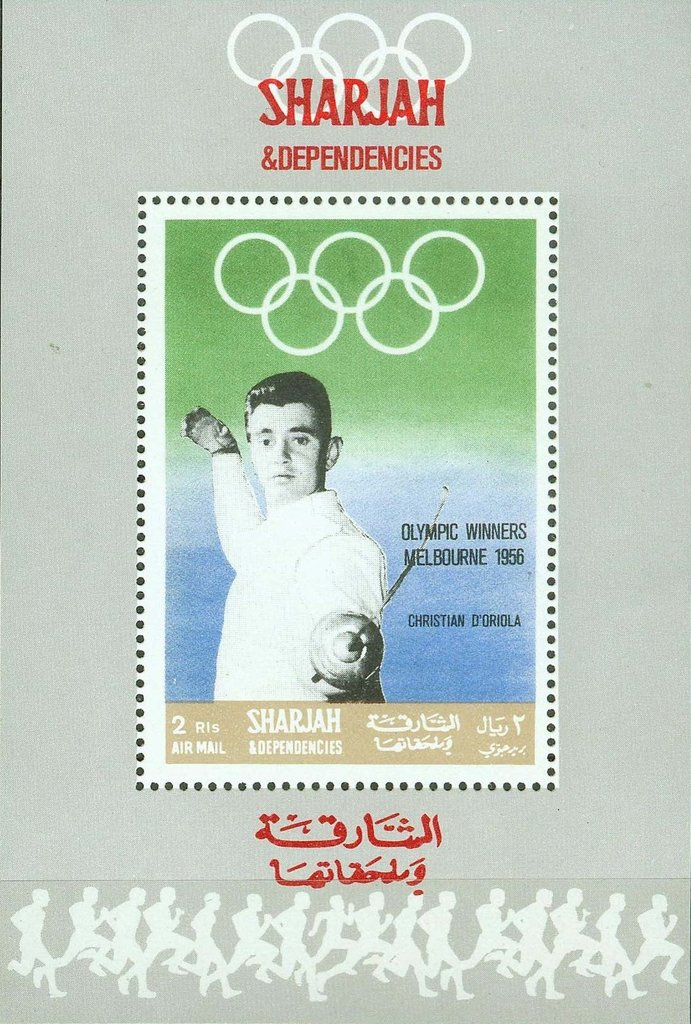
ريالان كريستيان دوريولا فرنسا ملبورن 1956
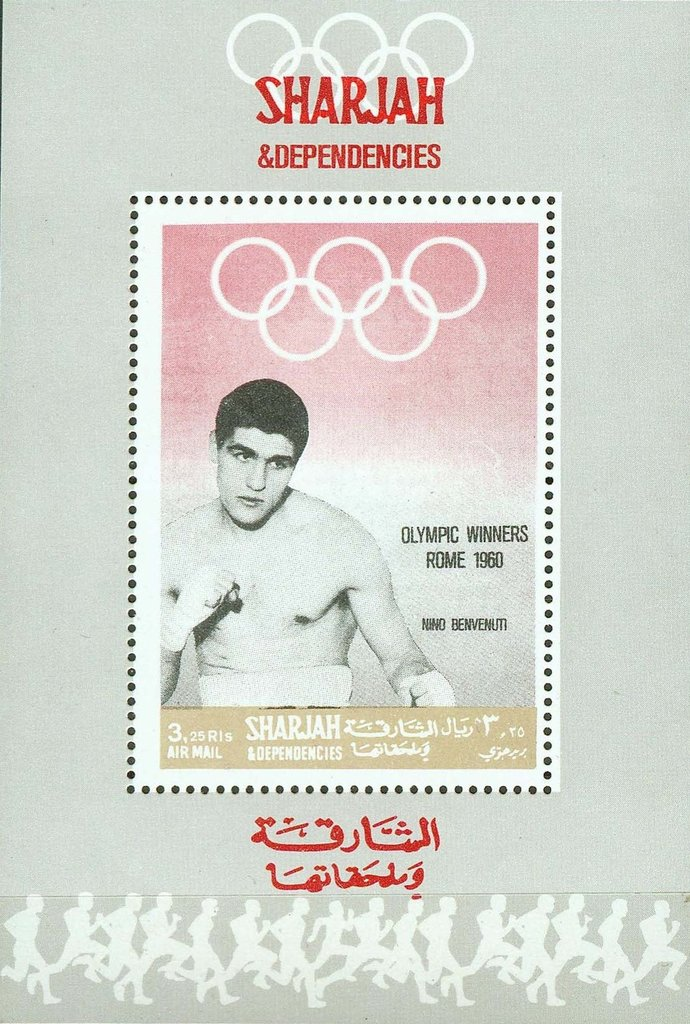
3 ريالات وربع نينو بنفينوتي إيطاليا روما 1960
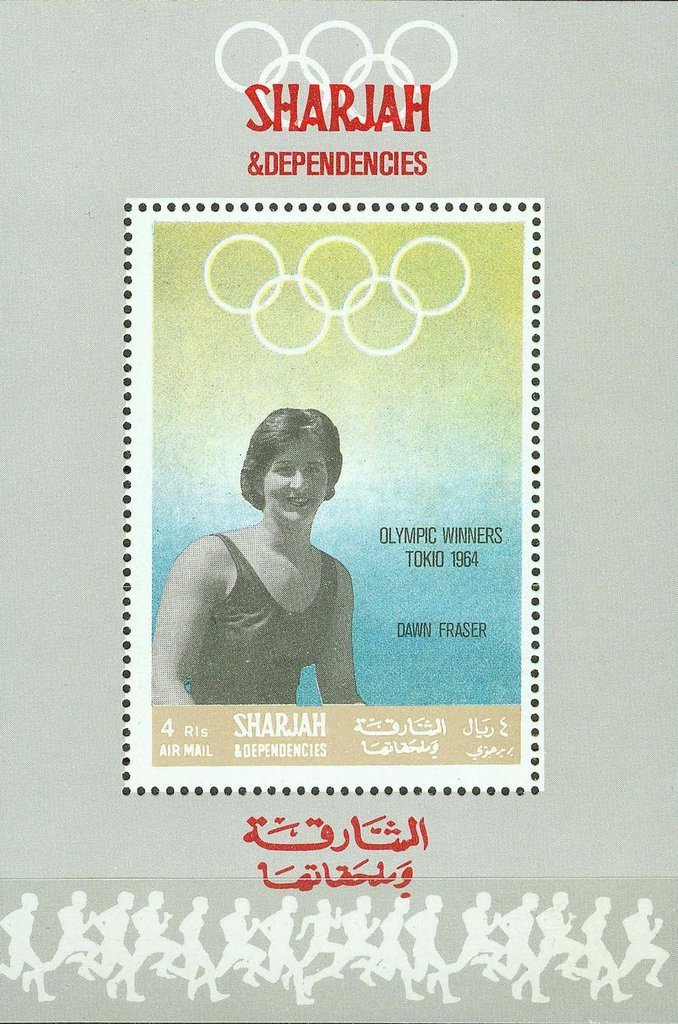
4 ريالات دون فريزر أستراليا طوكيو 1964
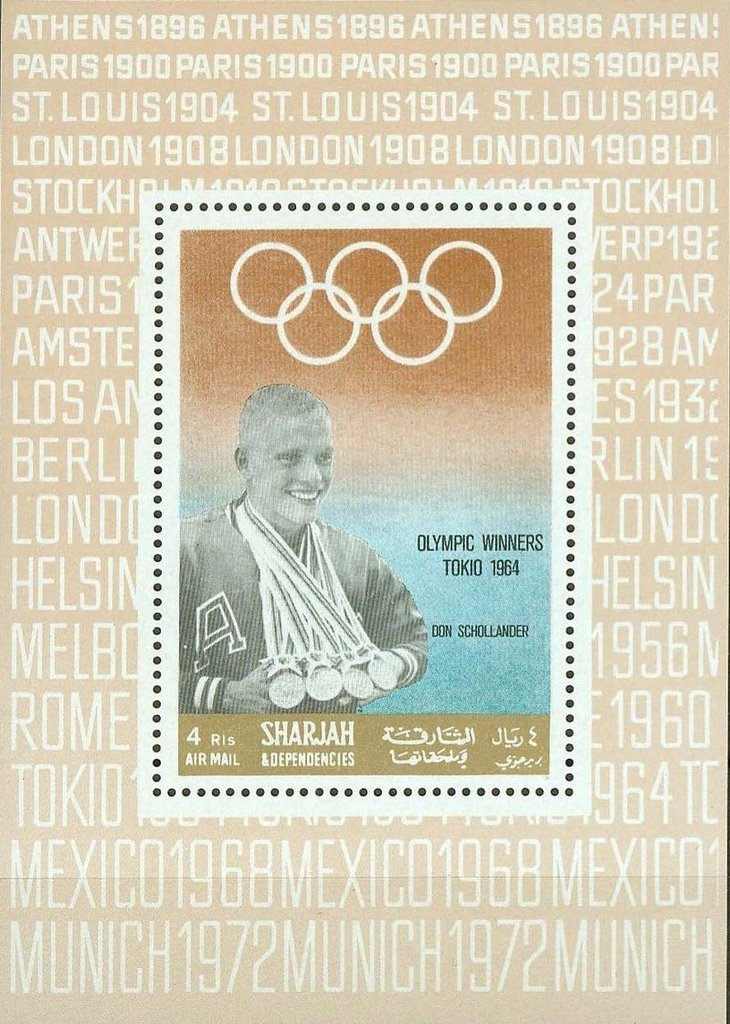
4 ريالات دون شولاندير الولايات المتحدة طوكيو 1964

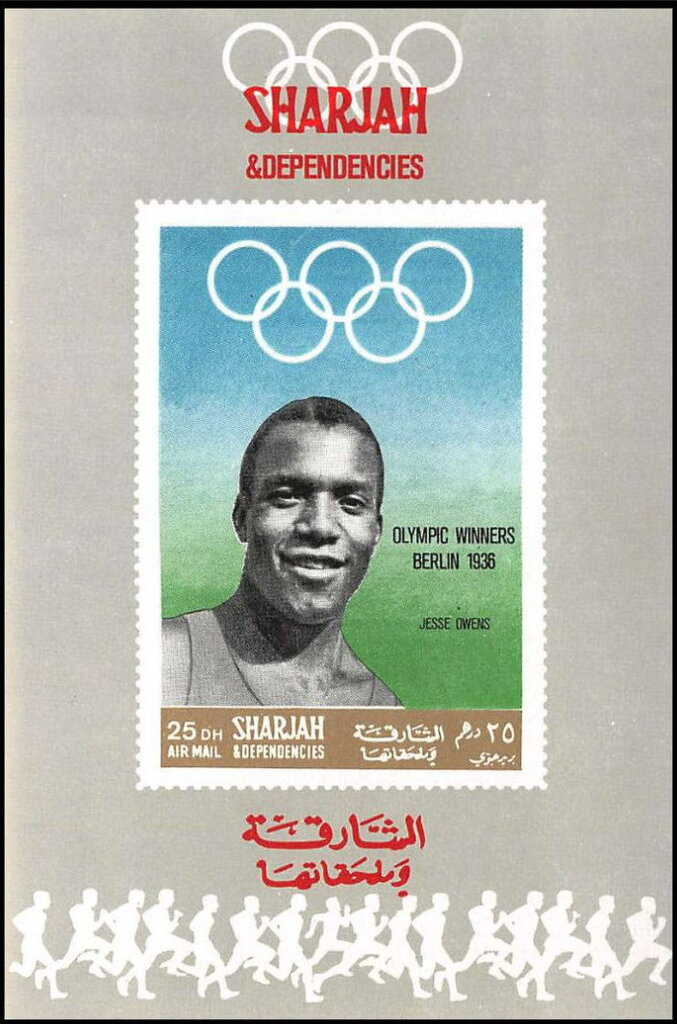
25 درهما جيسي أوينز برلين 1936
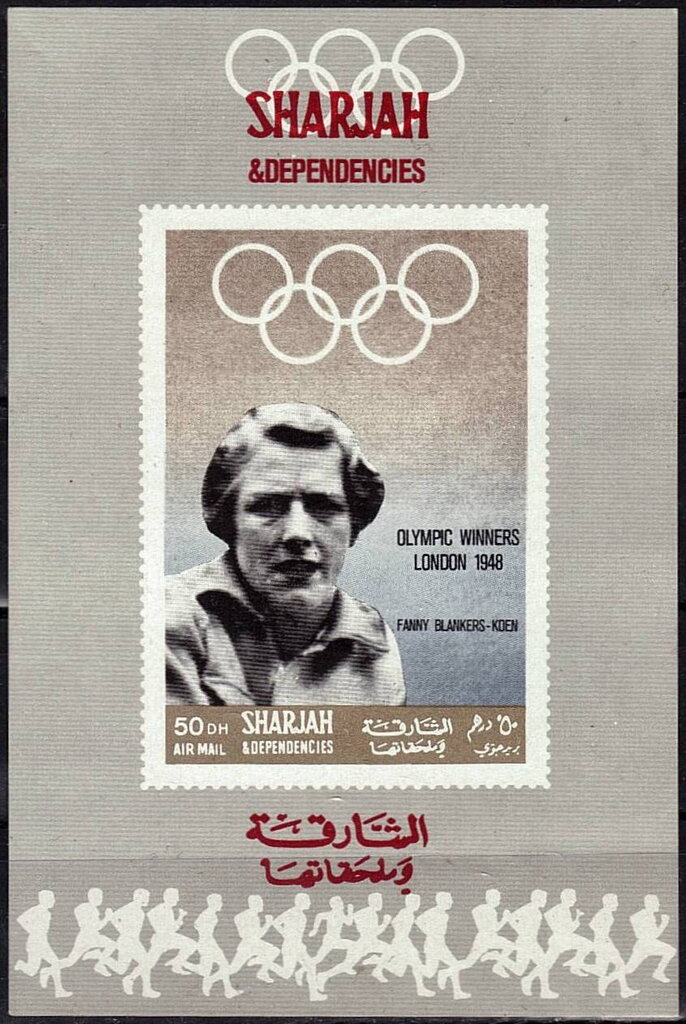
50 درهما فاني بلانكيرس كوين لندن 1936
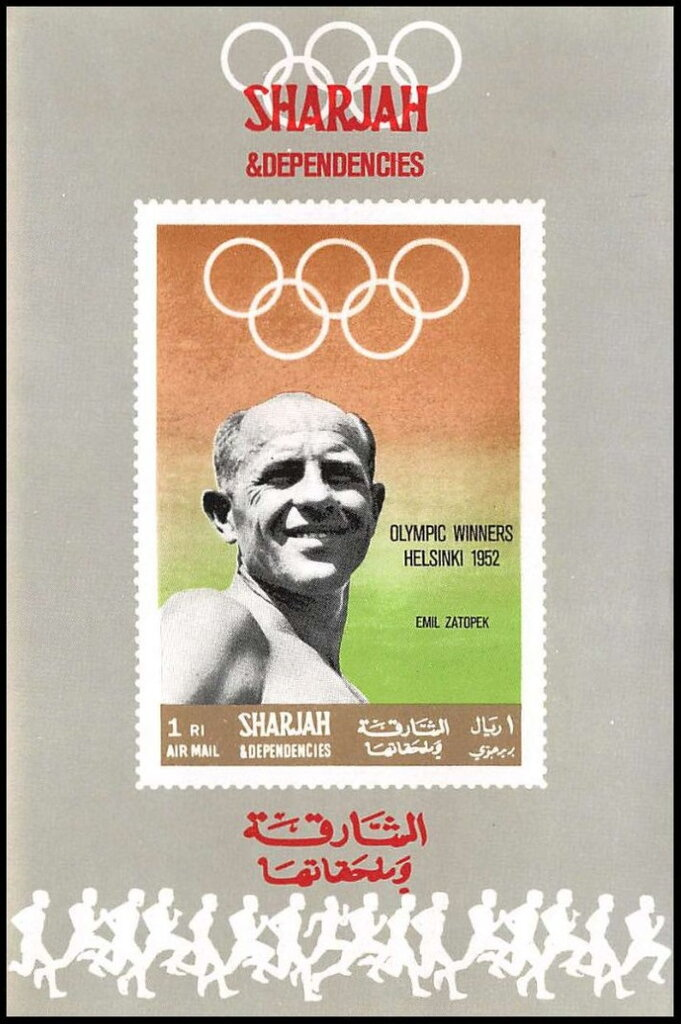
ريال واحد إميل زاتوبك هلسنكي 1936
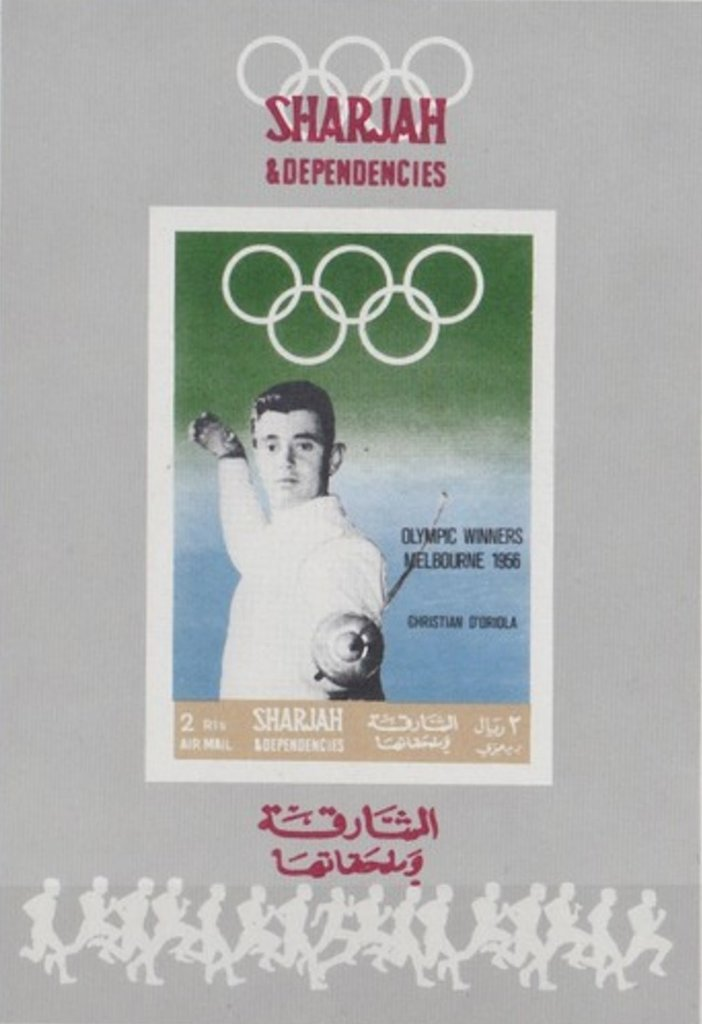
ريالان كريستيان دوريولا ملبورن 1956
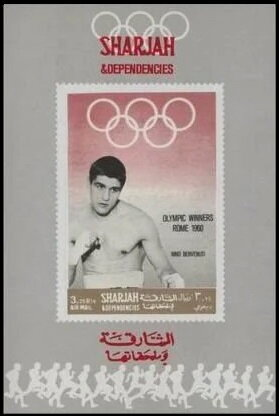
3 ريالات وربع نينو بنفينوتي روما 1960
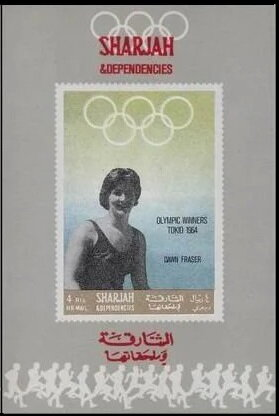
4 ريالات دون فريزر طوكيو 1964
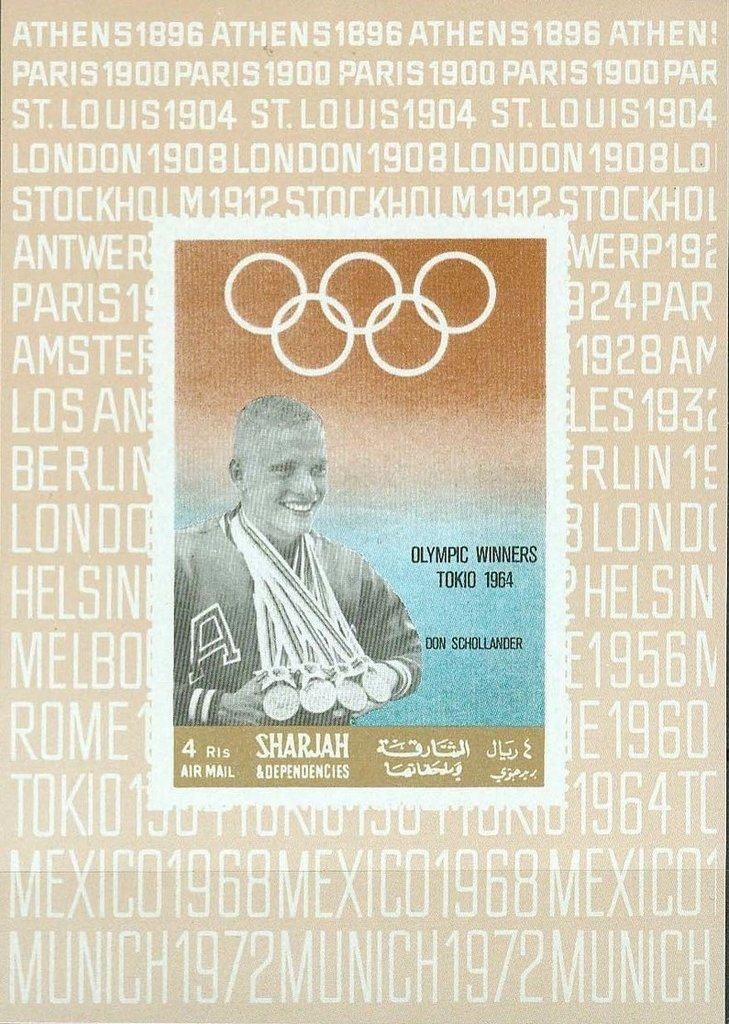
4 ريالات دون شولاندير الولايات المتحدة طوكيو 1964

وأيضا أصدرت بطاقة تذكارية بنسختين، إحداهما مخرمة، والأخرى غير مخرمة، ضمن الطابع الذي قيمته 10 ريالات:

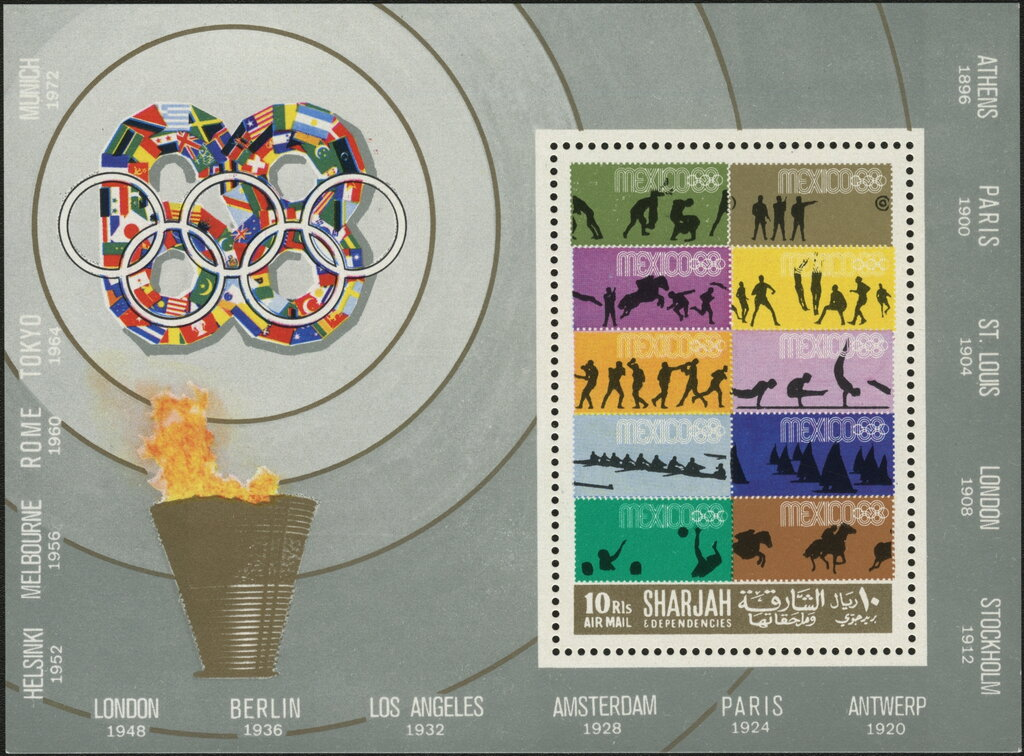
البطاقة المخرمة
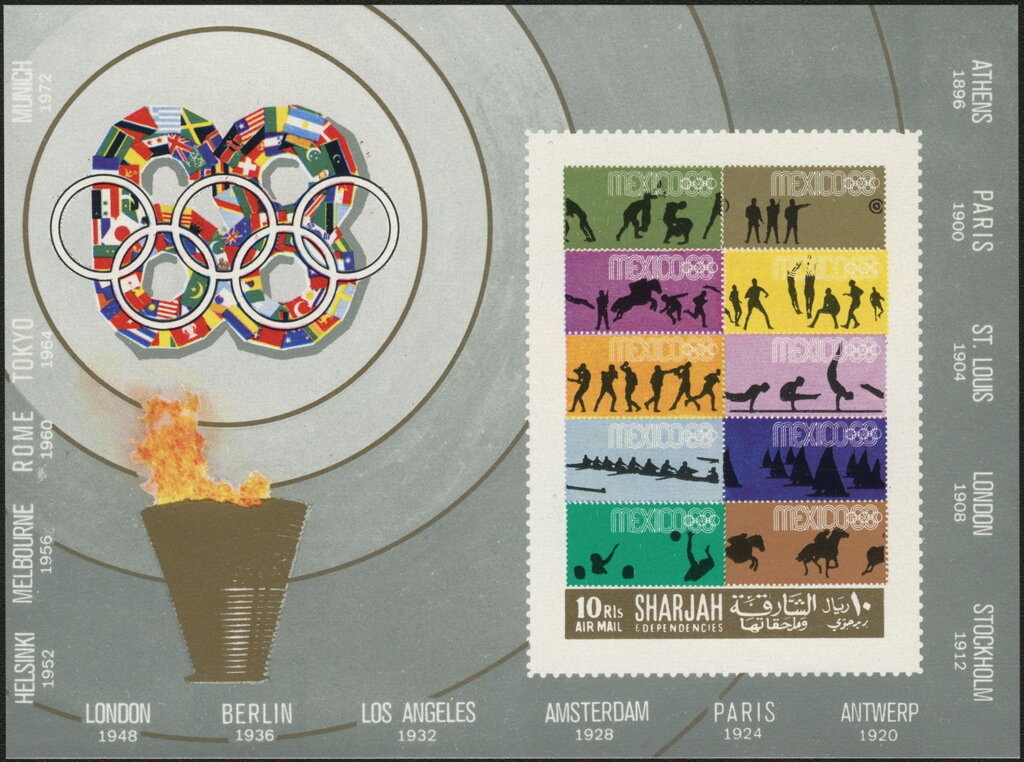
البطاقة غير المخرمة

## إصدارات أبطال الأولمبياد في المكسيك
في 30 ديسمبر 1968، أصدرت طوابع تحتفي ببعض الفائزين بميداليات ذهبية في دورة الألعاب الأولمبية الصيفية في مدينة مكسيكو عاصمة المكسيك عام 1968:

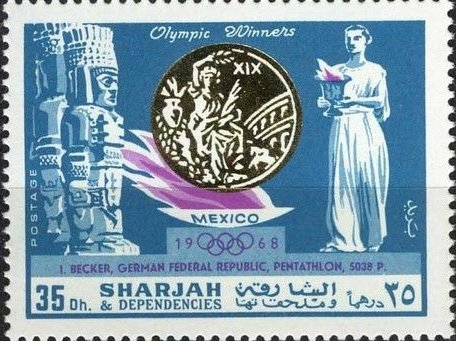
25 درهما إنغريد بيكر ألمانيا الغربية السباق الخماسي
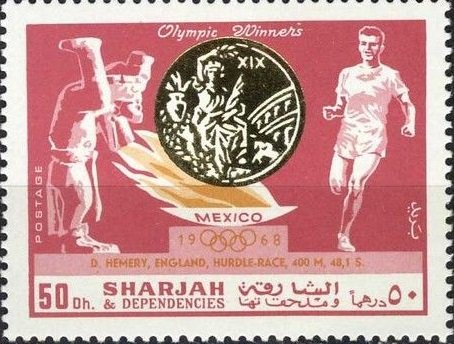
50 درهما ديفيد هيمري المملكة المتحدة سباق 400 متر حواجز
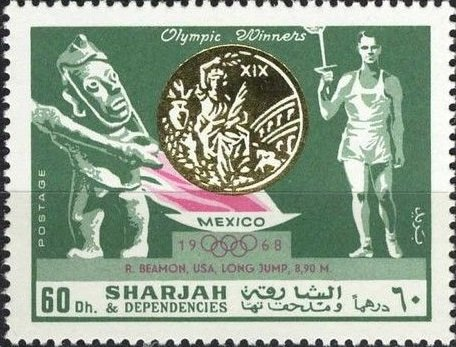
60 درهما بوب بيمون الولايات المتحدة القفز الطويل
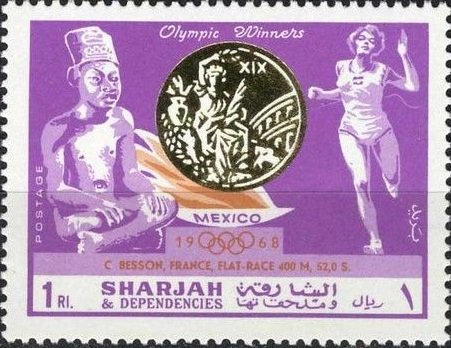
ريال واحد كوليت بيسون فرنسا سابق ركض 400 متر
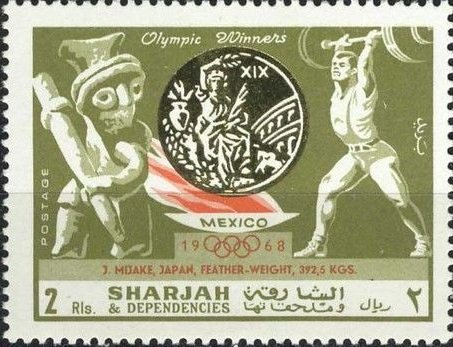
ريالان يوشينوبو مياكي اليابان رفع الأثقال
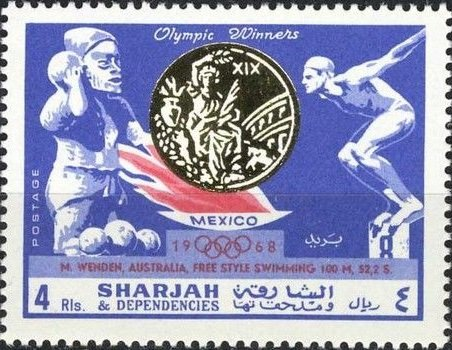
4 ريالات مايكل وندن أستراليا سياحة حرة 100 متر
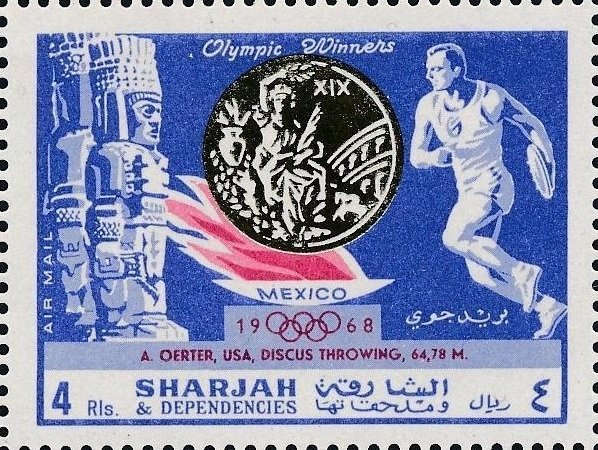
4 ريالات آل أورتر الولايات المتحدة رمي القرص

وكذلك أصدرت طوابع غير مخرمة:
- 25 درهما
إنغريد بيكر
 ألمانيا الغربية
 السباق الخماسي
- 50 درهما
ديفيد هيمري
 المملكة المتحدة
 سباق 400 متر حواجز
- 60 درهما
بوب بيمون
 الولايات المتحدة
 القفز الطويل
- ريال واحد
كوليت بيسون
 فرنسا
 سابق ركض 400 متر
- ريالان
يوشينوبو مياكي
 اليابان
 رفع الأثقال
وزن الريشة
- 4 ريالات
مايكل وندن
 أستراليا
 سياحة حرة 100 متر

كما أصدرت بطاقة تذكارية تضم طابعا:

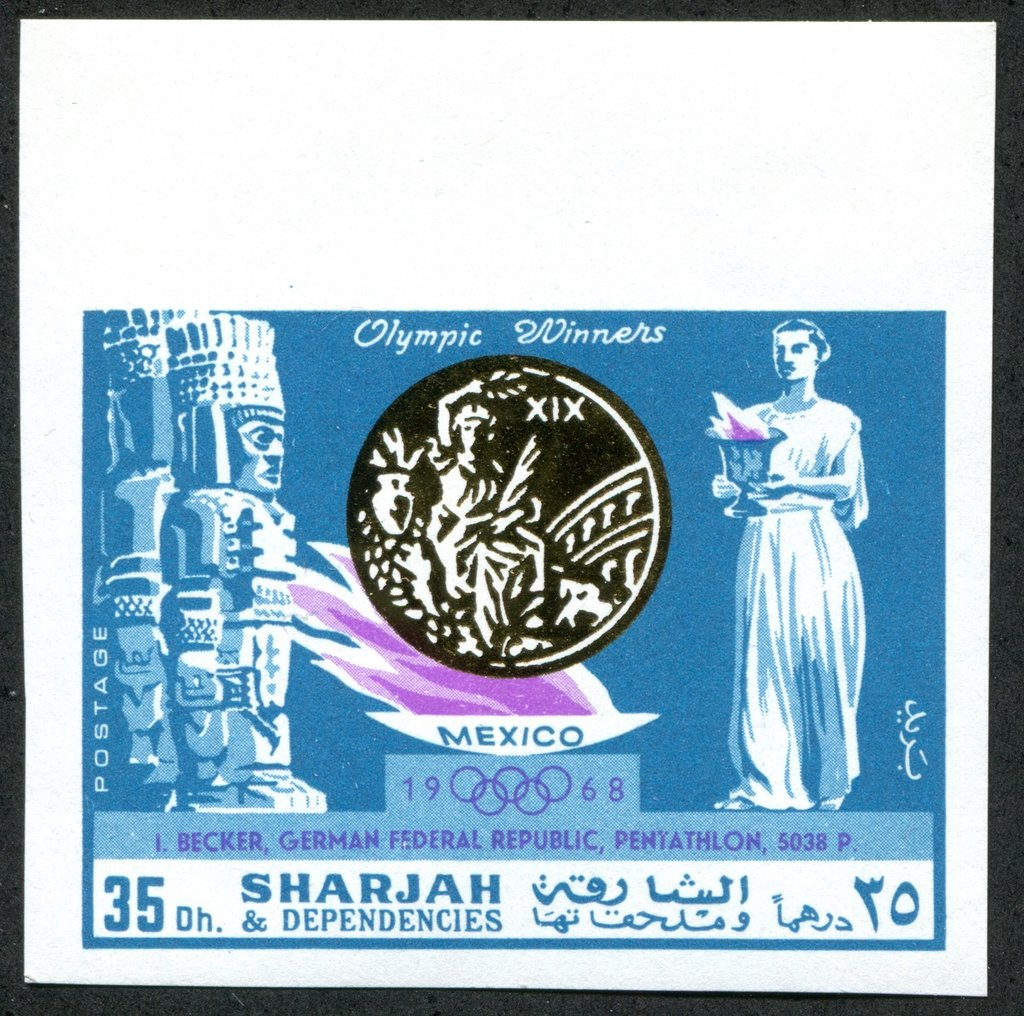
25 درهما إنغريد بيكر السباق الخماسي
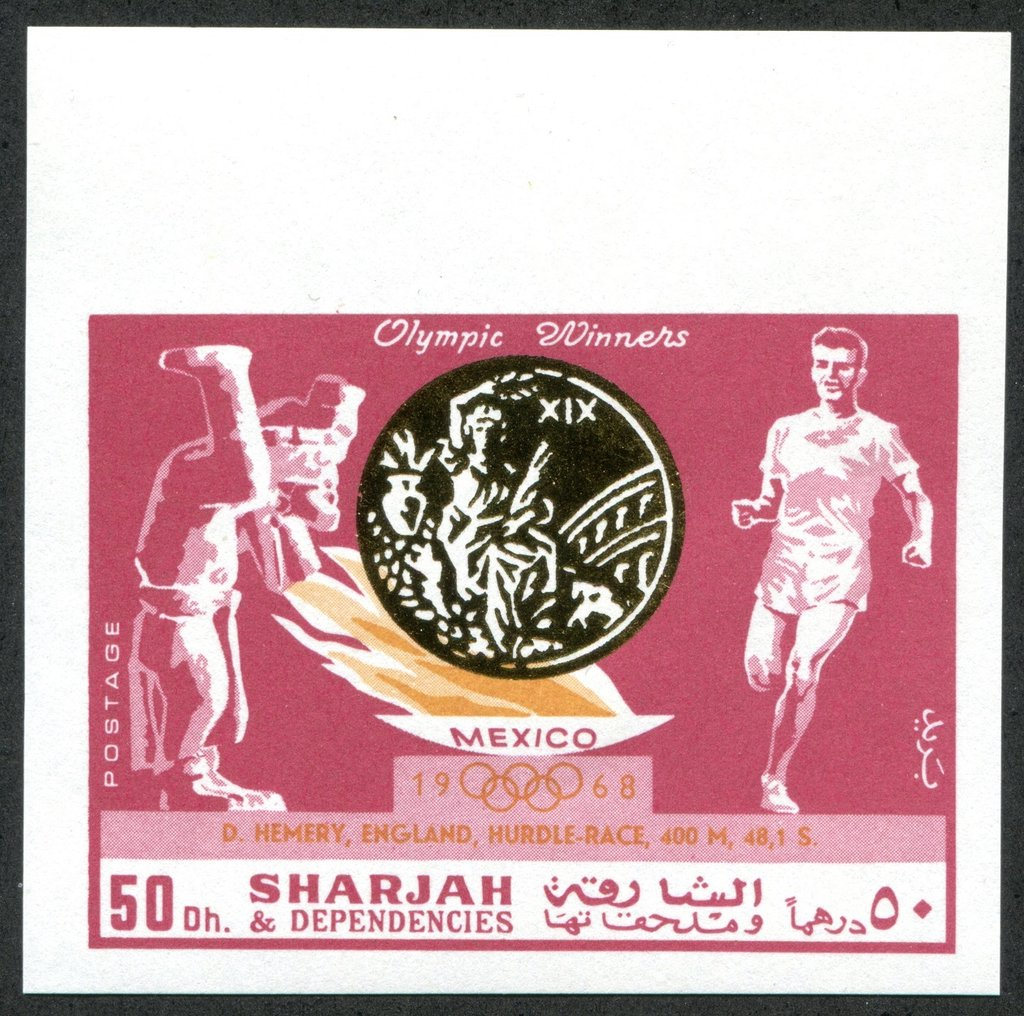
50 درهما ديفيد هيمري سباق 400 متر حواجز
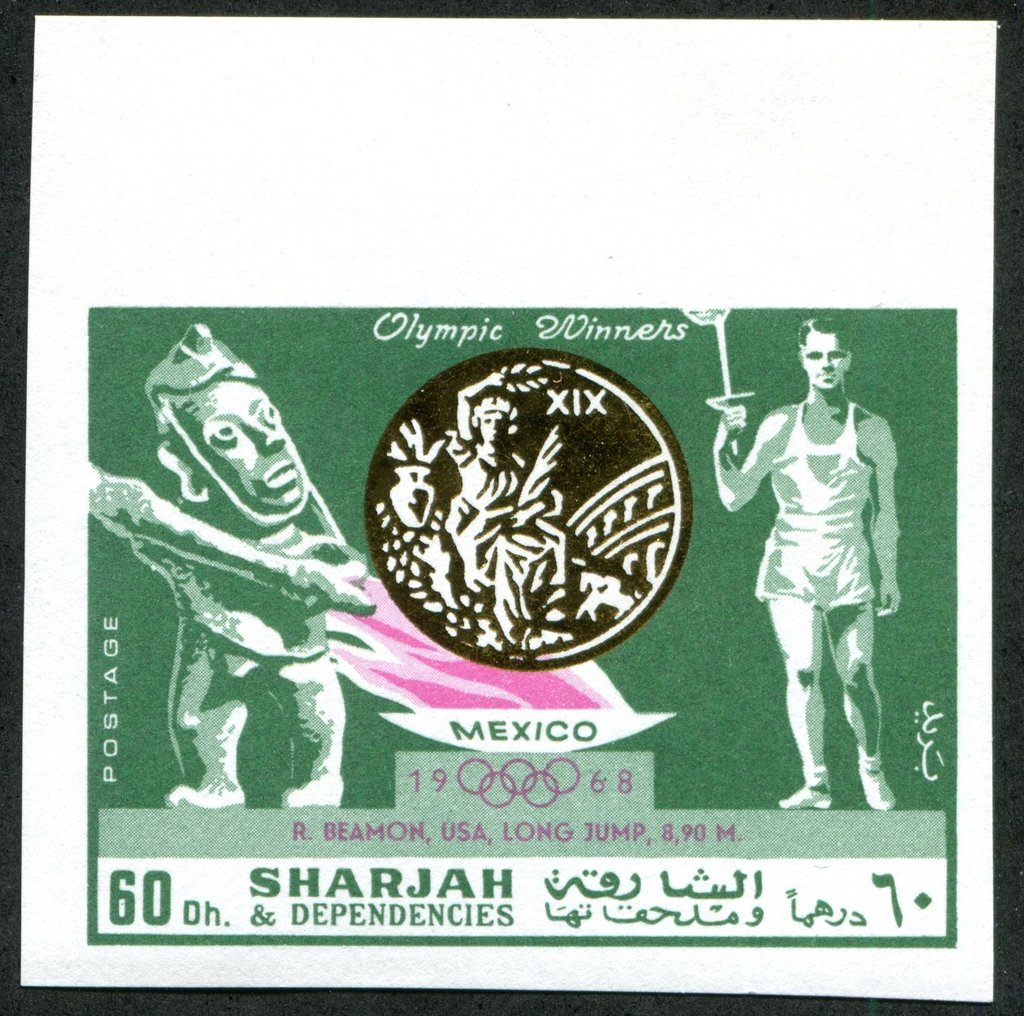
60 درهما بوب بيمون الولايات المتحدة القفز الطويل
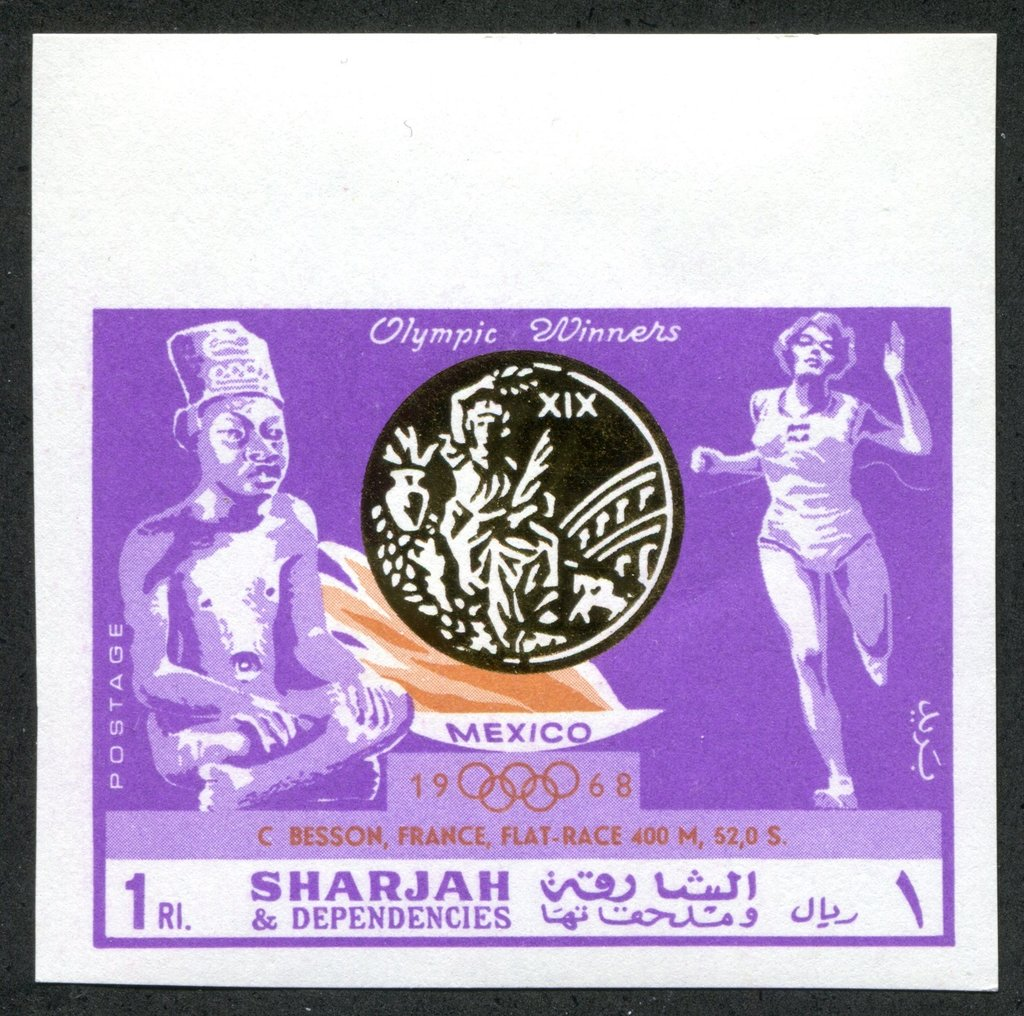
ريال واحد كوليت بيسون سابق ركض 400 متر
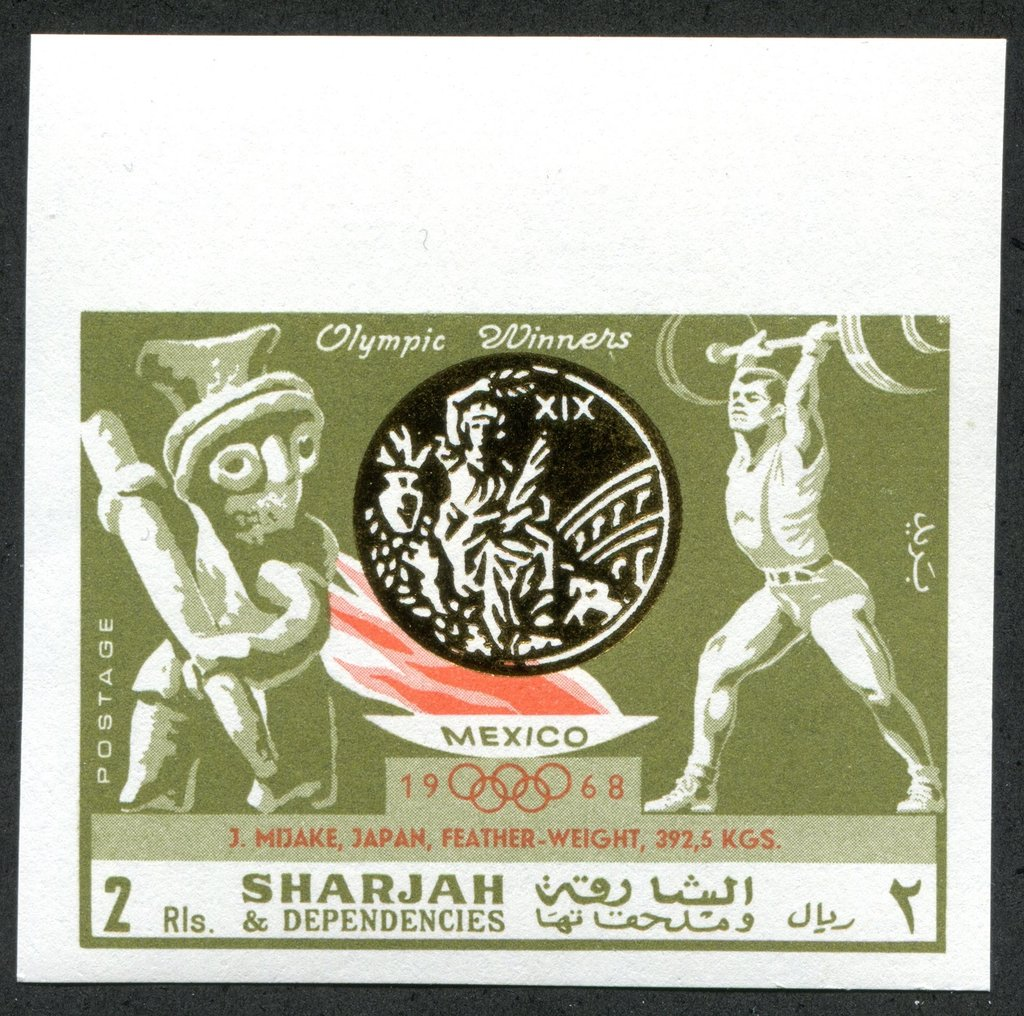
ريالان يوشينوبو مياكي رفع الأثقال وزن الريشة
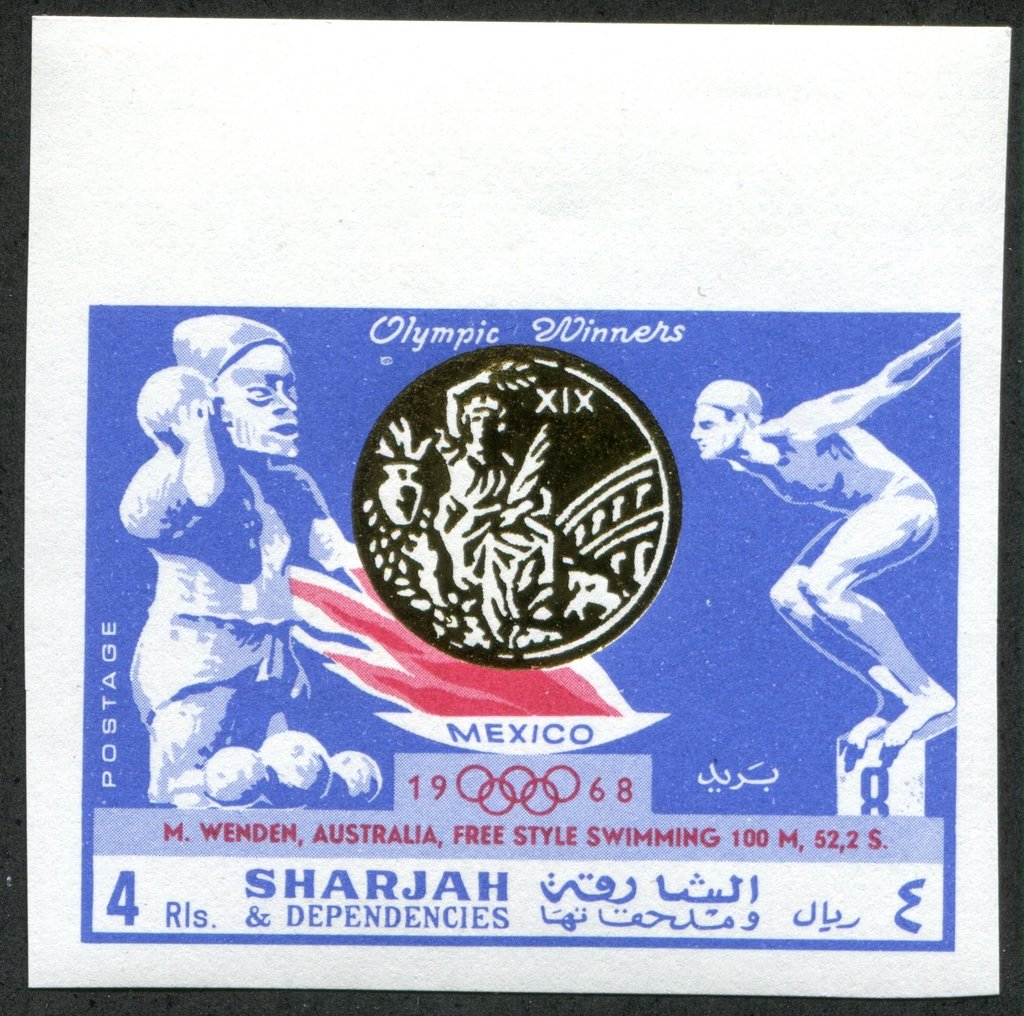
4 ريالات مايكل وندن سياحة حرة 100 متر

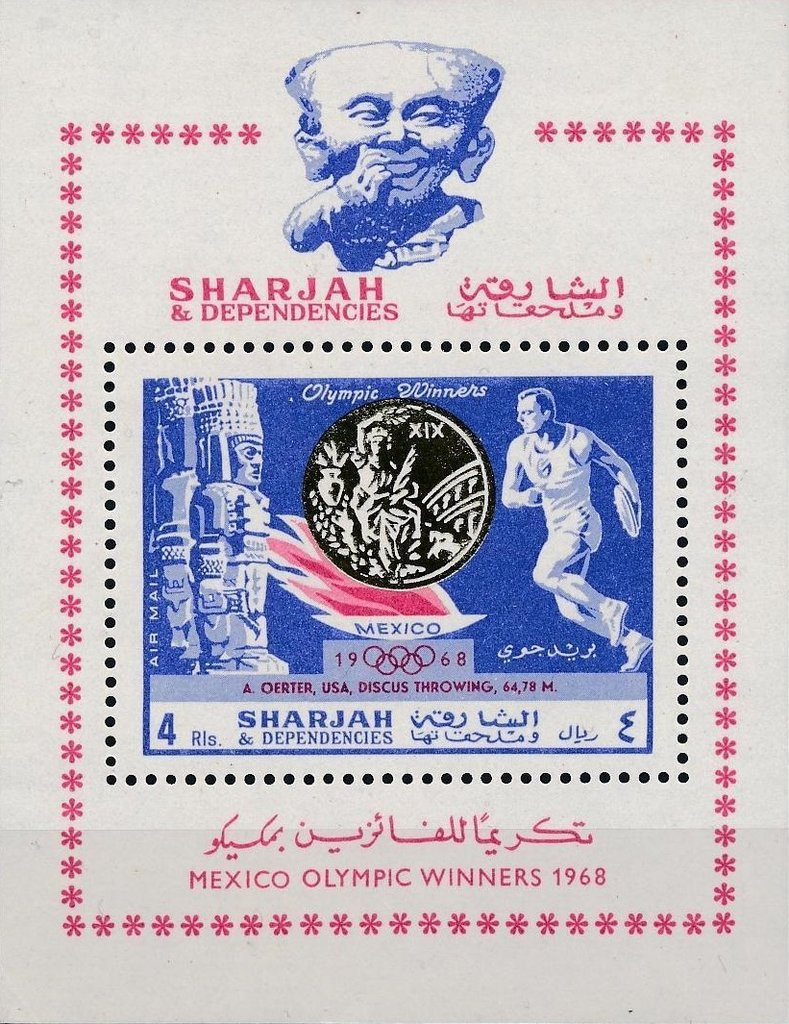
بطاقة تذكارية تضم طابعا بقيمة 4 ريالات
آل أورتر
الولايات المتحدة
رمي القرص

كما أصدرت بطاقات تحتفي بفائزين آخرين:

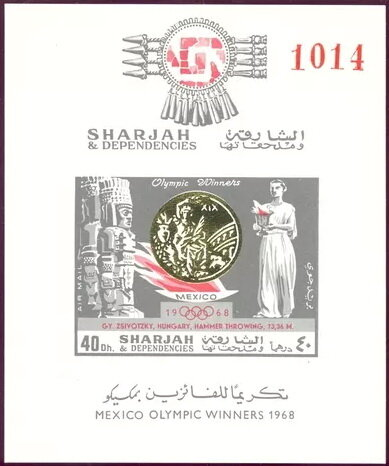
40 درهما جيولا زيفوتزكي[الإنجليزية] المجر رمي المطرقة
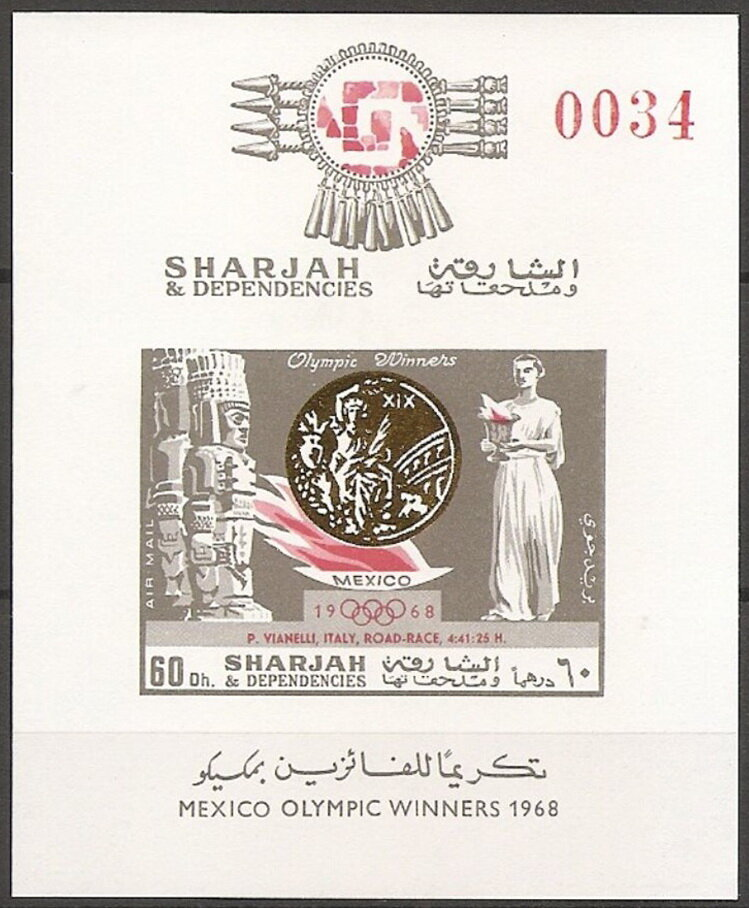
60 درهما بييرفرانكو فيانيلي[الإنجليزية] إيطاليا سباقات الدراجات
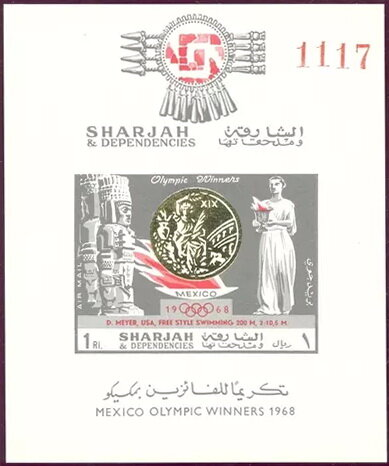
ريال واحد ديبي ماير الولايات المتحدة السباحة الحرة 200 م السباحة الحرة 400 م السباحة الحرة 800 م
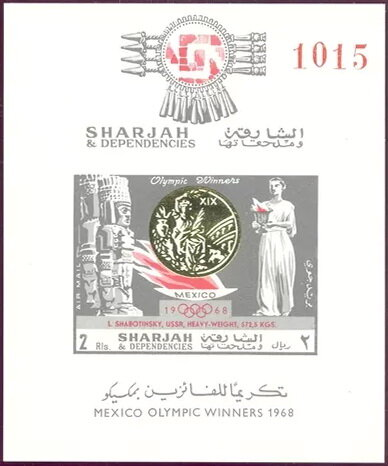
ريالان ليونيد زابوتنسكي رفع الأثقال فوق 90 كغم

- ريال واحد
ديبي ماير
 الولايات المتحدة
 السباحة الحرة 200 م
 السباحة الحرة 400 م
 السباحة الحرة 800 م
- ريالان
ليونيد زابوتنسكي
 الاتحاد السوفيتي
 رفع الأثقال
فوق 90 كغم

### الإصدارات المذهبة لأبطال الأولمبياد في المكسيك

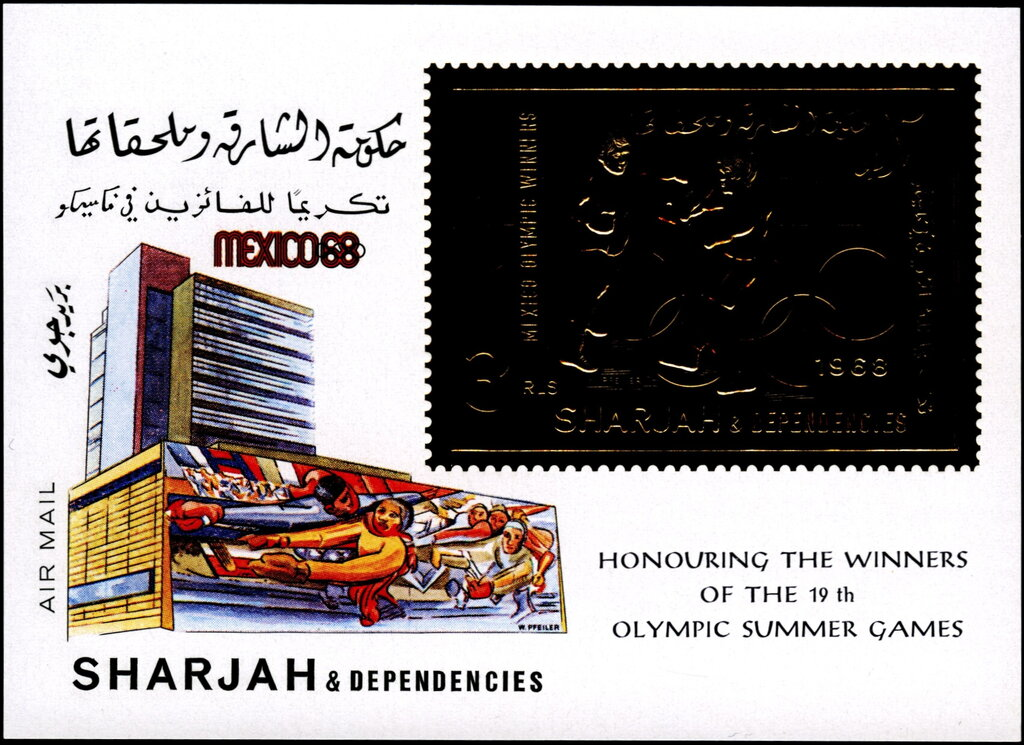
تكريم الأبطال
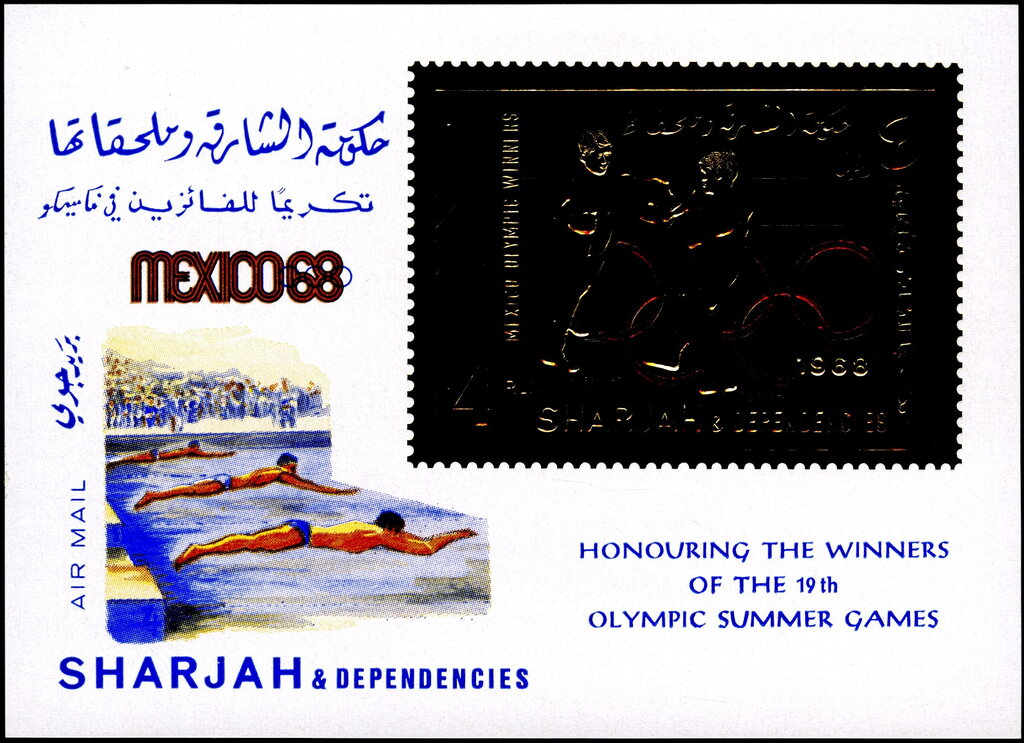
تكريم الأبطال
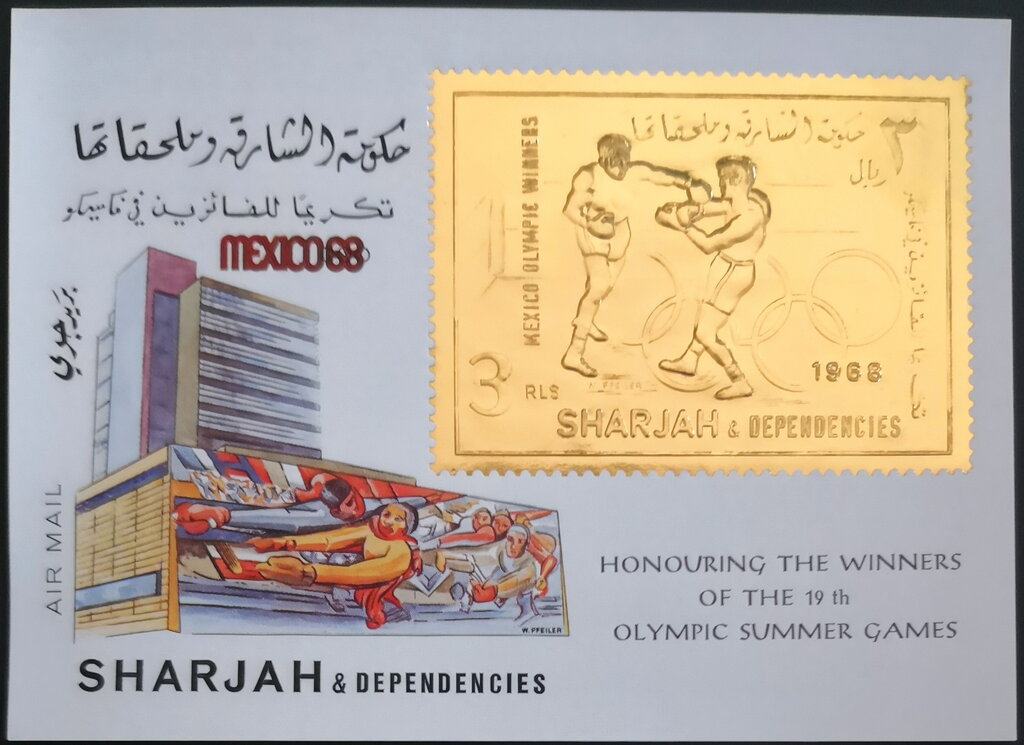
تكريم الأبطال
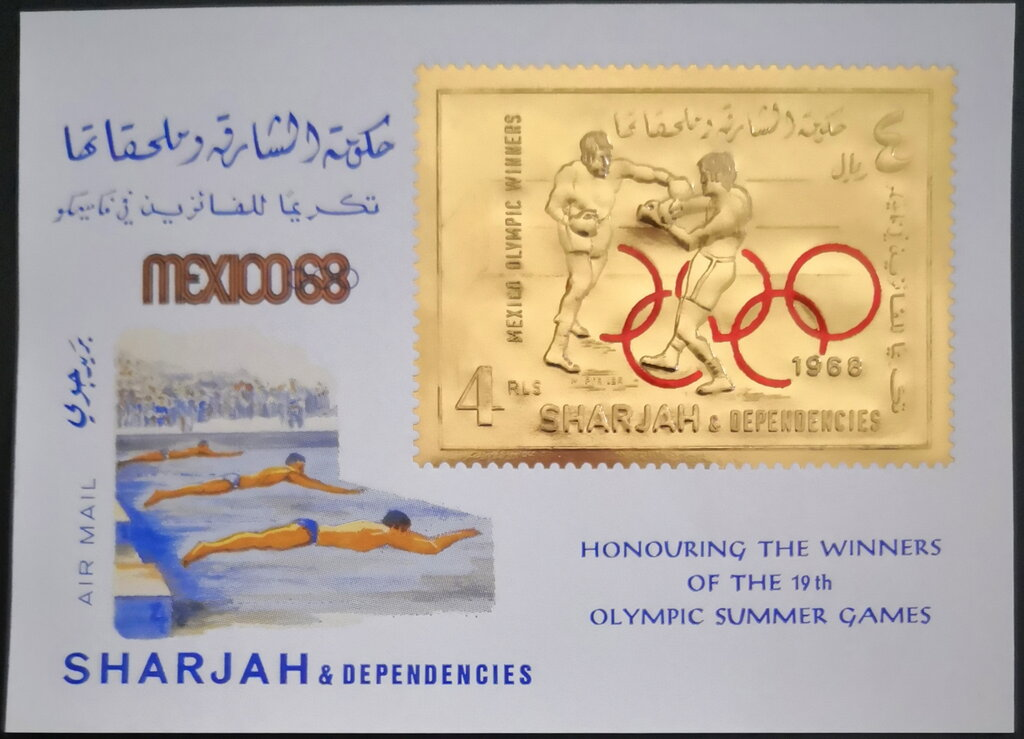
تكريم الأبطال

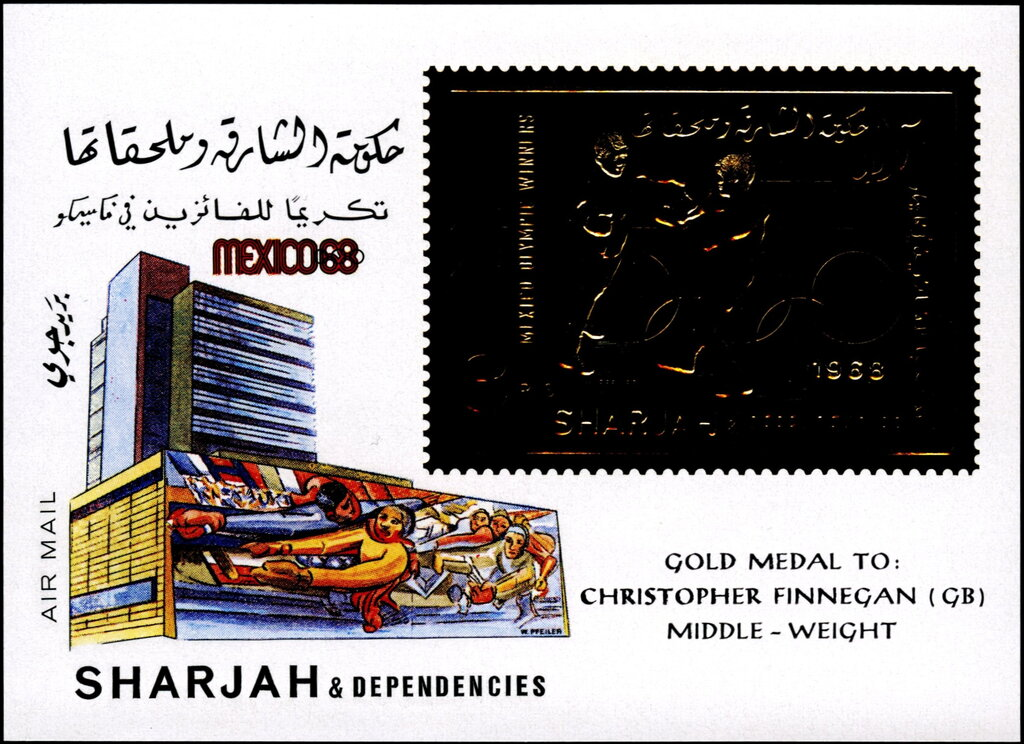
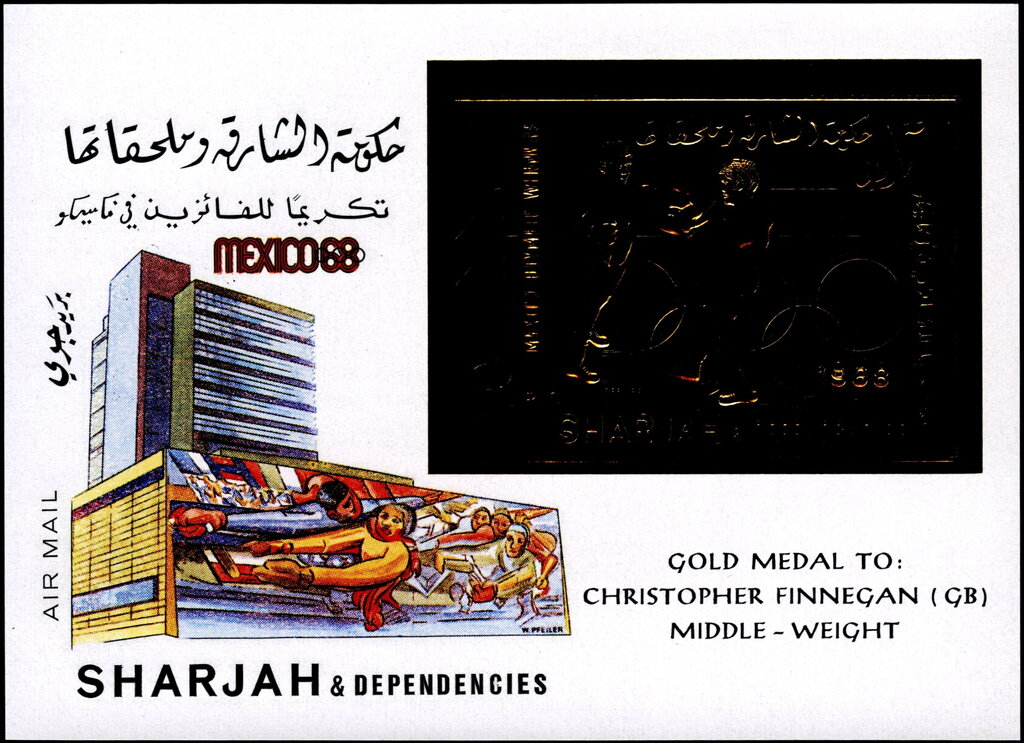
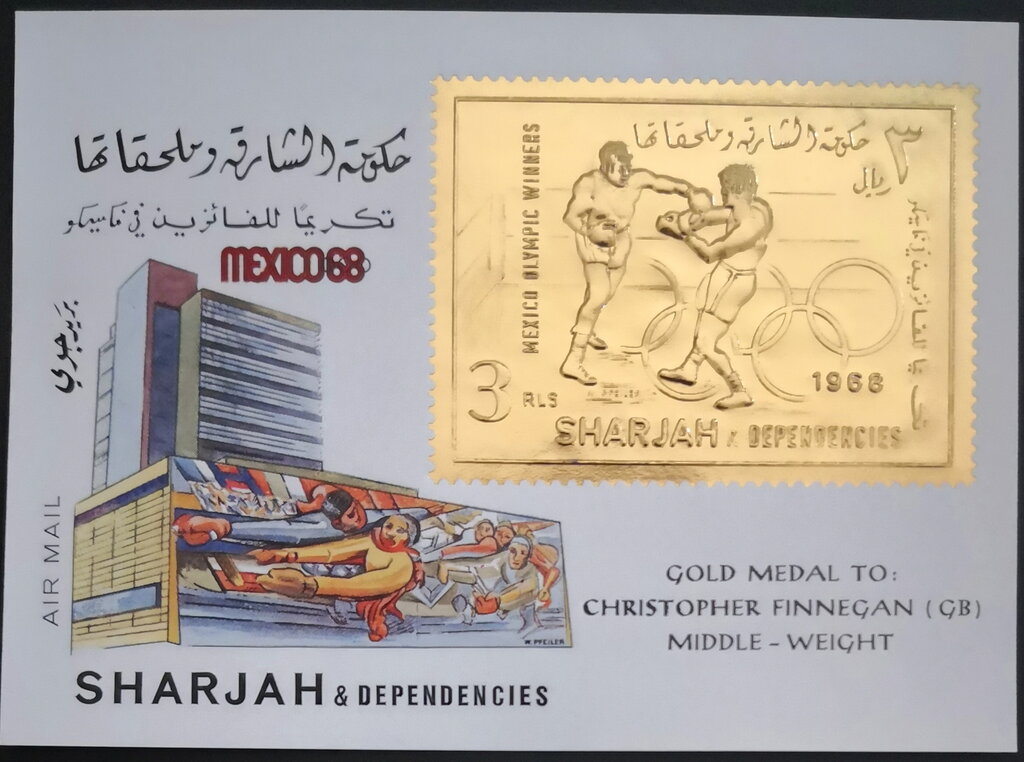
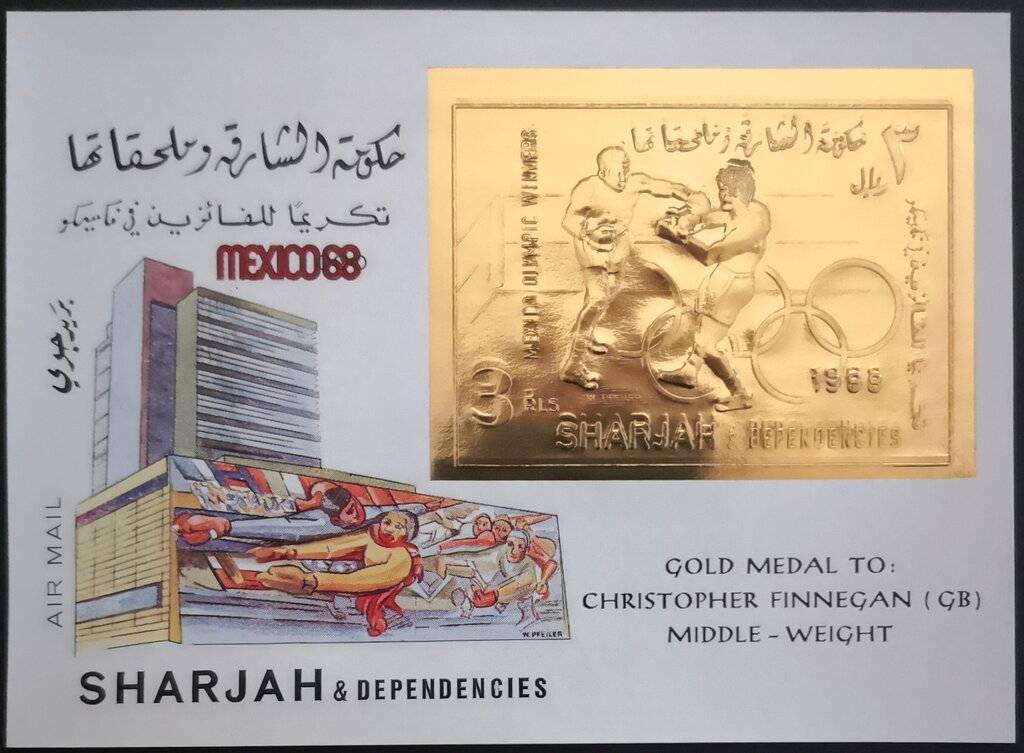

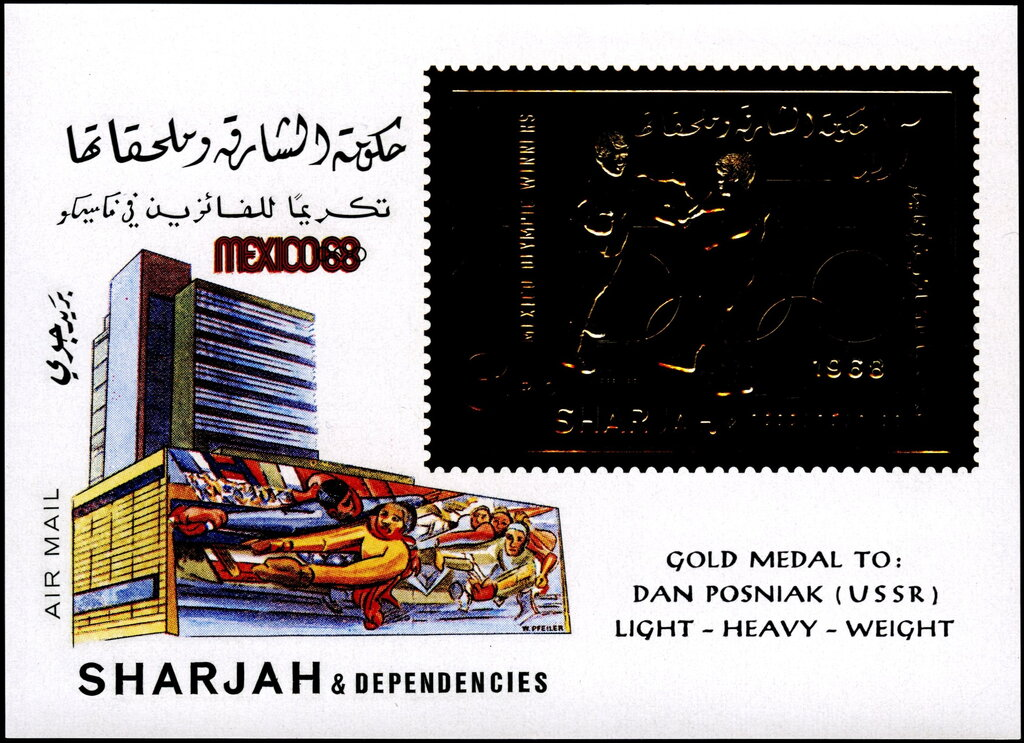
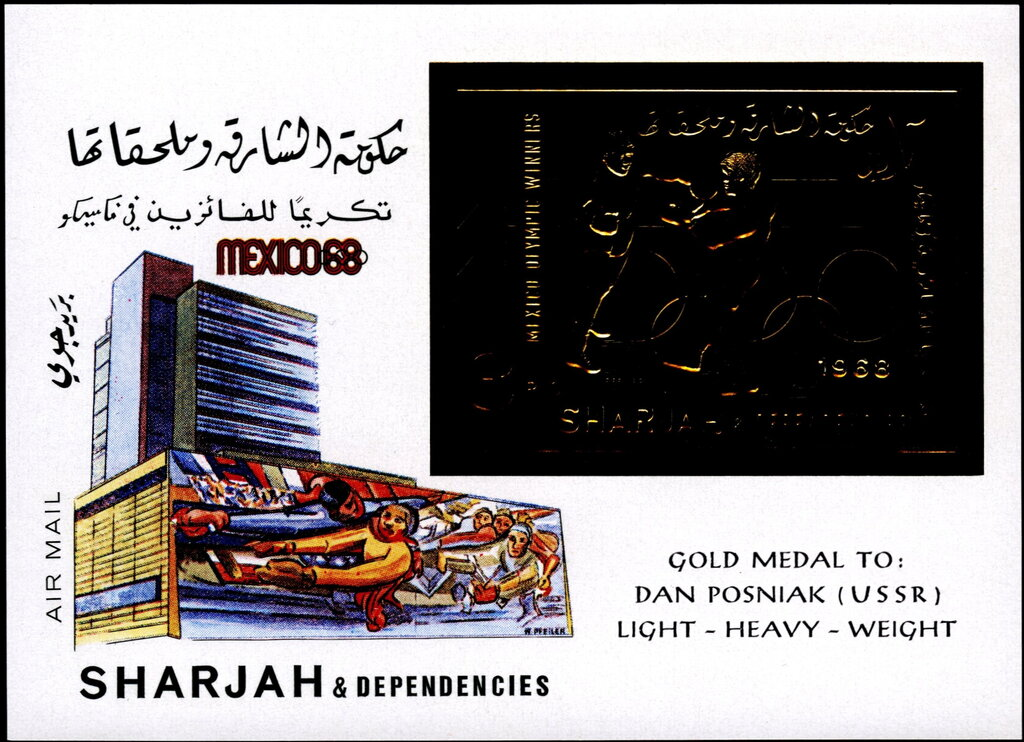
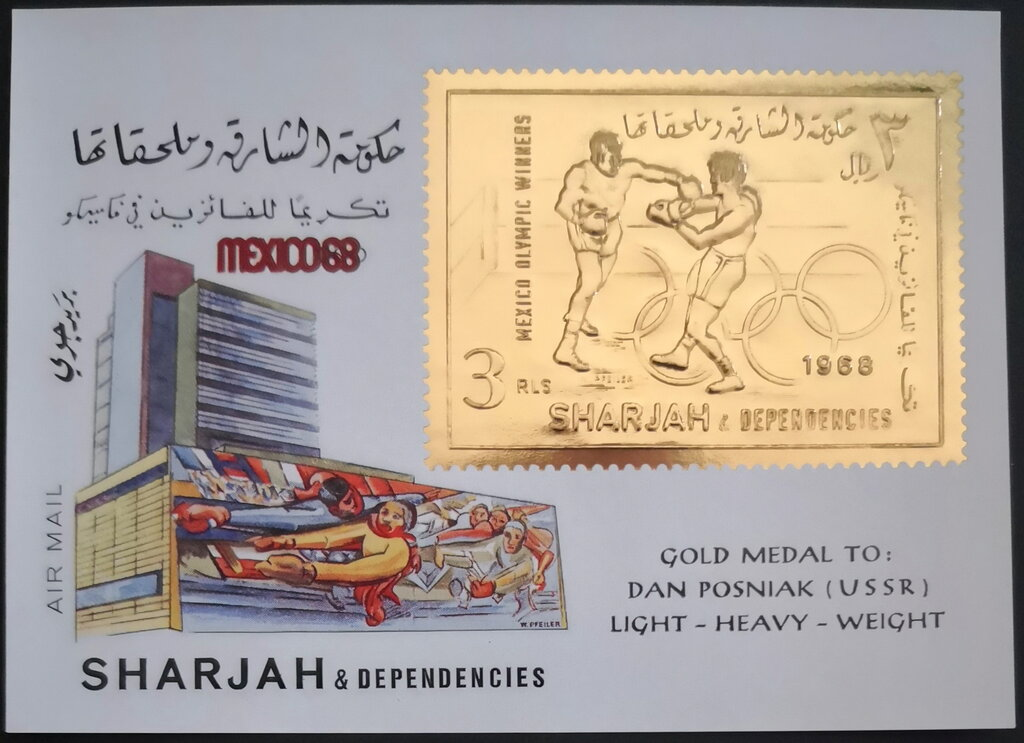
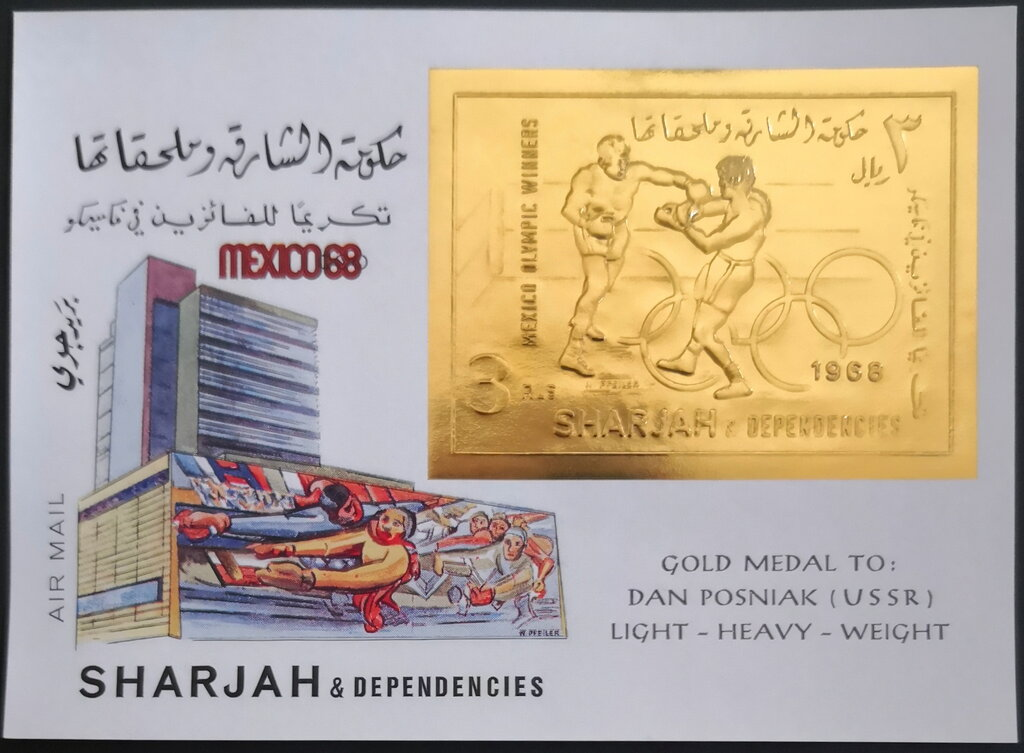

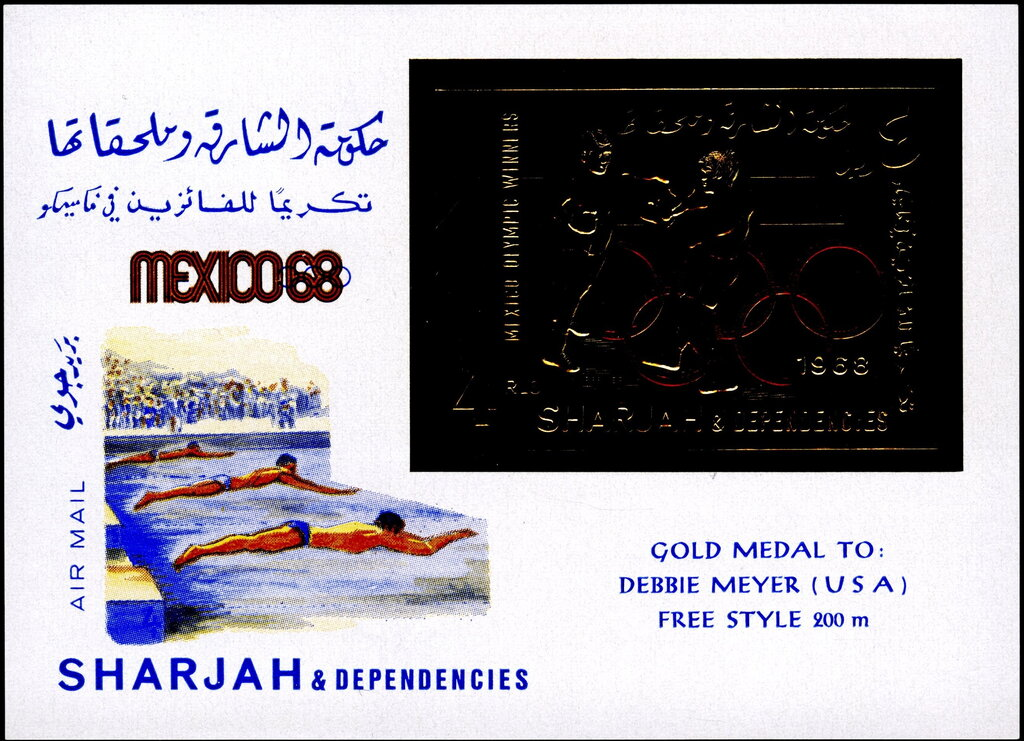
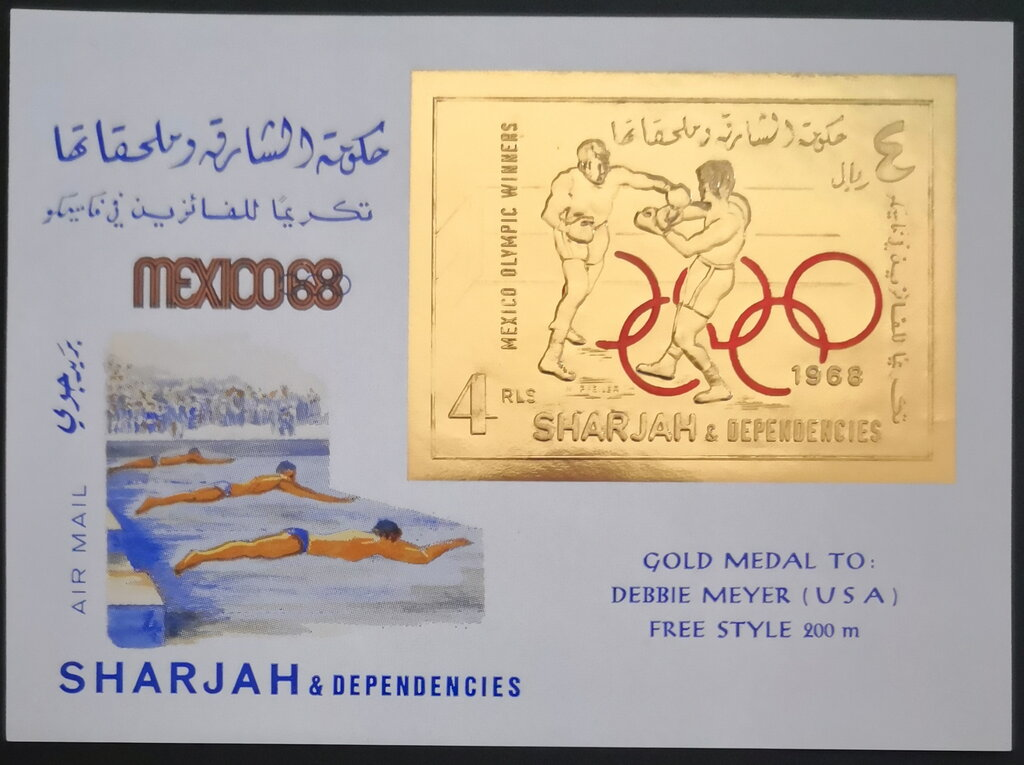

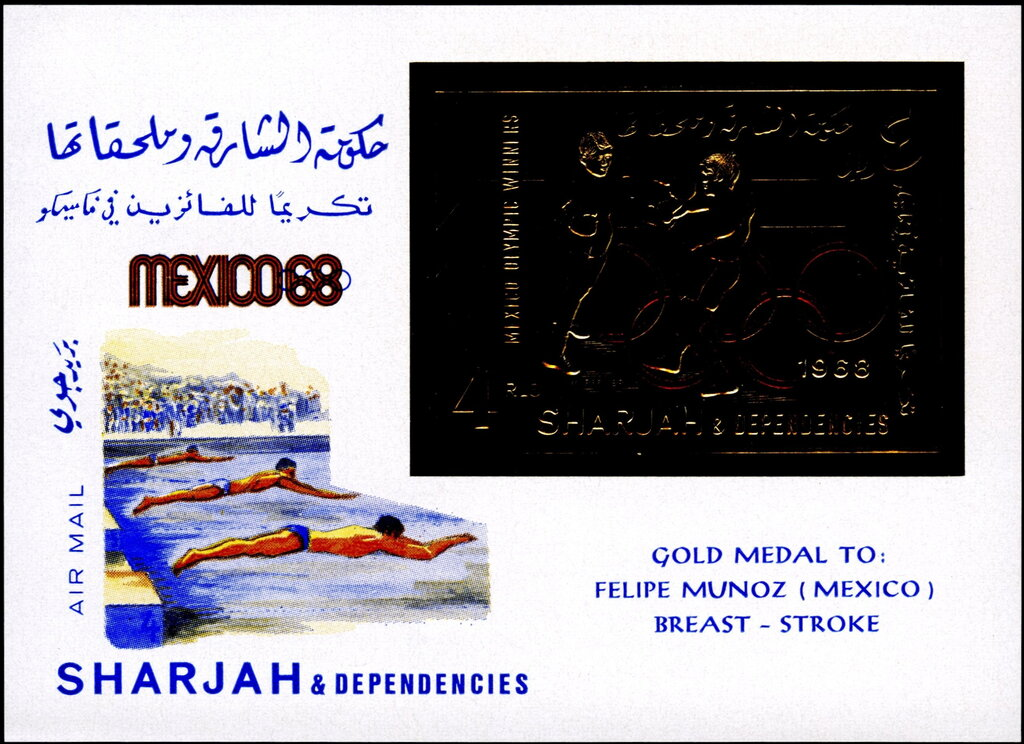
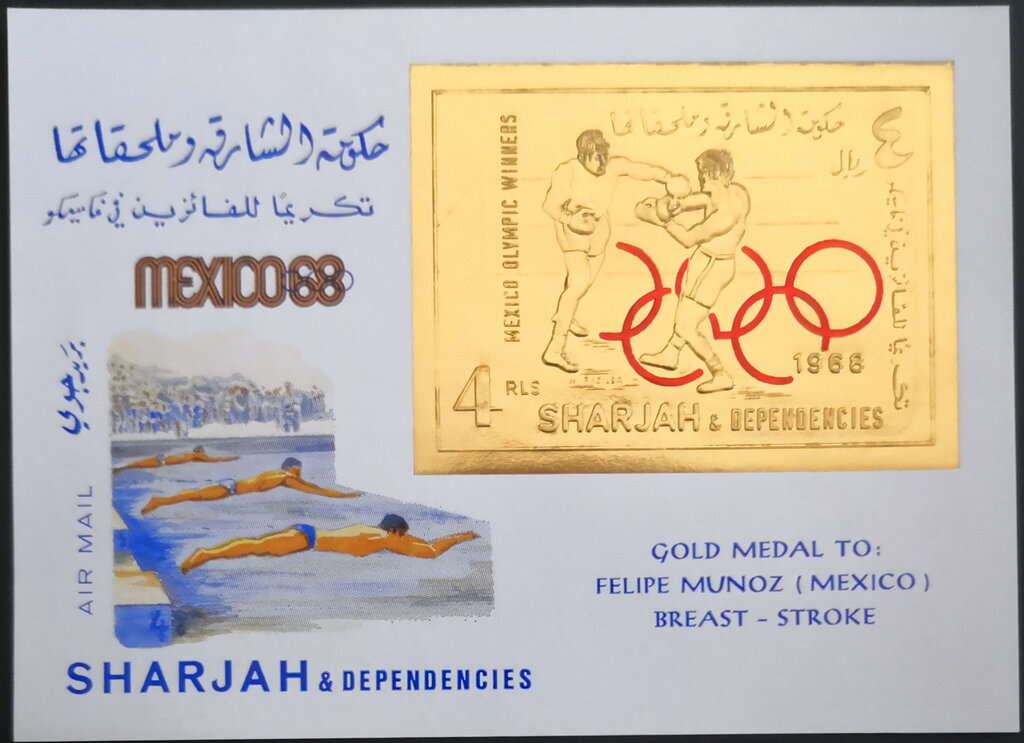

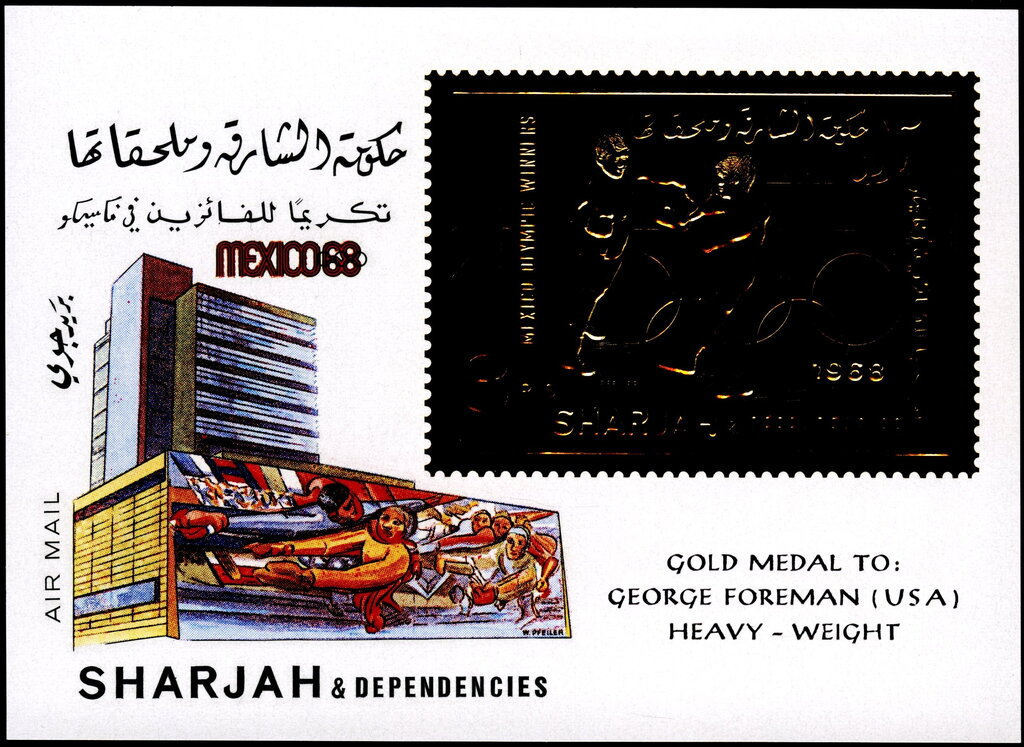
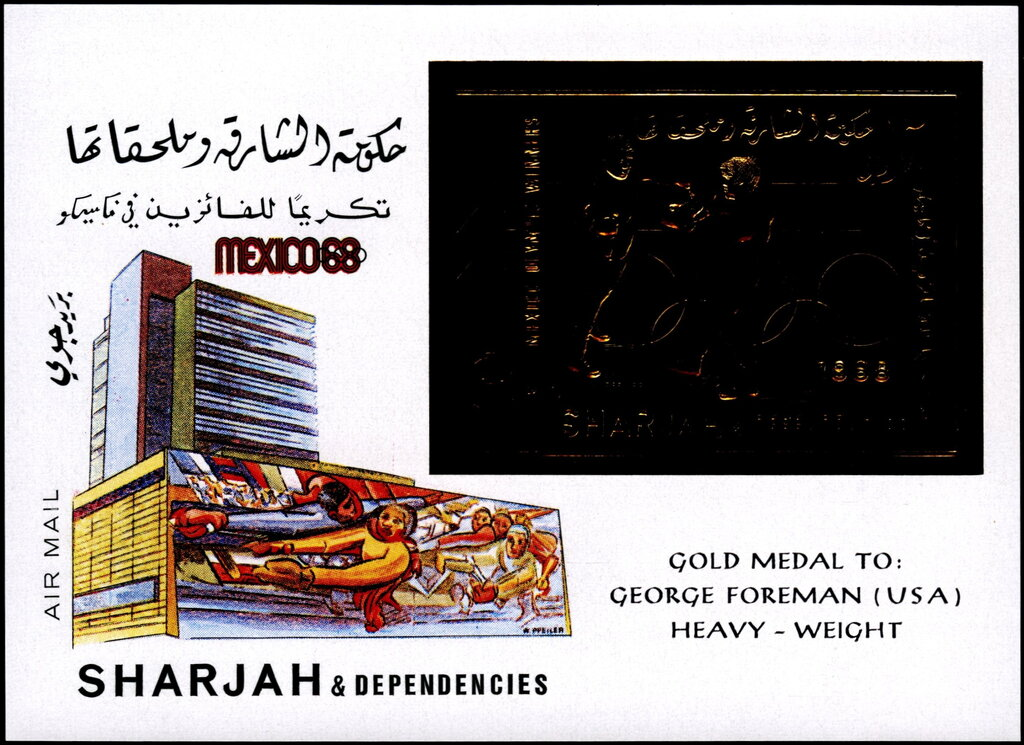
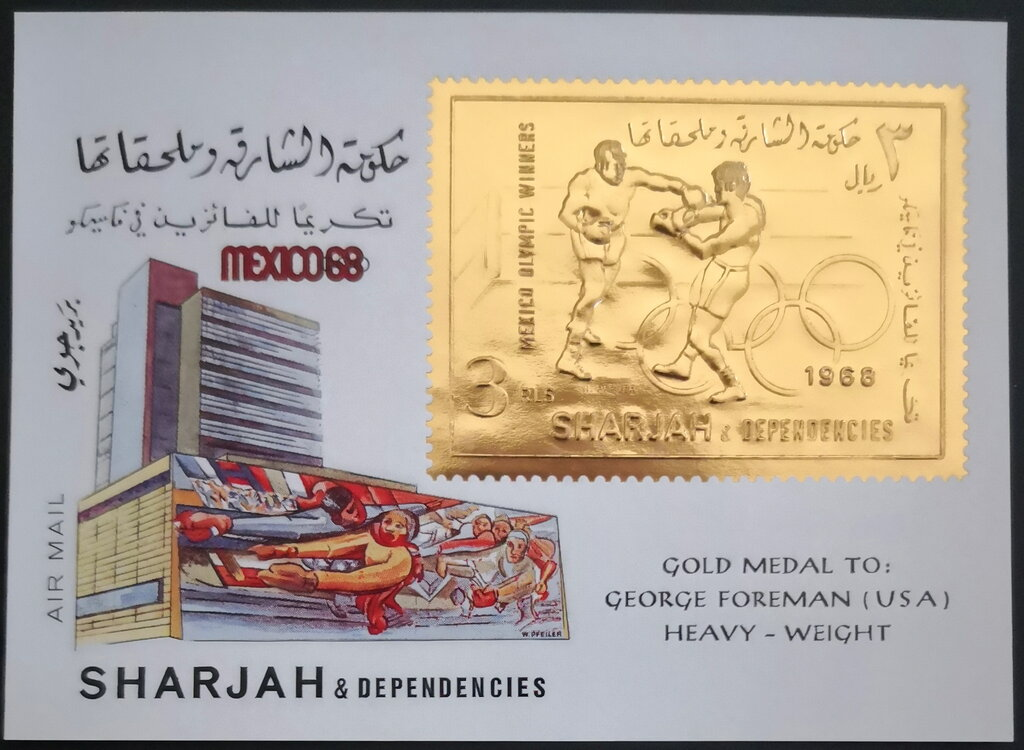
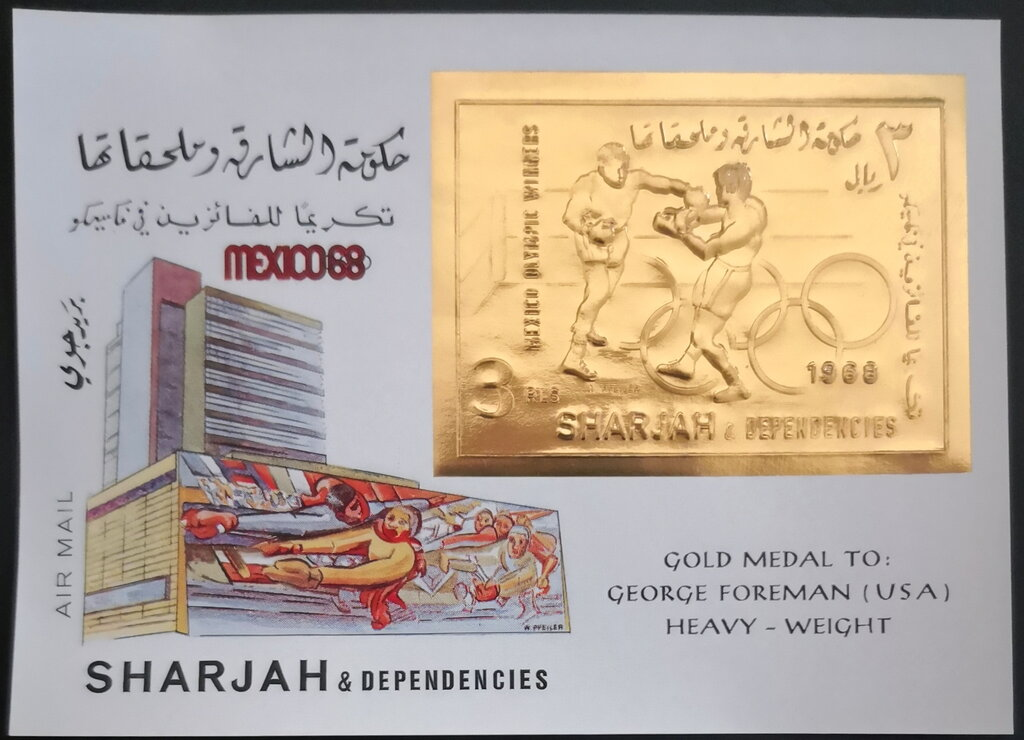

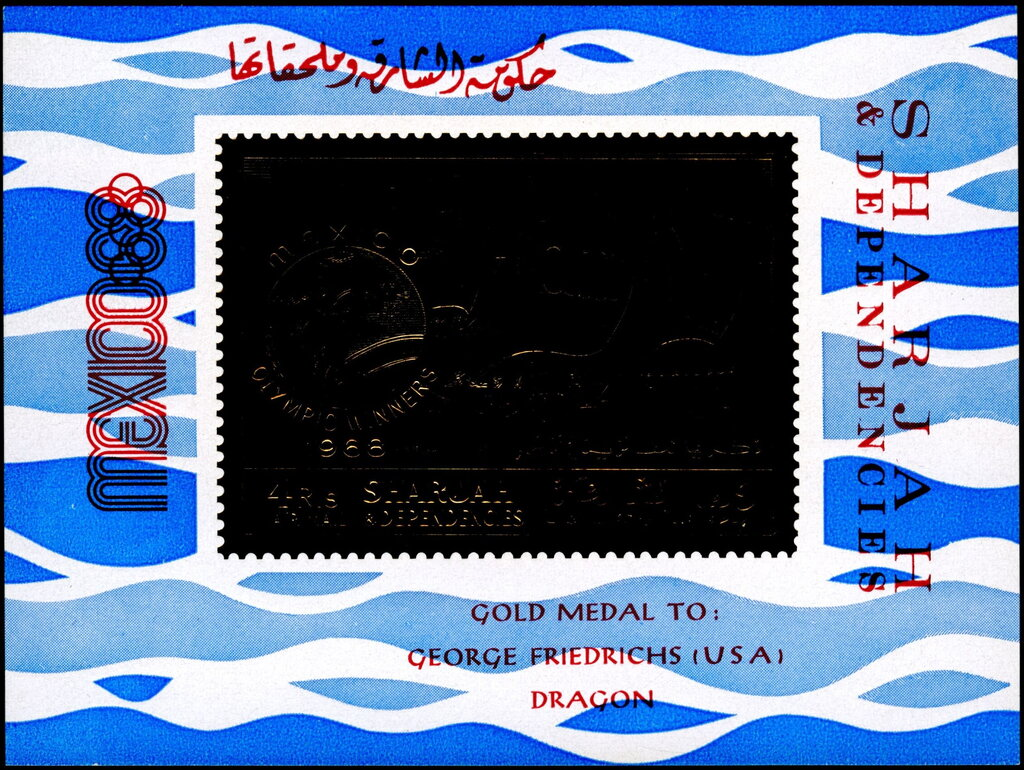
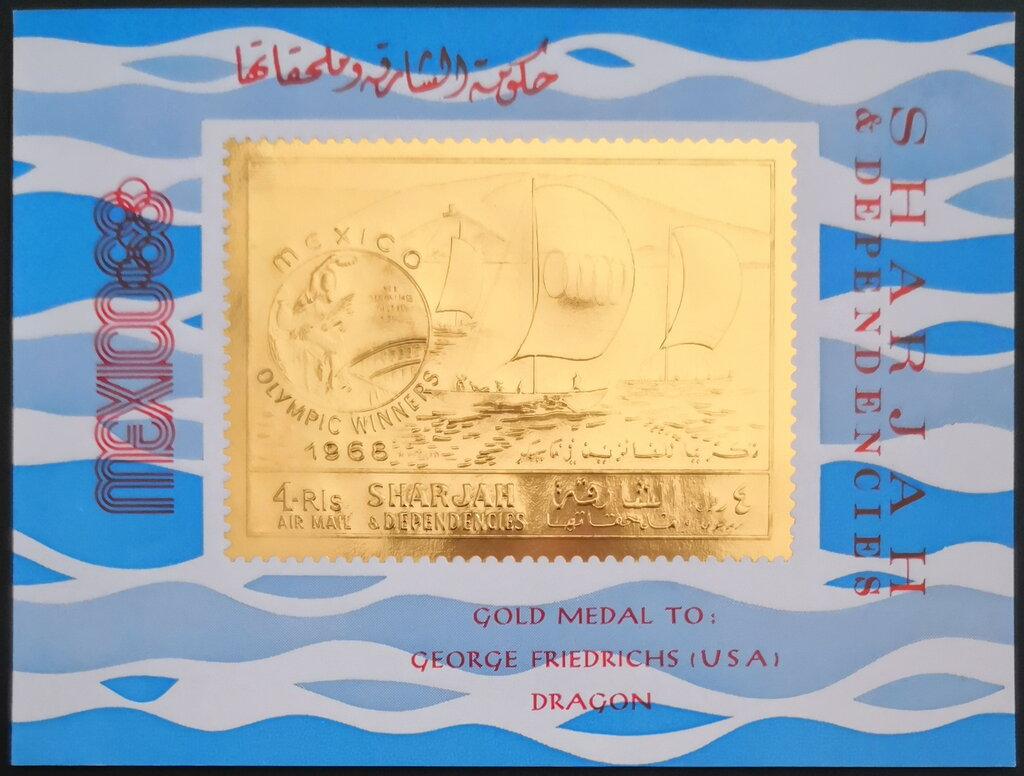

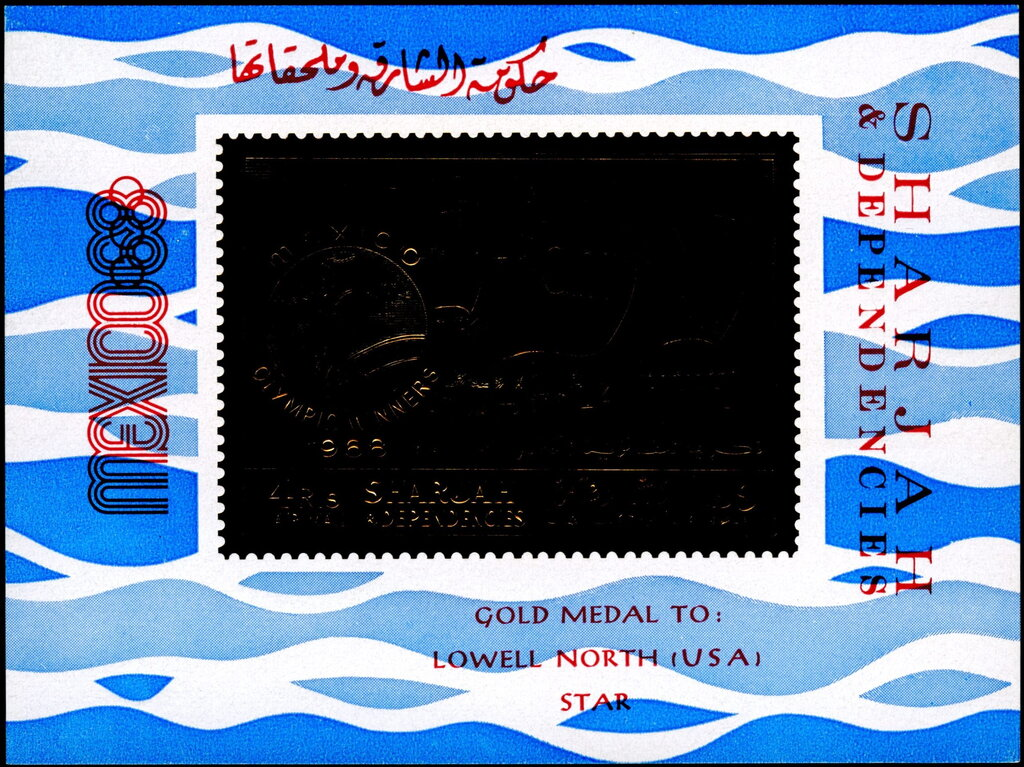
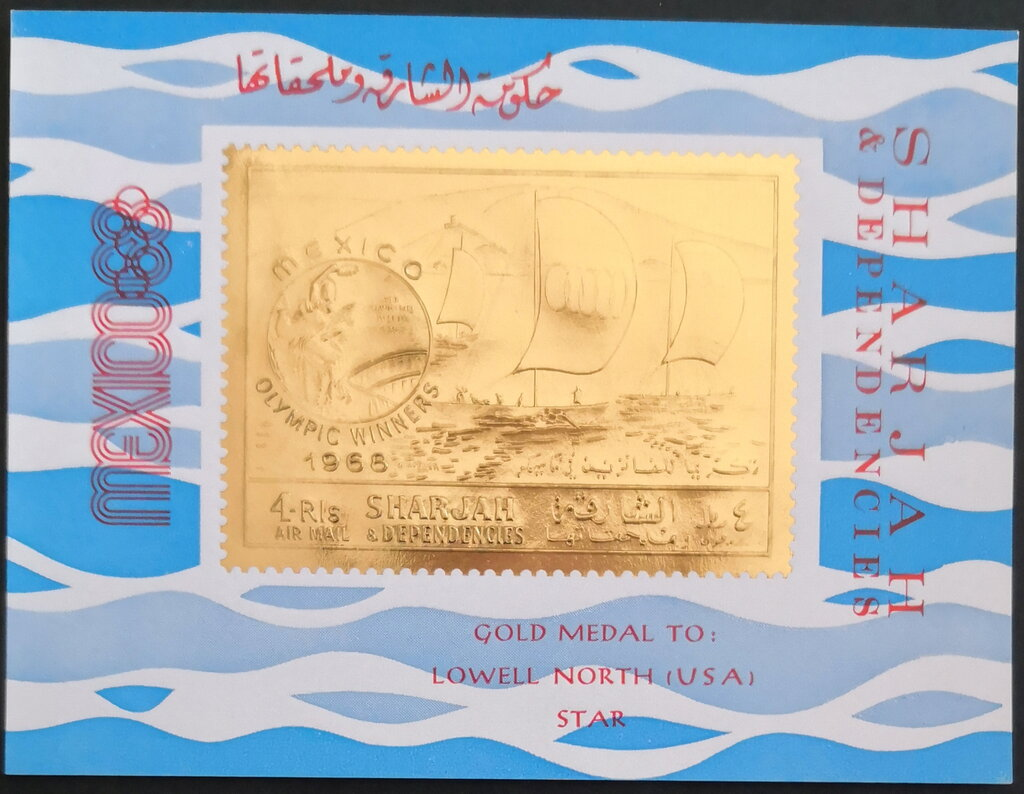

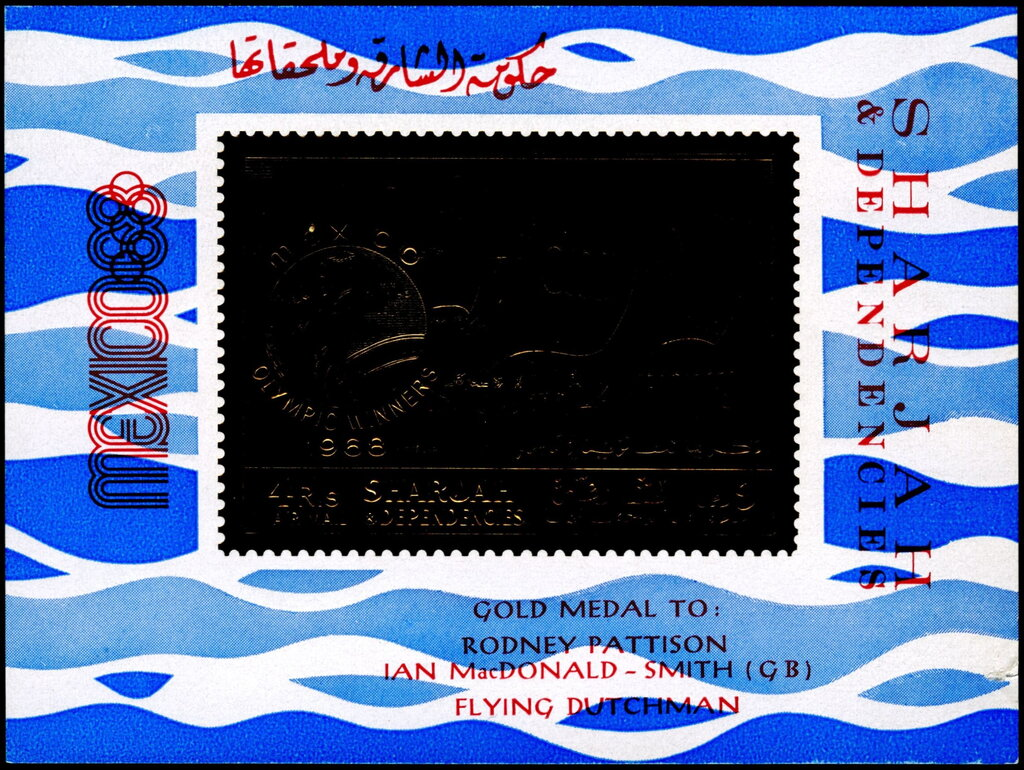
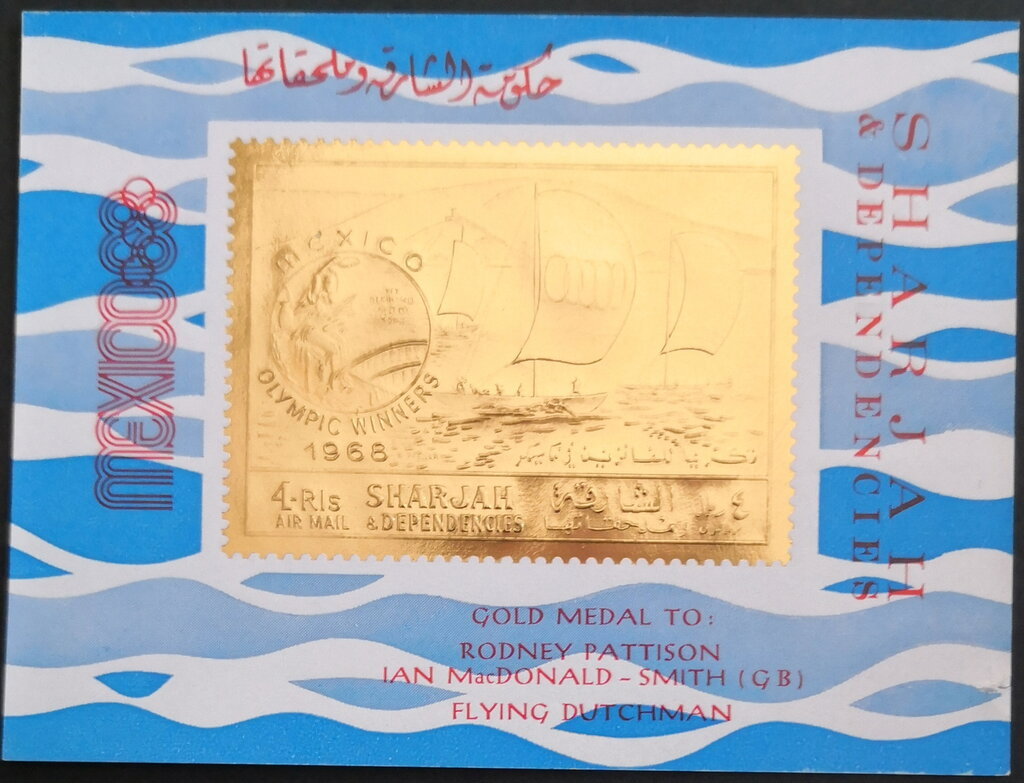

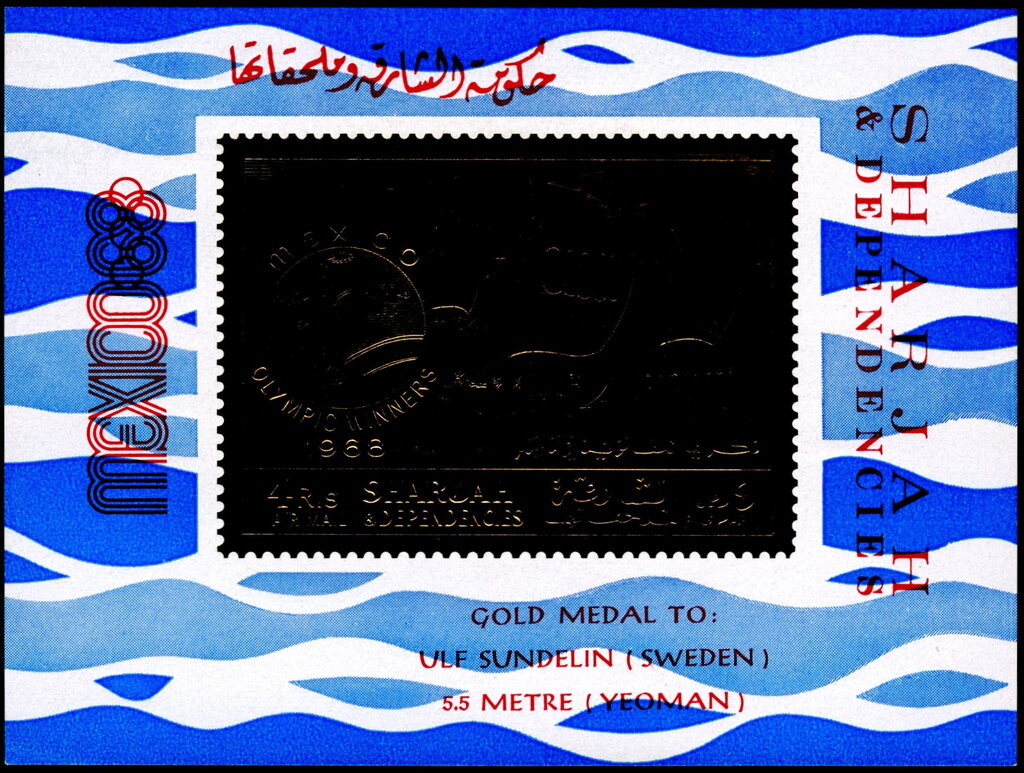
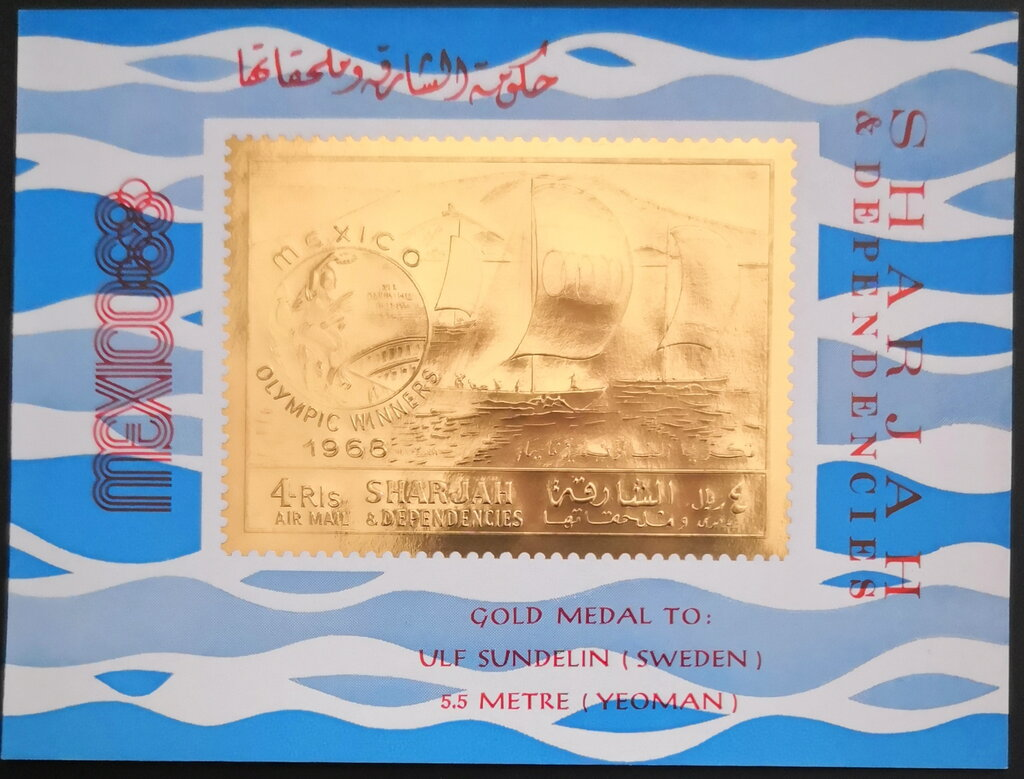

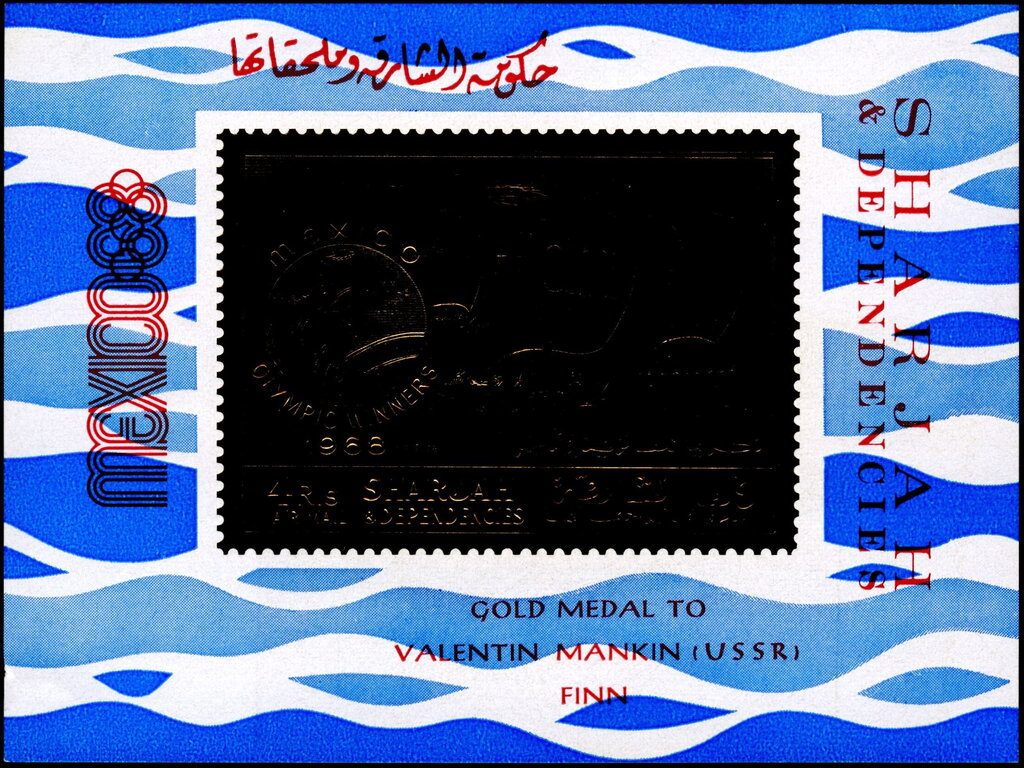
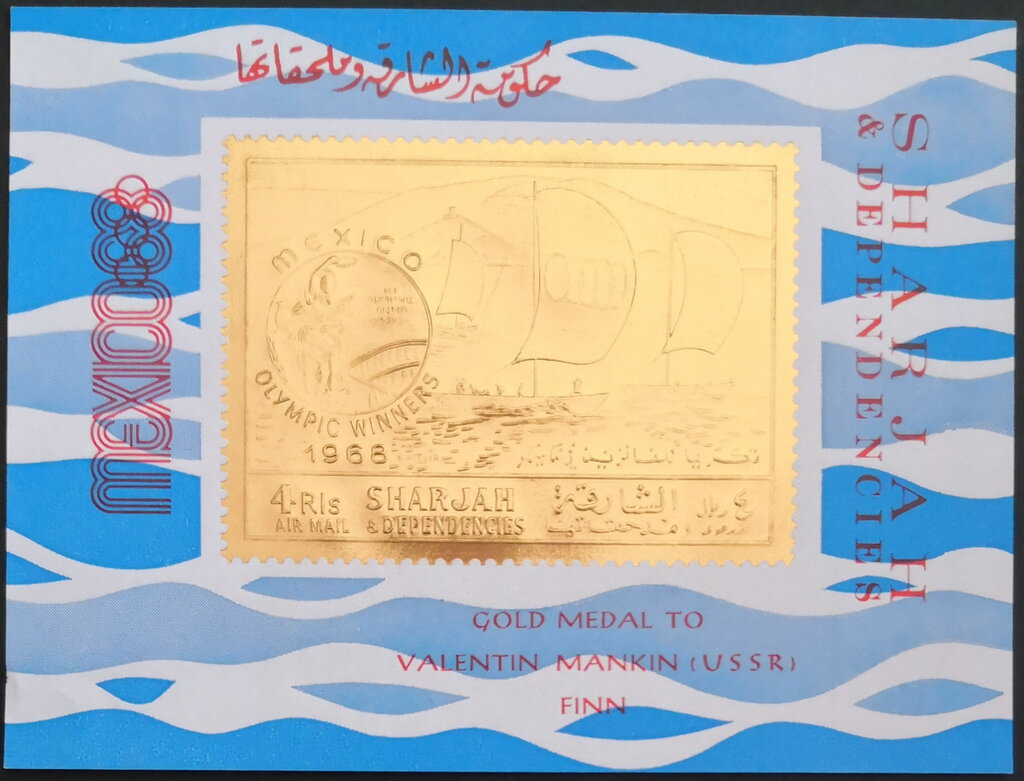

كما أصدرت في نفس التاريخ في 30 ديسمبر 1968 طوابع وبطاقات مذهبة تحتفي بأبطال الألعاب الأولمبية:

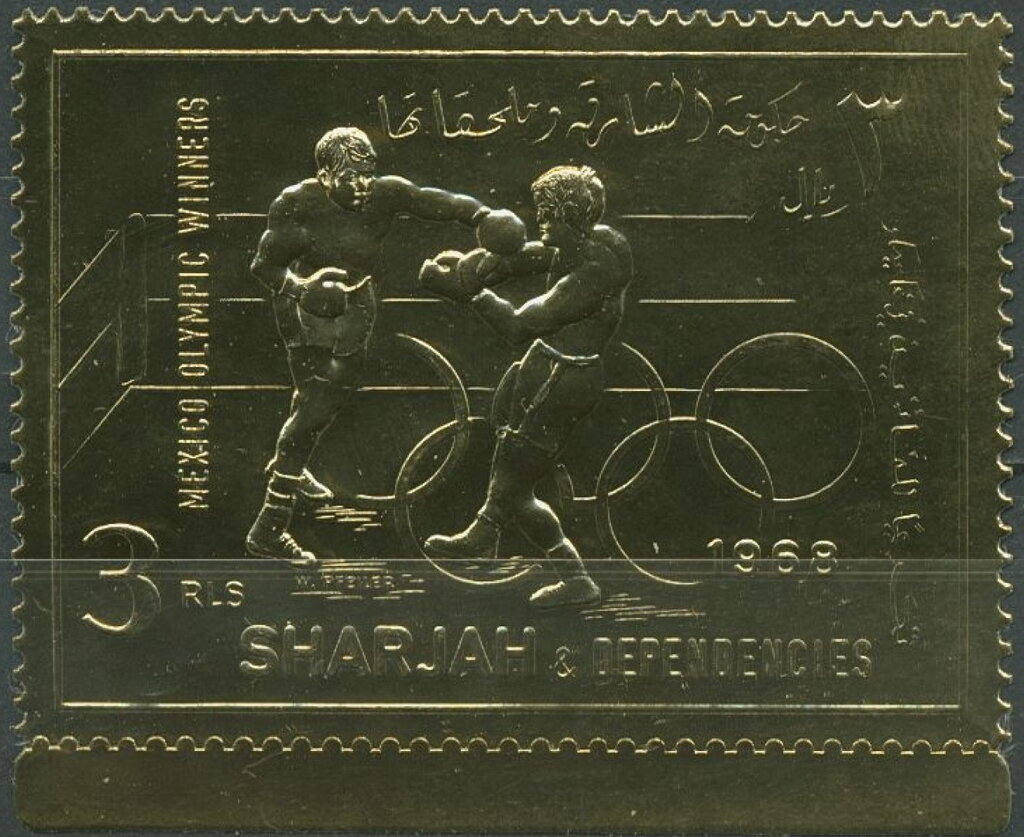
3 ريالات الملاكمة مخرم
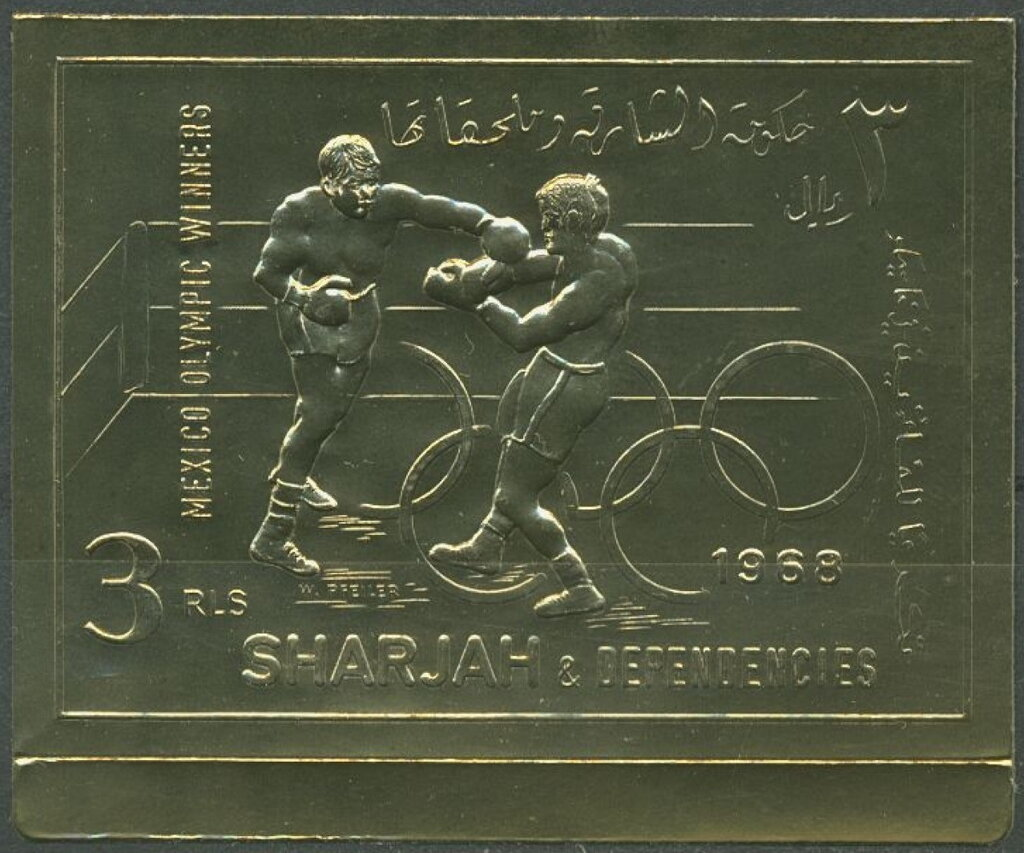
3 ريالات الملاكمة غير مخرم
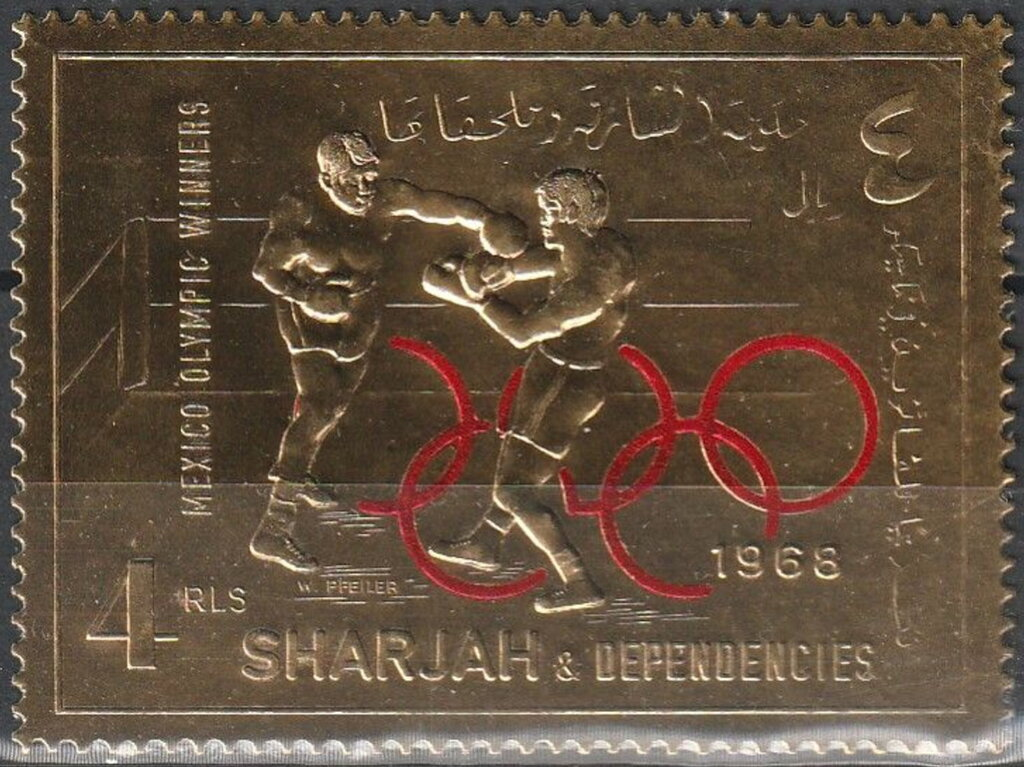
4 ريالات الملاكمة مخرم
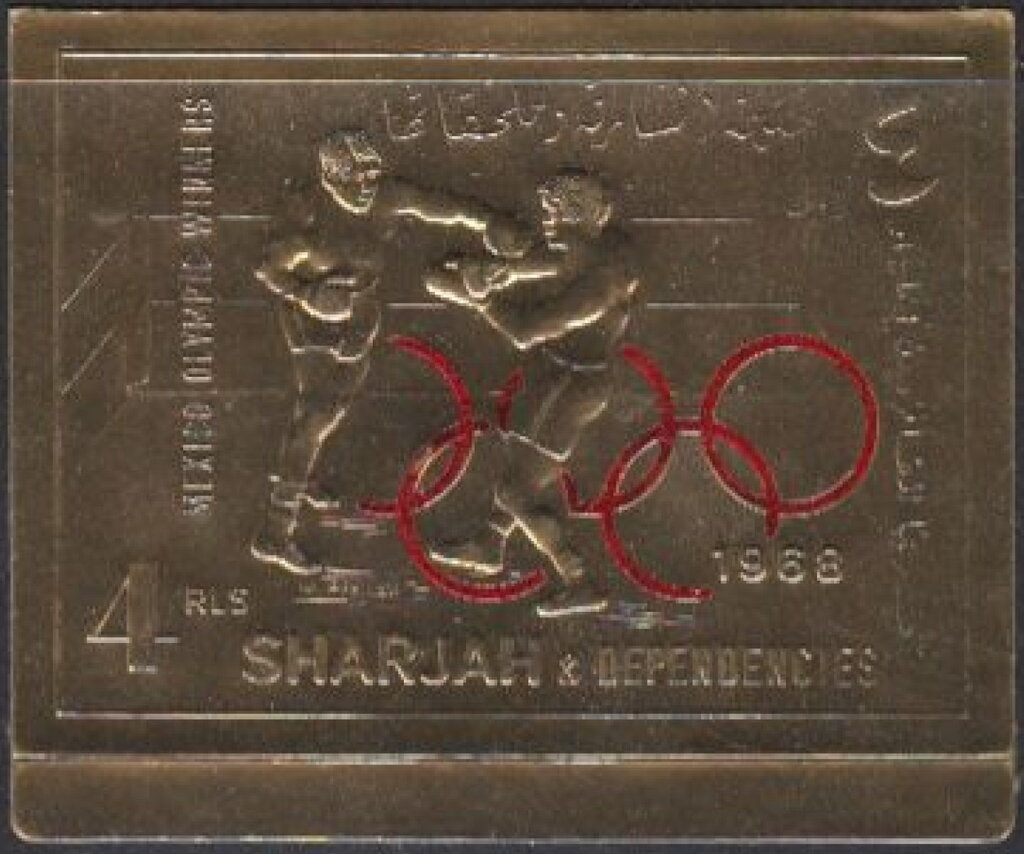
4 ريالات الملاكمة غير مخرم
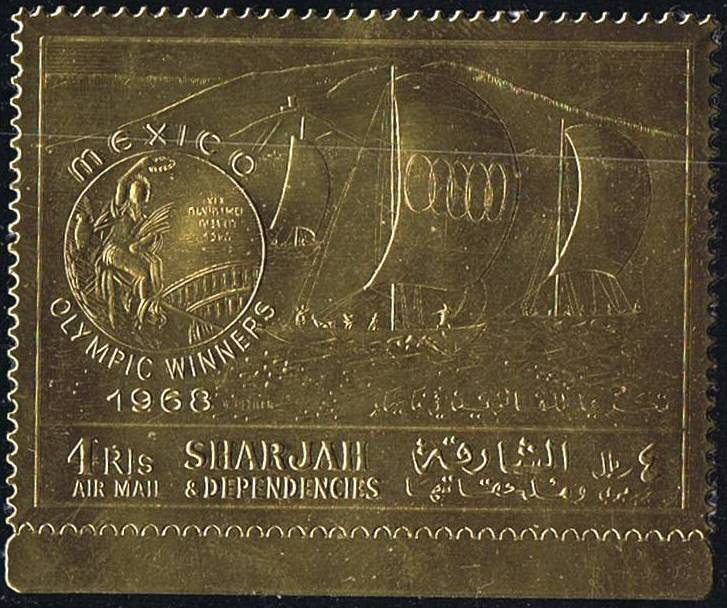
4 ريالات سباق القوارب مخرم
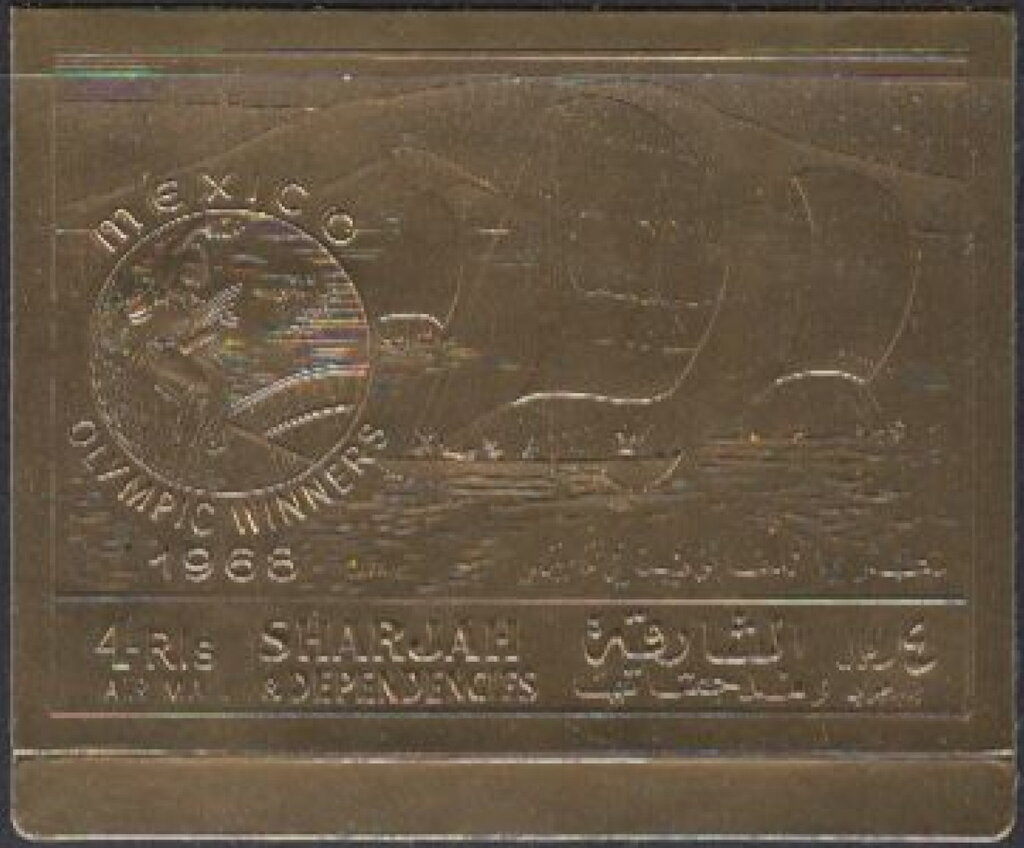
4 ريالات سباق القوارب غير مخرم

وأصدرت بطاقات تضم هذه الطوابع وتحتفي بأبطال الدورة الأولمبية، وتتفاوت في الألوان، ويظهر فيها طابع مذهب بحواف تحاكي التخريم أو بدون التخريم:

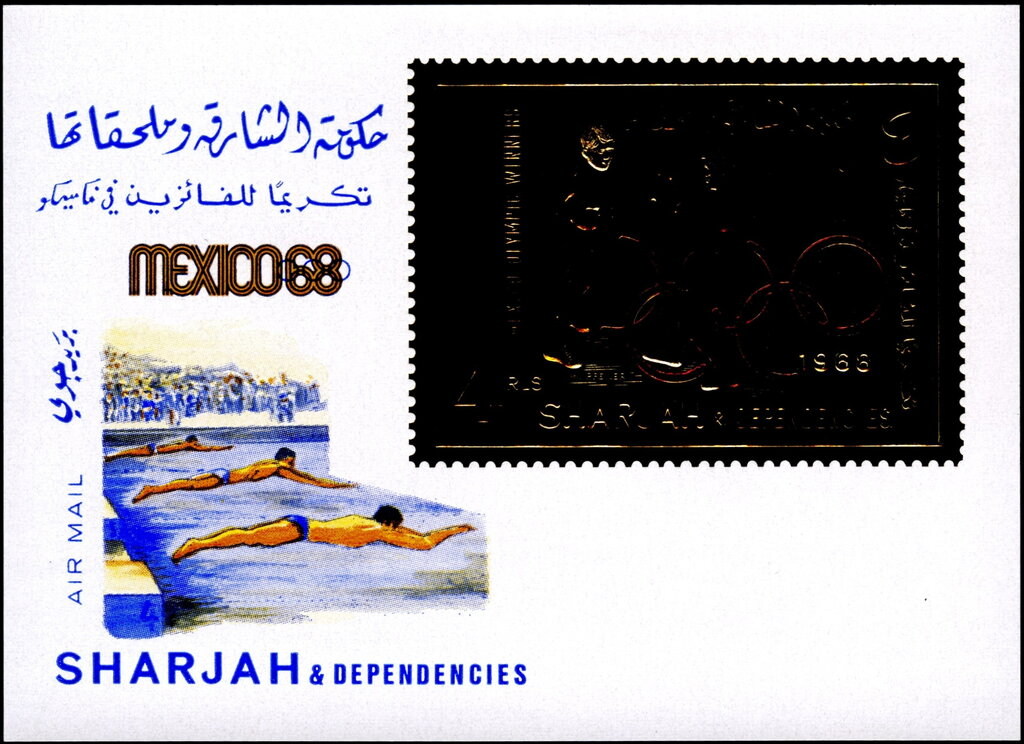
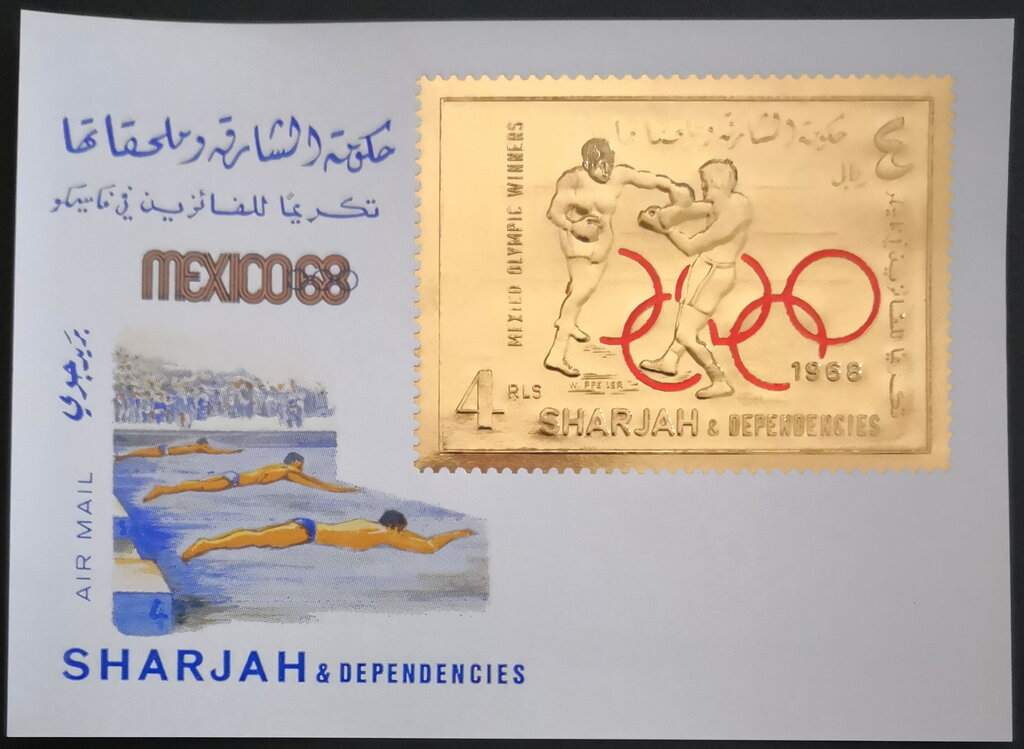
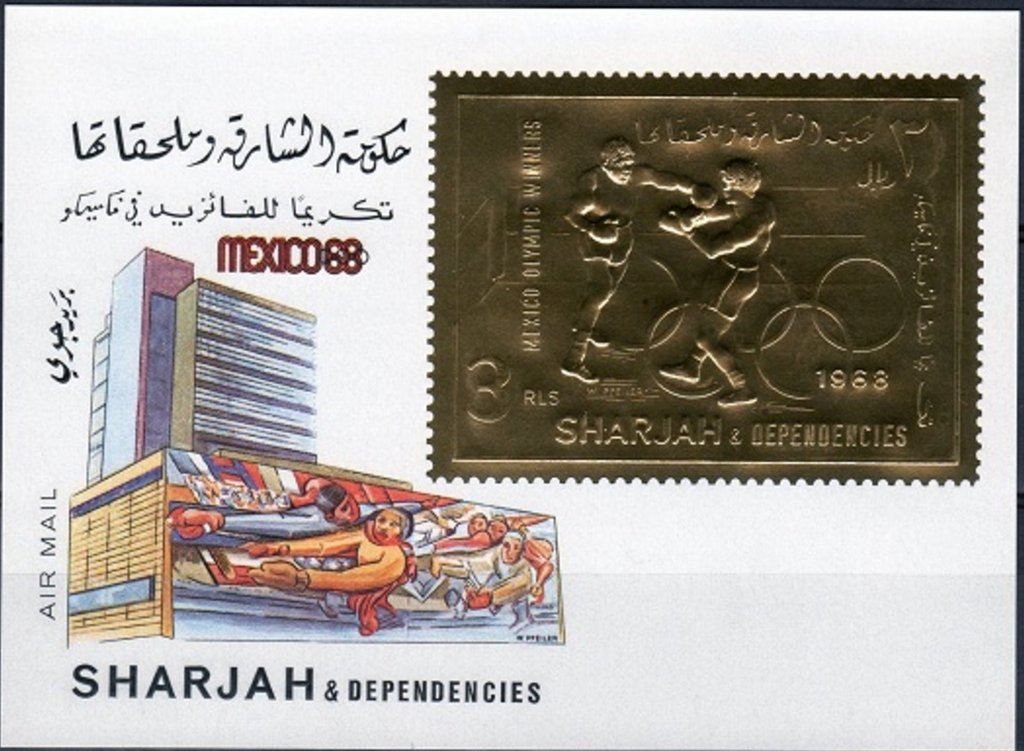
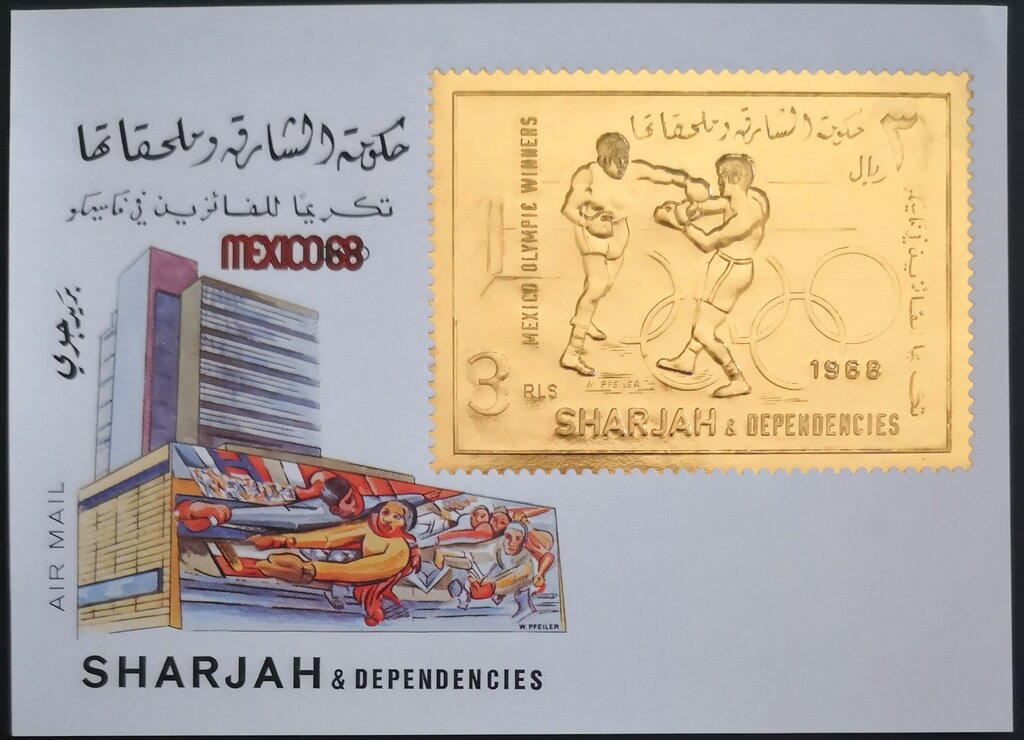

- بطاقات الملاكمة:

- تكريم الأبطال
- تكريم الأبطال
- تكريم الأبطال
- تكريم الأبطال

- بطاقات كريس فينيجان:

بطاقات داناس بوزنياكاس:
- بطاقات ديبي ماير:

- بطاقات فيليبي مونيوز

- بطاقات جورج فورمان:

- بطاقات ريكاردو دلغادو:

- بطاقات رولاند ماتيس:

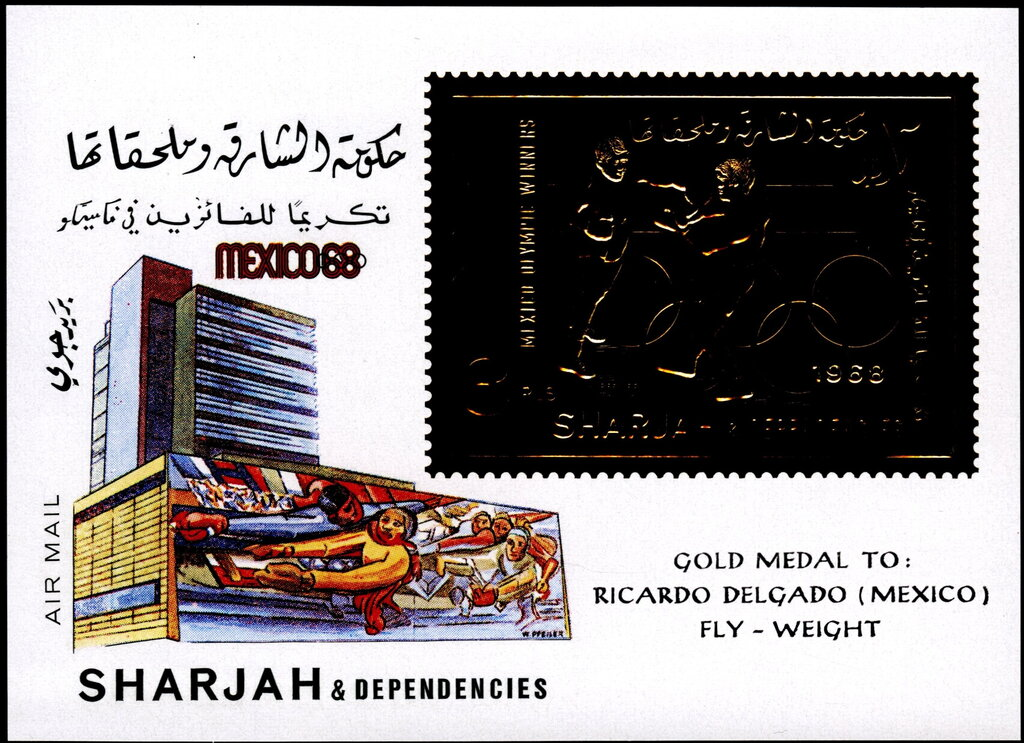
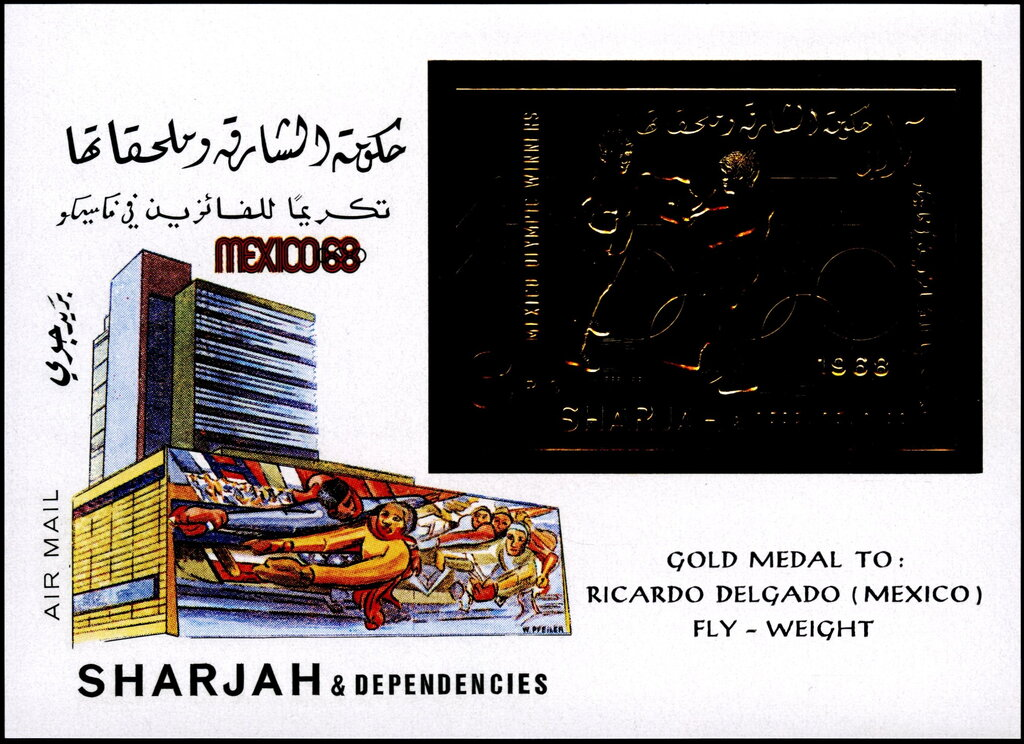
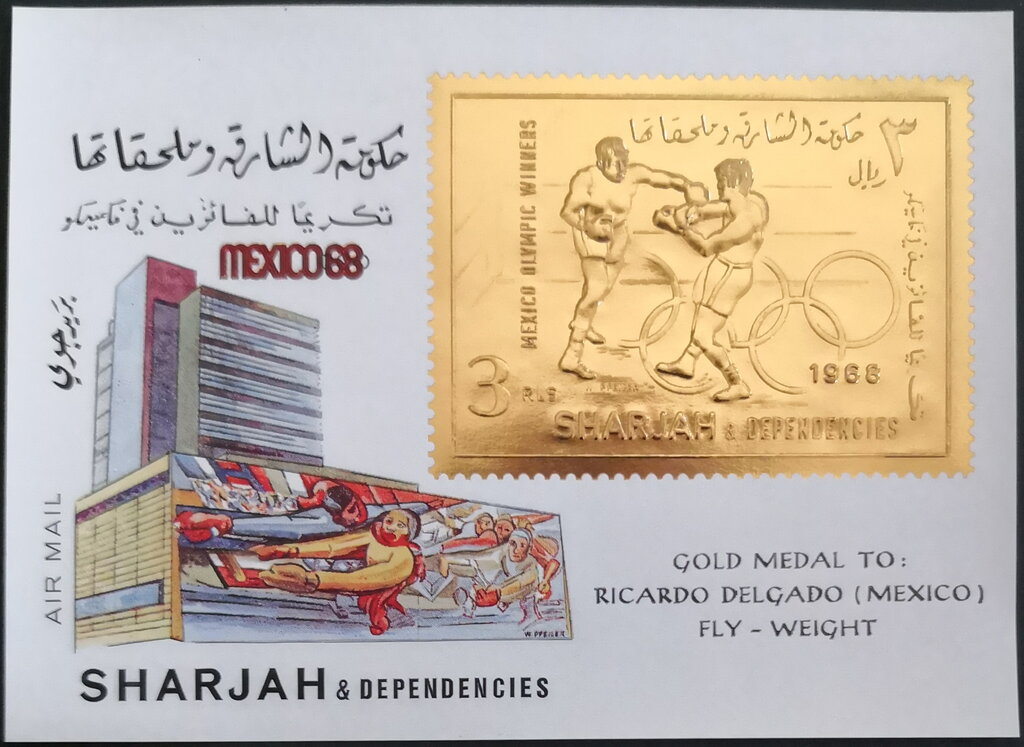
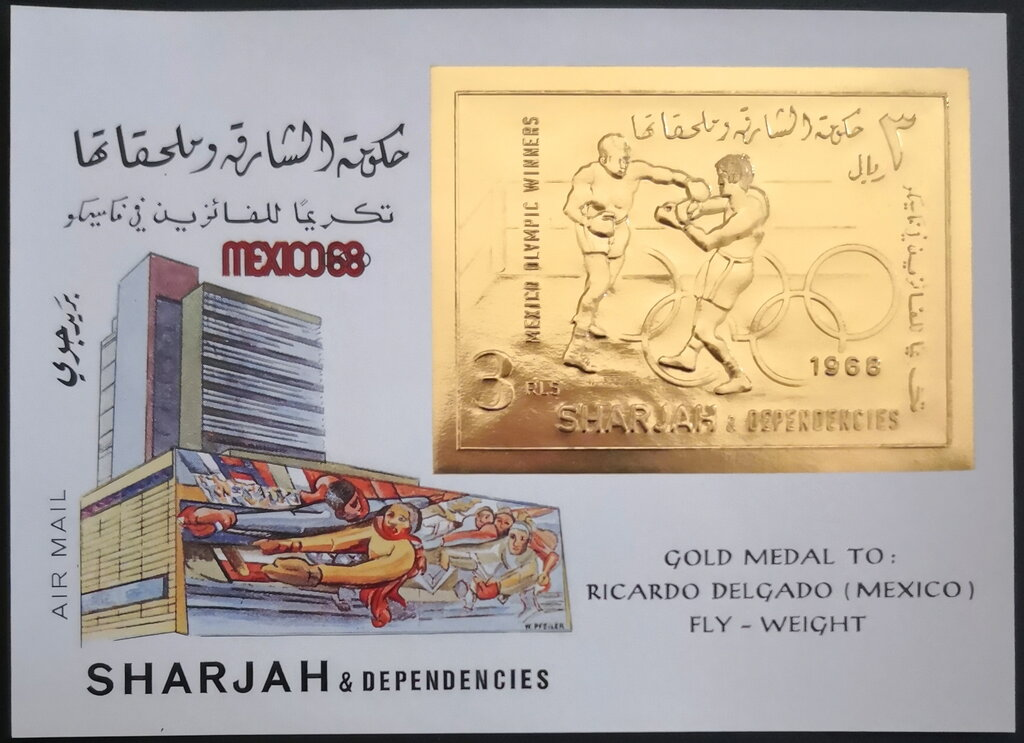

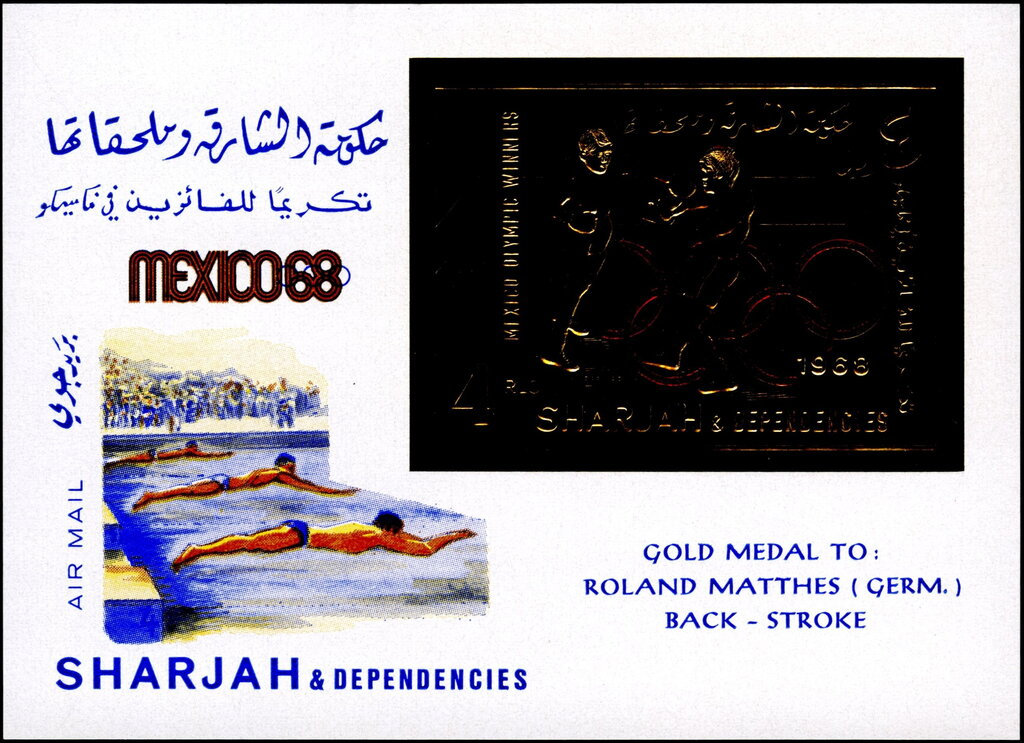
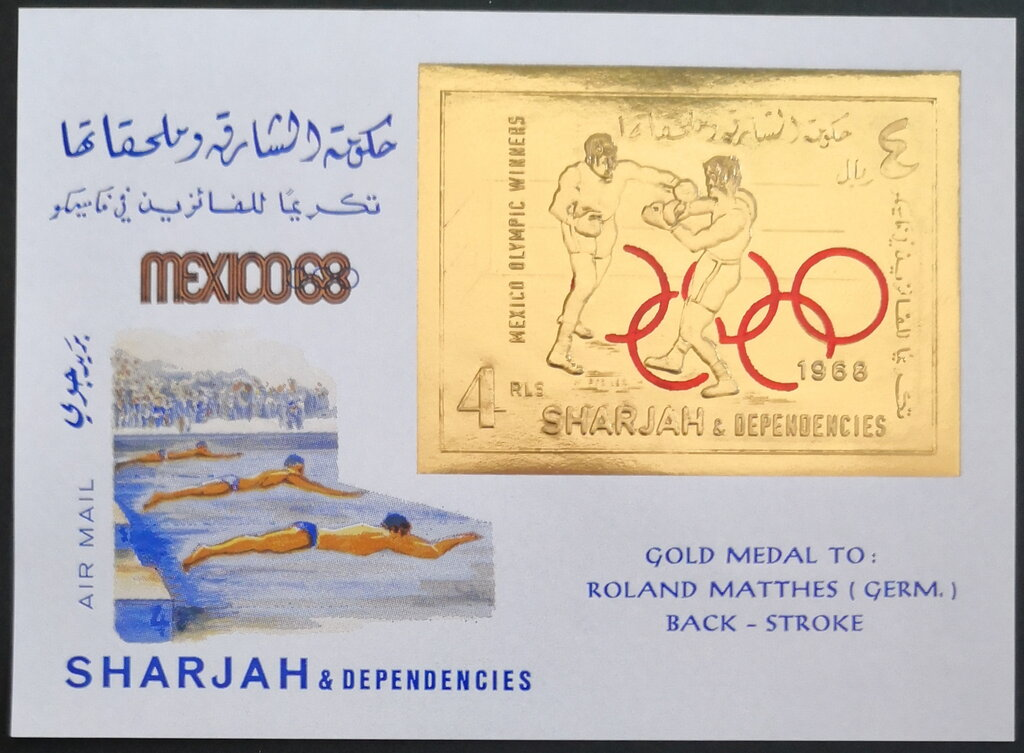

وكذلك بطاقات تكريم أبطال سباقات القوارب:

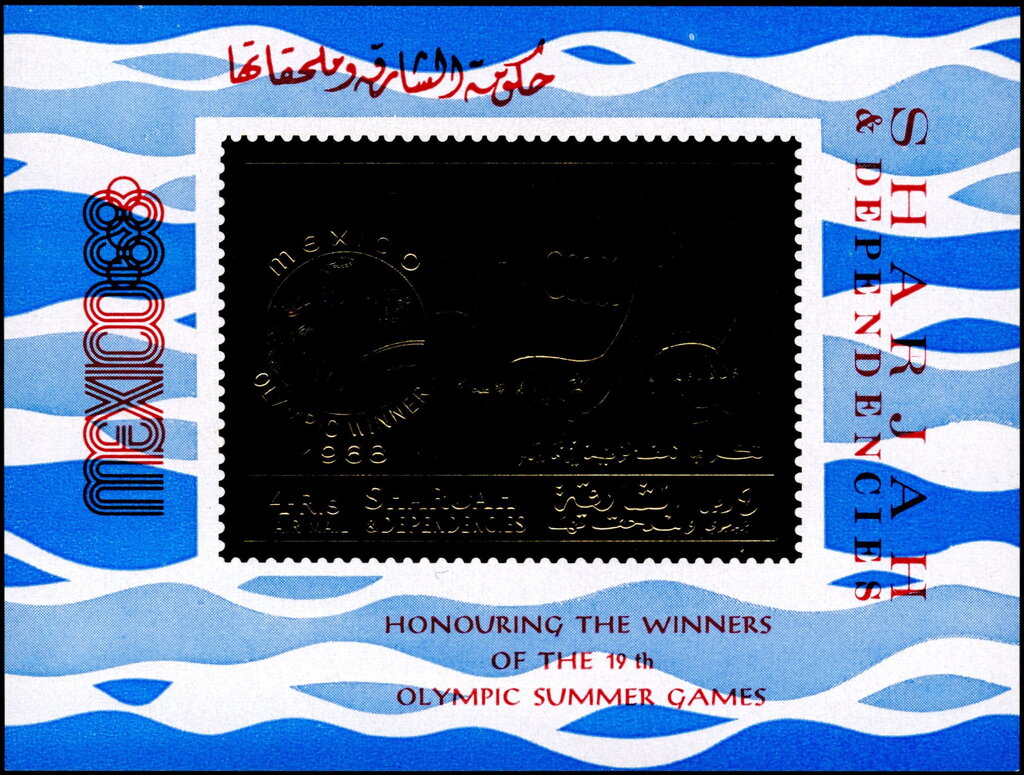
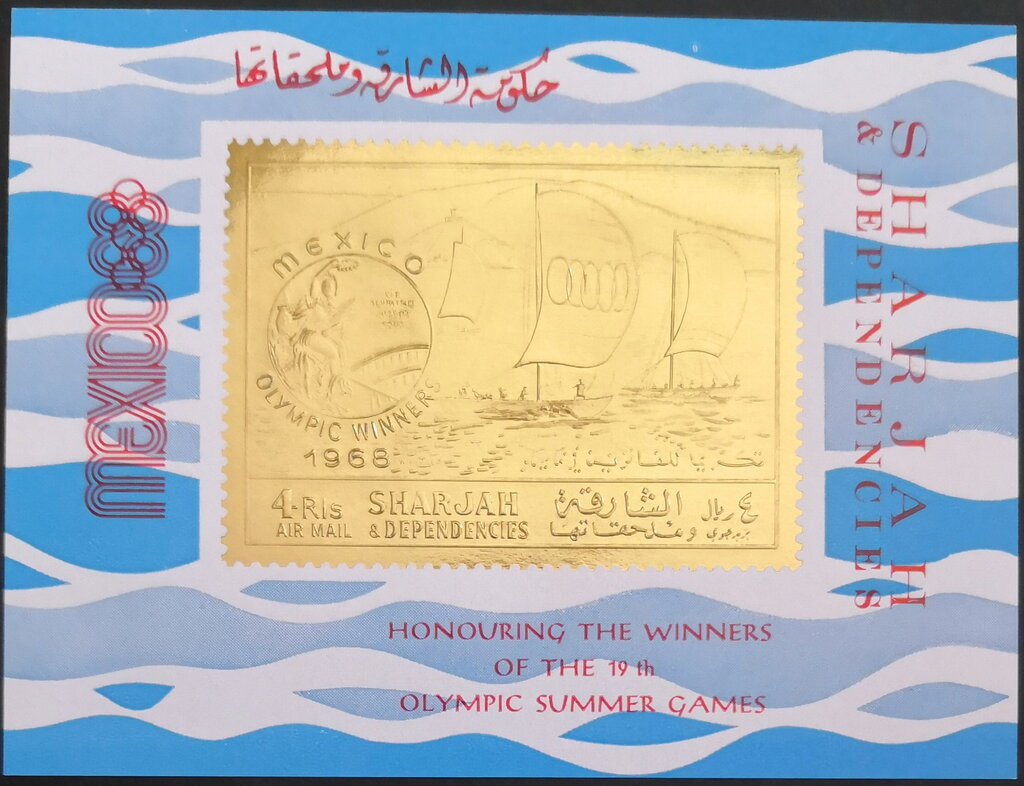

- بطاقات جورج فريدريكس[الإنجليزية]:

- بطاقات لويل نورث:

- بطاقات رودني باتيسون[الإنجليزية] وإيان ماكدونالد سميث[الإنجليزية]:

- بطاقات أولف سوندلين[الإنجليزية]:

- بطاقات فالنتين مانكين:

## إصدار الطوابع والبطاقات المذهبية لأبطال دورة الألعاب الأولمبية الشتوية في غرونوبل، فرنسا
في سنة 1968، وحيث أن التاريخ غير مؤكد، أصدرت طوابع وبطاقات ذهبية اللون ذات تصميم مشابه إلى الطابع بقيمة 4 دراهم ضمن إصدارات دورة الألعاب الأولمبية الشتوية الصادر في 16 يناير من ذات العام.
الطوابع التالية بقيمة ريال واحد:

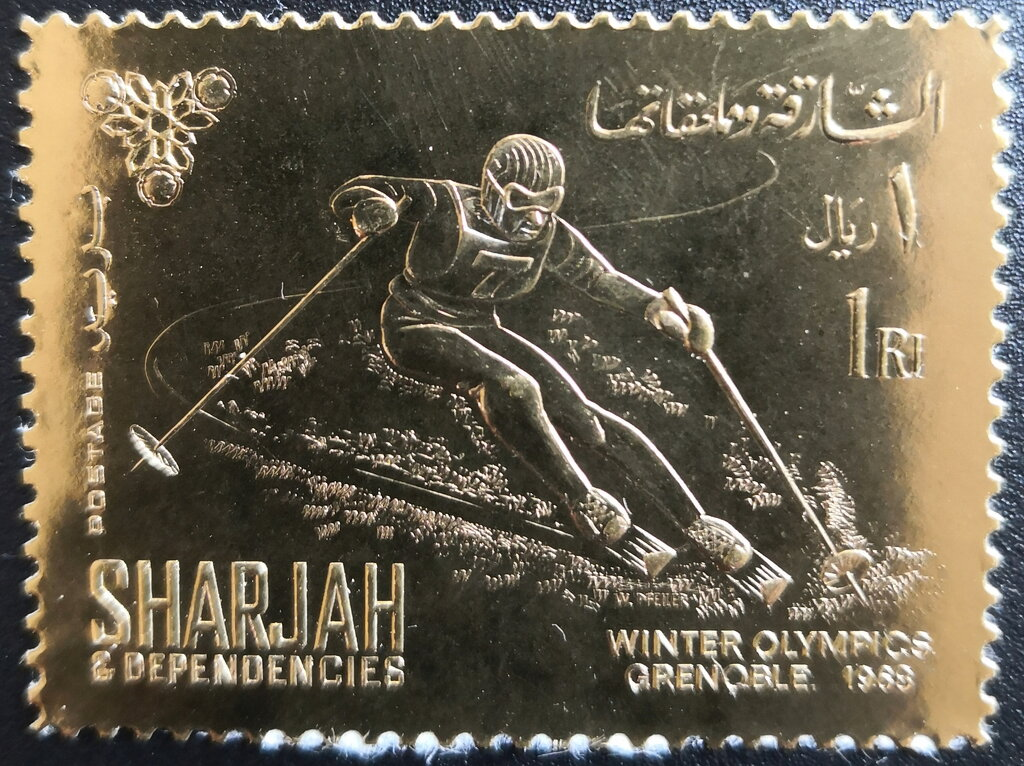
طابع ذهبي مخرم
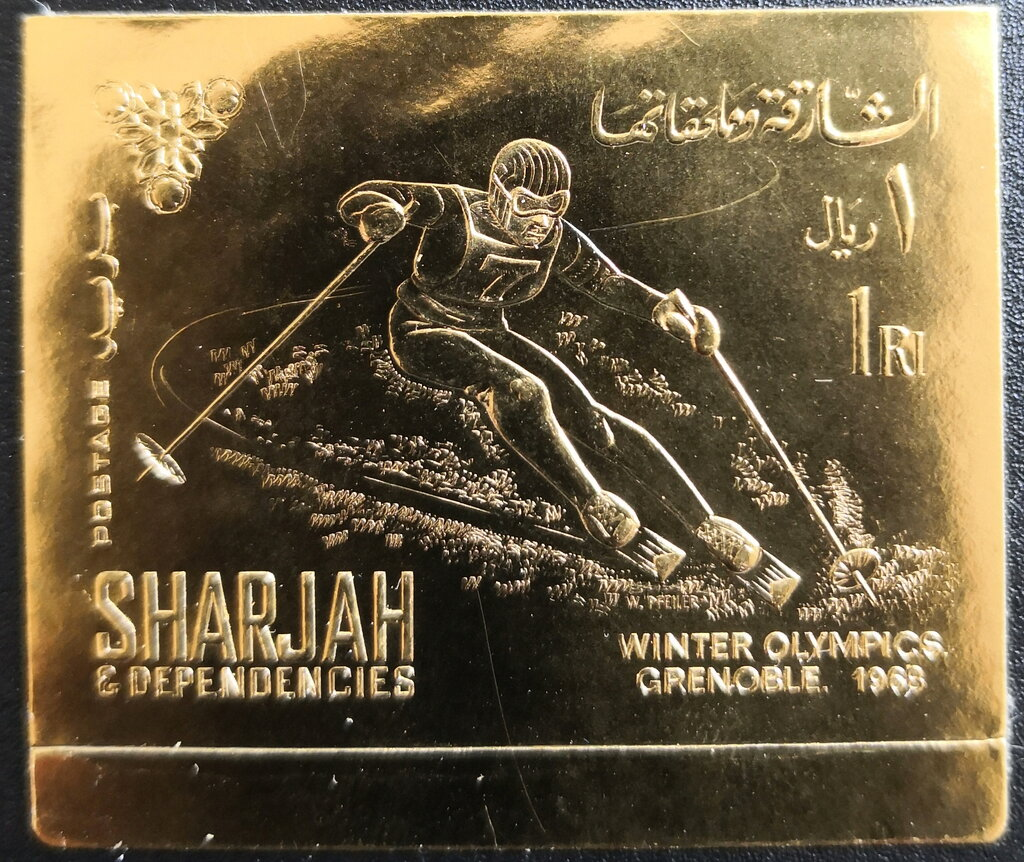
طابع ذهبي غير مخرم
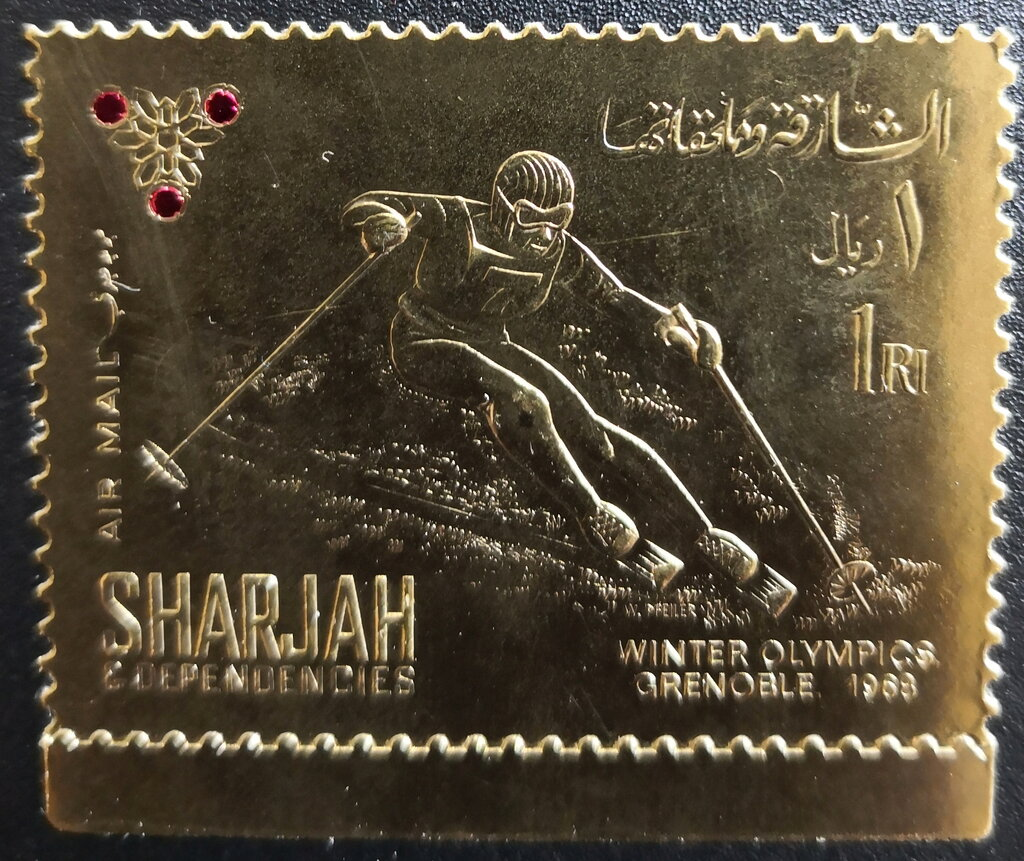
طابع ذهبي مخرم مع إضافة لون أحمر في الشعار
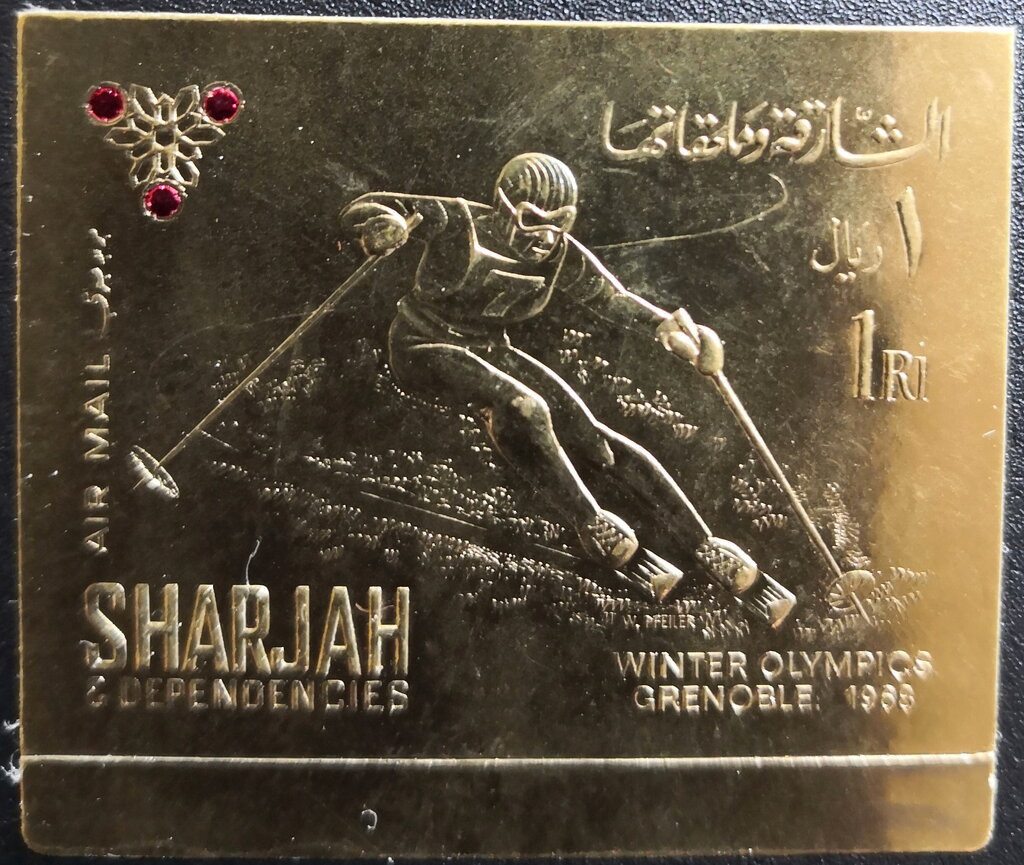
طابع ذهبي غير مخرم مع إضافة لون أحمر في الشعار

البطاقات التالية وقيمتها ريال واحد فيها إشارة إلى أحد أبطال الدورة الأولمبية الشتوية، وهي ليست مخرمة لكن حدود صورة الطابع فيها محاكاة للتخريم:

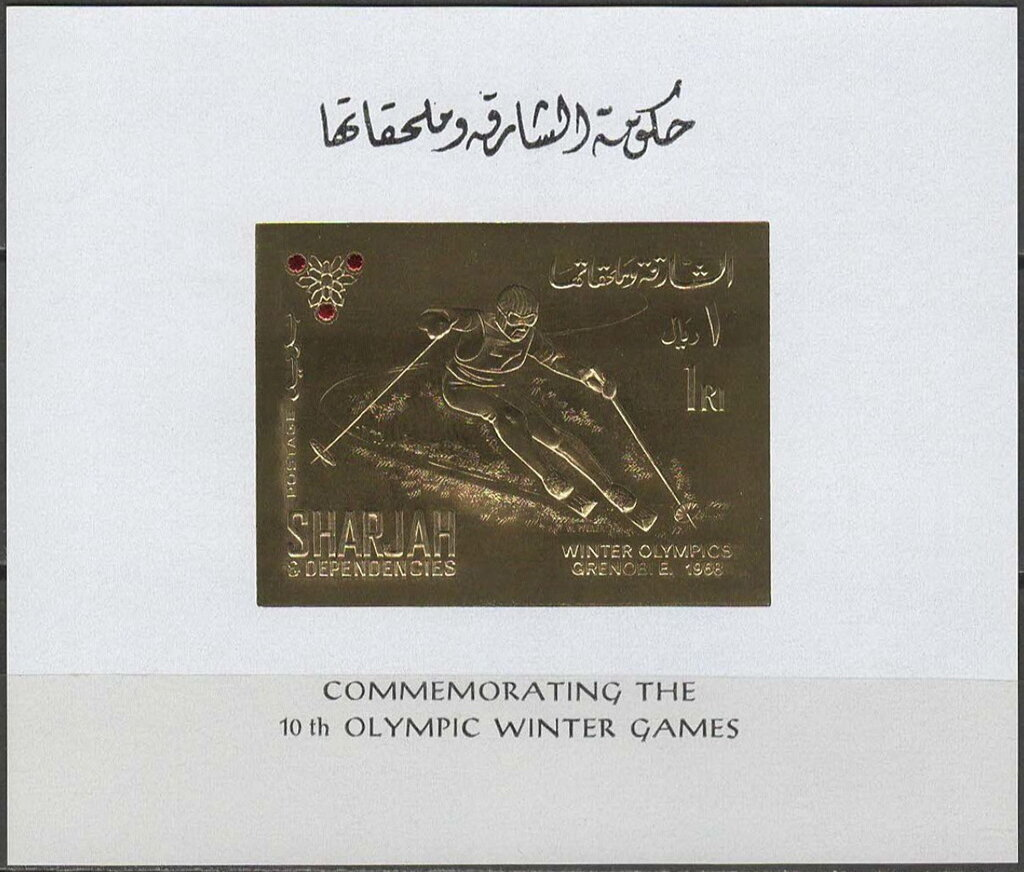
طابع تذكاري للأبطال
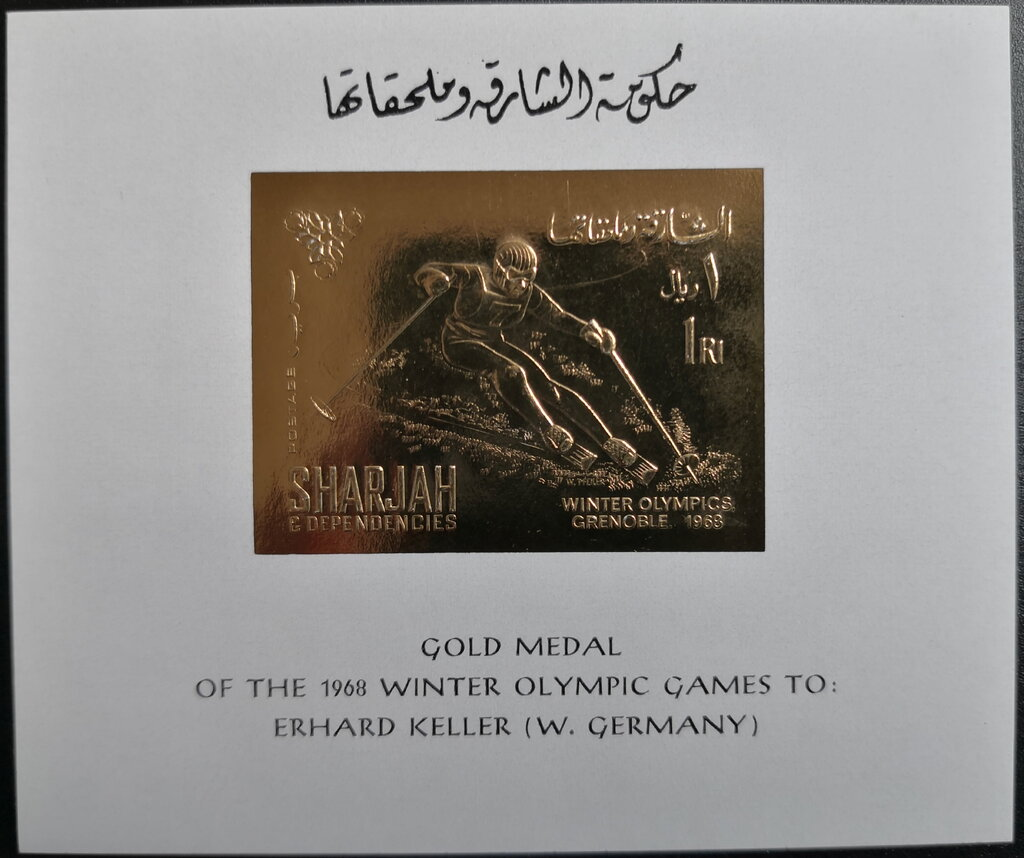
إرهارد كلر ألمانيا الغربية
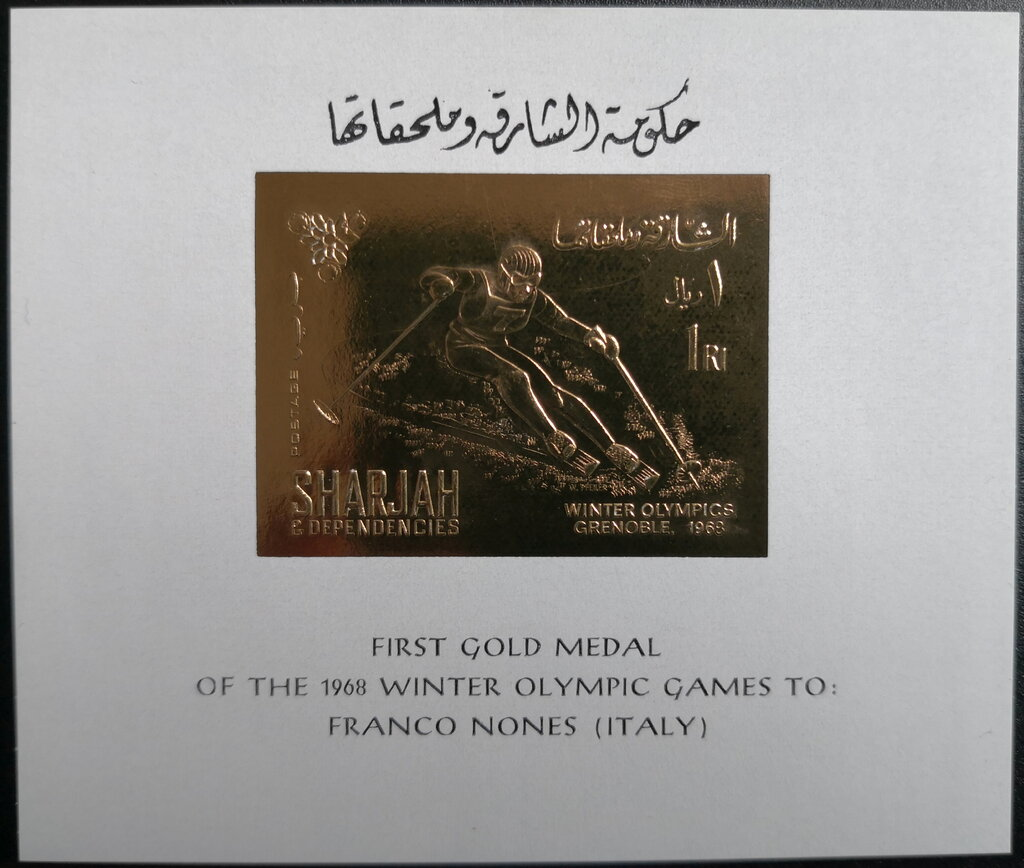
فرانكو نونيس[الإنجليزية] إيطاليا
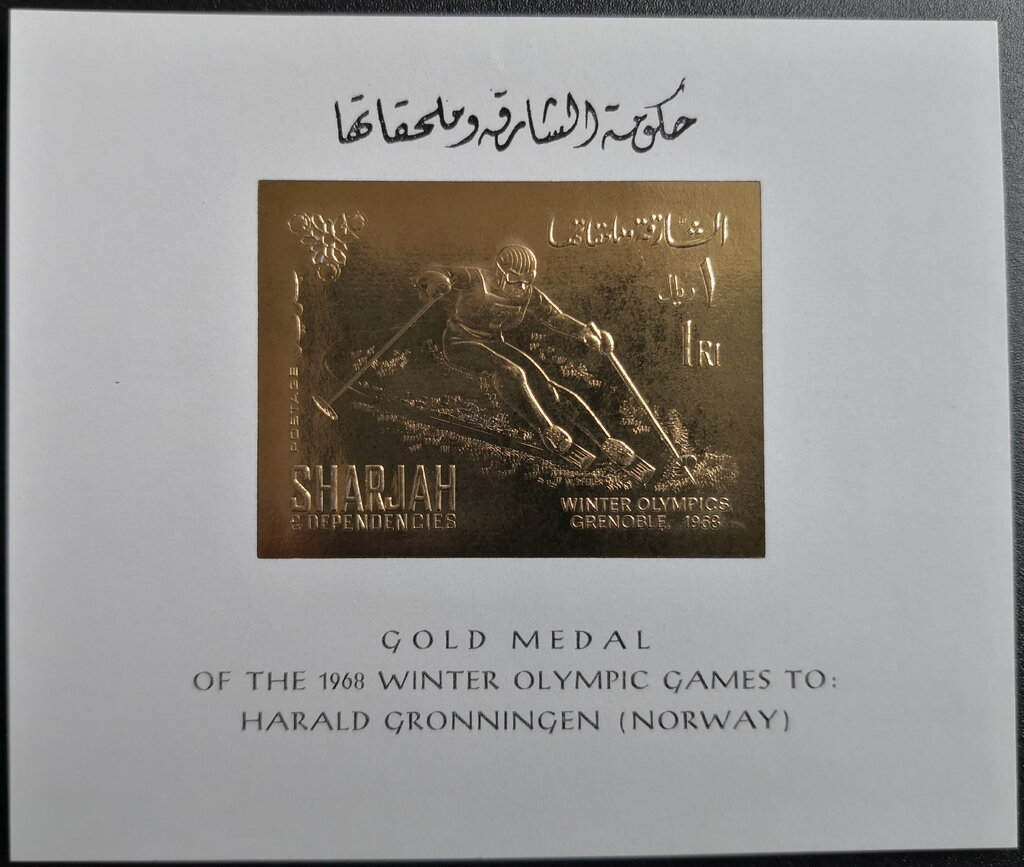
هارالد غرونينجن[الإنجليزية] النرويج
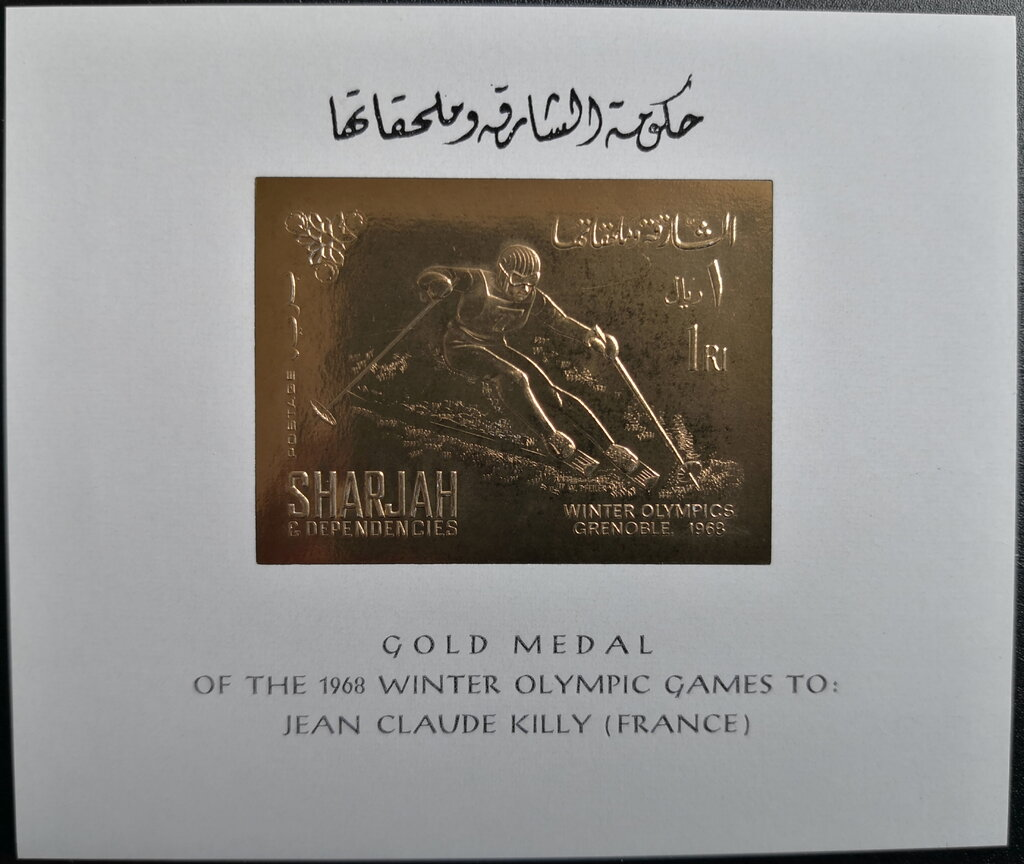
جان كلود كيلي فرنسا
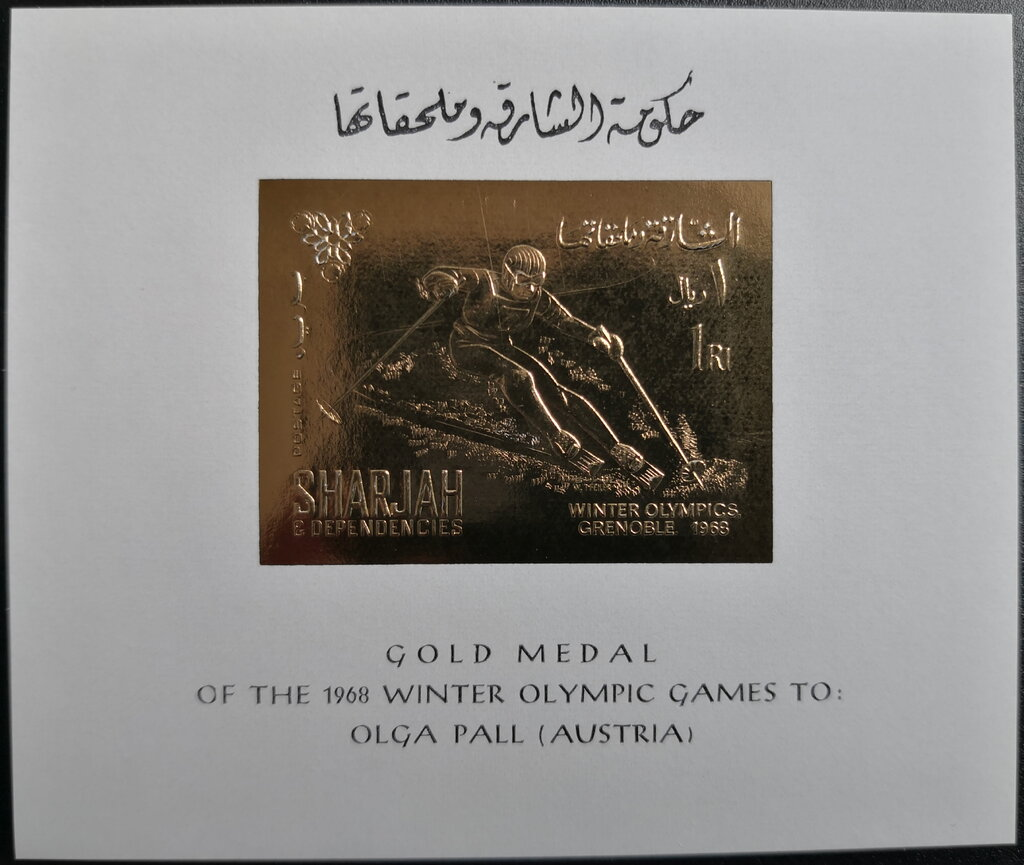
أولغا بال[الإنجليزية] النمسا
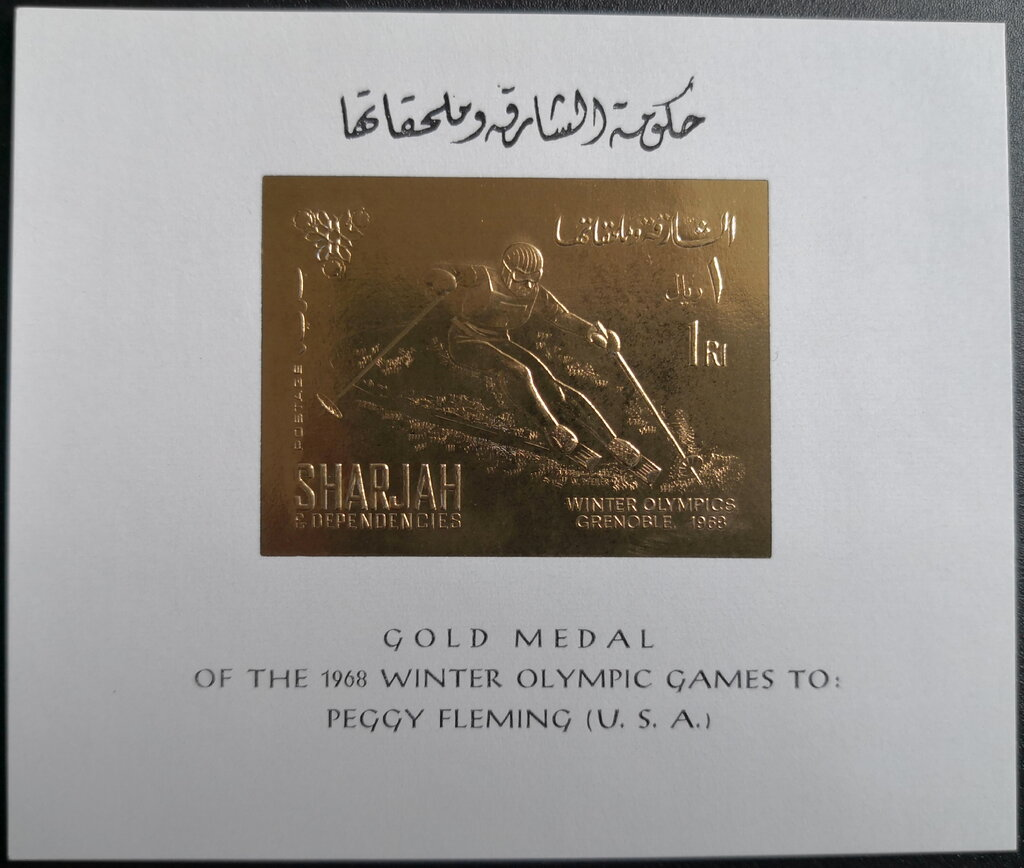
بيجي فليمنج الولايات المتحدة

ذات البطاقات وبذات القيمة، لكن حدود صورة الطابع لا توجد فيها محاكاة للتخريم:

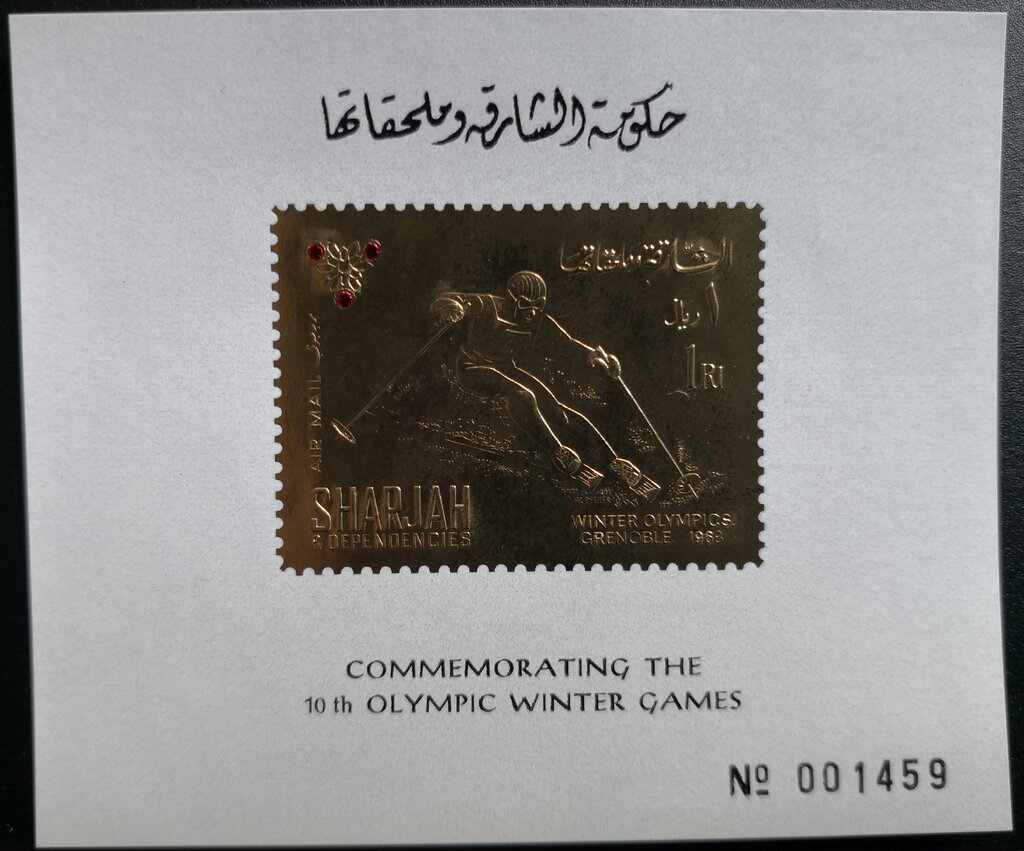
طابع تذكاري للأبطال
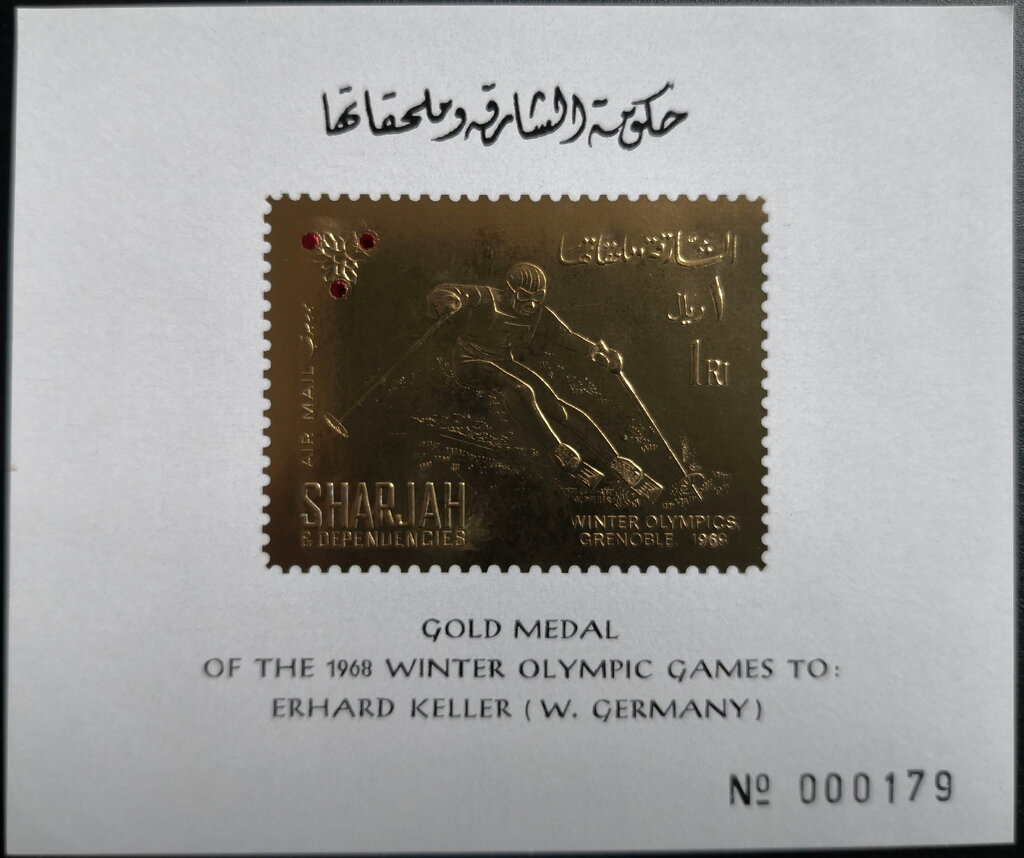
إرهارد كلر ألمانيا الغربية
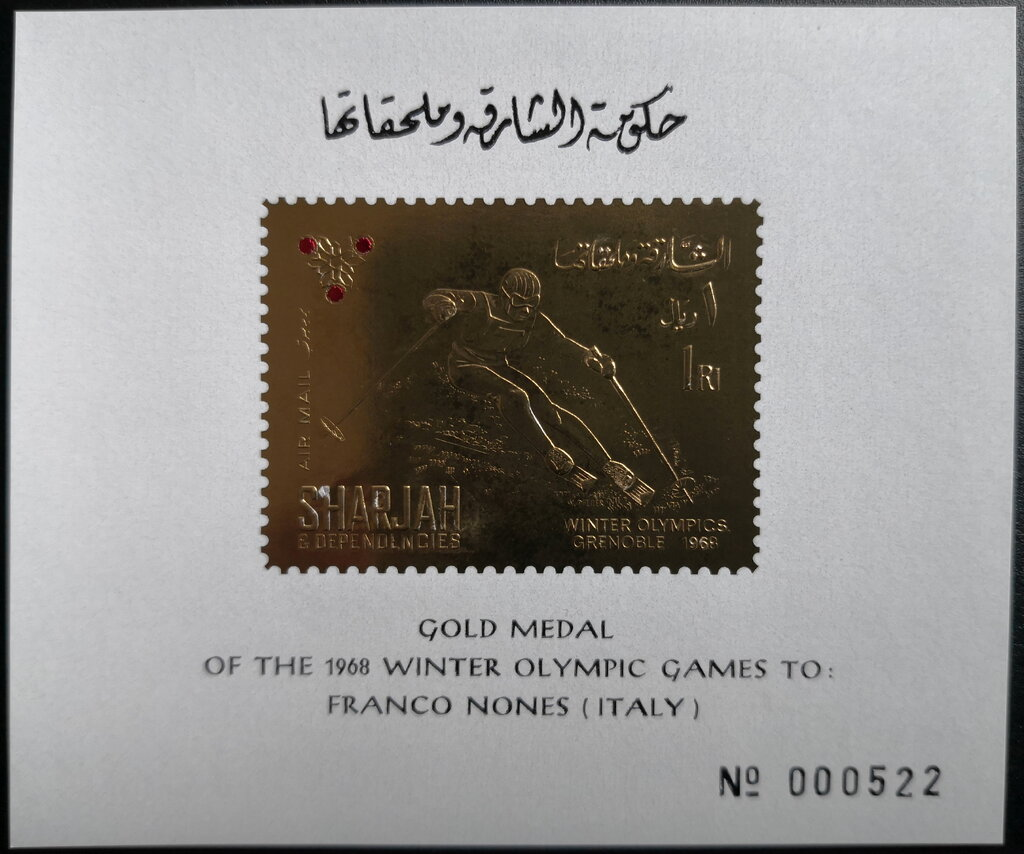
فرانكو نونيس[الإنجليزية] إيطاليا
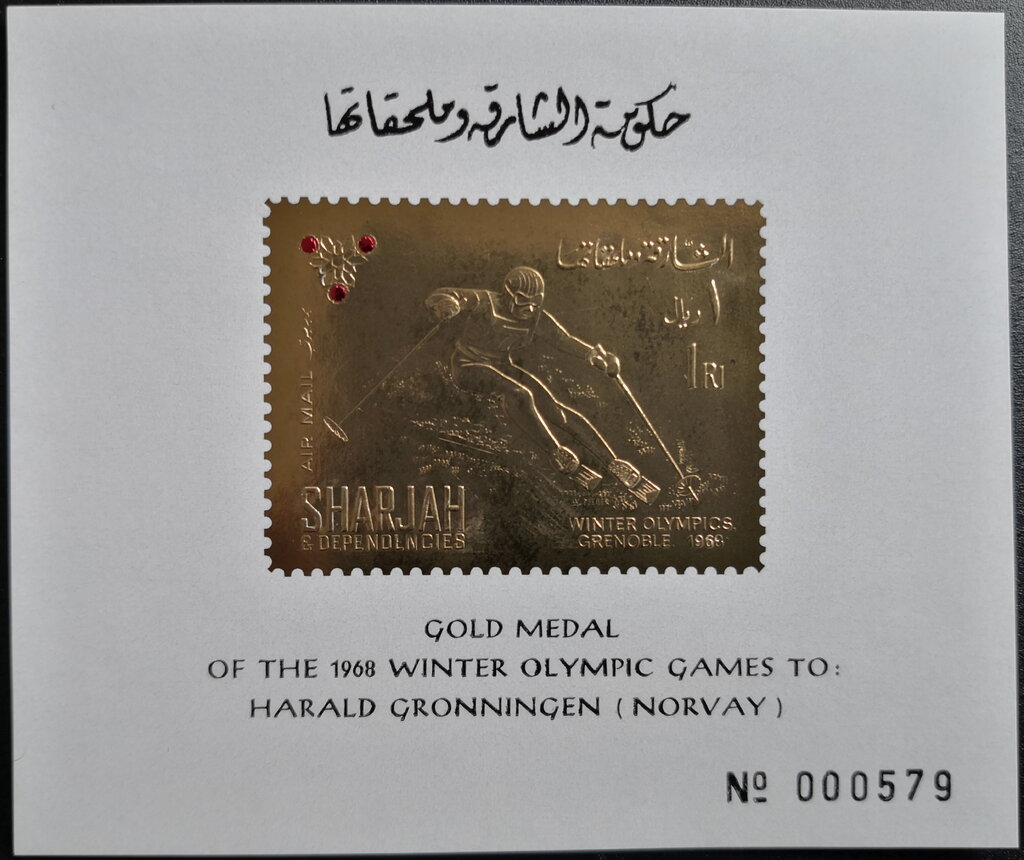
هارالد غرونينجن[الإنجليزية] النرويج
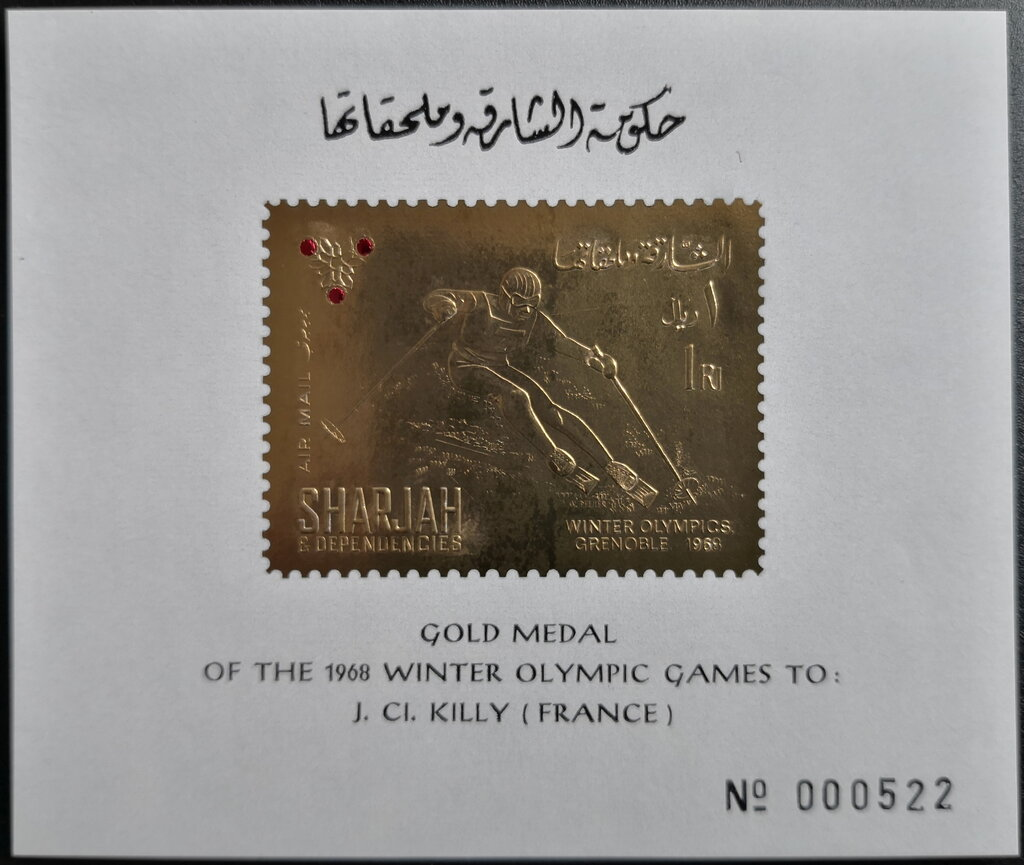
جان كلود كيلي فرنسا
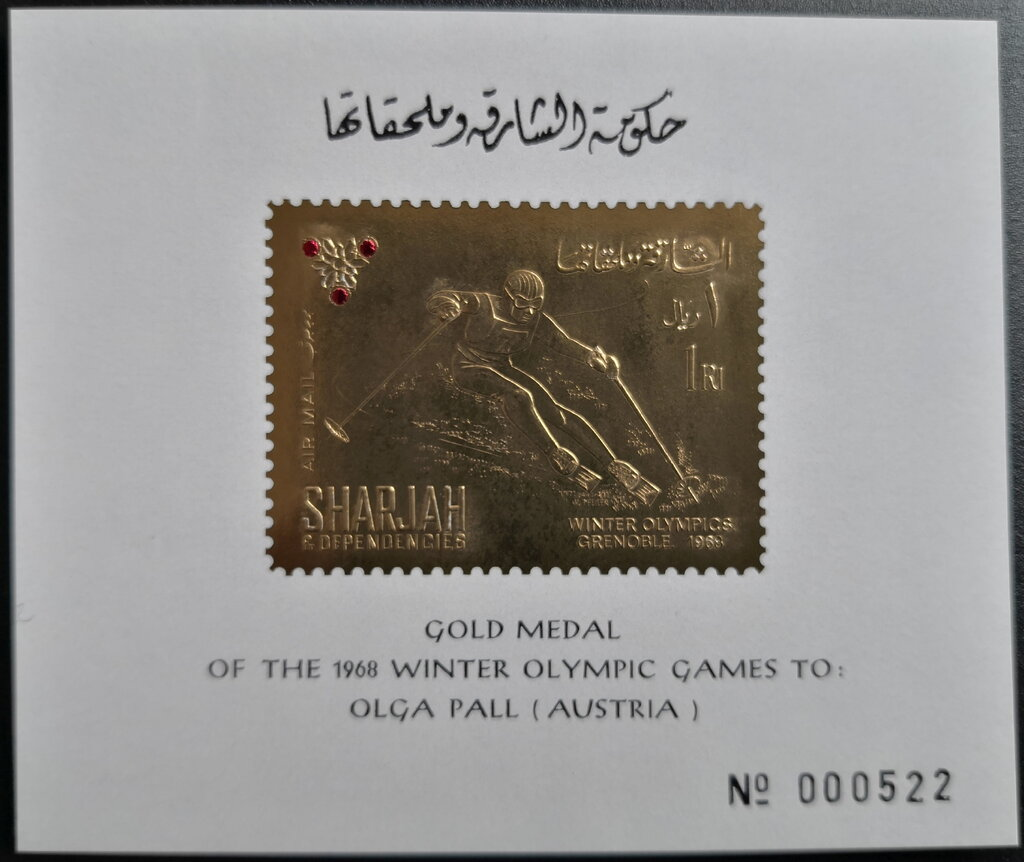
أولغا بال[الإنجليزية] النمسا
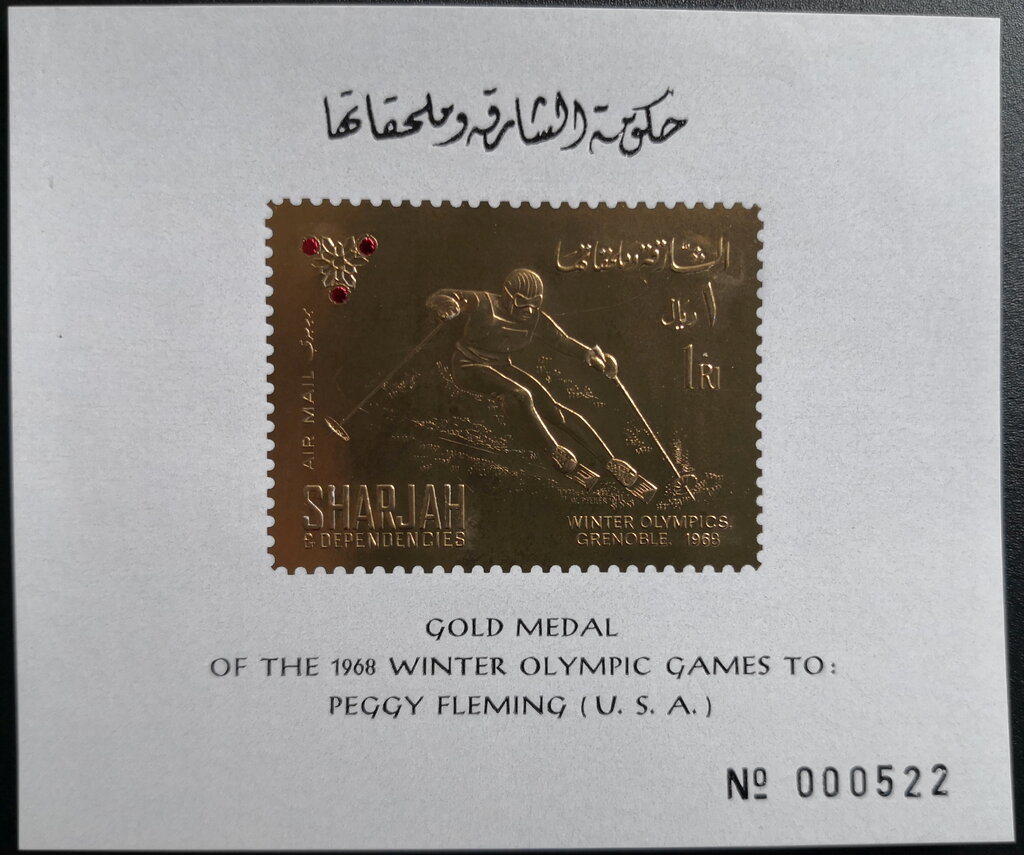
بيجي فليمنج الولايات المتحدة